# 第二次世界大戦
第二次世界大戦（だいにじせかいたいせん、英: World War II、略称：第二次大戦、WWII）は、1939年（昭和14年）9月1日から1945年（昭和20年）8月15日（または9月2日）まで約6年にわたって続いたドイツ・イタリア・日本などの日独伊三国同盟を中心とする枢軸国陣営と、イギリス・フランス・中華民国・アメリカ・ソビエト連邦などを中心とする連合国陣営との間で戦われた戦争である。最終的に連合国陣営の勝利に終わったが、第一次世界大戦以来の世界大戦となり、人類史上最大の死傷者を生んだ。
1939年9月1日に始まったドイツ軍によるポーランド侵攻が発端であり、同月のイギリスとフランスによるドイツへの宣戦布告により、ヨーロッパ戦線が始まった。1941年6月にはドイツがソビエト連邦に侵攻したことで独ソ戦が始まり、戦線はさらに拡大された。
その後、日本が1941年12月8日にイギリス領マレー半島への侵攻を開始し、さらにハワイのアメリカ軍基地を空襲（真珠湾攻撃）したことでアジア・太平洋戦争が始まった。同月には日本の同盟国ドイツとイタリアもアメリカに対する宣戦布告を行い、戦線は全世界へと拡大された。
戦争当初は枢軸国軍が優勢を保ったが、1942年中盤にはヨーロッパ戦線で、1943年中盤にはアジア太平洋戦線で連合国軍が反攻に転じ、1945年5月にドイツが無条件降伏、8月9日のソ連対日参戦後に日本がポツダム宣言の受諾を決め、8月15日に戦闘停止、9月2日に降伏文書に調印したことで終結した。
なお、核兵器が使用された史上唯一の戦争であり、1945年8月6日には原子爆弾のリトルボーイが広島に、9日にはファットマンが長崎に投下されている。

## 参戦した国
枢軸国とは1940年に成立した三国同盟に加入した国と、それらと同盟関係にあった国を指す。一方、連合国とは枢軸国の攻撃を受けた国、そして1942年に成立した連合国共同宣言に署名した国を指す。また、日本と中華民国のように、第二次世界大戦前より戦争状態（1937年に始まった日中戦争。これにはアメリカも義勇軍という形で事実上参戦していた）を継続している国もあった。
全ての連合国と枢軸国が常に戦争状態にあったわけではなく、一部の相手には戦地が遠いことなどを理由に宣戦を行わないこともあった。しかし1943年にイタリアが降伏し、大戦末期の1945年5月のドイツの降伏後には、中立国と占領地を除いた国家の大部分が連合国側に立って参戦した。終戦まで中立であった国は少数であったが、スイスやサンマリノのように戦争の被害を受けた国や、スペインやポルトガルのように中立でありながら一方の陣営に協力を行う国もあった。
枢軸国の中核となったのはドイツ、日本、イタリアの3か国で、連合国の中核となったのはアメリカ合衆国、イギリス、フランス、ソビエト連邦、中華民国の5か国である。また、フランスやオランダなどのように本国が降伏した後、亡命政府が一部の植民地とともに連合国として戦った例もある。またイタリア王国などのように、連合国に降伏した後、枢軸国陣営に対して戦争を行った旧枢軸国も存在するがこれらは共同参戦国と呼ばれ、連合国の一員とは見なされなかった。
枢軸国の主な参戦理由は、国により異なる。ハンガリー王国は第一次世界大戦で領土の2/3を失っていたため、奪還すべく参戦した。ブルガリアも領土の奪還のため参戦した。両国はルーマニアに干渉を行い領土を広げた。ルーマニア国民は激怒しルーマニアも参戦した。ユーゴスラビアも参戦したが、クーデターにより中立国に戻り、ドイツに侵攻される（ユーゴスラビア侵攻）。フィンランドはソビエト連邦との冬戦争で割譲したカレリアの奪還を目指し参戦した。多くの国はフィンランドを枢軸国としているうえ、国際連合の敵国条項に含まれるが、フィンランド政府は認めていない。

## 戦域

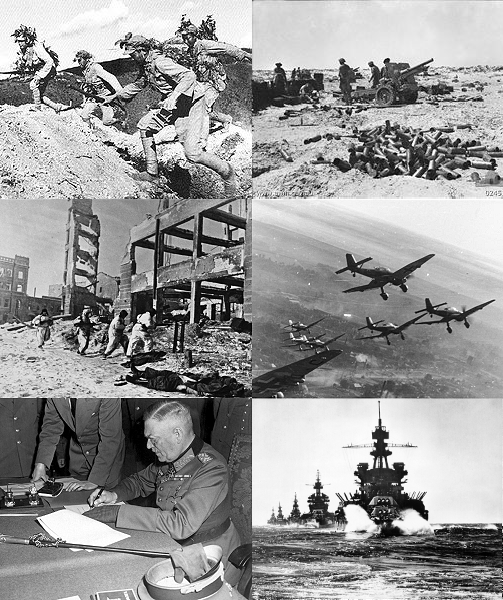
左上から時計回りに万家嶺の戦いでの中華民国軍、エル・アラメインの戦いでのオーストラリア軍、独ソ戦でのドイツ空軍の爆撃機、フィリピンの戦いでのアメリカ海軍の艦隊、連合国軍に降伏するドイツのヴィルヘルム・カイテル司令官、スターリングラード攻防戦で荒廃した街と赤軍の兵士たち。

第二次世界大戦の戦域は、ヨーロッパ・北アフリカ・西アジアの一帯（欧州戦線）と、東アジア・東南アジアと太平洋・北アメリカ・オセアニア・インド洋・東南アフリカ全域の一帯（太平洋戦線）に大別される。
欧州戦線ではドイツ、イタリアなどを中心にイギリス、フランス、ソ連、アメリカなどとの戦いが、太平洋戦線では日本などを中心にイギリス、アメリカ、中華民国、オランダ、オーストラリア、ニュージーランドなどとの戦いが繰り広げられた。
欧州戦線はドイツやイタリアを中心とした枢軸国とイギリス、フランス、オランダ、ベルギー、カナダ、アメリカ、ブラジルなどが戦った西部戦線および北アフリカ戦線、東南アフリカ戦線、南アメリカ戦線と、同じくドイツやイタリアを中心とした枢軸国とソ連が戦った東部戦線（独ソ戦）に分けられる。なお欧州と東南アフリカ戦線では、派遣された少数の日本軍も戦った。
太平洋戦線は連合国により太平洋戦争と呼称され（日本側の呼称は「大東亜戦争」）、日本とイギリス、オーストラリア、アメリカ、ニュージーランドなどが太平洋の島々とアラスカやハワイ、アメリカ本土やアリューシャン列島を含むアメリカやその領土のフィリピン、カナダなどで戦った太平洋戦域、オランダ領東インドやイギリス領マラヤ、フランス領インドシナなどで日本とタイ王国がオランダ、イギリス、アメリカ、フランスなどが戦った南西太平洋戦域、イギリス領ビルマやイギリス領インド帝国、イギリス領セイロンやフランス領インドシナで日本とドイツがイギリスやオーストラリア、ニュージーランドなどと戦った東南アジア戦域。日本とドイツがイギリスやフランスと戦った東南アフリカ戦線。中国大陸などで日本や満洲国が中華民国とアメリカ、イギリス、ソ連などと戦った日中戦争に分けられる。なお中国と東南アジア戦線では、派遣された少数のドイツやイタリア軍も戦った。
しかし、これら以外に中東や南米、中米、カリブ海、オーストラリアなどでも枢軸国と連合軍の戦闘が行われ、文字通り世界的規模の戦争であった。戦争は完全な総力戦となり、主要参戦国では戦争遂行のため人的、物的資源の全面的な動員、投入が行われた。当時の独立国のほとんどである世界61か国が参戦し、総計で約1億1000万人が軍隊に動員され、主要参戦国の戦費は総額1兆3,013億ドルを超える膨大な額に達した。アメリカに限れば、第二次世界大戦の戦費は2,960億ドルであったが、これを2008年で換算すると4兆1,140億ドルにも及ぶ。

## 経過（全世界における大局）

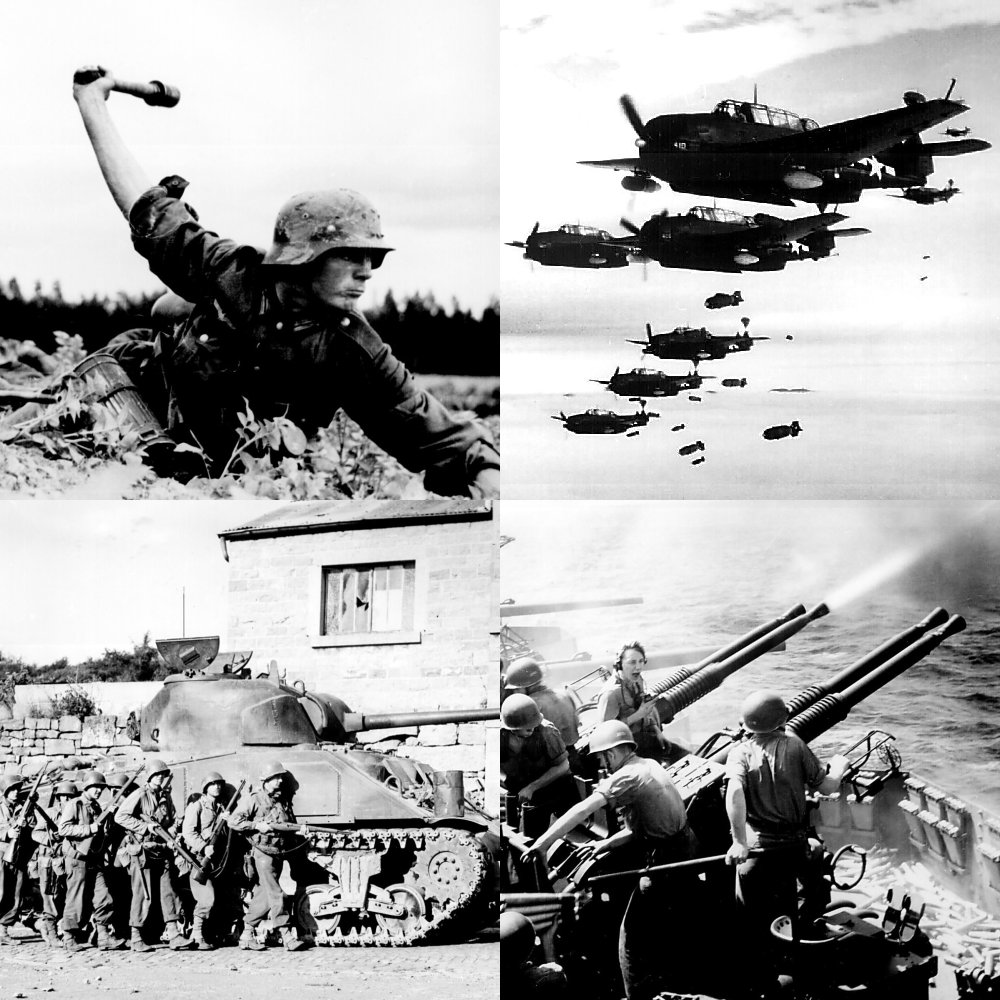
左上から時計回りに東部戦線でのドイツ陸軍歩兵、太平洋戦線でのTBF、特攻機に高射機関砲を射撃するアメリカ海軍空母「ホーネット」、ベルギーに進撃したアメリカ陸軍M4中戦車

1939年9月1日早朝 (CEST)、ドイツ国とスロバキア共和国がポーランドへ侵攻。9月3日、イギリス・フランスがドイツに宣戦布告した。9月17日にはソ連軍も東から侵攻し、ポーランドは独ソ両国に分割・占領された。その後、西部戦線では散発的戦闘のみで膠着状態となる（まやかし戦争）。一方、ソ連はドイツの伸長に対する防御やバルト三国およびフィンランドへの領土的野心から、11月30日よりフィンランドへ侵攻した（冬戦争）。ソ連はこの侵略行為を非難され、国際連盟から除名された。
1940年3月に、ソ連はフィンランドにカレリア地峡などを割譲させた。さらに1940年8月にはバルト三国を併合した。1940年春、ドイツはデンマーク、ノルウェー、ベネルクス三国、フランスなどを次々と攻略し、ダンケルクの戦いで連合軍をヨーロッパ大陸から駆逐した。さらにイギリス本土上陸を狙った空襲も行ったが、大損害を被り（バトル・オブ・ブリテン）、その結果9月にヒトラーはイギリス上陸作戦（アシカ作戦)を無期延期とし、ソ連攻略を考え始める。その9月下旬、ドイツはイタリア、そして1937年より日中戦争を戦う日本と日独伊三国軍事同盟を締結した。しかしまだ日本はイギリスなどへは宣戦布告しなかった。
5月10日から6月にかけて、ドイツ軍とイタリア軍が西ヨーロッパへ侵攻を開始し、6月14日、ドイツ軍はパリを占領、フランスを降伏させた。この日、ルーズヴェルト大統領は米国内のドイツとイタリア両国の金融資産の即時凍結を命令した。その総額は60億ドルを超え、在米のドイツ人36万人、イタリア人66万人、ポーランド人43万人の経済活動も制限された。アメリカ合衆国はこのことで枢軸関連国18か国の資産の完全に凍結し、その他関連国の金融資産も条件を設けて管理した。ただ、このときの資金凍結令は、日本、イギリス、中国、中南米諸国には適用されなかった。
1941年にドイツ軍はユーゴスラビア王国やギリシャ王国などバルカン半島、エーゲ海島嶼部に相次いで侵攻した。6月にドイツはソ連への侵攻を開始し、ついに第二戦線が開いた（独ソ戦）。これによりドイツによる戦いは東方にも広がったため、戦争はより激しく凄惨な様相となった。日中戦争で4年間戦い続けていた日本は、12月8日午前1時（日本時間）にイギリスのマレー半島を攻撃し（マレー作戦）、ここに太平洋アジア戦線が始まる。日本軍は続いて午前5時（同）、アメリカのハワイを奇襲してアメリカ太平洋艦隊に大損害を与える（真珠湾攻撃）。ここに日本がイギリスとアメリカ、オランダなどの連合国に開戦し、11日にドイツやイタリアもアメリカに宣戦布告し戦争は世界に広がり、世界大戦となる。日本軍は12月中に早くもイギリスの植民地の香港やアメリカのグアム、ウェーク島などを瞬く間に占領し、アメリカ西海岸沿岸を砲撃し、またアメリカやカナダ本土沖で通商破壊戦を開始した。
しかし破竹の勢いであったドイツ軍には陰りが見え始めており、1941年末からのモスクワの戦いで敗北し、東部戦線の主導権をソ連に奪われると、1942年夏季にはブラウ作戦でソ連南部への再攻勢を開始したが、8月23日から開始されたスターリングラード攻防戦でその勢いは完全に失われた。1943年2月まで続けられたこの戦いでドイツ軍は歴史的惨敗を喫し、戦局は完全に転回した。また、北アフリカ戦線でもエル・アラメインの戦いで惨敗、これ以降はドイツ軍は攻勢を維持できなくなる。
太平洋戦線では日本が、イギリス帝国の植民地のマレー半島と東洋最大の拠点シンガポールやビルマ、オランダ領東インド、アメリカの植民地のフィリピンを占領、戦争目的であった南方資源地帯をほぼ確保し、また昨年末以降アメリカ本土やカナダ本土に対して砲撃や通商破壊戦を続けた。さらに、日本海軍は版図を広げ、インド洋からイギリス海軍を駆逐するとともに、珊瑚海海戦で戦術的勝利を収めながらオーストラリアの主要都市のシドニーまで攻撃するが、ニューギニアのポートモレスビー攻略には失敗した。それでも日本軍は攻勢を維持し、インド洋の覇権を保ちつつ6月にアフリカ東海岸のマダガスカルまで戦線を広げイギリス軍を放逐し、北太平洋でもアラスカのダッチハーバーを空襲、アメリカ領土であるアリューシャン列島アッツ島を占領、またオーストラリア北部ダーウィン周辺への空爆を繰り返し行った。しかし、敗北続きに焦燥感を募らせていたフランクリン・ルーズベルト大統領の命令により、帝都東京にドーリットル空襲が行われると、面目を失った日本軍は、真珠湾で撃ち漏らしたアメリカ海軍空母部隊を殲滅すべく、太平洋上のアメリカ軍基地ミッドウェー島に侵攻し、ミッドウェー海戦が戦われたが、逆に空母4隻を失って惨敗し、戦争の主導権を失うことになる。8月に入ると、連合軍は太平洋戦域の反撃第一弾として「ウォッチタワー作戦」を発動し、ガダルカナル島を含むソロモン諸島の各島に侵攻、年末までガダルカナルの戦いが繰り広げられ、日本軍は手痛い敗北を喫した。
1943年に入ると、ヨーロッパ戦線における枢軸国の劣勢はより鮮明となり、2月にスターリングラード攻防戦が決着しドイツ軍が甚大な損害を被ると、5月には北アフリカ戦線でドイツ軍、イタリア軍が壊滅し、北アフリカは連合軍の手に落ちた。北アフリカを席巻した連合軍はハスキー作戦でシチリア島に上陸、ここでもドイツ軍とイタリア軍は敗れ、イタリア本土の目と鼻の先のシチリア島を失ったベニート・ムッソリーニは権威を失墜して失脚、後継政権が連合軍に無条件降伏するが、ドイツ軍は幽閉されていたムッソリーニを救出して、ドイツの傀儡政権であるイタリア社会共和国（サロ政権）を樹立。この後、連合軍側のイタリア王国とドイツ軍側のイタリア社会共和国間で内戦状態となる。海上における戦いでも、イギリスを苦しめていたUボートとの大西洋の戦いも、技術革新とアメリカ軍の介入でUボートは次第に鎮圧されて、大西洋海路の安全は確保された。
太平洋では枢軸国と連合軍が一進一退の攻防を繰り広げていた。日本軍はガダルカナル島は失ったものの、レンネル島沖海戦で勝利を収めたほか、オーストラリア本土爆撃を繰り返し行ったが、国力を無視し大きく広げた戦線は各地で破綻を見せ始める。南太平洋とニューギニアを進むダグラス・マッカーサー大将率いる連合国南西太平洋軍（SWPA）はニューギニアを海岸沿いに進み、ソロモン諸島も次々に攻略すると、日本軍の南太平洋最大拠点ラバウルの周囲を封鎖して、無力化させてしまった。日本軍も8月の第一次ベララベラ海戦と10月の第二次ベララベラ海戦、コロンバンガラ島沖海戦に勝利したが、チェスター・ニミッツ提督率いる連合国太平洋軍（POA）も、日本軍に奪われたアリューシャン列島のアッツ島を奪還すると、大きな損害を被りつつもギルバート諸島を攻略し、日本軍は撤退を進めた。ただし、英領インドからビルマ奪還を狙ったイギリスの反撃は、第一次アキャブ作戦で撃退された。
1944年初頭から、ドイツ軍は東西両方から激しく攻め立てられた。1月下旬、ソ連軍はレニングラードの包囲網を突破し、4月にはクリミア半島、ウクライナ地方のドイツ軍を撃退、6月にバグラチオン作戦が開始され、ソ連軍の圧倒的な物量の前にドイツ中央軍集団は壊滅。ソ連は開戦時の領土をほぼ奪回し、さらにソ連軍はバルト三国、ポーランド、ルーマニアなどに侵攻していった。そして、6月には連合軍がノルマンディー上陸作戦を敢行、そのまま開戦初頭にドイツ軍に席巻された西ヨーロッパを次々と解放していく、ドイツ軍が総崩れとなってあまりの進撃速度に補給が追い付かず進撃が停滞する連合軍に対し、アドルフ・ヒトラーが最後の賭けとしてバルジの戦いで反撃を試みたが、その反撃も撃破され、逆に戦力が抜かれた東部戦線でソ連軍の進撃速度が上がって、いよいよドイツは東西から本土に迫られた。また、前線の兵士のみならず、ドイツ本土の都市は1,000機以上の連合軍爆撃機に空襲され、ハンブルク空襲などで大量のドイツ国民が死傷したり、家を失っていた。
太平洋でも連合軍の進撃速度が上がり、2月にはマーシャル諸島を占領、トラック島空襲で連合艦隊の拠点トラック島を完全に破壊、6月に行われたマリアナ沖海戦で日本海軍が惨敗すると、絶対国防圏の一角サイパン島をアメリカ軍が占領、これで日本本土がアメリカ軍のボーイングB-29爆撃機の戦略爆撃の行動範囲内となる。10月に行われたレイテ沖海戦で日本海軍は大敗北を喫するなど勢いは完全に連合軍に傾いた。その後、日本軍が決戦と意気込んだレイテ島の戦いでも敗北し戦局の悪化に歯止めがかからなくなった。さらには日本本土への空襲も始まった。日本軍が支配していたビルマでもインパール作戦でイギリス軍に日本軍が敗北、ビルマへのイギリス軍の進撃を許すことになった。連合軍の反攻に対し7月に日本陸軍が中華民国軍とアメリカ軍に対して中華民国内で行った大陸打通作戦でかつてない大勝利を収めた。なお、この中華民国の惨敗でアメリカは国民党政府に見切りをつけ、戦後の中華人民共和国の樹立に少なからず影響を及ぼした。
1945年には、ドイツ本土に対する連合軍の空襲が更に激化、ドレスデン爆撃などで大量のドイツ国民が死傷し、国土は瓦礫の山となったが、ヒトラーは国民の辛苦を全く顧みることはなく戦争を継続した。連合軍の地上部隊もドイツ本土へ侵攻、東からソ連、西からイギリスとアメリカがドイツ本土を蹂躙し、4月25日には、エルベ川沿岸でアメリカ軍部隊とソ連軍部隊がついに接触し、ヨーロッパの東西両戦線が連結した。その前の4月16日には首都ベルリンにソ連軍が突入し、大量の市民を抱えたまま凄惨なベルリンの戦いが繰り広げられており、追い込まれた総統アドルフ・ヒトラーは4月30日に自殺、同政権は崩壊しイタリア社会共和国も崩壊、ムッソリーニもパルチザンに惨殺された。5月9日にフレンスブルク政府とドイツ国防軍は無条件降伏し、ヨーロッパにおける戦争は終結した。
太平洋でもルソン島を奪還したアメリカ軍が日本本土に迫り、2月には硫黄島に侵攻、硫黄島の戦いの激戦を制して占領し、日本本土目前まで迫ってきた。マリアナ諸島から出撃するB-29による日本本土空襲も激化、3月10日の東京大空襲では10万人の一般市民が死亡した。4月には日本本土進攻のダウンフォール作戦の前進基地確保のため、アメリカ軍やイギリス軍を主力とする史上空前の連合軍大艦隊が沖縄に来襲、4月には沖縄本島に上陸し沖縄戦が開始された。日本軍は大量の神風特別攻撃隊で連合軍艦隊を攻撃して大損害を与え、地上でも激戦が繰り広げられたが、6月には守備隊が玉砕、多くの沖縄市民が戦闘に巻き込まれ軍民合わせて18万人が犠牲となった。一方でアメリカ軍も死傷者8万人以上と第二次世界大戦最大級の損失を被り、日本本土進攻に躊躇することとなった。沖縄を失いながらも、日本陸軍は本土決戦で敵に大損害を与え有利な講和を結ぶという一撃講和を主張し続けたが、連合国側は、ポツダム宣言で日本に無条件降伏を要求、日本がその要求を黙殺すると、マンハッタン計画で開発した原子爆弾の使用を決定、8月6日に広島市に原子爆弾投下、9日には長崎市への原爆投下が行われた。さらに、8日未明にはヤルタの密約で日ソ中立条約を一方的に破棄して、ソ連が対日宣戦布告し、これが決定打となりようやく10日からの御前会議における昭和天皇の聖断で降伏を決定した。同14日の御前会議でポツダム宣言を正式に受諾。15日に玉音放送で降伏を全国民に伝え、日本軍による戦闘行為は停止された。これに対して連合国は多くの将兵や武器を残した日本への上陸を慎重に進め、降伏から2週間後の30日に連合国軍最高司令官ダグラス・マッカーサー元帥が厚木飛行場に降り立ち、9月2日に降伏文書に日本軍と連合国が調印し、約6年間続いた第二次世界大戦は終結した。

## 背景（欧州・北アフリカ・中東・南アメリカ）

### ヴェルサイユ体制とドイツの賠償金
1919年6月28日、第一次世界大戦のドイツに関する講和条約であるヴェルサイユ条約が締結され、翌年1月10日に同条約が発効、ヴェルサイユ体制が成立した。その結果、ドイツやオーストリアは本国領域の一部を失い、それらは民族自決主義の下で誕生したポーランド、チェコスロバキア、リトアニアなどの領域に組み込まれた。しかしそれらの領土では多数のドイツ系人種が居住し、少数民族の立場に追いやられたドイツ系住民処遇問題は、新たな民族紛争の火種となる可能性を持っていた。

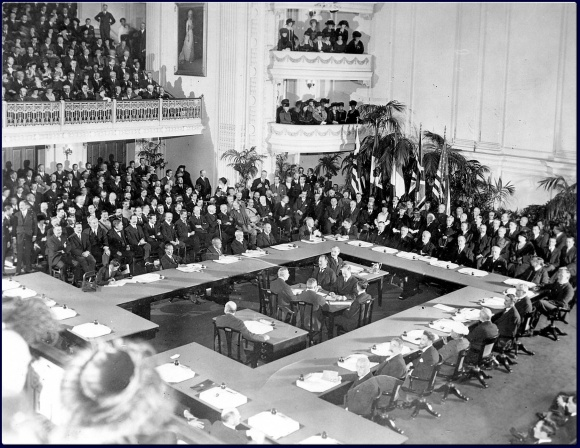
ヴェルサイユ条約の調印

また、南洋諸島や中国、アフリカなどに持っていた海外領土は全て没収され、日本やイギリス、フランスなどの戦勝国によって分割されただけでなく、共和政となったドイツはヴェルサイユ条約により巨額の賠償金が課せられた。さらに、ドイツの輸出製品には26%の関税が課されることとなった。1921年、賠償の総額が1320億金マルクに定められた。

### フランスとベルギーのルール地方占領とハイパーインフレ
1921年、賠償の総額が1320億金マルクに定められた。1922年11月、ヴェルサイユ条約破棄を掲げるクーノ政権が発足すると、1923年1月11日にフランス・ベルギー軍が賠償金支払いの滞りを理由にルール占領を強行。工業地帯・炭鉱を占拠するとともにドイツ帝国銀行が所有する金を没収し、占領地には罰金を科した。これによりハイパーインフレが発生し、軍事力のないドイツ政府はこれにゼネストで対抗したが、クーノ政権は退陣に追い込まれた。その結果、マルク紙幣の価値は戦前の1兆分の1にまで下落、ミュンヘン一揆などの反乱が発生した。

### 国際連盟設立

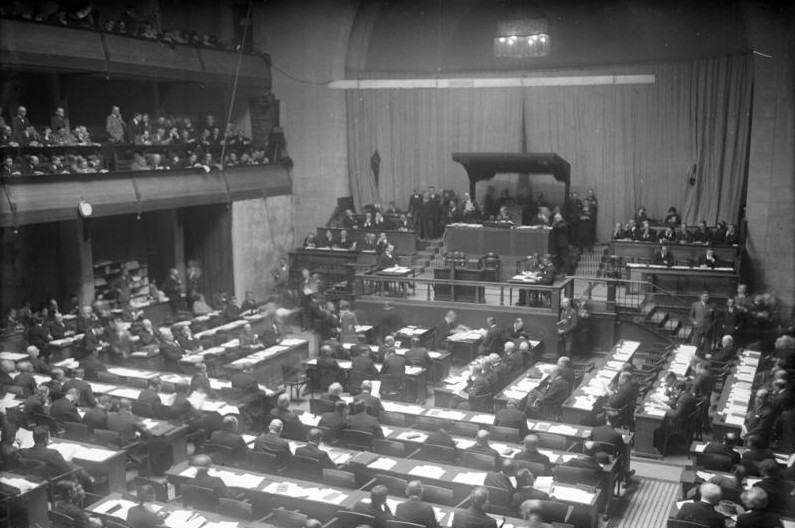
1930年、スイス・ジュネーヴにて開催の国際連盟議会

一方、第一次世界大戦の戦勝国のイギリス、フランス、大日本帝国、イタリア王国といった列強が、常設理事会の常任理事国となり1920年に国際連盟が作られた。講和会議後に締結されたヴェルサイユ条約・サン＝ジェルマン条約・トリアノン条約・ヌイイ条約・セーヴル条約の第1編は国際連盟規約となっており、これらの条約批准によって連盟は成立した。
戦勝国は現状維持を掲げて自ら作り出した戦後の国際秩序を保とうとしたが、戦勝国のアメリカの当初の不参加や、新興国のソビエト連邦や敗戦国のドイツの加盟拒否によってその基盤が当初から十分なものではなく、国際連盟の平和維持能力には初めから大きな限界があった。

### モンロー主義の動揺
ウィリアム・ボーラやヘンリー・カボット・ロッジら米上院議院がヴェルサイユ条約への参加に反対した。戦後秩序維持に最大の期待をかけられたアメリカは、当初国際連盟に拒否するなど伝統的な孤立主義に回帰したが、モンロー主義は終始貫徹されたわけではなかった。すぐにドイツに対する投資を共にしてフランスとの関係が深まった。
そこで1930年5月、アメリカでは対イギリスとの戦争に備え、主にカナダを戦場に想定したレッド計画が作成された。レッド計画は1935年に更新されたが、同年には中立法も制定され、全交戦国に対して武器禁輸となった。1936年2月29日の改正中立法では交戦国への借款も禁止された。1937年5月1日にも改正され、限時法だったものが恒久化し、なおかつ一般物資に関してもアメリカとの通商は現金で取引し、貨物の運搬は自国船で行わなければならないとされた。中立法の完成にはナイ委員会の調査が貢献したが、上院外交委員会はナイ委員会に法案提出の権限がないとしたので、ナイは個人資格で法案を提出するなどの困難を伴った。
欧州大陸でのドイツの台頭により欧州の情勢が激変し、1939年レッド計画は更新されなかった。アメリカはカラーコード戦争計画において、日英独仏伊、スペイン、メキシコ、ブラジルをはじめ各国との戦争を想定した計画を立案しており、この計画がのちに第二次世界大戦を想定したレインボー・プランへと発展していく。

### 共産主義の台頭
ロシア革命以降、世界的に共産主義が台頭し、これの阻止を狙った欧米列強はシベリア出兵などで干渉したが失敗した。ソ連政府は1917年12月、権力維持と反革命勢力駆逐のため秘密警察（チェーカー）を設置し、国民を厳しく監視し弾圧した。新たにソ連に併合されたウクライナでは1932年から強制移住と餓死、処刑などで約1450万人が命を落とし（ホロドモール）、さらに1937年から1938年にかけてのヴィーンヌィツャ大虐殺では9,000人以上が殺害された。秘密警察は1934年、内務人民委員部 (NKVD) と改称され、ソ連国内とその衛星国で大粛清を行い数百万人を処刑した。
旧勢力駆逐後のソ連は対外膨張政策を採り、1921年には外モンゴルに傀儡政権のモンゴル人民共和国を設立、1929年には満洲の権益をめぐり中ソ紛争が引き起こされた。さらに、スペイン内戦や日中戦争等に軍を派遣（ソ連空軍志願隊）し、国際紛争に積極的に介入。1939年には日本との間にノモンハン事件が起こった。このような情勢下でソ連の支援を受けた共産主義組織が各国で勢力を伸ばす。

### ヴェルサイユ体制下の安定
戦勝国のイタリアでは「未回収のイタリア」問題や不景気により政情が不安定化した。このような状況でイギリスの支援により勢力を拡大したムッソリーニのファシスト党は1922年のローマ進軍で権力を掌握し、権威主義的なファシズム体制が成立した。しかしこの頃のムッソリーニとファシズム体制は、イギリスやアメリカなどでも「新しい流れ」だと期待され、チャーチルさえも大いに絶賛した。
同じく戦勝国の日本では議会制民主主義化が進み、1918年9月、日本で初めての本格的な政党内閣である原内閣が組織された。「平民宰相」と呼ばれた原敬は1921年に暗殺されたが、その後1922年に日本はワシントン海軍軍縮条約に調印し、1923年には、四カ国条約の成立に伴い日英同盟が発展的解消された。1925年にはアジアで初の普通選挙制度が導入された。政党政治の下で議会制民主主義化が根付き、「大正デモクラシー」の興隆の中で外相幣原の推進する国際協調主義が主流となり、このまま議会制民主主義が浸透していくかに見えた。
一方、敗戦国のドイツでは、破滅の底に落ちたドイツ経済はルール占領時には混乱したものの、1924年のレンテンマルクの導入やドーズ案に代表される新たな賠償支払い計画とともに、戦勝国のアメリカやイギリスなどの資本も入り、一応は平静を取り戻し相対的安定期に入った。1925年にロカルノ条約が結ばれ、ドイツは周辺諸国との関係を修復し、国際連盟への加盟も認められた。これによって建設された体制を「ロカルノ体制」という。さらに1928年にはパリで不戦条約が結ばれ、63か国が戦争放棄と紛争の平和的解決を誓約。こうして平和維持の試みは達成されるかに思われた。

### 世界恐慌

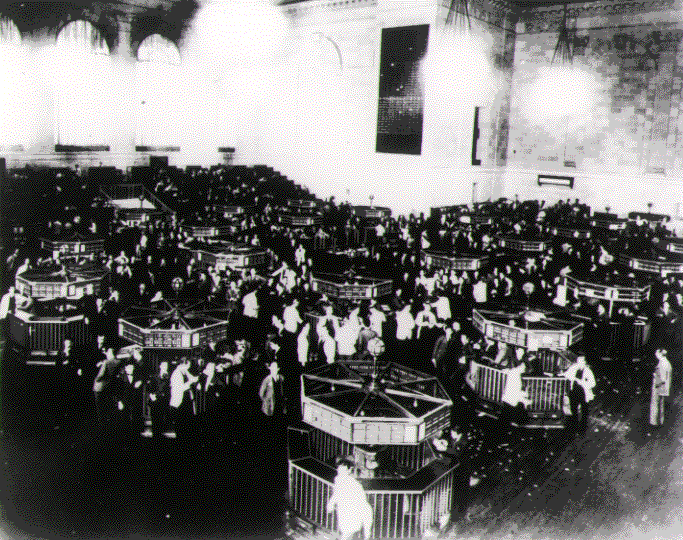
大暴落直後のニューヨーク証券取引所（1929年）

しかし、1929年10月24日から起きた一連のニューヨーク証券取引所、ウォール街から世界に広がった大暴落を端緒とする世界恐慌は、このような世界の状況を一変させた。
ニューヨーク証券取引所1週間の損失は300億ドルとなった。これは連邦政府年間予算の10倍以上に相当し、第一次世界大戦でアメリカ合衆国が消費した金よりもはるかに多かった。アメリカは1920年代にイギリスに代わる世界最大の工業国としての地位を確立し、第一次世界大戦後の好景気を謳歌していた。また1920年代後半に続いた投機ブームは数十万人のアメリカ人が株式市場に重点的に投資することに繋がり、少なからぬ者は株を買うために借金までするという状況であった。しかしこの頃には生産過剰に陥り、それに先立つ農業不況の慢性化や合理化による雇用抑制と複合した問題が生まれた。
世界恐慌を受けて英仏両国はブロック経済体制を築き、アメリカはニューディール政策を打ち出してこれを乗り越えようとした。しかしニューディール政策が効果を発揮し始めるのは1930年代中頃になってからであり、それまでに資金が世界中から引き上げられ、1929年から1932年の間に世界の国内総生産は推定15%減少し、アメリカの失業率は23%に上昇し、一部の国では33%にまで上昇した。恐慌はその後の10年間世界を包んだ景気後退の象徴となった。

### ファシズムの選択

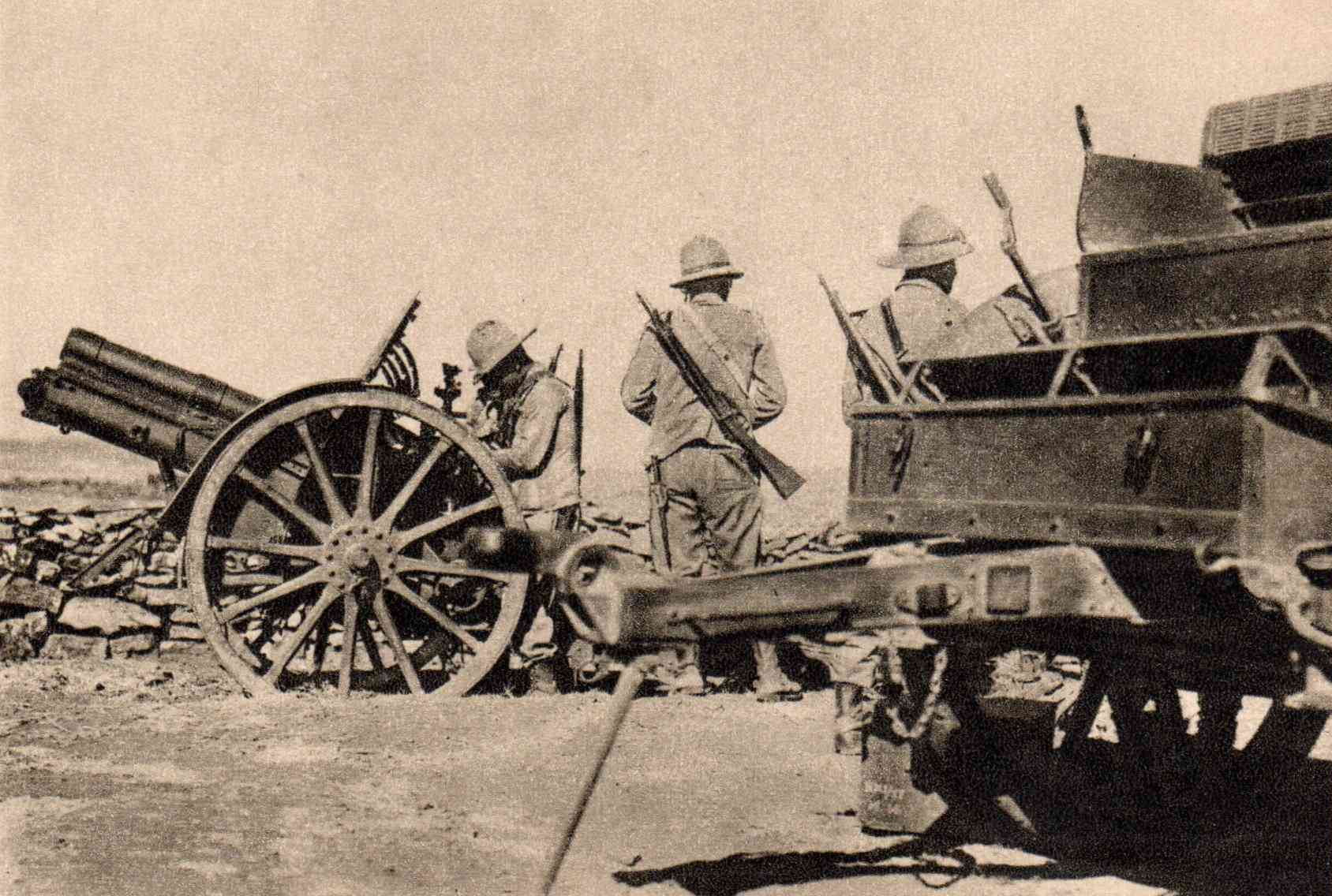
第二次エチオピア戦争で戦うイタリア陸軍砲兵

第一次世界大戦で戦勝し列強となった国のうち、植民地を少ししか持たなかった日本とイタリア、そして敗戦国のドイツでは、世界恐慌のあおりを受けて植民地を獲得すべく海外へ侵攻し、その結果軍事が権力を持ち、イギリスやアメリカ、フランスはこれに反発し、軍事独裁政権への移行が見られるようになる。
ファシスト党のムッソリーニ率いるイタリアは、1935年に植民地を獲得すべくエチオピアに侵攻し、短期間の戦闘をもって全土を占領した。敗れたエチオピア皇帝ハイレ・セラシエ1世は退位を拒み、イギリスでエチオピア亡命政府を樹立して帝位の継続を主張した。対して全土を占領したイタリアは、イタリア王兼アルバニア王のヴィットーリオ・エマヌエーレ3世を皇帝とする東アフリカ帝国（イタリア領東アフリカ）を建国させた。結果として国際連盟規約第16条（経済制裁）の発動が唯一行われた事例だが、イタリアに対して実効的ではなかった。第二次エチオピア戦争でエチオピアに侵攻したイタリア王国は1937年に国際連盟を脱退した。

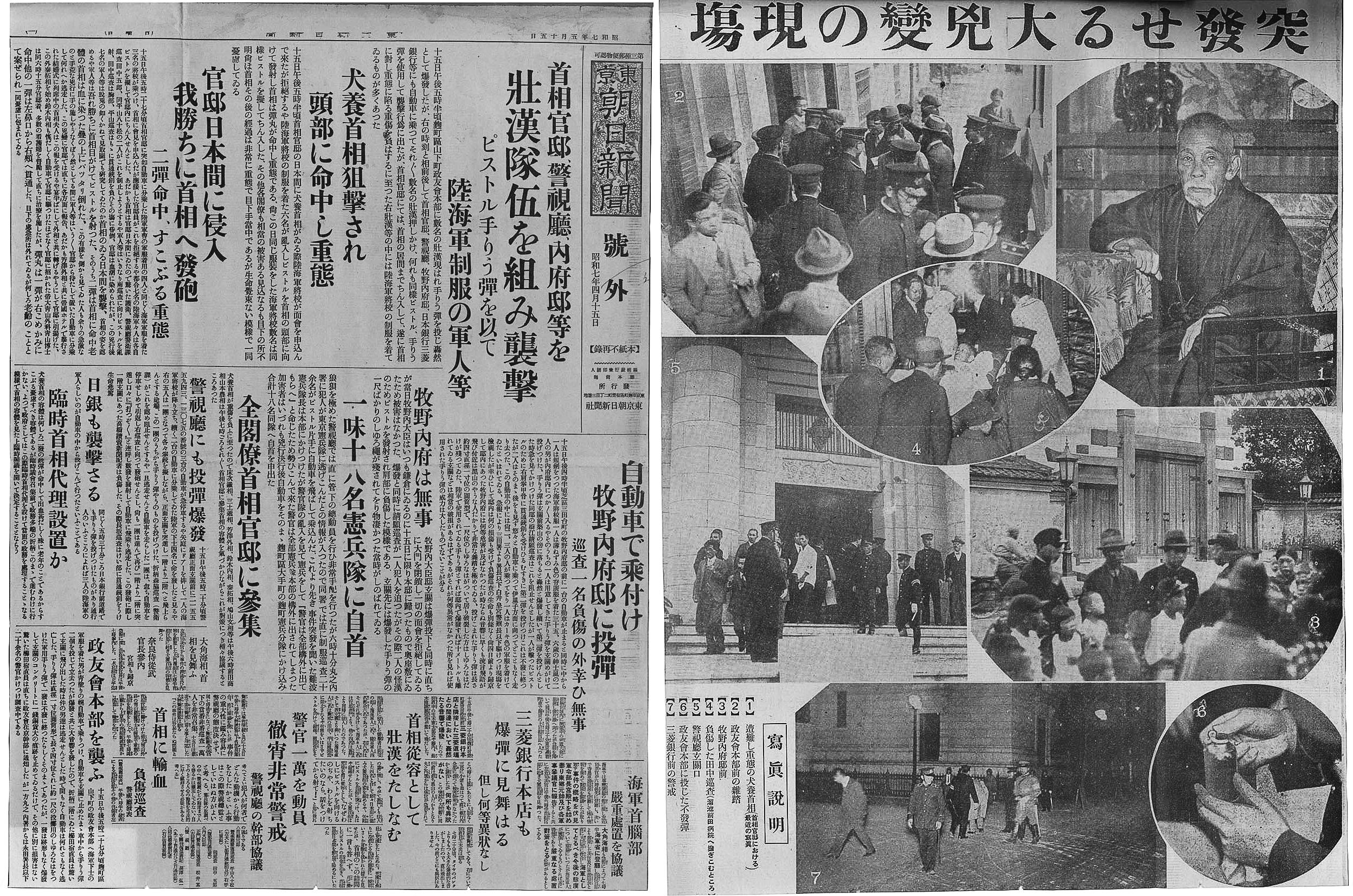
五・一五事件を伝える新聞

金解禁によるデフレ政策を採っていた日本の状況も深刻だった。大恐慌により失業者が激増した（昭和恐慌）。さらに黄禍論が渦巻くアメリカへの移民は禁止されるなど、世界恐慌と人種差別による打撃を受けてしまう。そのような中で、イタリア同様解決策を海外の植民地獲得へと向けた日本は、1931年9月の柳条湖事件を契機に中華民国の東北部（満洲）を独立させ、1932年（昭和7年）3月1日、満洲国を建国した。満洲国を主導する関東軍は陸軍中枢の言うことを聞かずなすがままにされた。さらに翌年には国際連盟を脱退するなど軍の暴走が止まらず、中華民国に利権を持つイギリスやアメリカ、イタリアやドイツからも大きな反発を食らった。
さらに不安定な政党政治や議会制民主主義のもたらした、失業者の増加と汚職に不満を持つ軍部の一部が起こした「五・一五事件」や「二・二六事件」では、相次いで政党政治家と財界人が暗殺され反乱者は処罰されたが、これ以降軍部による政府への介入がますます強くなる。さらに軍部のプレッシャーから広田弘毅内閣時に軍部大臣現役武官制を再度導入し、さらに日中戦争が勃発。その後の近衛文麿政権とともに政党政治を基にした政党政治家率いる議会制民主主義がわずか20年にも満たないまま終焉を迎える。

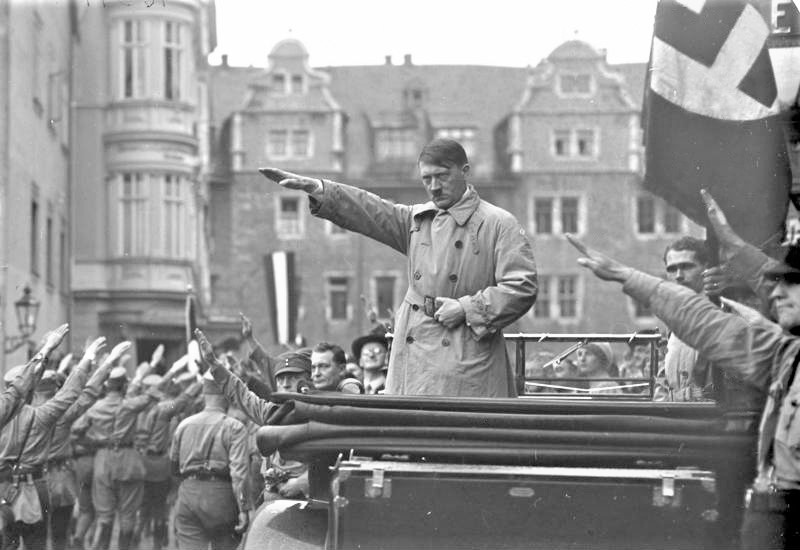
政治集会におけるアドルフ・ヒトラー（1930年10月、ヴァイマルにて）

第一次世界大戦の敗者で、総額が1,320億金マルクと到底支払うことができないと思われた賠償金の支払いを続けながら、アメリカからの投資で何とか潤っていたドイツでも失業者が激増した。
ドイツの政情は混乱し、ヴェルサイユ体制打破、つまり大恐慌下においても第一次世界大戦の莫大な賠償金の支払いを続けることに対する反発と、さらに反共産主義を掲げるナチズム運動が勢力を得る下地が作られた。アドルフ・ヒトラー率いる国家社会主義ドイツ労働者党（ナチス）は小市民層や没落中産階級の高い支持を獲得し、1930年には国会議員選挙で第二党に躍進。1931年には独墺関税同盟事件を端緒にクレディタンシュタルトが破綻し、恐慌はヨーロッパ全体に拡大した。1932年、その時点でのドイツの支払い額は205.98億金マルクに過ぎなかったが、国際社会の援助により、賠償金の支払いはようやく一時停止されることとなった。

### 国際連盟の破綻
日本とイタリア、ドイツは、イギリスやフランス、アメリカなどと違い、莫大な富と雇用を生み出す植民地をほとんど持たず、国外進出は国際連盟を脱退または国際連盟からの経済制裁を浴びることとなり、孤立し、共通点を持つ3国は1930年度に入り急接近を始める。
1931年に日本は満洲事変を起こし、1932年に建国した満洲国の存続を認めない勧告案が国際連盟で採択された事を受け、1933年に国際連盟を脱退。同年1月にナチ党は、民主的選挙でドイツ国民の圧倒的な支持を得て政権獲得に成功。ナチ党はその後全権委任法を通過させ、独裁体制を確立した。英仏米など列強は圧力を強めつつあった共産主義およびソビエト連邦を牽制する役割をナチス政権下のドイツに期待していたが、ドイツは日本に次いで1933年10月に国際連盟を脱退し、ベルサイユ体制の打破を推し進め始めた。

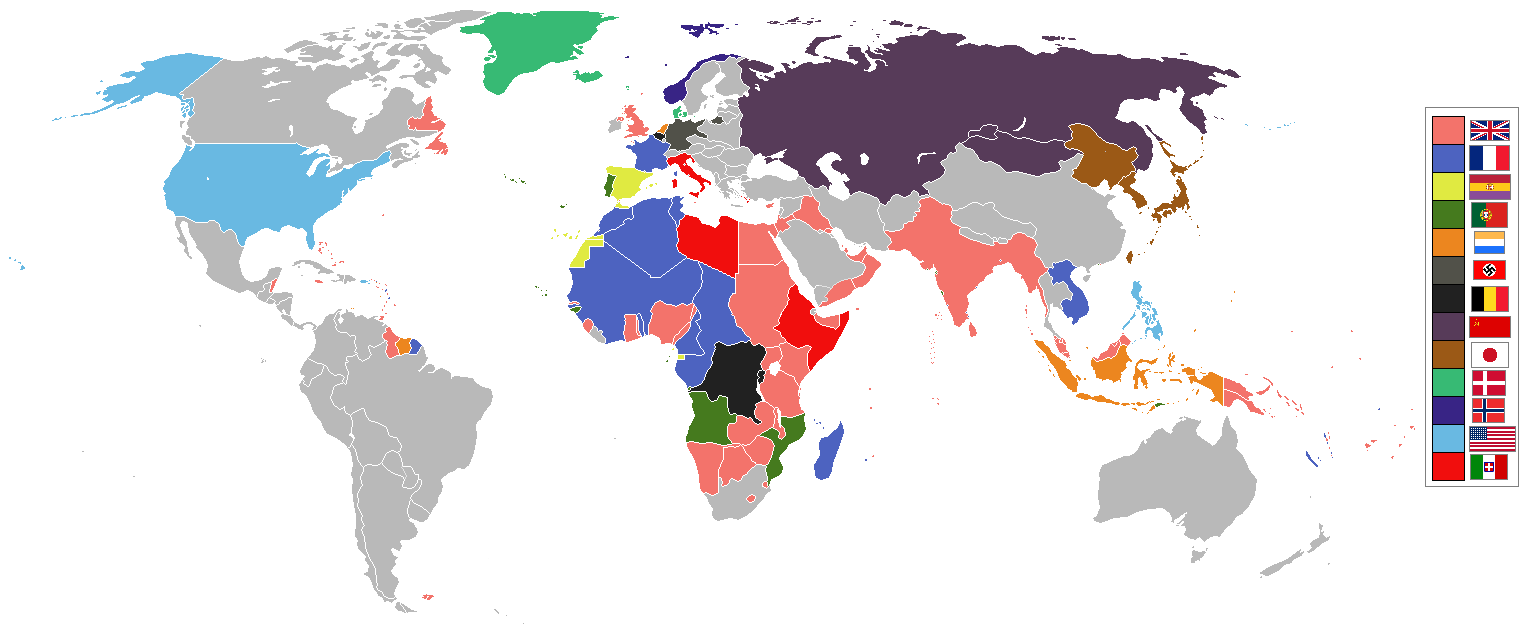
第二次世界大戦前（1936年）の列強と植民地

1935年、ドイツは再軍備宣言を行い、強大な軍備を整え始めた。イギリスはドイツと英独海軍協定を結び、事実上その再軍備を容認する。ドイツ総統ヒトラーはイギリスとフランスの宥和政策がその後も続くと判断し、1936年7月にラインラント進駐を強行。これによりロカルノ条約は崩壊した。
これらに対し国際連盟は効果ある対策を採れず、ヴェルサイユ体制の破綻は明らかとなった。日本、ドイツ、イタリアの三国間では連携を求める動きが顕在化し、1936年に日独防共協定、1937年には日独伊防共協定が結ばれた。また軍部が暴走した日本では1937年に日中戦争がはじまり、ヒトラーは、周辺各国のドイツ系住民処遇問題に対し民族自決主義を主張し、周辺国でドイツ人居住者が多い地域のドイツへの併合を要求した。

### ドイツに対する宥和政策とその破綻

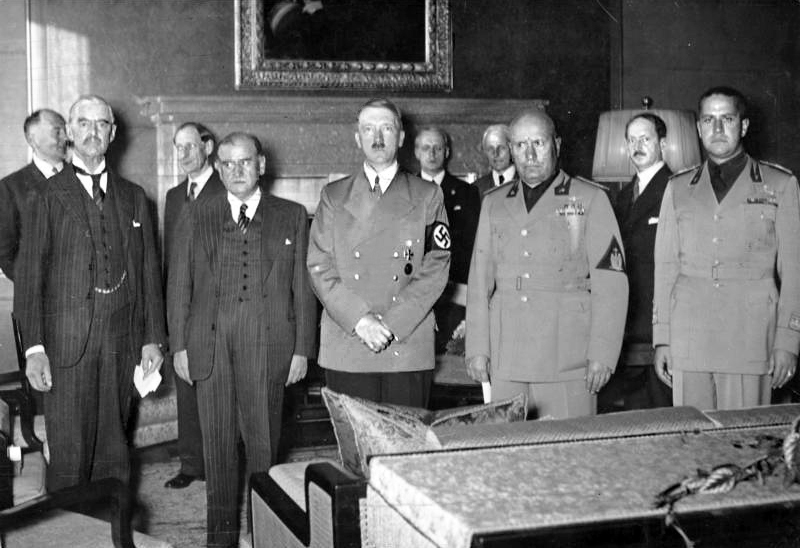
1938年9月29日、ミュンヘン会談にて署名直前に撮影された、チェンバレン、ダラディエ、ヒトラー、ムッソリーニおよびチャーノ

1938年3月12日、ドイツは軍事的恫喝によりオーストリアを併合。次いでチェコスロバキアのズデーテン地方に狙いを定め、英仏伊との間で同年9月29日に開催されたミュンヘン会談で、英首相ネヴィル・チェンバレンと仏首相エドゥアール・ダラディエは、ヒトラーの要求が最終的なものであると認識して妥協し、ドイツのズデーテン獲得、さらにポーランドのテシェン、ハンガリーのルテニアなどの領有要求が承認された。
しかしヒトラーにはミュンヘンでの合意を守る気がなく、1939年3月15日、ドイツ軍はチェコ全域を占領し、スロバキアを独立させ保護国とした。こうしてチェコスロバキアは解体された。ミュンヘン会談での合意を反故にされたチェンバレンは宥和政策放棄を決断し、ポーランドとの軍事同盟を強化。しかしフランスは莫大な損害が予想されるドイツとの戦争には消極的であった。

### 勃発直前

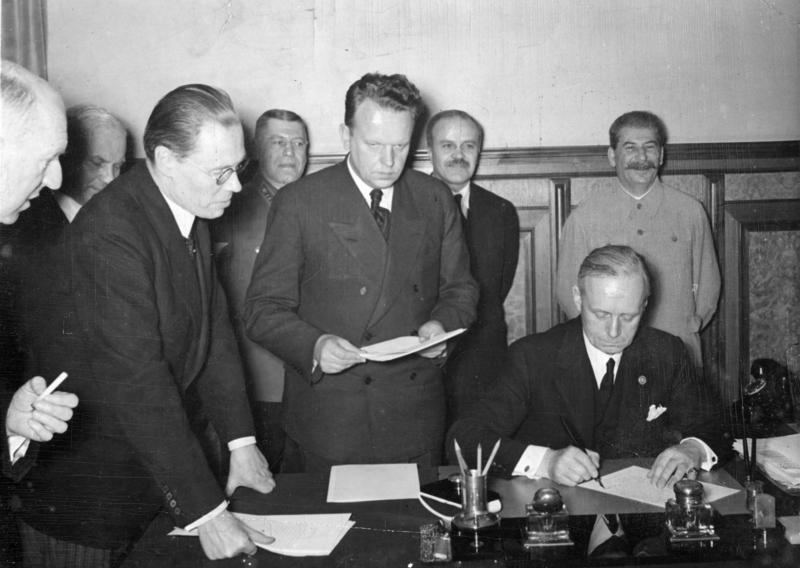
1939年、独ソ不可侵条約に署名するドイツのリッベントロップ外務大臣。背後に立つのは、ヴャチェスラフ・モロトフおよびヨシフ・スターリン。

ヒトラーの要求はさらにエスカレートし、1939年3月22日にリトアニアからメーメル地方を割譲させた。さらにポーランドに対し、東プロイセンへの通行路ポーランド回廊および国際連盟管理下の自由都市ダンツィヒの回復を要求した。4月7日にはイタリアのアルバニア侵攻が発生し、ムッソリーニも孤立の道を進んでいった。
4月28日、ドイツは1934年締結のドイツ・ポーランド不可侵条約を破棄し、ポーランド情勢は緊迫した。5月22日にはイタリアとの間で鋼鉄協約を結び、8月23日にはソビエト連邦と独ソ不可侵条約を締結した。
反共のドイツと共産主義のソビエト連邦は相容れないと考えていた各国は驚愕し、独ソ不可侵条約の締結を受けて、当時の日本の平沼騏一郎首相は「欧洲の天地は複雑怪奇」との言葉を残し、ドイツの防共協定違反という重大な政治責任から8月28日に総辞職し、日本はドイツとの同盟交渉を停止した。またドイツ政府と「蜜月の仲」で知られたはずの大島浩大使も、ソ連とのノモンハン事件が起きる中で、同盟国のドイツからこの締結を前もって知らされなかった責任を取り、即座にベルリンより帰朝を命ぜられた（帰国後の12月27日に大使依願免職した）。またイギリスは8月25日にポーランド＝イギリス相互援助条約を結ぶことでこれに対抗した。
1939年夏、アメリカの大統領ルーズベルトは、イギリス、フランス、ポーランドに対し、「ドイツがポーランドに攻撃する場合、英仏がポーランドを援助しないならば、戦争が拡大してもアメリカは英仏に援助を与えないが、もし英仏が即時対独宣戦を行えば、英仏はアメリカから一切の援助を期待し得る」と通告するなど、ドイツに対して強硬な態度をとるよう3国に強要した。
独ソ不可侵条約には秘密議定書が有り、独ソ両国によるポーランド分割、またソ連はバルト三国、フィンランドのカレリア、ルーマニアのベッサラビアへの領土的野心を示し、ドイツはそれを承認した。一方、ポーランドは英仏からの軍事援助を頼みに、ドイツの要求を強硬に拒否。ヒトラーは英仏の宥和政策がなおも続くと判断し武力による問題解決を決断し、9月1日にポーランドへの開戦を決意した。

## 経過（欧州・北アフリカ・中東・南アメリカ）

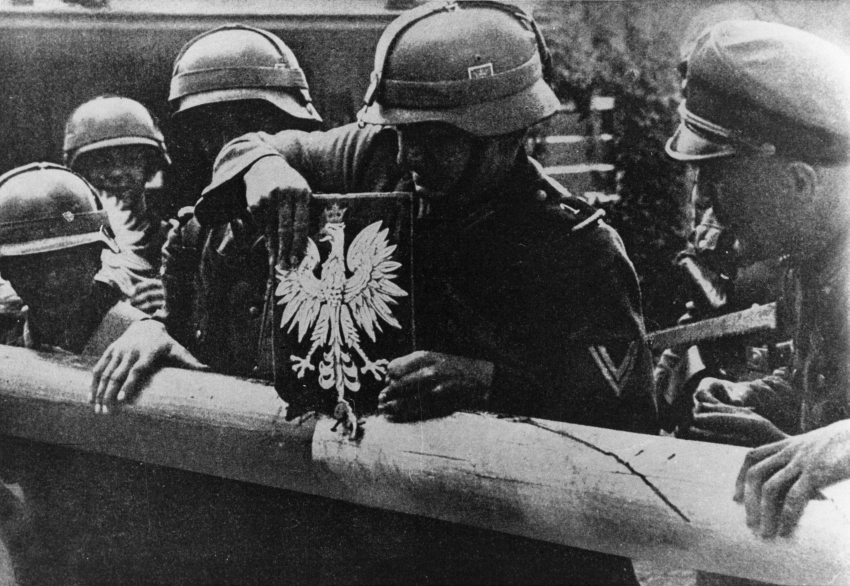
1939年9月1日、ポーランドおよび自由都市ダンツィヒの国境検問所を取り壊すドイツ国防軍

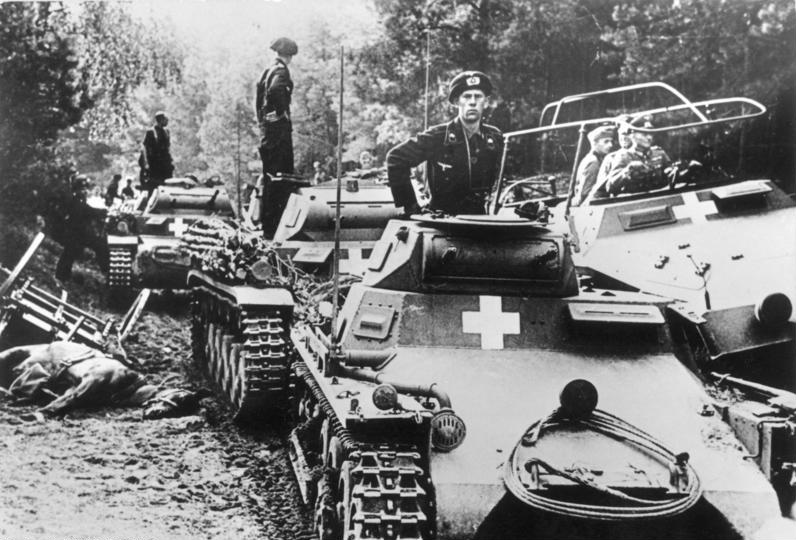
1939年9月、ポーランド侵攻時のブィドゴシュチュ付近におけるドイツのI号戦車

1939年9月1日、ドイツ国防軍およびスロバキア軍が、続いて9月17日にはソビエト連邦軍が相次いでポーランド領内に侵攻した。一方、イギリスでは首相チェンバレンがベルリンの大使館経由で呼びかけたものの、ヒトラーからの返事がないことを理由に、またフランスも9月3日にドイツに宣戦布告した。なお、ドイツの同盟国の日本とイタリアは参戦しなかった。
まもなくポーランドは独ソ両国により分割・占領された。その国境線は、後の「カーゾン線（英語: Curzon Line）」に大きな影響を与えた。さらにフィンランドおよびバルト三国に領土的野心を示したソ連は、11月30日からフィンランドへ侵攻した（冬戦争）。そのため国際連盟から非難・除名されたが、1940年3月にフィンランドから領土を割譲させた。さらにバルト三国に1940年6月、40万以上の大軍で侵攻し、8月にはバルト三国を併合した。
ポーランド分割直後から翌年春まで、戦争は西ヨーロッパで膠着状態になったが、1940年5月10日にドイツ軍は西ヨーロッパへ侵攻を開始。同年6月から日独伊三国同盟を組むイタリアが参戦し、6月14日ドイツ軍はパリを占領、フランスを降伏させた。アメリカは在米のドイツ・イタリア金融資産60億ドルを凍結。
1941年6月22日、不可侵条約を破棄してドイツ軍はソ連へ侵攻し、独ソ戦が始まった。フィンランドもソ連に割譲された領土奪回のため宣戦布告した（継続戦争）。一方、連合国はソ連側につき、ヨーロッパはソ連を加えた連合国と枢軸国に二分する大戦争となり、死者が増大し凄惨な様相となった。ドイツ軍はウクライナを経て同年12月、モスクワに接近するが、ソ連軍の反撃で後退する。なお日独伊三国同盟を組んだ日本が12月7日にイギリスとアメリカなどとの間に開戦。ドイツとイタリアもアメリカとの間に開戦した。
そして同年8月にドイツ空軍機がイギリス本土空爆を開始したが、航空戦（バトル・オブ・ブリテン）で大損害を被り、9月半ばにドイツ軍のイギリス本土上陸作戦は中止された。
1942年中盤までにドイツ軍はヨーロッパの大半および北アフリカの一部を占領し、インド洋では日本と共同作戦を行い、大西洋ではドイツ海軍の潜水艦・Uボートが連合軍の輸送船団を攻撃し優勢を保っていた。
1943年2月、スターリングラードでドイツ軍は大敗。これ以降は連合国側が優勢に転じ、アメリカ・イギリスの大型戦略爆撃機によるドイツ本土空襲も激しくなる。同年5月、北アフリカ戦線でドイツ・イタリア両軍が敗北。9月にイタリアが連合国に降伏し、ドイツの傀儡政権イタリア社会共和国が設立され、イタリア半島に上陸してきた連合国軍と対峙することになる。
1944年6月にフランスのノルマンディーに連合軍が上陸し、東からはソ連軍が攻勢を開始、戦線は次第に後退し始めた。1945年になると連合軍が東西からドイツ本土へ侵攻し、ドイツ軍は総崩れとなる。2月のヤルタ会談でアメリカ・イギリス・ソ連の三国は、戦争犯罪人の処罰、ポーランド東部のソ連領化、オーデル・ナイセ線以東のドイツ領分割などを決定する。同年4月30日、ヒトラーはベルリンの地下壕で自殺、5月2日にソ連軍はベルリンを占領。5月8日、ドイツは連合国に降伏した。なお同盟国の日本は戦いを続けた。

### 1939年

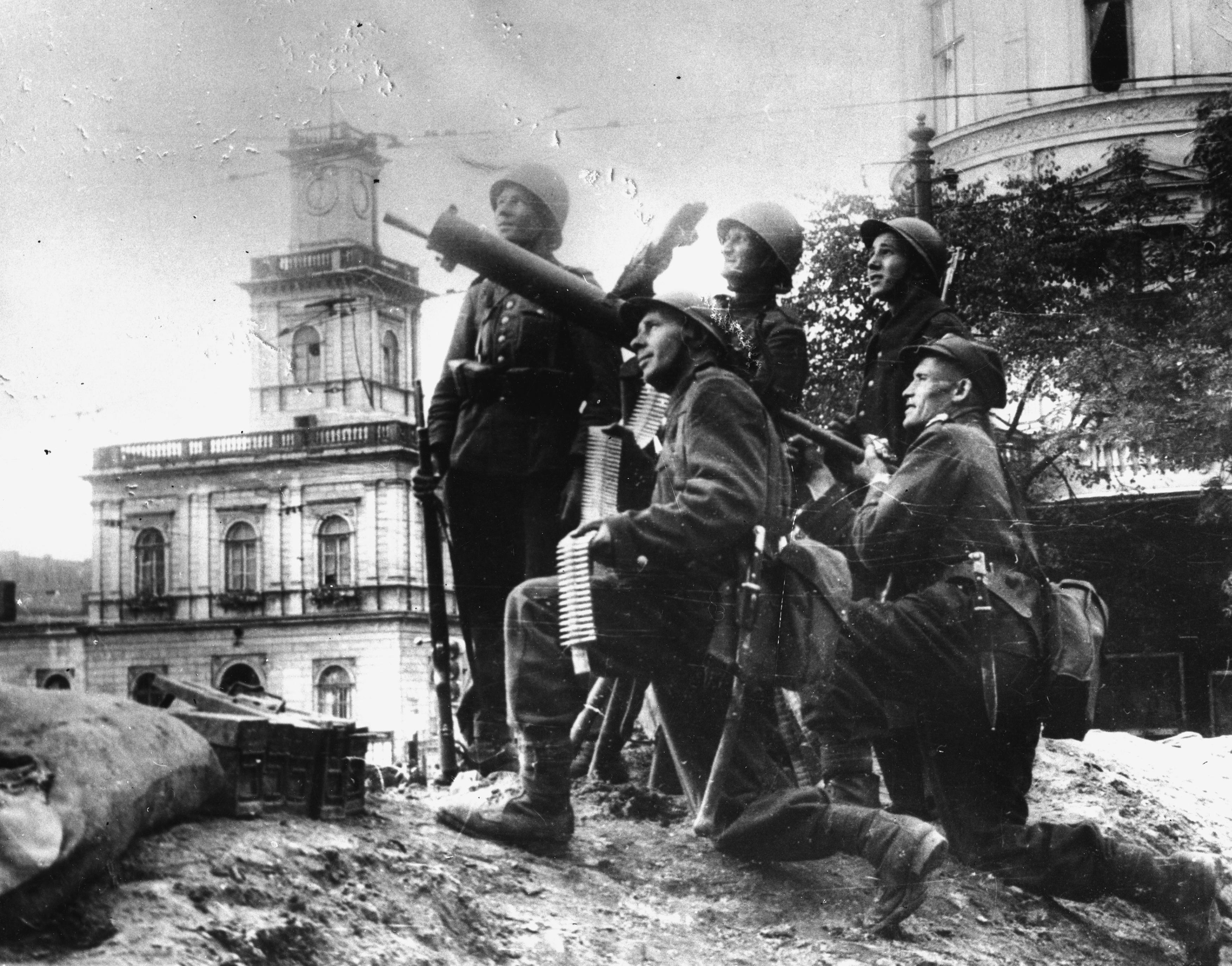
ワルシャワを防衛するポーランド軍兵士（1939年9月）

#### ドイツ軍による電撃戦
9月1日早朝 (CEST)、ドイツ軍は戦車と機械化された歩兵部隊、戦闘機、急降下爆撃機など5個軍、機動部隊約150万人でポーランド侵攻を開始した。この際、ドイツによる事前の宣戦布告は行われていない。
ドイツ国総統アドルフ・ヒトラーは、開戦演説でポーランド侵攻を「平和のための攻撃」と称したが、ドイツ側は事前にグライヴィッツ事件など自作自演の「ポーランドによる挑発」を画策していた（偽旗作戦）。
ポーランド陸軍は、総兵力こそ100万を超えていたが、戦争準備が整っておらず、小型戦車と騎兵隊が中心で近代的装備にも乏しかったため、ドイツ軍戦車部隊とユンカース Ju 87急降下爆撃機の連携による機動戦により、なすすべもなく殲滅された。ただ、この当時のドイツ軍はまだ実戦経験に乏しく、9月9日にはポーランド軍の反撃で思わぬ苦戦を強いられる場面もあった。
ソ連は当時ノモンハン事件で交戦中の日本と停戦してまで8月23日に結んだ、独ソ不可侵条約の秘密議定書に基づき9月17日、ソ連・ポーランド不可侵条約を一方的に破棄しポーランドへ東から侵攻。カーゾン線まで達した。
一方、イギリスとフランスは、ポーランドとの間に相互援助協定があったが、ソ連に宣戦布告はせず、両国は2日後の9月3日にドイツに宣戦布告しここに第二次世界大戦が勃発したものの、ポーランド救援のためのドイツ軍との交戦はしなかった。

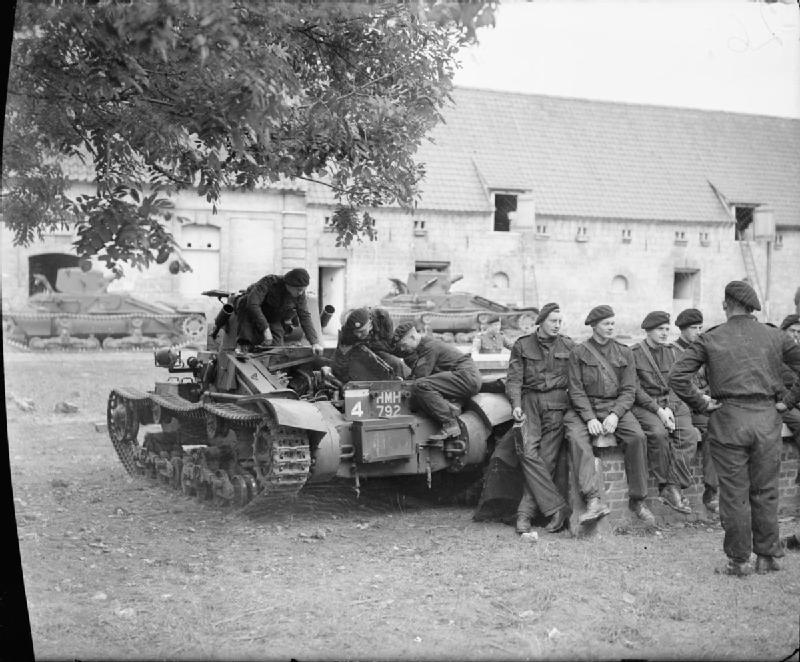
フランスに進駐したイギリス陸軍（1939年10月）

一方ヒトラーも、英首相ネヴィル・チェンバレンと仏首相エドゥアール・ダラディエはそれまで宥和政策を行っていたため、宣戦布告してくるとは想定していなかった。開戦からしばらくは西部戦線の動きがほとんどなかったことから（いわゆる「まやかし戦争」）、ネヴィル・チェンバレンは最前線のフランスに展開するイギリス陸軍を視察するなどしつつ、なおも秘密裏にドイツと交渉を続け、ホラス・ウィルソンを使者としてドイツの目をソ連に向けさせようとした。
9月3日までにアイルランド、オランダ、ベルギー、アメリカは中立を宣言した。また1937年に日独伊防共協定を組んだイタリアと日本も参戦しなかった。

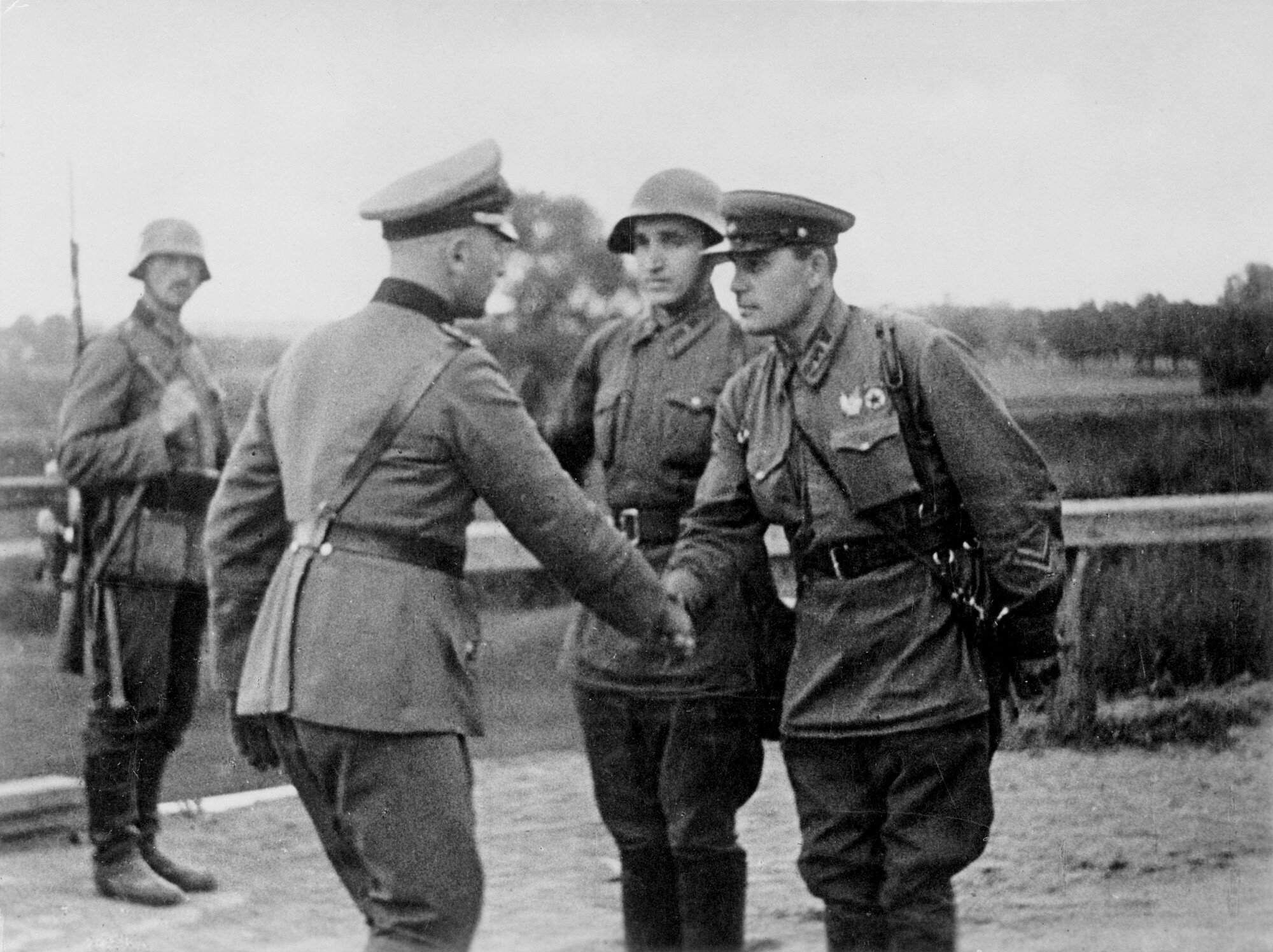
1939年、ドイツおよびソ連の東ヨーロッパにおける新領土併合後に握手する両国の陸軍将校

国際連盟管理下の自由都市ダンツィヒは、ドイツ海軍練習艦シュレースヴィッヒ・ホルシュタインの砲撃と陸軍の奇襲で陥落し、9月27日、ワルシャワも陥落。10月6日までにポーランド軍は降伏した。ポーランド政府はルーマニア、パリを経て、ロンドンへ亡命。ポーランドは独ソ両国に分割され、ドイツ軍占領地域から、ユダヤ人のゲットーへの強制収容が始まった。
ソ連軍占領地域でも約25,000人のポーランド兵が殺害され（カティンの森事件）、1939年から1941年にかけて、約180万人が殺害または国外追放された。
ポーランド分割直後の10月6日、ヒトラーは国会演説で「平和の提案」と「ヨーロッパの安全」という表現を用いて英仏両国に和平提案を行い、これ以降も両国へ和平工作が何度もなされたが、両国が要求するヒトラー政権退陣をドイツは受け入れず、和平を模索する反面、ポーランドの未来は独ソ両国によって決定されるという見解を示した。
ポーランド侵攻後、ヒトラーは西部侵攻を何度も延期し、翌年春まで西部戦線に大きな戦闘は起こらなかったこと（まやかし戦争）もあり、イギリスは軍隊をフランスに派遣したものの、国民の間に「クリスマスまでには停戦するだろう」という根拠のない期待が広まった。
11月8日、ミュンヘンのビアホール「ビュルガーブロイケラー」で爆発があり、家具職人ゲオルク・エルザーによるヒトラー暗殺未遂事件が起きるが、その日、ヒトラーは早めに演説を終了し難を逃れた。その後も国防軍内の反ヒトラー派将校によるヒトラー暗殺計画が何回か計画されたが、全て失敗に終わった。
ソ連はバルト三国およびフィンランドに対し、相互援助条約と軍隊の駐留権を要求。9月28日エストニアと、10月5日ラトビアと、10月10日リトアニアとそれぞれ条約を締結し、要求を押し通した。

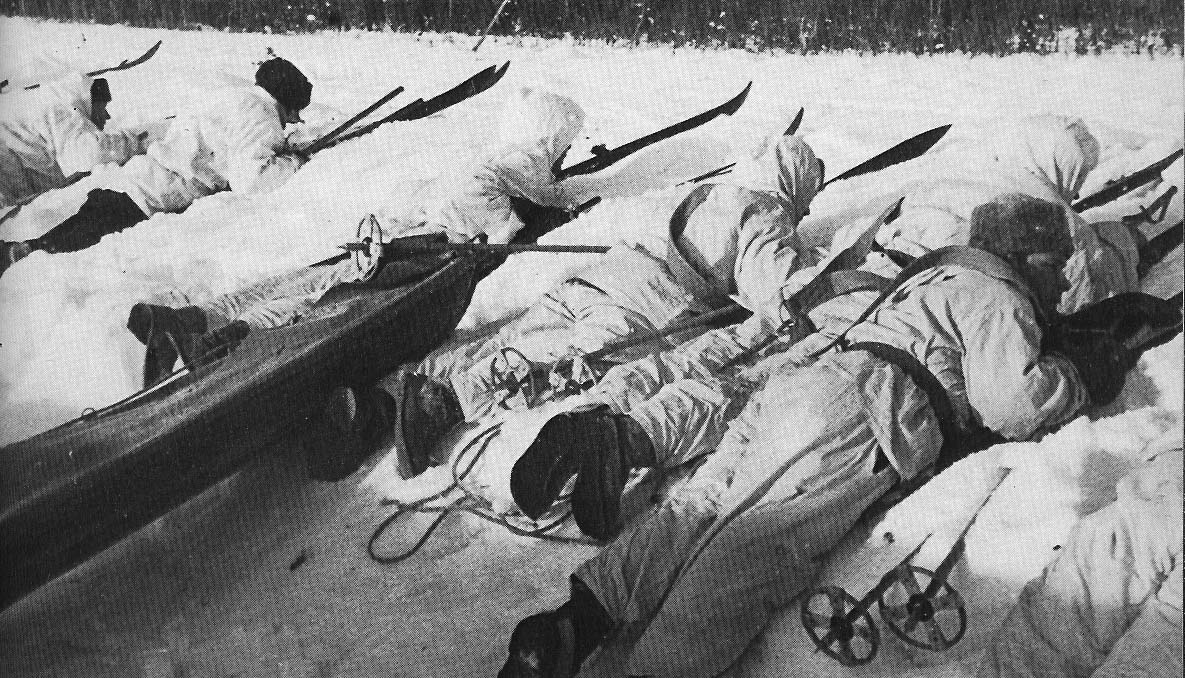
スキーに銃を構えるフィンランド陸軍（1939年12月）

しかし、フィンランドはソ連の基地使用およびカレリア地方割譲等の要求を拒否。そこでソ連はレニングラード防衛を理由に、11月30日にフィンランド侵攻（冬戦争）を開始した。この侵略行為により、ソ連は国際連盟から除名処分となる。さらに12月中旬、フィンランド軍の反撃でソ連軍は予想外の大損害を被った。

### 1940年

#### 北ヨーロッパの戦い
2月11日、前年からフィンランドに侵入したソ連軍は総攻撃を開始し、フィンランド軍の防衛線を突破した。その結果3月13日、フィンランドはカレリア地方などの領土をソ連に割譲して講和した。
さらにソ連はバルト三国に圧力をかけ、ソ連軍の通過と親ソ政権の樹立を要求し、その回答を待たずに3国へ侵入。そこに親ソ政権を組織して反ソ分子を逮捕・虐殺・シベリア収容所送りにし、ついにこれを併合した。同時にソ連はルーマニア王国にベッサラビアを割譲するように圧力をかけ、1940年6月にはソ連軍がベッサラビアとブコヴィナ北部に侵入し、領土を割譲させた。
ドイツ占領下のポーランドからリトアニアに逃亡してきた多くのユダヤ系難民などが、各国の領事館・大使館からビザを取得しようとしていた。当時リトアニアはソ連軍に占領されており、ソ連が各国に在リトアニア領事館・大使館の閉鎖を求めたため、ユダヤ難民たちは、まだ業務を続けていた日本の杉原千畝領事に名目上の行き先（オランダ領アンティルなど）への通過ビザを求めて殺到した。杉原の発行したビザを持って日本に渡ったユダヤ難民の総数は約4,500人で、1940年7月から日本に入国し、1941年9月には全員出国した。
なお、杉原同様に上司や本国の命令を無視して「命のビザ」を発行した外交官として、在オーストリア・中華民国領事の何鳳山や、在ボルドー・ポルトガル領事のアリスティデス・デ・ソウザ・メンデスがおり、ともに戦後のイスラエルの諸国民の中の正義の人に認定されている。

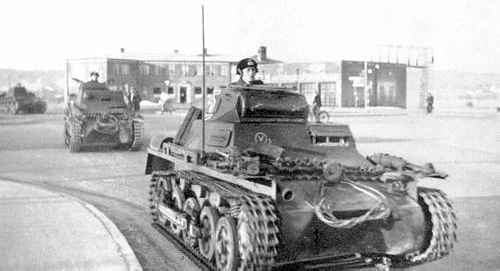
デンマークのオーベンローを侵攻するドイツ軍のI号戦車（1940年4月9日）

4月、ドイツは中立国デンマークとノルウェーに突如侵攻し占領した（ヴェーザー演習作戦）。脆弱なドイツ海軍はノルウェー侵攻で多数の水上艦艇を失った。

#### フランス敗北
5月10日、西部戦線のドイツ軍は、戦略的に重要なベルギー、オランダ、ルクセンブルクのベネルクス三国に侵攻（オランダにおける戦い）。オランダは5月15日に降伏し、政府は王室ともどもロンドンに亡命。またベルギー政府もイギリスに亡命し、5月28日にドイツと休戦条約を結んだ。なおアジアのオランダ植民地は亡命政府に準じて連合国側につくこととなり、オランダ植民地に住むドイツ人は抑留され、外交官と婦女子のみが解放されドイツの同盟国の日本に送られた。同じ日、イギリスではウィンストン・チャーチルが首相に就任し、戦時挙国一致内閣が成立した。
ドイツ軍は、フランスとの国境沿いに、ベルギーまで続く外国からの侵略を防ぐ楯として期待されていた巨大地下要塞・マジノ線を迂回(マジノ線迂回）。侵攻不可能といわれていたアルデンヌ地方の深い森をあっさり突破して、フランス東部に侵入。電撃戦で瞬く間に制圧し（ドイツ軍のフランス侵攻）、フランス・イギリスの連合軍をイギリス海峡に面するダンケルクへ追い詰めた（ダンケルクの戦い）。ここで、イギリス海軍は英仏連合軍を救出するためダイナモ作戦を展開する。急遽860隻の船舶を手配し、ドイツ軍は消耗した機甲師団を温存し救出作戦に投入しなかったため、イギリス空軍の活躍により多くの兵器類は放棄したものの、331,226名の兵（イギリス軍192,226名、フランス軍139,000名）を9日間でフランスのダンケルクから救出し、精鋭部隊を撤退させることに成功した。この作戦では様々な貨物船、漁船、遊覧船および王立救命艇協会の救命艇など、民間の船が緊急徴用され、兵を浜から沖で待つ大型船（主に大型の駆逐艦）へ運んだ。イギリスの首相チャーチルはのちに出版された回想録の中で、この撤退作戦を「第二次世界大戦中でもっとも成功した作戦であった」と記述している。

凱旋門を通るドイツ軍（1940年6月14日）

さらにドイツ軍は首都パリを目指す。敗色濃厚なフランス軍は散発的な抵抗しかできず、6月10日にはパリを戦火から守るべく無防備都市宣言をした。同日、フランスが敗北濃厚になったのを見たイタリアのムッソリーニも、ドイツの勝利に相乗りせんとばかりにイギリスとフランスに対し宣戦布告した。
6月14日、ドイツ軍は無防備都市宣言を行ったことで、戦禍を受けていないほぼ無傷のパリに入城した。6月22日、フランス軍はパリ近郊コンピエーニュの森においてドイツ軍への降伏文書に調印した。
その生涯でほとんど国外へ出ることがなかったヒトラーがパリへ赴き、パリ市内を自ら視察し即日帰国。その後、ドイツはフランス全土を占領し、その直後に講和派のフィリップ・ペタン元帥率いるヴィシー政権が樹立される。これにより、フランス（ヴィシー・フランス）はドイツの傀儡国家となった。
これに対抗してフランス人の手でフランスを取り戻すべく、ロンドンに亡命した元国防次官兼陸軍次官のシャルル・ド・ゴールは「自由フランス国民委員会」を組織し、ロンドンのBBC放送を通じて対独抗戦の継続と親独中立政権であるヴィシー政権への抵抗を国民に呼びかけ、イギリスやアメリカなどの連合国の協力を取りつけてフランス国内のレジスタンス運動を支援した。
なお、フランス主要植民地のアルジェリアやモロッコ、インドシナ、マダガスカルなどはヴィシー政権につき、それぞれドイツ軍や日本軍との友好関係や軍の駐留を引き受けた。
7月3日、フランス領アルジェリアがドイツ側の戦力になることを防ぐため、イギリス海軍H部隊がメルス・エル・ケビールに停泊していたフランス海軍艦船を攻撃し、大損害を与えた（カタパルト作戦）。アルジェリアのフランス艦艇は、ヴィシー政権の指揮下にあったものの、ドイツ軍に対し積極的に協力する姿勢を見せていなかった。にもかかわらず、多数の艦艇が破壊され、多数の死傷者を出したために、親独派のヴィシー政権のみならず、ド・ゴール率いる自由フランスさえ、イギリスとアメリカの首脳に対し猛烈な抗議を行った。また、イギリス軍と自由フランス軍は9月にフランス領西アフリカのダカール攻略作戦（メナス作戦）を行ったがフランス軍に撃退された。

#### 英国の戦い（バトル・オブ・ブリテン）

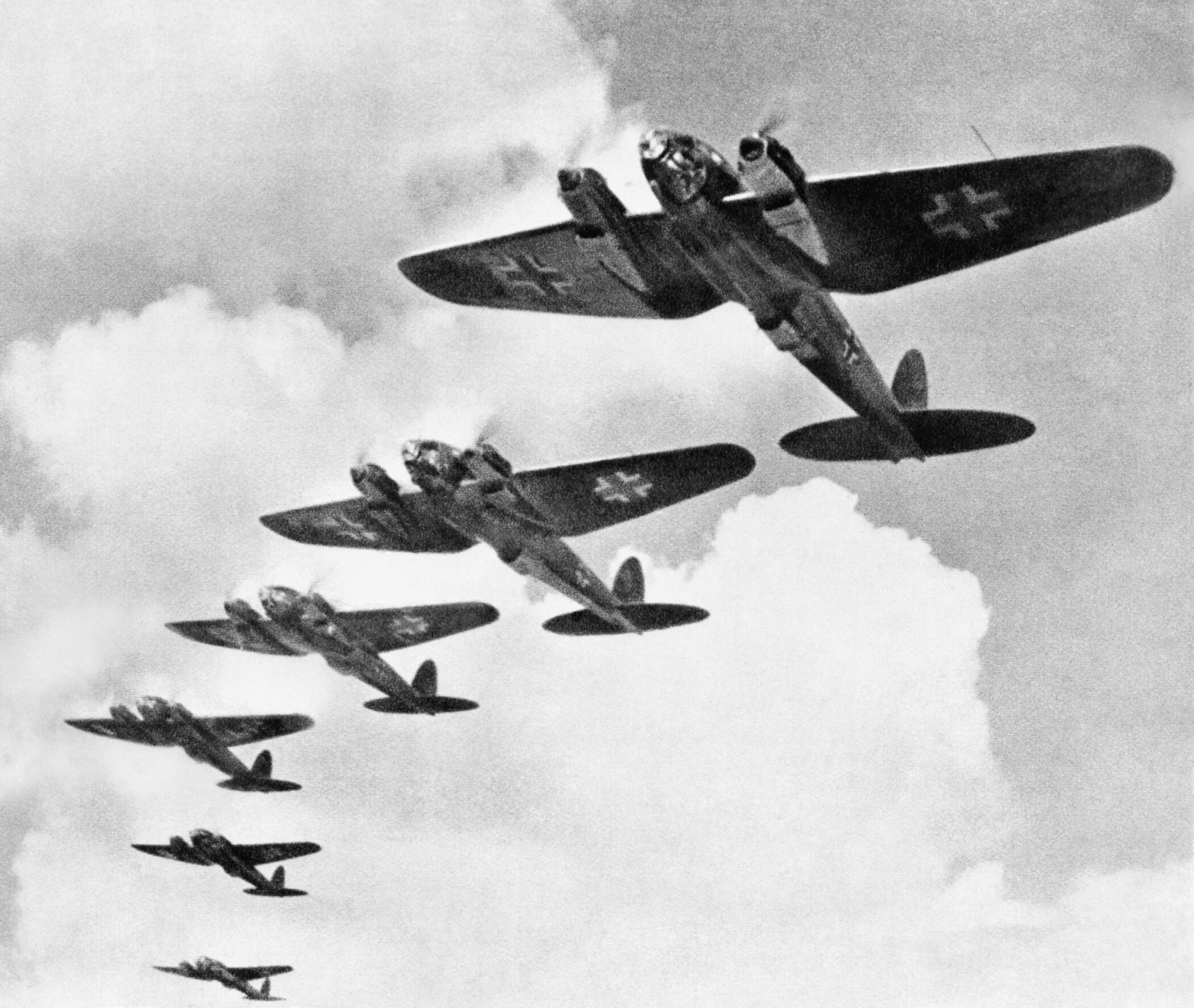
バトル・オブ・ブリテン時のドイツ空軍のハインケル He111爆撃機

西ヨーロッパを席巻したドイツ軍は残るイギリスを屈服させるために、イギリス本土上陸作戦「アシカ作戦」の準備に取り掛かり、ロッテルダムからル・アーヴルまでに、輸送艦168隻、艀1,910隻、タグボートや漁船419隻、モーターボート1,600隻を揃え、25個師団を上陸戦力として準備させていた。勝利続きで意気上がるドイツ兵は、英仏海峡をイギリス本土を望みながら「きょう、ドイツはわれらのもの、そして、明日は全世界がわれらのもの」と高らかに歌っており、ドイツ国内のマスコミを含めた世論もドイツの勝利を確信していた。しかし、強力なイギリス海軍は健在で、艀や漁船でイギリス海軍を突破し、さらに英仏海峡を渡っての敵前上陸成功の目途はついていなかった。そのため、ヒトラーはイギリスとの講和を望んでおり、7月16日にチャーチルに対して「大英帝国を壊滅させることはもちろん、傷つけることさえも私の真意ではない。だが私はこの闘争が続くならば 、その結果は両国のいずれか一方が、完全に壊滅することになると信じる者である。チャーチル氏は、壊滅するのはドイツだと信じるだろうが、私はそれは、イギリスであることを確信している」と呼びかけ、講和を促した。しかしチャーチルはヒトラーの呼びかけを敢然と拒否し、イギリス国民に対し以下の様に徹底抗戦を呼びかけた。
講和の可能性が無くなると、ドイツ空軍総司令官ヘルマン・ゲーリングは「アシカ作戦」の準備のためにイギリス本土に対する航空総攻撃を命じ、ここに大英帝国の命運をかけたバトル・オブ・ブリテンが開始された。作戦開始時ドイツ空軍は第2、第3、第5航空艦隊の合計3,350機の作戦機を投入し、この作戦機に搭乗するパイロットの多くが、ドイツの電撃戦を空から支援した熟練パイロットであった。一方でそれを迎え撃つイギリス軍には704機の可動戦闘機しかなかった。イギリス空軍戦闘機軍団司令官ヒュー・ダウディング大将は、戦力が圧倒的に勝っているドイツ空軍との戦いに備えて準備に着手しており、まずはドイツ軍の戦闘機メッサーシュミット Bf109に対抗可能な、スーパーマリン スピットファイアやホーカー ハリケーンなどの新鋭戦闘機の生産強化を図った。ダウディングや航空機生産大臣マックス・エイトケン (初代ビーヴァーブルック男爵)の尽力で、4月には月産256機であったのが、その5か月後には467機と戦闘機の生産は倍増した。また、開発されたばかりのレーダーを活用し、多数のレーダーサイトを構築し早期警戒網を整備、情報を地下の防空司令部にある戦闘指揮所で一元管理し効率的な迎撃を行える体制も構築した。これらのダウディングの準備は、この後の戦いで重要な役割を果たすことになる。
ドイツ空軍はまず、英仏海峡を航行するイギリス船団への攻撃を開始した。当初ドイツ空軍は、ボールトンポール デファイアントなどの旧式戦闘機との散発的な空戦で勝ち誇っていたが、やがて、レーダーに誘導されて正確に迎撃してくるスピットファイアやハリケーンに痛撃を浴びると、8月に入ってから優先攻撃目標をイギリス軍のレーダーサイトと飛行場及び航空機工場とし、イギリス空軍の防空能力に打撃を与えることとした。8月12日には、ユンカース Ju 88 シュトゥーカやハインケル He 111数百機が、メッサーシュミット Bf109数百機に護衛されてイギリス上空に来襲し、それをスピットファイアやハリケーンが迎撃した。そのうちシュトゥーカがレーダーサイト目掛けて急降下を開始したが、電撃戦で猛威を振るったシュトゥーカも新鋭戦闘機の前ではひとたまりもなくたちまち31機が撃墜された、一方でイギリス軍も22機を失う。8月13日にはさらにドイツ軍機の数が増えて1,400機が来襲した。ドイツ軍機は昨日に引き続き、レーダーサイトと飛行場を攻撃し、迎撃したイギリス軍戦闘機と激しい戦いになり、ドイツ軍機45機が撃墜され、イギリス軍は13機を失った。
このように、攻撃するドイツ軍の損失の方が多いものの、イギリス軍も迎撃の度に少なくない損失を被った。さらにドイツ軍はイギリス航空機工場に対する夜間爆撃を開始、爆撃精度は高くないものの着実にイギリスの航空機生産能力に打撃を与えた。しかし、この夜間爆撃がバトル・オブ・ブリテンの戦況を大きく変えることとなる。8月24日にドイツ軍爆撃機170機がロンドン郊外にある燃料タンクの夜間爆撃に来襲したが、そのうち20機が誤ってロンドン市街地に爆弾を投下してしまった。ドイツ軍はこれまで、ゲルニカ爆撃やワルシャワへの爆撃などで市街地への爆撃を躊躇することなく行ってきたが、ヒトラーはロンドン市街地への爆撃は許可していなかった。しかし、このロンドン空襲の報復として、イギリス軍爆撃機がドイツの首都ベルリンを爆撃すると、ヒトラーは激怒して報復のためにロンドンへの爆撃の強化を命じた（ザ・ブリッツ）。この爆撃目標変更によって、ロンドン市民に多数の犠牲が出たが、代わりに航空機工場や飛行場の損害が減って、イギリス軍戦闘機の強化が加速した。戦闘機が増加した分、パイロットが不足したが、イギリス帝国諸国のほか、ポーランド人、チェコスロバキア人、フランス人など、ドイツに国土を占領されている各国のパイロットも、義勇兵としてこの戦いに加わって活躍した。
ヒトラーは報復という理由に加え、空襲によりロンドン市民に恐怖感を与えて、厭戦気分を煽るという効果も狙ったが、不自由な生活の中でもロンドン市民は一致団結してドイツ軍の空襲に対抗し、ヒトラーの目論見は外れた。また、ロンドン爆撃はドイツ空軍にとって致命的な問題を引き起こした。それはロンドンまでは距離が遠く、航続距離の短いメッサーシュミット Bf109では十分な護衛ができなかったので、護衛がつかないドイツ軍爆撃機の損害が激増した。そして、イギリス軍の損失の殆どが単座戦闘機であり、撃墜されても犠牲は1人で済んだが、ドイツ軍の損失の多くが爆撃機であり最大4～5人の犠牲が出た。損害の続出にヒトラーは9月14日に「必要な制空権確保ができていない」として「作戦」はまだ実行できないと認めた。面目を失ったゲーリングは9月15日にロンドン爆撃に1,000機を投入したが、体制が整ったイギリス軍の激烈な迎撃で60機という大損害を被ってしまい、さらに27日にも55機を損失してしまう。これ以降はドイツ軍の来襲機数は次第に減少していった。ドイツ軍の攻撃が弱体化すると、イギリス軍は反撃に転じ、「あしか作戦」のために準備されていた輸送船やその他船舶の12.6%を空襲によって撃沈破した。そして10月12日にヒトラーは「あしか作戦」の延期を決め、この後の関心はイギリスからソ連に向かっていく。このバトルオブブリテンでドイツ軍は、1,918機の航空機と2,662人の熟練パイロットを失い、その無敵伝説に終止符が打たれた。一方でイギリス軍は915機の戦闘機と、他国からの義勇兵も含めて449人のパイロットを失った。チャーチルはこの戦いを「人類の歴史の中で、かくも少ない人が、かくも多数の人を守ったことはない。」と評した。
参戦したイタリアは9月、北アフリカの植民地リビアからエジプトへ、10月にはバルカン半島のアルバニアからギリシャへ侵攻した（ギリシャ・イタリア戦争）。しかし性急で準備も不十分なままであり、11月にイタリア東南部のタラント軍港が、航空母艦から発進したイギリス海軍機の夜間爆撃に遭い、イタリア艦隊は大損害を被った。またギリシャ軍の反撃に遭ってアルバニアまで撃退され、12月にはイギリス軍に逆にリビアへ侵攻されるという、ドイツの足を引っ張る有様であった。
9月27日にはドイツとイタリア、そしてまだ第二次世界大戦に参戦していないものの2国の友好国である日本は、日独伊防共協定を強化した相互援助である日独伊三国同盟を結んでいる。また第二次ウィーン裁定によりハンガリー・ルーマニア間の領土紛争を調停し、東欧に対する影響力を強めた。

### 1941年

#### 北アフリカ戦線

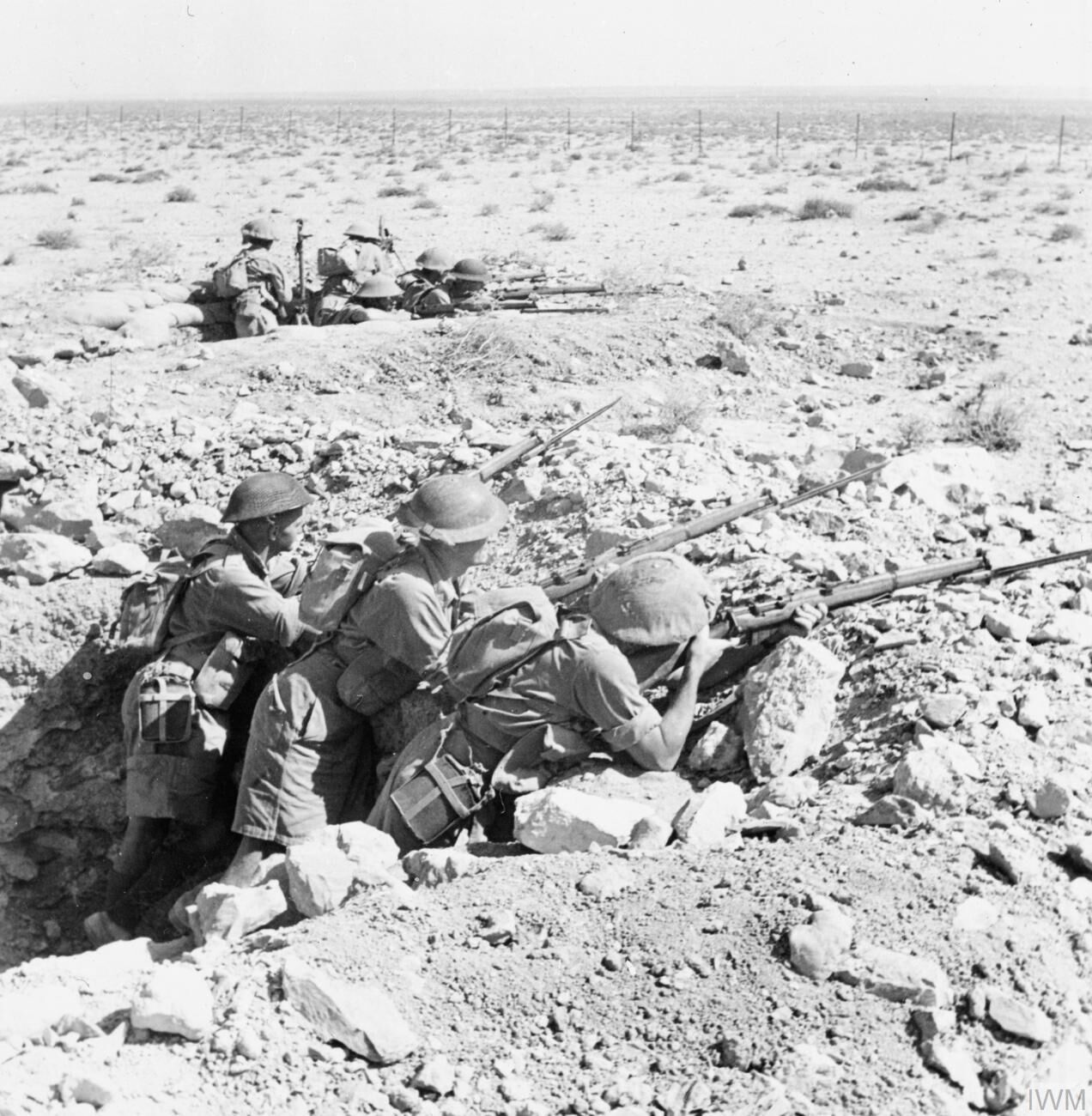
1941年8月、北アフリカ戦線、トブルク包囲戦の前線の塹壕を受け持つ連合軍のオーストラリア軍兵士

イギリスはイベリア半島先端の植民地ジブラルタルと、北アフリカのエジプト・アレクサンドリアを地中海の東西両拠点とし、クレタ島やキプロスなど東地中海を確保し反撃を企図していた。2月までに北アフリカ・リビアの東半分キレナイカ地方を占領し、ギリシャにも進駐した。
一方、ドイツ軍は、劣勢のイタリア軍を支援するため、エルヴィン・ロンメル陸軍大将率いる「ドイツアフリカ軍団」を投入。2月14日にリビアのトリポリに上陸後、迅速に攻撃を開始し、イタリア軍も指揮下に置きつつイギリス軍を撃退した。4月11日にはリビア東部のトブルクを包囲したが、占領はできなかった。さらに5月から11月にかけて、エジプト国境のハルファヤ峠で激戦になり前進は止まった。ドイツ軍は88ミリ砲を駆使してイギリス軍戦車を多数撃破したが、補給に問題が生じて12月4日に撤退を開始。12月24日にはベンガジがイギリス軍に占領され、翌年1月6日にはエル・アゲイラまで撤退する。
中立国のアメリカは3月11日にレンドリース法を成立させ、自らは参戦しない代わりに、ドイツや日本、イタリアとの交戦国に対して、ソ連やイギリス、中華民国などへの大規模軍事支援を開始する。
4月6日、ドイツ軍はユーゴスラビア王国（ユーゴスラビア侵攻）やギリシャ王国などバルカン半島（バルカン戦線）、エーゲ海島嶼部に相次いで侵攻。続いてクレタ島に空挺部隊を降下（クレタ島の戦い）させ、大損害を被りながらも同島を占領した。ドイツはさらにジブラルタル攻撃を計画したが中立国スペインはこれを認めなかった。またこの間にハンガリー王国、ブルガリア王国、ルーマニア王国を枢軸国に加えた。
また中東のイラクは1932年10月3日にイギリス委任統治領メソポタミアからイラク王国として独立したが、その後もイギリスによる石油支配は続き、またイギリス軍のイラク国内での自由な移動の権利も認められているなどイギリスとイラクの関係は依然として不平等なものであった。そのためその頃から汎アラブ主義やイスラム主義などの思想が勃興し始め、それが次第に反英闘争へと繋がっていった。そして第二次世界大戦が始まるとイラクはドイツと断交してイギリスを積極的に支援するが、それに反対した民族主義勢力が1941年3月に革命を起こし親英政権を打倒。4月3日には反英親独派のラシッド・アリー・アル＝ガイラーニーが首相に就任し、独立以来のイギリスとの不平等な関係を打破しようとした。その結果イラクはイギリスと開戦、アングロ＝イラク戦争となった。イギリス軍は4月18日にバスラ、ヨルダン、パレスチナからイラクに侵攻し、イラク軍に勝利して5月30日には首都バグダードを占領。その後ガイラーニーらは中立国のイランに逃れ、最終的にイタリア、ドイツへ亡命した。

#### 独ソ戦開戦

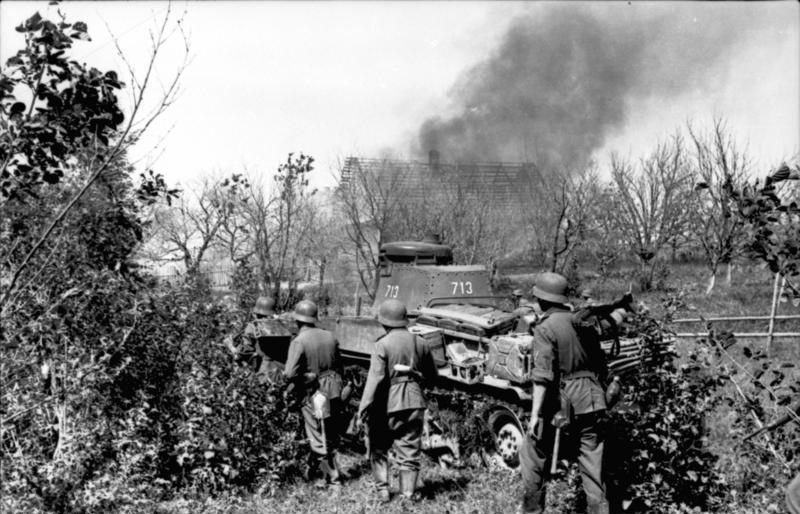
ソ連内に攻め入るドイツ軍の戦車

6月22日、ドイツは不可侵条約を破棄し、北はフィンランド、南は黒海に至る線から、イタリア、ハンガリー、ルーマニア等、他の枢軸国と共に約300万の大軍で対ソ侵攻作戦（バルバロッサ作戦）を開始し、独ソ戦が始まった。冬戦争でソ連に領土を奪われたフィンランドは6月26日、ソ連に宣戦布告した（継続戦争）。開戦当初、赤軍（当時のソ連地上軍の呼称）の前線部隊は混乱し、膨大な数の戦死者、捕虜を出し敗北を重ねた。歴史的に反共感情が強かったウクライナ、バルト三国等に侵攻した枢軸軍は、共産主義ロシアの圧政下にあった諸民族から解放軍として迎えられ、多くの若者が武装親衛隊に志願した。また、西ヨーロッパからもフランス義勇軍などの反共義勇兵が枢軸国軍に参加した。
ドイツ軍は7月16日にスモレンスク、9月19日にキエフを占領。さらに北部のレニングラードを包囲するなど進撃を続け、大量の捕虜を獲得したが、ソ連はこれまでドイツ軍が打ち破ってきた西ヨーロッパ諸国の様に、軍の敗北で国家崩壊することはなく、粘り強く戦い続けた。ドイツ軍は開戦以降、初めて苦戦を強いられることとなり、ドイツ陸軍総司令官ヴァルター・フォン・ブラウヒッチュ元帥は、ドイツ軍が猛進撃をしていた7月には「ドイツ国防軍が対決した最初の手ごわい敵」と評価していた。ソ連軍は大損害を被りつつも、確実に自軍が受けた損害の何割かをドイツ軍に返しており、1941年末までのドイツ軍の死傷者は82万人と全兵力の1/4にまで達していた。参謀総長フランツ・ハルダー大将は、対ソ開戦前にヒトラーが「ソ連は腐った建物のようなものだ。ドアを一蹴りすれば崩壊する」などと言ったように、ドイツ軍がソ連軍を過小評価していたことを認めて「我々は巨象ロシアを甘く見ていた。彼らは全体主義国家らしく、徹底的に冷酷な戦いを遂行することを意識して戦争準備を進めていた」と語っている。

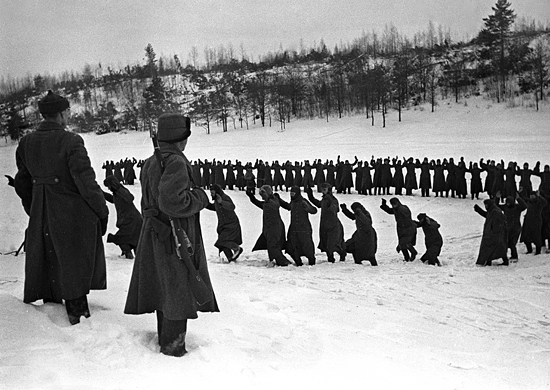
モスクワの戦いで投降するドイツ兵

ソ連軍の激しい抵抗で進撃は遅れて、ヒトラーが8月に攻略を計画していた首都モスクワには、10月中旬になってようやく接近できた。モスクワ市内では一時混乱状態も発生し、そのためソ連政府の一部は約960km離れたクイビシェフへ疎開した。スターリンは、ソ連邦首都の危機に際して、レニングラードで指揮を執っていたゲオルギー・ジューコフ上級大将をモスクワに呼び戻し、モスクワ防衛の指揮を任せた。ジューコフは1939年5月のノモンハン事件で大日本帝国陸軍に対し、自らも大きな損害を被りながらも、モンゴルに侵攻しようとした1個師団に壊滅的な損害を与えて撃退し、スターリンから厚い信頼を得ていた。ジューコフは防御線を再構築し、攻勢の気配を見せていたドイツ軍を待ち構えていた。ジューコフは粘り強い防衛戦でドイツ軍を消耗させたのちに、タイミングを見計らって反撃に転じようと考えており、ノモンハンの勝利の原動力となった極東軍管区とザバイカル軍管区から戦車8個旅団と、狙撃兵15個師団、騎兵3個師団をモスクワ防衛戦に転用し、反撃戦力として温存していた。
やがてドイツ軍は「タイフーン作戦」と称して、11月にはモスクワを目指して進撃を開始した。ジューコフは計画通りに激しい防衛戦を展開、それでもドイツ軍はクレムリンから23㎞の距離まで達したが、甚大な損害を被って進撃は停滞していた。苦戦するドイツ軍をさらに苦しめたのが冬将軍の到来による寒波で、冬季装備を準備していなかったドイツ軍は零下10～15°という厳し寒さのなかを薄手の夏季装備で戦わなければならなくなった。のちに、ドイツ軍の敗因はこの冬将軍の到来であったとドイツの司令官たちは弁解するようになったが、ジューコフはそのような弁解に対して「ロシアの冬は軍事機密ではない」とドイツの将軍らの弁解を一刀両断し、ドイツ軍の計画の杜撰さを批判している。また、一時混乱したモスクワには戒厳令がしかれて混乱が収まると、祖国の危機にモスクワ市民は一致団結し、老若男女問わずシャベルを手に取って陣地構築を手伝い、銃を取って軍事教練を受けドイツ軍を待ち構えた。このとき軍事教練を受けた市民が、のちにパルチザンとなってゲリラ活動でドイツ軍を苦しめることとなる。
軍民挙げた激しい抵抗の前に、ドイツ軍の侵攻は甚大な損害でついに停止し、12月6日にジューコフはモスクワの北と南で、温存していた兵力で大規模な反撃を開始した。開戦以降、常に戦局の主導権をドイツ軍に握られていたソ連軍はここでようやく戦いの主導権を握ることができた。ソ連軍の反撃には、大日本帝国陸軍との戦闘で経験を積み、極寒にも耐性がある極東から来た熟練歩兵や、ドイツ軍の戦車より遥かに強力な新型戦車T-34中戦車やKV-1重戦車を含んだ、“トラの子”の40万人の将兵、1,000輌の戦車、1000機の航空機が参加した。圧倒的なソ連軍の戦力に対して、ドイツ軍は対抗することができずに大損害を被りながら撤退した。これは連戦連勝であったドイツ軍の初めての惨敗であり、ヒトラーのソ連打倒の野望はここで潰えた。しかし、この敗北でドイツ軍がソ連打倒を諦めた訳ではなく、年が明けてから態勢を立て直すと、再度攻勢に転じることとなる。この勝利には、ノモンハンで戦った極東の部隊が大きく貢献したため、ジューコフは「モンゴルで戦った部隊が、1941年にモスクワ地区に移動し、ドイツ軍と戦い、いかなる言葉をもってしても称賛しきれぬほど奮戦したことは、決して偶然ではなかったのである」と回想している。

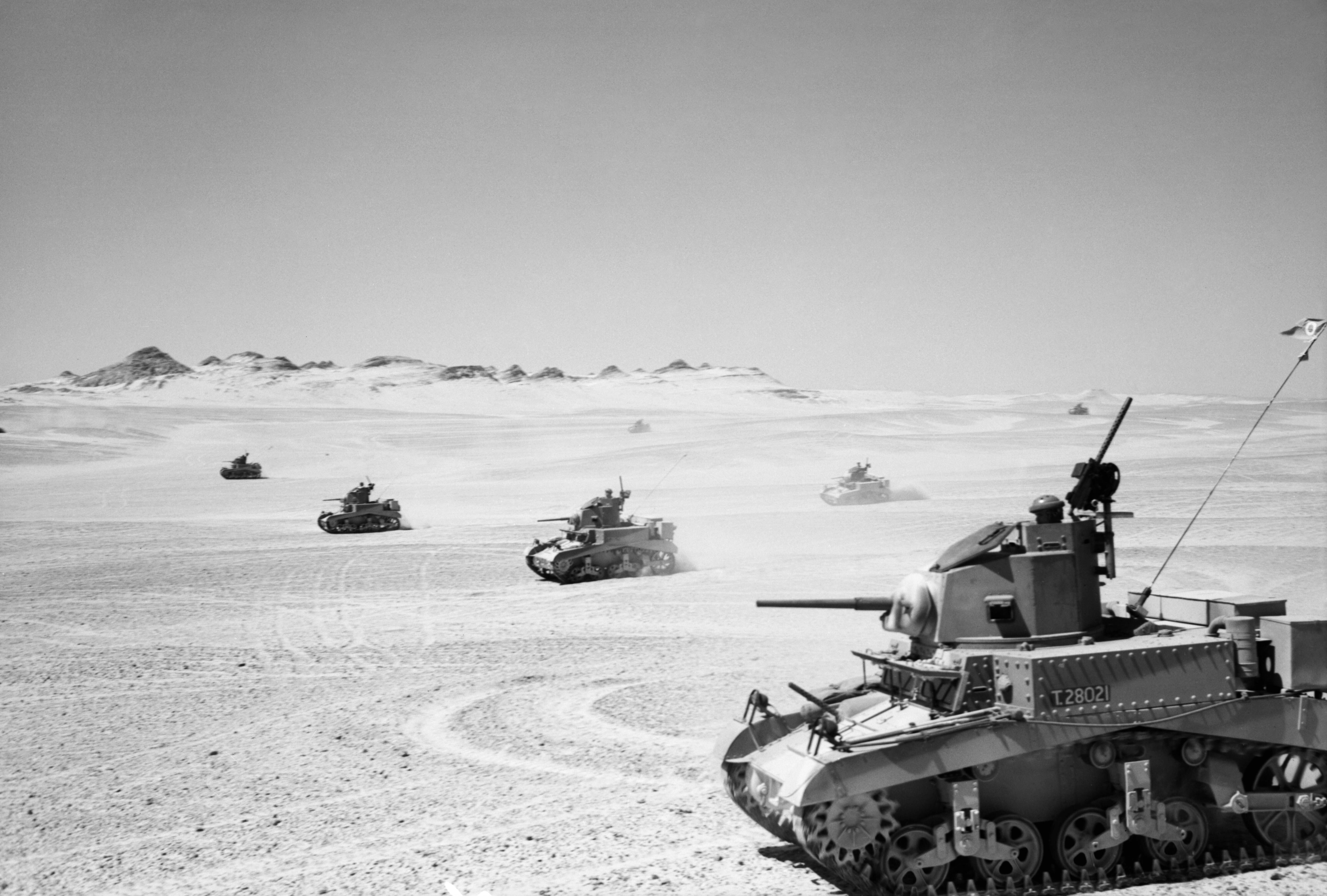
イランに攻め入るイギリス陸軍の戦車（1941年8月）

8月9日、イギリス・アメリカは領土拡大意図を否定する大西洋憲章を発表した。8月25日、ソ連・イギリスの連合軍は中立国イランに南北から進撃し、占領した（イラン進駐）。イラン国王は中立国アメリカに英ソ両軍の攻撃を止めさせるよう訴えたが、米大統領ルーズベルトは拒否した。ポーランドとフィンランドへの侵攻、バルト三国併合などの理由で、英・米両国はソ連と距離を置いていたが、独ソ戦開始後は、ヒトラーのナチス・ドイツ打倒のため、ソ連を連合国側に受け入れることを決定。イランを占領しペルシア回廊を確保した上で、アメリカの武器貸与法に基づき、ソ連へ大規模軍事援助を行うことになった。またアフガニスタンはこのような中でも第二次世界大戦の終戦まで独立を守った。

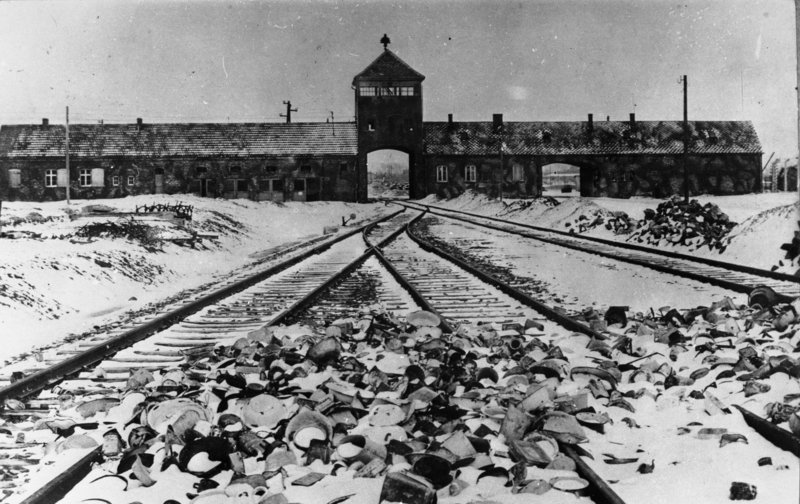
ユダヤ人を収容したアウシュビッツ強制収容所

ドイツの占領地では、秘密国家警察ゲシュタポとナチス親衛隊が住民を監視し、ユダヤ人やレジスタンス関係者へ過酷な恐怖政治を行った。特に独ソ戦開始後、アインザッツグルッペンと呼ばれる特別行動部隊による大量殺人で犠牲者数が激増した。それを見聞きした国防軍関係者の中には、反ナチスの軍人が増えていく。ヒトラーも軍の作戦に細かく干渉し、司令官を解任した。そのため軍部の中でヒトラー暗殺計画を企てるなど、ドイツの戦時体制は決して一枚岩でなかった。

#### 世界大戦に拡大

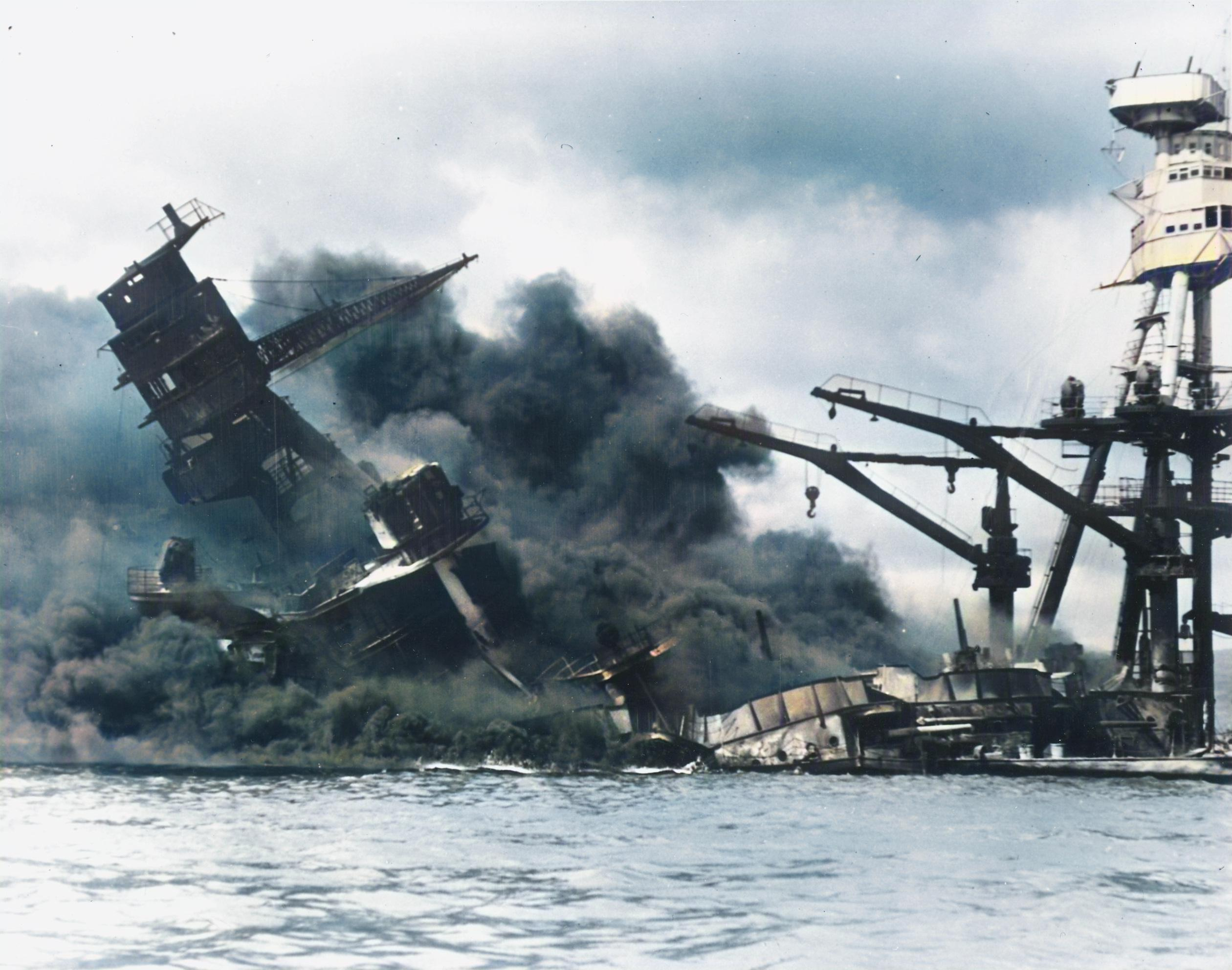
真珠湾攻撃で沈没する戦艦アリゾナ

12月7日（現地時間）、日本陸軍がイギリス領マレー半島への上陸作戦（マレー作戦）を開始、その約1時間後に日本海軍がアメリカのハワイにある米海軍の基地を攻撃（真珠湾攻撃）したことにより、アジア・太平洋戦争が勃発した。12月8日にアメリカとオランダが日本に宣戦を布告。日本の参戦に呼応して12月11日、ドイツ、イタリアもアメリカ合衆国に宣戦布告。日本が枢軸国の一員として、アメリカが連合国の一員として正式に参戦したことで世界大戦の様相が強まった。
ドイツの対アメリカ宣戦布告については、日本がソ連に宣戦布告を行わなかったように、ドイツに参戦の義務があったわけではないが、ヒトラーの判断によって決定された。このヒトラーの決断のタイミングは、常勝であったドイツ軍がモスクワ前面でその看板を打ち砕かれたときであり、ドイツが危機を迎えている最中に、なぜヒトラーが新たな危機を抱え込む決断をしたかは不明である。合理的な解釈では、ヒトラーは参戦各国をレンドリースで支えるアメリカとはいずれ戦わねばならないと考えており、しばらくの間は地球の反対側で日本がアメリカを引き付け、ドイツの戦争を邪魔しないようにしてもらうためには、日本とアメリカが協調する可能性を完全に断ち切る必要があり、日本を確実に枢軸国側に引き止めるため参戦はやむを得なかったというものであるが、もっと単純に、これまでヒトラーが散々行ってきたように、自らの退路を全て断ち切って、腹を据えてこの難問を乗り切ろうとしたという推定もある。
このモスクワ強攻と対アメリカ宣戦以降、ヒトラーはこれまで以上に戦略や作戦遂行の細かい部分にまで立ち入る様になり、致命的な判断ミスを次々と犯すようになっていく。そしてその失敗の責任を全て部下の将軍らになすりつけて解任していった。責任をなすりつけたヒトラーは自己反省することはなく、新たな戦場、新たな敵を求めてさらに敗北を重ねていくようになった。そして最終的には戦争の目的を見失って、ユダヤ人の殲滅などという戦局には何の影響もない犯罪行為に力を注いでいくこととなる。そして、この独裁者の犯罪的なエネルギーで最も被害を受けたのが、ヒトラーを支持したドイツ国民であり、破滅の一歩手前まで追いやられることとなっていく
。

### 1942年

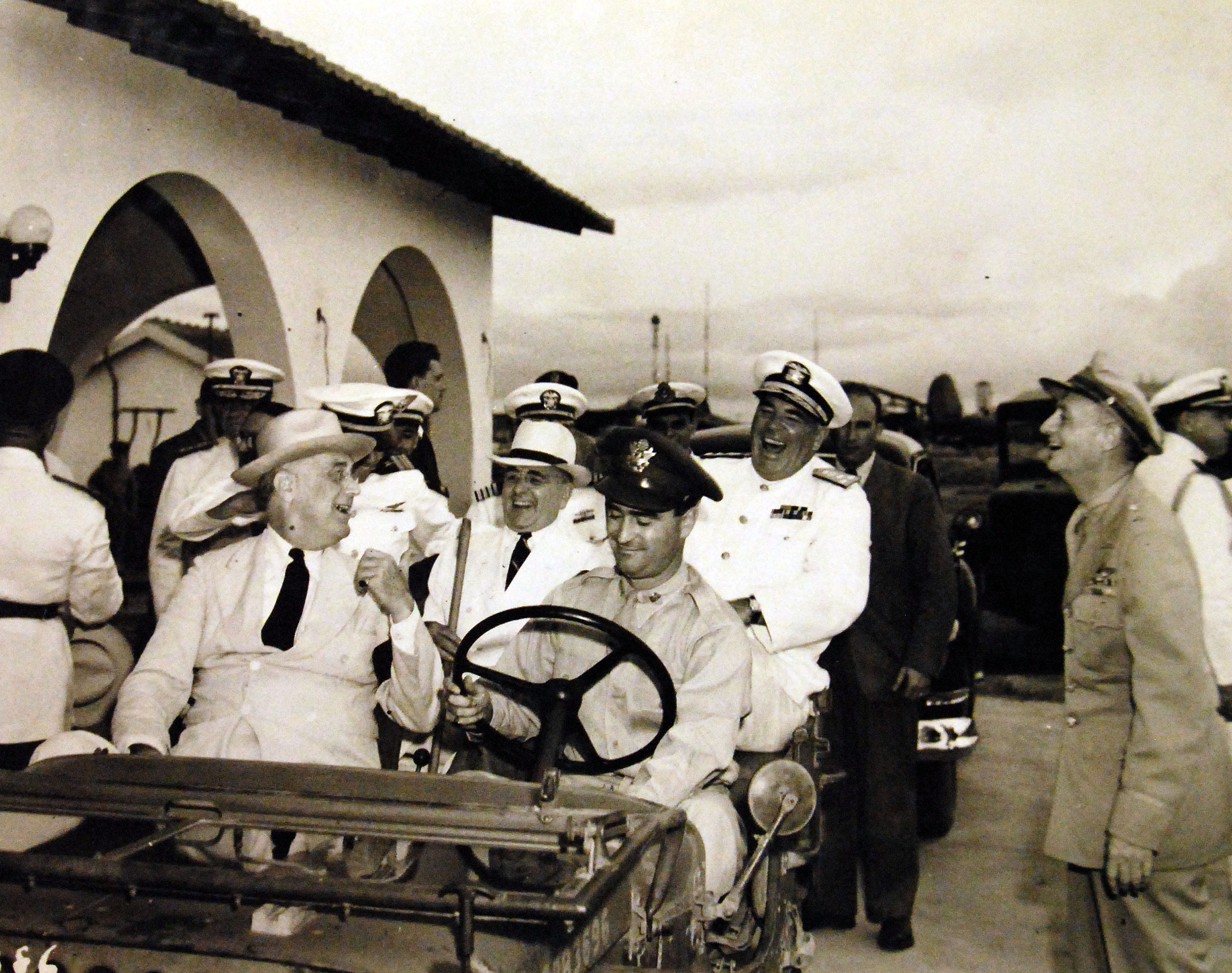
ブラジルのヴァルガス大統領とアメリカのルーズベルト大統領

#### ラテンアメリカ諸国の参戦
真珠湾攻撃後、ラテンアメリカではアメリカに追随して枢軸国に宣戦する動きが広まり、パナマ、キューバ、ドミニカ、ホンジュラス、ニカラグアは1942年1月までの時点で参戦しており、メキシコ、コロンビア、ベネズエラは枢軸国と断交していた。しかし太平洋を挟んで日本と接するチリや国内が連合国派と枢軸国派で二分されていたアルゼンチン、ブラジルは中立に傾いていた。
1942年1月14日、第3回米州外相会議が開かれ、アメリカは米州機構参加国に対して枢軸国との断交をもとめる提案をメキシコ・コロンビア・ベネズエラに行わさせた。この提案にはアルゼンチンとチリは強く反対していたが、最終的にはブラジルがアメリカ側の要請を受け入れたことで、「国交断絶を推奨する」という合意にアルゼンチンとチリも参加することとなった。ブラジルのジェトゥリオ・ドルネレス・ヴァルガス大統領ははアメリカからの武器供与がなされない限り断交は行わない姿勢であったが、アメリカがこの支援に応じたことで、アルゼンチンとチリの説得に回っていた。ブラジルの軍部は枢軸国の攻撃を受ける恐れがあるとして慎重であったが、親米派のオズワルド・アラーニャ外務大臣は国交断絶を強く求めていた。この米州会議の結果によって、ラテンアメリカは事実上の連合国側陣営となった。
ドイツはブラジルに対する報復を開始し、ブラジルの船舶が多く撃沈されたため、ブラジル国内では対独参戦の声が高まった。ヴァルガスは対独参戦には慎重であったが、世論に押し切られる形で8月22日にドイツおよびイタリアに宣戦布告した。これに先立つ5月22日にはメキシコが対独宣戦布告している。また1943年11月26日にはコロンビアが対独宣戦布告を行っている。ブラジルはアメリカに港湾や空港の提供を行い、1944年にはイタリアに2万5千人規模のブラジル遠征軍を派兵している。

#### エル・アラメインの戦い

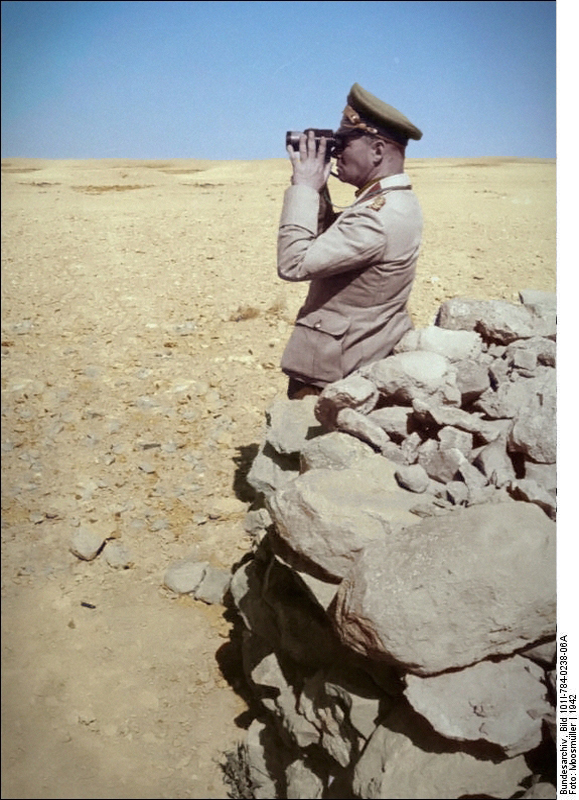
北アフリカ戦線でのドイツアフリカ軍団司令官エルヴィン・ロンメル

北アフリカ戦線では、エルヴィン・ロンメル将軍率いるドイツ・イタリアの枢軸国軍が、1月20日に再度攻勢を開始。6月21日、前年には占領できなかったトブルクを占領、同23日にエジプトに侵入し、29日にはエジプト内の軍事拠点マルサ・マトルーフを占領した。イギリス中東軍司令官クロード・オーキンレック元帥は、アレクサンドリアから西方100kmにある小都市エル・アラメインを最終防衛拠点として守りを固めた。イギリス軍を追い詰めつつあるように見えたロンメルであったが、ヒトラーの方針を逸脱して戦線を拡大した結果、同程度の規模と重要性を持つ他のドイツ軍団よりも、比較にならぬほどの多くのトラックなどの輸送手段を与えられ、物資の補給は潤沢であったものの、補給港からの輸送路が長くなりすぎて、前線までなかなか補給物資や補充が届いていなかった。そこでロンメルは、イギリス軍から奪取した物資や食料に頼って無理な進撃を続けており、エジプトに侵入した時点で、戦車以外の車両の85％は鹵獲したイギリスやアメリカ製で、兵士はイギリス軍の軍服や下着や軍靴を着用し、イギリス製の缶詰を食するなど、ドイツアフリカ軍団は寄生虫のような軍隊と言っても過言ではない状態であった。
一方でオーキンレックのイギリス軍は、補給港のアレクサンドリアが近くなったことから補給は潤沢で、次々と増援も到着していた。エル・アラメイン周辺には塩湖や流砂などが広がり、戦車や車両が移動できる範囲が狭く、これまでロンメルが得意としていた砂漠を大きく迂回し、イギリス軍の側面や背後から奇襲攻撃するという戦術が取りづらかった。さらにオーキンレックは、ウルトラ暗号解読によってロンメルの作戦の概要を既に掴んで準備を重ねていた。6月30日にエル・アラメインのイギリス軍防衛線に達したロンメルであったが、これまでの勝利に驕って、連日の砂嵐で偵察が不十分であったのにも関わらず、常とう手段の戦車師団による防衛線迂回を強行した。しかし、迂回した先にはイギリス軍が待ち構えており、激戦の末にドイツ軍戦車師団は撃退された。ロンメルはその後も攻勢を試みるが、いずれも失敗し、逆にイギリス軍の反撃で防衛戦を強いられることとなった。この後、戦いは膠着状態に陥り、両軍は戦力回復のためににらみ合うこととなった。この第一次エル・アラメインの戦いの結果、ロンメルの進撃は止められ、戦いの主導権はイギリス軍に奪われつつあったが、ロンメルがそれに気が付くことはなかった。
チャーチルは北アフリカでの反攻に備えて、中東軍の人事を一新することにし、これまでの敗北続きで信頼を失っていたオーキンレックを更迭、後任にハロルド・アレグザンダー元帥を任じ、さらに主力のイギリス第8軍司令官には、バーナード・モントゴメリー中将を任じた。
モントゴメリーは野心家で、部下には容赦がなく、自信過剰であったが、その強力なリーダーシップが第8軍を立て直していくこととなる。8月31日にはロンメルが再び進軍を開始、また砂漠を大きく迂回しようと試みたが、モントゴメリーも暗号解読とこれまでのロンメルの戦術の研究からロンメルの迂回作戦を看破しており、迂回するドイツ軍が通過するであろうアラム・ハルファ高地に強固な陣地を構築して待ち構えていた。迂回に成功したと思ったドイツ軍戦車師団は再びイギリス軍の防衛線に掴まり、激戦の末に撃退された。これは、モントゴメリーの完璧な勝利ではあったが、モントゴメリーは時期尚早として敗退するロンメルを追撃せずに見逃した。これによりモントゴメリーは批判されることとなったが、間もなくロンメルを撃滅するチャンスが訪れると確信しており、実際にその確信通りとなる。
アラム・ハルファの戦いの後、再び両軍はにらみ合いながら戦力の補充を行ったが、アメリカからの豊富なレンドリースによる物量の差で、イギリス軍が枢軸国軍を圧倒的に戦力で上回っており、戦車は1,000輌、兵員は約20万人といずれも枢軸国軍の倍近くに達していた。特に戦車は第2回ワシントン会談の最中にチャーチルが直接ルーズベルトに懇願して供与が決定した、ドイツ軍戦車の性能を凌駕する新鋭戦車のM4中戦車が多数含まれていた。ロンメルが病気療養のために北アフリカを離れていた10月23日にモントゴメリーは攻撃を開始した。地上部隊進撃前の1,000門もの火砲による準備砲撃によって、ロンメルが絶対の自信を持って構築していた「悪魔の庭」と称する大地雷原は掘り返されてしまい、残った地雷を処理しながらイギリス軍は枢軸国軍防衛線の突破をはかったが、猛将ヴィルヘルム・フォン・トーマ装甲兵大将の指揮もあって、枢軸国軍は大損害を被りながらも、どうにかイギリス軍の進撃を食い止めていた。しかし、25日にロンメルが静養先から戻ると、これまでの自分の勝利体験に基づき、また戦車部隊による迂回攻撃による反撃を命じたが、これはモントゴメリーの思う壺で、装甲も火力も勝るM4中戦車と戦った枢軸国軍の戦車部隊は大損害を受けて撃退された。

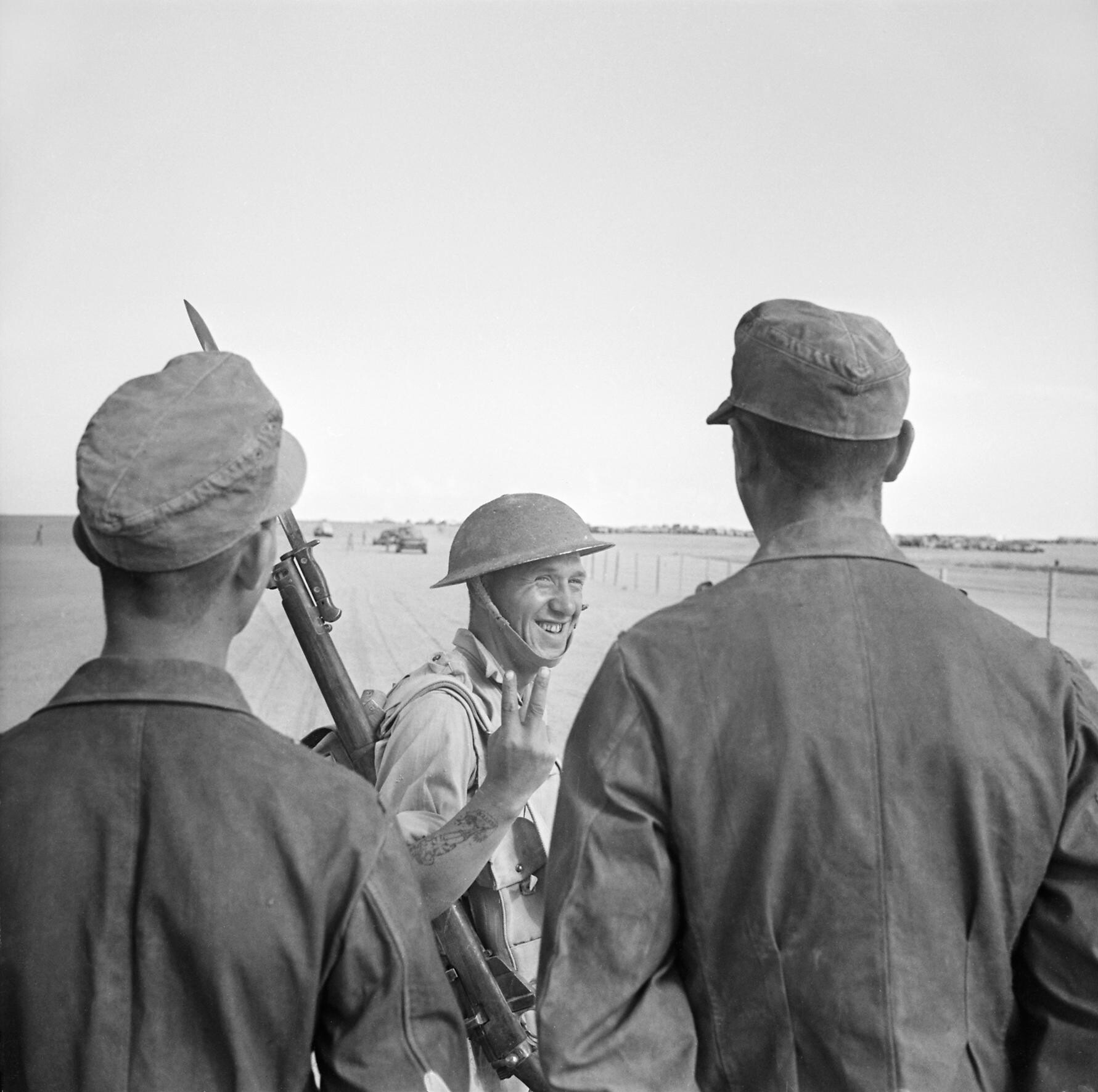
ドイツ兵捕虜に笑顔でVサインを見せつけるイギリス兵

モントゴメリーはこれをチャンス到来と考え、11月2日に枢軸国軍の防衛線突破の最終攻勢を命じた。ロンメルは既に敗北を認識しており、ヒトラーに撤退の許可を求めたが、ヒトラーから返ってきたのは「死守命令」であった。厳格な軍人であったロンメルは無茶な命令であっても厳守することを決意し、部下将兵に死守命令を出し、多くの枢軸国軍将兵が絶望的な戦いで命を落とし、巧みな指揮でイギリス軍を足止めしてきたトーマもイギリス軍の捕虜となった。ロンメルは11月4日に再度の撤退許可をヒトラーに求め、ようやく認められたが、既に戦線は崩壊しており、ロンメルを含めて車両で逃走できた将兵以外の、歩兵部隊などは取り残されて、イギリス軍に蹂躙されるか捕虜となった。特にイタリア軍歩兵師団は悲惨な目にあっており、わずかな車両を逃走するドイツ軍に奪われて、イタリア兵は見捨てられた。ロンメルはどうにか逃げ切ったが、この第二次エル・アラメインの戦いでの惨敗で、約80,000人の兵士と殆どの戦車や軍事物資を失い、完全に北アフリカ戦線での勝敗は決した。
勢いにのったモントゴメリーは、11月13日にトブルクを、同20日にはベンガジを奪回する。
さらに西方のアルジェリア、モロッコに11月8日、トーチ作戦によりアメリカ軍が上陸し、東西から挟み撃ちに遭う形になった。さらに北アフリカのヴィシー軍を率いていたフランソワ・ダルラン大将が連合国と講和し、北アフリカのヴィシー軍は連合国側と休戦した。これに激怒したヒトラーはヴィシー政権の支配下にあった南仏を占領（アントン作戦）した。イギリス軍は、ヴィシー政権の植民地であるアフリカ東海岸沖のマダガスカル島を、南アフリカ軍の支援を受けて占領した。

#### スターリングラード攻防戦

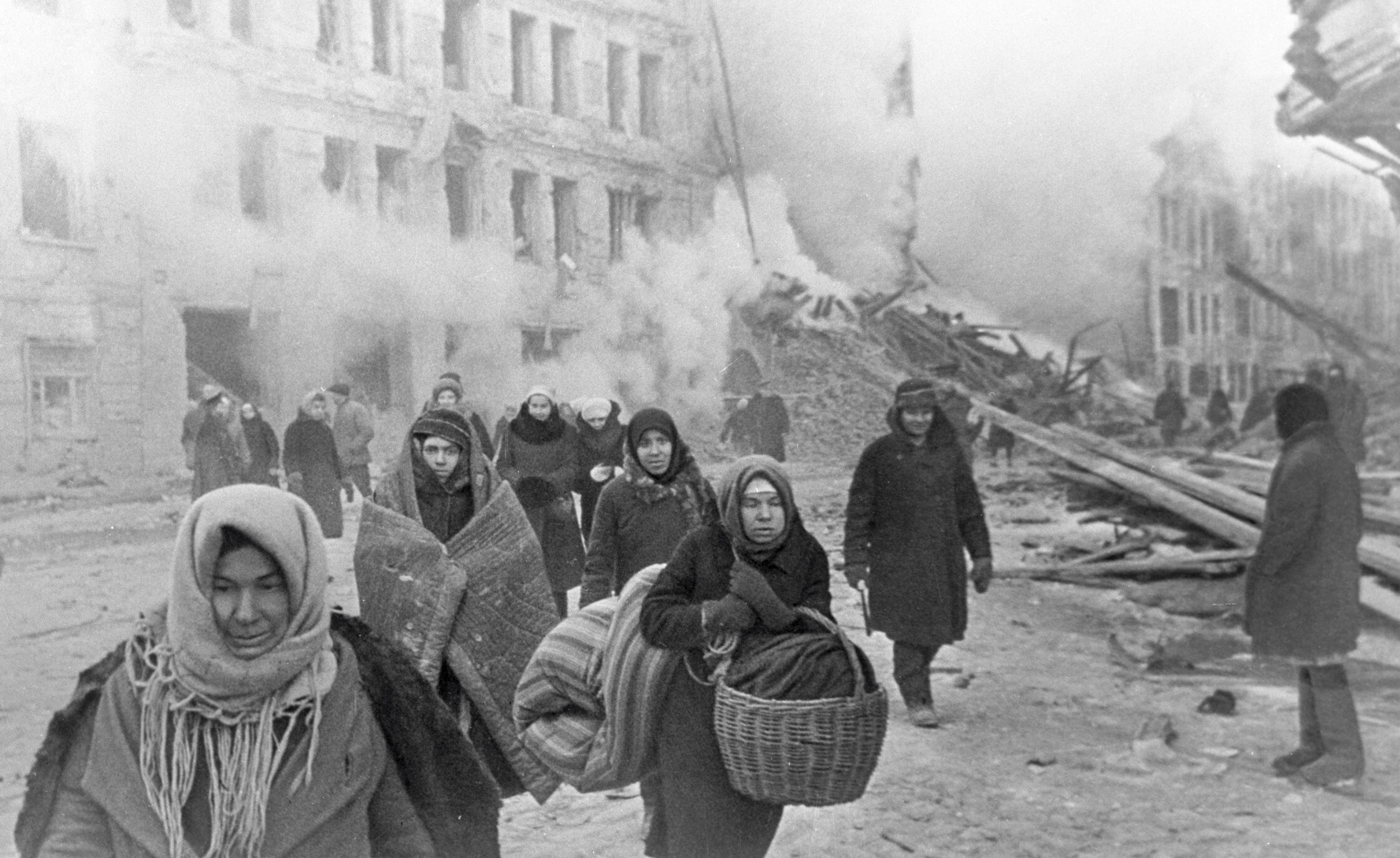
1942年12月10日、レニングラード包囲戦のドイツの爆撃による破損家屋を去るレニングラードの民間人

東部戦線では、モスクワ方面のソ連軍の反撃はこの年の春までには衰え、戦線は膠着状態となる。ドイツ軍は、5月から南部のハリコフ東方で攻撃を再開する。さらに夏季攻勢ブラウ作戦を企画。ドイツ軍の他、ルーマニア、ハンガリー、イタリアなどの枢軸軍は6月28日に攻撃を開始し、ドン川の湾曲部からヴォルガ川西岸のスターリングラード、コーカサス地方の油田地帯を目指す。一方ドイツ軍に追い立てられたソ連軍は後退を続け、スターリングラードへ集結しつつあった。7月23日、ドイツ軍はコーカサスの入り口のロストフ・ナ・ドヌを占領。8月9日、マイコープ油田を占領した。
またこの頃、太平洋戦線でイギリスとアメリカに対して有利に戦っていた日本に対し、中立条約を破棄して対ソ戦を開始するようにドイツは再三要請し、6月30日にはオイゲン・オットー大使から正式に要請したが、日本はソ連との中立条約が存在することを理由にこれを拒絶した。
モスクワ攻略に失敗したヒトラーは乾坤一擲の策として、ソ連の指導者スターリンの名前が冠されたソ連南部の重要都市スターリングラードの攻略を命じ、フリードリヒ・パウルス大将率いる精鋭第6軍の22万人が市街に迫った。パウルスもその部下のドイツ軍兵士たちも、これまでの勝利体験から早くて1週間、時間がかかったとしても1か月でスターリングラードを攻略できると信じて疑わなかった。8月23日にスターリングラード市街まで58㎞の位置まで迫っていた第6軍は一斉に進撃を開始し、第二次世界大戦の岐路となったスターリングラード攻防戦が開戦した。

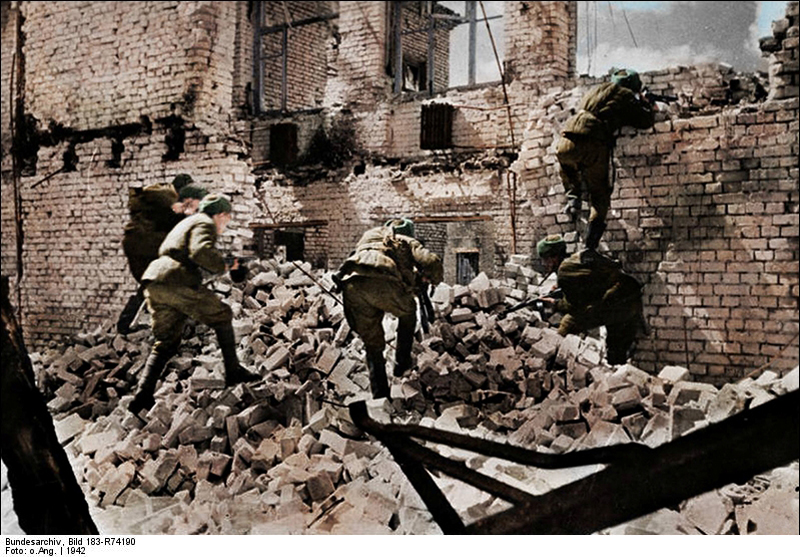
スターリングラード市街で戦うソ連第62軍兵士

9月13日にはドイツ軍部隊がスターリングラード市街地に突入したが、そこで待ち構えていたのがワシーリー・チュイコフ中将率いる第62軍であった。チュイコフはこの戦いの直前まで在華ソビエト軍事顧問団として日中戦争で国民党軍の作戦に関与しており、日本軍との近接戦闘を経験していた。スターリングラードの市街地で戦うドイツ兵は、遠距離から自動火器の弾をばらまきながら前進するといった戦法を取っており、チュイコフの目からは、明らかに日本兵と比較してドイツ兵は近接戦闘を苦手にしているように見えた。そこでチュイコフは「全ドイツ兵に、ソ連軍の銃口をつきつけられて生きていると感じさせなければならない」と部下兵士に命じ、徹底した近接戦闘を命じた。近接戦闘にドイツ兵を引きずり込むことは、敵味方が入り乱れるため、航空機や戦車による戦闘支援を困難にするといった効果もあった。そのため、スターリングラード市街では建物の一部屋一部屋を奪い合うような血なまぐさい白兵戦が戦われ、チュイコフは着実に第6軍の戦力と勢いを削いでいった。それでも第6軍は夥しい損害を被りながらも、10月末ごろには市街地の90％を占領し、チュイコフと第62軍はヴォルガ川の川岸の長さ数キロ幅数百ｍの帯のような細長い地域に追い込まれた。毎日死闘を繰り返し超人的な努力でスターリングラードを守っていたチュイコフと第62軍の兵士に対して、スターリンは労いの言葉ではなく以下の様な檄を飛ばしている。
第6軍は第62軍に止めを刺すべくじりじりと前進を続けていたが、これはジューコフの罠であり、作戦当初から第6軍をスターリングラード内で生け捕ろうとする野心的な作戦を立てており、チュイコフが第6軍を市街地で果てしない消耗戦に引き摺り込んでいる間に、反撃戦力として50万人の兵士、1,500輌の戦車、火砲13,000門を集結させチャンスを見計らっていた。そして、初雪が降った3日後の11月19日、大地が凍り戦車が走り回れるようになるのを待ってソ連軍の大反撃が開始された。
ソ連軍反撃部隊の猛進撃に前線のルーマニア軍があっさり蹴散らされると、ソ連軍反撃部隊は第6軍に迫った。パウルスは前進を諦めて、突進してきたソ連軍に反撃を命じ、前線ではドイツ軍歩兵が何百輌ものソ連軍戦車相手に、対戦車手榴弾で立ち向かったが次々と倒されていった。第6軍は作戦開始時の22万人から増援もあって最大で334,000人の兵力となったが、戦闘や傷病によって多くの将兵が倒れており、このソ連軍の反撃によって生き残っていた約20万人がスターリングラードで包囲された。そしてこの包囲の中にはルーマニア軍の生き残りやドイツ軍の非戦闘要員数万人も入っていた。11月22日にパウルスは自分の軍が包囲され退路を断たれたことを認識すると、ヒトラーにその状況を報告したが、ヒトラーはパウルスに占領地の死守と、その手段として要塞構築を命じて、第6軍を誇らかに「スターリングラード要塞部隊」と名付けた。
しかし、要塞部隊などと勇ましい名前をつけたところで、食料も武器弾薬も枯渇している第6軍が長くは持ちこたえられないことは明白であった。そこでドイツ空軍は輸送機をかき集めて空輸で第6軍に補給し続けたが、その量は必要最低限の量を大きく下回っていたうえ、ソ連軍戦闘機の迎撃や対空砲火で輸送機536機、爆撃機149機、戦闘機123機、そして熟練パイロット2,196人というバトル・オブ・ブリテンに匹敵する様な甚大な損害を被って、やがて空輸を続けることが困難となった。不足していたのは食糧に加えて、冬季用衣服と装備も足りていなかった。前年のモスクワで痛い目を見ていたのにも関わらず、今回も冬季用装備を輸送していた列車は、スターリングラードより遥か手前でずっと立ち往生しており、前線に届いてすらおらず、第6軍将兵の殆どが薄手の夏季用軍装でソ連の厳しい寒波にさらされていた。ドイツ軍は愚かにも2年続けて戦局を左右する重要な作戦で同じミスを犯してしまった。このような過酷な環境で第6軍の将兵は次々と飢えと寒さで倒れていった。12月12日、エーリッヒ・フォン・マンシュタイン元帥は南西方向から救援作戦を開始し、同19日には約35kmまで接近するが、24日からのソ連軍の反撃で撃退され、年末には救援作戦は失敗する。もはや第6軍将兵の運命は風前の灯火で、クリスマスにモスクワの国営放送は「ソ連では7秒ごとに1人のドイツ兵が死んでます。スターリングラードはドイツ兵の集団墓地になりました」というコメントを放送した。

### 1943年

#### 各戦線でのドイツ軍の致命的な敗北

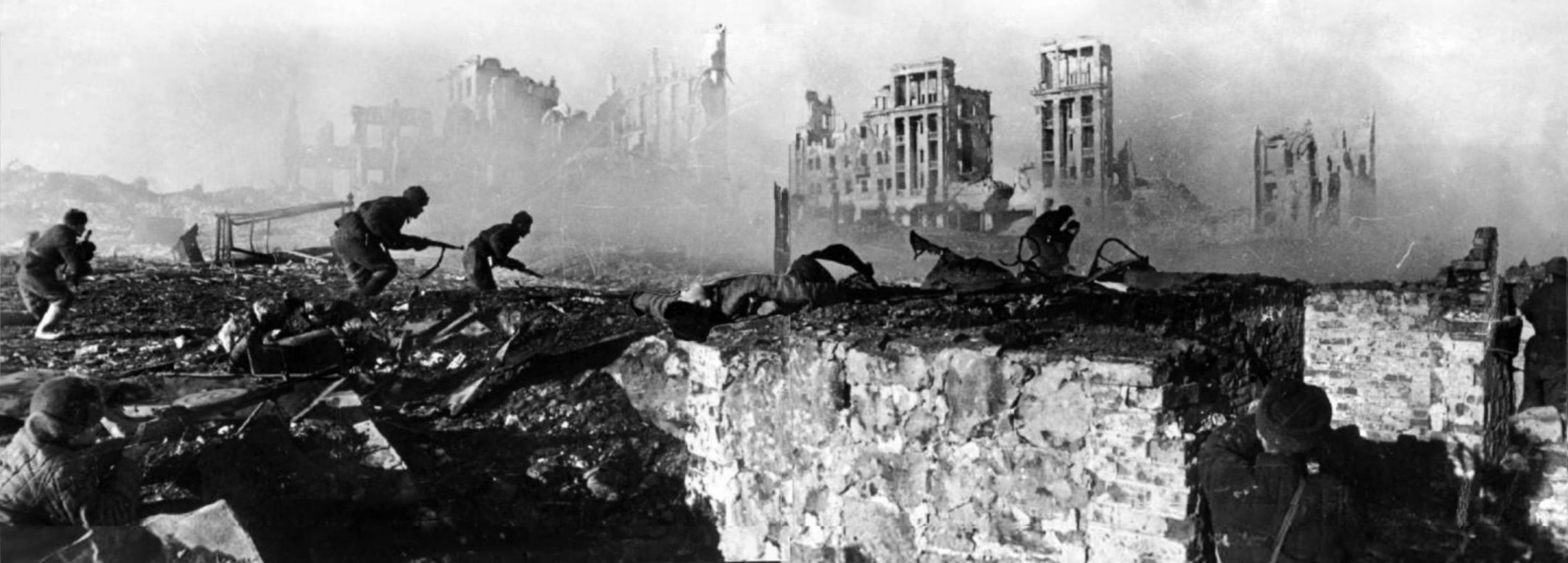
1943年2月、スターリングラード攻防戦で反撃に出る赤軍

1943年元旦、ヒトラーはソ連軍の包囲下で苦しむ第6軍将兵に対し「第6軍将兵に告ぐ、彼等を救出するために、あらゆる努力が払われている」と無線で呼びかけたが、実際にはマンシュタインの救援も撃退され、救出の手立てはなかった。1月7日にソ連軍はパウルスに対して降伏勧告を行った。既に勝ち目がないことを悟っていたパウルスはヒトラーに「行動の自由」を容認するように至急電を打電したが、ヒトラーは仇敵ソ連への降伏を許す気はなく、パウルスの申し出を拒否した。ソ連軍は最後通牒の期限であった1月10日に5,000門の火砲で2時間もの間砲撃を浴びせた後、第6軍の殲滅を開始した。激戦は再開されて、両軍の多くの兵士が倒れるなか、1月30日にパウルスのもとに元帥昇格の知らせが届いた。これはかつてドイツ史上で敵に降伏した元帥はおらず、降伏するなら自決せよというヒトラーからのメッセージであったが、パウルスはそのメッセージを無視し降伏することを選んだ。元帥に昇格した翌日の1月31日に「ソ連軍は我々の防空壕の戸口に来ている。我々は我々の装備を破壊中である」と最後の打電を行わせると、その後は無線封鎖し2月2日にソ連軍に白旗を掲げた。
2月2日に降伏したドイツ軍と同盟軍は、12月の「スターリングラード要塞」攻防戦開始時に255,000人が閉じ込められたはずであったが、投降してきた将兵は123,000人であり、実に2か月の間で13万人近くが戦闘に加えて飢えや寒さで命を落としていた。さらにこの12万人で戦後に生きてドイツに帰れたのはわずか6,000人ほどで、文字通り第6軍は全滅し、ドイツ軍は歴史的大敗を喫した。勢いに乗ったソ連軍はそのまま進撃し、2月8日クルスク、2月14日ロストフ・ナ・ドヌ、2月15日にはハリコフを奪回する。
しかし、ドイツ軍は3月にマンシュタイン元帥の作戦でソ連軍の前進を阻止し、同15日ハリコフを再度占領した。7月5日からのクルスクの戦いは、史上最大の戦車同士の戦闘となった。ドイツ軍はソ連軍の防衛線を突破できず、予備兵力の大半を使い果たし敗北。以後ドイツ軍は、東部戦線では二度と攻勢に廻ることはなく、ソ連軍は9月24日スモレンスクを占領。11月6日にはキエフを占領した。
北アフリカ戦線で敗退を続けるロンメルであったが、このまま高名な将軍が捕虜となることを懸念したヒトラーによって、1943年3月9日にアフリカ軍集団司令官から解任されドイツに呼び戻された。ロンメルが解任されたあとは、ハンス＝ユルゲン・フォン・アルニム上級大将が引継ぎ、隷下のドイツ軍装甲部隊指揮官ハンス・クラーマー中将と、イタリア軍司令官ジョヴァンニ・メッセ元帥の巧みな指揮もあって連合軍をどうにか足止めしていたが、西のアルジェリアに上陸したアメリカ軍と、東のリビアから進撃するイギリス軍によって、イタリアとドイツ両軍はチュニジアのボン岬方向に追い込まれていた。アルニムは誇り高いドイツアフリカ軍集団の有終の美を飾るべく、4月28日に自ら指揮を執って残存兵力で反撃を行い、2日後にはジェベル・ブーアウーカーズ高地の連合軍を撃破して奪還に成功したが、所詮は最後の徒花に過ぎなかった。
連合軍はあっさり態勢と立て直しジェベル・ブーアウーカーズ高地を再奪還すると、5月6日にはチュニスへの総攻撃を開始、ドイツアフリカ軍集団は脆くも24時間で街からたたき出された。最後を悟ったクラーマーは司令官を解任されオーストリアで病気療養中のロンメルに「サヨナラ」の電報を打電し、ドイツ軍統帥部には「弾丸はすべて撃ち尽くし、武器、資材は破壊せり。命令に従いアフリカ軍団は、全力をふるい可能な限りの戦闘をなせり。ドイツ・アフリカ軍団は、再起せざるべからず」という最終電文を打電した。その数日後の5月13日に軍集団司令官のアルニムが連合軍に降伏した。ここで捕虜となったのはドイツ軍約10万、イタリア軍約15万人という莫大な人数であったが、ドイツ軍とイタリア軍が北アフリカ戦線で失った戦力は兵員約50万人、戦車2,550輌、車輛70,000台、航空機8,000機とさらに甚大なものとなり、後の戦局に大きな影響を及ぼした。

#### シチリアでの敗北とイタリア降伏
北アフリカで枢軸国軍を撃破した連合軍は、地中海の制海権を確立し、ドイツ軍が「フェストゥング・オイローバ（ヨーロッパ要塞）」と嘯き堅守を誇るヨーロッパ大陸の“柔らかい下腹”を突くため、イタリアシチリア島上陸作戦のハスキー作戦を開始した。北アフリカで多大な損害を被ったイタリア軍であったが、こと海軍においては、戦艦6隻、巡洋艦7隻、潜水艦48隻、その他艦艇75隻が残っており、依然として強大な戦力を維持していた。連合軍はイタリア海軍の強力な海上部隊に対抗するため、イギリス海軍で空母2隻、戦艦6隻、巡洋艦10隻、その他多数、アメリカ海軍も巡洋艦5隻、駆逐艦48隻など、第二次世界大戦のヨーロッパ戦線においては、最大の支援艦隊と水陸両用部隊を準備した。連合軍海軍が懸念したイタリア海軍については、艦隊の見てくれは立派であるが、その戦闘力には疑問符がついており、まずはレーダーを装備した艦艇がないことから探知能力に問題あり、航空支援や対空火器にも乏しいことから敵からの航空攻撃を恐れて、温存というよりはむしろ母港を出港できないという状況であった。

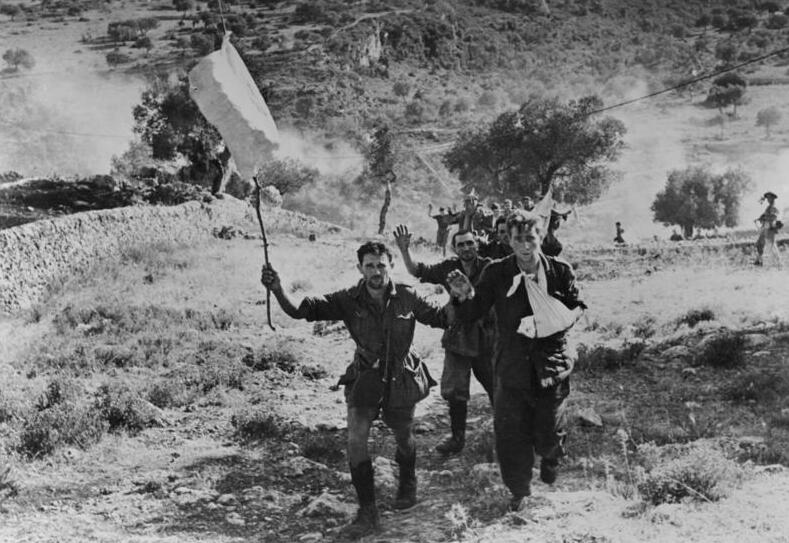
シチリア島で連合軍に投降するイタリア兵

連合軍は事前の徹底した爆撃と艦砲射撃ののち、7月10日になって、これまでのヨーロッパ戦線では最大規模の敵前上陸と、空挺部隊の降下によってシチリア島に侵攻開始した。イタリア本土に目と鼻の先のシチリア島の軍事的な価値は高く、枢軸国軍は部隊を順次増強し、連合軍侵攻時にはイタリア軍約23万人、ドイツ軍約7万人の合計30万人が防衛していた。しかし、沿岸を防衛していたイタリア兵は自国の防衛であるにも関わらず戦意が極めて低く、連合軍兵士が上陸してくると無秩序に逃げ出し、その勢いを見ていたイギリス軍兵士は、イタリア兵の撃つ銃弾より、捕虜になるために走って向かってくるイタリア兵に踏み殺されはしないかと恐れたほどであった。それに対してドイツ兵は勇敢に戦い、上陸してきたアメリカ軍部隊に対し、ティーガーIを先頭にして突撃してきたので、たちまちアメリカ軍1個大隊が壊滅状態に陥り、大隊長が捕虜になったということもあった。特にティーガーIは上陸直後で重火器が不十分な連合軍兵士を相手に猛威をふるい、仕方なく駆逐艦が沿岸まで近付いて艦砲射撃で撃破している。
イタリア空軍とイタリア海軍はドイツ軍と連携し連合軍艦隊を効果的に攻撃した。潜水艦による攻撃で、ドイツ軍Uボート3隻とイタリア軍潜水艦9隻を失ったが、イギリス海軍巡洋艦4隻を撃沈する大戦果を挙げた。また、空からの攻撃は連合軍艦隊を悩まし続け、輸送艦等9隻を撃沈、空母インドミダブルを含む多数の艦を損傷させた。しかし、陸上での戦いでは相変わらずイタリア兵の戦意は低く、粘り強く戦っていたのはドイツ兵であった。そのようなイタリア兵の姿を見ていたあるドイツ兵は以下の様に論評している。
主にドイツ軍の敢闘により、2週間程度で終わると思われていた戦いは38日間も続いた。ドイツ軍は12,000人の兵力を失ったが、生き残った部隊は、8月10日からハリネズミのような大量の高射砲に守られる中で、メッシナ海峡を渡ってイタリア本土に整然と撤退を開始し、司令官ハンス＝ヴァレンティーン・フーベ大将は部下将兵の撤退を見送ったのち、8月17日に最後の便で撤退した。同日にイタリア軍も司令官 アルフレード・グッツォーニ以下残存部隊がイタリア本土に撤退した。枢軸国軍が撤退した後、ジョージ・パットン中将が率いる第7軍が、イギリス軍担当区域内の最終目標メッシナを占領してハスキー作戦は終了したが、のちにアメリカ軍とイギリス軍の間でひと悶着起こっている。枢軸国はこの戦いで16万人の兵士を失ったが、その多くがまともに戦うこともなく投降したイタリア兵であった。一方で連合軍の死傷者は20,000人であった。
この戦いの最中、シチリアの島民は敵であるはずの連合軍兵士を歓迎した。これまで北アフリカの砂漠で水にも食糧にも苦労してきたイギリス兵は、シチリアの豊かな自然と住民の歓迎を満喫した。イギリス第8軍 (イギリス軍)兵士はこの戦いを振り返って「砂漠から来たので、シチリアでは楽しんだ」と振り返った。その司令官で厳格な性格のバーナード・モントゴメリー中将ですら「時は盛夏、木々はオレンジとレモンが実り、酒はふんだんにあった。シチリアの娘たちはみんな親切だった」と振り返っており、終始戦意が低かったイタリア兵に加えて、イタリア国民も戦争に疲弊しているのが明らかであった。そしてこの惨敗により、ただでさえ綻びが見えていたイタリアのファシズムは破綻に向かい、ムッソリーニの権威は地に墜ち、その失脚とイタリアの現体制崩壊へと繋がっていった。

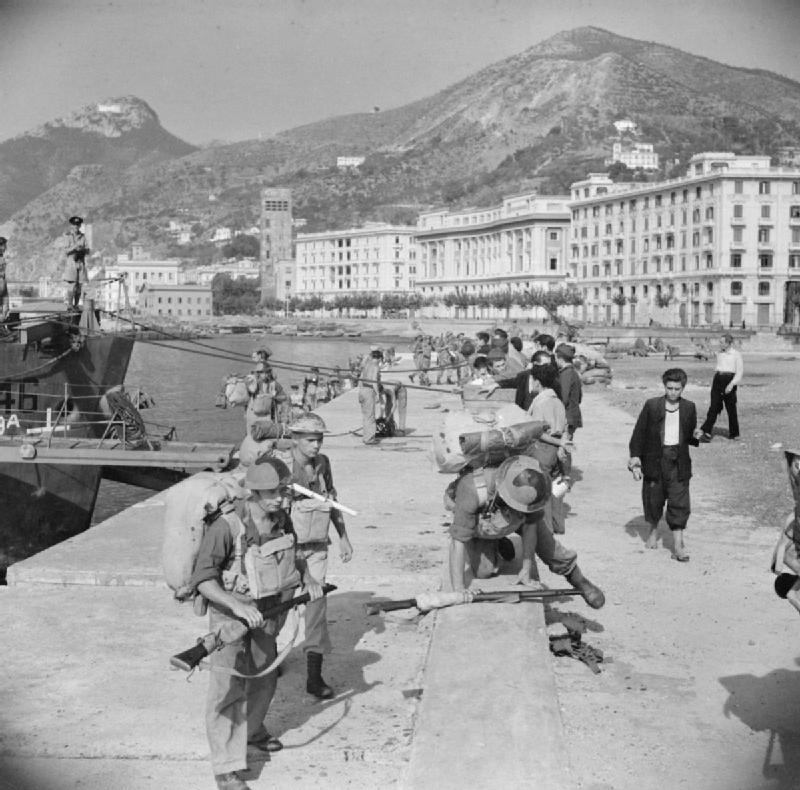
サレルノに上陸したイギリス陸軍

各地で連戦連敗を重ね、完全に劣勢に立たされたイタリアでは講和の動きが始まっていた。7月24日に開かれたファシズム大評議会では、元駐英大使王党派のディーノ・グランディ伯爵、ムッソリーニの娘婿ガレアッツォ・チャーノ外務大臣ら多くのファシスト党幹部が、ファシスト党指導者ムッソリーニの戦争指導責任を追及、統帥権を国王に返還することを議決した。孤立無援となったムッソリーニは翌25日午後、国王ヴィットーリオ・エマヌエーレ3世から解任を言い渡され、同時に憲兵隊に逮捕され投獄された。
9月3日、イタリア本土上陸も開始された（イタリア戦線）。同日、ムッソリーニの後任、元帥ピエトロ・バドリオ率いるイタリア新政権は連合国に対し休戦。9月8日、連合国はイタリアの降伏を発表した。ローマは直ちにドイツ軍に占領され、国王と首相バドリオらの連合国側についた新政権は、連合軍占領地域の南部ブリンディジへ脱出した。
逮捕後、連合国側についた新政権によってアペニン山脈のグラン・サッソ山のホテルに幽閉されたムッソリーニは同月12日、ヒトラー直々の任命で、ナチス親衛隊オットー・スコルツェニー大佐率いる特殊部隊によって救出された。9月15日、ムッソリーニはイタリア北部で、ドイツの傀儡政権「イタリア社会共和国」（サロ政権）を樹立し、同地域はドイツの支配下に入る。一方、南部のバドリオ政権は10月13日にドイツへ宣戦布告したが、これは形だけのものであった。
なお日本海軍は数度に渡り、遠くドイツの占領下にあるフランスのキールに連絡潜水艦を送っていたが、この3月にイタリア海軍がドイツ海軍との間で大型潜水艦の貸与協定を結んだ後に「コマンダンテ・カッペリーニ」など5隻の潜水艦を日本軍占領下の東南アジアに送っている。しかし昭南到着直後の9月8日にイタリアが連合国軍に降伏したため、他の潜水艦とともにシンガポールでドイツ海軍に接収され「UIT」と改名した（なお同艦数隻は1945年5月8日のドイツ降伏後は日本海軍に接収され、伊号第五百四潜水艦となった）。なお船員らは日本軍に一時拘留されたが、イタリア社会共和国成立後、サロ政権についた者はそのまま枢軸国側として従事し、日本軍およびドイツ軍の下で太平洋およびインド洋の警備にあたった。
しかし、イタリア租界のあった天津港などで活動していたイタリア海軍の艦船のうち「カリテア2」、「エルマンノ・カルロット」、「レパント」が、日本軍やドイツ軍の指揮下に入るのを拒否し神戸港や上海港などで自沈し、「エリトレア」がインド洋で「コマンダンテ・カッペリーニ」を護衛中に逃亡し、イギリス軍に降伏している。この突然の自沈と逃亡は、連合国側についたイタリア軍将兵に対する日本軍および政府の感情悪化につながり、その後の連合国側についたイタリア軍将兵の捕虜収容所での過酷な待遇につながった。
また、フランスの降伏後、亡命政権・自由フランスを指揮していたシャルル・ド・ゴールは、ヴィシー政権側につかなかった自由フランス軍を率い、イギリス、アメリカなど連合国軍と協調しつつ、アルジェリア、チュニジアなどのフランス植民地やフランス本国で対独抗戦を指導した。

#### 大西洋の戦いの決着
ドイツ海軍のカール・デーニッツ潜水艦隊司令官率いるUボートは、イギリスとアメリカを結ぶ海上輸送網の切断を狙い、北大西洋を中心にアメリカ、カナダ沿岸やカリブ海、アフリカ西および東海岸、インド洋や東南アジアにまで出撃し、多くの連合国の艦船を撃沈。損失が建造数を上回る大きな脅威を与えていた（大西洋の戦い）。1943年には、ドイツ軍の退潮と連合軍の攻勢は明らかになっていたが、これは一時期イギリスの継戦能力に大きな打撃を与えていたドイツ軍Uボートとの戦いでも同様であった。イギリス軍はアメリカからの護衛空母、駆逐艦、対潜哨戒機をレンドリースで支援を受けるとともに、潜水艦探知能力で著しい技術進化を遂げ、Uボートとの戦いの戦況を大きく変えていた。そして、1943年の3月から5月にかけての大西洋上での戦いが転換点となってUボートは落ちぶれていった。
司令官のデーニッツはこれまでの勝利経験に基づき、連合軍輸送船団に対して群狼作戦を命じたが、対潜能力を強化した連合軍の護衛船団に阻まれ損害を増やしていく、それでも4月のHX234高速船団に対する攻撃では輸送船撃沈5隻に対してUボートの損失は2隻、5月初めのONS55船団に対する攻撃では12隻の戦果に対しUボートの損失は7隻と、戦果と損害が伯仲していたが、5月15日からのSC130船団に対する攻撃ではウルフパック4個群が全力で船団を攻撃したが、ついに戦果を挙げることができず、逆にUボート5隻が撃沈された。デーニッツはこの惨敗で、群狼作戦を諦めてUボートを船団航路から撤退させ、連合軍はついに大西洋上でUボートを征することに成功した。この後Uボートは単艦で船団を攻撃し護衛艦隊の分断を狙ったが、この新戦法で戦果が回復することはなく、損害が積み重なっていくだけであった。1943年はUボートの転機となり、1年間で244隻のUボートが連合軍によって撃沈されたが、これは1942年の損失の約3倍であり、これ以降も損失は加速度的に増加していった。

#### ドイツ本土上空での戦い
大西洋の戦いでドイツ海軍の敗色が濃くなる中、ドイツ本土上空では連合軍空軍爆撃機とドイツ空軍の間で死闘が繰り広げられていた（ドイツ本土空襲）。ドイツ本土が連合軍空軍に爆撃されたのは意外にも早い時期で、バトル・オブ・ブリテン前の1940年5月には、イギリス空軍の爆撃機がブレーメンを爆撃している。ドイツ軍がまだ攻勢中であった1942年5月にはイギリス空軍単独で、史上初の1,000機以上（1,047機）の航空機によるケルン爆撃が行われた。ドイツ空軍戦闘機の迎撃による損失は少なくケルン上空での損失22機のうち4機に過ぎなかった（他16機は高射砲、2機は空中衝突）。

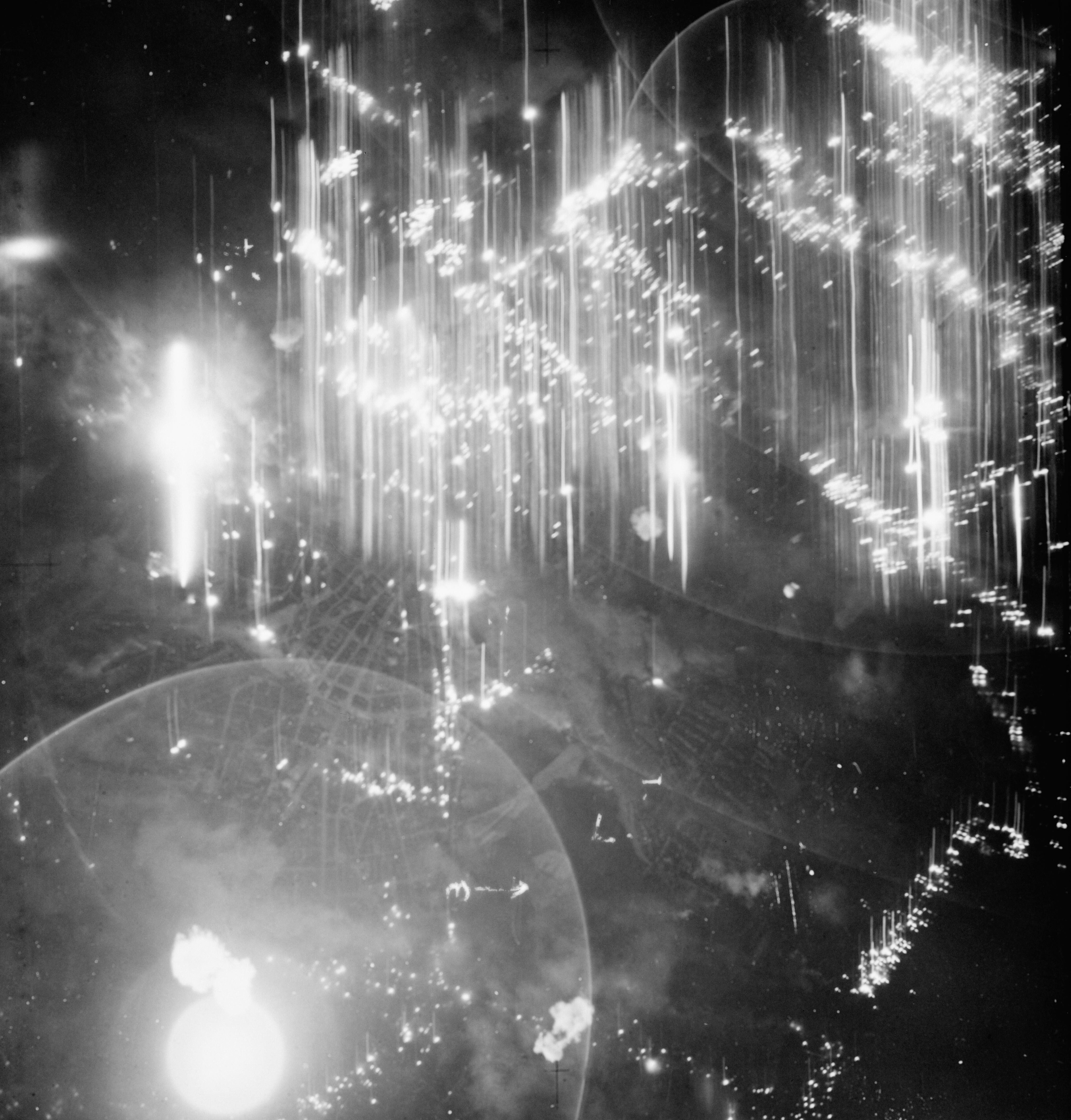
連合軍の夜間爆撃で炎に包まれるハンブルグ市街（1943年7月）

それでも、ドイツ空軍はなお質的量的優位性を保っており、イギリス空軍単独の空襲ではドイツの生産力に大きなダメージを与えることができなかった。しかし、ドイツ本土爆撃にアメリカ軍が加わると様相が一変した。アメリカ軍はB-17やB-24といった大型爆撃機を大量に投入して、ドイツの生産施設に確実に損害を与えていた。1943年7月から8月にかけて行われたハンブルク空襲は聖書のソドムとゴモラの故事にちなみゴモラ作戦と名付けられて、1日に4回もの空襲が行われたり、あらゆる種類の爆弾が投下されたりと都市に対する戦略爆撃の実験のようなものが行われ、発生した火災旋風で30,000人～50,000人の民間人が焼死し、100万人がホームレスとなった。あまりの大損害に、ドイツ空軍参謀長ハンス・イェションネク上級大将が責任を感じて自決したほどであったが、ゲーリングはイェションネクの死がドイツ空軍の敗北が原因であることを隠蔽するため、死亡診断書の死亡日と死因を改ざんさせた。
空襲による被害拡大のため、ドイツ空軍は本土防空体制の強化に迫られて、東部戦線から戦闘機を本土防衛に振り向け、戦闘機の70％を西部戦線に投入されることとなったが、その分、東部戦線の空軍力は低下し、ソ連軍に制空権を明け渡すこととなった。また、生産力を高射砲増産に振り向け、実に50,000門のあらゆる口径の高射砲でドイツ本土をハリネズミの様に武装した。なりふり構わないドイツ軍の防空力の強化に対して、連合軍は戦闘機の航続距離の不足から、爆撃機隊を十分に護衛できず、護衛のない爆撃機隊がドイツ軍戦闘機に痛撃を浴びることも珍しくなかった。1943年8月17日、アメリカ第8空軍の376機のB-17は、シュヴァインフルトにあるボールベアリング工場とレーゲンスブルクの航空機工場を爆撃するためドイツ本土上空に侵入したが、そこに300機のドイツ空軍戦闘機が襲い掛かり、25機を失いながら、爆撃隊の19％にあたる60機を撃墜し、第8空軍に大打撃を与えた。それでも第8空軍は1943年10月14日に、シュヴァインフルトのボールベアリング工場を291機のB-17で再攻撃したが、それを上回る数のドイツ空軍戦闘機が襲い掛かり、高射砲による損害を加えて1日で60機のB-17を失うという惨敗を喫した。この2回の大損害によって、第8空軍は一時的にドイツ本土爆撃を見合わせなければならなくなった。
激しいドイツ空軍の迎撃で大きな損害を被った連合軍ではあったが、冷静な分析で既にドイツ本土上空での勝利を確信していた。アメリカ軍はこの頃にB-17やB-24を遥かに凌駕する性能を誇る戦略爆撃機B-29の開発を進めていたが、その指揮を執っていたアメリカ陸軍航空軍司令官ヘンリー・ハップ・アーノルド大将は「我々はB-29の爆撃目標をドイツとは考えなかった。B-29の作戦準備が整うまでに、B-17やB-24が、ドイツとドイツの占領地域の工業力、通信網、そのほかの軍事目標の大半を、すでに破壊してしまっている」と考えて、B-29を日本に対して使用することを決定している。

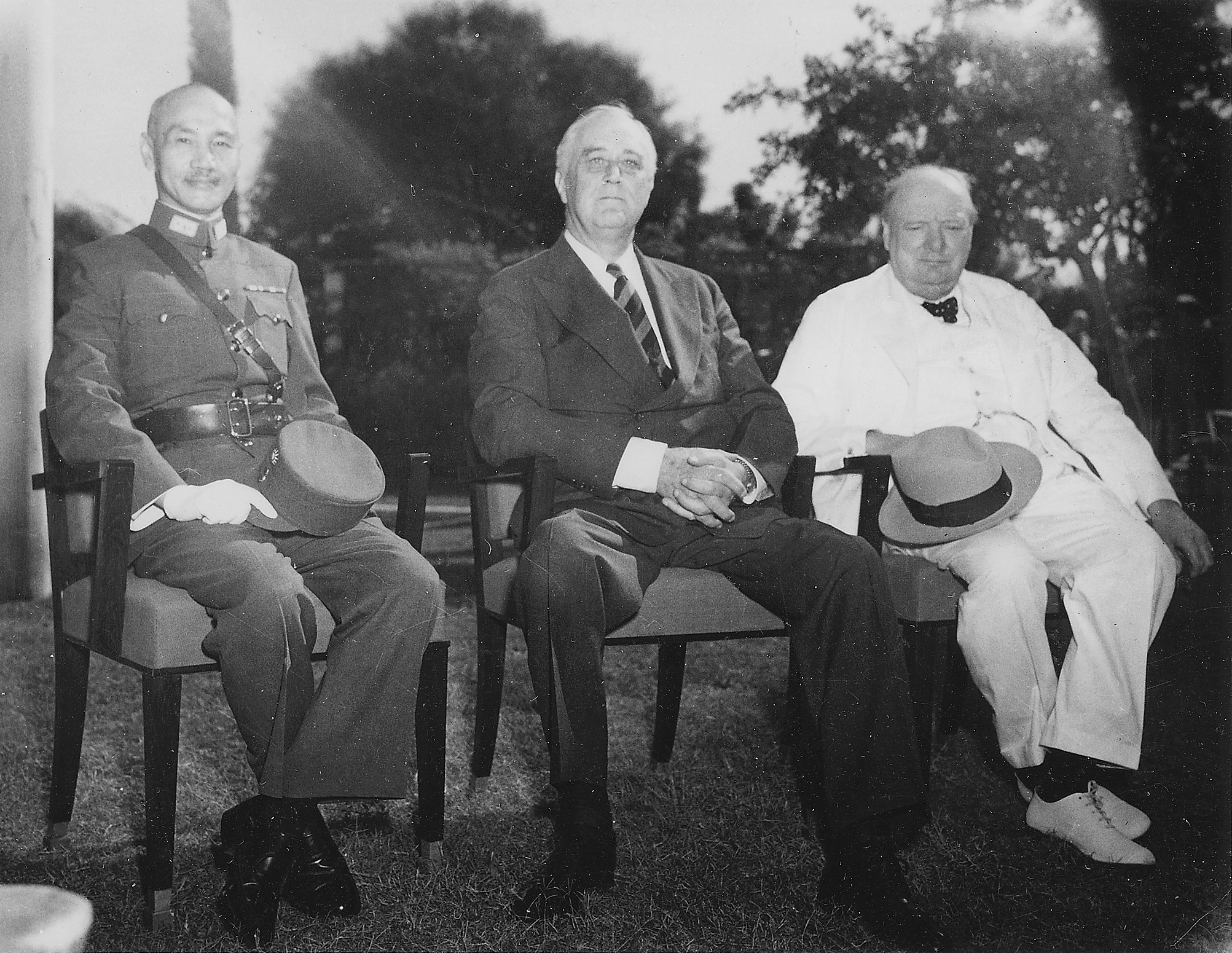
カイロ会談に参加した蔣介石、フランクリン・ルーズベルト、ウィンストン・チャーチル（11月25日）

この年、連合国の首脳および閣僚は1月14日カサブランカ会談、8月14日 - 24日ケベック会談、10月19日 - 30日第3回モスクワ会談、11月22日 - 26日カイロ会談、11月28日 - 12月1日テヘラン会談など相次いで会議を行った。今後の戦争の方針、枢軸国への無条件降伏要求、戦後の枢軸国の処理が話し合われた。しかし、連合国同士の思惑の違いも次第に表面化することになった。

### 1944年

#### 東部戦線崩壊

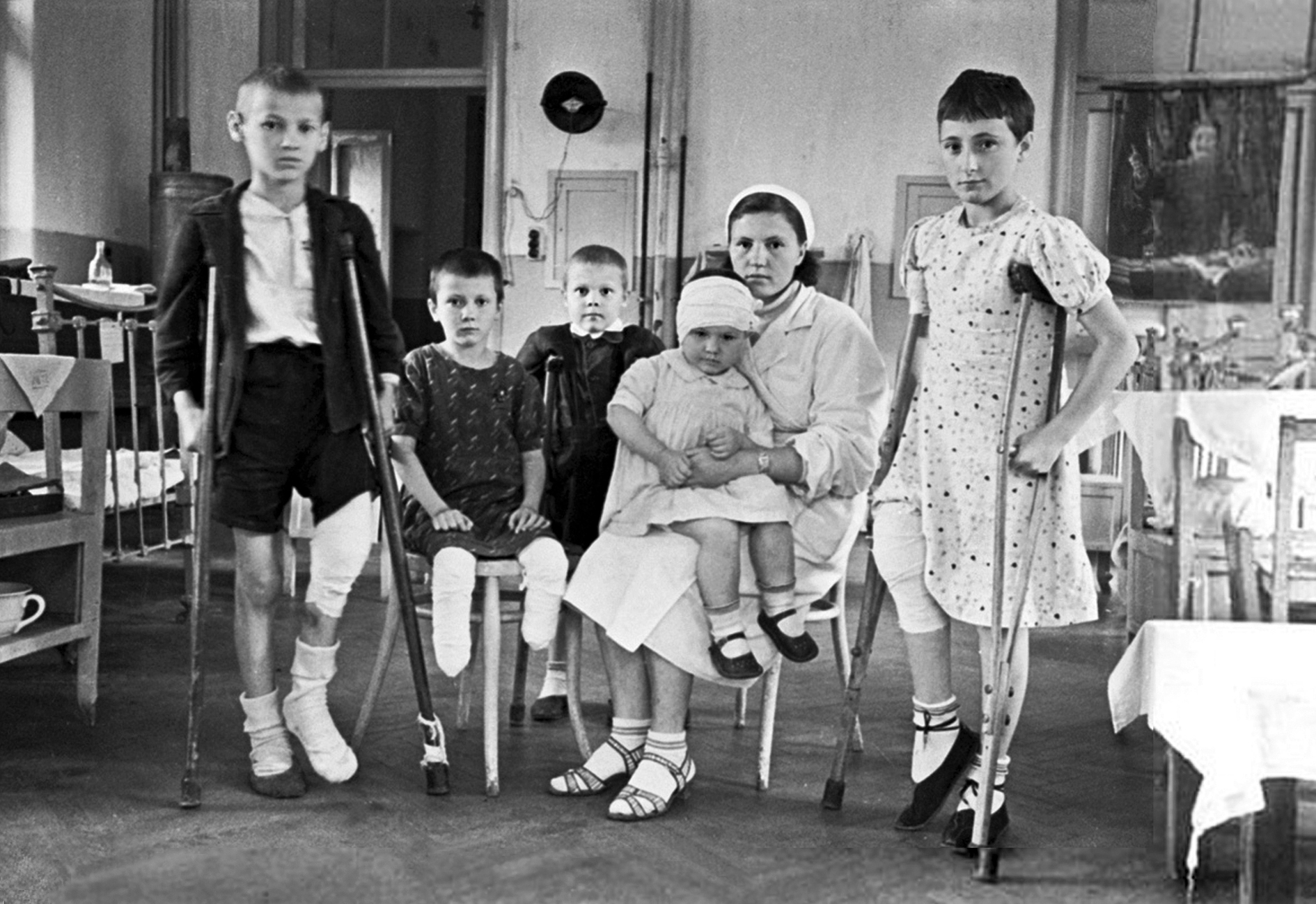
ドイツ軍の砲撃で負傷したレニングラードの子供たち

1944年の入ると、端から見てもヒトラーの体調は悪そうに見えた。背を屈め足を引きずって歩き、手足は震え、身長165cmに対し体重は美食と極度の運動不足で103㎏に達していた。それでも主治医のテオドール・モレルはヒトラーは健康体だと言い張り、大量の薬品を処方していたが、そのなかにはメタンフェタミンやアンフェタミンといった覚せい剤も含まれていた。ヒトラーの独善的な戦争指導はますます酷くなっていたが、エーリッヒ・フォン・マンシュタインやゲルト・フォン・ルントシュテットといった国防軍のエリート軍人もヒトラーの眼力に怯え、その戦争指導に従っていた。東部戦線においては、前年にソ連軍がイスクラ作戦によって部分的に包囲網を打ち破っていたレニングラード方面でレニングラード・ノヴゴロド攻勢が開始された。1月15日にソ連軍はシュリッセリブルクの奪還に成功し、ドイツ軍をラドガ湖南岸から叩き出して、ついにレニングラードは1941年9月以降約900日ぶりに解放された。しかし、包囲下の飢餓や疫病またドイツ軍の虐殺により市民約100万人が犠牲となった。大損害を被った北方軍集団司令官ゲオルク・フォン・キュヒラー元帥は、軍の撤退を進言したが、激怒したヒトラーから軍司令官を更迭された。
スターリングラードで第6軍が殲滅された南部戦線でも、ドイツ軍は引き続きソ連軍の激しい攻勢に晒されていた。ドイツ南方軍集団の第8軍の突出した2個軍団56,000人がソ連軍に捕捉され重包囲下に置かれてしまった（コルスン包囲戦）。スターリンはスターリングラードの再現を狙って包囲した2個軍団の殲滅を命じ、一方で南方軍集団司令官マンシュタインは救出すべく機甲部隊を向かわせたが、天候不良と泥濘によって進撃は捗らなかった。マンシュタインは救援が到着する前に2個軍団が殲滅されるのは時間の問題と考え、ヒトラーに手遅れになる前に自力脱出を命じるよう進言したが、ヒトラーは「ナチス精神に燃え、必勝の信念を保持していれば持久できる」として、持久戦の継続と、救援軍によるソ連軍部隊の撃滅を命じたが、2個軍団からは「崩壊寸前」との報告も寄せられており、ヒトラーは渋々マンシュタインの進言を了承した。包囲地区内に滑走路を急造し、空輸で食料の補給を続けて撤退準備を進め、2月16日に2個軍団は全ての重装備を放棄し、ほぼ徒手空拳で脱出を開始した。ドイツ軍にとって幸運であったのは、なぜかソ連軍の反応が鈍かったことで、追撃も不徹底であった。それでもドイツ軍第11軍団長ヴィルヘルム・シュテンマーマン中将が、撤退中に乗っていた荷馬車に対戦車砲が直撃して戦死し、脱出に成功した将兵も30,000人に過ぎなかった。
第6軍に続き、第8軍も撃破したジューコフは勢いに乗って、そのままウクライナの奪還を目指した。一方ヒトラーも、アメリカ、イギリスによるフランスへの侵攻が懸念される中、ヨーロッパの穀倉地帯であるウクライナを失うわけにはいかずに、死守するつもりであった。その頃、敗戦続きで同盟国のドイツに対する信頼が揺らいでおり、ハンガリーでは首相カーロイ・ミクローシュが連合軍との単独講和を画策していた。ヒトラーはその情報を察知すると、摂政ホルティ・ミクローシュを軟禁し、ハンガリーを無血占領するマルガレーテ作戦を敢行、幸いにこの作戦は成功し、後顧の憂いを無くすとマンシュタインにウクライナの死守を命じた。両軍の戦力はドイツ軍が104個師団90万人に戦車・自走砲2,200輌に対し、ソ連軍は170個師団120万人に戦車・自走砲2,000輌と、ソ連軍反攻以降では珍しく戦力が拮抗していたが、例年より早く訪れた春のため、ウクライナの大地はぬかるんで川が増水しドイツ軍が移動に苦労する中、ソ連軍はアメリカからレンドリースされた悪路に強いトラックを活用して、ドイツ軍を機動力で圧倒した。悪化する戦況にマンシュタインはヒトラーに軍の撤退を打診することが増え、その度にヒトラーは「貴官は、私が与えた部隊を足で蹴ころがして退却を要求するだけで、一度も持久しようとしないではないか」と叱責した。ヒトラーは先のコルスン包囲戦から自分に逆らい続けるマンシュタインに不信感を募らせており、3月30日に騎士鉄十字章を授与すると同時に軍司令官を解任した。しかし、軍司令官の首を挿げ替えたところでソ連軍の侵攻が止まることはなく、ソ連軍は4月には黒海の制海権を左右する要衝クリミア半島に達し、クリミアの戦いが始まった。ドイツ軍第17軍団とルーマニア軍が迎え撃ったが、ソ連軍の勢いの前にセヴァストポリも陥落秒読みとなったため、死守命令を出していたヒトラーも渋々撤退命令を出した。ドイツ海軍が艦船をかき集めて兵士や住民37,500人を脱出させたが、190隻の艦船を失い、脱出できなかった27,000人はそのまま残されてソ連軍に蹂躙され一人として生きて帰れなかった。そしてクリミア半島失陥によりドイツ軍は黒海の制海権をソ連軍に奪われた。

バグラチオン作戦の進撃図

ノルマンディーに連合軍が上陸すると、ソ連軍はそれに呼応してこれまでで最大級の攻勢を行った。ソ連軍は作戦名をバグラチオン作戦と称し、攻撃開始日をバルバロッサ作戦と同日の6月22日に設定、ジューコフはこの攻勢のため、167万人の将兵、40.870門の火砲、5,818輌の戦車と自走砲、6,792機の航空機をベラルーシからバルト海沿岸の約1000キロに及ぶ戦線に配置した。ドイツ軍はこれまでと同様に、ヒトラーの死守命令に縛られ都市要塞に固着して柔軟性を欠いていたうえ、ソ連軍が攻勢前に入念に行ったパルチザンによる破壊工作で連絡網や交通路をズタズタにされていた。ドイツ軍が混乱するなか、正確無比な砲撃と激しい爆撃ののち、ソ連軍大部隊がドイツ軍陣地に殺到してきた。ドイツ軍はヒトラーの死守命令を忠実に守って都市を要塞化していたが、それは圧倒的な機動力を誇るソ連軍に包囲されるだけの結果に終わり、絶望的な戦いの中で多くのドイツ兵は戦死し生き残った兵士は降伏した。6月29日にはソ連軍はバルバロッサ作戦で占領されたミンスクに到達し、ドイツ第4軍105,000人をたちまち包囲してしまった。激戦の末、7月4日にミンスクは奪還され、ドイツ第4軍は5万人が戦死し57,600人が捕虜となった。ソ連軍はわずか5週間で700km進撃し、もはやポーランドの首都ワルシャワも目の前、ベルリンすらこの作戦で前進した距離内にあるところまで進撃した。さらにドイツ中央軍集団38個師団のうち26個師団を壊滅させて、文字通り中央軍集団を消滅させてしまった。ドイツ軍はこの戦いで全体で死傷者40万人、捕虜10万人と空前絶後の大損害を被り、独ソ戦の趨勢は完全に決してしまった。大勝利を収めたソ連軍はミンスクで捕らえた捕虜をモスクワまで移送し、モスクワでのドイツ人捕虜の行進をさせて国民の戦意を煽った。引き回された5万人のドイツ軍捕虜のなかには19人の将軍も含まれていた。

#### ノルマンディー上陸作戦

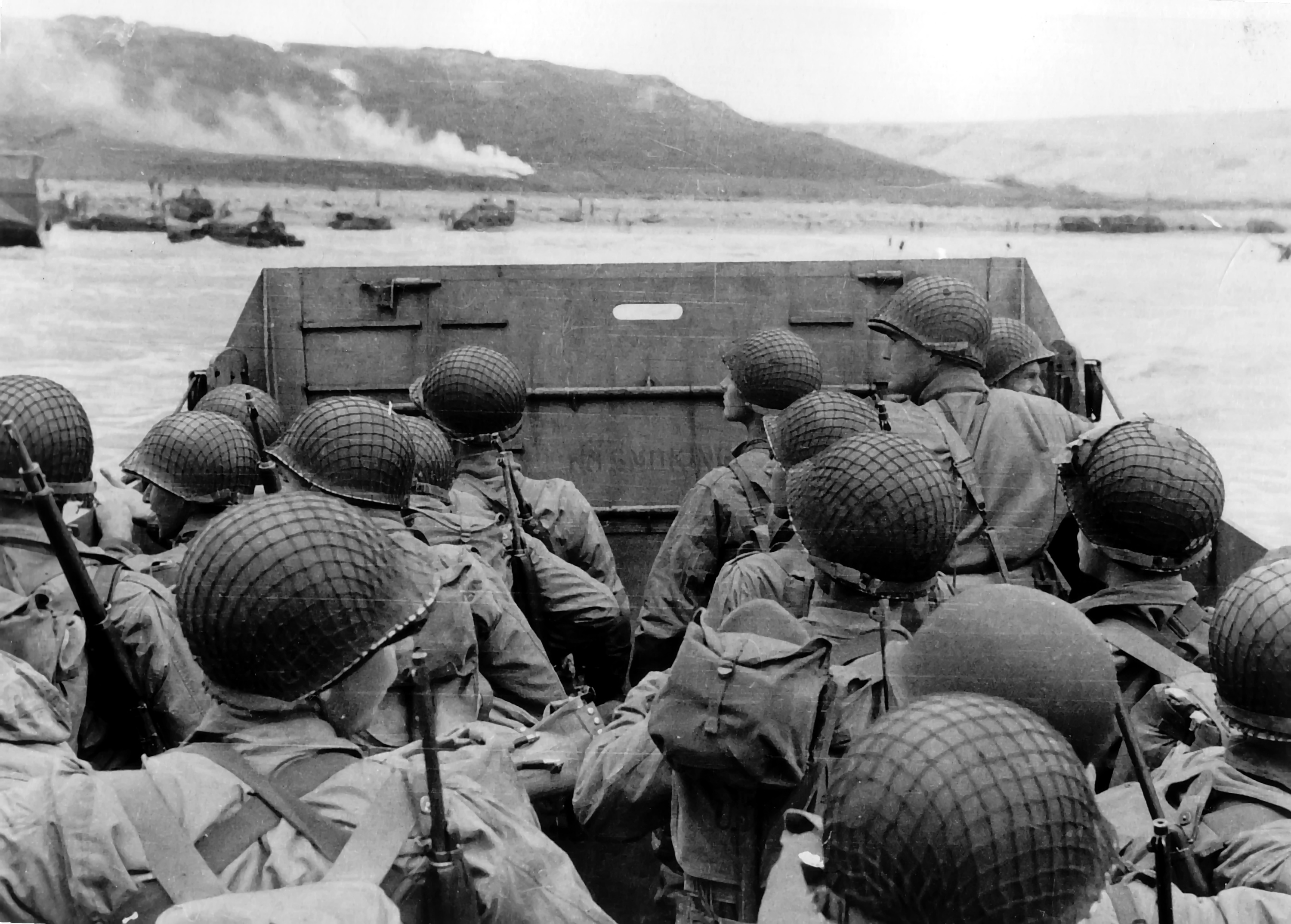
D-デイのノルマンディー上陸作戦でオマハ・ビーチに接近するアメリカ軍（6月6日）

ドイツ軍に侵攻されたソ連のスターリンは、ルーズベルトとチャーチルに対して、可及的速やかに西ヨーロッパに進攻して第2戦線を構築し、ドイツ軍を東西から挟撃するように圧力をかけた。1942年5月29日、ソ連のヴャチェスラフ・モロトフ外相がルーズベルトの招きでアメリカを訪問し、ルーズベルトやその顧問や軍の高官と協議して、1942年中にヨーロッパに第2戦線を創設するという緊急課題への理解とレンドリースの増加と迅速化の約束を取り付けた。この決定を受けて、アメリカ軍ではラウンドアップ作戦やスレツジハンマー作戦などのフランス進攻作戦が策定されたが、チャーチルが、フランスへの奇襲作戦ディエップの戦いの惨敗での苦い経験もあって、いきなりフランスに進攻するよりは、北アフリカ戦線で戦闘経験を十分に積んだのちにフランスに進攻すべきと主張したことや、アメリカ軍内でも、太平洋で破竹の進撃を続ける日本軍への反撃を優先すべきとするアメリカ陸軍参謀総長ジョージ・マーシャルの進言等もあって、フランスでの第2戦線構築は先送りされた。結局、第2戦線構築の確約は1943年11月のテヘラン会談までずれ込むこととなり、その会談でルーズベルトとチャーチルは1944年春のフランスへの進攻を約束し、スターリンには将来的な対日参戦を約束させた。
このフランス進攻作戦は、連合国遠征軍最高司令官に任命されたばかりの、アメリカ陸軍のドワイト・アイゼンハワー元帥に託された。この史上最大の作戦はアイゼンハワーとその幕僚が心血を注いで半年間で計画を作り上げ、準備を進めた。そしてアイゼンハワーの決断で、1944年6月6日に北フランス・ノルマンディー地方に、約17万5000人の将兵、6,000以上の艦艇、延べ12,000機が殺到した。これは、西部戦線における連合軍の反攻作戦となるオーヴァーロード作戦（ノルマンディー上陸作戦）であったが、ドイツ軍側は上陸地点を読み違えていたことや、作戦の不徹底があったうえ、上陸当日には司令官エルヴィン・ロンメル元帥が休暇でドイツに帰国しているなど緊張感が欠落しており、完全な奇襲になってしまったことによって、連合軍に易々と上陸を許すこととなった。奇襲されたドイツ軍は大混乱して、オマハ・ビーチでの激烈な抵抗以外は非常に脆く敗退し、連合軍の損害も予想をはるかに下回る軽微なものであった。連合軍将兵は脆かったドイツ側の防備を見て、堅牢を誇りながらイスラエルの民が角笛を吹いただけで崩壊したと言われるエリコの壁を彷彿したという。戦闘や爆撃に巻き込まれて、ノルマンディー在住の多数の民間人が死傷し、女性の性的被害もあるなど、この日もっとも犠牲を被ったのはフランス国民となったが、1940年6月のダンケルク撤退以来約4年ぶりに再び西部戦線が構築された。
連合軍のフランス上陸を許すなど敗北を重ねるドイツでは、軍部の将校の一部に、ヒトラーを暗殺し連合軍との講和を企む声が強まり7月20日、国内予備軍司令部参謀伯爵クラウス・フォン・シュタウフェンベルク大佐により、ヒトラー暗殺計画が決行されたが失敗した。疑心暗鬼に苛まれたヒトラーは、反乱グループとその関係者約200人を残忍な方法で処刑させた。また、国民的英雄エルヴィン・ロンメル元帥の関与を疑い、自殺するか裁判を受けるか選択させ10月14日、ロンメルは自殺した。
またこの頃ドイツは、イギリス経済疲弊を目的としたイギリスポンド紙幣の偽造作戦「ベルンハルト作戦」を実施し、一部のヨーロッパ諸国でポンドの価値が急落するなど一定の成果を出していた。なお、7月から、戦後の世界経済体制の中心となる金融機構についての会議が、アメリカ・ニューハンプシャー州、ブレトン・ウッズで45か国が参加して行われ、ここでイギリス側のケインズが提案した清算同盟案と、アメリカ側のホワイトが提案した通貨基金案がぶつかりあった。当時のイギリスは戦争で多くの海外資産を失い、33億ポンドの債務を抱え、清算同盟案を提案したケインズの案に利益を見出していた。しかし戦後アメリカの案に基づいたブレトン・ウッズ協定が結ばれることとなる。

#### ヨーロッパの解放

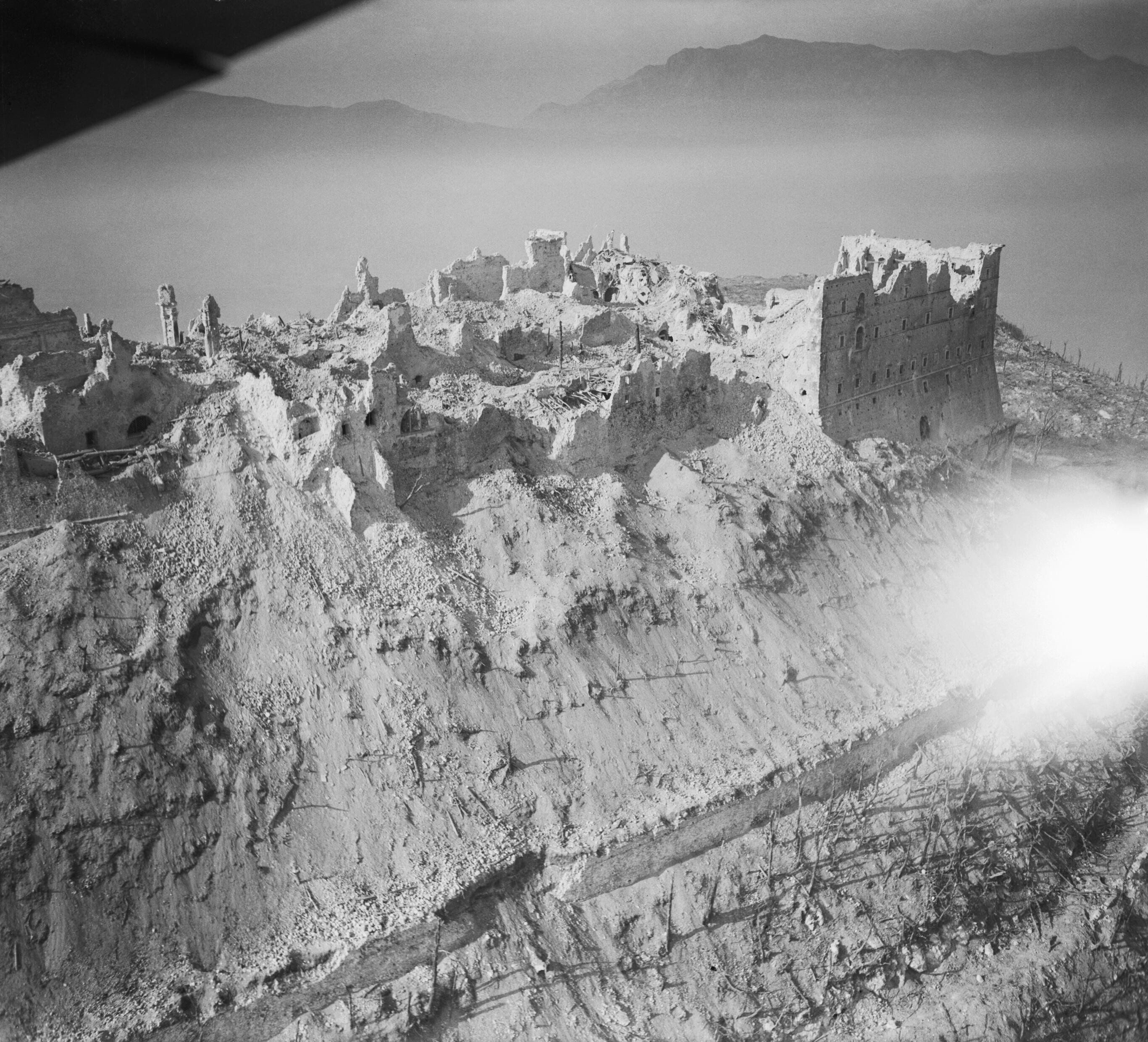
モンテ・カッシーノ修道院跡（1944年5月）

イタリア戦線でも連合軍はドイツ軍を追い詰め、1月17日にイタリアのモンテ・カッシーノで、連合国軍のイタリア戦線における、ドイツ軍のグスタフ・ラインの突破およびローマ解放のための戦いが開始された。1月22日にはアンツィオに連合軍が上陸して、アンツィオの戦いも開始された。2月15日にカッシーノの街を見渡せる山頂にあった修道院に対し、アメリカ軍は1,400トンに及ぶ爆弾で修道院を爆撃し修道院は破壊された。アメリカ陸軍の日系アメリカ人を中心に編成された第442連隊戦闘団やブラジル軍も参戦し、5月19日に連合国軍は勝利し、6月4日にはイタリアの首都ローマは連合軍に占領された。
フランスではドイツ軍は、ノルマンディ上陸後の連合軍の進撃を辛うじて食い止めていたが、7月25日以降、連合軍はノルマンディー地方の西部を迂回したコブラ作戦の結果、ついにドイツ軍の戦線を突破し、ドイツ軍はファレーズ付近で包囲された。8月頭にイギリス軍やカナダ軍、アメリカ軍を筆頭に連合軍は東へ進み、パリ方面へ進撃を開始した。

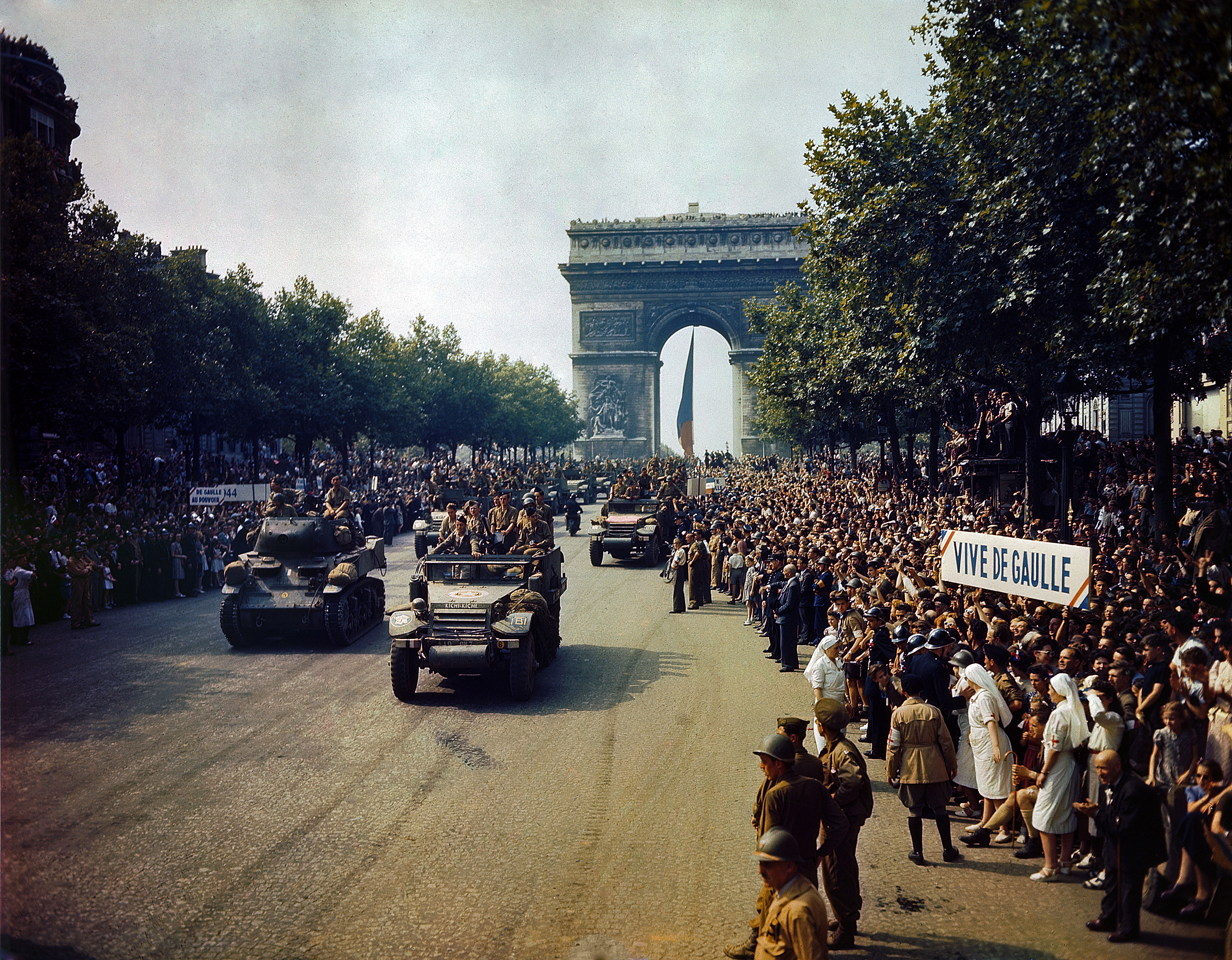
解放されたパリ（8月25日）

ドイツ軍も8月7日にディートリヒ・フォン・コルティッツ歩兵大将をパリ防衛司令官に任命しパリを防衛するも、8月16日には南フランスにも連合軍が上陸し（ドラグーン作戦）、ドイツ軍のパリ防衛も時間の問題であった。
ヒトラーはパリが陥落する際、パリを焼きつくして撤退するよう言明した。(「パリは燃えているか」)パリを防衛するドイツ軍は崩壊し、8月25日に自由フランス軍とレジスタンスによってパリは解放された。しかしドイツ軍はヒトラーの指令に反しパリをほぼ無傷のまま明け渡したため、多くの歴史的建造物や市街地は、大きな被害を免れた。フランス共和国臨時政府がパリに帰還し、フランスの大半が連合軍の支配下に落ち、ヴィシー政権は崩壊した。
フランスを占領中のドイツ軍に協力した「対独協力者（コラボラシオン）」の多くが死刑になり、またドイツ軍と親しかった女性が丸坊主にされるなどのリンチも横行した。さらに、ココ・シャネルのようにドイツ軍将校の愛人とドイツ軍のスパイを務めた上に、スイスなど国外へ亡命する者もいた。
8月1日、ポーランドの首都ワルシャワでは、ソ連の呼びかけでポーランド国内軍や市民が蜂起（ワルシャワ蜂起）したが、ロンドンの亡命政府系の武装蜂起のためソ連軍は救援しなかった。一方、ヒトラーもソ連が救援しないのを見越して徹底的な鎮圧を命じ、その結果約20万人が死亡、10月2日に蜂起は失敗に終わった。ほぼ同時期、スロバキア共和国でもソ連軍支援の民衆蜂起が起きたが、ドイツ軍は苛烈な方法で鎮圧した。
また8月23日にはルーマニア（ルーマニア革命）、9月にはブルガリアの政変で、親独政権が崩壊し枢軸側から脱落した。10月にはハンガリーも降伏しようとしたが、その動きを察知したドイツ軍はパンツァーファウスト作戦でハンガリー全土を占領、矢十字党による傀儡政権を樹立させ降伏を阻止した。しかしルーマニアのプロイェシュティ油田の喪失でついにドイツの石油供給は逼迫する。
9月3日、イギリス軍はベルギーの首都ブリュッセルを解放した。次いで一気にドイツを降伏に追い込むべくイギリス軍のモントゴメリー元帥は9月17日、オランダのナイメーヘン付近でライン川支流を越えるマーケット・ガーデン作戦を実行するが、拠点のアーネムを占領できず失敗する。また補給が追いつかず、連合軍は前進を停止。ドイツ軍は立ち直り、1944年中に戦争を終わらせることは不可能になった。

#### ドイツ本土空襲激化

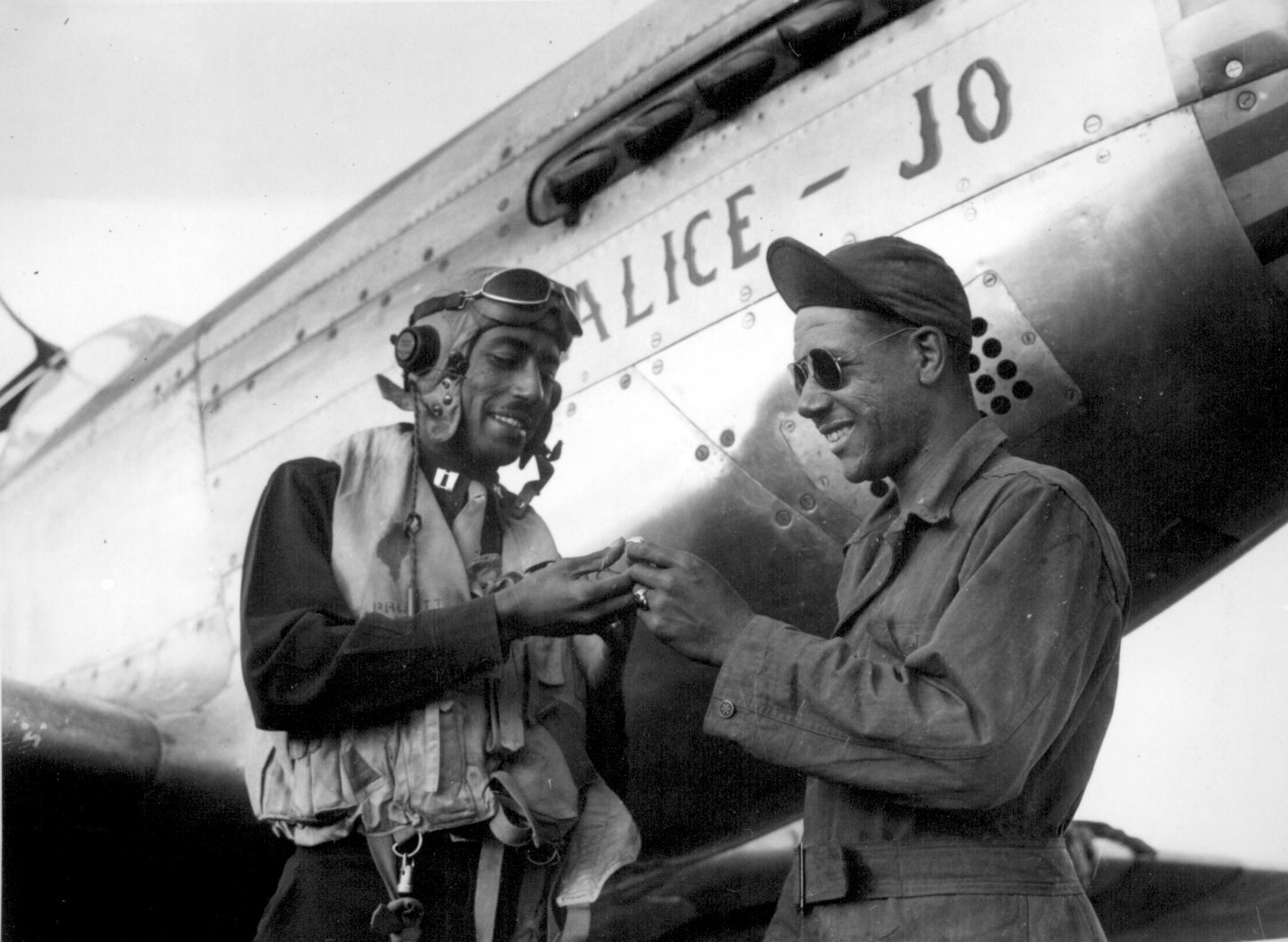
自機の下で語らうアメリカ陸軍航空隊のエース・パイロットのウェンデル・O・プリューイット大尉

ドイツ本土上空では引き続き激戦が繰り広げられていたが、本土防空体制強化への軍備リソース投入の偏重はさらに高まっており、戦闘機の80％が本土防空に充てられていた。そのため、東部戦線では13,000機のソ連軍戦闘機に、ドイツ空軍は500機で対抗しなければいけないといった惨状で、東部戦線の崩壊を早める原因にもなった。ドイツ空軍は、さらに多大なリソースをつぎ込んで、戦闘機の増産を図り、機上レーダーなどの装備を充実させた。防空体制の強化に対して苦戦していた連合軍空軍であったが、実に単純な方法で戦況を有利にすることに成功した。その単純な方法とは、護衛戦闘機の数を増やし、さらに増槽を装備させて航続距離を延伸させ、爆撃機の護衛を強化することであった。そこでもっとも猛威を振るったのがアメリカ軍の新鋭戦闘機P-51ムスタングであり、その長い航続距離でドイツの奥深くまで爆撃機を護衛し、圧倒的な高速と空戦性能で迎撃してきたドイツ軍戦闘機を次々と撃墜していった。既に1943年の後半から、形勢は大きく連合軍側に傾いており、1943年11月にドイツ空軍は戦闘機の21％を撃墜され、12月になるとその割合が23％に跳ね上がった。ドイツ空軍は甚大な損害に持ち堪えらえず、迎撃機の数は減り続け、パイロットの練度も低下していった。1944年初頭には1,000機以上で来襲する連合軍戦爆連合に対し、ドイツ空軍の迎撃戦闘機はわずか40機、それもごく少数のベテランパイロットに率いられた未熟なパイロットで編成されており、P-51ムスタングに乗るアメリカ軍のベテランパイロットたちは、ドイツ空軍戦闘機の編隊を“ガチョウの行列”と嘲り、たちまちの内に撃墜してしまった。

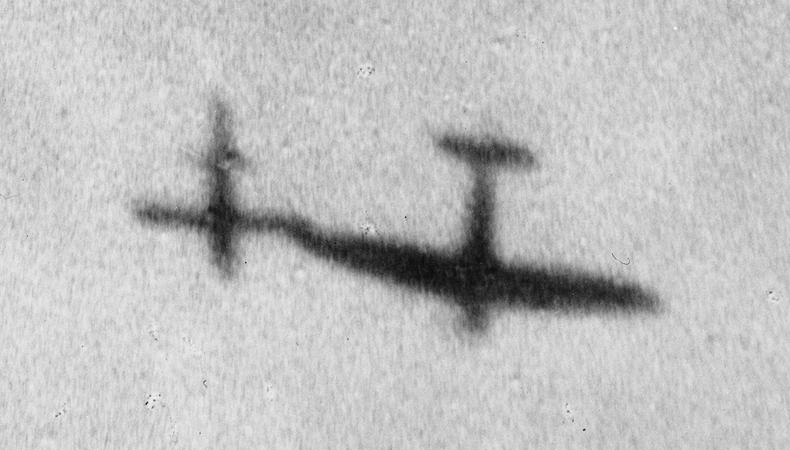
V1に翼を当てるスピットファイア戦闘機（右）

追い詰められたドイツ軍は世界初の実用ジェット戦闘機メッサーシュミット Me262を投入し制空権の回復に努めるが、兵器としての信頼性ではP-51には遠く及ばず、局地的な善戦に留まった。バトル・オブ・ブリテン時に開始された首都ベルリンへの空襲は1944年に入ると激しさを増し、さらに1944年の後半に連合軍がドイツ本土に迫ると、1944年末から1945年にかけて連合軍の空襲はピークを迎え、ドイツ国民は多大な損害を被ることになった。激化するドイツ本土爆撃に対抗し、ドイツ軍は世界初のジェット爆撃機アラドAr234、同じく世界初の飛行爆弾V1、次いで世界初の弾道ミサイルV2ロケットなど、開発中の新兵器を次々と実用化し、実戦投入した。ヒトラーがこれら新兵器にかけたコストと期待は極めて大きいものであったが、V2が挙げたもっとも大きな戦果は、この後のバルジの戦いの際に、ベルギーのアントワープにあった映画館のシネマレックスに着弾したもので、西部劇鑑賞中の軍民567人が死亡したが、死亡したベルギーの民間人の多くが子供であった。また、V1がもっとも存在感を示したのが、ノルマンディで苦戦するロンメルを叱咤するため、ヒトラーがフランスのエーヌ県にあったヴォルフスシュルフトIIを訪れた際に、期待のV1がジャイロスコープの不具合で、ヒトラーが就寝中のヴォルフスシュルフトIIに着弾し、これに驚いたヒトラーはその夜のうちにドイツ国内に逃げ戻り、この後死ぬまでドイツ国内から出ないといった効果を生じさせたことであった。
V1とV2は主にミッテルバウ＝ドーラ強制収容所において生産された。この強制収容所では、ソ連軍、ポーランド軍、フランス軍捕虜のほか、ドイツで反政府運動で拘束されたドイツ国民など60,000人の収容者が強制労働させられたが、うち20,000人が劣悪な労働環境と危険な作業を強要されて死亡した。この死亡者数は、V1やV2の攻撃で死亡した一般市民の数倍にも上る人数であった。結局これらは兵器としては画期的なものであっても、戦況には殆ど影響を及ぼすことはなかった。
10月9日、スターリンとチャーチルはモスクワで、バルカン半島における影響力について協議した。両者間では、ルーマニアではソ連が90%、ブルガリアではソ連が75%の影響力を行使するほか、ハンガリーとユーゴスラビアは影響力は半々、ギリシャではイギリス・アメリカが90%とした。

#### バルジの戦い

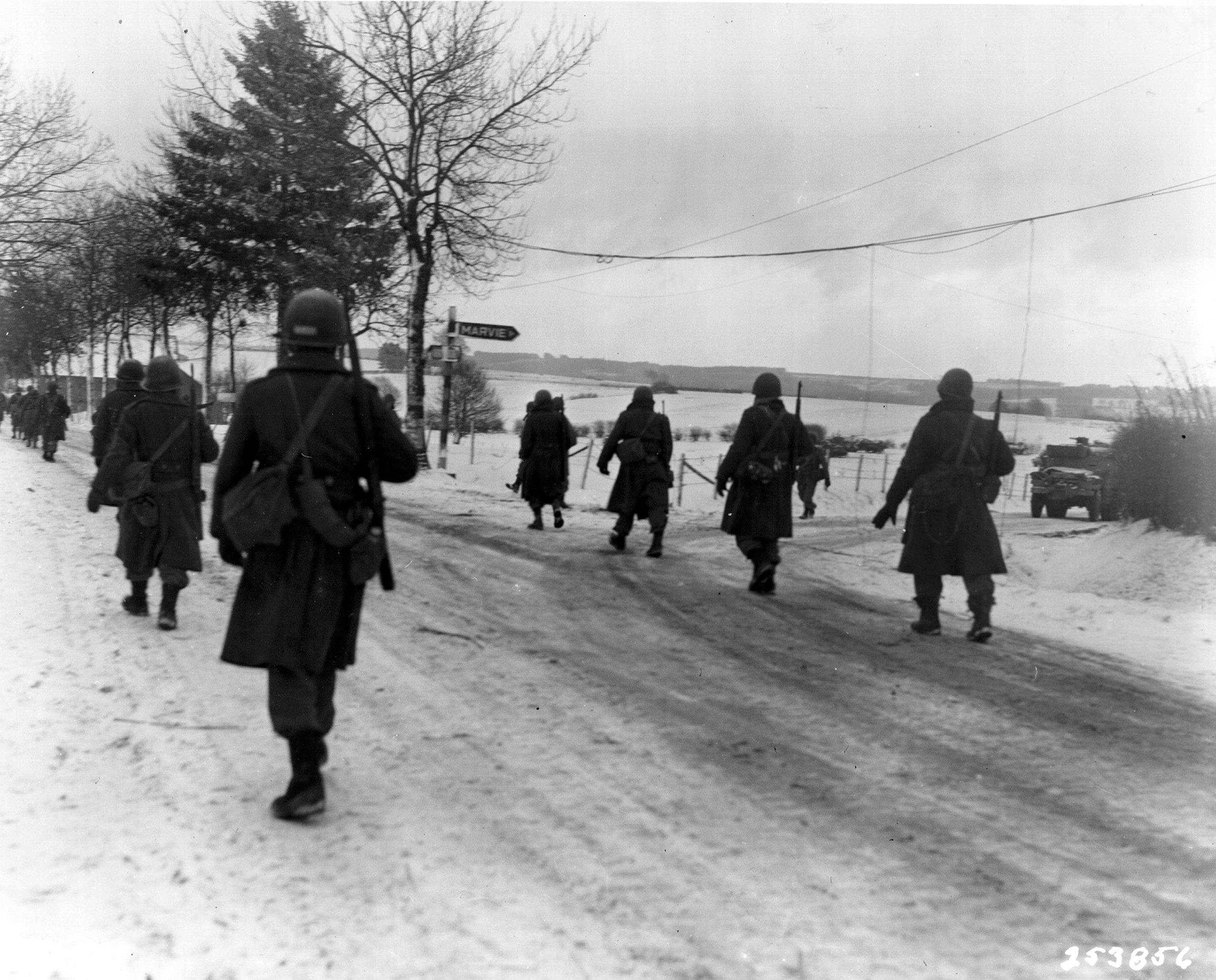
バストーニュを行軍するアメリカ陸軍第101空挺師団（12月31日）

この頃になると、ドイツの崩壊は秒読みに入ったと連合国側の首脳陣が認識するようになっていた。アメリカと日本が参戦した直後の連合軍の基本方針は、まずはナチス・ドイツを打ち破ることを優先し、それまでは太平洋戦線での積極的な攻勢は控えるというもので、投入される戦力や物資はヨーロッパ70％に対して太平洋30％と決められていたが、アメリカ陸軍の大物ダグラス・マッカーサー元帥やアメリカ海軍が、日本軍の手強さと太平洋戦線の重要性をルーズベルトに説いて、ヨーロッパと太平洋の戦力や物資の不均衡さは改善されており、アメリカ軍は太平洋上において大規模な二方面作戦を展開していた。
さらにマッカーサーは、フィリピンの戦い (1941-1942年)での汚名を返上すべく、フィリピンの奪還を強硬に主張していた。フィリピンには日本軍が大兵力を配置しており、その攻略には太平洋戦線過去最高規模の兵力が必要であったが、ナチス・ドイツ打倒の優先を主張していたチャーチルも、この頃にはヨーロッパの戦争は最終段階に入っていると考えており、太平洋方面の戦況に大きな関心を寄せていた。そのような状況で、マッカーサーはルーズベルトにフィリピン奪還を認めさせると、政治力を駆使して大量の兵員と航空機を太平洋戦線向けに確保したが、この大兵力のなかには、ヨーロッパ戦線への増援に予定されていた戦力も多く含まれていた。連合国内で激戦の続く太平洋戦線での関心が高まる中、アイゼンハワーらヨーロッパ戦線の司令官たちは、太平洋が優先されて、次第に減少していく増援や補給を憂慮する事態に陥り、進撃は停滞していた。
かねてよりヒトラーは、西部戦線での連合軍に対する反撃攻勢を夢想していたが、連合軍の進撃停滞を見ると、今が乾坤一擲のチャンスとして反撃を決意した。
最大の問題は戦力の準備であったが、ヒトラーは国防軍最高司令部の将軍たちの反対を押し切って、激戦続く東部戦線から25個師団を反撃のために西部戦線に転用するという命令を出した。ドイツ軍は1944年8月の1か月だけでも468,000人の兵士が死傷するなど、1944年後半に入るころから毎月スターリングラード級の惨敗をしているも同然の人的損失を被っており、既この戦争における兵士の損失は336万人に達していた。兵員不足により、ドイツ軍精鋭師団の多くもこれまでの激戦で原型をとどめないほど小規模化していたので、大規模な反攻作戦など不可能と思われていた。しかしヒトラーは強権を発動し、徴兵年齢を拡大して、実質的な国民皆兵を求めた。命令を受けたヒムラーは、徴兵を担当する軍管区司令官を集めると、以下の様な訓示を行い徴兵強化を命じた。
また連合軍による工場地帯への猛爆撃のなかでも、工場労働者の労働時間の延長などで、ドイツ軍需産業は底力を発揮、戦前・戦中を通じても最高の生産記録を達成し、ヒトラーの計画通り11月中に戦力確保の目途を立てた。作戦計画はほぼ完全に秘匿されて、作戦名も連合軍に反撃作戦と気づかれないよう、防御的な作戦と誤認させるため「ラインの守り（Wacht am Rhein）」と名付けられた。
密かに集結した25個師団約50万人のドイツ軍は、12月16日からベルギー、ルクセンブルクの森林地帯アルデンヌ地方で反攻（バルジの戦い）を開始した。アルデンヌ地方の冬の悪天候を突いた奇襲で連合軍は一時的にパニック状態に陥り、ドイツ軍に進撃を許した。特に、最精鋭の第1SS装甲師団の先鋒を担った、ヨアヒム・パイパー親衛隊中佐が率いるパイパー戦闘団が猛進撃し、作戦目的である連合軍の補給拠点アントワープ港に迫る勢いであったが、アイゼンハワーの強力な指導力もあって連合軍は速やかに立ち直り、ドイツ軍の進撃は一部を除いて、早い段階で阻止された。ドイツ軍は計画通りの進撃ができず一部部隊のみが突出し、戦線はバルジ（「突出部」の意）を形成したので、この戦いはのちに「バルジの戦い」と呼ばれるようになった。
パイパー戦闘団も早々に撃破されたが、それでもハッソ・フォン・マントイフェル装甲兵大将の率いる第5装甲軍が中央部分を進撃し、ミューズ川からわずか9kmのセル村まで達したが、アメリカ軍第101空挺師団が守る重要拠点のバストーニュの攻略ができずに攻勢は破綻、包囲していたバストーニュを12月26日にパットン中将率いる第3軍に解放されると、攻守は完全に入れ替わりドイツ軍は進撃を停止して防戦に追われた。その間、東部戦線ではソ連軍の動きも活発化し、これまで何度も作戦中止を進言されていたヒトラーが1945年1月8日になって「これは西部戦線の縮小ではなく“戦略的後退”である」として全軍に向けて撤退を下令した。このドイツ軍の反撃により、アメリカ軍は第二次世界大戦で単独作戦としては最大級の損害となる戦死8,607人を含む、人的損失約76,000人という甚大な損失を被ったが、攻撃側のドイツ軍の損失はさらに破滅的で、人的損失12万人、装甲車両の損失は800輌と補填不可能な損失を被って、ドイツの崩壊を早める引き金ともなった。

### 1945年

#### 連合軍東西からドイツ本土に迫る

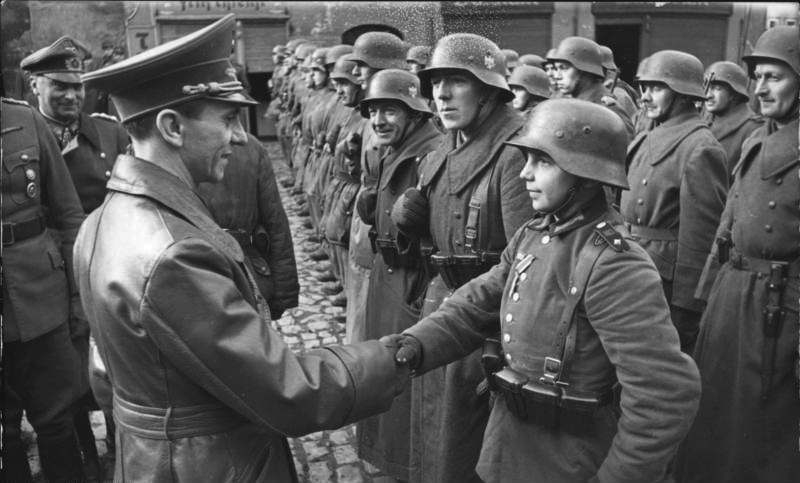
ラウバンで兵士を慰問するヨーゼフ・ゲッベルス（1945年3月）

1月12日、ソ連軍はバルト海からカルパティア山脈にかけての線で攻勢を開始。1月17日ポーランドの首都ワルシャワ、1月19日クラクフを占領し、1月27日にはアウシュヴィッツ強制収容所を解放した。その後、2月3日までにソ連軍はオーデル川流域、ドイツの首都ベルリンまで約65kmのキュストリン付近に進出した。

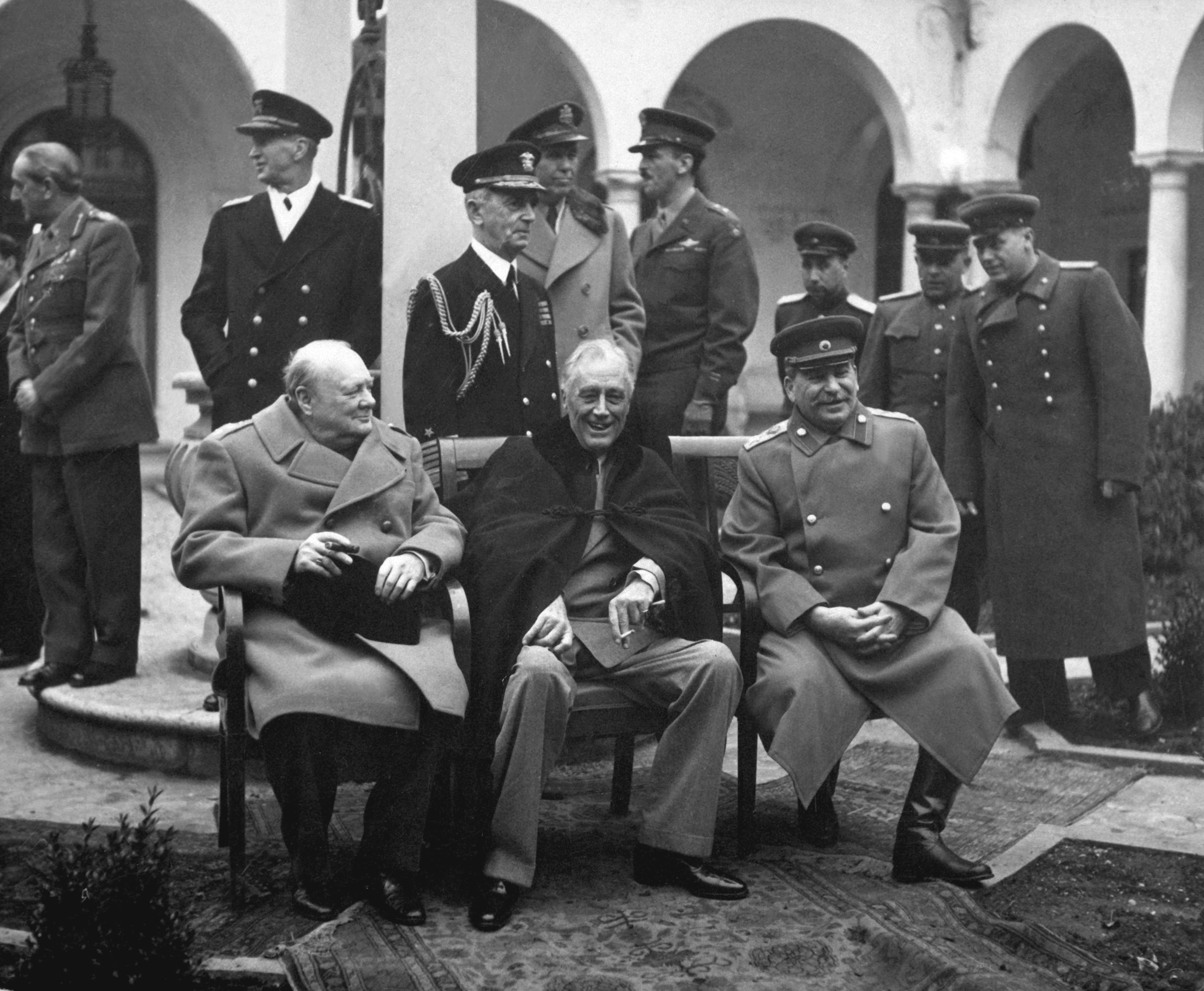
1945年2月、ヤルタ会談にて、左からウィンストン・チャーチル、フランクリン・ルーズベルトおよびヨシフ・スターリン

ポーランドは、1939年9月以降独ソ両国の支配下に置かれていたが、今度はその全域がソ連の支配下に入った。2月4日から11日まで、クリミア半島のヤルタで米英ソ3カ国首脳によるヤルタ会談が行われた。そこでドイツの終戦処理、ポーランドをはじめ東ヨーロッパの再建、ソ連の対日参戦および南樺太や千島列島・北方領土の帰属問題が討議された。
1月にはイタリア社会共和国 (RSI) 軍の攻勢終了によって再び防戦へと戻り、ムッソリーニは厳冬の中で絶望的な戦闘を続けるRSI軍の前線を訪れ、閲兵式を行って兵士達を激励している。少年兵を含めた兵士達はムッソリーニの期待に応えて希望の失われた状況下で戦いを続け、冬の間は連合軍の攻撃も停滞した。しかし春を迎えた4月になるとゴシックラインは完全に突破され、C軍集団とRSI軍はポー川ラインにまで戦線を後退させ、ミラノでの市街地戦が視野に入り始めた。これを裏付けるようにムッソリーニも「ミラノを南部戦線のスターリングラードにしなければならない」と演説している。
ハンガリーでは1944年12月に赤軍・ルーマニア軍によってブダペストが包囲され、1945年2月13日に残存していたブダペスト防衛部隊が無条件降伏した。ソ連軍はここでも一般兵士から将官までもが略奪・暴行に参加し、10歳から70歳まで、およそ目に付くほとんどの女性が強姦された。ドイツ軍は3月15日から、ハンガリーの首都ブダペスト奪還と、油田確保のため春の目覚め作戦を行うが失敗する。
ヒトラーは敗色が濃くなると、連合軍に焦土以外のものは渡さないと思い付き、さらに連合軍の進撃がドイツ国境に迫ると、その破壊的な妄想を部下たちに語るようになっていた。そして1945年3月に戦況が破滅的な様相を呈すると、ヒトラーはついにこの妄想を実現するときがきたと考えて、「ドイツは世界の支配者たりえなかった。ドイツ民族は栄光に値しない以上、滅び去るほかない」と述べ、ドイツ国内の生産施設を全て破壊するよう「焦土命令」（ネロ指令）を発する。この命令を受けた軍需相アルベルト・シュペーアは、既に敗北は必至と考えており、無駄な破壊は国民を苦しめるだけだとヒトラーに進言したが、もはや狂気に囚われていたヒトラーは聞く耳を持たなかった。そこでシュペーアは軍需相の部下や地方政治家と協力して、「ネロ指令」の実行を妨害することに力を尽くしたが、そもそも指令を実行できるような量の爆薬はなく、また、この指令をまともに実行しようという者もおらず、指令が実現することはなかった。「ネロ指令」の失敗は、物資枯渇とナチ政権の統率力低下を露わにしただけで終わったが、皮肉にも、生産設備や他民間施設の破壊は、敵である連合軍の空襲や地上侵攻によって実現することとなってしまった。

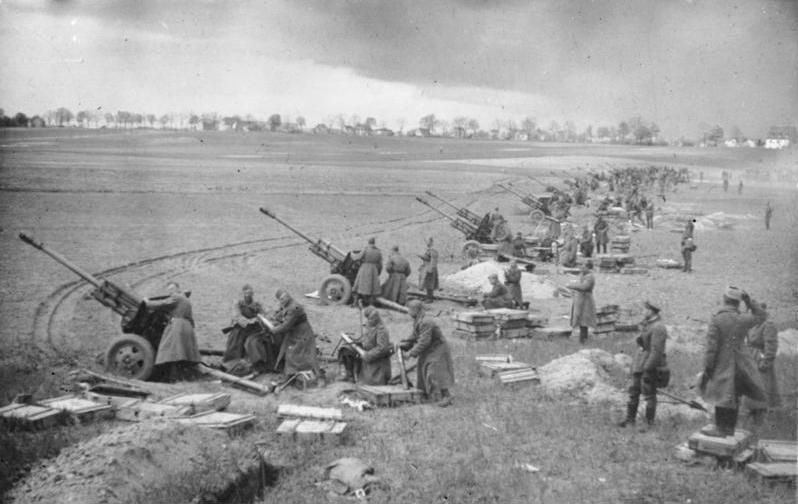
ベルリン郊外の赤軍の砲兵（1945年4月）

西部戦線のドイツ軍は1月16日、アルデンヌ反撃の開始地点まで押し返された。その後、連合軍は3月22日から24日にかけて相次いでライン川を渡河し、イギリス軍はドイツ北部へ、アメリカ軍はドイツ中部から南部へ進撃する。4月11日にはエルベ川に達し、4月25日にはベルリン南方約100km、エルベ川のトルガウで、米ソ両軍は握手する（エルベの誓い）。南部では4月20日ニュルンベルク、30日にはミュンヘン、5月3日にはオーストリアのザルツブルクを占領した。
これ以降ヒトラーは体調を崩し、定期的に行っていたラジオ放送の演説も止め、ベルリンの総統地下壕に立てこもり、国民の前から姿を消す。ソ連軍はハンガリーからオーストリアへ進撃し4月13日、首都ウィーンを占領した。もはやドイツは何の軍事的合理性のないまま戦い続けた。得られる戦果は僅かなのに対して損失は壊滅的なものであり、1945年1月から終戦までは疑う余地なくドイツ史上でもっとも多くの血が流された。1945年1月だけで45万人のドイツ兵が戦死し、2月から4月までの毎月の戦死者も約30万人に達した。このわずか4か月のドイツの兵員損失数は、1月の単月だけでもアメリカ軍やイギリス軍が第二次世界大戦で失った兵員数を超え、4か月合計でも日本陸軍が1937年の盧溝橋事件からの日中戦争開戦から、1945年太平洋戦争終戦まで8年間に失った148万人に匹敵する莫大な数であった。
この破滅的な損失は、ドイツ軍の指揮官の多くが部下将兵を生かす義務を放棄して、望みのない局面に意図的に追い込んで死ぬまで戦うことを強制したことによってもたらされた。その無責任な指揮官のなかには、大戦中盤まではUボートを率いて連合軍を苦しめた海軍総司令官カール・デーニッツ元帥も含まれていた。デーニッツは部下の海軍将兵に対して「この状況で、重要なのはただひとつ、戦いつづけること、そしてあらゆる運命に逆らい、転機を引き寄せることだ」「そのように行動できないものはろくでなしだ。そんな奴は『こいつは裏切り者』というプラカードをくくりつけて絞首刑に処する」などという訓示を行い、ヒトラーに忠誠心を示した。この訓示に感銘を受けたナチス党の官房長マルティン・ボルマンは、党の全幹部に回覧している。デーニッツはヒトラーに信頼されて、ヒトラーの遺書により死亡時の後継者に指名された。

#### ナチス・ドイツ崩壊へ

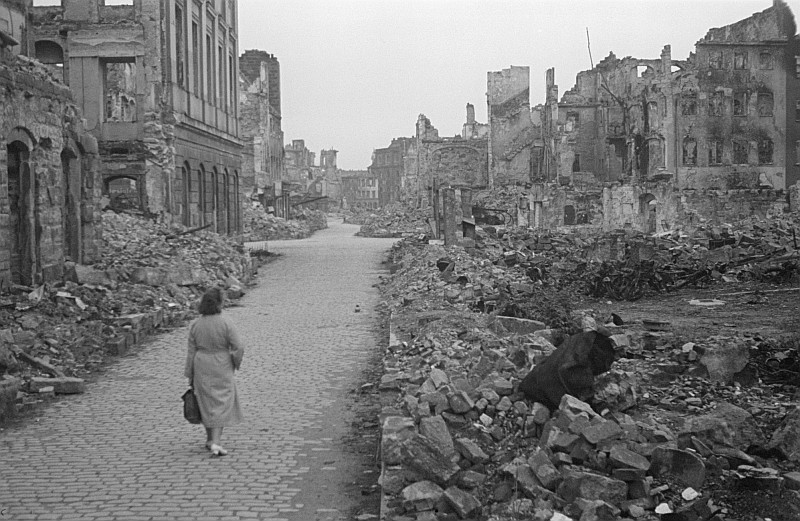
連合軍の空襲で瓦礫の山と化したドレスデン

死を強要されたのは兵員ばかりでなく一般のドイツ国民も同様で、1945年に入ってからは、抵抗力を喪失したドイツ防空体制を尻目にして激化する連合軍の都市爆撃で大量の死傷者を出していた。1945年2月13日から15日にかけて避難民でごった返していたドレスデンに対して、延べ1,300機の重爆撃機が合計3,900トンの爆弾を投下、犠牲者数には諸説あるものの最低でも25,000人の一般市民が死亡した。最初に1,000機による空襲を受けたケルンは終戦までに262回も空襲を受け、25万戸の住宅のうち20万戸が焼失し、開戦時76万人いた住民は終戦時に10万人しか残っていなかった。ゴモラ作戦で甚大な損害を被ったハンブルグも開戦時55万戸あった住宅のうち焼失を免れたものは26万戸だけであった。中小の都市ではもっと壊滅的な損害を受けたところもあり、ハーナウでは住宅の88.6%が焼失し、デューレンに至っては99.2%の焼失率と、ほぼまともに建っている住宅がない惨状であった。これらの徹底した破壊は、戦争を終わらせることがドイツ国民を苦しみから解放する唯一の手段であるという明快なメッセージであったが、ベルリンの防空壕の奥深くに潜んでいるヒトラーにこのメッセージが届くことはなく、多くのドイツ国民が防空壕のなかで「ドイツ兵が1918年と同じぐらい利口だったら、戦争はとっくに終わっていただろう」と嘆いていた。
連合軍による戦略爆撃によって、ドイツ本土に延べ144万機の連合軍爆撃機と268万機の連合軍戦闘機が来襲し、合計270万トンの爆弾を投下した。ドイツ軍戦闘機や高射砲による激しい迎撃で、アメリカ軍は18,000機、イギリス軍は22,000機の航空機を損失もしくは大きな損傷を被り、アメリカ軍は79,265人のパイロットが死傷もしくは捕虜となり（うち戦死者数26,000人以上）、イギリス軍も同様に79,281人の人的損失（うち戦死者数は不明）を被った。ドイツ国民は自国の軍隊が行ってきた、ゲルニカ爆撃やロッテルダム爆撃やザ・ブリッツなどと同じ市街地への爆撃を桁違いの規模で受けることとなってしまい、ドイツ国内360万戸の住宅のうち20％が破壊され、50万人～60万人のドイツ国民が死亡した。また、ドイツ軍戦闘機の損失は57,405機と連合軍損失を大きく上回り、他に軍事目標としてはUボート97隻、7,400門の8.8 cm FlaK高射砲、23,000台の車両、最低でも戦車800両が撃破され、ドイツの継戦能力を破壊し尽くした。ドイツ軍はアメリカ軍とイギリス軍による本土空襲に対抗するため、東部戦線での制空権を犠牲にしても、本土防空戦力を強化し続けたが、結局惨敗を喫して、国土を破壊されることを防ぐことはできず、さらには東部戦線崩壊の大きな要因ともなった。アメリカとイギリスは限られた戦力を用いて、多大な成果を挙げており、かなりの低コストで戦争に決定的な影響を与えたとも評され、敵本土に対する戦略爆撃の有効性を実証した。
ドイツ国民の受難は空からくる厄災だけではなかった。ソ連軍がドイツに向けて進撃してくると、東ヨーロッパに居住していたドイツ系住民はソ連兵の暴虐を恐れ、ドイツ国内に向けて避難を開始した。ドイツ海軍は、東プロイセン、西プロイセン、ポメレリアから、ドイツ兵やドイツ系住民をドイツ国内に避難させる『ハンニバル作戦』を開始、また、各地にあった強制収容所から収容者をドイツ国内の強制収容所へと移送した。この大輸送作戦のため1,000隻以上の大小の船舶が準備され、ドイツ兵や民間人や収容者はすし詰めに詰め込まれて輸送されたが、連合軍の航空機や潜水艦が待ち構えており、次々と避難船が撃沈された。そのなかの貨客船ヴィルヘルム・グストロフでは、定員1,865人に対して、10,582人の兵士や避難民が積み込まれており、ゴーテンハーフェンを出港後にソ連軍の潜水艦に撃沈されると、救助もままならず9,343人が死亡したが、これは海難事故史上最悪の犠牲者数となった。
他にもカップ・アルコナ7,000人、ゴヤ6,200人、シュトイベン4,500人、ペレトラ2,650人などの避難船が撃沈されて大量の犠牲者を出した。この5隻で生じた30,000人の死者は、大西洋の戦いでUボートに沈められた3,500隻の船舶で犠牲となった連合国船員の死者数に匹敵する夥しい死者数であったが、大きな犠牲を出しながらも避難作戦は奇蹟的な成功を収め、約200万人が東ヨーロッパからの脱出に成功している。しかし、この脱出はこれから始まるドイツ国民の苦難の入り口に過ぎなかった。戦禍に追われて自分の居住地から避難したドイツ国民は全国民1/4の1,900万人にも上ったが、その殆どが老人か婦女子であり、過酷な道中で次々と命を落としていき、その犠牲は戦争が終わった後も増え続けた。避難民の犠牲者総数は統計すらないが、最低でも2百万人に上ったものと推定される。
大量のドイツ国民やドイツ兵が命を落としていくなか、総統地下壕に籠るヒトラーは、2月26日と4月2日の2回に渡ってドイツ国民にむけて最後の談話を発表した。その内容は現実から逃避し、ユダヤ人に激しい敵意をむき出しにする一方で、自らの判断ミスによって辛酸を嘗めさせられているドイツ国民に対する謝罪や労いの言葉は一切なかった。

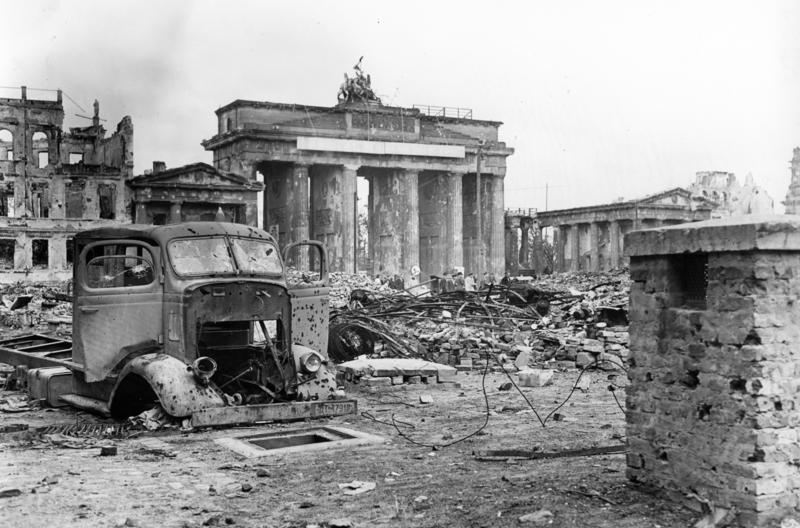
ベルリンの戦い（1945年4月）

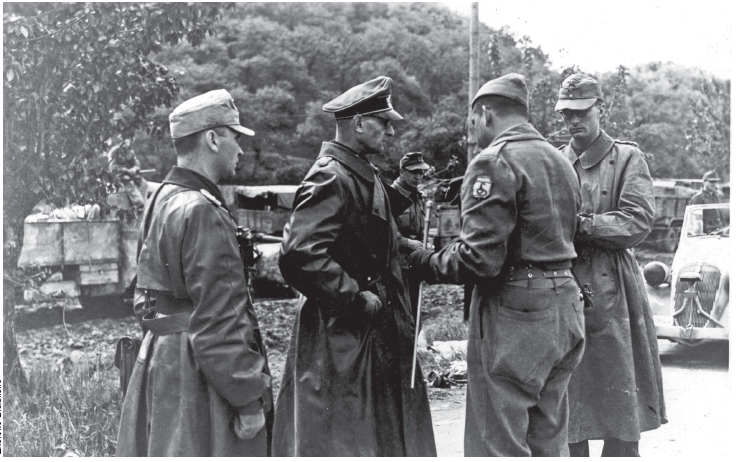
ドイツ陸軍の降伏についてブラジル遠征軍と交渉するオットー・フレッター＝ピコ中将（1945年4月）

4月16日、ベルリン正面のソ連軍の総攻撃が開始され（ベルリンの戦い）、ベルリン東方ゼーロウ高地以外の南北の防衛線を突破される。4月20日、ヒトラーは最後の誕生日を迎え、ヘルマン・ゲーリング、ハインリヒ・ヒムラー、カール・デーニッツらの政府や軍の要人はそれを祝った。その夜、彼らはヒトラーからの許可によりベルリンから退去し始めたが、ヒトラー自身はベルリンの総統地下壕から動こうとしなかった。このような現実逃避を続ける指導者や指揮官に対し、兵士の士気は低下し、戦争の最終局面に入って、脱走や戦闘拒否が相次いだ。それを抑え込むため軍の指揮官たちは親衛隊や憲兵を使って“脱走兵狩り”を始めた。憲兵らに捕まった脱走兵は軍法会議にかけられることもなく銃殺や絞首刑に処されて遺体には首から「臆病者はみんなこうなる」と書いた札を下げられて晒された。軍司令部から各部隊に「脱走兵を処分して前線を督励せよ」という命令も出されるほどの末期的な状態であった。

#### ベルリンの戦い

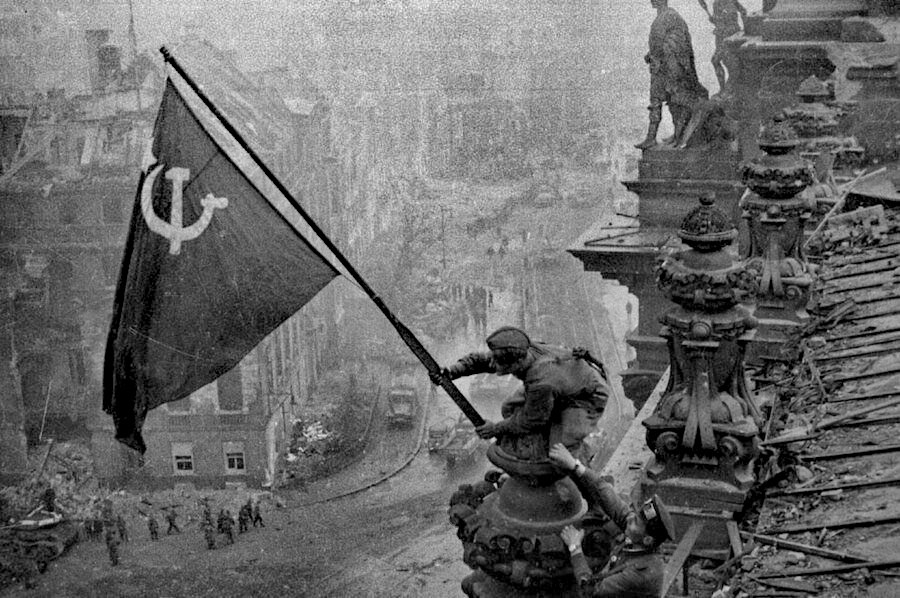
ソ連軍によって占領されるドイツ国会議事堂（ライヒスターク）

4月25日、ソ連軍はベルリンを完全に包囲した（詳細はベルリンの戦いを参照）。このような絶望的状況の中、ドイツ軍はヒトラーユーゲントなどの少年兵や、まともな武器も持たない兵役年齢を超えた志願兵を中心にした国民突撃隊まで動員し最後の抵抗を試みた。
ベルリンを脱出したゲーリングは4月23日、連合軍と交渉すべく、ヒトラーに対し国家の指導権を要求する。マルティン・ボルマンにそそのかされたヒトラーは激怒し、ゲーリング逮捕を命令するが果たされなかった。4月28日にはヒムラーが中立国スウェーデンのベルナドッテ伯爵を通じ、連合軍と休戦交渉を試みていることが公表され、ヒトラーはヒムラーを解任、逮捕命令を出した。
一方、イタリア北部では連合軍の進撃とパルチザンの蜂起により、4月25日、C軍集団はイタリア臨時政府・国民解放委員会 (CLN) の代表団との直接会談に望んだが、C軍集団の休戦交渉を知ったCLNは無条件降伏の要求以外は受け入れなくなった。ムッソリーニは会談の中でC軍集団の降伏交渉について知らされ、最後の最後にヒトラーから裏切られたと感じた。しかし2日後に総統地下壕のヒトラーから戦局の逆転を確信しており、「独伊同盟の最終的勝利」に希望を持っているという電報が届き、ヒトラーもまた周囲から欺かれていることを知った。ここにイタリア社会共和国は名実ともに崩壊した。
ムッソリーニは逃亡中、スイス国境のコモ湖付近の村でパルチザンに捕えられた。捕えられた一行はムッソリーニと愛人ペタッチ、それ以外の閣僚や将兵と分けられ、残されたムッソリーニはペタッチと共にミラノ方面へ車両で移動させられ、しばらくの間ジャコモ・デ・マリアという人物の所有する民家に幽閉されている。

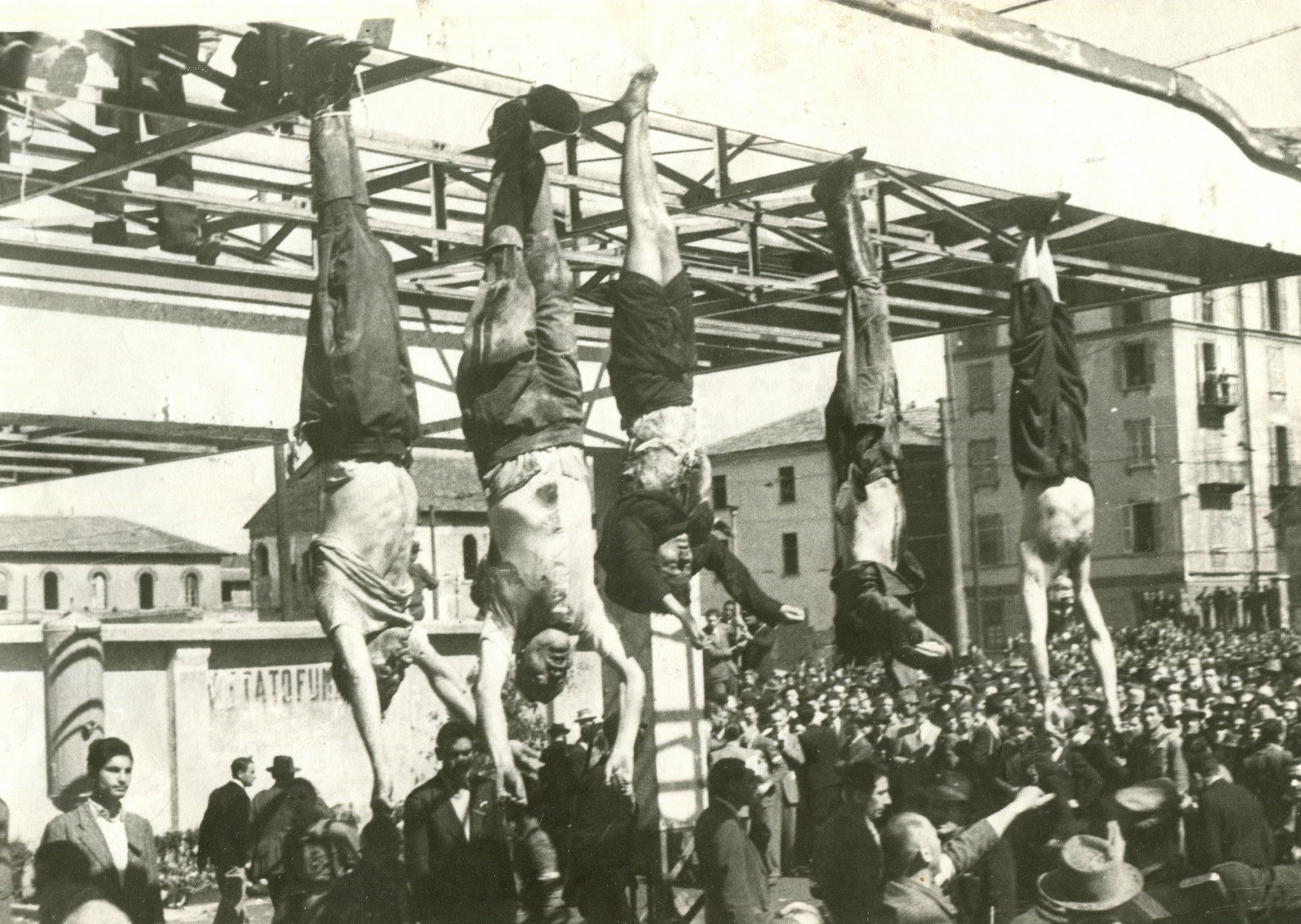
ミラノで吊るされたムッソリーニの死体（1945年4月）

程無くしてパルチザンはムッソリーニについても略式裁判による即時処刑を決定、ムッソリーニはミラノ近郊のメッツェグラ市の郊外にあるジュリーノ・ディ・メッツェグラに設置された処刑場へ護送された。4月28日の午後4時10分にペタッチと共に射殺され、懸念されうるムッソリーニの生存説を払拭することや、依然として残る威厳を失わせることを図って、その死を公布することを計画した。ドンゴで射殺された何人かの重要な幹部の遺体と一緒にムッソリーニの遺体を貨物トラックに載せ、辺境のメッツェグラ市から主要都市の一つであるミラノ市へと移送した。
4月29日朝、ミラノ中央駅にトラックが到着すると駅にある大広場であるロレート広場の地面の上に遺体を投げ出した。続いてパルチザンは反乱者への見せしめである「遺体を建物から吊るす」という行為への意趣返しとして逆さ吊りにした。括り付けられたのはスタンダード・オイル社のガソリンスタンドの建物だった。ただし逆さ吊りについては中世時代に行われていた懲罰を再現したという説や、むしろこれ以上死体が損壊することを避けたという説もある（ベニート・ムッソリーニの死）。イタリア駐在のC軍集団も5月4日に降伏している。

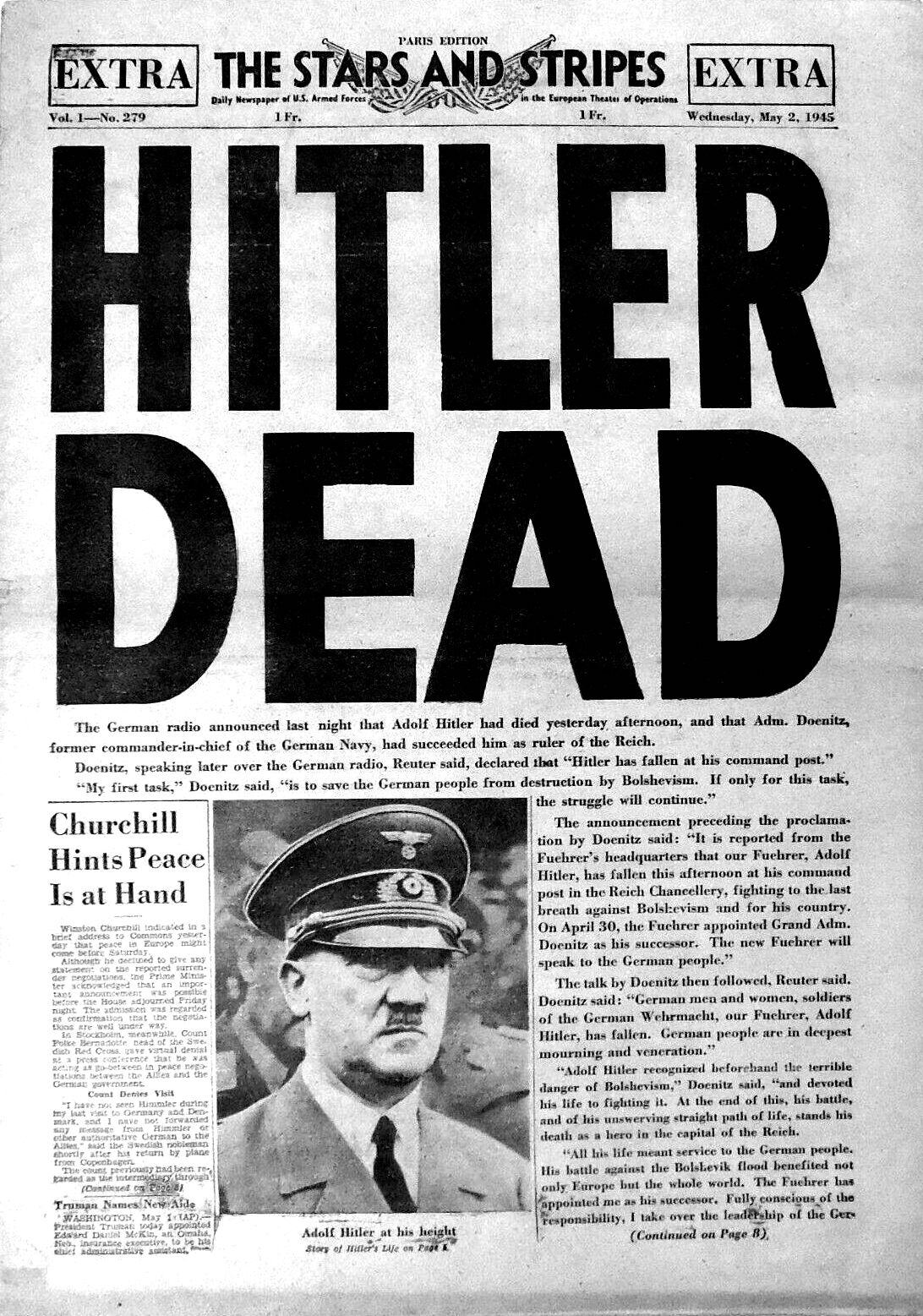
ヒトラーの死を伝える『星条旗新聞』号外（1945年4月）

ムッソリーニが殺害された2日後、4月30日15時30分頃にヒトラーは、ベルリンの総統地下壕で前日結婚したエヴァ・ブラウンと共に自殺した。死体は遺言に沿って総統地下壕脇に掘られた穴で焼却された。ヒトラーは遺言で大統領兼国防軍総司令官に海軍元帥デーニッツを、首相に宣伝相ヨーゼフ・ゲッベルスを、ナチ党担当相および遺言執行人に党官房長マルティン・ボルマンを指定していたが、ゲッベルスもヒトラーの後を追い5月1日、妻と6人の子供を道連れに自殺した。

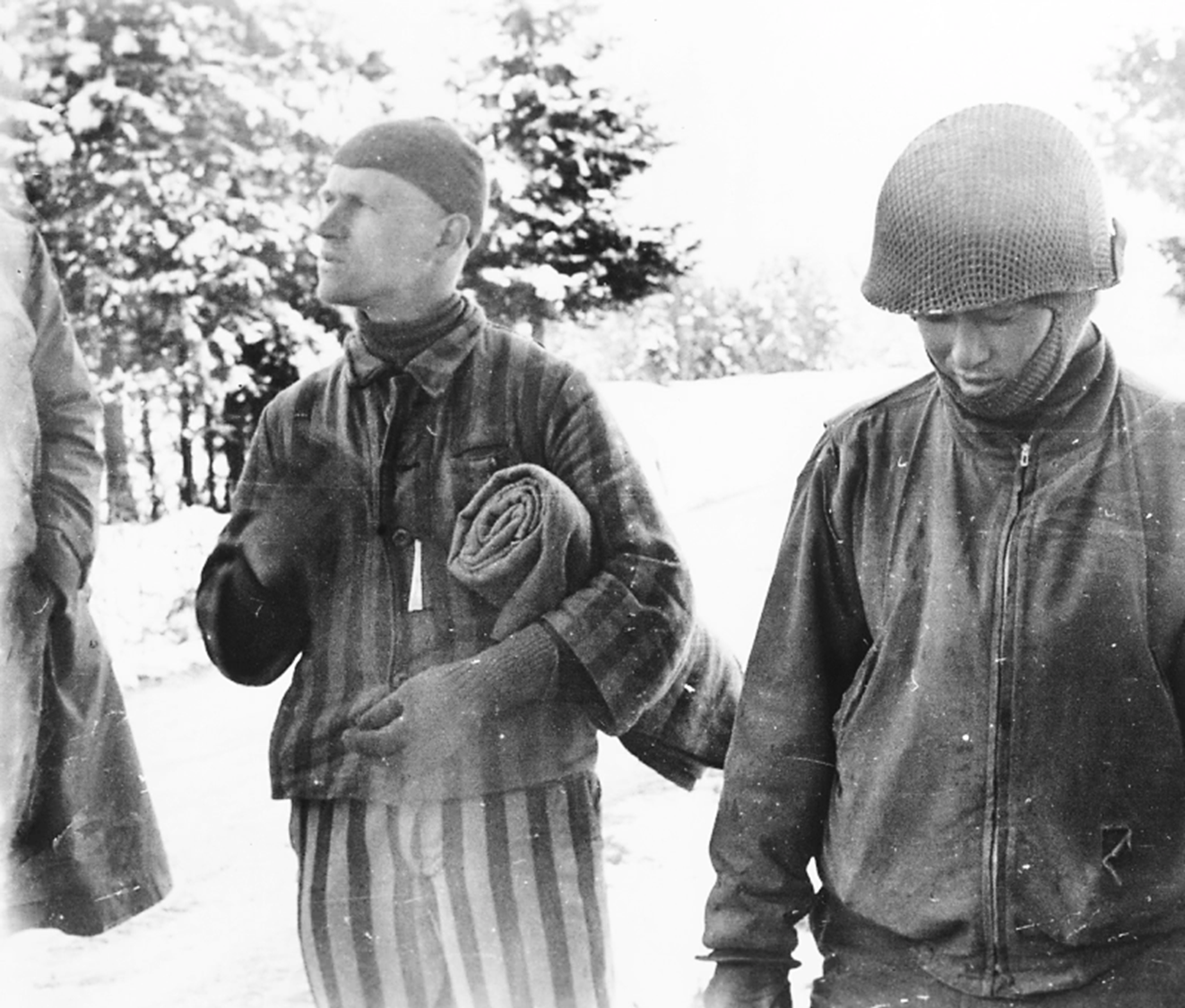
ダッハウ強制収容所の生存者と第522野戦砲兵大隊（1945年4月）

これに先立つ4月29日には、アメリカ陸軍の日系人部隊の第442連隊戦闘団隷下の第522野戦砲兵大隊は、ドイツ軍との戦闘のすえにミュンヘン近郊のダッハウ強制収容所の解放を行った。なお、日系人部隊が強制収容所を解放した事実は1992年まで公にされることはなかった。
イギリス軍とアメリカ軍がドイツ国内、オーストリアへ進撃するにつれ、ダッハウ、ザクセンハウゼン、ブーフェンヴァルト、ベルゲンベルゼン、フロッセンビュルク、マウトハウゼンなど、各地の強制収容所が次々に解放され、収容者とおびただしい数の死体が発見されたことにより、ユダヤ人絶滅計画（ホロコースト）をはじめとする、ドイツの犯罪が明るみに出された。またソ連が新たにソ連領としたポーランド東部からポーランド人とユダヤ人を追放したため、送還先のポーランドではポーランド人によるユダヤ人虐殺事件も起きた（ソビエト占領下のポーランドにおける反ユダヤ運動）。
なお先にドイツ軍を駆逐したソ連軍は各地で行われていた大量虐殺を先に知っていたが、イギリス軍とアメリカ軍はこれをソ連のプロパカンダと思い信じなかった。なお、ホロコーストについて連合国が騒ぎ立てるのは、これらの強制収容所とそこでの大量虐殺が明らかになる第二次世界大戦後のことであった。
5月2日、首都ベルリン市はソ連軍に占領された。その際、ベルリン市民の女性の多くがソ連兵に強姦されたといわれている。女性、果てや8歳の少女までもが強姦され、犠牲者総数は数万から200万と推測されている。ある医師の推定では、ベルリンでレイプされた女性のうち、その後、約10分の1の女性が死亡し、その大半が自殺だった。また東プロイセン、ポンメルン、シュレージエンでの被害者140万人の死亡率は、さらに高かったと推定される。全体で少なくとも200万のドイツ人女性がレイプされ、繰り返し被害を受けた人もかなりの数に上ると推定される（同上より）。

### ドイツ政府と軍の無条件降伏

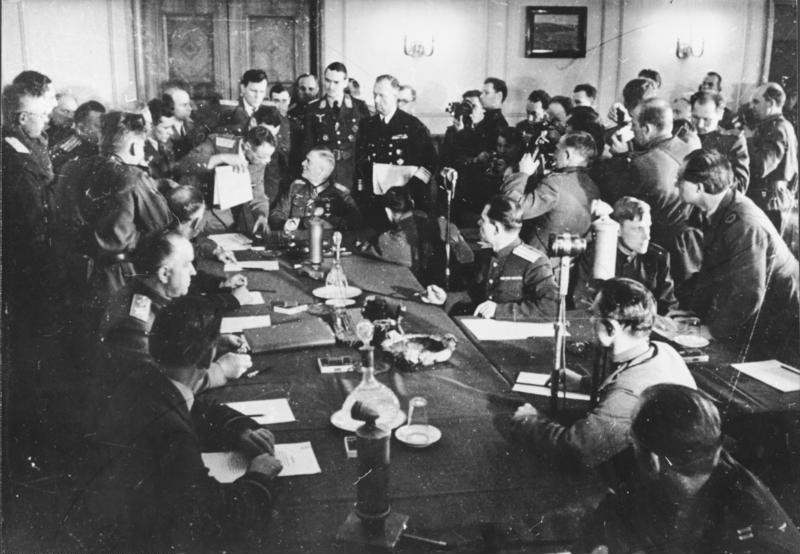
国防軍代表カイテル元帥と連合軍代表ジューコフ元帥、テッダー元帥が降伏文書の批准措置を行う（5月8日）

ヒトラーの遺言に基づき、彼の跡を継いで指導者となったカール・デーニッツ海軍元帥はフレンスブルクに仮政府を樹立し（フレンスブルク政府）、連合国との降伏交渉を開始した。5月7日、フレンスブルク政府の命によってドイツ国防軍と政府は連合国に無条件降伏することが決定した。
歴史家リチャード・ベッセルは、この戦争におけるナチス・ドイツの敗戦を「完全なる敗北」と評し、ドイツのような工業先進国が政府所在地を制圧される最後まで降伏しなかったことは現代史では初であると述べた上で、「天皇のいる日本ですら最後まで抵抗を続けず、広島と長崎への原爆投下後、やむをえず事態を受け入れる道を選んだ」とその特異性を指摘している。
アルフレート・ヨードル上級大将がアイゼンハワーの司令部に赴き、国防軍代表として降伏文書に署名し、停戦が5月8日午後11時1分に発効すると定められた（ドイツの降伏文書）。翌午後11時にはベルリン市内のカールスホルスト (Karlshorst) の工兵学校で、降伏文書の批准式が行われ、ドイツ国防軍代表ヴィルヘルム・カイテル元帥と連合軍代表ゲオルギー・ジューコフ元帥、アーサー・テッダー元帥が降伏文書の批准措置を行った。なお日独伊三国同盟には、降伏前に同盟国の日本と協議を行う決まりであったが、もはやドイツに日本政府と協議する余裕はなかった。
なお同盟国であるはずの日本と連合国はフレンスブルク政府に対し、政府としての承認は行わなかった。5月23日には全閣僚が連合国に逮捕され、その機能を失った。
これによりドイツ国、イタリアの2国の枢軸国が連合国側に降伏し、ヨーロッパでの戦いは終結した。その後も欧州では小規模かつ局地的な戦闘は続いたものの、国家間での戦闘行為は最後の枢軸国である大日本帝国と満洲国など数少ない友好国、そしてそれに対するイギリスやオーストラリア、アメリカや中華民国などの連合国による東南アジアと東アジア、太平洋地域のみとなった。

### 停戦後

観衆にVサインをするチャーチル（1945年5月8日）

5月8日午後11時1分に停戦が発効され、8日と9日の2日間はヨーロッパ全土は祝日となった。各地の枢軸軍は順次降伏していったが、ソ連軍らとドイツ軍の戦闘はドイツが無条件降伏したにもかかわらず、プラハの戦いが終結する5月11日まで続いた。なおソ連軍が停戦後も停戦を無視して戦いを継続するのは、無条件降伏ではない対日戦でも同様であり、戦時国際法に明らかに違反するものであった。
ドイツ占領下のノルウェー南端から日本へ向かっていたドイツ海軍のUボート「U-234」が、大西洋上でアメリカ海軍の艦船に降伏しようとした矢先の5月14日に、便乗していた庄司元三と友永英夫の2名の海軍中佐が服毒自殺した。2人の持ち物の中には、当時日本も開発していた原子爆弾の開発に欠かせないウラン235が560キログラム含まれていた。
なおこの前後に、多数のナチス親衛隊員やドイツ軍人、ファシスト党員が、潜水艦や船舶、徒歩でバチカンやスペイン、ポルトガルやノルウェーなどを経由して、アルゼンチンやブラジル、チリやボリビアなどの南アメリカ諸国に逃亡し、その後も数千人が身分を隠して逃亡を続けた。またナチス親衛隊員やドイツ軍人が、残る枢軸国の日本へUボートで逃亡したとの報道もあったが、これは上記のような事件と混合した誤りであった。
ソ連軍に降伏した枢軸国の将兵はシベリアなどで強制労働させられた。さらに終戦直前から戦後にかけて、ソ連を含む中欧・南欧・東欧からは1200万人を超えるドイツ人が追放され、200万人以上がドイツに到着できず命を落とした。
この後、ドイツとの戦いを終えたイギリスやアメリカ、イギリス連邦諸国の将兵が残る日本との戦いの元へ次々に送られたほか、日本との和平条約があるソ連軍も満洲国との国境に隠密裏に送られた。

### ポツダム会談

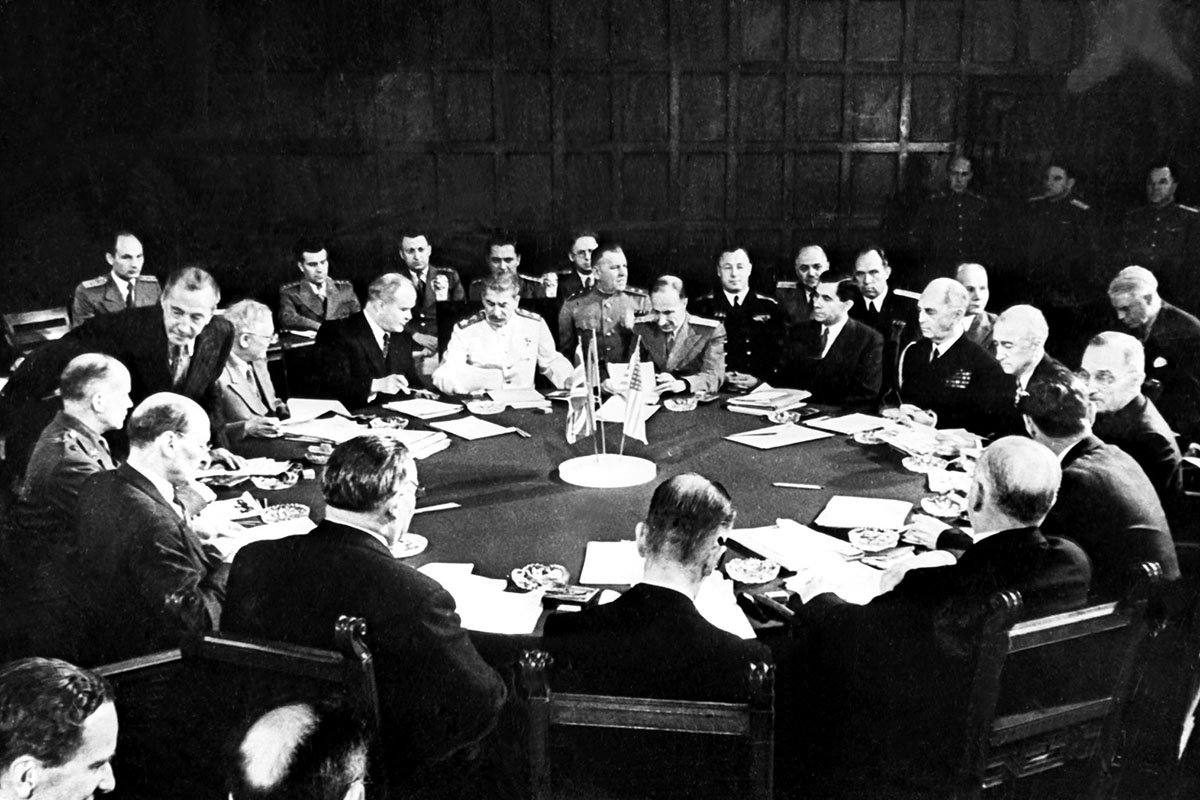
ポツダム会談（1945年7月17日）

その後7月17日から、ベルリン南西ポツダムにて、ヨーロッパの戦後問題を討議するポツダム会談が行われた。イギリスの首相ウィンストン・チャーチル（会談途中、7月25日の総選挙でチャーチル率いる保守党が労働党に敗北し、クレメント・アトリーと交代する）。4月12日のルーズベルトの急死に伴い、副大統領から昇格・就任したアメリカの大統領ハリー・S・トルーマン、ソビエト連邦のヨシフ・スターリンが出席した。この会議で、ドイツの戦後分割統治などが取り決められたポツダム協定の締結が7月26日に行われた。
さらに、この会談のさなかには残る枢軸国の日本に対し降伏を勧告するポツダム宣言の発表も英米中の3か国の合意の元行われ（中華民国の蔣介石総統は無線電話での承認。日本と開戦していないソ連は開戦後の8月9日に承認）、日本に向けて送信され、日本側では外務省、同盟通信社、陸軍、海軍の各受信施設が第一報を受信した。

## 背景（アジア・太平洋・オセアニア・北アメリカ・東アフリカ）

### 満洲事変（1931年-1933年）から、日中戦争と日本の参戦までの経緯（1937年-1941年）

#### 満洲事変と満洲国独立

満鉄の爆破地点を調査しているリットン調査団（1932年3月）

1931年9月18日に南満洲鉄道が爆破されたとして、日露戦争の勝利後にロシア帝国から獲得した租借地、関東州と南満洲鉄道の付属地の守備をしていた日本陸軍の関東都督府陸軍部が前身の関東軍と中華民国軍の間で戦闘が勃発。日本が勝利し関東軍が南満洲を占領する（満洲事変）。日本の世論も「満蒙は帝国の生命線」「支那は国家にあらず」として軍部支持に傾いた。
12月に中華民国政府の提訴により、国際連盟では満洲での事態を調査するための調査団の結成が審議されていた。英仏伊独の常任理事国に、当事国の日本と中華民国の代表からなる6ヵ国、事実上4四ヵ国の調査団の結成が可決された。日本の主張も認められて、調査団結成の決議の留保で、満洲における匪賊の討伐権が日本に認められた。1932年1月28日に日本海軍と中華民国十九路軍が衝突する第一次上海事変が勃発したが、3月1日に中華民国軍が上海から撤退した。
同日に愛新覚羅溥儀を執政とした満洲国が中華民国から独立して建国宣言をした。3月3日に、中華民国軍を制圧した日本軍に停戦命令が下ると、聞く耳を持たなかった英仏伊独の国際連盟各国代表も、日本の態度を正当に了解しかけた。
3月に国際連盟から第2代リットン伯爵ヴィクター・ブルワー＝リットンを団長とする調査団（リットン調査団）が派遣された。この調査団は、半年にわたり満洲国と日本、中華民国を調査し、満洲国皇帝の愛新覚羅溥儀とも面会し9月に報告書（リットン報告書）を提出した。翌1933年2月24日、このリットン報告を基にした勧告案（内容は異なる）が国際連盟特別総会において採択され、日本を除く連盟国の賛成および棄権･不参加により同意確認が行われ、国際連盟規約15条4項および6項についての条件が成立した。
前後して上海事変の勃発で日本への疑念を深めていたイギリスでも、1932年3月22日の下院審議において、与党保守党の重鎮オースティン・チェンバレンは、「労働党議員の対日批判を諌め、日中ともに友好国であり、どちらにも与しない」とした上で、中華民国には「国内秩序をきちんと保てる政府が望まれること、日本が重大な挑発を受けたこと、条約の神聖さを声高に唱える中華民国が少し前には、一方的行動で別の条約を破棄しようとしたこと」を指摘し、「銃剣はボイコットへの適切な対応ではない」としつつ、対日制裁論を退け、国際連盟に慎重な対応を求めた。
国際連盟の対応を受けて5月5日に上海停戦協定が結ばれ日中両軍が上海市区から撤退し、5月31日には塘沽協定が成立し満洲事変が終結、騒ぎは収まるかに思えた。

#### 国際連盟脱退

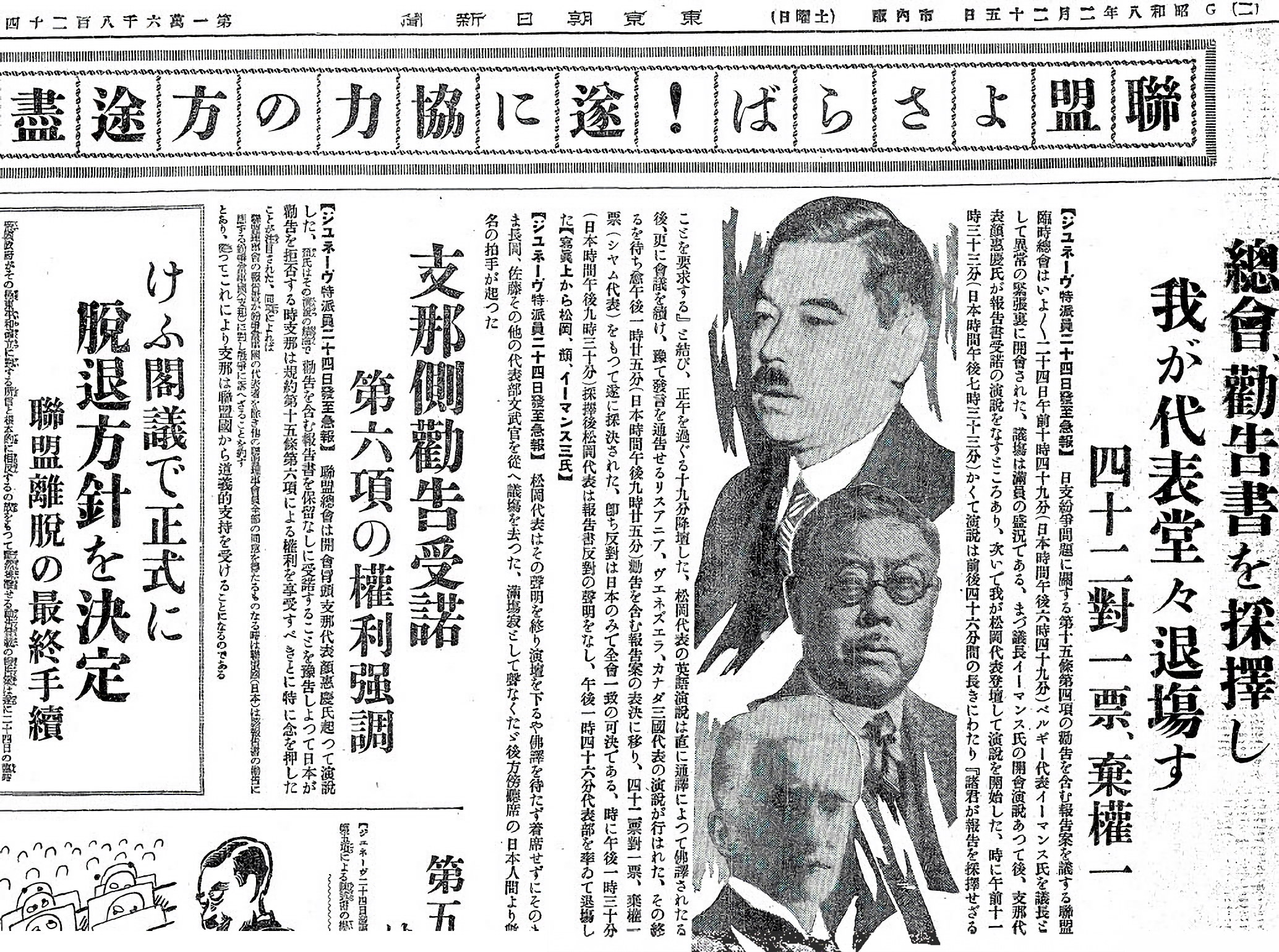
国際連盟脱退翌日の新聞（1933年2月）

だが、翌年の1933年2月23日に日本軍が熱河省に侵攻するなど、中華民国との関係がさらに悪化すると、日本に対する国際連盟加盟各国の態度も硬化した。
翌日にはジュネーブで行われた国際連盟総会で「中日紛争に関する国際連盟特別総会報告書」確認の投票が行われ、賛成42票、反対1票（日本）、棄権1票（シャム）の圧倒的多数で勧告が採択された。さらに満洲国建国などを国際連盟の場で非難され、松岡洋右代表以下日本代表はこれを不服として、あらかじめ準備していた宣言書を朗読して会場から退場し、日本のマスコミからは大喝采を受けた。
日本代表はジュネーヴからの帰国途中にイタリアとイギリスを訪れ、ローマでは首相ベニート・ムッソリーニと会見している。帰国後の3月27日に国際連盟を脱退する。またドイツも同年脱退した。
なお、日本脱退の正式発効は、2年後の1935年3月27日となり、脱退宣言から1935年までの猶予期間中に日本は分担金を支払い続けていた。また正式脱退以降も国際労働機関 (ILO) には1940年まで加盟していた（ヴェルサイユ条約等では連盟と並列的な常設機関であった）。そのほか、アヘンの取り締りなど国際警察活動への協力や、国際会議へのオブザーバー派遣など、一定の協力関係を維持していた。

#### 五・一五事件と二・二六事件

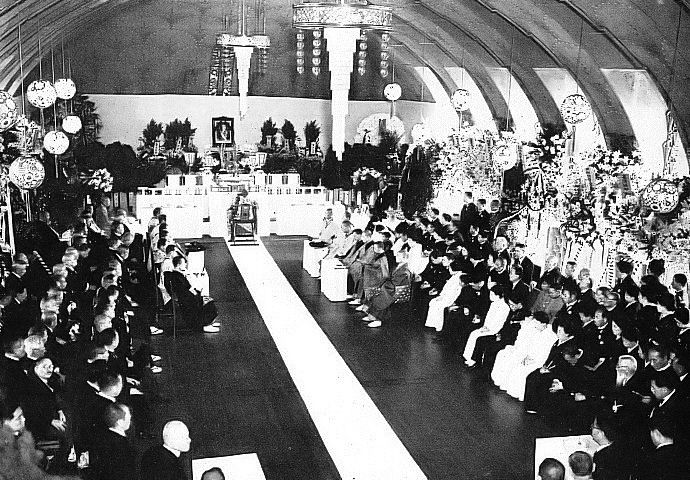
犬養毅の葬儀

1932年5月15日には、ロンドン海軍軍縮条約締結に反対する海軍の軍人らに首相の犬養毅らが殺害されるという「五・一五事件」が起きていた。さらには、内大臣官邸や立憲政友会本部を攻撃し、これによって東京を混乱させて戒厳令を施行せざるを得ない状況に陥れ、その間に軍閥内閣を樹立して国家改造を行う計画であったが、未遂のままで鎮圧された。
後継首相の選定は難航した。従来は内閣が倒れると、天皇から元老の西園寺公望に対して後継者推薦の下命があり、西園寺がこれに奉答して後継者が決まるという流れであったが、結局西園寺は政党内閣を断念し、軍を抑えるために元海軍大将で穏健な人格であった斎藤実を次期首相として奏薦した。
西園寺はこれは一時の便法であり、事態が収まれば「憲政の常道（=民主主義）」に戻すことを考えていたが、ともかくもここに8年間続いた「憲政の常道」の終了によって、まともな政党政治は大戦後まで復活することはなかった。

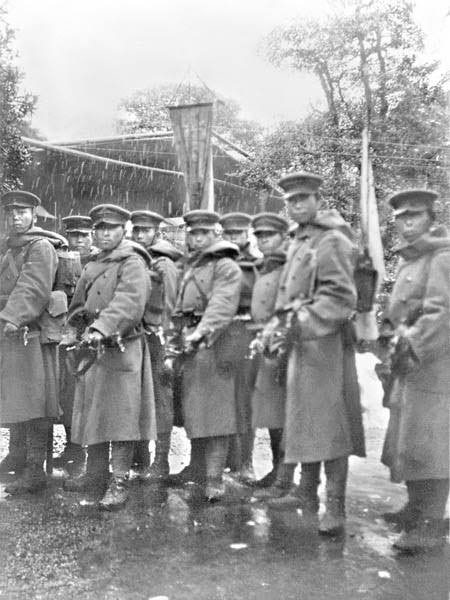
二・二六事件でカメラマンに銃口を向ける兵士（1936年）

さらに1936年2月26日から2月29日にかけて、皇道派の影響を受けた陸軍青年将校らはクーデターを図り、1,483名の下士官兵を率いて、首相官邸や大蔵大臣高橋是清私邸、内大臣斎藤実私邸や教育総監渡辺錠太郎私邸などを襲ったが、このクーデターは未遂に終わる（「二・二六事件」）。首相の岡田啓介は辛くも大丈夫だったが、大蔵大臣の高橋や内大臣の斎藤、教育総監・陸軍大将の渡部などはこの事件で殺害された。
この事件の結果広田弘毅が首相に就いたが、組閣にあたって陸軍から閣僚人事に関して不平が出た。「好ましからざる人物」として指名されたのは吉田茂（外相）、川崎卓吉（内相）、小原直（法相）、下村海南、中島知久平である。吉田は英米と友好関係を結ぼうとしていた自由主義者であるとされ、結局吉田が辞退し広田が外務大臣を兼務した。さらに陸軍内部では二・二六事件後の粛軍人事として皇道派を排除し、陸軍内部の主導権も固めた。
1931年には「三月事件」、1934年には「陸軍士官学校事件」が起こり、当時の日本では、このように選挙で選ばれたわけでもない単なる軍人（役人）が、国が自分の気に入らない方向に向かうと、武力でクーデターを起こして自らの向かう方向に仕向け、さらに陸海軍が組閣に口を出すことが度々起き、まかり通るようになった。

#### 軍部大臣現役武官制復活
さらに1936年5月に軍部は広田内閣に圧力を加え、一度は廃止された軍部大臣現役武官制を復活させた。この制度復活の目的には、「二・二六事件への関与が疑われた予備役武官（事件への関与が疑われた荒木貞夫や真崎甚三郎が、事件後に予備役に編入されていた）を、軍部大臣に就かせない」ということが挙げられていた。
広田内閣は腹切り問答によって陸軍大臣と対立し、議会を解散する要求を拒絶する代わりに1937年2月に総辞職に追い込まれた。その後、宇垣一成予備役陸軍大将に対して天皇から首相候補に指名されて大命降下があった際、陸軍から陸軍大臣の候補者を出さず、当時現役軍人で陸軍大臣を引き受けてくれそうな小磯国昭朝鮮軍司令官に依頼するも断られ、自身が陸相兼任するために「自らの現役復帰と陸相兼任」を勅命で実現させるよう湯浅倉平内大臣に打診したが、同意を得られなかったため、組閣を断念した。この様に、1910年代以降日本に浸透してきていた議会制民主主義は、1930年代中盤以降急激に軍国主義に傾いていく。

#### 西安事件と国共合作

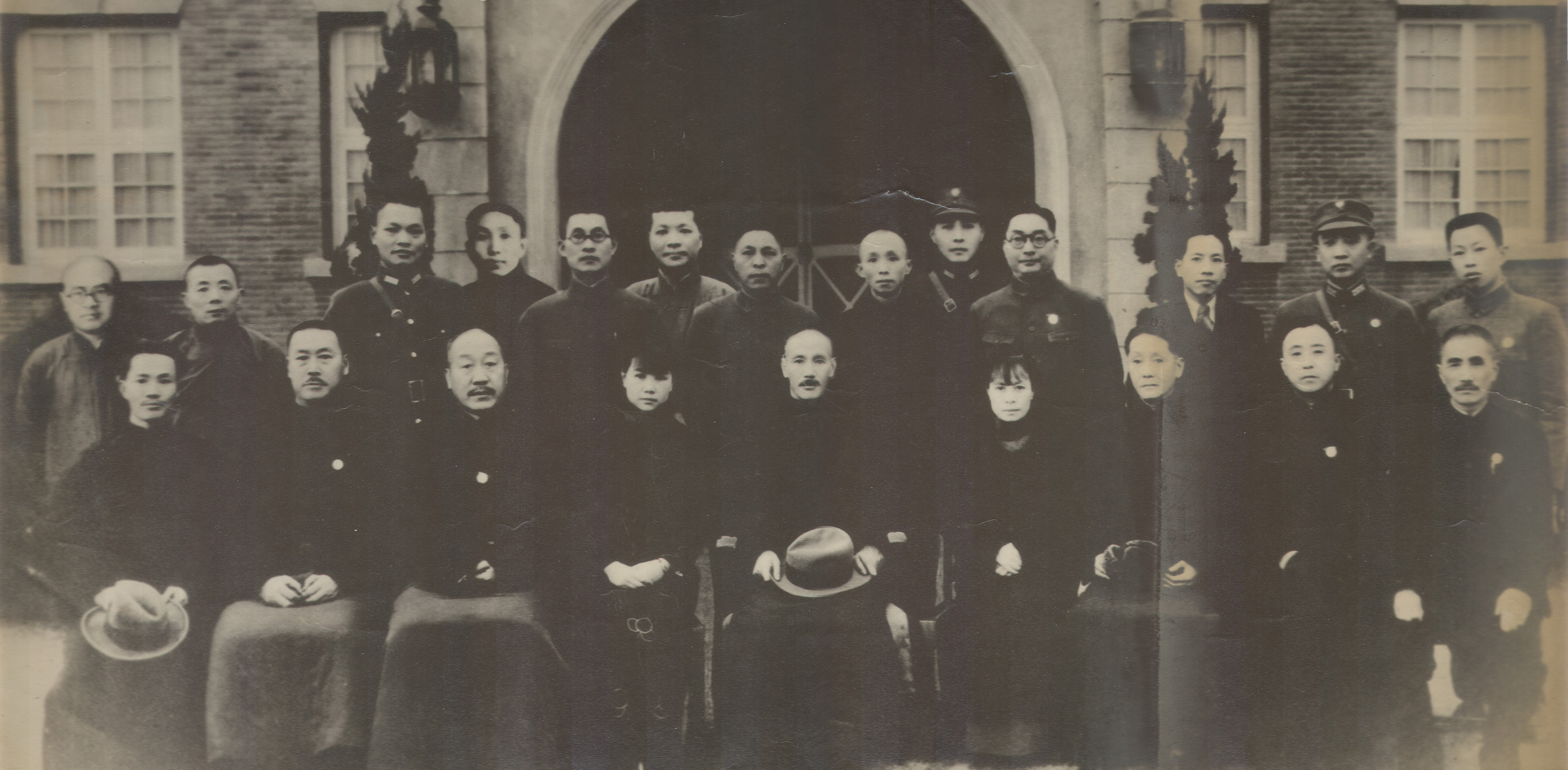
軟禁中の蔣介石と関係者（1936年12月）

1933年5月31日の塘沽協定により満洲事変は停戦したが、中華民国政府は満洲国も日本の満洲占領も認めてはおらず、日本軍や中国共産党軍との散発的な戦闘は続いていた。1936年10月に蔣介石は共産党軍の根拠地への総攻撃を命じたが、国民党軍の身分ながら共産党と接触していた張学良と楊虎城は、共産党への攻撃を控えていた。
12月12日に張学良と楊虎城はいわゆる「西安事件」を起こし、張学良の親衛隊第2営第7連120名で蔣介石を拉致、拘束した。蔣介石の拘禁は、上海や国外で「張学良のクーデター」と報じられ、その後の動向が着目された。
張学良と楊虎城は日本軍に対して中国共産党との共闘をするよう要求したが、監禁された蔣介石は張学良らの要求を強硬な態度で拒絶した。さらに国民政府は張学良の官職剥奪と軍事討伐を検討し、軍事委員会の緊急強化を決定した。また、中華民国全国の将軍から中央政府への支持と張学良討伐を要請する電報が国民政府に続々と到着していった。
張学良の目算通りに人民戦線派および各地将領が動かず、世論は張学良と反対の立場であった。形勢が不利となった張学良は、北支の閻錫山の下に特使を派遣して調停を依頼、妥協条件と旧東北軍の処置について協議を求めた。また事情を知った世論からも張学良は強い批判を浴びることとなった。
12月23日にいったん蔣介石と張学良の和解が成立したが、2日後の12月25日に張学良は「西安事件」の敗北を洛陽で認め、その後に西安に戻った。反逆罪により張学良は逮捕され南京に連行、宋子文公館に幽閉された。
しかし張は極刑や国民党から永久除名にされず、12月31日に軍事委員会高等軍法会議により懲役10年の刑を受けたが、結局1991年まで国民党から軟禁の身で過ごし、軟禁解除後の2001年にハワイのホノルルで生涯を閉じた。しかしこの事件をきっかけに、国共合作が進むことになる。

#### 日中戦争

盧溝橋事件当日の盧溝橋（1937年7月）

1937年2月に開催された中国国民党の三中全会の決定に基づき、中華民国の南京国民政府は国内統一の完成を積極的に進めていた。地方軍閥に対しては山西省の閻錫山に民衆を扇動して反閻錫山運動を起こし、金融問題によって反蔣介石側だった李宗仁と白崇禧を中央に屈服させ、四川大飢饉への援助と引き換えに四川省政府首席劉湘は中央への服従を宣言し、宋哲元の冀察政府には第二十九軍の国軍化要求や金融問題で圧力をかけていた。
一方、南京政府は1936年春頃から各重要地点に対日防備の軍事施設を用意し始めた。上海停戦協定で禁止された区域内にも軍事施設を建設し、保安隊の人数も所定の人数を超え、実態が軍隊と何ら変わるものでないことを抗議したが中国側からは誠実な回答が出されなかった。また南京政府は山東省政府主席韓復榘に働きかけ対日軍事施設を準備させ、日本の施設が多い山東地域に5個師を集中させていた。この他にも梅津・何応欽協定によって国民政府の中央軍と党部が河北から退去させられた後、国民政府は多数の中堅将校を国民革命軍第二十九軍に入り込ませて抗日の気運を徹底させることも行った。
しかし、第二十九軍は抗日事件に関して張北事件、豊台事件をはじめとし、盧溝橋事件までの僅かな期間だけでも邦人の不法取り調べや監禁・暴行、軍用電話線切断事件、日本・中国連絡用飛行の阻止など50件以上の不法事件を起こしていた。
盧溝橋事件前、第二十九軍はコミンテルン指導の下、中国共産党が完成させた抗日人民戦線の一翼を担い、国民党からの中堅将校以外にも中国共産党員が活動していた。副参謀長張克侠をはじめ参謀処の肖明、情報処長靖任秋、軍訓団大隊長馮洪国、朱大鵬、尹心田、周茂蘭、過家芳らの中国共産党員は第二十九軍の幹部であり、他にも張経武、朱則民、劉昭らは将校に対する工作を行い、張克侠の紹介により張友漁は南苑の参謀訓練班教官の立場で兵士の思想教育を行っていた。
第二十九軍は盧溝橋事件より2カ月余り前の1937年4月、対日抗戦の具体案を作成し、5月から6月にかけて、北平市（現：北京市）の盧溝橋、長辛店街道方面において兵力を増強するとともに軍事施設を強化し、7月6日、7日にはすでに対日抗戦の態勢に入っていた。

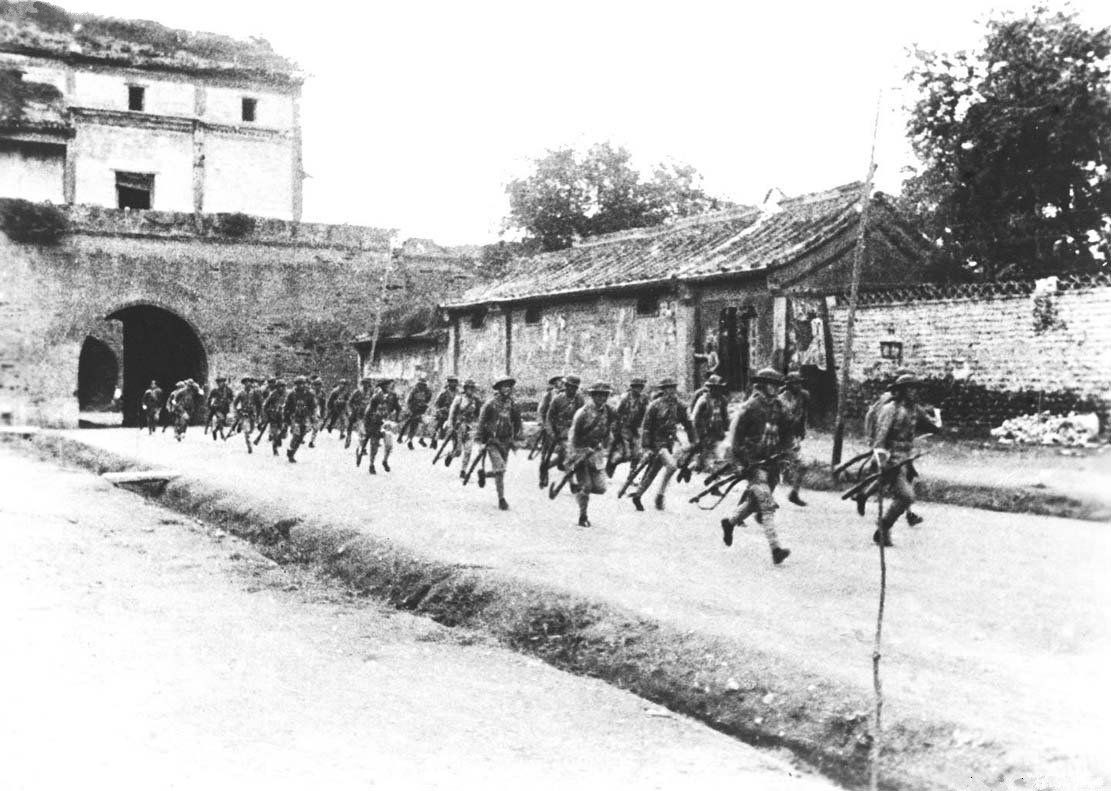
宛平県城から出動する中華民国軍（1937年7月）

支那駐屯歩兵旅団支那駐屯歩兵第1連隊長牟田口廉也大佐は、日本軍兵士が中国兵から殴られるなどの両軍の小競り合い（豊台事件）の仲裁などに尽力していたが、1937年（昭和12年）7月7日に演習中の連隊第3大隊に対して中国軍が発砲、その後、中隊で人員点呼を行った結果、初年兵が一人行方不明であることが判明し、牟田口が、支那駐屯軍司令部附（北平特務機関長）松井太久郎少将などと、中国第二十九軍に事実確認している最中にも、中国側からの発砲は続き、牟田口は現地指揮官からの交戦許可の申し出に対し、越権行為で反撃を許可した。これで日本軍と中国軍の衝突である盧溝橋事件が発生した。
その後、上官の旅団長河辺正三少将は牟田口に停戦を命じ、現地部隊間での停戦交渉が行われたが、中国側の時間延ばしに対して牟田口は、指揮下連隊に「中国軍の協定違反を認めるや、直ちに一撃を加える」と戦闘準備を命じ、敵情視察の名目で1個小隊を竜王廟に派遣した。9日になっても射撃音は鳴りやまず、連隊の偵察兵が中国軍陣地に向けて射撃音が鳴っている箇所に偵察に行くと、爆竹を鳴らしている中国人を発見した。偵察兵がその中国人を捕えて尋問すると、その中国人は清華大学の大学生であり、毛沢東の指令を受けて、日本軍と中国軍が武力衝突するよう工作していると白状した。その後、停戦交渉中にも関わらず、度重なる中国側の挑発にのった牟田口は、再度中国軍に攻撃をしかけて再び日中両軍は激突した。しかし、現地の指揮官の河辺はこれ以上の事件の拡大は望んでおらず、牟田口に再度の停戦を命じると、この後は大使館付陸軍武官補佐官の今井武夫少佐らの尽力もあって、7月11日に中国側が日本の要求を受け入れる形で現地協定が調印された。牟田口もこれで戦闘が収まればと考えていたが、既に中国での戦線拡大は中央の方針となっていた。

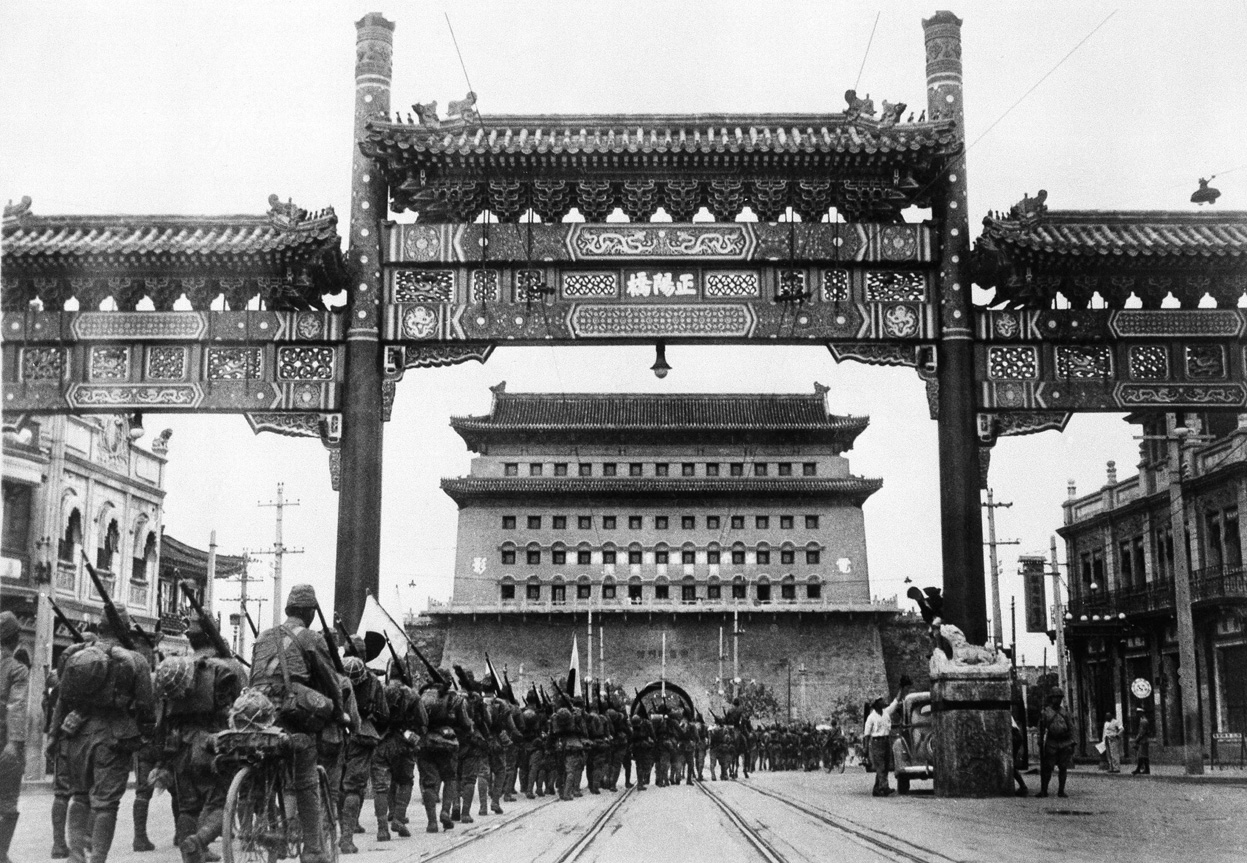
日本軍による北平占領（1937年7月）

8月13日に近衛内閣は閣議により、中国へ3個師団の増派を決定し、また同日にはイギリス、フランス、アメリカの総領事が日中両政府に日中両軍の撤退と多国籍軍による治安維持を伝えたが戦闘はすでに開始していた。8月14日には中国空軍は上海空爆を行うが日本軍艦には命中せず上海租界の歓楽街を爆撃、外国人を含む千数百人の民間人死傷者が出た。通州事件や第二次上海事変、北平占領など日中戦争は瞬く間に中華民国全土に拡大していき、ついに第二次世界大戦がヨーロッパで始まる約2年2か月前に全面戦争である日中戦争が始まった。牟田口はこの3個師団の増派がなければ、紛争は自然鎮火したはずで、現地が不拡大方針だったのに、中央が戦線拡大を煽ったと批判しており、盧溝橋事件がそのまま日中全面戦争に拡大したように言われるのは心外とも述べている。
1937年8月に中華民国は中ソ不可侵条約を結んで、ソ連空軍志願隊とともに在華ソビエト軍事顧問団を再招聘し、1941年に日ソ中立条約が結ばれるまで中華民国軍を援助し続けた。しかしその後もソ連は中国共産党などへ様々な援助を続けた。

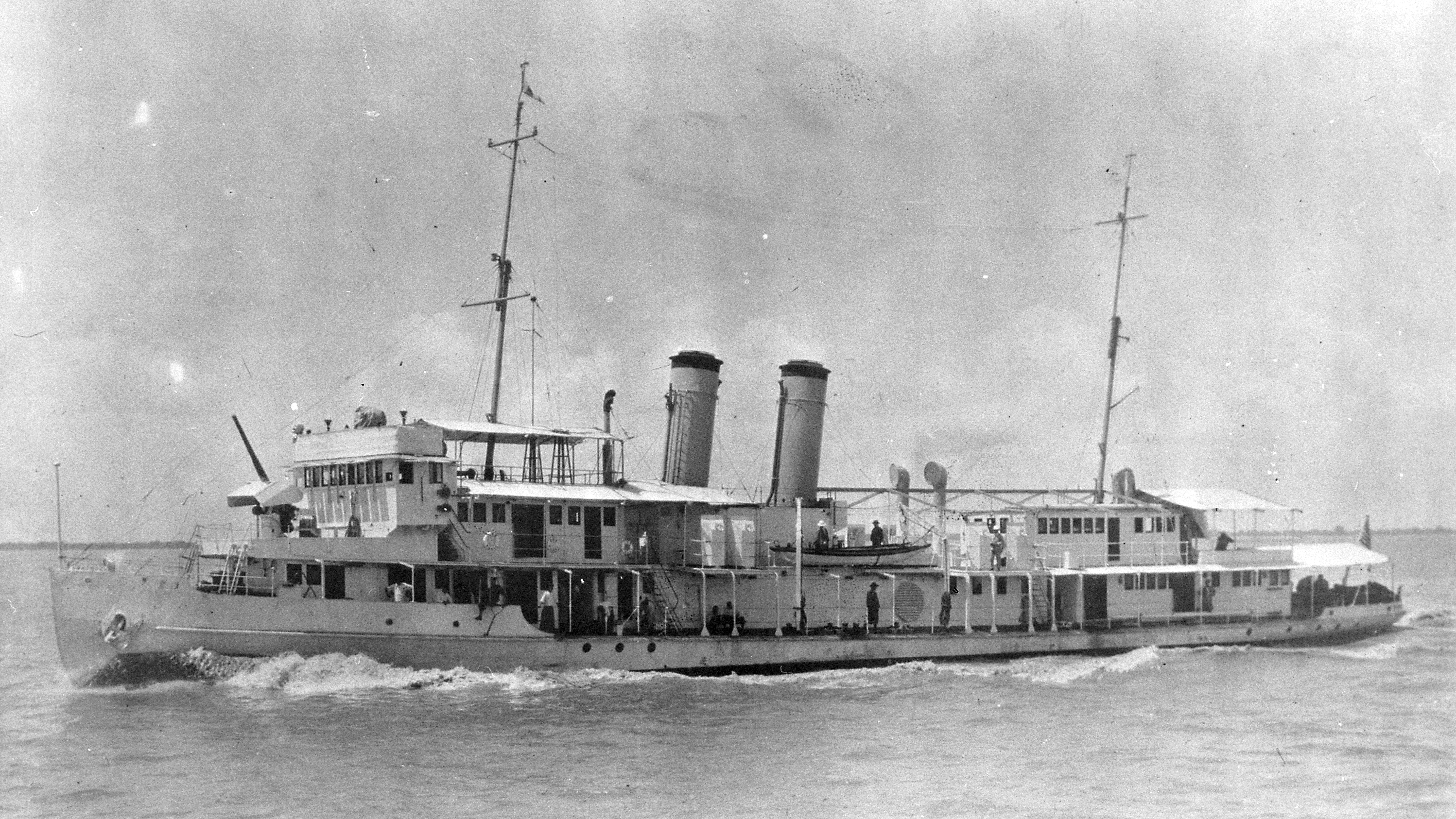
アメリカ海軍のパナイ号

日本が圧勝した日清戦争の体験から日本では楽観視されていたが、泥沼化する。1938年3月に起きたドイツのオーストリア併合（アンシュルス）の翌週、第1次近衛内閣の下で野党は反対勢力を失い、日中戦争を鑑みた国家総動員法が成立した。さらに日中戦争が激しさを増す中、陸海軍の強い反対を受けて、日本政府は1936年ベルリンオリンピックに次いで1940年に開催される予定であったアジア初、有色人種初のオリンピックである札幌・東京オリンピックを7月に返上した。
欧米諸国では中華民国内に租界を置く国は多く、自国の権益を守るためもありイギリスやフランス、アメリカ、イタリア、そして日本と「五大国」はこぞって租界を置いた。そして日本と同盟関係にあるにもかかわらず、租界があるイタリアやドイツなど親中的な政策をとる国も多かった。
日中戦争が起きると日本陸軍とこれら列強の駐留軍との間にいざこざが起き始め、例えば上海でのヒューゲッセン遭難事件、揚子江のパナイ号事件、蕪湖のレディバード号事件等が起きたが、近衛内閣の外相広田弘毅（元首相）が何とか善処し、イギリスのロバート・クレイギー大使とアメリカのジョセフ・グルー大使から高く評価された。
アメリカの新聞の論調は、未だ直接介入を主張するものは少なく、その多くは対日強硬策を支持するものの、論説は非常に穏やかであった。反対に、孤立主義の立場から、中華民国からのアメリカ勢力の完全撤退論を主張するものもあった。1938年1月のギャラップ調査によると、約70%のアメリカ人が中華民国からの完全撤退を望み、孤立主義的態度を示していた。

#### 日独伊の急接近

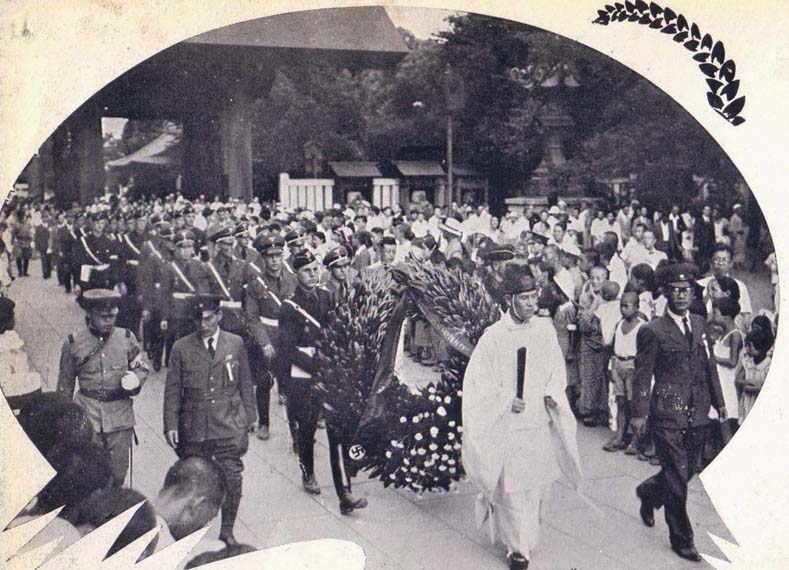
靖国神社を訪問したヒトラーユーゲント（1938年）

なお上記のように、ナチス・ドイツの極東政策は、1936年11月に広田内閣下の日本と日独防共協定を結ぶ一方で、中独合作で中華民国とも結ばれていた。
中華民国は孔祥熙をドイツに派遣しヒトラーと会談、ドイツ軍は日中戦争を戦う中華民国軍に、蔣介石の個人顧問として中将アレクサンダー・フォン・ファルケンハウゼンをドイツ軍事顧問団団長として派遣するなど、ドイツは日本と中華民国との間で大きく揺れていた。1937年5月には軍事顧問団は100名を超えるまで膨れ上がり、ナチス政権発足前の1928年の30名から大きく増加していた。ナチ党のヨアヒム・フォン・リッベントロップ等は日本との連携を重視していたが、ドイツ外務省では日本との協定に反し中華民国派が優勢だった。さらにドイツはモリブデンやボーキサイト等の軍用車両・航空機生産に必要な原材料を入手するために、中華民国とバーター取引を行っていた。
しかし1937年7月に日中戦争が始まると、日本からの抗議を受け中華民国に派遣されていたドイツ軍事顧問団は撤収、イタリアに続きドイツ製武器の供給も停止することになり、完全に親中派は止めを刺された。さらに中華民国が1937年8月21日に結んだ中ソ不可侵条約によりヒトラーの態度は硬化し、中国系ロビイストやドイツ人投資家から執拗な抗議を受けても変わらなかった。ヒトラーは、中国からの既に注文済みの品の輸出の妨害こそしなかったものの、以後新たな対中輸出が認められることはなかった。しかし、ハインケルやフォッケウルフなどのドイツ製の武器の現金調達は日本の抗議を受けながらも、中華民国との契約が完全に切れる1938年中頃まで続いた。
ドイツは在華大使オスカー・トラウトマンを介して、中華民国と日本の和平交渉を仲介しようとしたが、1937年12月に南京が陥落してからは、両国が納得できるような和解勧告をすることはできず、ドイツ仲介による休戦の可能性は全く失われた。そして1938年前半に、ドイツは満洲国を正式に承認した。その年の4月、ヘルマン・ゲーリングにより、中華民国への軍需物資の輸出が禁止された。さらに同5月には日本の要請を聞き入れ、ドイツは顧問団を完全に引き上げた。また同年8月から11月にかけては、ヒトラーユーゲントの訪日が行われるなど両国の親密な関係は続いた。
一方、天津に租界を持つイタリアも、1930年代中盤に元財務相アルベルト・デ・ステーファニを金融財政顧問として、さらに空軍顧問のロベルト・ロルディ将軍と海軍顧問を中華民国に常駐させ、フィアットやランチア、ソチェタ・イタリアーナ・カプロニやアンサルドなどのイタリア製の兵器を日本からの抗議を受けつつも大量に輸出し、外貨を獲得した。
しかし、1935年に始まった第二次エチオピア戦争での対イタリア経済制裁に中華民国が賛同したことに対して、上海総領事として勤務した経験もあった伊外相ガレアッツォ・チャーノは「遺憾」とし関係が悪化した。さらに日中戦争が勃発した4か月後の1937年11月には日独に次いで防共協定に調印し、ここに日独伊三国防共協定となった。
さらに1938年5月から6月にかけて、イタリアは大規模な経済使節団を日本と満洲国に送り、長崎から京都、名古屋、東京など全国を視察し、天皇や閣僚、さらに各地の商工会議所などが歓迎に当たった。その後8月にイタリアは中華民国への航空機売却を停止し、12月にはドイツに次いで空海軍顧問団の完全撤退を決定。完全に日本重視となった。さらに同年11月、イタリアは満洲国を承認し、両国は公使館を置き正式な外交関係を開始している。
これらの返礼もあり、日本陸軍や満洲陸軍はイタリアからの航空機や戦車、自動車や船舶などの調達を進め、相次いで日中戦争の戦場に投入した。またイタリアも満洲国からの大豆の全輸出量が5%を占め、アメリカからの輸入を停止するなど、イタリアもドイツも完全に同盟関係にある日本重視となる。
なお、中華民国はドイツやイタリアとの武器の契約が切れた後、すぐさまこれらとの関係が悪化している、アメリカやソ連、イギリスやフランスとの武器調達契約を結び、1939年以降はこれらの国が主な武器の調達先となった。

#### オトポール事件

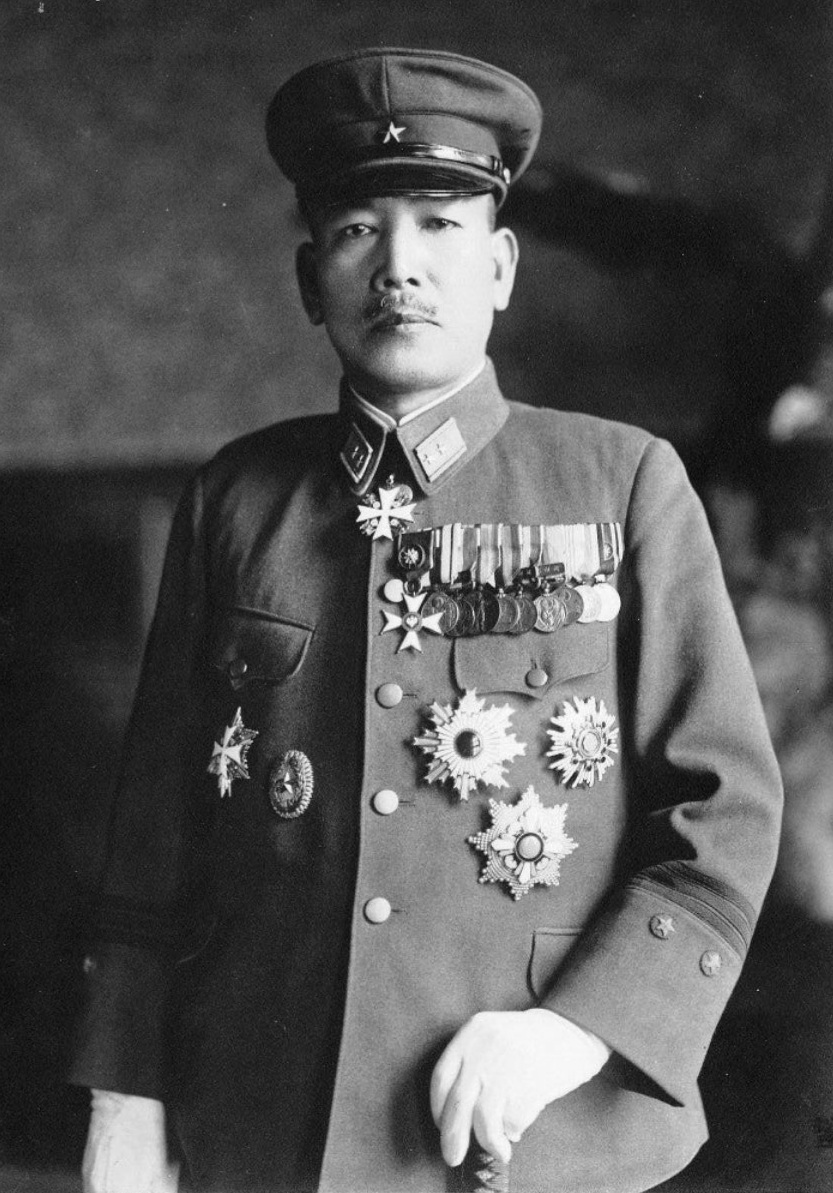
樋口季一郎少将

ドイツでは、ナチ党政権は国民からの絶大な支持を受け、国単位で反ユダヤ主義政策を進めていたが、同盟国の日本ではヨーロッパ各国で行われているようなユダヤ人差別などは歴史的に皆無であり、むしろ日本では民官軍によるユダヤ人擁護がドイツ政府の反対を受けつつ、1930年代後半から1945年の終戦まで行われた。
1937年3月8日に、ユダヤ人18人がヨーロッパでの害下から逃れるため、満蘇国境沿いにあるシベリア鉄道のオトポール駅（現：ザバイカリスク駅）まで逃げて来ていた。しかし、亡命先である上海租界に到達するために通らなければならない満洲国の外交部が入国の許可を渋り、彼らは足止めされていた。
極東ユダヤ人協会の代表のアブラハム・カウフマン博士から相談を受けた日本陸軍の陸軍少将樋口季一郎はその窮状を見かねて、直属の部下であった河村愛三少佐らと共に即日ユダヤ人への給食と衣類・燃料の配給、そして要救護者への加療を実施、さらには膠着状態にあった入国の斡旋、満洲国内への入植や上海租界への出国と移動の手配等を行った。結果的に、最初の18人に次いだユダヤ人避難民も同じルートで逃れることができ、最終的に逃れられたユダヤ人の数は数千人から2万人ともいわれる。

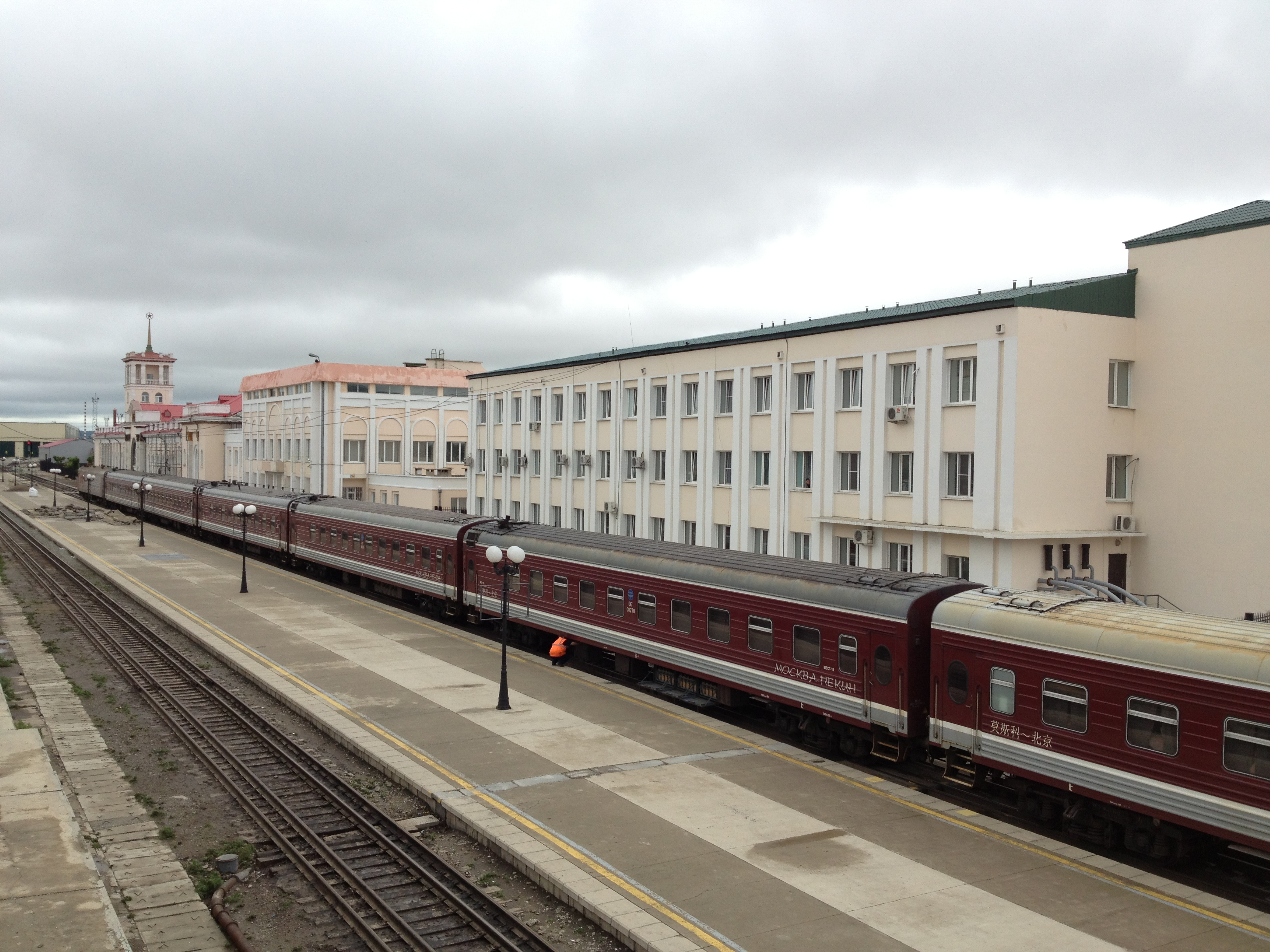
オトポール駅（現：ザバイカリスク駅）

日本は日独防共協定を結んだドイツの同盟国だったが、樋口は南満洲鉄道の総裁松岡洋右に直談判して了承を取り付け、ユダヤ難民に向けた満鉄の特別列車で上海に脱出させた。これは後に「ヒグチ・ルート」、「オトポール事件」と呼ばれることとなる。
この事件は満州国からヨーロッパ、ドイツにも知られ、日独間の大きな外交問題となり、日本にはドイツのリッベントロップ外相からの抗議文書が届いた。これに外務省は「同じことが起きないように注意する」と回答。また、陸軍内部でも樋口への批判が一部で高まり、関東軍内部では樋口に対する処分を求める声が高まった。
そのような中、樋口は関東軍司令官植田謙吉大将に自らの考えを述べた手紙を送り、司令部に出頭し関東軍総参謀長東條英機中将と面会した際には「ヒトラーのおさき棒を担いで（ユダヤ人に対する）弱い者苛めすることを正しいと思われますか」と発言したとされる。この言葉に理解を示した東條は、樋口を不問とした。
東條の判断と、その決定を植田司令も支持したことから関東軍内部からの樋口に対する処分要求は下火になり、ドイツ国からの再三にわたる抗議も、東條は「当然なる人道上の配慮によって行ったものだ」と全て一蹴した。

#### 日本のユダヤ人対策要綱
また同年12月に第1回極東ユダヤ人大会が満洲国で開催された際に、この席で樋口少将は、前年に日独防共協定を締結したばかりの同盟国であるドイツの反ユダヤ政策を激しく批判する祝辞を行い、「ユダヤ人追放の前に、彼らに土地を与えよ」と言い、列席したユダヤ人らの喝采を浴びた。これを知ったドイツのリッベントロップ外相は、駐日ドイツ特命全権大使を通じてすぐさま抗議したが、上司に当たる東條が樋口を擁護し、ドイツ側もそれ以上の強硬な態度に出なかったため、事無きを得た。

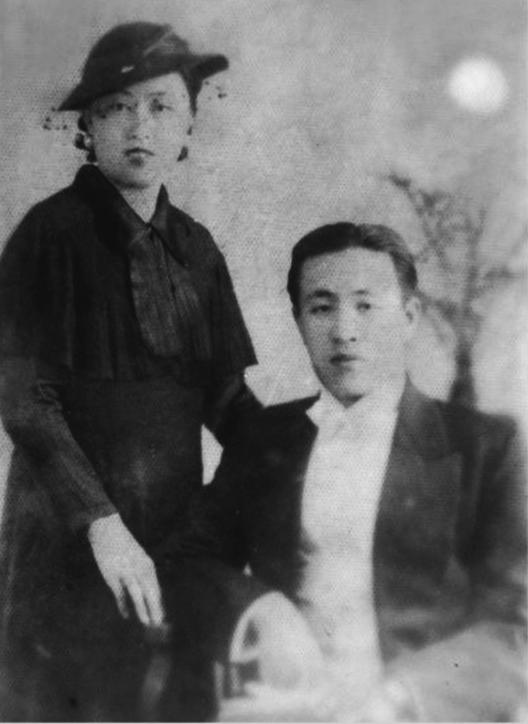
王替夫書記官夫妻

さらに同月には日本政府が、五相会議で人種平等の原則によりユダヤ人を排斥せず、諸外国人と同等に公正に扱う「猶太人対策要綱」を作成。ユダヤ難民の移住計画である「河豚計画」で、世界で唯一ユダヤ人保護を国策として宣言した。
またその後も日本政府は「ユダヤ人は外国籍保有者と同様に扱い、ドイツ国籍を持つユダヤ人は白系ロシア人と同様に無国籍者として取り扱う」とし、ユダヤ人に寛容な保護の継続を明確に指示していた。これは満州国も同様であった。
ドイツでは翌1938年11月9日に「水晶の夜」が起き、ヒトラー総統率いるドイツの官民を挙げてのユダヤ人への迫害がさらに過激さを増した。
しかし、1939年6月には親独国の満洲国駐ベルリン公使館書記官の王替夫が、ドイツから満州国に逃げるユダヤ難民にビザを発給を開始した。これは1940年5月まで続き、ユダヤ難民含む合計12,000人以上が満州国に入国、後にビザを片手に日本や中華民国、アメリカなどに出国できた。

#### ノモンハン事件

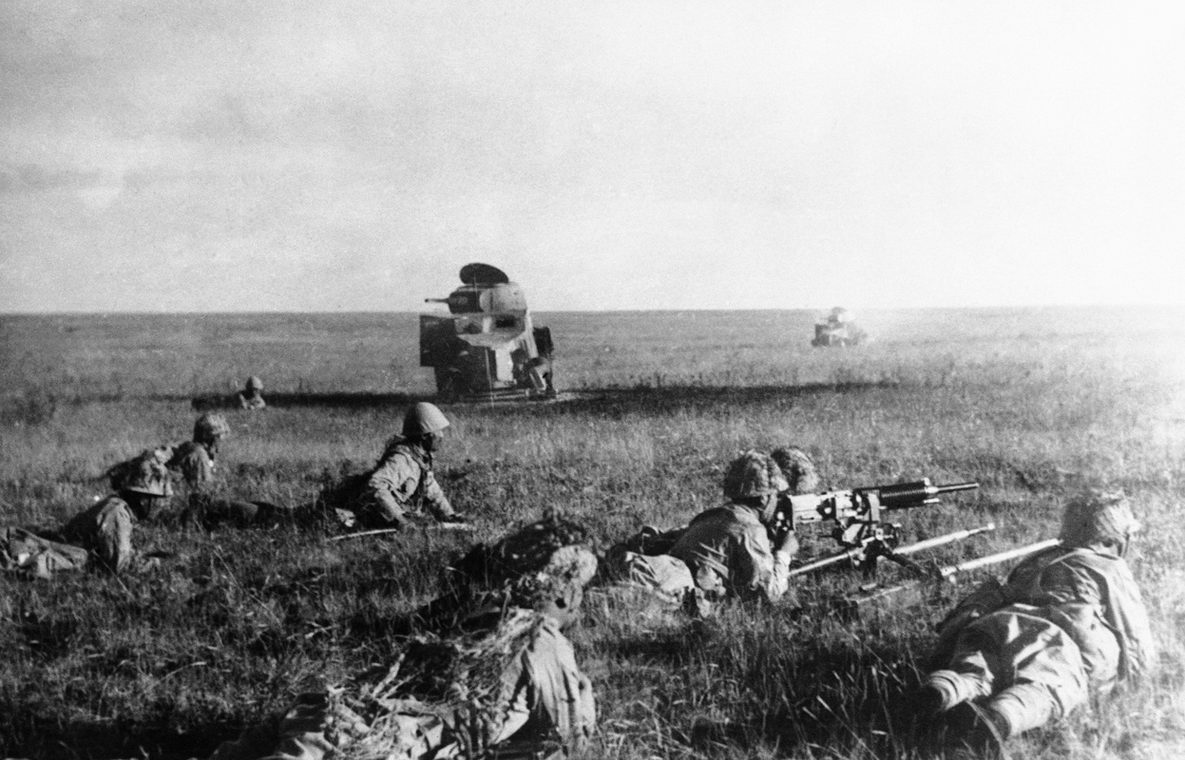
擱座したソ連軍のBA-10装甲車の横で機関銃を伏射する日本兵（1939年9月）

1939年5月から同年9月にかけて、関東軍とソ連軍の間で、満洲国とモンゴル人民共和国の間の国境線をめぐって日ソ国境紛争（満蒙国境紛争）が断続的に発生した。
なお満蒙国境では、日ソ両軍とも最前線には兵力を配置せず、それぞれ満洲国軍とモンゴル軍に警備を委ねていたが、日ソ両軍の戦力バランスは、ソ連軍が日本軍の3倍以上の軍事力を有していた。これに対し日本軍も軍備増強を進めたが、日中戦争の勃発で中国戦線での兵力需要が増えた影響もあって容易には進まず、1939年時点では日本11個歩兵師団に対しソ連30個歩兵師団であった。
5月に発生したノモンハン事件は満洲国軍とモンゴル人民軍の衝突に端を発し、両国の後ろ盾となった日本陸軍とソビエト赤軍が戦闘を展開し、一連の日ソ国境紛争の中でも最大規模の軍事衝突となった。ノモンハン事件は途中で戦闘が小康状態となる期間を挟んで、第一次ノモンハン事件（5月11日 - 31日）と第二次ノモンハン事件（6月27日 - 9月16日）に分けられるが、第二次ノモンハン事件の途中までは、日本とソビエト赤軍の戦力が拮抗しており、両軍一進一退を繰り返していた。
現地軍の杜撰な戦闘に業を煮やしたスターリンは、総司令官を更迭すると、信頼するゲオルギー・ジューコフを総司令官に任じ、大量の増援も送り込んだ。一方で、昭和天皇を意を受けた陸軍参謀本部が戦闘不拡大方針で、ほとんど増援も送られなかった日本軍は、ソ連軍の数倍の歩兵と大量の戦車・装甲車による縦深攻撃により包囲殲滅され、モンゴル領内から撃退されることとなった。

#### 独ソ不可侵条約締結と防共協定違反

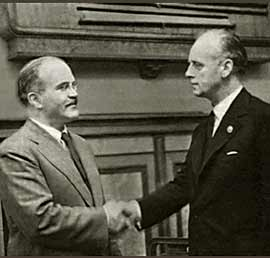
握手するソ連外相モロトフとドイツ外相リッベントロップ（1939年8月）

そのような中で起きた8月23日の独ソ不可侵条約の締結は、ドイツと防共協定を持ち親密な傍ら、ソ連とノモンハン事件を通じ敵対関係にある日本に衝撃を与えた。
この条約と同時に秘密議定書が締結されていた。これは東ヨーロッパとフィンランドをドイツとソビエトの勢力範囲に分け、相互の権益を尊重しつつ、相手国の進出を承認するという性格を持っていた。
独ソ不可侵条約の締結を受けて、当時の首相平沼騏一郎は「欧洲の天地は複雑怪奇」との言葉を残し、ドイツの防共協定違反という重大な政治責任から8月28日に総辞職した。またドイツ政府と「蜜月の仲」で知られたはずの大島浩大使も、ソ連とのノモンハン事件が起きる中で、同盟国のドイツからこの締結を前もって知らされなかった責任を取り、即座にベルリンより帰朝を命ぜられた（帰国後の12月27日に大使依願免職した）。
また、これ以後のドイツとの交渉は一切中止となるなど、日本の政界も揺るがす大混乱となった。なお次の駐独大使には、大島とは逆にドイツとの対独同盟に懐疑的で「親米」といわれた来栖三郎が継いだ。

#### 第二次世界大戦開戦と対独同盟派の停滞
さらに9月1日にドイツがポーランドに侵攻した。これに対して9月3日にイギリスとフランスがドイツに宣戦布告し、ついにヨーロッパで第二次世界大戦が勃発した。
独ソ不可侵条約の締結を、日独防共協定を締結したばかりの同盟国である日本に事前通告をしなかっただけでなく、ポーランドへの参戦（とそれに次いで起きることが予想できたイギリスとフランスのドイツ参戦）も、一切日本への事前通告がなかったドイツとの関係は壊滅的なものとなり、度重なるドイツの同盟国無視の態度に怒った日本は、阿部信行首相が大戦への不介入方針を掲げ日独防共協定を無視して参戦しなかった。陸軍の反対もあったものの、日本政府内の対独同盟（親独）派の勢いはここで完全に停滞した。
なおヨーロッパではドイツの同盟国のイタリアも参戦せず、隣国のオランダとベルギー、アイルランドとアメリカも中立を宣言したが、後にドイツはオランダとベルギーの中立宣言を無視し攻撃することになる。
外務省のアメリカ局・欧亜局は、日蘭協会総裁のE. D. ワルリーや大川財閥の南太平洋興業と共に南進論に寄与していた。9月1日の戦争勃発と同時に、欧州の銀行はほぼすべて金融危機に陥ったが、オランダは交通・通信の途絶、輸出入の検視、価格統制等が速やかに行われ、恐慌を逃れることができ、株式は当初、米国軍需株、オランダ植民地関係、船舶関係が一斉に平均2割上昇したあと、10月初めには元通りに落ち着いた。

#### ノモンハン事件の終焉とソ連のポーランド侵攻
モスクワでは、9月14日から日本の東郷茂徳駐ソ特命全権大使とソ連のヴャチェスラフ・モロトフ外務大臣との間でノモンハン事件の停戦交渉が進められていた。ソ連側は有利に戦争を進めており強硬な姿勢で交渉に臨んでいた。しかし、モスクワに前線方面軍司令シュテルンから、「日本軍が4個師団以上の大兵力を集結させ、どんなに犠牲を払っても8月の敗戦の報復に出るべく準備を進めている」との報告が挙がっており、ソ連側は日本軍が攻勢に転じれば、今までの戦闘経過から見てかなり長期の消耗戦になると懸念していた。
ソ連はこの後にドイツとの密約によるポーランド侵攻を計画しており、ノモンハンとポーランドの二方面作戦は回避したく停戦を急ぐ必要があった。当時のソ連はポーランド侵攻の密約の他にも、フィンランドやトルコへの進出を計画しており、各地で頻発する紛争事件を抱えてモロトフは疲労困憊（）していた。そこでスターリンからの決裁を得て、9月15日に停戦合意に至った。
ノモンハン事件は圧倒的なソ連赤軍に日本軍は敢闘し、両軍の損害は日本軍が死傷者16,773人に対してソビエト赤軍の死傷者は25,655人とソビエト赤軍の損害が遥かに大きかったが、戦略的にはソ連軍の勝利であり、総司令官ジューコフの味方の損害度外視での縦深攻撃は後の独ソ戦で猛威を振るうこととなった。
これで日本との戦いの心配もなくなったソ連は、独ソ不可侵条約の秘密議定書に基づき9月17日にソ連・ポーランド不可侵条約を一方的に破棄し、ポーランドへ東から侵攻した。
しかし、スターリンは日本に対する警戒を緩めることはなく、極東地域の戦力を維持し続けた。1941年7月1日時点でのソ連軍、極東戦線とザバイカル軍管区の兵力は、狙撃兵師団23個、騎兵師団1個、戦車師団5個、自動車化狙撃兵師団3個、航空師団13個、狙撃兵旅団3個、空挺旅団1個、装甲車旅団1個、航空旅団2個、防空旅団1個、オートバイ連隊1個、砲兵連隊22個、航空連隊8個、工兵連隊3個、舟橋架設連隊8個で総兵力723,119名、戦車4,638輌、砲14,062門、自動車60,091台、トラクター11,968台、航空機4,777機という莫大な戦力だった。これらの大部隊は、ドイツ軍がソ連領内に突如侵攻し、全面戦争となってからも終戦まで大きく動かされることはなかった。これらの総兵力は独ソ戦が激化してからも逆に強化され続け、最大1,568,000名にも達していたが、これは赤軍総員の3割弱に当たる。

#### 日本による汪兆銘擁立

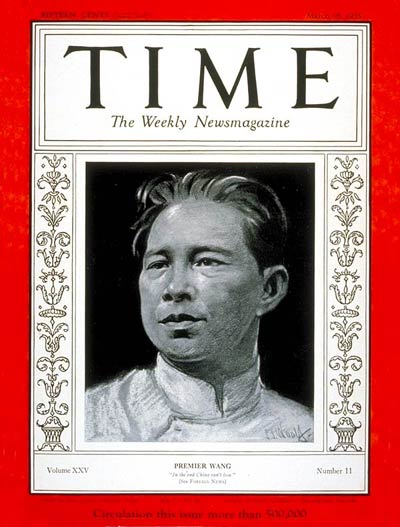
タイムの表紙を飾る汪兆銘

日中戦争の勃発に伴い、中華民国の蔣介石は日本との徹底抗戦の構えを崩さず、日本側も首相の近衛文麿が「爾後國民政府ヲ對手トセズ」とした近衛声明を出し、和平の道は閉ざされた。汪兆銘は「抗戦」による民衆の被害と中華民国の国力の低迷に心を痛め、「反共親日」の立場を示し、和平グループの中心的存在となった。汪は、早くから「焦土抗戦」に反対し、全土が破壊されないうちに和平を図るべきだと主張していた。
1938年3月から4月にかけて湖北省漢口で開かれた国民党臨時全国代表大会では、国民党に初めて総裁制が採用され、蔣介石が総裁、汪が副総裁に就任して「徹底抗日」が宣言された。すでに党の大勢は連共抗日に傾いており、汪としても副総裁として抗日宣言から外れるわけにはいかなかったのである。
一方、3月28日には南京に梁鴻志を行政委員長とする親日政権、中華民国維新政府が成立している。こうした中、この頃から日中両国の和平派が水面下での交渉を重ねるようになった。この動きはやがて、中国側和平派の中心人物である汪をパートナーに担ぎ出して「和平」を図ろうとする、いわゆる「汪兆銘工作」へと発展した。
6月に汪とその側近である周仏海の意を受けた高宗武が渡日して日本側と接触。高宗武自身は日本の和平の相手は汪以外にないとしながらも、あくまでも蔣介石政権を維持した上での和平工作を考えていた。10月12日、汪はロイター通信の記者に対して日本との和平の可能性を示唆、さらにそののち長沙の焦土戦術に対して明確な批判の意を表したことから、蔣介石との対立は決定的となった。
1939年3月21日、暗殺者がハノイの汪の家に乱入、汪の腹心の曽仲鳴を射殺するという事件が起こった（汪兆銘狙撃事件）。蔣介石が放った暗殺者は汪を狙ったが、その日はたまたま汪と曽が寝室を取り替えていたため、曽が犠牲になった。ハノイが危険であることを察知した日本当局は、汪を同地より脱出させることとした。4月25日、影佐と接触した汪はハノイを脱出し、フランス船と日本船を乗り継いで5月6日に上海に到着した。ハノイの事件は、汪が和平運動を停止し、ヨーロッパなどに亡命して事態を静観するという選択肢を放棄させるものとなった。

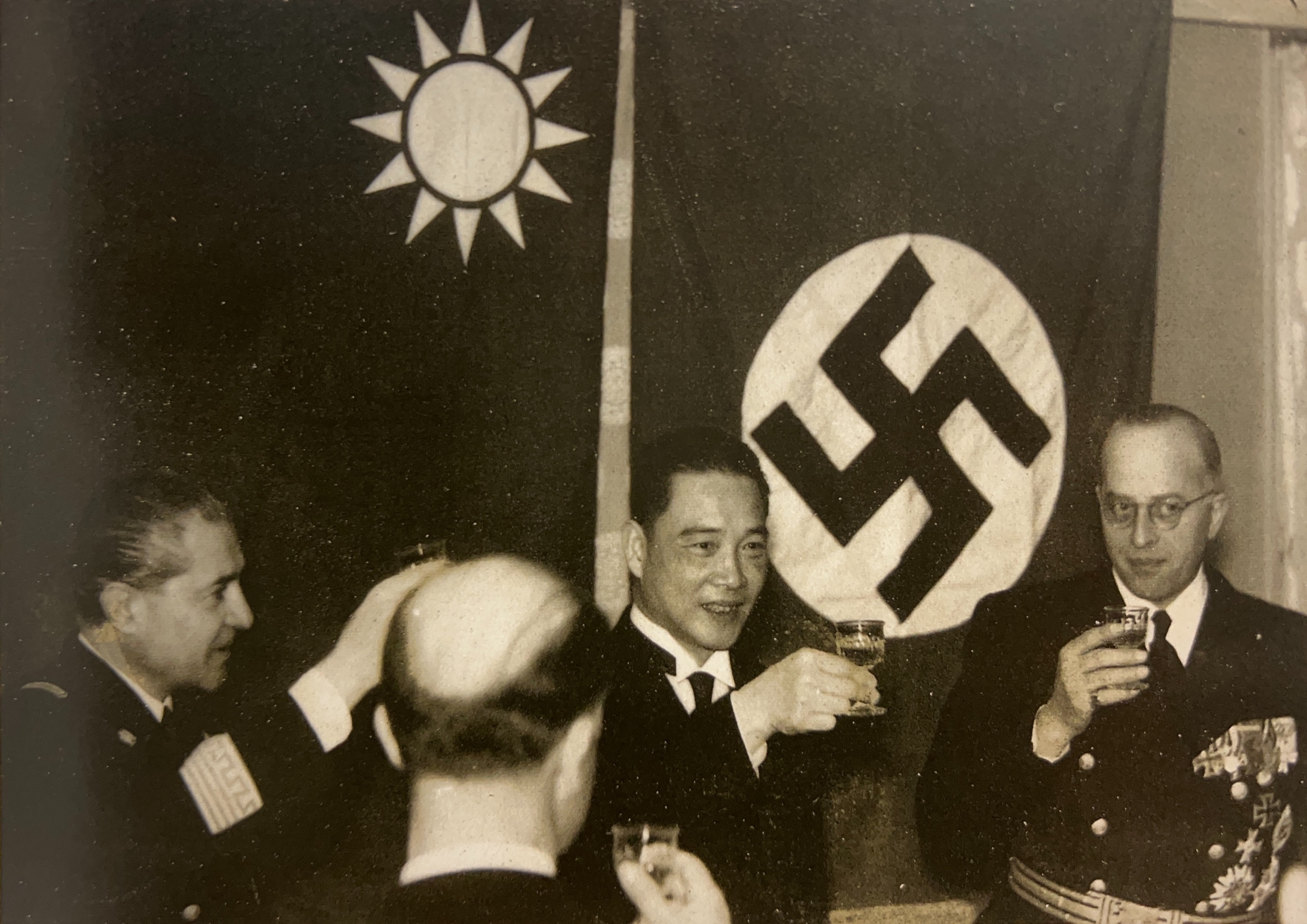
汪兆銘とドイツの特命全権大使ハインリヒ・ゲオルク・スターマーの会合

日本は蔣介石に代わる新たな交渉相手として、日本との和平交渉の道を探っていた汪の擁立を画策した。しかし1940年1月に、汪新政権の傀儡化を懸念する高宗武、陶希聖が和平運動から離脱して「内約」原案を外部に暴露する事件が生じた。最終段階で腹心とみられた部下が裏切ったことに汪は大いに衝撃を受けたが、日本側が最終的に若干の譲歩を行ったこともあり、汪はこの条約案を承諾することとなった。

#### 南京国民政府/汪兆銘政権成立
汪は日本の軍事力を背景として、北京の中華民国臨時政府や南京の中華民国維新政府などを結集し、1940年3月30日に蔣介石とは別個の国民政府を南京に樹立、ここに「南京国民政府」が成立した。
汪は自らの政府を「国民党の正統政府」であるとして、政府の発足式を「国民政府が南京に戻った」という意味を込めて「還都式」と称した。国旗は、青天白日満地紅旗に「和平 反共 建国」のスローガンを記した黄色の三角旗を加えたもの、国歌は中国国民党党歌をそのまま使用し、記念日も国恥記念日を除けば、国民党・国民政府のものをそのまま踏襲した。
政府発足後に、イタリア王国やフランスのヴィシー政権、満洲国などの枢軸国、バチカンなどが国家承認した。しかし蔣介石政権とのしがらみがあったドイツが最終的に承認したのは1941年7月になってからだった。さらに日本との間で日泰攻守同盟条約を結んでいたタイ王国が汪の南京国民政府を承認したのは、対英米戦が始まってからの1942年7月になってからであった。

#### 日米情勢と米内内閣
その後ポーランドを占領したドイツとフランス、イギリスの間で大きな戦闘は起きなかったが、そのような中、1940年1月には日米通商航海条約が失効し、日米関係は両国開国以来の無条約時代に突入した。これを深く憂慮した昭和天皇は陸軍からの首班を忌避し、むしろこうした風潮に抗するには海軍からの首班こそが必要だと考えていた。
防共協定を結んだ日本を軽視した同盟国のドイツとの関係が悪化する中で、こちらも悪化しつつある日米情勢の打開が、1月に就任したばかりの親英米派の米内光政率いる米内内閣に求められた。
海軍出身の米内は親英米派であるだけでなく、親ソでかつ日独伊三国同盟反対論者だったこと、さらに近衛らによる「新体制運動」を静観する姿勢を貫いたことなどにより、陸軍や親軍的な世論から不評を買う。その結果英米関係の思い切った改善にでることはなかった。

#### 第2次近衛内閣
同年7月には、参謀総長閑院宮載仁親王と陸軍三長官会議により、1月に就任したばかりの親英米派の米内内閣は早くも辞任に追い込まれた。
日独伊三国同盟に消極的であった米内内閣の後を受け、7月22日に誕生した第2次近衛内閣では、今や勢いのいいドイツやイタリアなどの同盟国との提携を再度主張する、松岡洋右外相らの声が高まった。
同じ日には第2次近衛内閣により「世界情勢推移ニ伴フ時局処理要綱」が策定され、基本国策要綱が閣議決定され、いったん冷め切った日独伊の関係は、ドイツやイタリアの快進撃にあやかろうと、より密接になってゆく。

#### 亡命ユダヤ人へのビザ発行と亡命への協力

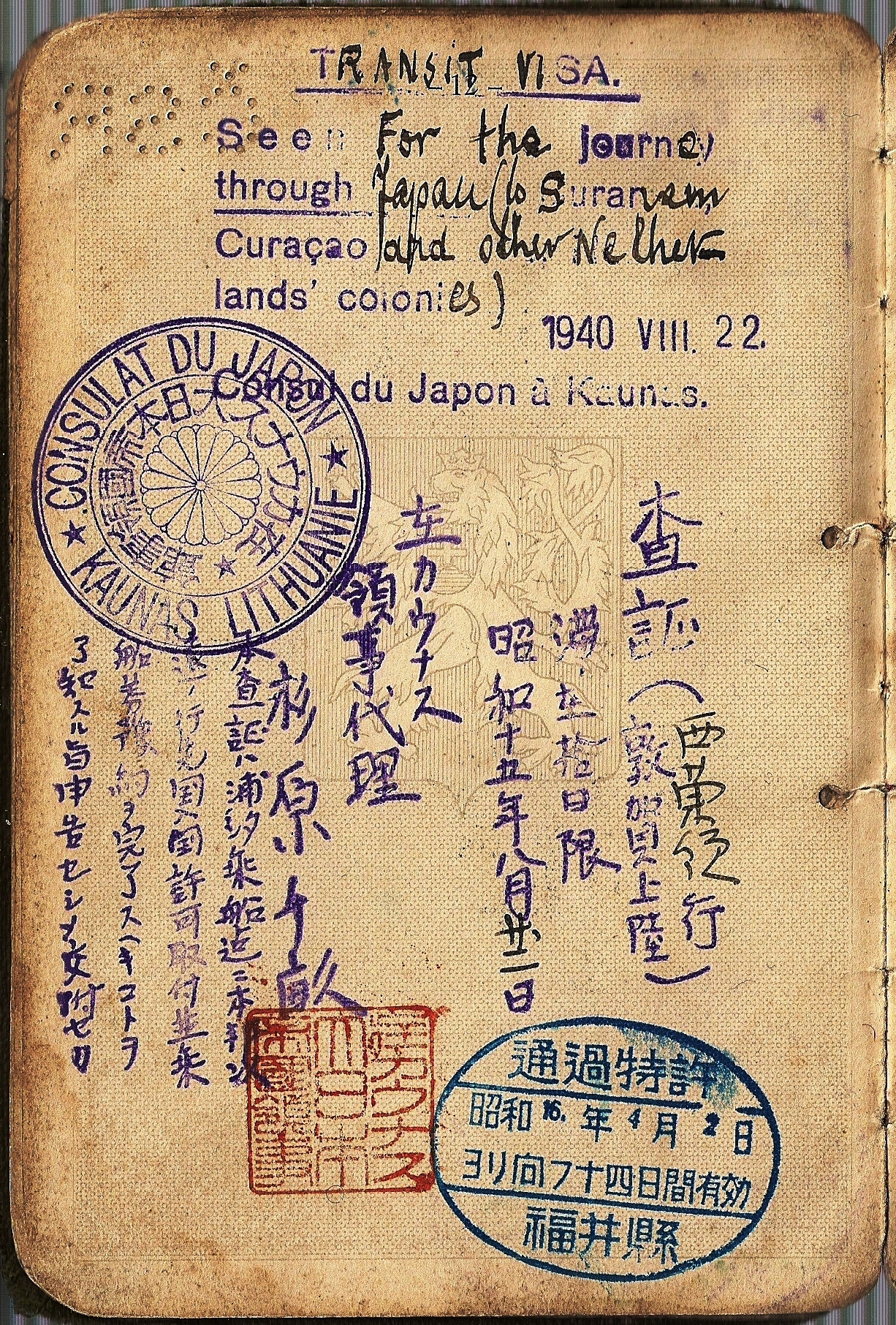
外交官杉原千畝が発行したビザ

1939年9月に第二次世界大戦の発端となるドイツのポーランド侵攻が始まると、ソ連はドイツほどではなかったがユダヤ人には冷淡で、同国のユダヤ人は亡命を余儀なくされその一部は隣国リトアニアへ逃れた。さらに、独ソ不可侵条約付属秘密議定書に基づき、9月17日にソ連がポーランド東部への侵略を開始する。
10月10日に、リトアニア政府は軍事基地建設と部隊の駐留を認めることを要求したソ連の最後通牒を受諾し、1940年6月15日にソビエト軍がリトアニアに侵略する。当時、ドイツ占領下のポーランドなどから逃亡してきた多くのユダヤ系難民などが、各国の領事館・大使館からビザを取得しようとしていたが、ソ連が各国に在リトアニアのカウナス領事館・大使館の閉鎖を求めたため、もはや逃げ道はシベリア鉄道を経て極東（日本と満洲、中華民国）に向かうルートしか難民たちには残されていなかった。ユダヤ難民たちはまだ業務を続けていたカウナスの日本国領事館に名目上の行き先であるオランダ領アンティルなどへの通過ビザを求めて殺到した。
在カウナスの杉原千畝領事は情報収集の必要上、亡命ポーランド政府の諜報機関を活用しており、「地下活動にたずさわるポーランド軍将校4名、海外の親類の援助を得て来た数家族、合計約15名」などへのビザ発給は予定していたが、それ以外のユダヤ系難民たちへのビザ発給は本国の外務省や参謀本部の了解を得ていなかった。しかし杉原領事の権限でこれらのユダヤ系難民たちに可能な限りビザを出すことを決め、さらに途中から杉原領事はビザの発行手数料の徴収を取りやめ、後には手書きを止めスタンプでのビザを発行している。
しかし、1940年8月31日までの間にソ連によってカウナスの日本領事館を退去させられ、ユダヤ系難民たちは杉原領事がカウナス駅を出る直前まで、杉原領事と妻、スタッフたちによって発行された日本を経由するビザに救われることとなった。なお杉原はこの後プラハ、さらにドイツのケーニヒスベルクに転任している。
1940年7月からユダヤ系難民は、シベリア鉄道でソ連のウラジオストク、および満洲国の満洲里経由で、約6,000人が通過ビザを手に欧亜国際連絡列車の日本側の最終停車駅でもある福井県の敦賀港などを経由して日本に入国した。
日本へ入国する間にも、ウラジオストク総領事代理の根井三郎や満鉄顧問の小辻節三、大迫辰雄らJTB職員たちや神戸に住むゾラフ・バルハフティク（のちのイスラエル宗教大臣）をはじめとする在日ユダヤ人関係者が動き、全てのユダヤ系難民は合法的に日本に入国することができた。また短いものは1、2週間後には横浜港や神戸港などを経由しアメリカや南米に向けて出国し、残るものも合法的に日本にとどまった。
そして1941年9月には、日本以外への亡命を希望する全員が横浜港や神戸港などを経由し出国し、アメリカやメキシコ、オランダ領キュラソー、もしくは中華民国の上海の国際共同租界にある「上海ゲットー」や虹口地区などに亡命した。さらにドイツは「上海ゲットー」の存在に対しても、日本政府へ1945年5月のドイツ敗戦に至るまで再三抗議していたが、日本政府や軍はこれを黙認し、エリアこそ狭いながら亡命ユダヤ人の安全な滞在を認めて保護していた。
なおカウナスではアメリカ領事館も開いていたものの、杉原領事らの必死のユダヤ人への対応に対しこれらのユダヤ人に対する対応は無視に等しく、その結果としてアメリカのカウナス領事館での通過ビザ発行は99パーセント拒否している。
さらにこの杉原領事によるユダヤ人に対する通過ビザ発行に対し、これを知ったイギリスのロバート・クレイギー駐日大使は、通過ビザを持ったユダヤ人がイギリス領パレスチナに来ることを警戒し、松岡外相に苦情を申し立てているが、この通過ビザ発行を事前に承知していた松岡外相は当然無視をしている。

#### 日本軍の北部仏印進出

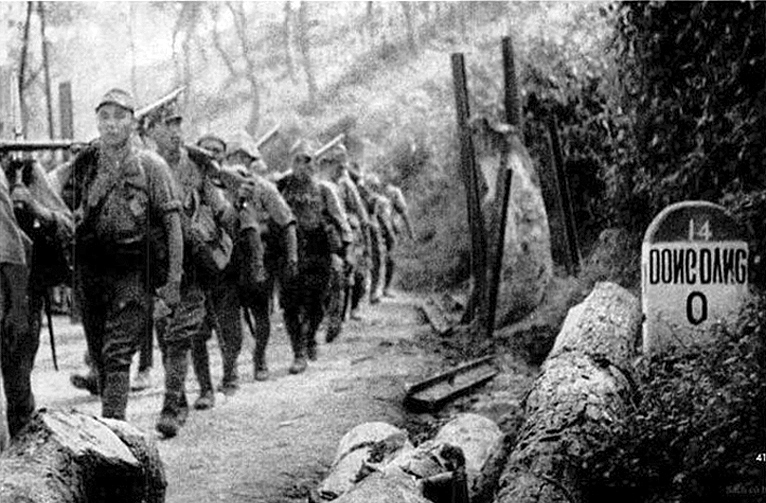
北部仏印進出（1940年9月）

フランスでは、1940年に入りドイツの猛攻が続く中、フィリップ・ペタンがマキシム・ウェイガン陸軍総司令官と共に対独講和を主張した。6月21日にフランスはドイツに休戦を申し込み、翌6月17日に独仏休戦協定が成立した。その後7月10日にペタン率いる親独のヴィシー政権が成立した。
これを受けて6月19日、日本側はフランス領インドシナ政府に対し、仏印ルートの閉鎖について24時間以内に回答するよう要求した。当時のフランス領インドシナ総督ジョルジュ・カトルー将軍は、シャルル・アルセーヌ＝アンリ駐日フランス大使の助言を受け、本国政府に請訓せずに独断で仏印ルートの閉鎖と、日本側の軍事顧問団（西原機関）の受け入れを行った。

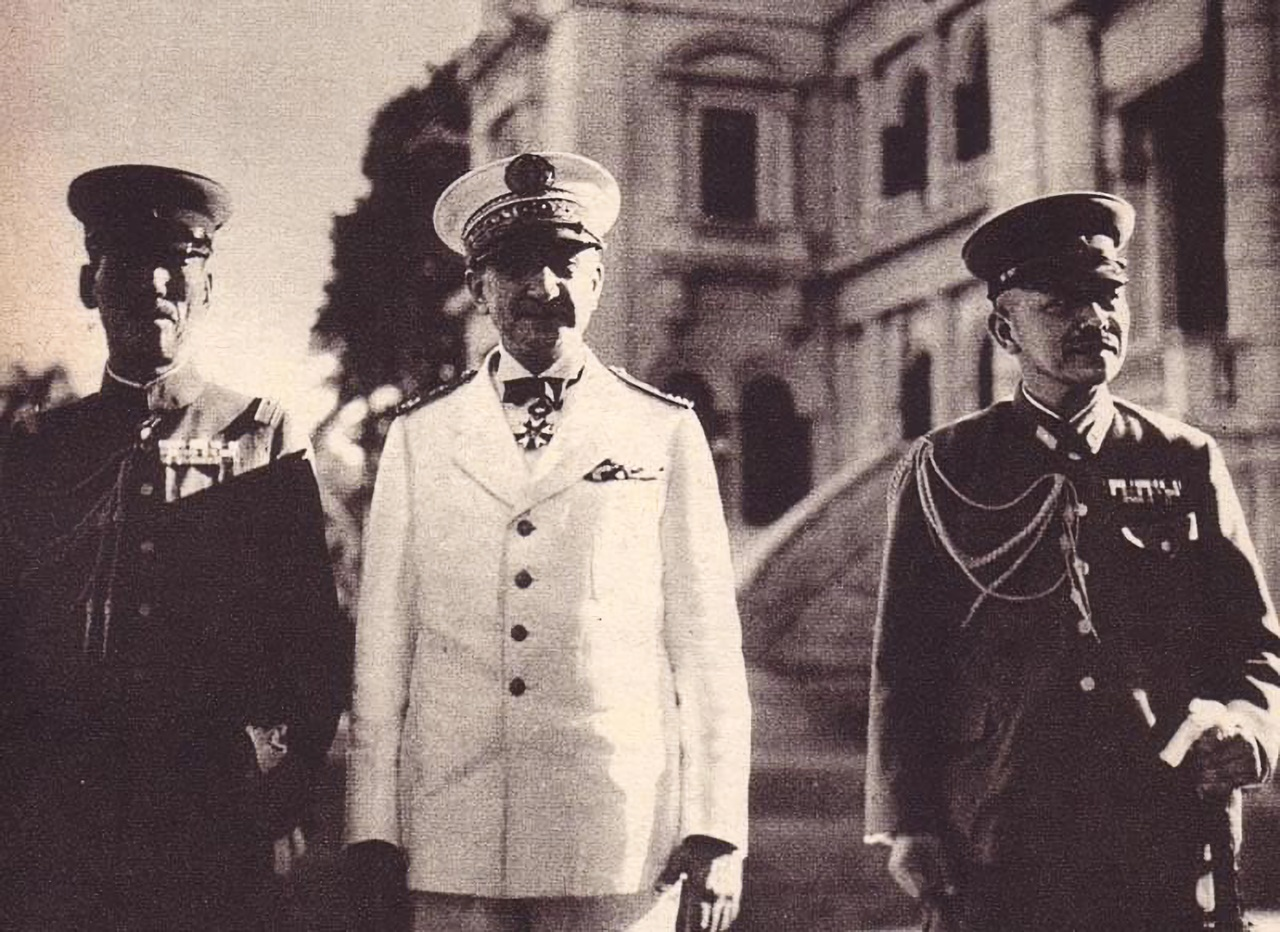
日本軍の仏印進駐について協議した富永恭次少将、ドクー総督、西原一策少将（1940年8月）

ヴィシー政権はこの決断をよしとせず、カトルーを解任してジャン・ドクー提督を後任の総督とした。しかしカトルーの行った日本との交渉は撤回されず、むしろヴィシー政権はこれを進め、日本の外務大臣松岡洋右とアルセーヌ＝アンリ大使との間で日本とフランスの協力について協議が開始された。8月末には交渉が妥結し松岡・アンリ協定が締結された。その後9月22日に日本はフランス領インドシナ総督政府と「西原・マルタン協定」を締結し、これを受けて平和裏に日本軍は北部仏印に進駐した（仏印進駐）。
また、フランス海軍の船舶は武装解除の上サイゴンに係留されることになったが、日本政府は仏印植民地政府との間で遊休フランス商船の一括借り上げの交渉を開始していた。フランス側のドクー総督は、イギリス海軍による拿捕のおそれや、仏印とマダガスカル島や上海との自国航路の維持に必要なこと、フランス海軍が徴用中であることなどを理由に難色を示し、交渉は1942年まで持ち越すことになった。
なお、同様に仏印領内に残ったフランス船籍・仏印船籍の商船は、1941年末時点で500総トン以上のものが27隻（計10万総トン）、うち10隻は4000総トン以上の船であった。

#### 日独伊三国同盟締結

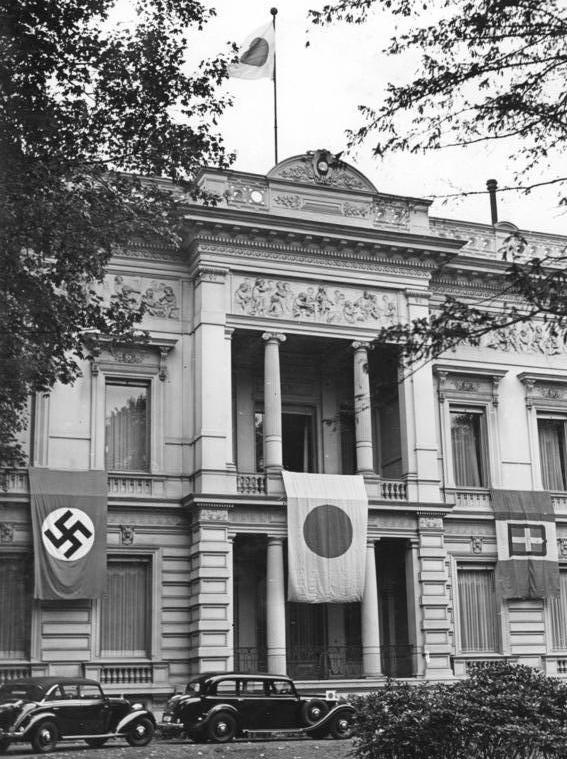
ベルリンの日本大使館に掲げられた三国の国旗（1940年9月）

日独の関係も独ソ不可侵条約とポーランド侵攻、第二次世界大戦勃発以降完全に悪化し、さらに「オトポール事件」や「命のビザ」などユダヤ人問題でも対立を見せたが、1940年初頭のドイツ軍のヨーロッパ戦線での好調を見て、「バスに乗り遅れるな」とばかりに日本がドイツに急速に近づいたため持ち直した。
そこで9月7日に新同盟締結のためにドイツから特使ハインリヒ・ゲオルク・スターマーが来日し、松岡との交渉を始めた。スターマーは「ヨーロッパ戦線へのアメリカ参戦を阻止するため」として同盟締結を提案し、松岡も対米牽制のために同意した。9月27日にはイタリアを含めた日独伊三国同盟が締結された。
これにより実質的に対英米同盟となり日独伊三国同盟は拡大し、1940年11月にハンガリー、ルーマニア、スロバキア独立国が、1941年3月にはブルガリア、6月にはクロアチア独立国が加盟した。これに対して中立を保つアメリカの大統領ルーズベルトは「脅迫や威嚇には屈しない」や「民主主義の兵器廠」などの演説を行い、三国同盟側に対する警戒を国民に呼びかけた。一方、水面下ではアメリカ側から密使が送られ「日米諒解案」の策定が行われるなど日米諒解に向けての動きも存在した。
しかし、日独伊三国同盟実現による更なる関係強化には、「親米」といわれた来栖三郎では「力不足」との声が上がり、そこで1940年12月に、独ソ不可侵条約やポーランド侵攻の際の不手際により、これまで左遷されていた陸軍の大島浩が駐独大使に再任された。
また枢軸国の一員となったフィンランドは1940年8月にドイツと密約を、やはり枢軸国として名を連ねたタイも1941年12月日本と日泰攻守同盟条約をそれぞれ結んだが三国同盟には加盟しなかった。満洲は三国同盟に加盟しなかったものの、軍事上は事実上日本と一体化していた。中華民国南京政府と防共協定に加盟したスペイン（フランコ政権）も三国同盟には加わらなかったが、ドイツとのスペイン戦争以来の密接な関係もあり、第二次世界大戦争の前半期においては枢軸国と協力的な関係を持った。

#### 泰仏戦争勃発
1940年6月にフランス本国がドイツに敗れたこと、独仏休戦（1940年6月17日）前にフランスが不可侵条約を批准していなかったこと、その上に日本軍による仏印進駐が迫っていたことなどの状況から、タイはフランスに対して旧領回復への行動を開始した。
タイのプレーク・ピブーンソンクラーム政権は、フランスのヴィシー政権に対し、1893年の仏泰戦争でフランスの軍事的圧力を受けて割譲せざるを得なかったフランス領インドシナ領内のメコン川西岸までのフランス保護領ラオスの領土と主権や、フランス保護領カンボジアのバタンバン・シェムリアップ両州の返還を求めたが、ヴィシー政権下の仏印政府はこの要求を拒否した。
ついに11月23日にタイとフランス領インドシナ政府との間でタイ・フランス領インドシナ紛争が勃発し、物量と地の利に勝るタイ軍は仏印軍に対して優位に戦いを進め、本国が占領下に置かれ武器や兵士の追加もままならない仏印軍は数多くの戦死者や負傷者を出すこととなった。
戦闘が拡大を続け終息する気配を見せない中、日本は、アジアにおける数少ない独立国かつ友好国のタイと同じく友好国のフランスが戦い国力が疲弊することを憂慮し、タイとフランスの間の和平を斡旋し始めた。しかし両国の主張は平行線をたどり、タイとフランスの間の戦いは日本の仲介による1941年5月8日の東京条約締結まで続いた。しかしタイ王国はこの紛争でフランスが奪った旧領を回復し、事実上の勝利を収めた。

#### アメリカの対日禁輸とレンドリース

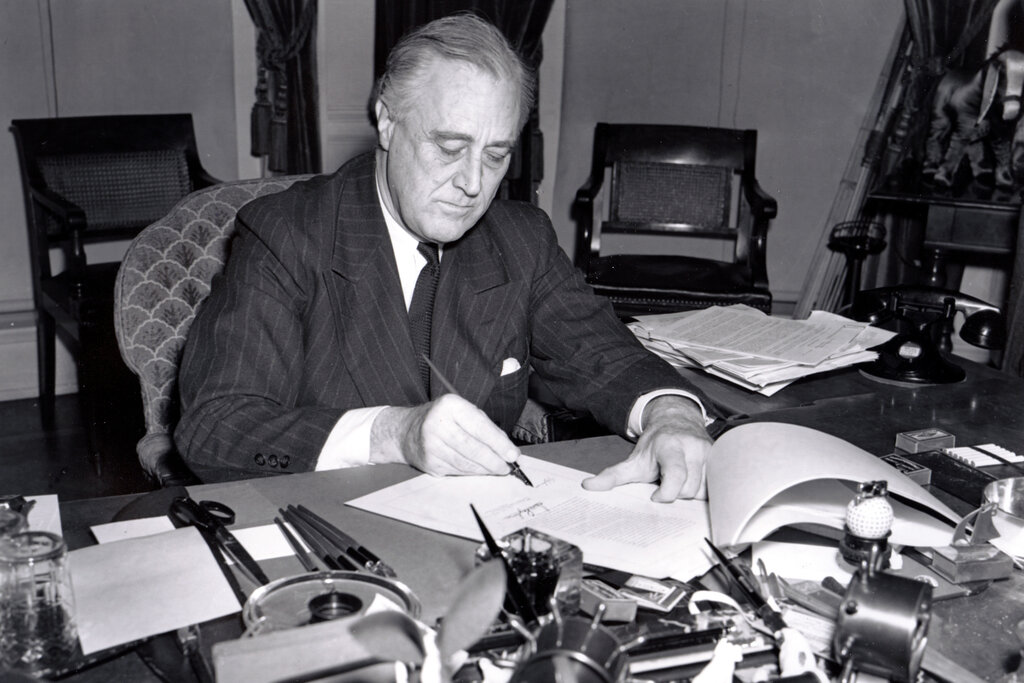
レンドリース法案に署名する米大統領ルーズベルト（1941年3月）

1940年1月に日米通商航海条約が失効して以降、アメリカは、日本にとって最大の輸出国であることを逆手に取り、日中戦争を戦う日本へ圧力をかけてくることとなった。7月26日に日本への輸出切削油輸出管理法を成立させる。8月に石油製品（主にオクタン価87以上の航空用燃料）などの輸出を許可制にし、10月16日に屑鉄を輸出禁止にするなど次々と禁輸攻勢を打ち出した。
これに対して日本海軍などでは民間商社を通じ、ブラジルやアフガニスタンなどで油田や鉱山の獲得を進めようとしたが、全てアメリカの圧力によって契約を結ぶことができず、年内に民間ルートでの開拓を断念した。
さらにアメリカは中立法に現れていた非介入主義を米大統領フランクリン・ルーズベルトがさらに緩和し、1941年3月にはレンドリース法を設置し、大量の戦闘機・武器や軍需物資を中華民国、イギリス、ソビエト連邦、フランスその他の連合国に対して供給した。1945年8月の終戦までに、総額501億ドル（2007年の価値に換算してほぼ7000億ドル）の物資が供給され、そのうち314億ドルがイギリスへ、113億ドルがソビエト連邦へ、32億ドルがフランスへ、16億ドルが中華民国へ提供された。
なお日中戦争中の中華民国は、日本からの抗議を受けて1937年から1938年にドイツやイタリアとの武器の契約が切れた後、すぐさまアメリカとの武器調達契約を結び、その後も第二次世界大戦に参戦しなかったアメリカとレンドリース法案を結び、大戦を通じてアメリカが主な武器の調達先となった。

#### アメリカの日中戦争への軍事介入

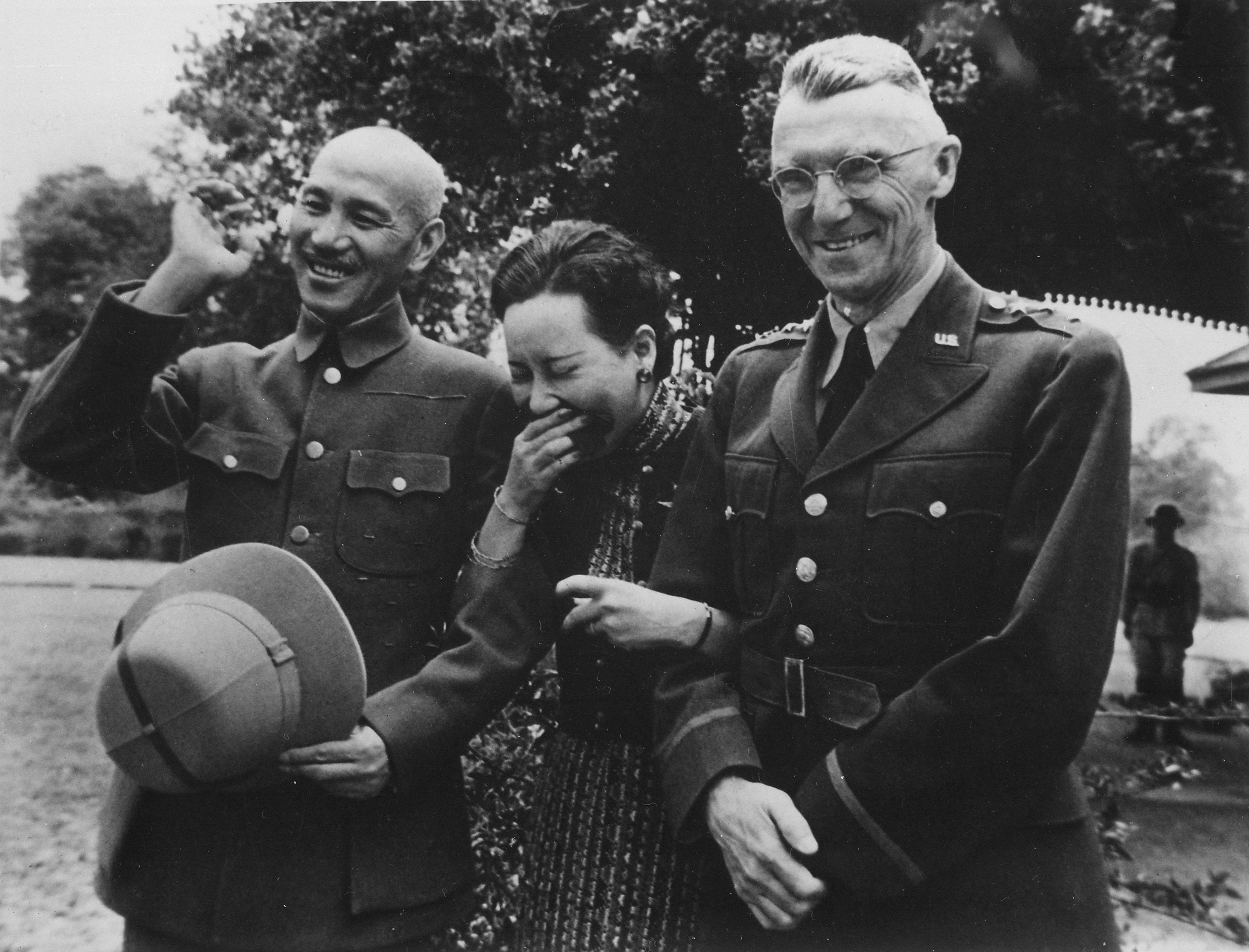
中華民国の蔣介石と宋美齢、アメリカ陸軍の推将スティルウェル

さらにアメリカは、1940年8月に日中戦争で追い込まれつつあった蔣介石総統と宋美齢夫人からの数度にわたる軍事支援の要請を受け、大統領ルーズベルトの指示を受け設立された「ワシントン中国援助オフィス」の支援の下、アメリカ合衆国義勇軍 (American Volunteer Group, AVG) を設立し、ここに日中戦争へのアメリカによる本格的な軍事介入を開始した。
アメリカ陸軍将校のクレア・リー・シェンノートはルーズベルトの後ろ盾を得て、その後アメリカ軍内でパイロットの募集を開始したが、なかなか人が集まらず「日本軍の飛行機は旧式である」というならまだしも、「日本人は眼鏡をかけているから、操縦適性がない」と人種差別的な見通しを述べてまで募集する面接官もいた。

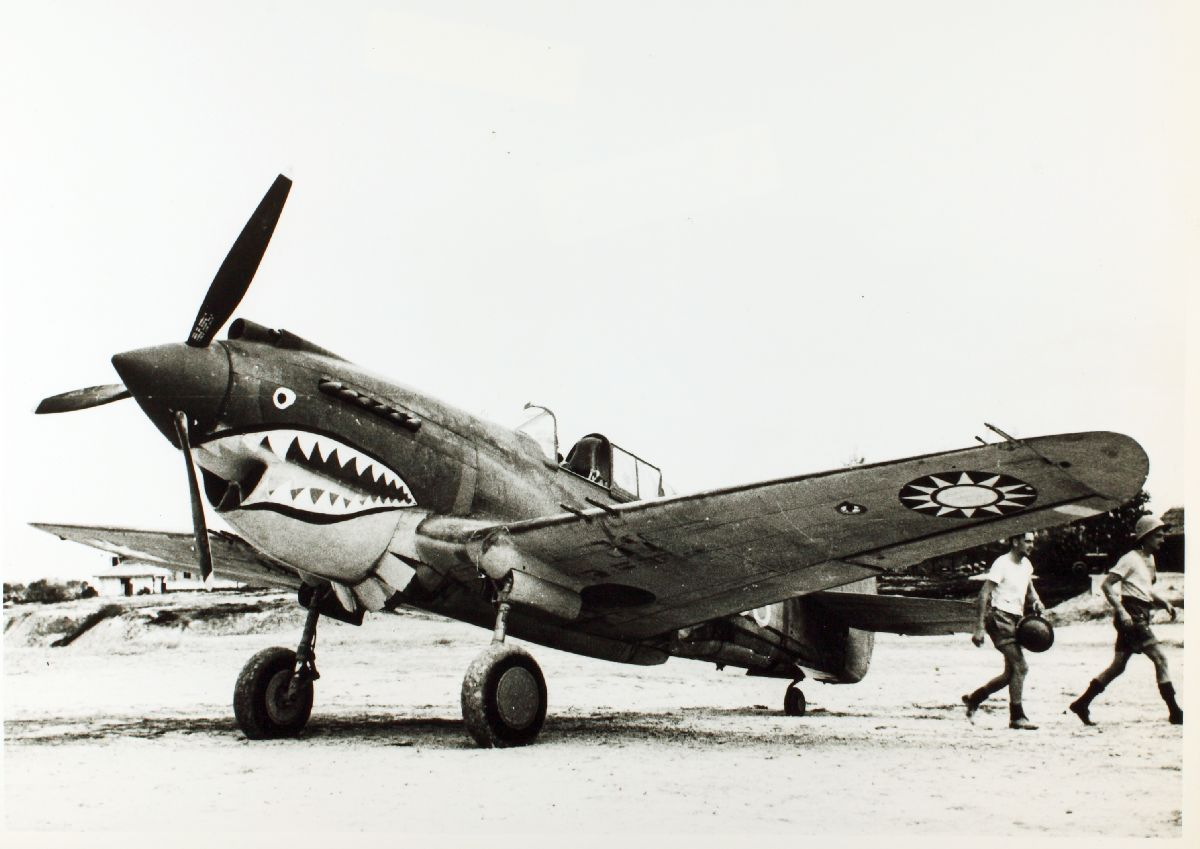
中華民国軍の「フライングタイガース」に所属するP-40Cトマホーク（1941年）

最終的に、カーチスP-40などの約100機のアメリカ製の最新鋭戦闘機と、日本を刺激せぬようシェンノートと同じくアメリカ軍籍を一時的に抜いて「民間人による義勇兵」となったパイロット100名、そして200名の地上要員をアメリカ軍内から集め、1941年3月に中華民国に送った。部隊名は中華民国軍の関係者からは中国故事に習い「飛虎」と名づけ、「フライングタイガース」の名称で知られるようになる。またシェンノートは健康上の理由により軍では退役寸前であったが、蔣介石は空戦経験の豊富な彼をアメリカ義勇軍航空参謀長の大佐として遇した。義勇兵は月給1000ドルであった。
シェンノートらAVGのメンバーは、日本を刺激せぬようあくまで「民間人」として、友好国イギリスの植民地のビルマに向け渡航、現地にて正式に中華民国軍に入隊し、イギリス−領ビルマのラングーン（現：ヤンゴン）の北にあるキェダウ航空基地を借り受け本拠地とし日本軍と対峙した。ここでのAVGの目的は、中華民国軍への援助物資の荷揚げ港であるラングーンと中華民国の首都である重慶を結ぶ3,200kmの援蔣ルート（「ビルマ・ロード」）上空の制空権を確保することであった。
だがフライングタイガースは、日本軍の最新鋭の零式艦上戦闘機をはじめとした最新の航空機と練度が高い戦闘機乗りの多さ、さらに中華民国軍の事故の多さに悩まされて苦戦を強いられた。
さらに、撃墜数による出来高制の給与（日本軍機を1機撃墜することに500ドルのボーナス）のために、ボーナスをもらうべく実際の倍以上の撃墜報告をする有様であった。さらに1941年12月に正式に日本に宣戦布告したアメリカにとって「義勇軍」の意味はなく、1942年7月3日にアメリカ軍はAVGに対して正式に解散命令を出した。

#### ハル四原則
1941年2月には、アメリカが管理するパナマ運河の利用がアメリカ船とイギリス船のみに制限され、日本やドイツ船は完全に排除された。
このまま悪化が続くと思われた日米間も、4月からは東京とワシントンD.C.で行われていた日米交渉が本格化され、「全ての国家の領土保全と主権尊重」、「他国に対する内政不干渉」、「通商を含めた機会均等」、「平和的手段によらぬ限り太平洋の現状維持」という「ハル四原則」を提示し、日本側も首相の近衛や陸軍の東條ら政府や軍もこれを歓迎した。
「四原則」から、日米間の交渉が本格化すると思ったが、ドイツやイタリア、ソ連を訪問中で、この4月に日ソ中立条約を結んだばかりの外相松岡洋右は、この案が自身が関わることなく作成されたものであったためメンツをつぶされたと思った松岡は、強硬な反対によって提案を白紙に戻させた。これ以降、日本とアメリカの間は険悪の一途をたどる。

#### 独ソ戦と外相松岡の更迭

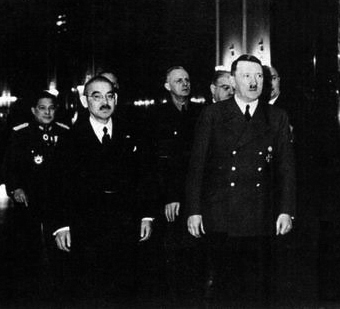
日本の外相松岡洋右とアドルフ・ヒトラー（1941年3月）

さらに松岡外相は、日独伊三国同盟にソ連を加えた「ユーラシア四ヶ国同盟締結」を構想していたが、1939年8月に独ソ不可侵条約を結んだばかりのわずか1年10か月しか経たない6月22日にドイツがソ連を奇襲攻撃し独ソ戦が始まり、その望みは打ち砕かれた。なお松岡の考える「ユーラシア四ヶ国同盟締結」も、ドイツのソ連への奇襲計画も、3月にヒトラーと会談した時には伏せられていた。

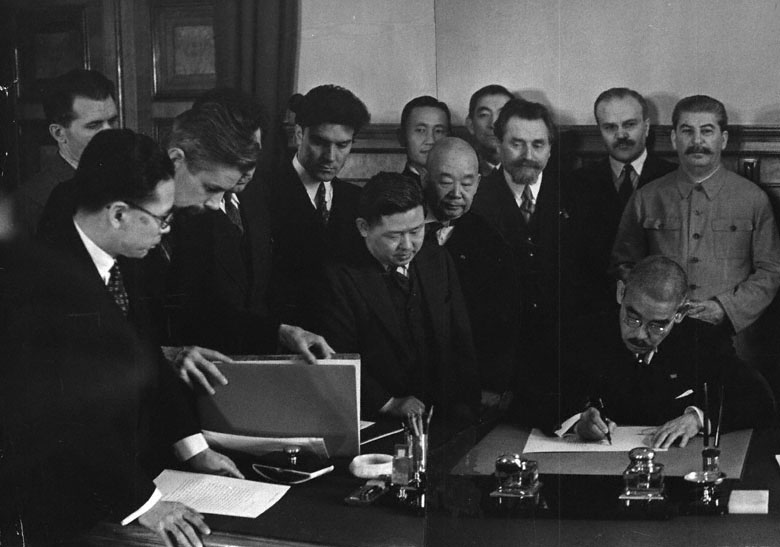
日ソ中立条約に署名する松岡とスターリン（1941年4月）

松岡外相はドイツのソ奇襲攻撃に合わせ即時対ソ宣戦を主張し、ドイツも強くそれを望んだが、そもそも日本が日ソ中立条約を結んだばかりのソ連に参戦する大きな根拠もなく、さらに先に起きたノモンハン事件において大きな被害を受けたことにより「熟柿論」が台頭する陸軍も反対し、閣内にあって「暴走状態」にあった松岡の更迭は、政権存続のための急務となっていた。
ここに近衛首相は松岡に外相辞任を迫るが拒否。近衛は7月16日に内閣総辞職し、松岡を外した上で第3次近衛内閣を発足させ、松岡はここで内閣から完全に外された。
しかし、松岡は常々からイギリスやソ連との戦争は避け得ないと考えていたが、自らのかつての留学先でもあり、知人も多かったアメリカと日本との戦争は望んでいなかった。松岡は「英米一体論」を強く批判し、たとえイギリスと戦争中であるドイツと結んでも、アメリカとは戦争になるはずがないと考えていた。

#### 日本軍の南部仏印進駐

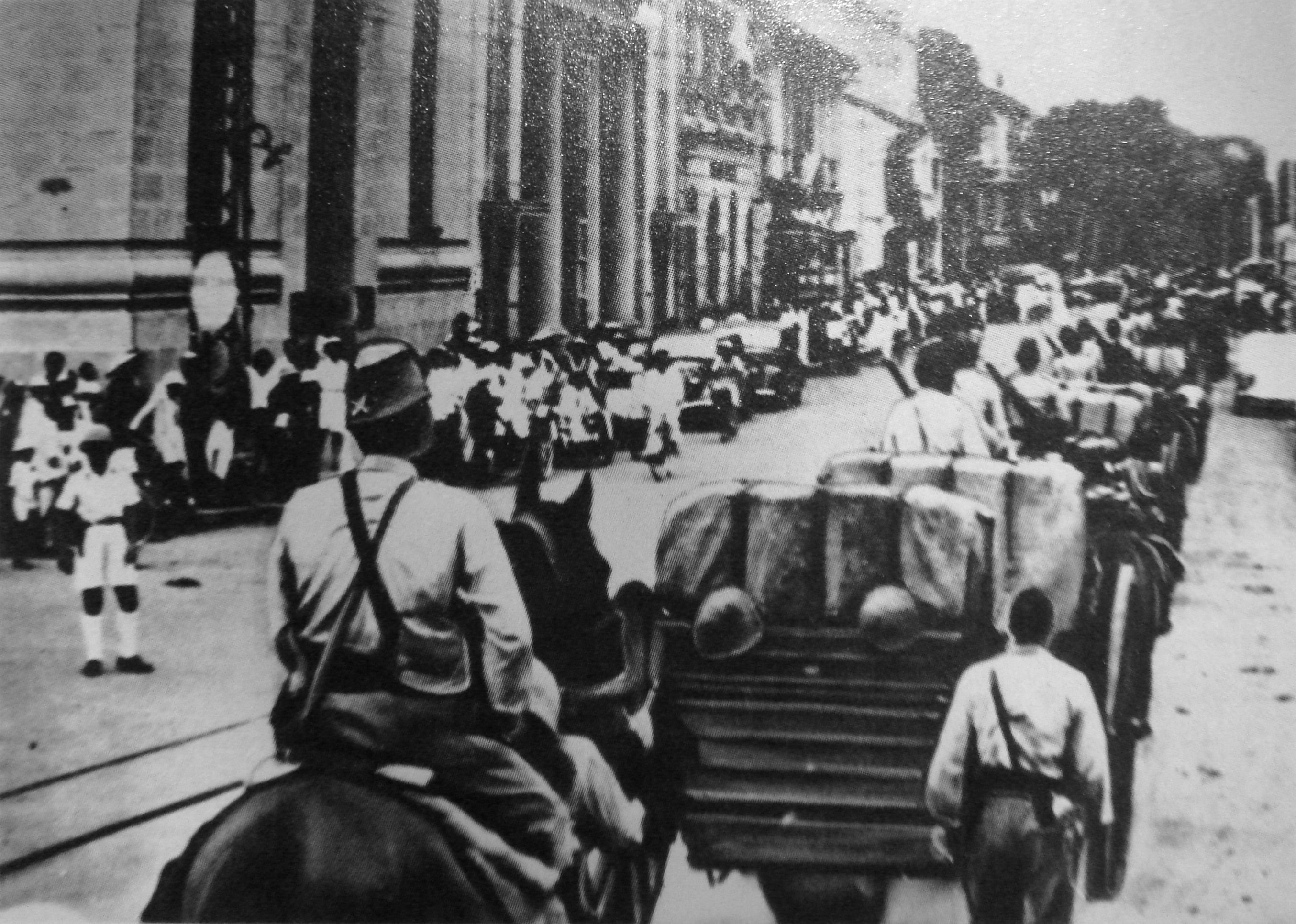
サイゴン市内の日本軍（1941年）

1941年6月25日の大本営政府連絡懇談会で「南方施策促進に関する件」が策定され（南進論）、昨年のインドシナ北部進駐に次いで、フランスの同意の下で南部仏印への進駐が決まった。一方、7月に対ソ連の戦争（北進論）準備行動として関東軍特種演習を発動した。その中で仏領インドシナを日本にとられることを危惧したアメリカは、日本に対する石油の輸出許可制を敷くことで日本を揺さぶった。
この措置に対向するため、日本は石油などの資源買い付け交渉を、本国がドイツ軍の占領下に置かれ、ロンドンに置かれた亡命政府の下にあるオランダ領東インドと行っている。一時は交渉成立したが、その後アメリカの圧力により、オランダ植民地政府側が供給する量は日本が求めた量の1/4に留められ、日本は6月に交渉を打ち切った。このせいで当時の日本では高オクタン価の航空機用燃料の貯蔵量が底を尽きかけた。
さらに7月25日にアメリカは在米日本資産を凍結し日米間の航路も遮断、同日日本はフランスの同意の下での南部仏印進駐をアメリカに通告した。アメリカは石油の輸出の全面禁止をほのめかしたが、7月28日に予定通り南部仏印進駐が行われた。しかし当時の仏印では現在のベトナムとは違い油田は見つかっておらず、石油は掘れなかった。

#### 日英米蘭関係の悪化

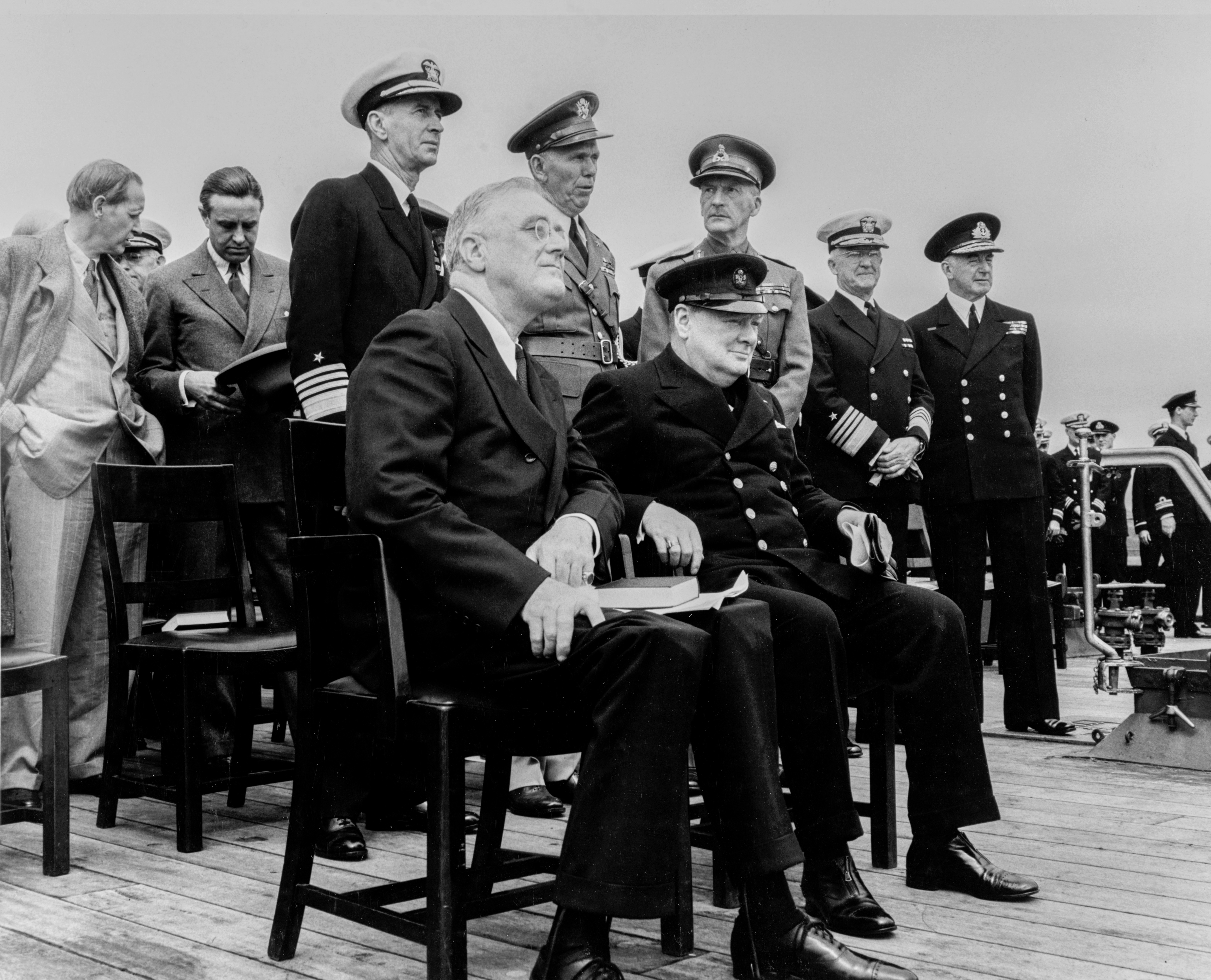
大西洋会談のチャーチルとルーズヴェルト（1941年8月9日）

8月1日にイギリスは対日資産の凍結と日英通商航海条約等を廃棄。亡命先のイギリスの圧力を受けたオランダ植民地政府は、対日資産の凍結と日蘭民間石油協定の停止。アメリカは、南部仏印進駐に対する制裁という名目の下石油輸出の全面禁止をそれぞれ決定した。
日本にとっては、中でも石油輸出の全面禁止は深刻であり、約8割をアメリカから輸入していた。このままではジリ貧になるため、開戦を早期にすべきとの強硬論が陸軍を中心に台頭し始めることとなった。これらの対日経済制裁は併せて、アメリカ (America)・イギリス (Britain)・中華民国 (China)・オランダ (Dutch) の頭文字を取って「ABCD包囲網」と呼ばれるようになった。
なおアメリカは、8月に大西洋憲章を締結した大西洋会談で、イギリス首相のチャーチルからドイツに対する参戦要請を受けていたがこれを保留していた。また日本もドイツから日米交渉の打ち切りを勧告されていた。

#### 開戦準備決定

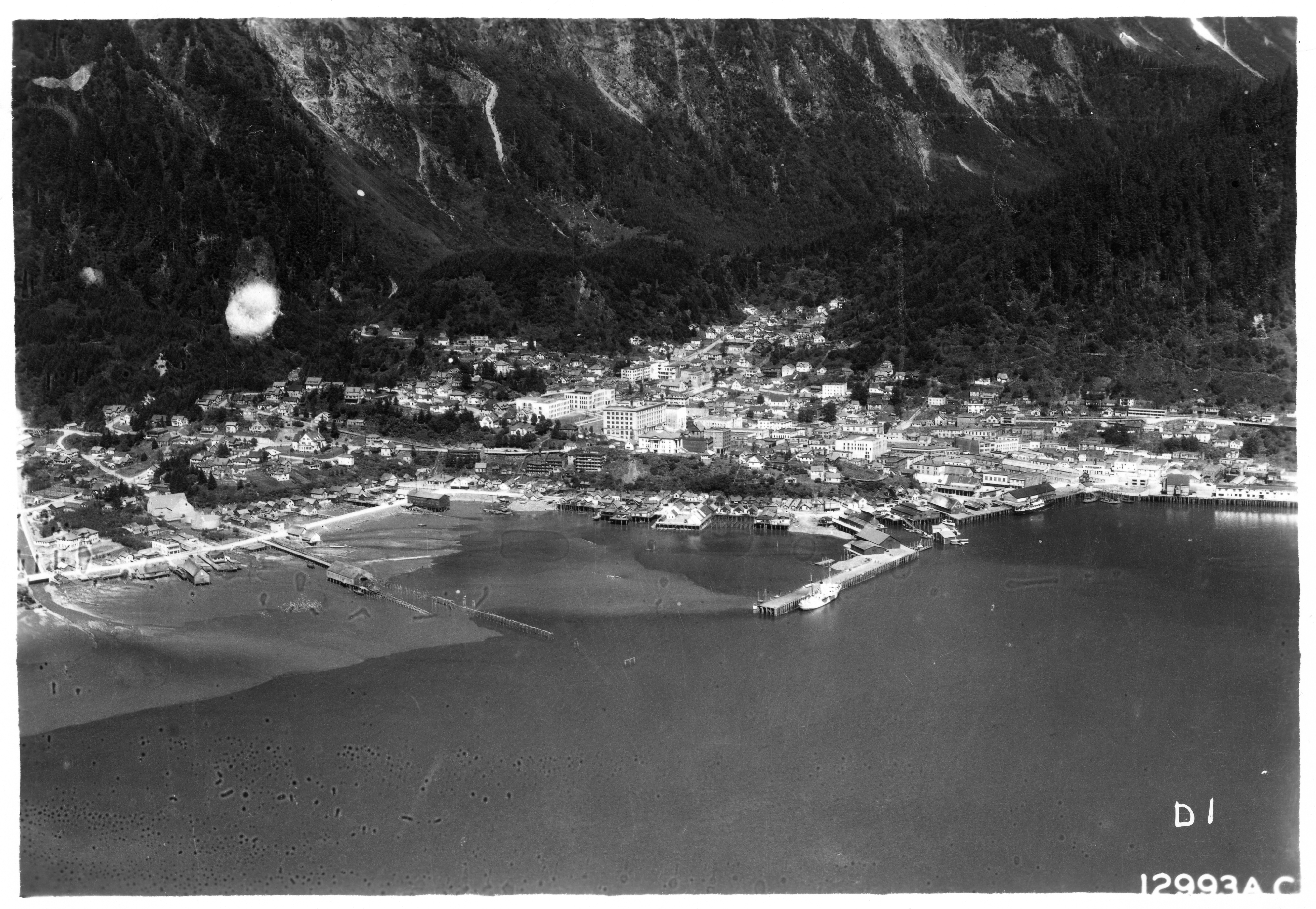
アラスカのジュノー（1940年頃）

これを受けて9月3日に御前会議で「対米（英蘭）戦争を辞せざる決意」を含む「帝国国策遂行要領」が決定され、1941年10月末を目処とした開戦準備が決定された。
その一方で、8月7日に近衛首相は昭和天皇から「（アメリカとの）首脳会談を速やかに取り運ぶよう」との督促を受け、野村吉三郎大使に「（日米国交の）危険なる状態を打破する唯一の途は、此の際日米責任者直接会見し互いに真意を披露し以て時局救済の可能性を検討するにありと信ず」と宛て、アメリカ大統領のルーズベルトとの首脳会談を提案するよう訓電した。首脳会談の申し入れは野村からコーデル・ハル国務長官に行われたが（ルーズベルトはチャーチルとの大西洋会談に出かけていたため不在）、ハルの返事は曖昧であった。しかし実のルーズベルトは首脳会談の提案には好意的で、「ホノルルに行くのは無理だが、ジュノーではどうか」と返事をした。
さらに近衛首相は、8月27日、28日両日に首相官邸で開催された『第一回総力戦机上演習総合研究会』で、総力戦研究所より日米間のみの戦争は「日本必敗」との報告を受ける。しかしその一方で、中華民国との戦争が4年たっても勝利が見えない中、イギリス（とオーストラリアやニュージーランド、英領インドなどイギリス連邦諸国）とアメリカ、オランダという、日本に比べて資源も豊富で人口も多く、さらに明らかに工業力が大きい国家、それも複数と同時に開戦するという、暴挙とも言える政策に異を唱える者の声は益々小さくなっていった。なおイギリスやアメリカとの開戦に関して総力戦研究所の机上演習の結果、敗北の想定が出ていたが、日本の東条ら陸海軍首脳はそれを知りながら開戦を決意した。
このような日英米蘭関係の悪化を受けて、日本海軍はホノルルやサンフランシスコ、メキシコ、サイゴン、マカオ、マドリードなどにスパイを送っている。例えば3月26日にホノルルに送られた吉川猛夫少尉は「森村正」の変名を名乗りホノルル領事館に勤務した。吉川が収集した情報は、真珠湾におけるアメリカ海軍の艦船の動向など多岐にわたり、喜多長雄総領事の名で東京に暗号にして打電していた。吉川の正体は総領事以外誰も知らされなかった。

#### 東條軍事内閣成立
陸軍はアメリカ（ハル）の回答をもって「日米交渉も事実上終わり」と判断し、参謀本部は政府に対し、外交期限を10月15日とするよう要求した。外交期限の迫った10月12日、戦争の決断を迫られた近衞は外相・豊田貞次郎、海相・及川古志郎、陸相・東條英機、企画院総裁・鈴木貞一を荻外荘に呼び「五相会議」を開き、対英米戦争への対応を協議した。いわゆる「荻外荘会談」である。
そこでは中華民国からの撤兵を行うことで、日米交渉妥結の可能性があるとする首相・近衛および外相・豊田と、「妥結ノ見込ナシト思フ」とする陸相・東條の間で対立が見られた。
近衛首相は「今、どちらかでやれと言われれば外交でやると言わざるを得ない。（すなわち）戦争に私は自信はない。（戦争をやるなら指揮を）自信ある人にやってもらわねばならん」と述べ、10月16日に政権を投げ出し、10月18日に内閣総辞職した。なおこれには、直前の10月14日に近衛内閣の嘱託がソ連のスパイとして2人も逮捕され、自らの関与も疑われた「ゾルゲ事件」の責任を取っての引責辞任との噂もある。
近衞首相と東條陸相は、東久邇宮稔彦王を次期首相に推すことで一致した、しかし、東久邇宮内閣案は、戦争になれば皇族に累が及ぶことを懸念する木戸幸一内大臣らの運動で実現せず、東條陸相が次期首相となった。
この推薦には「現役陸相の東條しか軍部を押さえられない」、「天皇に逆らうことをしない東条しか戦争を押さえられない」という木戸内大臣の強い期待があったが、その「期待」により、「軍人（＝官僚）が選挙の洗礼を受けていないで首相という全権を得てしまう」という、戦時体制の民主主義国家としてはあり得ないことが起こった。このことは、軍部の暴走がますます止まらなくなり、さらに日本が「文民（＝党人）政権」から「軍事独裁政権」へ移行し国家が「戦時体制」となったと、イギリスやアメリカなどの民主主義国家から受け止められかねないという、2つの点を完全に無視していた。
またこれまで日本では、岡田啓介や米内光政、桂太郎のように、選挙を経ないで選出された軍事官僚が首相になることはあったものの、このように選挙を経ないで選ばれた陸海軍人が、戦時体制下の国を好きにコントロールする「軍事（＝官僚）独裁体制」はかつてなく、しかしこのような軍事独裁体制は、結局敗戦時の鈴木貫太郎まで続くことになる。

#### ゾルゲ事件

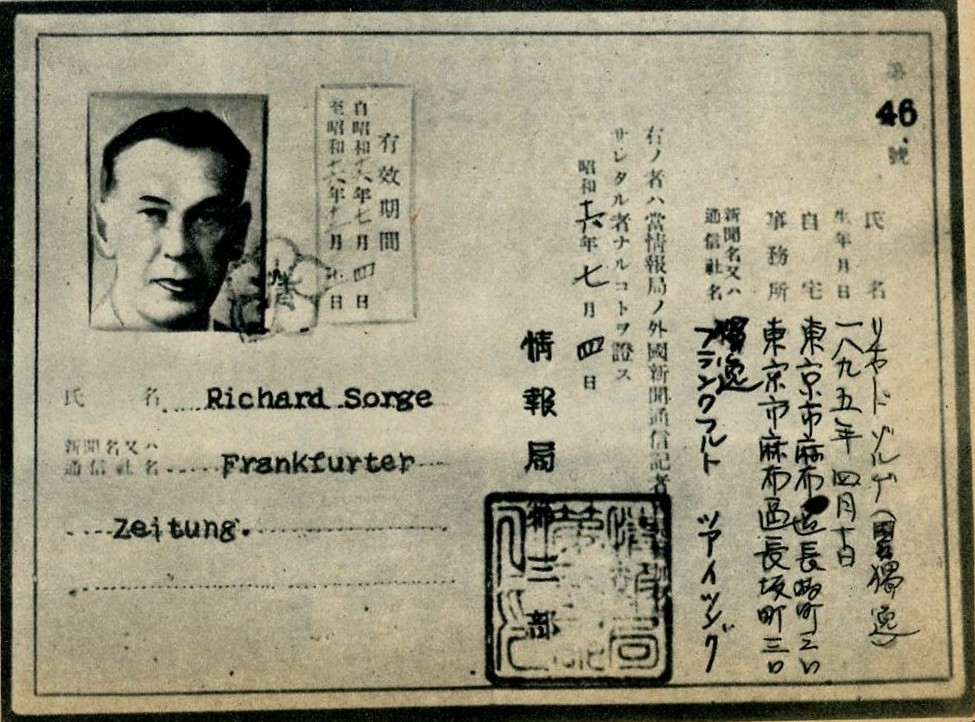
ゾルゲの外国通信員身分証明票

このような中で、1941年9月27日のアメリカ共産党員の北林トモや10月10日の宮城与徳、10月14日の近衛内閣嘱託である尾崎秀実や西園寺公一の逮捕を皮切りに、ソ連のスパイ網関係者が順次拘束・逮捕された。東條英機陸相が首相に就任した同18日に外事課は、検挙班を分けてリヒャルト・ゾルゲ、マックス・クラウゼンと妻のアンナ、ブランコ・ド・ヴーケリッチの外国人容疑者を検挙し、ドイツの「フランクフルター・ツァイトゥング」紙の寄稿記者で、東京府に在住していたドイツ人のリヒャルト・ゾルゲなどを頂点とするスパイ組織が、日本国内でソ連並びにコミンテルンの諜報活動および謀略活動を行っていたことが判明した。
ゾルゲは日本軍の矛先が同盟国のドイツが求める対ソ参戦に向かうのか、イギリス領マラヤやオランダ領東インド、アメリカ領フィリピンなどの南方へ向かうのかを探っていた。尾崎などからそれらを入手することができたゾルゲは、それを逮捕直前の10月4日にソ連本国へ打電した。その結果、ソ連は日本軍の攻撃に対処するためにソ満国境に配備した冬季装備の充実した精鋭部隊を、ヨーロッパ方面へ移動させることができたといわれる。
その後の裁判で、ゾルゲやクラウゼンなどの外国人特派員や宮城や北林らの共産党員、そして尾崎や西園寺などの近衛内閣嘱託が死刑判決や懲役刑を含む有罪となった。当然ながら尾崎や西園寺と非常に近いだけでなく、懇意だった近衛元首相の関与も疑われたが、その後の辞職と英米開戦で不問となった。しかし近衛元首相は英米開戦後も裁判に協力を依頼された。

#### 南方作戦準備

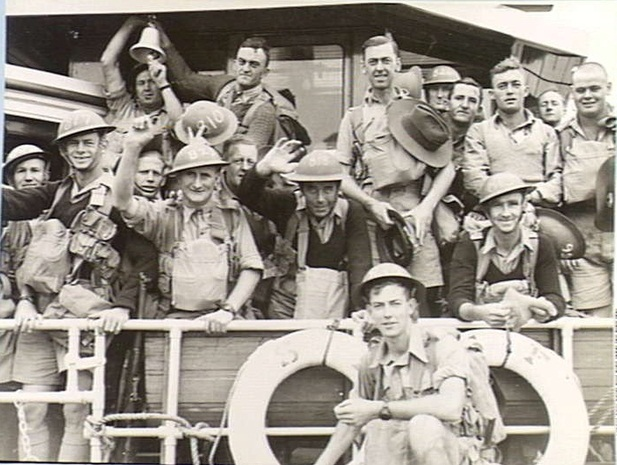
シンガポールに増援として送られるオーストラリア軍

10月15日と22日に相次いで太平洋航路に着いた臨時便の「龍田丸」と「大洋丸」は、択捉島沖からアリューシャン列島沖を通るなど、後の真珠湾攻撃と似通ったルートを取った変則的な航路を採った。また両船ともにホノルルに外務省や船員などの名目で海軍の諜報員を送っており、ハワイ沖でアメリカ海軍の哨戒機に遭遇したほか、真珠湾の哨戒、防衛の現状をつぶさに調べており、アメリカ海軍の北太平洋の哨戒や真珠湾の防衛の現状、さらに現地諜報員の情報を海軍本部に持ち帰るなど、南方作戦の準備は着実に進んでいた。
なお当時の日米間の関係悪化を受けて1941年8月に太平洋航路の定期便は運休されており、それ以降の太平洋航路の旅客船は「臨時交換船」扱いであった。さらに日本船は在米日本資産としてアメリカ政府に差し押さえられることを避けて、日本郵船や東洋汽船から日本政府が貸切る形となった。このために横浜発の便はアメリカへ帰国するアメリカ人で一杯になっており、逆にホノルルやシアトル発の便は日本へ帰国する日本人で一杯だった。
なお日本郵船のロンドン線やハンブルク線などの欧州路線は、欧州戦域の悪化で1940年中に運休となっており、そのため太平洋路線でアメリカ経由でアジアとヨーロッパを行き来する日本人やヨーロッパ人乗客も大勢いたため、1941年に入り太平洋航路の定期便は常に混雑していた。
東條首相の下で10月23日からは「帝国国策遂行要領」の再検討が行われたが、結局再確認に留まり、日米交渉の期限は12月1日とすることが決まった。10月14日に日本は対アメリカの最終案として「甲案」と「乙案」による交渉を開始した（これは当時の日本陸軍ができる最大の譲歩であった）。
11月6日には、日本政府は帝国国策遂行要領に基いて、南方軍にイギリス領マラヤやシンガポール、ビルマ、香港など、またオランダ領ジャワやアメリカ領フィリピンなどの攻略を目的とする「南方作戦準備」が指令され、11月15日には発動時期を保留しながらも作戦開始が指令された。なお11月11日に、イギリス首相のチャーチルは「もしアメリカに日本が宣戦布告をした場合、1時間後にはイギリスも日本に宣戦布告する」と述べ、マレーの哨戒を強化した。

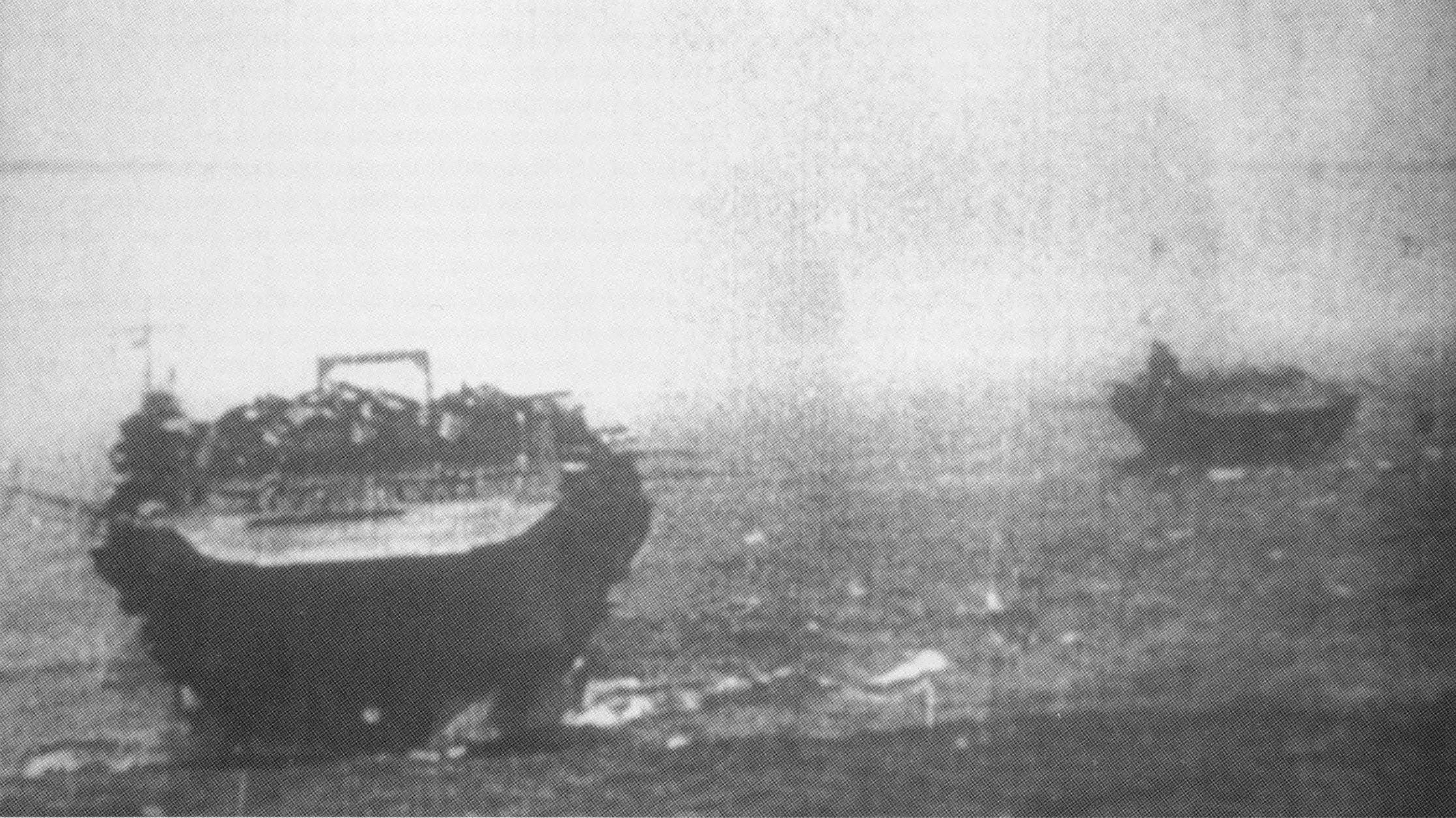
真珠湾に向けて海軍機を満載して航行する「加賀」（手前）と「瑞鶴」（1941年11月28日）

日米交渉の期限切れを受け、11月26日早朝に「赤城」、「加賀」、「蒼龍」、「瑞鶴」、「飛龍」などからなる日本海軍機動部隊の第一航空艦隊は、南千島の択捉島単冠湾（ヒトカップ湾）からアメリカのハワイにある真珠湾の海軍基地に向け出港した。なおこれは、日米交渉のアメリカの出方により途中で引き返す可能性があることが、あらかじめ海軍上層部には伝えられていた。なおこの日本海軍の動きは、アメリカ側には全く察知されなかった。
さらに、太平洋航路の最後の臨時便となった龍田丸の航海は、11月24日に横浜を出発し、12月7日前後にロサンゼルスへ入港する予定であった。だが、この時点で日本は12月8日の開戦を決定して準備を進めており、対英米開戦とともに龍田丸がロサンゼルスで拿捕されるのは確実であった。しかし大本営海軍部（軍令部）は、開戦日を秘匿するために龍田丸をあえて出港させることにする。ただし11月24日出発ではなく12月2日に出発を遅らせ、さらに海軍省は龍田丸の木村庄平船長に「12月8日零時に開封するように」との箱を渡した。
龍田丸は太平洋を多くの乗客を乗せ運航中であったものの、12月8日に開戦の報を受けて即座に引き返し、12月15日（戦史叢書では12月14日着）に横浜に帰港した。乗客のうちイギリス人やアメリカ人などは即座に拘束された。なお上述のように、龍田丸のこの航海は、まさに南雲機動部隊による12月8日の真珠湾攻撃をカモフラージュするための航海であった。

#### ハル・ノートの提示

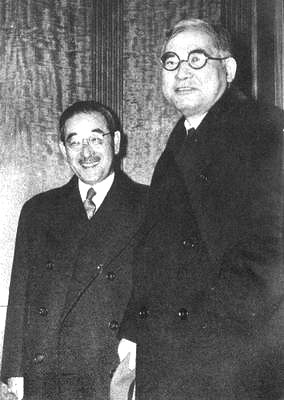
野村吉三郎大使と来栖三郎遣米特命全権大使（1941年11月）

11月27日（アメリカ時間11月26日）に、背後で日本軍による南方作戦準備が進行する中で、アメリカのコーデル・ハル国務長官から野村吉三郎駐米大使と、対米交渉担当の来栖三郎遣米特命全権大使に通称「ハル・ノート」（正式には：合衆国及日本国間協定ノ基礎概略/Outline of Proposed Basis for Agreement Between the United States and Japan）が手渡された。
ハル・ノートは日本に対して「中国からの撤兵」「汪兆銘政権の否認」「日独伊三国同盟の空文化」等の措置を求め、さらに「全国家の領土と主権の尊重」「内政不干渉」「通商上の機会均等」「紛争の平和的解決」の四原則の確認を改めて求めていた 。中には「最恵国待遇を基礎とする通商条約再締結のための交渉の開始」や「アメリカによる日本資産の凍結を解除、日本によるアメリカ資産の凍結を解除」、「円ドル為替レート安定に関する協定締結と通貨基金の設立」など、日本にとって有利な内容も含まれていたが、全体として日本に大幅な譲歩を求める内容であった。その一方で、ハル・ノートには冒頭に「厳秘、一時的にして拘束力なし (Strictly Confidential, Tentative and Without Commitment)」との一文が明記されていた。
日本側はハル・ノートの内容に激しく反発し、これを対日最後通牒と見做して12月1日の御前会議で対英米蘭開戦を決定した。日本側のこの対応について歴史学者の須藤眞志は、ハル・ノートはアメリカ政府の正式な提案ではない「ハル国務長官の覚書」のような性質の文書であり、日本政府がこれを最後通牒と見做したこと自体に無理があったとした上で、ハル・ノートが要求する「中国からの撤兵」における「中国」が日本支配下の「満州国」を含まない可能性が十分にあったにも拘らず、それを確認する努力を初めから放棄して開戦したことに日本外交の誤りがあったと指摘している。

#### マレー方面出撃

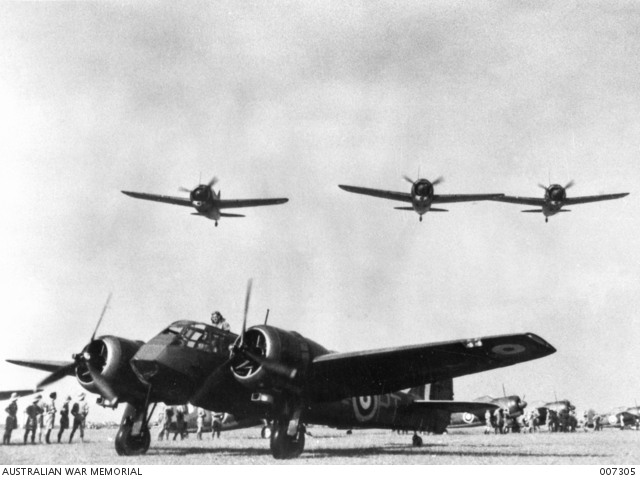
マレー半島の上空を飛行するイギリス軍機（1941年12月）

そのような中で、日本はイギリスやオランダの植民地に対しても隠密裏に進軍を開始し、12月4日、中華民国の三亜で、作戦の全船団の出撃を確認した日本海軍の馬来部隊指揮官・小沢治三郎海軍中将も出撃した。
さらにほぼ同時に山下奉文陸軍中将以下約2万人の第二十五軍先遣兵団の乗船する輸送船も艦艇に護衛され、ついにイギリス領マラヤとオランダ領東インドを目指して進撃を開始した。対するイギリス軍やオランダ軍は全く油断しており、これらに気づく者は皆無であった。
このように対英米蘭開戦を決定しながら、その裏ではマレー半島とジャワ、ハワイに向かう日本海軍機動部隊をいつでも反転できるようにしたまま、日本政府は「ハル・ノート」への明確な返答は拒否しつつも、ぎりぎりまで来栖三郎と野村吉三郎の両大使にハル国務長官との交渉を進めさせたが、ついに打開策は見つけらなかった。

#### 対英米開戦と宣戦布告遅延

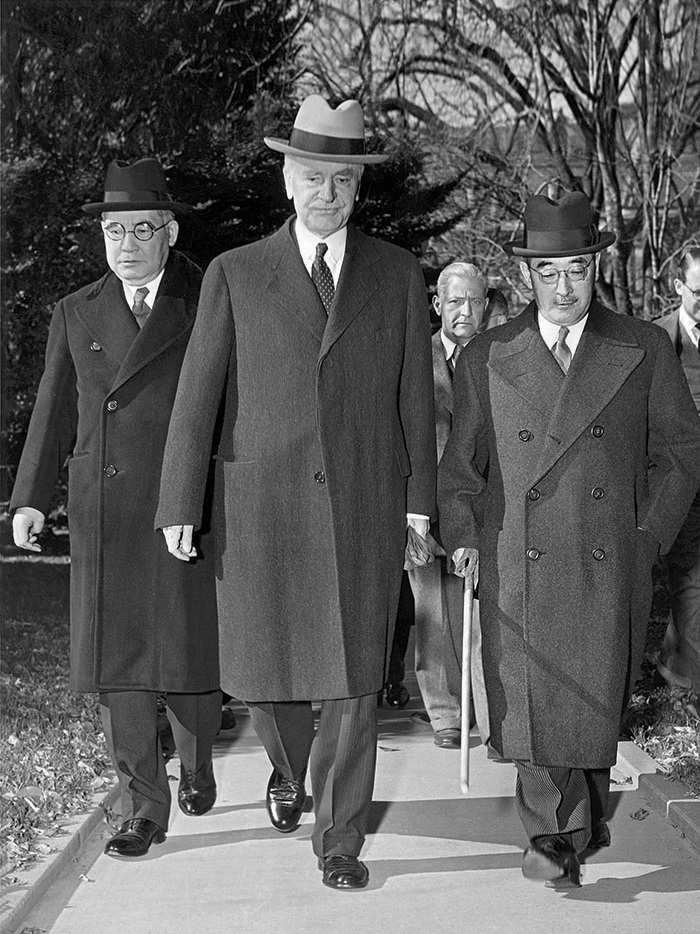
コーデル・ハル国務長官と最後の会談に臨む野村吉三郎大使と来栖三郎大使（1941年12月7日）

12月1日の御前会議で正式に対英米蘭戦争開戦が決まった際、これを受けて東條は外相東郷茂徳に開戦通告をすべく指示し、外務省は開戦通告の準備に入った（厳密にはこれは開戦通告ではなく、当時行われていた野村・来栖両大使による特別交渉の成果達成諦めの通知である。また、イギリス相手には初めから何か行うことは考えられていない）。
東郷から駐アメリカ大使館の野村吉三郎大使宛に、パープル暗号により暗号化された電報「昭和16年12月6日東郷大臣発野村大使宛公電第九〇一号」が、現地時間12月6日午前中に届けられた。この中では、対米覚書が決定されたことと、機密扱いの注意、手交できるよう用意しておくことが書かれていた。また東条首相は開戦直前に、日系アメリカ人に対して「日系アメリカ人はアメリカ人であるので、武士道にのっとり日本ではなくアメリカのために戦うべき」と述べたと言われている。
「昭和16年12月7日東郷大臣発在米野村大使宛公電第九〇二号」は「帝国政府ノ対米通牒覚書」本文で、14部に分割されていた。これは現地時間12月6日正午頃（以下は全てアメリカ東海岸現地/ワシントンD.C.時間）から引き続き到着し、電信課員によって午後11時頃まで13分割目までの解読が終了していた。14分割目は午前3時の時点で到着しておらず電信課員は上司の指示で帰宅した。14分割目は7日午前7時までに到着したとみられる。
九〇四号は機密保持の観点から「覚書の作成にタイピストを利用しないように」との注意があり、九〇七号では覚書手交を「貴地時間七日午后一時」とするようにとの指示が書かれていた。しかし、「タイピストを利用しないように」との注意に忠実に、解読が終わったものから順にタイプが不得意な一等書記官の奥村勝蔵により修正・清書され、そのために時間を浪費してしまう。その上に館員の多くは6日夜には、ブラジルへ赴任する館員の送別会も兼ねてワシントンD.C.市内の中華料理店「チャイニーズ・ランタン」に向かい、多くはそのまま自宅へ戻ってしまう。
さらに12月6日午後9時（日本時間7日午前10時）に米大統領ルーズベルトは昭和天皇へ親書を送り、ジョセフ・グルー駐日大使に暗号文の翻訳を急がせたものの、親電は東京中央電信局で15時間留め置かれ、最終的に昭和天皇の元に届いたのは開戦直前（日本時間8日未明）で手遅れであった。
12月7日の朝9時（日本時間7日午後11時）に日本大使館に出勤した電信課員は、午前10時頃に14分割目の解読作業を開始し、昼の12時30分頃（日本時間8日午前1時30分）に全文書の解読を終了した。14分割目も奥村により修正・清書され、そして午後2時20分（日本時間8日午前3時20分）に特命全権大使の来栖三郎と大使の野村吉三郎より、国務省にてコーデル・ハル国務長官に手交された。
しかし、これはそもそも日本政府の設定した「手交指定時間」から1時間20分遅れで、日本陸軍のイギリス領マレー半島コタバル上陸の2時間50分後、日本海軍のアメリカのハワイの真珠湾攻撃の1時間後だった。そのために、日本政府は後にアメリカ政府より宣戦布告の遅延が非難されることになる。
こうして日本（外地含む人口:約1億人）は、中華民国と（人口:約4億人）の戦いを続けながら、ついにイギリス（オーストラリアやニュージーランド、イギリス領マラヤやイギリス領インド帝国なども含む。大英帝国とそれらの植民地含む人口:約5億人）、アメリカ（アメリカ領フィリピンなども含む。植民地含む人口:約1億5000万人）、オランダ（正式には植民地であるオランダ領東インド。なお本国はイギリスへ亡命。植民地含む人口約2億人）、カナダ（人口:約1500万人）などとの間にも開戦することとなり、ここで、ヨーロッパ戦線や北アフリカ戦線から、アジア戦線やアメリカ・太平洋戦線、オセアニア戦線へと全世界に戦域が広がり、まさに世界大戦となる。
なおワシントンD.C.の日本大使以下大使館員は、12月7日以降は自宅にものを取りに行く以外は地元警察とFBIに守られた大使館にいることを余儀なくされ、12月29日にはメキシコやキューバなど中南米の敵国となった一部の国の大使館員と、アメリカの全土の領事館員とその家族と一緒に、バージニア州のホット・スプリングあるリゾートホテルに行くことを指示された。イギリスやカナダ、オーストラリアやニュージーランドの日本大使館も同様の対応であった。

## 経過（アジア・太平洋・オセアニア・北アメリカ・東アフリカ）

### 1941年

#### マレー作戦

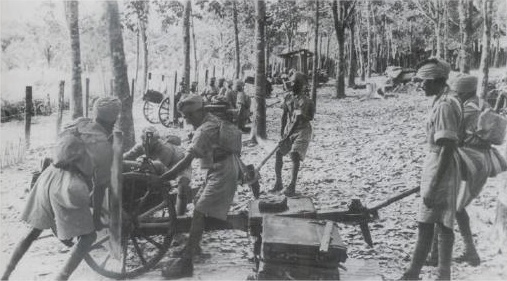
日本軍と戦うイギリス軍インド師団（1941年12月8日）

1941年12月8日午前1時35分（日本標準時）/12月8日午前0時35分（マレー標準時）に英領マレーのコタバルで行われた日本陸軍とイギリス陸軍との戦い（マレー作戦）により、太平洋における戦闘が開始され、アジア太平洋戦線が第二次世界大戦へ発展した。なお前述の通り、日本はイギリスとオランダに対しては宣戦布告は行わなかった。
12月7日夜半、日本陸軍の馬来部隊主隊および護衛隊本隊はコタバル沖80～100海里付近に達し、イギリス海軍艦隊の反撃に備えながら上陸作戦支援の態勢を整えた。当初予期されたイギリス領マレーの上陸地点でのイギリス航空部隊の反撃はなく、イギリス海軍艦隊も認めない状況を鑑み、8日午前0時35分に小沢治三郎中将は予定通りの上陸を決意した。「予定どおり甲案により上陸決行、コタバルも同時上陸」の意図を山下奉文中将に伝えて同意を得て分進地点に到着すると、各部隊は予定上陸地点（コタバル方面、シンゴラ・パタニ方面、ナコン方面、バンドン・チュンポン方面、プラチャップ方面）に向かって解列分進した。
佗美浩少将率いる第18師団佗美支隊が、淡路山丸、綾戸山丸、佐倉丸の3隻と護衛艦隊（軽巡川内旗艦の第3水雷戦隊）に分乗し、8日午前1時35分にタイ国境に近いイギリス領マラヤ北端のコタバルへ上陸作戦を開始した。しかし、マレー上陸作戦で最も困難な任務を負ったコタバル上陸部隊の佗美支隊は、日本軍の上陸に備えていたイギリス陸軍の水際陣地に苦戦した。日没までにコタバル飛行場を占領する目標は達せられなかったが、800名以上の死傷者を出す激戦ののち、8日夜半占領に成功。9日午前にはコタバル市街に突入し、防戦一方のイギリス陸軍を急追して南進を続けた。また、陸軍の第三飛行集団は8日、9日、タナメラ、クワラベスト飛行場を攻撃し、両基地の占領に成功した。さらに、多くのイギリス軍の航空機の鹵獲に成功、コタバル周辺のイギリス航空部隊を一掃し、マレー半島をシンガポールに向けて南下した。

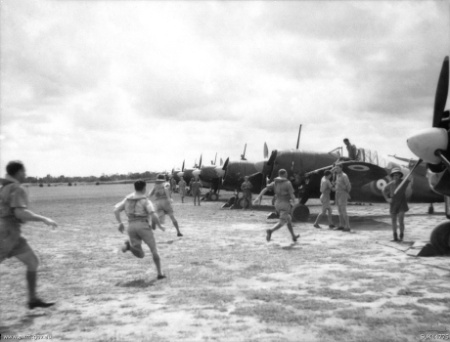
日本軍機迎撃のために出撃するイギリス軍戦闘機

イギリス陸軍はかねてから国際情勢、特に日本との関係悪化を受けて、東南アジアにおける一大拠点であるマレー半島およびシンガポール方面の兵力増強を進めており、開戦時の兵力はイギリス兵19,600人、イギリス領インド帝国兵37,000人、オーストラリア軍15,200人、その他16,800人の合計88,600人に達していた。兵力数は日本陸軍の開戦時兵力の2倍であったが、イギリス軍やオーストラリア軍は訓練未了の部隊も多く戦力的には劣っていた。さらに軍の中核となるべきイギリス陸軍第18師団は、いまだイギリスより地中海を避けて喜望峰とインド洋を通りドイツ海軍の潜水艦攻撃を避け時間をかけて、マレー半島に輸送途上であった。
イギリス空軍マレー半島司令部は、開戦前に本国へ幾度も増強の要請をしたが、本国ではドイツ空軍のイギリス本土猛攻に対する防衛（バトル・オブ・ブリテン）に手一杯であり、遠いマレー半島の空軍増強の要請に対応できなかった上、上記の陸軍と同じくドイツ海軍の潜水艦攻撃を避けて運搬したため、時間が大幅にかかった。その結果、開戦当時のマレー半島のイギリス空軍の中心は、ブルースター・F2Aバッファローやブリストル ブレニムなどの、当時としても二線級機とならざるを得なかった。
さらにイギリス空軍は日本軍の技術に対する研究が不十分であり、「ロールス・ロイスとダットサンの戦争だ」と、人種的な偏見により日本軍の航空部隊を見くびっていた。その結果、日本軍の零式艦上戦闘機や一式陸上攻撃機、九六式陸上攻撃機などの新鋭機に、よく訓練された飛行士による攻撃に総崩れとなった。
また同日に日本陸軍は、イギリス領のシンガポールと並ぶ極東植民地の要である香港への攻撃を開始したほか、中華民国の上海のイギリスやアメリカ租界を瞬く間に占領した。日本に占領されたものの、残ったイギリスやアメリカ、オランダやオーストリア、デンマークやフランスなど連合国の職員と評議員は、その職から解任されたにもかかわらず、1943年に日本陸軍に抑留されるまで職の管理存続に動いていた。

#### 真珠湾攻撃

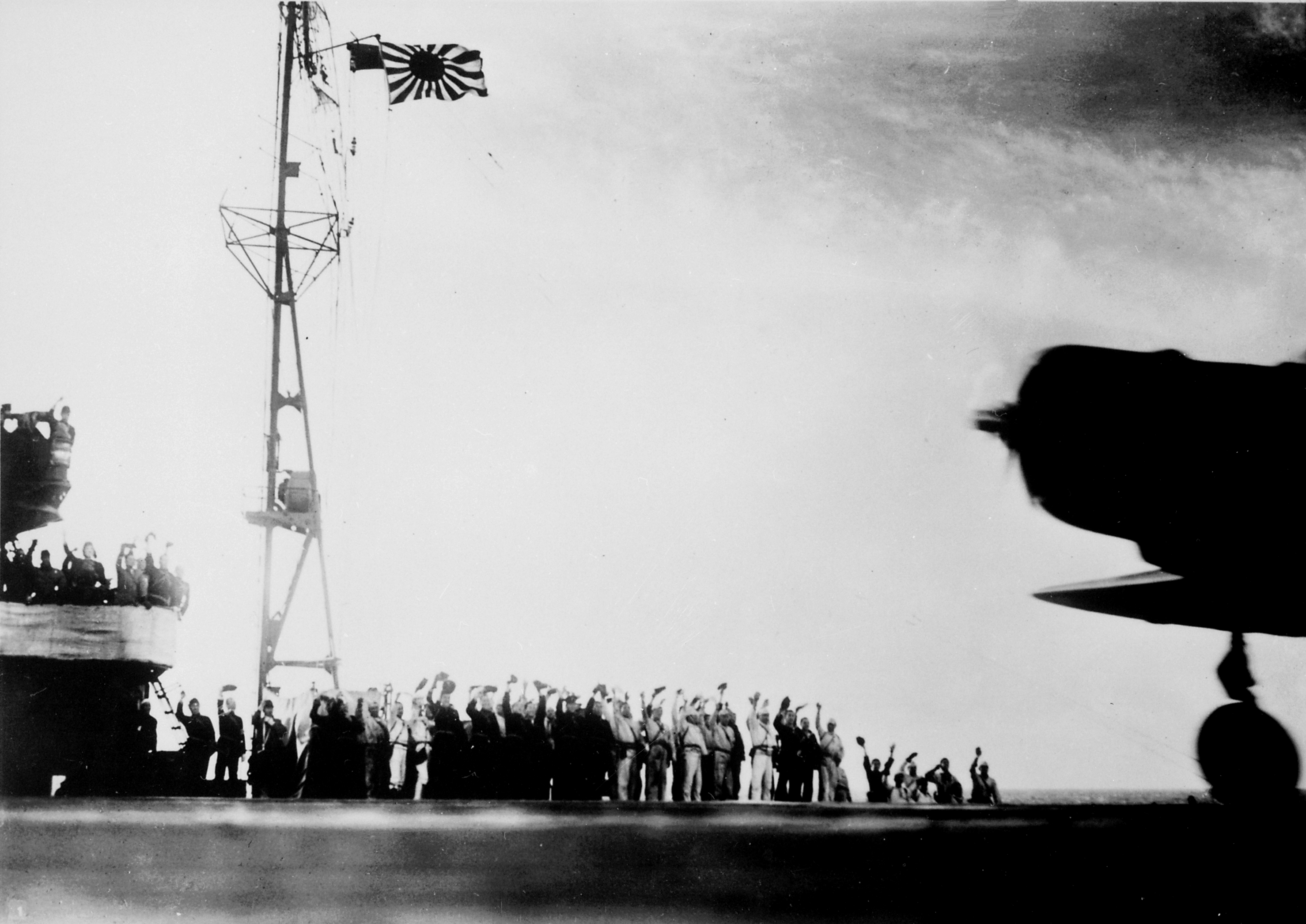
「翔鶴」からハワイに向け発艦する九七式艦上攻撃機（1941年12月7日/ハワイ時間）

日本軍のイギリス領マレー半島上陸開始の約1時間半後（12月8日午前3時過ぎ（日本標準時）/12月7日午前8時過ぎ（太平洋ハワイ標準時）、日本海軍6隻の航空母艦とその搭載機、小型潜水艇などにより、ハワイのオアフ島（当時のアメリカ自治領で、アメリカが1898年に武力で統合）にあった、真珠湾のアメリカ海軍太平洋艦隊に、攻撃（真珠湾攻撃）が行われた。日本海軍は山本五十六大将指揮の下、当時世界最大の空母機動部隊を保有していた。
前日12月6日（ハワイ時間）の夜には「日本軍の2個船団をカンボジア沖で発見した」というイギリス軍からもたらされた情報が、アメリカ海軍のハズバンド・キンメル大将とウォルター・ショート中将にも届いた。キンメルは太平洋艦隊幕僚と真珠湾にある艦船をどうするかについて協議したが、「空母を全て出港させてしまったため、艦隊を空母の援護なしで外洋に出すのは危険」という意見で一致したのと、「週末に多くの艦船を出港させるとハワイ市民に不安を抱かせる」と判断し、真珠湾にいる艦隊をそのまま在港させることとした。また同日、パープル暗号により、東京からワシントンの日本大使館に『帝国政府ノ対米通牒覚書』が送信された。パープル暗号はすでにアメリカ側に解読されており、その電信を傍受したアメリカ陸軍諜報部は、その日の夕方に米大統領ルーズベルトに翻訳文を提出したが、それを読み終わるとルーズベルトは「これは戦争を意味している」と叫んだ。しかし引き続きアメリカ側は軍に対して何の防御も取らなかった。
7日の午前7時10分に日本軍の小型潜水艇がオアフ島に近づいたことで、たまたまアメリカ海軍の駆逐艦「ワード」から攻撃を受けたが（ワード号事件）、ハワイ周辺海域では日本の漁船などへの誤射がしばしばあったことからその重要性は認識されなかった。また、その直後にはアメリカ軍の哨戒機が湾口1マイル沖で潜水艦を発見し爆雷攻撃を行ったとの報告もなされたが、その報告を聞いた海軍参謀らは駆逐艦「ワード」からの報告も含めて長々と議論するばかりで結論を出すことができず、陸軍に連絡することすらしなかったため、陸軍は警戒態勢の強化を図ることができなかった。さらに、これが大規模な日本海軍の攻撃開始とは気づかなかった真珠湾のアメリカ海軍の将兵のほとんどが、日米間の緊張した状況を知らされず、ほとんどが演習だと信じ込んでいた。

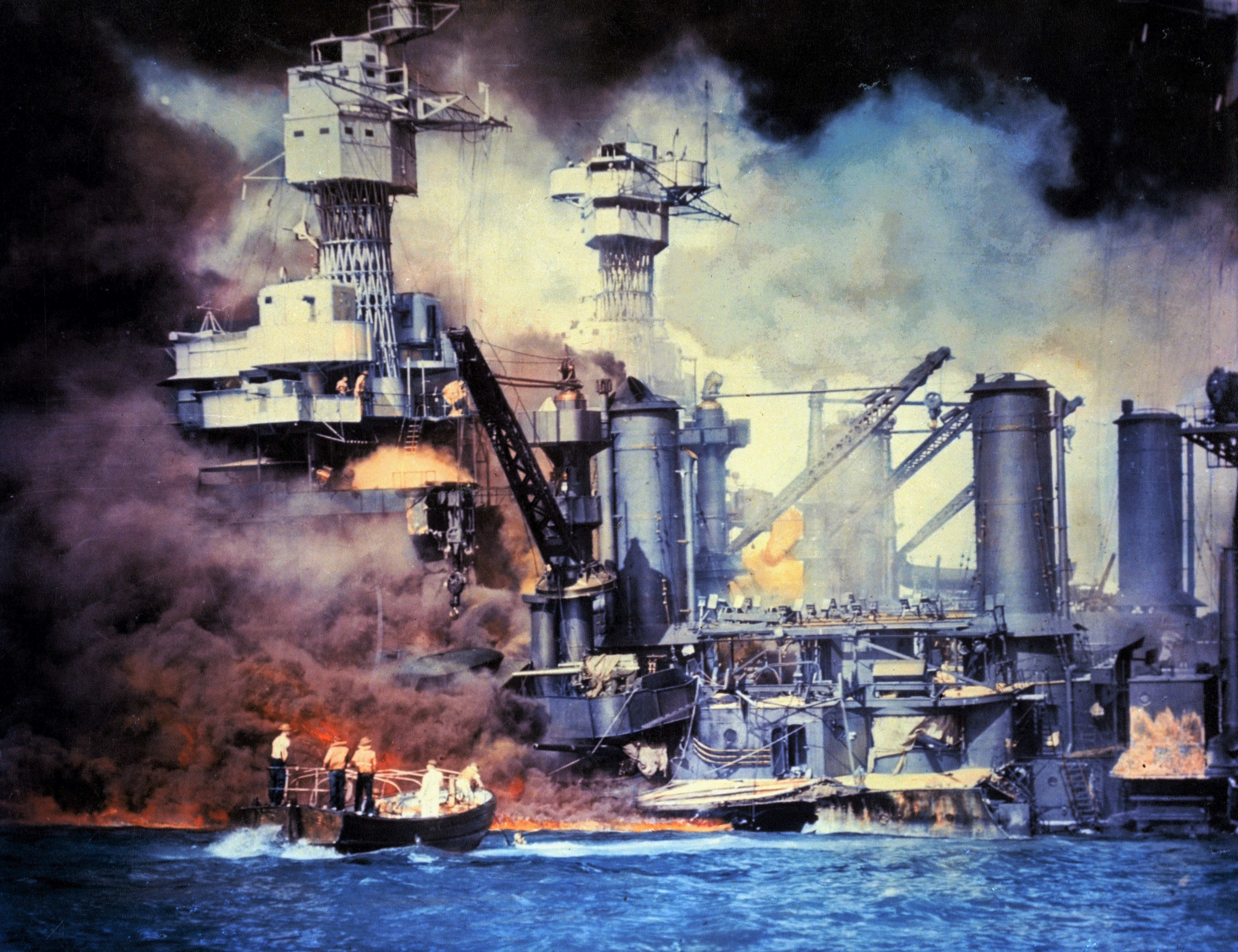
炎上するアメリカ海軍太平洋艦隊のウェストバージニア（1941年12月8日/日本時間）

日本海軍の最初の魚雷は、8日午前3時過ぎ（日本標準時）/12月7日午前8時過ぎ（ハワイ標準時）に「ウエストバージニア」に命中し、8時過ぎ、加賀飛行隊の九七式艦上攻撃機が投下した800kg爆弾がアリゾナの四番砲塔側面に命中した。以降は日本海軍機は一方的な攻撃を展開し、9時前には第2次攻撃も開始し、オアフ島真珠湾上の「アリゾナ」や「オクラホマ」など戦艦4隻沈没、戦艦「ペンシルバニア」1隻大破、戦艦1隻中破、軽巡洋艦2隻大破、駆逐艦3隻大破、ボーイングB-17やカーチスP-40など陸海軍航空機328機破壊、航空基地施設多数破壊をはじめ2400人以上の死者を出し、これに対し日本軍はわずか29機の未帰還機と特殊潜水艇5隻の未帰還の被害で終えた。
その結果、オアフ島に本拠地を置くアメリカ海軍太平洋艦隊の戦艦部隊は戦闘能力を一時的に完全に喪失するなど、アメリカ海軍艦隊に大打撃を与えて、側面から南方作戦を援護するという作戦目的を達成した。なお激しい戦闘の最中に、ホノルル港に停泊していたオランダ海軍の「ヤーヘルスフォンテイン」が日本軍機に向けて搭載している対空砲の射撃を行った。なおこの時点ではオランダやその植民地政府は、日本に対して宣戦布告はしていなかった（オランダが日本に宣戦布告したのは12月10日）。
アメリカ海軍太平洋艦隊をほぼ壊滅させたものの、とどめを刺す第3次攻撃隊を送らず、オアフ島の燃料タンクや港湾設備を徹底的に破壊しなかったこと、攻撃当時アメリカ海軍空母が出港中で、空母と艦載機を同時に破壊できなかったことが、後の戦況に影響を及ぼすことになる。なお、当時日本軍は短期間で勝利を重ね、有利な状況下でアメリカ軍をはじめ連合軍と停戦に持ち込むことを画策。そのため、軍事的負担が大きくしかも戦略的意味が薄い、という理由でハワイ諸島への上陸は考えていなかった。しかし、大統領のルーズベルト以下当時のアメリカ政府首脳は、日本軍のハワイ諸島上陸を危惧し、ハワイ駐留軍の本土への撤退とハワイ諸島のアメリカ利権の廃棄を想定し、早くも日本軍の上陸を見通して、「HAWAII」の印の入った、ハワイのみで流通する特別なドル紙幣が使われることとなった。さらに、7日昼にはサンフランシスコなどアメリカ西海岸に非常事態宣言が出された上、さらにルーズベルトは日本海軍空母部隊によるアメリカ本土西海岸への空襲の後に、アメリカ本土西海岸から中西部への侵攻の可能性が高い、と分析していた。
また、日本政府が日米交渉の一方で戦争準備を進めていたこと、さらに日本国大使館員による宣戦布告の遅延があったことは、その後アメリカ政府による「卑劣なだまし討ち」というプロパガンダとして、長年後世に渡って使用されることとなった。ただし、先に日本が開戦したイギリスに対しては宣戦布告が行われなかった上、1939年9月のドイツとソ連のポーランド侵攻の際も完全に宣戦布告が行われなかったなど、当時は宣戦布告が行われないのが一般的な流れであり、このように喧伝されることはなかった。さらにアメリカは、レンドリース法でイギリスやオーストラリア、中華民国に武器を与えていることに加え、米比戦争やシベリア出兵、第二次世界大戦以後もアメリカはベトナム戦争やイラク戦争などで宣戦布告なく戦争を行っている。
なおカナダは真珠湾攻撃を理由にアメリカに先んじて対日宣戦布告を行い、次いでアメリカも対日宣戦布告を行い、揃って連合軍の一員として正式に第二次世界大戦に参戦した。また、すでに日本と日中戦争（支那事変）で戦争状態の中華民国は12月9日、日独伊に対し正式に宣戦布告（詳細は「日中戦争」の項を参照）。なお、満洲国や中華民国南京国民政府も、日本と歩調を合わせて連合国に対し宣戦布告した。
アメリカは瞬く間にグアムやフィリピン、さらにアメリカ固有の領土のアッツ島を日本軍の手により失い、その上に本土西海岸も数度の爆撃や砲撃を受けるなど敗走を続けることになる。さらにその後日本海軍は、真珠湾攻撃のアメリカ側の軍艦の損傷と修理の状況を、スパイであるベルバレー・ディッキンソンを通じて中立国のアルゼンチンにいる海軍情報部に送らせた。

#### マレー沖海戦

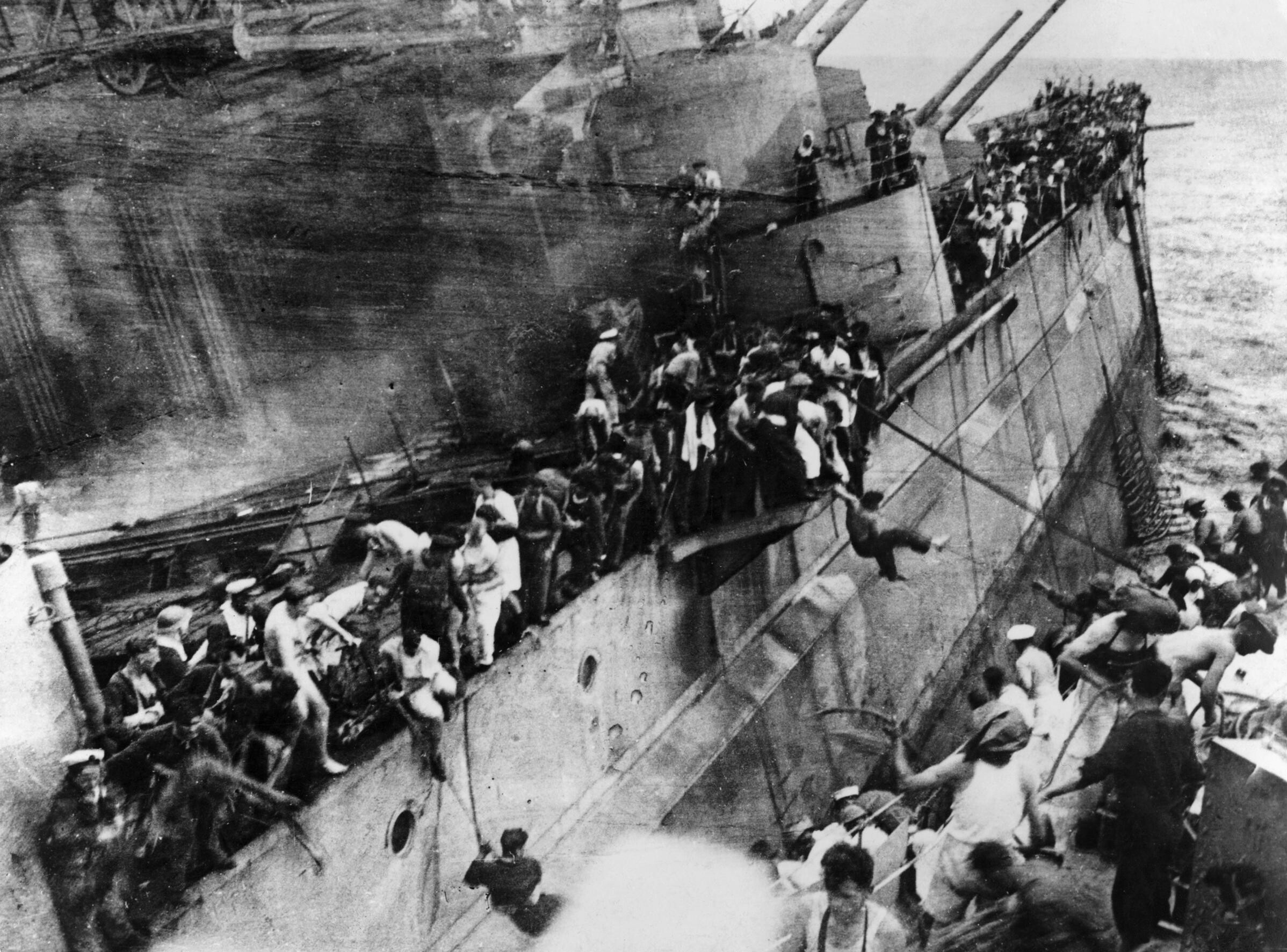
「プリンス・オブ・ウェールズ」から乗員を移乗する駆逐艦「エクスプレス」（1941年12月10日）

12月8日夜半にイギリス空軍司令部がコタバル飛行場から撤退したこともあり、イギリス海軍は哨戒と艦隊上空警戒を約束できなかった。にもかかわらず、イギリス海軍東洋艦隊のトーマス・フィリップス中将は、シンガポールの空軍司令部に戦闘機の艦隊支援に対する要望を書簡にして送付し、シンガポールにいる当時世界最強の海軍を自認していたイギリス海軍東洋艦隊の、戦艦2隻（プリンス・オブ・ウェールズと巡洋戦艦レパルス）、駆逐艦4隻（エレクトラ、エクスプレス、テネドス、オーストラリア籍のヴァンパイア）を率いて出撃した。9日中に日本軍に発見されない場合は、10日早朝に日本軍の船団を攻撃することを決心して北上を続けた。
しかし12月10日に日本海軍により発見され、マレー沖で日本海軍双発爆撃機隊（九六式陸上攻撃機と一式陸上攻撃機）の攻撃が開始され、当時最新鋭の戦艦プリンス・オブ・ウェールズと巡洋戦艦レパルスを一挙に撃沈した（マレー沖海戦）。この攻撃でプリンス・オブ・ウェールズは魚雷7本、爆弾2発。レパルスは魚雷13本、爆弾1発を食らった。日本陸軍側はわずか3機を失い、それに対してイギリス海軍側は2隻併せて将兵840名が死亡した。これは史上初の航空機の攻撃のみによる行動中の戦艦の撃沈であり、この成功はその後の世界各国の戦術に大きな影響を与えた。
なお、当時のイギリス首相のチャーチルは後に「第二次世界大戦中にイギリスが最も大きな衝撃を受けた敗北だ」と語った。また議会に対して「イギリス海軍始って以来の悲しむべき事件がおこった」と報告した。なお、日本軍航空隊は救助作業を行うイギリスの駆逐艦を攻撃せず、救助作業を妨害しなかった。さらに戦闘の数日後、第二次攻撃隊長だった壱岐春記海軍大尉は、部下中隊を率いてアナンバス諸島電信所爆撃へ向かう。途中、両艦の沈没した海域を通過し、機上から沈没現場の海面に花束を投下して日英両軍の戦死者に対し敬意を表した。
この海戦の結果、インド洋に進出していたイギリス東洋艦隊の大部分が日本軍の航空攻撃を警戒し、マレー方面進出を断念したためマレー作戦は順調に進行した。コタバルへ上陸した日本陸軍は、極東におけるイギリス軍の最大の拠点であるシンガポールを目指し半島を南下、突然の日本陸軍の急襲に、後ろ盾になるはずの東洋艦隊を失ったイギリス軍は敗走を続けた。

#### 日本軍の進撃

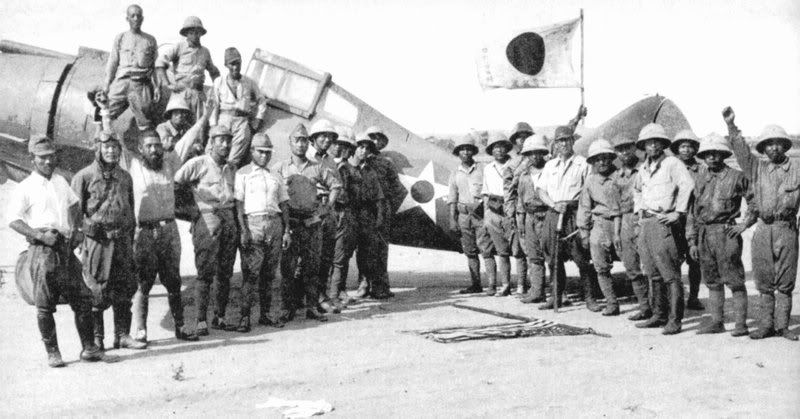
フィリピンのオラニ飛行場を占領した日本軍

日本軍はアメリカの植民地であったフィリピンにも侵攻した。12月8日に真珠湾が攻撃されると、アメリカ極東陸軍司令官ダグラス・マッカーサー大将にもその報告がされたが、部下からの台湾の日本軍飛行場への爆撃や、航空機の避難などの進言に対してマッカーサーが決断を下せない間に、日本軍がフィリピン最大の飛行場クラークフィールド飛行場を爆撃し、新兵器の大型爆撃機B-17を含む航空戦力が壊滅してしまった。マッカーサーはドワイト・アイゼンハワー大佐らと、独立予定のフィリピン軍の育成をしており、アメリカ軍装備のフィリピン・スカウトと、アメリカ陸軍フィリピン部を統合したアメリカ極東陸軍15万人の兵力で、上陸する日本軍を迎え撃つこととなったが、上陸してきた本間雅晴中将率いる第14軍4万人に歯が立たず、貯蔵していた大量の食糧や物資を残したまま、首都マニラを放棄してバターン半島とコレヒドール島に籠城した。しかし、マッカーサーを追い詰めた日本軍は、籠城したアメリカ軍兵力を過小評価しており、主力の第48師団を蘭印作戦に転出させたため、圧倒的に兵力に勝るアメリカ軍を攻めあぐねることとなった。
太平洋のアメリカ領のグアム島にも日本軍は侵攻。なおグアムにおける戦闘はわずか1日で終結し、死傷者の合計は日本側が戦死者1名・負傷者6名、アメリカ側が戦死者36もしくは50名、負傷者80名を数えていた。捕虜となったアメリカ兵は、アメリカ人と地元住民合わせて650名であった。
12月11日、日本の対連合国への宣戦を受け、日本の同盟国ドイツ、イタリアもアメリカへ宣戦布告。これにより、戦争は名実ともに世界大戦としての広がりを持つものとなった。

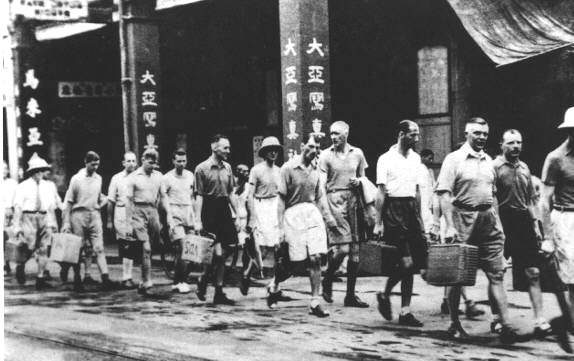
日本軍に降伏する香港のイギリス人（12月28日）

これに先立ち12月8日に、イギリス領土の東アジアの要である香港へ攻撃を開始した日本陸軍は、ストーンカッター海軍基地などがある中心の九龍半島の攻略を開始した。啓徳空港もこの際に攻撃され、イギリス空海軍機や、サンフランシスコから到着したばかりのパンアメリカン航空のシコルスキー S-42をはじめとする民間機など14機が日本陸軍に破壊された。これによりイギリス軍が使用できる全航空機を失ってしまう。なお日本軍は攻略に数週間を見込んでいたが、準備不足のイギリス軍は城門貯水池の防衛線を簡単に突破され13日には九龍半島から撤退した。
さらに12日に日本陸軍が攻撃を開始した香港島では、中心地の中環を中心にイギリス陸海軍は頑強に抵抗し、日本陸軍にも多くの死者を出したものの、兵站に大切なレサボア（貯水池）を占拠されて25日に全面降伏し、日本陸軍は香港一帯を占領した。降伏の交渉は日本軍が司令部を置いていた九龍半島の「ペニンシュラホテル」の3階で行われた。
日本陸軍は700人を超える戦死者を出したが、対するイギリス軍も1,700人を超える死者を出し、捕虜となったイギリス軍は11,000名。内訳はイギリス人が5,000名、英領インド人が4,000名、カナダ人が2,000名であった。日本陸軍はわずか18日間で香港攻略を完了した（香港の戦い）。
日本軍は、香港に隣接するポルトガル植民地マカオには、中立国植民地を理由に侵攻せず、結局終戦まで進攻は行わなかった。しかし12月17日、ポルトガル領ティモールは日本軍による利用を警戒したオランダ軍とオーストラリア軍に保障占領の名目で占領された。ポルトガルのアントニオ・サラザール首相は、イギリスに対し抗議し、12月19日にポルトガルの議会でイギリスへの糾弾演説を行った。
12月17日には、伊7潜水艦とその積載偵察機がオアフ島を偵察し、アメリカ海軍が昼夜を問わず真珠湾の基地を修繕していることを確認。もう一度オアフ島の真珠湾をたたくことを検討する（K作戦を参照）。12月23日には、井上成美海軍中将指揮の下で同じくアメリカ軍の基地があるウェーク島も、2隻の駆逐艦を失うなど苦戦したが日本軍が占領した。

#### 日本軍のアメリカ本土攻撃

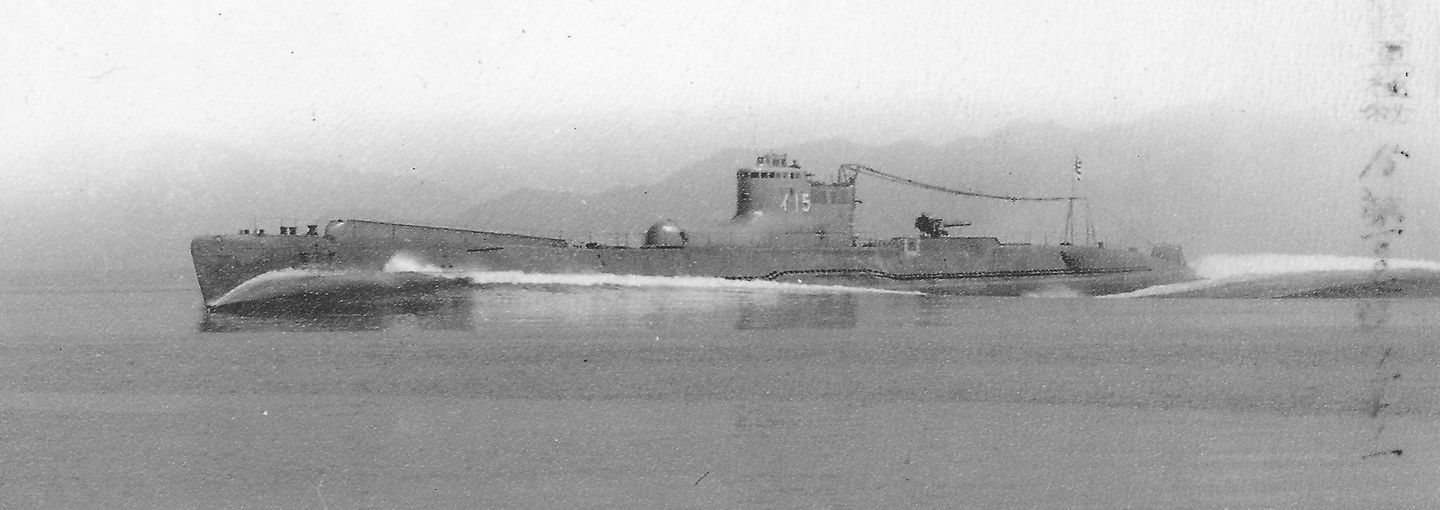
アメリカ西海岸沿岸で通商破壊戦を行った日本海軍の伊15

このような状況下で、日本海軍は真珠湾攻撃の援護を行っていた巡潜乙型潜水艦計9隻（伊9、伊10、伊15、伊17、伊19、伊21、伊23、伊25、伊26。10隻との記録もある）を、太平洋のアメリカとカナダ、メキシコなどの西海岸沿岸に展開し、12月20日頃より連合国、特にアメリカやカナダに通商破壊戦を展開し、中でも商船やタンカーなどを沿岸の住人が見れるほどの距離で砲撃、撃沈し、西海岸の住人を恐怖のどん底においた。
さらには、太平洋のアメリカ西沿岸地域に展開していた日本海軍の潜水艦10隻が、カリフォルニア州のサンディエゴ、モントレー、ユーレカ、オレゴン州のアストリアなどの複数の都市の海軍基地などの軍事施設を一斉に攻撃するという作戦計画があった。しかし、「クリスマス前後に砲撃を行い民間人に死者を出した場合、アメリカ国民を過度に刺激するので止めるように」との指令が出たため中止になった。なお、この日本海軍本部の砲撃中止指令に至る理由は諸説ある。

### 1942年

#### シンガポール陥落

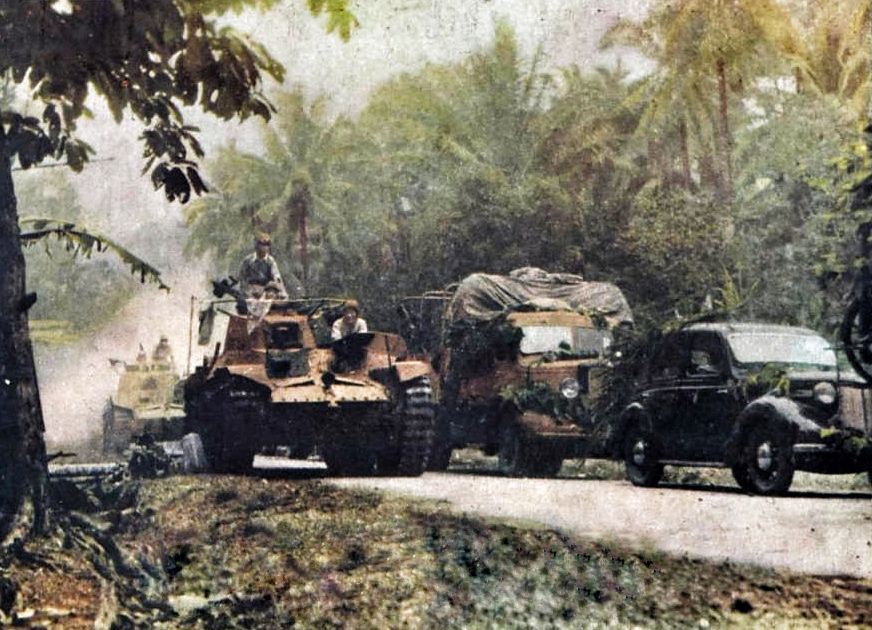
マレー半島を進む日本軍（1942年1月）

東南アジア唯一の独立国だったタイ王国は、当初は中立を宣言していたが12月21日、日本との間に日泰攻守同盟条約を締結し、事実上枢軸国の一国となったことで、1月8日にイギリス軍やアメリカ軍がバンコクなど都市部への攻撃を開始。これを受けてタイ王国は1月25日にイギリスとアメリカに宣戦布告した。また日本が進出したフランス領インドシナでは、従前のヴィシー政権による植民地統治が日本によって認められ、軍事面では日仏の共同警備の体制が続いた。情報交換や掃海作業などでは両軍で協力が行われている。
1月に日本は、母国がドイツとの戦いに敗れ失ったオランダの亡命および植民地政府とも開戦し、ボルネオ島（カリマンタン）、ジャワ島とスマトラ島などにおいて、日本1国でイギリス、アメリカ、オランダ、オーストラリア、ニュージーランドなど連合軍に対する戦いで勝利を収めた。
南米においては、ブラジルが、アメリカの大統領フランクリン・ルーズベルトからの圧力を受けて、1942年1月に連合国として参戦することを決定した。ただし、戦場から遠いことを理由に太平洋戦線には参戦せず、ヨーロッパ戦線に参戦した。また、ドイツやイタリアと友好関係にあったアルゼンチンは中立を保った。一方、佐世保鎮守府が管掌する旅順の旅順要港部は、1月15日をもって廃止された。

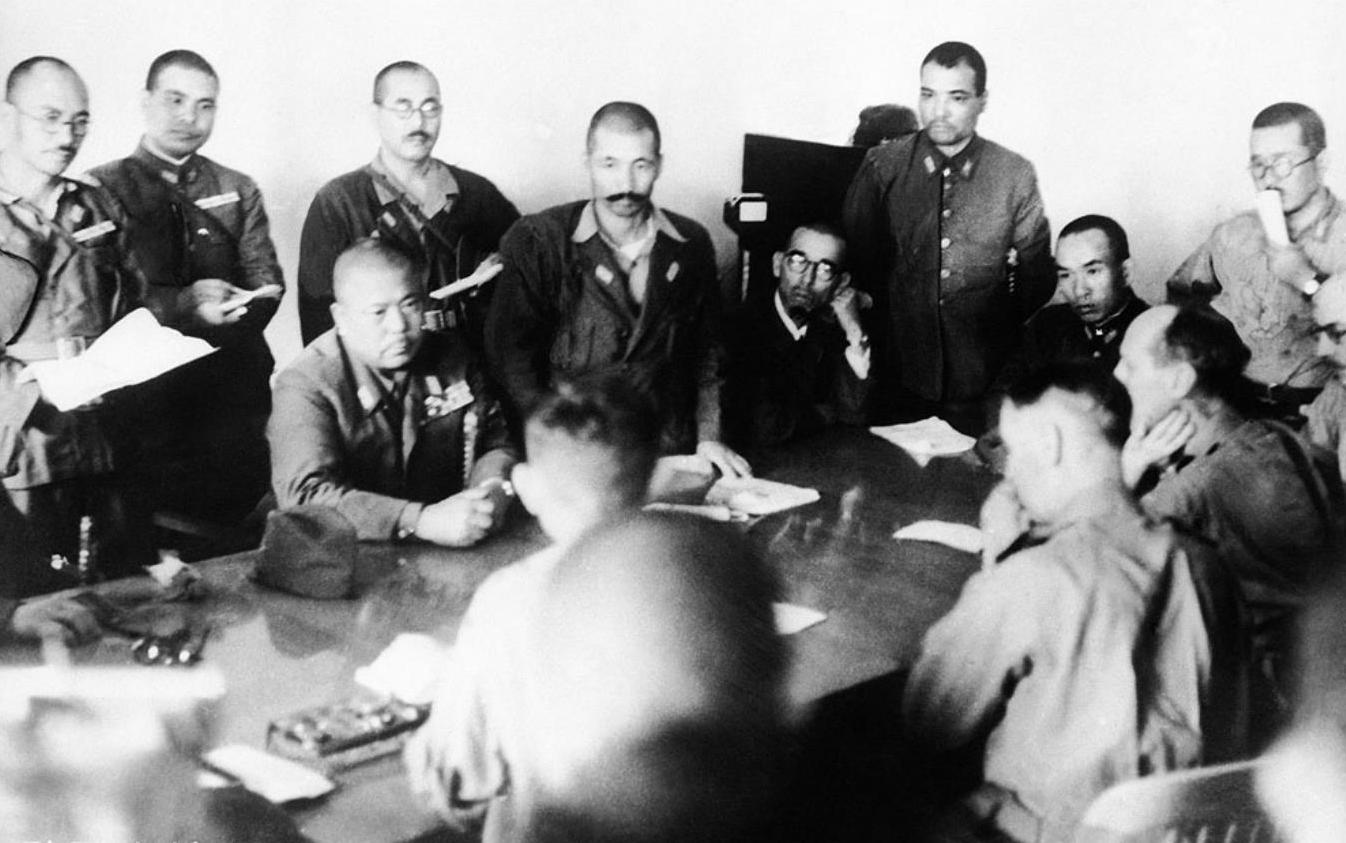
シンガポールにて降伏交渉を行う山下中将とパーシヴァル中将（1942年2月）

日本軍は9日にイギリス領マレー半島のセランゴールを占領、11日午前12時にクアラルンプールの外港の背後にあるクランを占領し、クアラルンプールから海上への退路を遮断した。イギリス軍はクアラルンプール付近で抵抗を企図していたが、日本の迅速な進撃により組織的抵抗の余裕を失い、1月10日に飛行場、停車場を自ら爆破し、11日にはほぼその撤退を完了していた。
ジョホール州に迫った日本軍は同地を陥落させ、イギリスの東南アジアにおける最大の拠点シンガポールに迫った。2月4日朝に軍砲兵隊は射撃準備を終え以後逐次射撃を開始し、シンガポールへの攻撃は軍砲兵の攻撃準備射撃で始まった。8日に日本軍は軍主力のジョホール・バルの渡河を開始、第18師団長牟田口廉也中将が戦闘で負傷するほどの激戦となったが、渡河に成功しシンガポール市街に向かって進撃を開始した。進撃路の途中には要衝ブキッ・ティマ高地があった。ブキッ・ティマ高地はシンガポールの水源であると共に、シンガポール市街を守る防衛線の核で、その周辺の高地も含めてイギリス軍は強固な陣地を構築しており、その攻略は必須であった。日本軍は紀元節までのブキッ・ティマ高地攻略を目指して強攻を続け、大きな損害を被りながらも、最後は日本軍得意の夜襲で、ブキッ・ティマ高地に占領した。
要衝ブキッ・ティマ高地を失ったイギリス軍はシンガポール市街に立て籠り、2月13日にはシンガポール郊外のケッペル港で戦闘が開始された。イギリス軍は15インチ（380㎜）要塞砲などの要塞砲を日本軍に浴びせて激しく抵抗したが、司令官のアーサー・パーシバル中将は、チャーチルからの「シンガポールを絶対に死守せよ」との命令に反して降伏を決意し、第25軍はイギリス軍の降伏を受け入れたため、シンガポールは日本軍の手に墜ちた。
マレー半島の戦いも含め大英帝国は死傷者20,000人に加えて、イギリス兵35,000人、オーストラリア兵15,000人、インド兵67,000人、現地義勇兵14,000人の合計131,000人以上が捕虜となるなど甚大な損害を被った。パーシバルに死守を命じていたチャーチルはこの敗戦に衝撃を受けて『大英帝国史上最悪の災害と最大の降伏』と後々まで悔やむこととなった。イギリスの隣国であるアイルランドでは長年にわたる支配への恨みから反英感情が強く、特に独立運動を弾圧してきたパーシヴァルが降伏したことで元アイルランド共和軍（IRA）幹部らが、ダブリン駐在の別府節弥日本国領事を囲んで祝賀会を開いたという。日本の損害は、戦死1,713名、戦傷3,378名に上った。陥落後シンガポールを日本は「昭南」と改名し、陸海軍基地を構え以降終戦まで日本軍の占領下に置いた。

#### 南方資源地帯の確保

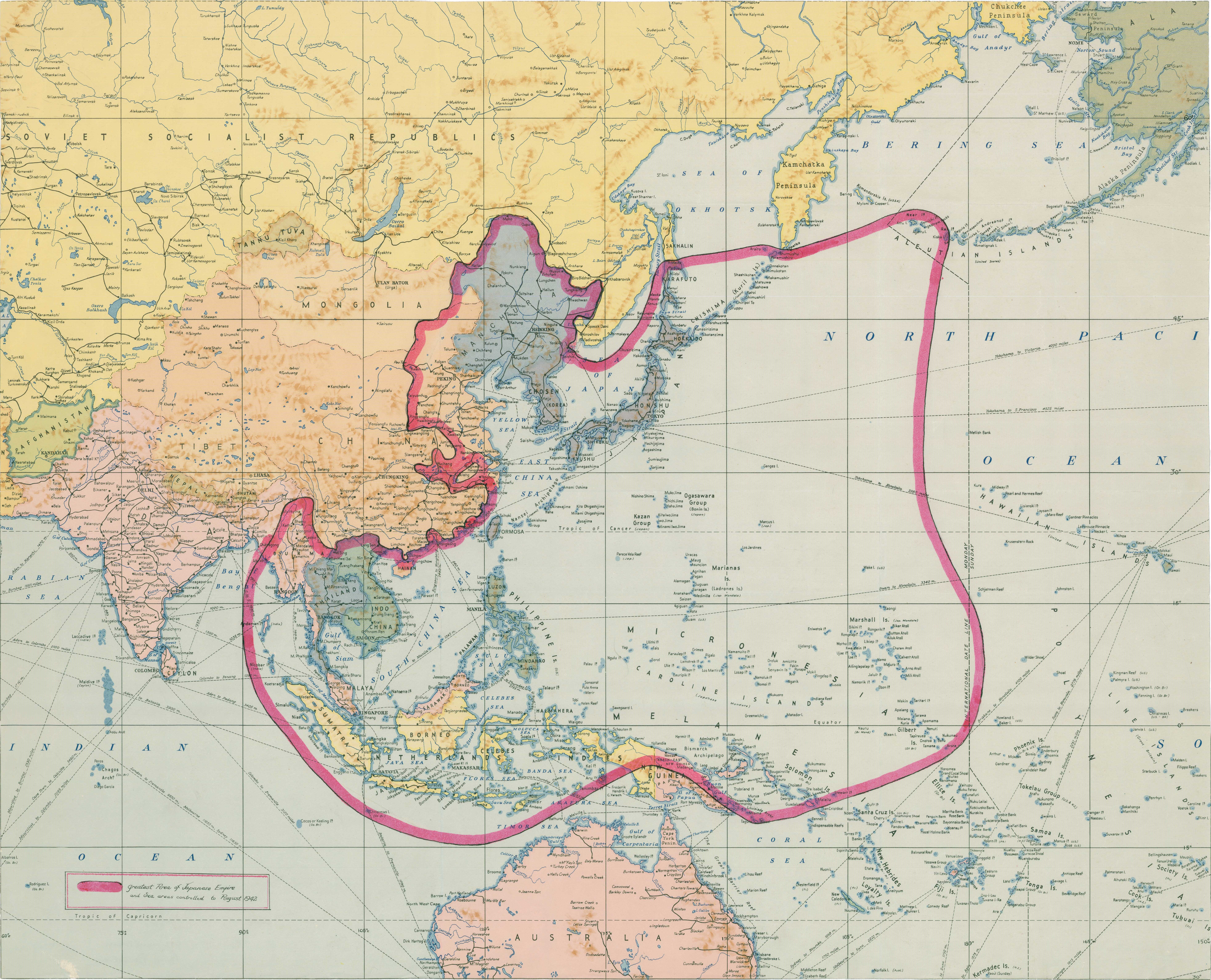
大日本帝国の最大勢力範囲図（1942年8月時点）

日本海軍は、2月に行われたジャワ沖海戦でオランダ海軍とアメリカ海軍を中心とする連合軍諸国の艦隊を撃破する。この海戦後も日本軍の進撃は止まらなかった。2月8日にマカッサル、2月10日-11日にバンジャルマシンに上陸しこれを攻略した。続くスラバヤ沖海戦では、連合国海軍の巡洋艦が7隻撃沈されたのに対し、日本海軍側の損失は皆無と圧勝した。
このような中でオランダ軍は同月、1940年5月の独蘭開戦後にスマトラ島で捕え、イギリス領インド帝国に輸送しようとした際にドイツ人収容者数百人を死亡させるという「ファン・イムホフ号事件」が発生している。

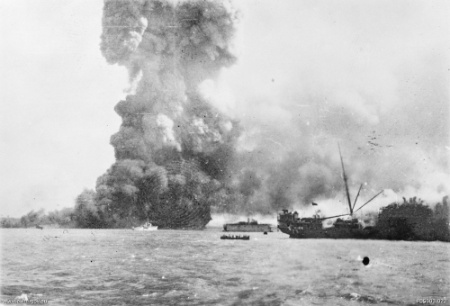
ダーウィン港内で炎上するオーストラリア海軍艦船 (1942年2月）

2月19日には、4隻の日本航空母艦（赤城、加賀、飛龍、蒼龍）はオーストラリア北西のチモール海の洋上から計188機を発進させ、オーストラリア本土への空襲を行った。これらの188機の日本海軍艦載機は、オーストラリア北部のポート・ダーウィンに甚大な被害を与え9隻の船舶が沈没した。同日午後に54機の陸上攻撃機によって実施された空襲は、街と王立オーストラリア空軍 (RAAF) のダーウィン基地にさらなる被害を与え、駐留するイギリス軍やアメリカ軍にも被害を与え、20機の軍用機が破壊された。
オーストラリア軍やイギリス軍は警戒したが日本軍は上陸しなかった。しかし、オーストラリア北部への日本軍の空襲や機銃掃射などの攻撃は繰り返し行われ、1月22日にはヴェッセル諸島近海でオーストラリア海軍掃海艇「パトリシア・キャム」を撃沈したほか、ダーウィンの燃料タンクを空襲で破壊するなどの戦果を上げている。また、日本軍の爆撃によりオーストラリア民間人735人が死亡している。これ以降オーストラリアでは、ダーウィンからケアンズ、タウンズビルに至る広範囲な地域において日本軍の空襲が毎月のように行われ、約2年後の1943年11月まで続くことになった。
2月20日に、日本軍は、イギリス軍が占領下に置いていたポルトガル領のティモール島全島を占領した。ディリの守備にあたっていた連合軍約1300名の大部分は山中に逃亡し、中立国のポルトガル軍は日本軍に対して抵抗しなかった。以降、ポルトガル領マカオに続いてポルトガル領ティモールも日本軍の統治下になった。

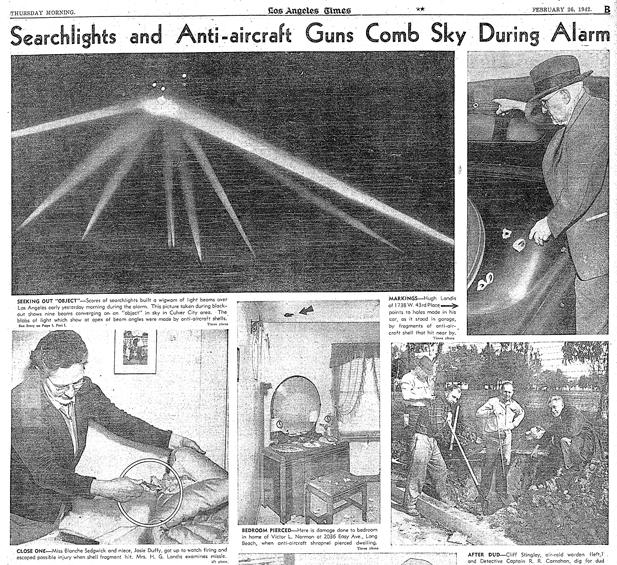
「ロサンゼルスの戦い」を報じるロサンゼルスタイムズ紙（1942年2月）

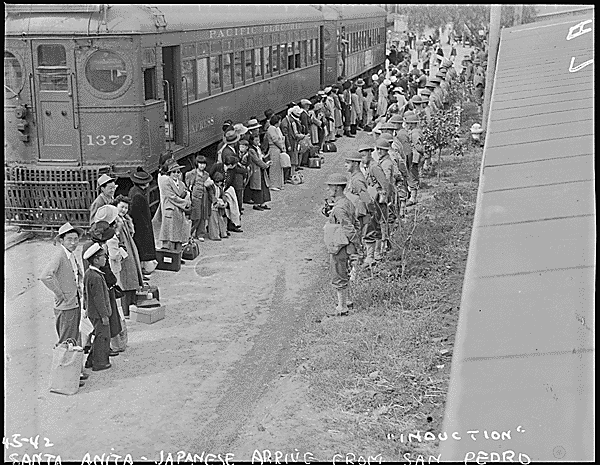
強制収容所に運ばれる日系アメリカ人（1942年4月）

2月24日に、日本海軍伊号第十七潜水艦が、アメリカ西海岸カリフォルニア州・サンタバーバラ市近郊エルウッドの製油所を砲撃し、製油所の施設を破壊した。これで日米戦においては、先に日本がアメリカの本土を攻撃することとなり、日本軍の攻撃におびえたアメリカ全土を恐怖に陥らせることになった。日本は他にもカナダとメキシコまでの10隻にわたる潜水艦で、広範囲で潜水艦による通商破壊戦を繰り広げた。アメリカ政府および軍は本土への日本軍の攻撃はおろか西海岸への上陸を危惧し、西海岸で防空壕の準備を進めたほか、学徒疎開などの準備を急ピッチで進めたが、日本軍側にはその意図はなかった。
さらに翌日未明には、ロサンゼルス近郊においてアメリカ陸軍が、日本軍の航空機の襲来を誤認し多数の対空射撃を行い6人の民間人が死亡するという事件（「ロサンゼルスの戦い」）が発生した。この事件に関してアメリカ海軍は「日本軍の航空機が進入した事実は無かった」と発表したが、一般市民は「日本軍の真珠湾攻撃は怠慢なアメリカ海軍の失態」であるとし、過剰なほどの陸軍の対応を支持するほどであった。
しかし、これらアメリカ本土攻撃がもたらした日本軍上陸に対するアメリカ政府の恐怖心と、無知による人種差別的感情が、カリフォルニア州やワシントン州、オレゴン州の西海岸とアリゾナ州、そして準州のハワイ（Territory of Hawaii）から一部の日系アメリカ人と日本人移民約120,000人が、家と仕事を失い軍と警察よって強制的に完全な立ち退きを命ぜられた、日系人の強制収容の本格化に繋がった。なお日系人の強制収容は終戦まで続いた。
なお、ハワイ準州居住の日系人については、全体の人口に対して、その率が島によっては人口の半分程度とあまりにも多く、生活や経済が成り立たなくなると同時に、強制収容所を作るために膨大な経費と土地を必要とすることになるため、一部の社会的影響力があると思われる人のみをオアフ島のホノウリウリ抑留キャンプや本土に移送するにとどめた。
これに対して、FBI長官のエドガー・フーバーは、日系人の強制収容には「スパイと思しき者たちは、真珠湾攻撃の直後にFBIが既に拘束している」として反対している。またこれ以前にも、既に3,500人の日系人が全米のアメリカ軍でさまざまな任務に当たっていた。
また、まもなくジャワ島に上陸した日本軍は疲弊したオランダ軍を制圧し同島全域を占領。10日ほどの戦闘の後、在オランダの東インド植民地軍は全面降伏し、オランダ人の一部はオーストラリアなどの近隣の連合国に逃亡し、残りは日本軍に捕えられた。これ以後、東インド全域は日本の軍政下に置かれ「オランダによる350年の東インド支配」が実質終了した。3月のバタビア沖海戦でも日本海軍は圧勝した。日本陸軍も3月8日、イギリス植民地ビルマ（現：ミャンマー）首都ラングーン（現：ヤンゴン）を占領。連合国は日本軍に連戦連敗し、アジア地域のイギリス、アメリカ、オランダの連合軍艦隊は完全に壊滅した。

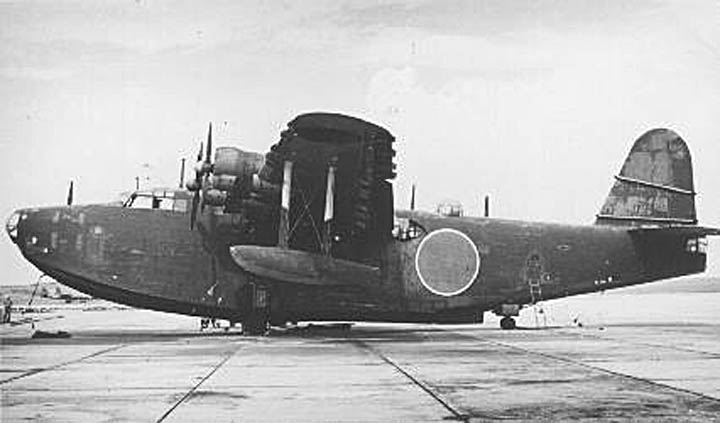
「K作戦」に成功した二式大艇

前年の12月17日にもオアフ島のパール・ハーバーとその周辺を偵察した日本海軍は、1月5日にも伊19より搭載機によるオアフ島の偵察を行った。これによりアメリカ軍が灯火管制もせずに急ピッチで真珠湾攻撃の損害の復旧をしていることを知った。これを受けて大本営]軍部（軍令部）は、パール・ハーバーの復旧活動を妨害すると同時に、当時各地で負け続けであった上に、本土さえ攻撃されているアメリカ軍の士気に更なる損害を加えるため、一三試大型飛行艇（二式大艇）による空襲計画を立ちあげる。
1月17日、連合艦隊参謀長宇垣纏少将は、第六艦隊（司令長官清水光美中将）と第四艦隊（司令長官井上成美中将）に、一三試大艇による作戦研究および計画立案を行うよう伝えた。本作戦は「K作戦」と命名され、補給任務につく潜水艦3隻（伊15、伊19、伊26）は水偵格納筒を改造して、航空燃料補給装置を装備した。 その後2機の二式大艇が横須賀基地からマーシャル諸島ウオッゼ島を出発し、途中フレンチフリゲート礁で潜水艦から燃料補給を受け、3月4日に再度オアフ島パール・ハーバーのアメリカ海軍基地の爆撃を行いこれに成功した。

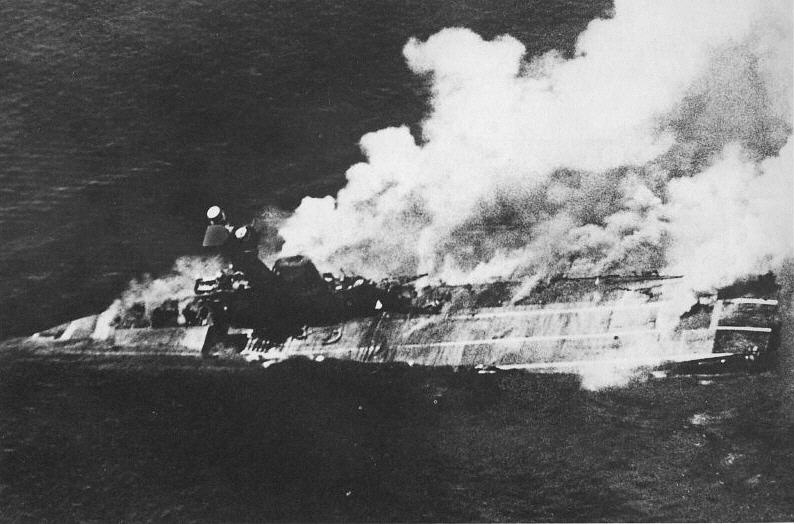
日本軍の攻撃を受け沈没する英空母「ハーミーズ]」（1942年4月）

さらに日本海軍航空母艦の南方部隊指揮下の南雲機動部隊（指揮官南雲忠一第一航空艦隊司令長官、正規空母5隻基幹）と馬来部隊（指揮官小沢治三郎第一南遣艦隊司令長官、巡洋艦6、軽空母1、駆逐艦4）は、4月初旬よりインド洋で機動作戦を実施、翔鶴や瑞鶴を中心とした海軍空母搭載機がイギリス領セイロンのコロンボ、トリンコマリーを空襲した。
さらに4月5日から9日にかけてイギリス海軍の航空母艦ハーミーズ、重巡洋艦コーンウォール、ドーセットシャーなどに攻撃を加え多数の艦船を撃沈した（セイロン沖海戦）。
イギリス艦隊は、第五航空戦隊などの日本海軍機動部隊に全く反撃ができず、当時植民地だったアフリカ東岸ケニアのキリンディニ港まで撤退した。さらにイギリス艦隊は日本海軍が勢いを増して追いかけてくることを懸念し、マダガスカル島まで撤収を余儀なくされるが、日本海軍はイギリス艦隊をさらに追い詰めた。なお、この攻撃に加わった潜水艦の一隻である伊号第三十潜水艦は、その後8月に戦争開始後初の遣独潜水艦作戦（第一次遣独潜水艦）としてドイツへと派遣され、エニグマ暗号機などを持ち帰った。

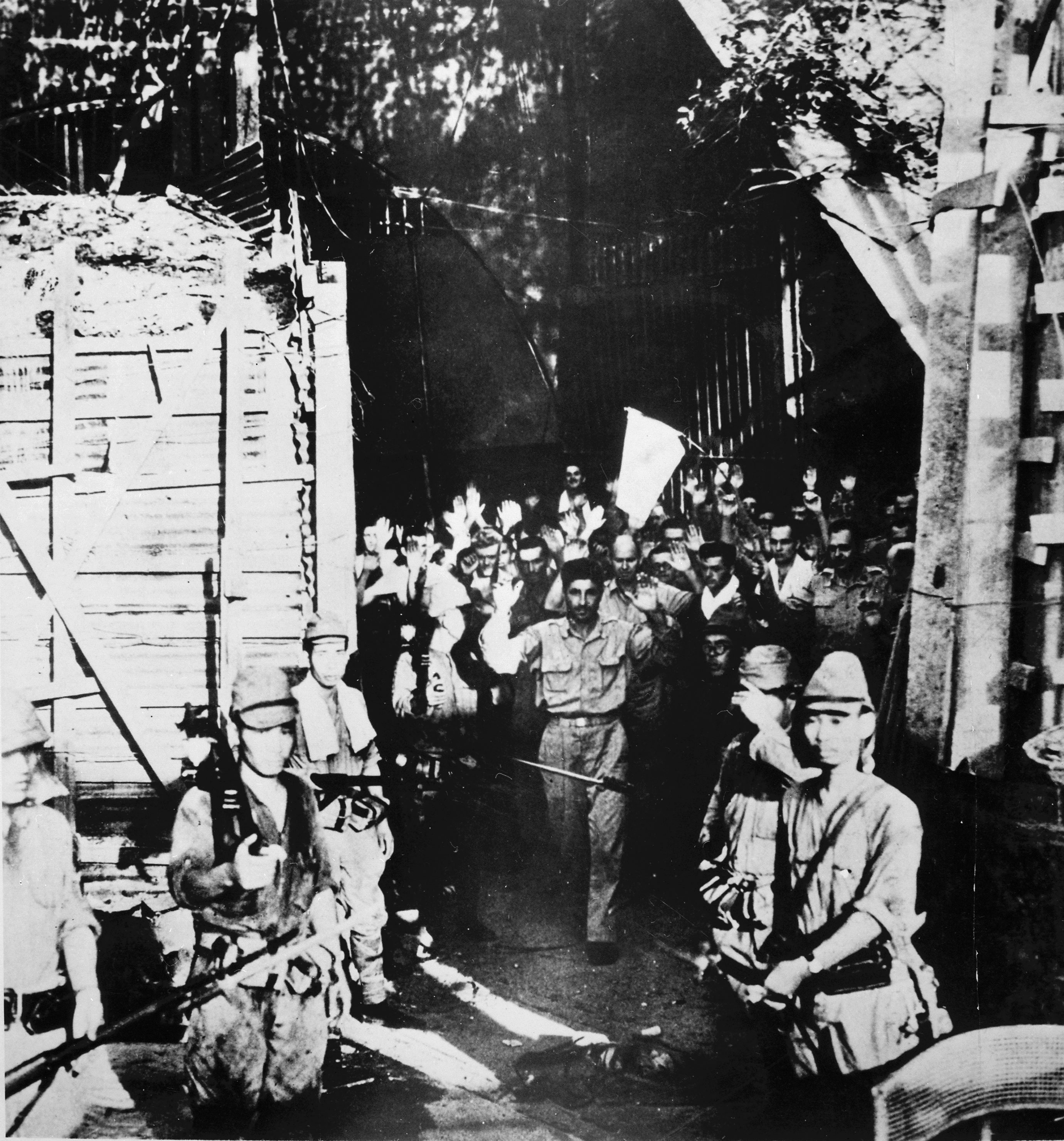
コレヒドール島にて日本軍に降伏するアメリカ軍（1942年5月）

フィリピンでは司令官のマッカーサー以下10万人の将兵が、バターン半島とアメリカ軍によって要塞化されていたコレヒドール島に追い詰められていたが、備蓄食料を早々に食いつくし飢餓に苦しめられていた。飢えとの戦いに苦しめられているマッカーサーを「2か月にわたって日本陸軍を相手に『善戦』している」とアメリカ本国では「英雄」として派手に宣伝して祭り上げていたが、マッカーサー本人は自ら捕虜になりかねない状態に追い込まれて、アメリカ本国に何度も増援派遣を懇願していたが、アメリカにその余裕はなく無視され続けた。しかし、アメリカ陸軍参謀総長まで務めたマッカーサーが捕虜になる影響の大きさを懸念したルーズベルトによって、マッカーサーはオーストラリアへ脱出して、日本軍への反撃の指揮を執るよう命じられ、3月11日に家族や幕僚と共にPTボートでコレヒドール島を脱出、その後ミンダナオ島経由でオーストラリアへ逃亡した。これは大統領の命令とはいえ、マッカーサーの軍歴に泥を塗るものとなった。マッカーサーが逃亡した後も、バターン半島とコレヒドール島は約2か月間持ち堪えたのち、増援を得た日本軍の総攻撃の前に5月6日に降伏した。
バターンで日本軍に降伏したアメリカ軍将兵は76,000名にもなり、『戦史上でアメリカ軍が被った最悪の敗北』と言われたが、降伏を受け入れた日本軍は、当初からバターンに籠ったアメリカ軍の兵士数を把握できておらず、予想外の捕虜に対し食糧も運搬手段も準備できていなかった。また、降伏した将兵は飢餓と病気で消耗しきっていたが、司令官の本間雅晴中将はそういう事情を十分知らされていない中で、バターン半島最南部からマニラ北方のサンフェルナンドまで90kmを徒歩で移動するという捕虜輸送計画を承認した。衰弱していた捕虜たちは、マラリア、疲労、飢餓と日本兵の暴行や処刑で7,000名〜10,000名が死ぬこととなり、後にアメリカで『Bataan Death March（バターン死の行進）』と称されて、日本への敵愾心を煽ることとなった。敵前逃亡して面目を失っていたマッカーサーは「近代の戦争で、名誉ある軍職をこれほど汚した国はかつてない。正義というものをこれほど野蛮にふみにじった者に対して、適当な機会に裁きを求めることは、今後の私の聖なる義務だと私は心得ている」という声明を発表し、この後汚名返上とバターンの敵討ちのため、連合国南西太平洋軍（SWPA）司令官として、オーストラリアからの連合軍の反攻を指揮していくこととなった。

#### 日本本土初空襲と珊瑚海海戦

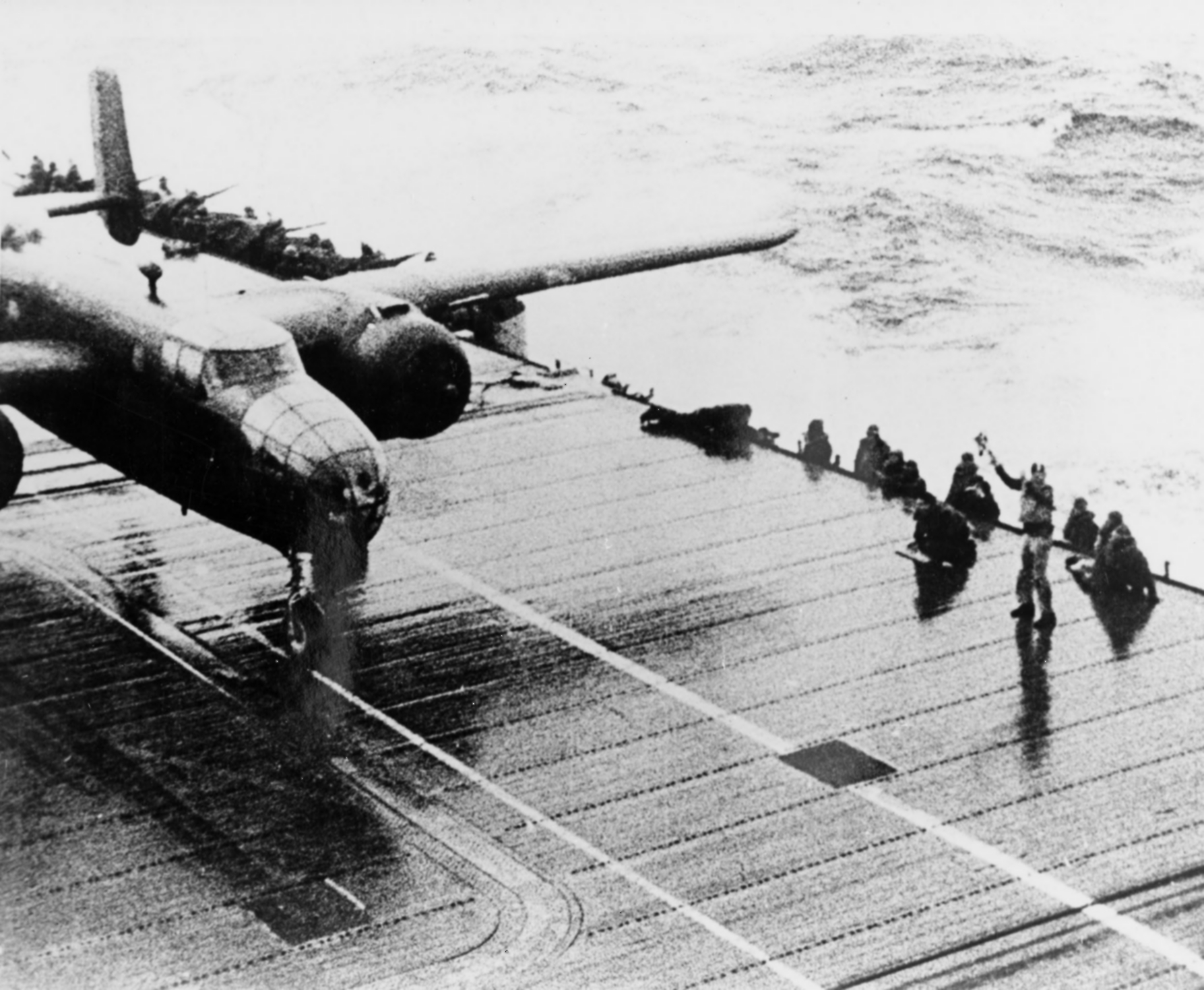
空母ホーネット飛行甲板上のB-25（1942年4月）

敗戦続きのうえ、アメリカ本土までが攻撃され、ルーズベルトは国民戦意の低下を懸念しており、日本本土を攻撃して戦意を煽ることを考えていた。ルースベルトの強い意志もあってアメリカ統合参謀本部は、「航続距離の長い陸軍航空軍の爆撃機を空母から発艦させ、日本本土を爆撃する」という作戦を決定し、改造した「B-25」で東京を爆撃して、そのまま中国の飛行場に着陸するという計画を立てた。アメリカ海軍のなかには、戦術的な効果が殆ど望めない作戦で貴重な空母を必要以上の危険に晒すことに反対意見も根強かったが、ルーズベルトに忖度した軍上層部の強い意志で作戦は決行された。
1942年4月18日、東京から700マイルの地点まで接近した空母ホーネットから、予定より7時間早い08:15にジミー・ドーリットル中佐率いる16機のB-25が発艦した。日本軍は勝利続きで完全に油断しており、アメリカ海軍機動部隊に日本本土近海への接近を許しただけでなく、来襲したB-25をまともに迎撃することすらできなかった。B-25は東京のほか、横浜、横須賀、名古屋を空襲し、中国方面に離脱したが、16機全機が不時着などで失われた。日本がこの空襲で受けた被害は限定的であったが、この影響は大きなものとなり、ルーズベルトの狙い通りアメリカ国民の士気は大いに高まったが、一方で日本軍は本土防空体制の強化に迫られたことと、連合艦隊司令長官山本五十六大将は、既に決まっていたミッドウェー島攻略作戦のMI作戦決行に意を強くしている。

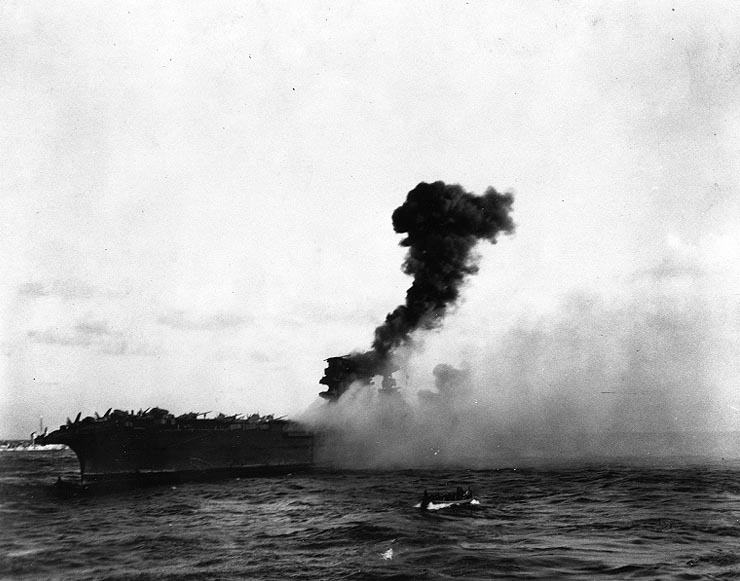
炎上するアメリカ海軍空母レキシントン（1942年5月）

5月7日、8日の珊瑚海海戦では、日本海軍の空母機動部隊とアメリカ海軍の空母機動部隊が、歴史上初めて航空母艦の艦載機同士のみの戦闘を交えた。この海戦でアメリカ軍は大型空母レキシントンを失ったが、日本軍も小型空母祥鳳を失い、大型空母翔鶴も損傷した。この結果、日本軍はニューギニア南部、ポートモレスビーへの海路からの攻略作戦を中止。陸路からのポートモレスビー攻略作戦を目指すが、オーウェンスタンレー山脈越えの作戦は困難を極め失敗する。
日本軍は第二段作戦として、アメリカとオーストラリア間のシーレーンを遮断し、オーストラリアを孤立させる「米豪遮断作戦」（FS作戦）を構想した。5月31日には、オーストラリアのシドニー港に停泊していた連合国艦隊に向けて、日本海軍の特殊潜航艇によるシドニー港攻撃が行われた。伊24搭載艇は港内に在泊していたアメリカ海軍の重巡洋艦シカゴを発見し魚雷を2発発射した。2発とも外れたと見えたが、岸壁に係留されていたオーストラリア海軍の宿泊艦クッタブルの艦底を通過して岸壁に当たって爆発した。これによりクッタブルは沈没し19名が戦死した。また、その隣に係留されていたオランダ海軍の潜水艦K IXも爆発の衝撃で損傷した。なおこの時に難を逃れたアメリカ海軍のシカゴは、1943年に日本軍に撃沈されている。また、日本海軍はこの頃ペナンを基地とした潜水艦隊にてインド洋のアフリカ東海岸沿岸からオーストラリア西海岸にて通商破壊戦を行い、数十隻の撃沈、撃破に成功している。

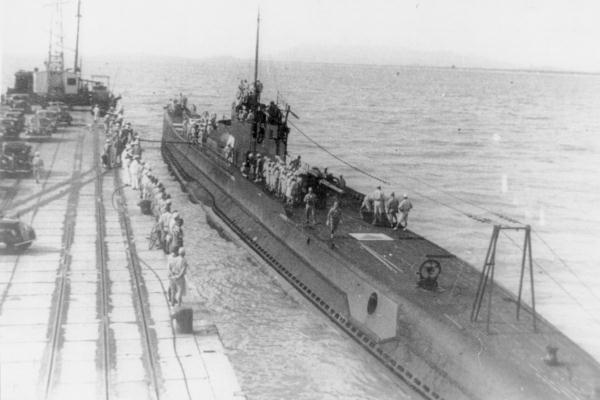
マダガスカルに向けた出港準備をする日本海軍の伊10（1942年5月）

イギリス軍は、敵対する親独フランス・ヴィシー政権の植民地である南アフリカ沿岸のマダガスカル島を、日本海軍の基地になる危険性があったため、南アフリカ軍の支援を受けて占領した（マダガスカルの戦い）。これに対抗するべくドイツ海軍からの依頼を受け、日本軍の潜水艦は伊30が1942年4月22日に、伊10と特殊潜航艇（甲標的）を搭載した伊16、伊18、伊20が1942年4月30日にペナンを出撃し、南アフリカのダーバン港の他、北方のモンバサ港、ダルエスサラーム港、そしてディエゴ・スアレス港への攻撃を検討した。
その結果、5月30日から6月4日にかけて、搭載した甲標的がディエゴスアレス港を攻撃し、攻撃によりイギリス海軍の戦艦ラミリーズに魚雷1本、油槽船ブリティッシュ・ロイヤルティ（British Loyalty, 6,993トン）に魚雷1本が命中し、ブリティッシュ・ロイヤルティは撃沈された。さらに、南アフリカ沿岸のマダガスカル島に上陸した特殊潜航艇の艇長秋枝三郎大尉（海兵66期）と艇付の竹本正巳一等兵曹の2名が、6月4日にイギリス軍と陸戦を行い、両名はイギリス軍による降伏勧告を拒否し、15人のイギリス軍部隊を相手に軍刀と拳銃で戦いを挑みイギリス軍兵士を死傷させるなどの戦果を上げている。
日本海軍によるマダガスカル方面への攻撃は、戦艦1隻大破、大型輸送船1隻撃沈。地上戦でイギリス軍兵士1名の死者と5人に重軽傷を負わせるなど一定の戦果を上げたが、先に実施されたセイロン沖海戦における勝利によりイギリス海軍をインド洋東部から放逐し東南アフリカ沿岸まで追いやるなど、この時点における最大の目的を達成していた日本海軍にとって、マダガスカル方面は主戦場から遠く離れており、また友邦のドイツ軍もいなかったことから、日本海軍はこれ以上の目立った作戦行動は行われなかった、

#### 日本軍のアメリカ領土占領

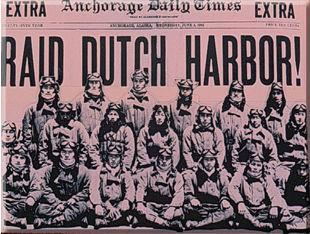
ダッチハーバーへの攻撃を報じるアメリカの新聞（1942年6月）

日本海軍は、同年6月3日から行われたアメリカのアラスカ準州のアリューシャン列島西部要地の攻略または破壊を目的として行われたAL作戦で、アラスカのベーリング海における漁業や通商の拠点となる重要な港であるダッチハーバーのアメリカ軍基地への空母「龍驤」「隼鷹」を主力とする航空隊による空襲を行い、大きな被害を出すことに成功した。
また6月6日には、アラスカ準州のアッツ島に北海支隊1,200人が上陸したが、同島にアメリカ軍の守備隊は存在せず特段反撃を受けることもなく占領に成功する（日本軍によるアッツ島の占領）。これは第二次世界大戦においてアメリカ本土に日本軍を含む枢軸国軍が上陸、占領した初めてのことで、続いて7日にキスカ島に第三特別陸戦隊550名、設営隊750名が上陸し、同島も守備隊は存在せず占領に成功する。日本軍にとってキスカ島、アッツ島上陸は戦略的には重要ではなく、実際に占領後も少ない守備隊しか置かなかった。アメリカ合衆国本土が外国軍隊により占領されたのは1812年の米英戦争以来初めてのことであった。

#### ミッドウェー海戦

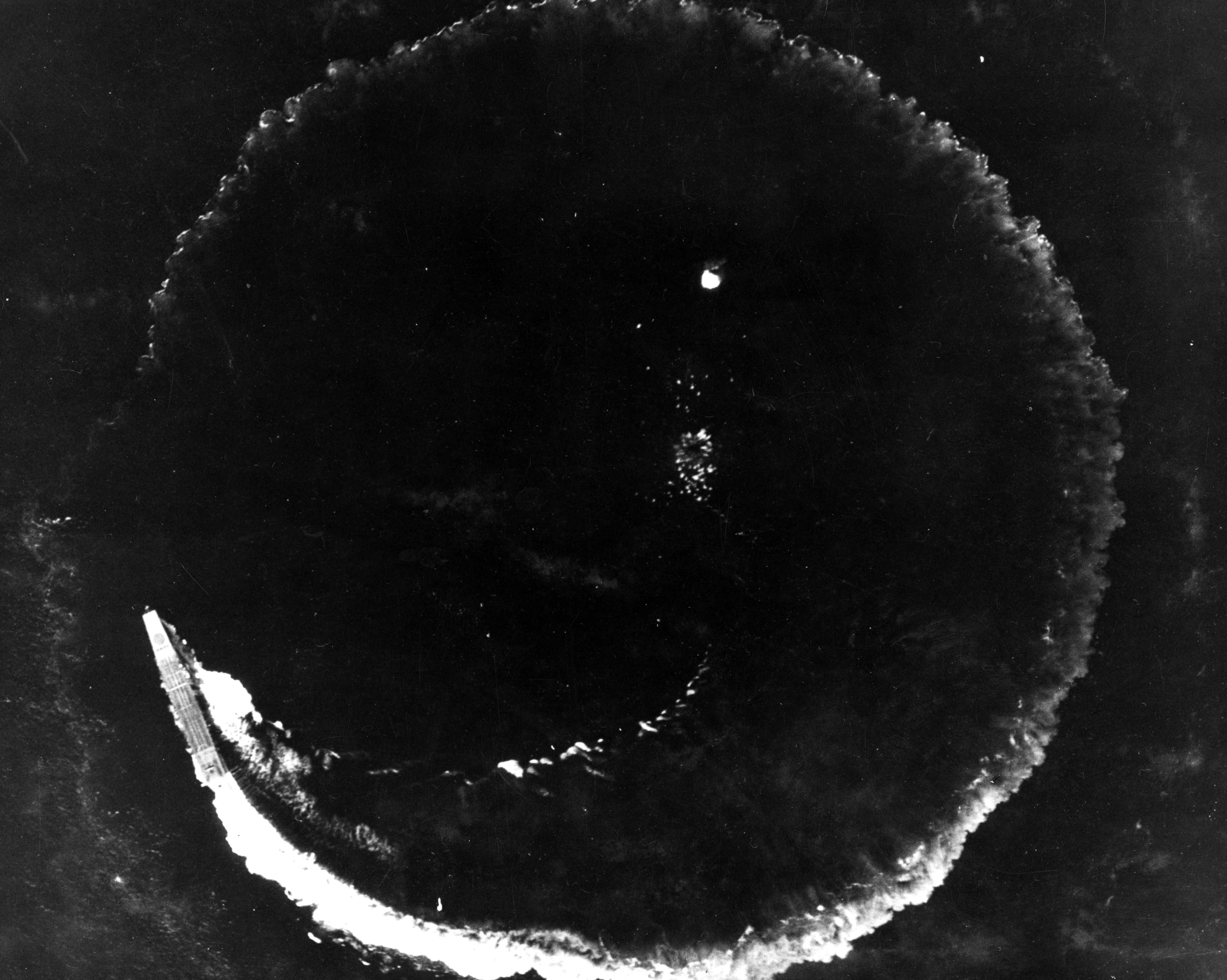
ミッドウェー海戦で回避行動中の空母蒼龍（1942年6月）

1942年6月、日本軍は太平洋中央のアメリカ軍の拠点ミッドウェー島に侵攻し、迎撃に出てくるアメリカ機動部隊を撃滅せんとするMI作戦を計画、これまで太平洋を席巻していた第一航空艦隊を主力とする機動部隊、空母4、戦艦4、重巡洋艦10、軽巡洋艦34に加え、後詰めとして戦艦大和など戦艦7、空母1、軽巡洋艦3、駆逐艦21といった連合艦隊の総力を結集して、輸送艦16隻に分乗した一木支隊3,000人と海軍陸戦隊2,800人と共にミッドウエー島に向けて出撃した。しかし、アメリカ海軍情報局がパープル暗号を暗号解読して、作戦計画を事前に入手しており、万全の体制で日本軍を待ち構えていた。まずはミッドウエー島の飛行場許容量いっぱいとなる、PBYカタリナ飛行艇30機、B-17爆撃機17機を配置して索敵能力を強化、26機の戦闘機（ブルースター F2A）、34機の索敵爆撃機（TBD、SB2U）、6機のB-26に新兵器のTBFアベンジャーも6機配備されて攻撃力も強化していた。
ニミッツは太平洋上可動艦艇をかき集めて、空母3、重巡洋艦7、軽巡洋艦1、駆逐艦14をレイモンド・スプルーアンス少将に託し、日本軍機動部隊を迎え撃った。空母のうち1隻は先の珊瑚海海戦で損傷したヨークタウンであり、日本軍はその損傷の程度からしばらくは戦線復帰困難と判断していたが、真珠湾のドックでわずか3日で修理を完了し合流しており、艦船の数は日本軍が圧倒的に勝っていたとはいえ、艦載機数ではほぼ互角、陸上機を合わせた航空戦力ではアメリカ軍の方が上回ることとなった。6月4日には日本海軍機動部隊は早くもミッドウエー島のPBYカタリナ飛行艇に発見され、6月5日未明に日本海軍の空母から出撃した艦載機がミッドウエー島飛行場を攻撃し大損害を与えたものの、その後のミッドウエー島飛行場からの反撃で、日本海軍機動部隊は損害こそなかったが、アメリカ海軍機動部隊とミッドウエー飛行場両方を相手にする必要に迫られた。
日本海軍機動部隊の動向は、ミッドウエー島の航空隊によって捕捉され続けており、スプルーアンスは、日本空母がミッドウエー攻撃隊を収容している時間帯を狙って3隻の空母からほぼ全艦載機を出撃させた。日本海軍も重巡洋艦利根の零式水上偵察機がようやくアメリカ海軍機動部隊を発見し「敵らしきもの10隻みゆ」と報告してきたが、とき既に遅く、アメリカ軍艦載機の編隊が日本海軍機動部隊上空に現れて、たちまち主力空母赤城、加賀、蒼龍の3隻が炎に包まれた。わずかに生き残った飛龍は第二航空戦隊司令官山口多聞少将の指揮で反撃し、ヨークタウンを大破させたが（後、潜水艦「伊一六八」により撃沈）、飛竜もアメリカ軍艦載機の攻撃で沈没し山口も戦死した。連合艦隊司令長官山本五十六大将は空母部隊の壊滅によりミッドウエー島攻略をあきらめざるを得ず、艦隊に撤退を命じた。
6月4日-6日にかけてのミッドウェー海戦で、日本海軍機動部隊は偵察の失敗や判断ミスが重なり、主力正規空母4隻（赤城、加賀、蒼龍、飛竜）を一挙に失い、加えて300機以上の艦載機と多くの熟練パイロットも失った。一方でアメリカ海軍機動部隊は正規空母1隻（ヨークタウン）を損失するにとどまった。日本海軍としては、実に1598年の慶長の役における露梁海戦以来の敗戦となったが、これまで日本軍の快進撃を支えてきた精強な空母部隊の一部を失ったことで、意のままに攻勢を取ることができるといった優位性を失うこととなった。
この戦いは連合国側では、「[エル・アラメインの戦い」、「スターリングラードの戦い」と共に「第二次世界大戦の主な転換点となった戦い」と評されている。

#### 日本軍のカナダとアメリカ本土基地攻撃

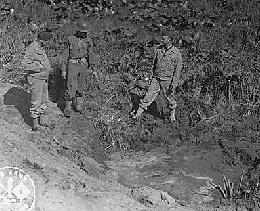
フォート・スティーブンスの被害を調べるアメリカ兵（1942年6月）

アリューシャンとミッドウエーで、日本、アメリカ両軍が戦った後の6月20日には、北太平洋で通商破壊作戦中の乙型潜水艦の「伊号第二十六潜水艦」が、第二次世界大戦で初めてカナダ本土を攻撃した。
バンクーバー島西方5浬地点で浮上し、レーダー基地へ向け主砲弾17発を発射したが、荒天と視界不良により命中せず、ほとんどがエステバンポイントの灯台周辺に着弾した。砲撃後伊26は現場を離れ、5隻のカナダ船とカナダ空軍のスーパーマリン ストランレアが伊26の迎撃にむかったが、伊26を見つけられなかった。
翌21日には「伊号第二十五潜水艦」がアメリカのオレゴン州アストリア市のフォート・スティーブンス陸軍基地へ砲撃を行った。当初は、アストリア市街も攻撃目標に含んでいたものの、コロンビア川の河口を入った所にあるアストリア市街へ砲撃は届かなかった。その後、訓練飛行中だった航空機が伊25を発見し、まもなく通報を受けたA-29ハドソン攻撃機が出撃している。ハドソン攻撃機は伊25へ爆撃を行ったが、巧みに攻撃をかわす伊25に損傷を与えることはできなかった。
この攻撃も大きな被害を与えることはなかったものの、アメリカ本土にあるアメリカ軍基地への攻撃としては米英戦争以来のもので、日本軍の破竹の攻撃がついにアメリカとカナダ本土の軍の施設まで及ぶことになった。

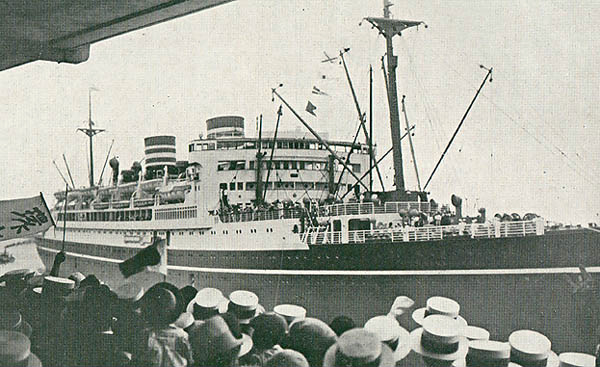
交換船の浅間丸

なお、開戦後両陣営において、開戦により交戦国や断交国に残された外交官や民間人（企業の駐在員や宗教関係者、研究者、留学生とそれらに帯同した家族などの一時在住者）の帰国方法が問題になった。
その後1942年5月に両陣営の間で残留外交官と残留民間人の交換に関する協定が結ばれ、日本（とその占領地と植民地、ならびに満洲国やタイなどその同盟国）とアメリカ（とブラジルやカナダなどその近隣の同盟国）の間についてはこの年の6月と1943年9月の2回、日本とイギリス（とその植民地、ならびにオーストラリアやニュージーランドなどのイギリス連邦諸国）との間については1942年8月の1回、合計3回の交換船が運航されることになった。

#### 日本のユダヤ人政策
駐日ドイツ大使館付警察武官として東京に赴任したヨーゼフ・マイジンガー親衛隊大佐は、6月にヒムラー内務大臣の命を帯びて上海に赴いた。マイジンガー大佐は日本に対し、上海におけるユダヤ難民の「処理」を迫り、以下の3案を提示した。「黄浦江にある廃船にユダヤ人を詰め込み、東シナ海に流した上、撃沈する」、「ユダヤ人を岩塩鉱で強制労働に従事させる」、「長江河口に収容所を建設し、ユダヤ人を収容して生体実験の材料とする」。しかし日本政府は、悪質な上に人道にもとるドイツ側の提案を完全に拒絶した。

#### 同盟国との連携
ドイツとの連携については、この頃太平洋戦線でイギリスとアメリカに対して有利に戦っていた日本に対し、中立条約を破棄して対ソ戦を開始するようにドイツは再三要請し、6月30日にはオイゲン・オットー大使から正式に要請したが、日本はソ連との中立条約が存在することを理由にこれを拒絶した。
また開戦以降、ドイツ側は生ゴムやスズ、モリブデン、ボーキサイト等の軍用車両・航空機生産に必要な原材料を入手するために、ドイツ海軍の海上封鎖突破船を大西洋とインド洋経由で、昭南やジャワなど日本の占領する東南アジア方面から日本まで送ったが、主に大西洋を拠点に活動するイギリス海軍や南アフリカ連邦軍の妨害に遭うことが多くなり、作戦に支障をきたすことが多くなった。
しかしドイツ側は潜水艦で酸素魚雷や潜水艦用無気泡発射管、水上飛行艇や潜水艦用自動懸弔装置、後日には空母の設計図などの最新の軍事技術と、モリブデンやスズなどを日本から、日本側からもウルツブルク・レーダー技術や暗号機、後日にはジェットエンジンやロケットエンジン等の最新の軍事技術と、ウランなどをドイツから入手したいという思惑があり、両国の利害が一致し、ここに日本とドイツの間を潜水艦で連絡するという計画が実行に移されることとなった。
遣独潜水艦作戦の1回目として、日本海軍の伊号第三十潜水艦が8月6日に占領下フランスのロリアンに入港した。2回目は駐独大使館付海軍武官横井忠雄海軍少将が便乗帰国するほか、帰り道にヒトラーから寄贈されたUボートを回航するなど、その後1944年まで5回にわたり行われた。

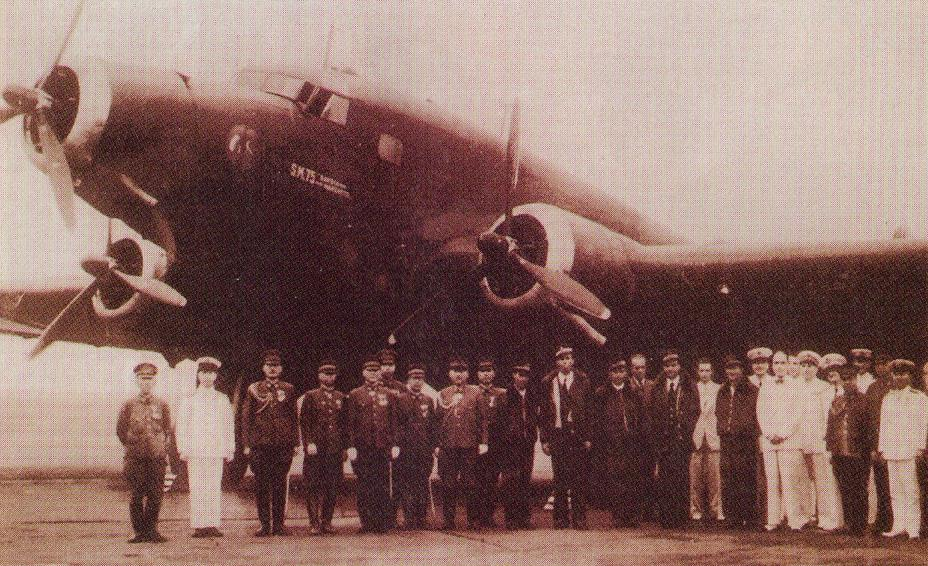
横田基地内でサヴォイア・マルケッティ SM.75 GA RTの前に立つ日伊の軍関係者（1942年7月）

イタリアとの連携については、1941年にイタリア紅海艦隊の残存艦の「エリトレア」と「ラム2」が、スエズ運河が閉鎖されたために来日し、やむなく神戸港に停泊していたが、11日にイタリアもアメリカに宣戦布告したために、この2隻も天津に拠点を置くイタリア極東艦隊の一部に任命され、これらイタリア極東艦隊は日本からの燃料や食料などの供給を受けて、日本や満洲国の船団護衛の補給作業や、天津と日本、東南アジアとの間の輸送を担当し大活躍した。
1942年には、イタリア軍の大型輸送機の「サヴォイア・マルケッティ SM.75 GA RT」により、イタリアと日本、もしくは日本の占領地域との飛行を行うことを計画した。6月29日にグイドーニア・モンテチェーリオからイタリアと離陸後戦争状態にあったソビエト連邦を避けて、ドイツ占領下のウクライナのザポリージャ、アラル海北岸、バイカル湖の縁、タルバガタイ山脈を通過しゴビ砂漠上空、モンゴル上空を経由し、6月30日に日本占領下の内モンゴル、包頭に到着した。しかしその際に燃料不足などにより、ソビエト連邦上空を通過してしまい銃撃を受けてしまう。その後東京の横田基地へ向かい7月3日から7月16日まで滞在し、7月18日包頭を離陸してウクライナのオデッサを経由してグイドーニア・モンテチェーリオまで機体を飛行させ、7月20日にこの任務を完遂した。
しかし、日本にとって中立国の（イタリアにとっての対戦国）ソビエト連邦上空を飛ぶという外交上の理由によって、滞在するアントニオ・モスカテッリ中佐以下の存在を全く外部に知らせないなど、日本では歓迎とは言えない待遇であった。また、事前に日本側が要請していた、辻政信陸軍中佐を帰路に同行させないというおまけもついた。しかも、案件の不同意にも関わらずイタリアは8月2日にこの出来事を公表し、2国間の関係は冷え冷えとしたものになり、イタリアは再びこの長距離飛行を行おうとはしなかった。

#### 最初の連合国軍による反攻

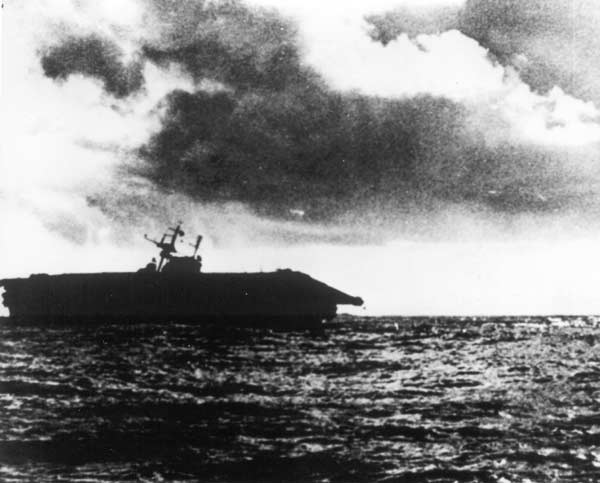
南太平洋海戦で撃沈されたホーネット（1942年10月）

8月7日、アメリカ海軍及びオーストラリア海軍は最初の連合国軍による反攻として、ソロモン諸島のツラギ島およびガダルカナル島に上陸、完成間近で防衛が手薄であった日本軍の飛行場を占領した。これ以来、ガダルカナル島の奪回を目指す日本軍とアメリカ軍、オーストラリア軍との間で、陸・海・空の全てにおいて一大消耗戦を繰り広げることとなった（ガダルカナル島の戦い）。日本海軍は上陸してきたアメリカ軍の輸送艦隊を撃滅するため、巡洋艦隊を出撃させたが、アメリカ海軍とオーストラリア海軍の連合軍艦隊との間で夜間戦闘となり（第一次ソロモン海戦）、重巡4隻を撃沈して勝利する。しかし、日本海軍は輸送艦の攻撃に失敗し、ガダルカナルに上陸したアメリカ第1海兵師団は、占拠した飛行場を整備してヘンダーソン飛行場とし、その周囲に堅陣を設けてしまった。奪還を焦る日本軍は戦力の逐次投入という失敗を犯すことになる。8月21日には一木支隊のわずか900人が16,000人の第1海兵師団を攻撃して全滅、9月13日にも6,000人で総攻撃したが、重砲を運び込めなかった日本軍は一方的に海兵隊から砲撃を浴びせられて大損害を被って撃退された。
日本軍はガダルカナル島に兵力を増強するため、日本海軍の艦船と航空機を多数投入、一方でアメリカ軍を主力とする連合軍もそれを迎え撃ち、制空権と制海権を巡って激戦が繰り広げられていた。ヘンダーソン飛行場の攻撃とアメリカ軍機動部隊撃滅を策し、8月23日から始まった第二次ソロモン海戦で日本海軍は空母龍驤を失って敗北、ヘンダーソン飛行場とアメリカ海軍機動部隊は健在で、日本軍の増強はなかなか進まなかった。しかしその状況を覆したのが、日本海軍の潜水艦であり、8月に空母サラトガを大破させて戦線離脱させ、9月には伊号第十九潜水艦が空母ワスプと駆逐艦オブライエンを撃沈、戦艦ノース・カロライナも大破させて、アメリカ海軍の戦力を大きく削減することに成功した。

#### アメリカ本土空襲

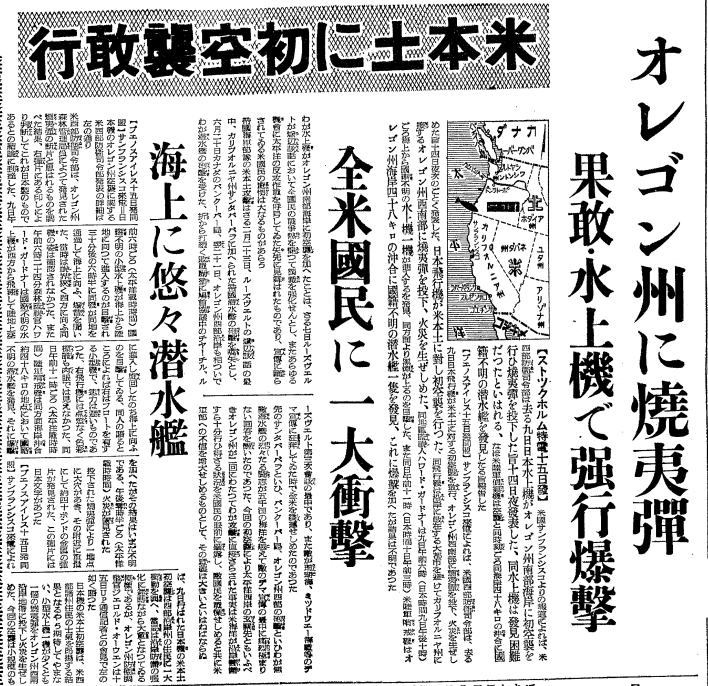
日本軍機によるアメリカのオレゴン州空襲を伝える朝日新聞の記事（1942年9月17日付）

各地での戦いが続く9月9日と29日には、日本海軍の伊十五型潜水艦「伊二十五」の潜水艦搭載偵察機零式小型水上偵察機がアメリカ西海岸のオレゴン州を2度にわたり空襲、火災を発生させるなどの被害を与えた（アメリカ本土空襲）。前日までの雨に助けられて大規模の火災になることは避けられ、死傷者こそなかったものの、この2度の空襲は、現在に至るまで外国軍機によるアメリカ合衆国本土への唯一の空襲となっている 。「伊二十五」はさらに帰路では通商破壊戦を行い、連合軍の潜水艦や商船を3隻撃沈している。

#### ガダルカナル島の戦い
日本軍は10月を期して再度の総攻撃を行ってガダルカナル島を奪還を策し、第2師団（師団長・丸山政男中将）をガダルカナル島に派遣することとした。日本海軍はあらゆる艦船をかき集めて、ガダルカナル島に物資の輸送を試み、それをアメリカ海軍が迎え撃った。10月11日にはサボ島沖海戦で、日本海軍は重巡洋艦古鷹を撃沈されるなどの敗北を喫しながらも、戦艦金剛、榛名を主力とした第二次挺身攻撃隊がヘンダーソン基地艦砲射撃を成功させて、ヘンダーソン飛行場の稼働機をわずか2～3機とする大損害を与えるなどの戦果もあって、日本軍は10月15日までに第2師団22,000人をガダルカナル島に上陸させていた。
第2師団による総攻撃は10月20日と決まり、日本海軍もその支援のためミッドウエー海戦以来の戦力となる空母4隻を派遣した。一方でアメリカ海軍も太平洋上で残存していたホーネットとエンタープライズで日本海軍機動部隊を迎え撃った。10月24日に第2師団は総攻撃を開始したが、アメリカ軍の守りは堅く、ヘンダーソン飛行場までの進撃は容易ではないことを思い知らされた。26日にはアメリカ海軍のPBY飛行艇が先に日本海軍機動部隊を発見、軽空母瑞鳳がエンタープライズ艦載機の攻撃で被弾したが、その後は戦力に勝る日本海軍の反撃で、アメリカ海軍の空母ホーネットを撃沈、エンタープライズを大破、駆逐艦ポーターを撃沈した。この南太平洋海戦では、日本海軍は戦術的勝利を収めたものの、その頃、第2師団の総攻撃は行き詰っており、同日に作戦中止が下令された。

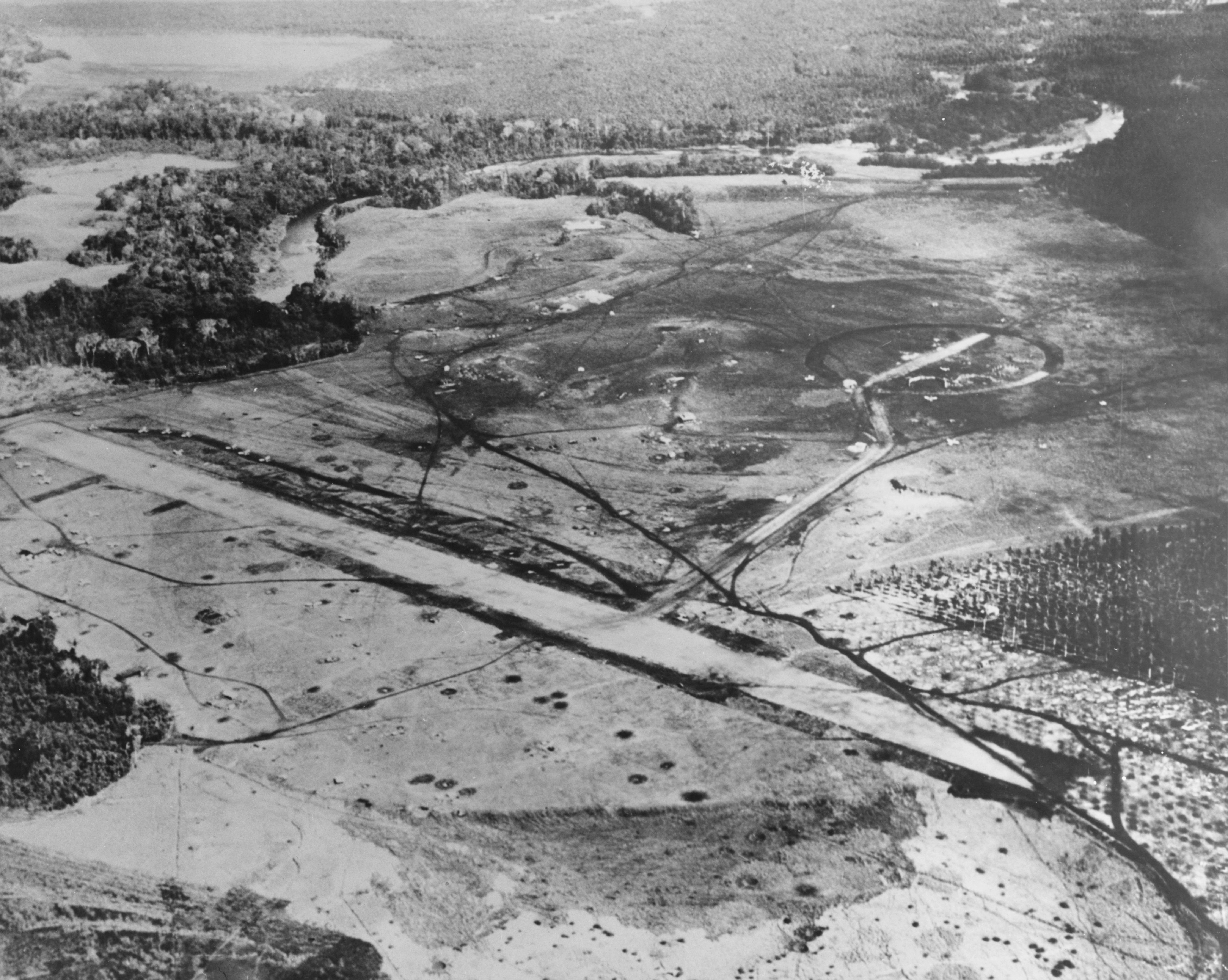
日本軍の艦砲射撃や爆撃による無数の弾痕に囲まれるガダルカナル島ヘンダーソン飛行場

なおも、大本営はガダルカナル島の奪還に拘り、ガダルカナル島へ増援や物資を運び込んだ。アメリカ海軍や航空機からの妨害を避けるために、夜間に高速の駆逐艦や潜水艦によって細々と物資輸送が続けられていたが、これは鼠輸送などとも呼ばれた。しかし、鼠輸送では輸送量に限りがあることから、再度、戦艦隊によってヘンダーソン飛行場を艦砲射撃で破壊し、その間に輸送艦でガダルカナル島に重装備の増援を送り込むことを計画した。日本海軍の意図を看破したアメリカ海軍は、ガダルカナル島海域にいる艦船を集結させて日本海軍を迎え撃った。11月13日から2夜に渡って繰り広げられた第三次ソロモン海戦は、開戦からこれまでで最も激しい艦船対艦船の戦いとなり、アメリカ軍とオーストラリア軍は2隻の巡洋艦と7隻もの駆逐艦を失ったが、日本海軍は戦艦2隻と輸送船11隻を失うなど、両軍ともに大きな痛手を負った。これで日本海軍は主力艦をガダルカナル島に投入する冒険を冒さなくなってしまった。
その後も、ガダルカナル島への鼠輸送は続けられ、11月30日には田中頼三少将率いる駆逐艦隊が、アメリカ海軍の巡洋艦隊と接触、ルンガ沖夜戦と呼称された戦いで、田中は圧倒的に戦力が勝るアメリカ軍に敢闘し、重巡洋艦ノーザンプトンを撃沈、ほか3隻を大破させるなど快勝して有終の美を飾ったが、その後は、ヘンダーソン飛行場からの航空攻撃の激化やPTボートの跳梁もあって、鼠輸送も失敗が続いた。激戦によって大量の両軍の艦船が沈んだサボ島、フロリダ諸島の南方、ガダルカナル島の北方に存在する海域はアイアンボトム・サウンド（鉄底海峡）と称されるようになった。やがて、補給が届かなくなったガダルカナル島の日本軍将兵は飢えや病気で次々と倒れ、いつしか「飢島」と呼ばれることとなり、ガダルカナル島での勝敗は決した。

### 1943年

#### ビルマ戦線

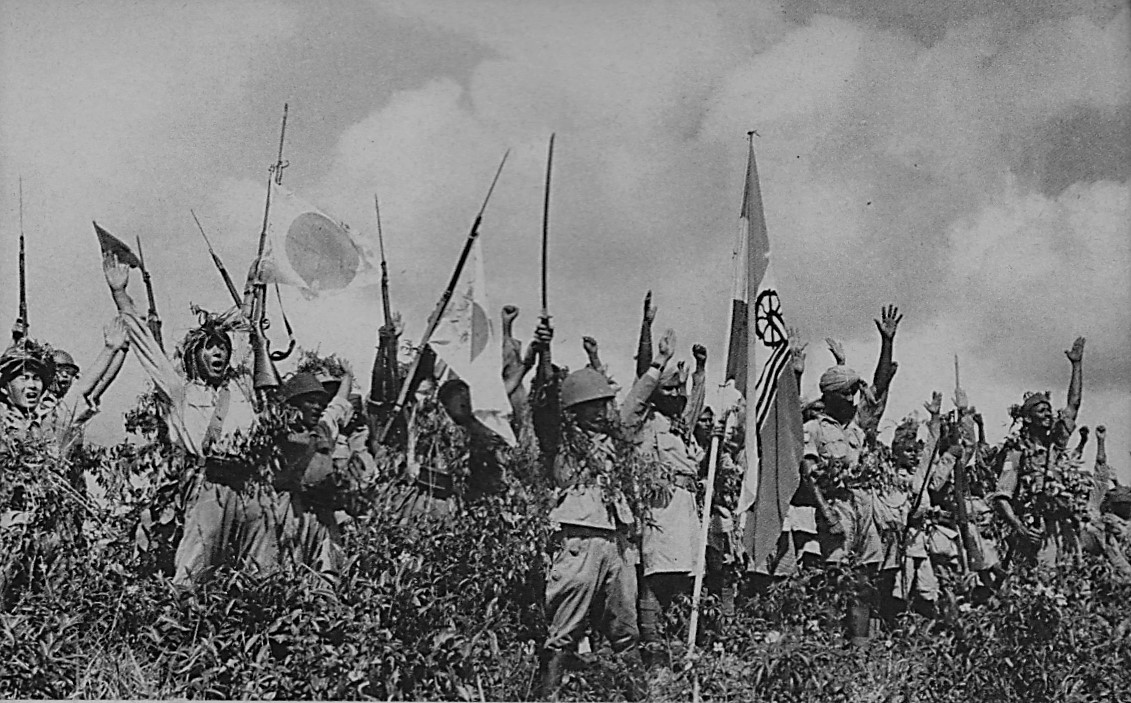
第一アキャブ作戦でインド領内に進攻した日本軍とインド国民軍（1943年5月）

1942年初頭にはビルマから一旦は駆逐されたイギリス軍であったが、インド軍最高司令官アーチボルド・ウェーヴェル (初代ウェーヴェル伯爵)元帥はビルマ奪還を切望しており、首都ラングーンを奪還するための作戦計画として、ベンガル湾から水陸両用作戦で湾岸のデルタ地帯を進撃し、そのまま最短距離ラングーンに突入することを考えて、その前進拠点として、港湾施設があり、尚且つ広大な飛行場もあるアキャブ(現在のシットウェー)を攻略することとした。
作戦はインド東部軍隷下のイギリス第15軍団が投入されたが、インド東部軍司令官ノエル・アーウィン中将が傲慢な人物で、イギリス第15軍団司令官ウィリアム・スリム中将とアーウィンとは全く馬が合わず、軍の指揮権を実質的にアーウィンが取り上げた状況になるなど、作戦指揮権で問題を内包した状態での作戦強行となった。また、作戦には軍団の2個師団が投入される予定であったが、そのうちの1個師団は訓練度と装備の不足で投入が見送られ、結局1個師団と1個旅団が作戦に投入されることとなった。1942年末にイギリス軍は国境を越えてビルマに侵入したが、舟艇の数が不足しており、クリークが入り組んでいる地形で行軍速度は上がらなかった。
一方で日本軍も太平洋の戦況が風雲急を告げるなかで、ビルマに増援を送る余裕はなく、アキャブには1個連隊しか置いていなかった。日本軍はわずかな戦力をアキャブ前面のラテドン、ドンベイク（donbaik）に置いてイギリス軍を迎え撃ち、両軍は1943年1月に激突した（第一次アキャブ作戦）。戦力的に圧倒的に勝っていたイギリス軍であったが、日本軍はラテドンとドンベイクに強固な陣地を構築しており、イギリス軍は日本軍の防衛線を突破できなかった。特にドンベイクが激戦地となり、バレンタイン歩兵戦車を伴い数倍の戦力で強攻するイギリス軍を日本軍は何度も撃退した。イギリス軍がアキャブ前面陣地を攻めあぐねている間、日本軍は増援の第55師団をイギリス軍の背後に回り込ませて、包囲殲滅を狙った。背後から攻撃されたイギリス軍はたちまち崩壊し、攻撃主力のイギリス第6歩兵旅団の旅団司令部も攻撃されて、ロナルド・キャベンディッシュ准将以下司令部の将官や参謀が全員捕虜となるといった有様であったが、後方からの激しい砲兵支援もあって、どうにか全滅だけは避けられた。イギリス軍は死傷者5,000人以上という大損害を被り、再度日本軍によりビルマから叩き出され、この惨敗に懲りたイギリス軍は、これから1年以上、ビルマでの積極的な作戦展開を控えて、戦力充実を優先させることとなった。
3月に「ラジオ・トウキョウ放送」で、連合国軍向けプロパガンダ放送「ゼロ・アワー」が開始された。音楽と語りを中心に、アメリカ人捕虜が連合国軍兵士に向けて呼びかけるというスタイルを基本とした。英語を話す女性アナウンサーは複数存在したが、いずれも本名が放送されることはなく愛称もつけられていなかった。放送を聴いていたアメリカ軍兵士たちは声の主に「東京ローズ」の愛称を付け、その後太平洋前線のアメリカ軍兵士らに評判となった。同様の放送「日の丸アワー」も同年12月より行われた。

#### チャンドラ・ボース来訪
1942年にラース・ビハーリー・ボースを指導者とするインド独立連盟が昭南で設立された。連盟の指揮下にはイギリス領マラヤや昭南、香港などで捕虜になった英印軍のインド兵を中心に結成されていたインド国民軍が指揮下に入ったが、インド独立宣言の早期実現を主張する国民軍司令官モハン・シンと、時期尚早であると考えていた日本軍、そして日本軍の意向を受けたビハーリー・ボースとの軋轢が強まっていた。前年11月20日にモハン・シンは解任され、ビハーリー・ボースの体調も悪化したことで、日本軍はインド国民軍指導の後継者を求めるようになった。

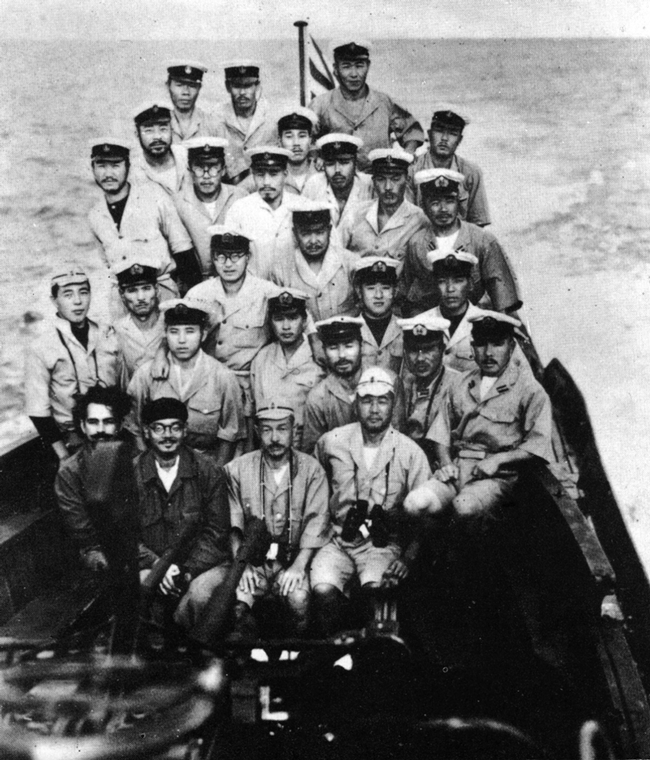
インド洋上の伊号第二九潜水艦乗員とスバス・チャンドラ・ボース（1943年4月）

国内外に知られたインド独立運動家であり、ドイツにいたスバス・チャンドラ・ボースはまさにうってつけの人物であり、またビハーリー・ボースと共に行動していたインド独立連盟幹部のA.M.ナイルもボースを後継者として招へいすることを進言した。しかし陸路、海路、空路ともに戦争状態にあり、イギリスの植民地下にあるインド人が移動するには困難が多かったため、日独両政府はボースの移送のための協議を行った。
その結果、日本とドイツを結ぶ空路よりは潜水艦での移動の方が安全であると結論が出て、2月8日に、チャンドラ・ボースと側近アディド・ハサンの乗り込んだドイツ海軍のUボート U180はフランス大西洋岸のブレストを出航した。その後大西洋を南下し、イギリス軍の海軍基地のある南アフリカの喜望峰を大きく迂回し、4月26日にマダガスカル島東南沖でU180と日本海軍の伊号第二九潜水艦が会合し、翌4月27日に日本潜水艦に乗り込んだ。5月6日に伊号第二九潜水艦は、スマトラ島北端に位置する海軍特別根拠地隊指揮下のウェー島（サバン島）サバン港に到着した。現地で1週間ほど休養を取った後に日本軍の航空機に乗り換え、5月16日に東京の羽田飛行場に到着した。

#### 海軍甲事件

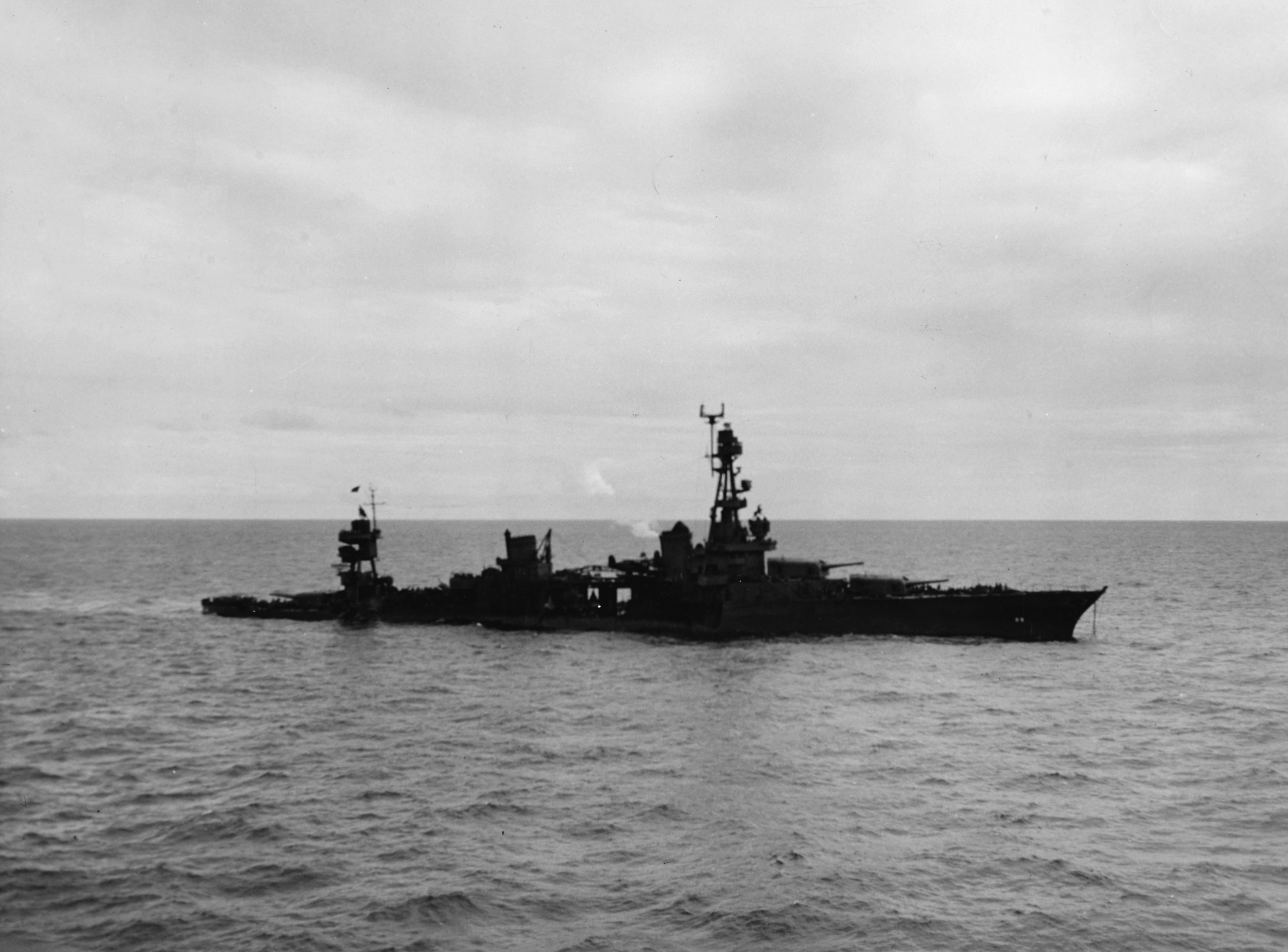
日本軍の魚雷を受け沈みゆくアメリカ海軍の「シカゴ」（1943年1月）

1943年（昭和18年）1月、カサブランカ会談が開催されて、太平洋正面での反攻のため、大西洋戦域と太平洋戦域の戦力の配分割合が改められた。南太平洋海戦の結果、一時的に太平洋上で可動空母が0になるという窮地に陥ったアメリカ海軍であったが、この頃ようやくサラトガとエンタープライズが修理を終えて復帰し、また、大量発注していたエセックス級航空母艦の1番艦エセックスも就役し、艦隊への合流も間近と本格的な反攻の準備も整いつつあった。
一方で日本軍は、年明け早々にガダルカナル島からの撤退が決定、ガダルカナル島撤収作戦であるケ号作戦が開始された。日本海軍と空母隼鷹、瑞鳳の2隻の空母や基地航空隊によって支援された駆逐艦隊がガダルカナル島に突入して、陸軍兵士を撤退させるという作戦であり、次から次へと新鋭艦をつぎ込みガダルカナル島封鎖を強化していたアメリカ海軍と衝突したが、1月29日には、レンネル島沖海戦で重巡洋艦シカゴを撃沈、駆逐艦ラ・ヴァレットを撃破して、アメリカ軍艦隊の牽制に成功した。
そして、1月31日にショートランド泊地から日本海軍の20隻の駆逐艦がガダルカナル島に向けて出発、護衛の零式艦上戦闘機30機の活躍と、基地航空隊の艦上爆撃機が、アメリカ軍駆逐艦ド・ヘイブンを撃沈するなどの露払いを行い、駆逐艦隊は多少の損傷艦を出しただけでガダルカナル島にたどりつき、飢餓と疫病に苦しむ日本軍将兵を収容した。その後も2月4日と7日にも同じように日本海軍の駆逐艦隊が、アメリカ海軍の厳重な警戒網を突破してガダルカナル島から日本軍将兵を救出、3回に及んだガダルカナル島への突入で、実に13,000人もの日本軍将兵を救出し、その鮮やかな撤退は、アメリカ軍の戦史家の大家サミュエル・モリソンから「世界海戦の歴史において、これほど見事な撤退作戦はなかった」と称賛された。日本軍はミッドウエー海戦に続く手痛い敗戦となったが、膨大な人員に加えて、兵器や物資を失っており、その痛手は遥かに大きいものとなった。しかし、大本営はこの撤退を「転進」と発表し、敗北を国民にひた隠しにした。

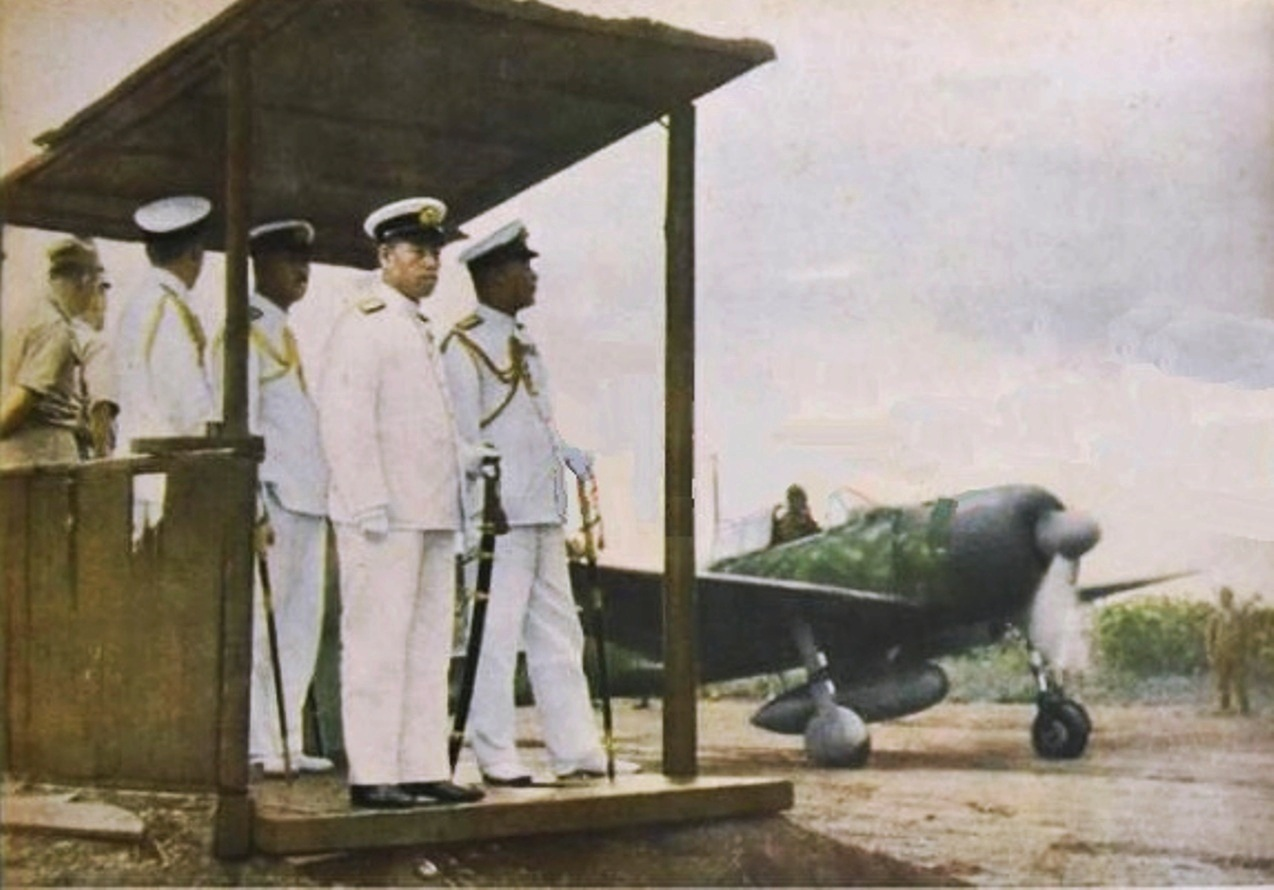
ラバウルで友軍機の出撃を見送る山本五十六、この後の前線への移動中に戦死（1943年4月）

ガダルカナル島を失い、ニューギニア島でも連合軍の攻勢が強まっている戦況を危惧した連合艦隊司令長官山本五十六大将は、基地航空隊に加えて、空母の航空隊も陸上にあげて、日本海軍の航空戦力を結集し、ポートモレスビー、オロ湾、ミルン湾に対して空襲を行う「い号作戦」を計画、自ら最前線に乗り込んで直接指揮することとした。しかし、山本が集めた航空戦力は、基地航空隊190機と空母航空隊160機の350機に過ぎず、連合軍の航空戦力はおろか、日本海軍の開戦時の航空戦力にも見劣りするものであり、戦闘開始前から日本海軍内に沈痛な空気が漂っていたという。
作戦は4月6日に開始、連日日本海軍航空隊の大編隊が連合軍基地を攻撃し多大な戦果を報告してきたが、損害も決して少なくはなかった。最後の出撃となった4月14日には、山本自らラバウルから出撃する友軍機の出撃を見送った。120機もの航空機が出撃する間、山本は立ったままの姿勢を崩すことなく、ひたすらに軍帽を振り続けた。い号作戦で日本海軍は50～60機の航空機を失いながら、アメリカ海軍の駆逐艦アーロン・ワードやオーストラリア海軍のコルベット艦、油槽船やオランダ商船ヴァン・ヘームスケルクなど4隻を沈めるなどの戦果に留まり、戦局を挽回するまでには至らなかった。
い号作戦終了後の4月18日、山本は戦意高揚のために最前線を視察することとしたが、この情報をアメリカ海軍情報局がパープル暗号を暗号解読して事前に掴んでいた。アメリカ軍は山本の暗殺を計画し、山本を殺害後の戦局に対する影響等も検討したが、日本軍の士気低下と真珠湾の復讐を目的とする「ヴェンジェンス（vengeance）」と称した山本暗殺作戦が実施された。作戦を決めたのはアメリカ海軍であったが、航続距離が長い陸軍のロッキード P-38戦闘機18機が、山本らの乗る一式陸上攻撃機をブーゲンビル島上空で待ち伏せし、護衛の零式艦上戦闘機を制して、山本の乗機を撃墜し、山本は戦死した（詳細は「海軍甲事件」を参照）。しかし大本営は、作戦指導上の機密保持や連合国による宣伝利用の防止などを考慮して、山本長官の死の事実を5月21日まで伏せていたが、山本の死を戦意高揚とアメリカに対して敵愾心を煽るために利用することとし、元帥を没後追賜すると、国葬を実施、マスコミ報道も山本戦死一色となり、「元帥死すとも山本魂は死せず、元帥に続け」「元帥の仇は増産で（討て）」などの標語をもとに、国防献金や兵器献納などの動きが国を挙げて行われた。

#### アッツ島玉砕
ガダルカナル島で日本軍を打ち破り、戦況に余裕が生じたアメリカ軍はようやく本格的な反攻の準備を開始した。その目標となったのが、今次大戦で唯一アメリカが敵軍に奪われていた領土となる北太平洋アリューシャン列島であり、ルーズベルトも国民世論から奪還に意欲を見せていた。準備は1942年から進められていたが、ガダルカナル島の激戦により、北太平洋から戦力が南太平洋に転用されると、一旦は棚上げとなったが、ガダルカナル島の戦いの勝敗が決すると、北太平洋で大規模な軍事作戦が可能となり、1943年春にはアリューシャン列島奪還に向けて準備が加速した。
アメリカ軍の当初の攻略目標は、日本軍最大の拠点キスカ島であり、アメリカ軍はアリューシャン列島のアダック島やアムチトカ島の進出し、飛行場を建築するなど着実に準備を進めていたが、アメリカ海軍からキスカ島は日本軍の防備が固く、攻略は困難であるため、キスカ島と比較すれば配置されている戦力も少ないアッツ島に攻略目標を変更するように進言があって、アメリカ陸軍も了承した。そしてアリューシャン列島の厳しい冬が明けた1943年5月12日、真珠湾攻撃での損傷から戦線復帰した戦艦を含むアメリカ海軍に支援を受けた、アメリカ陸軍第7歩兵師団12,500人がアッツ島に上陸してきた。迎え撃つ日本軍守備隊は山崎保代大佐率いる2,650人であったが、その中には飛行場設営作業に従事していた軍属や、逓信省所属の郵便局員も含まれており、地上兵力だけでも6倍以上、アメリカ軍の後方支援部隊を含めた30,000人の兵力と比較すると10数倍の戦力差があった。

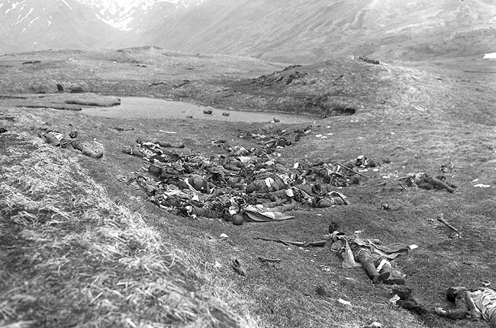
アッツ島でバンザイ突撃を敢行して全滅した日本軍守備隊（1943年5月）

圧倒的な戦力差でも山崎の指揮の元に日本軍守備隊は敢闘し、上陸してきたアメリカ軍に大損害を与えたが、大本営は南太平洋の戦局が厳しい中で、北太平洋に増援を送る余裕はなく早々にアッツ島放棄を決定した。日本軍守備隊は孤立無援のなか、援軍を期待しながら戦い続けたものの、圧倒的な戦力差で進撃してくるアメリカ軍に追い詰められ、山崎は戦闘が開始されてから2週間以上が経過した5月29日に、生存者に最後の突撃を命じた。こうして5月30日未明に開戦以来初めてとなる、組織的なバンザイ突撃が敢行され、日本軍守備隊は29人の捕虜を除いて全滅した。
結果的に、アッツ島の日本軍守備隊は2回の小規模な航空支援以外は、増援も物資補給もなく、見捨てられるような形で全滅したが、大本営はこの敗戦を守備隊の「玉砕」と美談化して大々的に国民に報じ、戦意高揚に利用し、作家、歌人、詩人ら文化人もその国策に利用された。この後も、太平洋上で日本軍守備隊の「玉砕」が続くこととなるが、現実を直視しない戦意高揚目的の大本営発表と報道が続いていくこととなる。短期間のうちに行われたアッツ島玉砕と先の山本の戦死の大本営発表は、「山本元帥に続け、アッツの仇だ」などとマスコミに喧伝されるなど、今次大戦における軍による情報統制とその利用の典型的な実例となったが、国民は敵愾心に煽られてそのことに気が付かず、同様な軍による情報統制と利用が終戦まで続いていくこととなった。一方でアメリカ軍もアッツ島で、死傷者1,800人、戦傷者2,132人という甚大な損害を被ったが、この損害は、島嶼上陸作戦において後の硫黄島の戦いに匹敵する損害率となり、この後の水陸両用作戦の教訓となった。

#### ラバウル無力化

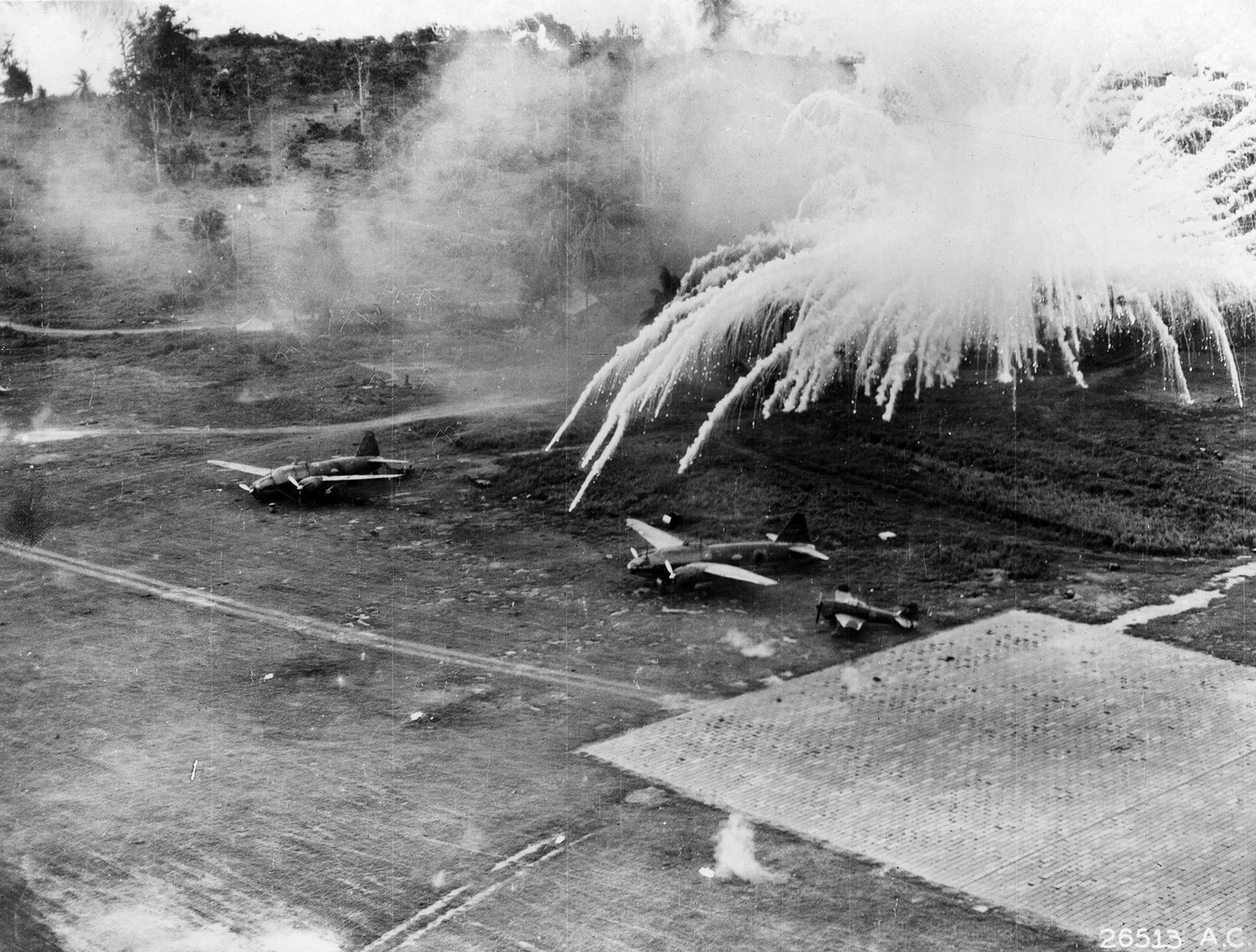
アメリカ軍に空襲されるラバウル飛行場

ガダルカナル島を攻略した連合軍はさらに南太平洋方面での攻勢を強化した。太平洋戦域の連合軍は、マッカーサー率いるアメリカ陸軍が主力の連合国南西太平洋軍（SWPA）と、チェスター・ニミッツ提督率いるアメリカ海軍、アメリカ海兵隊主力の連合国太平洋軍（POA）の2つに分権されていたが、マッカーサーは1943年3月のビスマルク海海戦勝利ののち、ニューギニアの戦いを有利に進めており、両方面軍は南太平洋の日本軍最大の拠点ラバウルを攻略するため、連携していくこととなった。
マッカーサー指揮下のリッチモンド・K・ターナー中将率いる水陸両用部隊は、ニミッツ指揮下のウィリアム・ハルゼー中将の空母部隊の支援を受け、ラッセル諸島を確保、1943年6月30日には日本軍の小部隊が配置されていたレンドバ島に侵攻し、レンドバ島の戦いの末に攻略に成功した。さらに、ラバウルを攻撃する飛行場の候補地ムンダを確保するため、7月4日深夜に、ターナー配下の6,000人のアメリカ陸軍、アメリカ海兵隊混成部隊がニュージョージア島に上陸し、ニュージョージア島の戦いが始まった。日本軍は反撃と、近隣のコロンバンガラ島への増援部隊の輸送のために艦隊を派遣、アメリカ海軍やニュージーランド海軍艦艇からなる艦隊と交戦し（コロンバンガラ島沖海戦）、軽巡洋艦神通を失いながらも、アメリカ、ニュージーランドの連合艦隊を壊滅させて、輸送作戦にも成功するなど快勝した。ムンダの戦いでも、34,000人にまで膨れ上がったアメリカ軍相手に、その1/10の日本軍守備隊が善戦し20日間も海岸付近にくぎ付けにし、指揮官のジョン・へスター少将が苦戦のあまりノイローゼとなり更迭されたほどであった。ガダルカナル島以降、南太平洋での地上戦では惨敗が続いた日本陸軍が、ここでアメリカ軍5,000人を死傷させるなど一矢を報いたが、8月5日には日本軍は撤退し、ムンダに良好な飛行場を確保したアメリカ軍はラバウルへの空爆を強化した。
日本海軍は侵攻するアメリカ艦隊に果敢に戦いを挑み、10月にベララベラ島沖で行われた第二次ベララベラ海戦ではアメリカ海軍の駆逐艦1隻撃沈、同2隻を大破するなど局地的な勝利はあったが、アメリカ軍の進撃に対抗できず、コロンバンガラ島とベララベラ島を放棄して撤退せざるを得なかった（セ号作戦）。勢いに乗るマッカーサーはニュージョージア島を含む3方面からラバウルを目指しており、9月5日にナザブ空挺作戦で空挺部隊が飛行場を確保、航続距離の短い戦闘機のラバウル攻撃が可能となり、ウォルター・クルーガー少将のアメリカ陸軍もキリウィナ島とウッドラーク島を確保して、ここにも飛行場が建設された。
11月にはブーゲンビル島にアメリカ陸軍、アメリカ海兵隊、ニュージーランド軍の連合軍34,000人が上陸、ラバウルの目と鼻の先に迫った。日本海軍も持てる総力を結集して迎撃し、実に第6次に渡ってブーゲンビル島沖航空戦が戦われ、アメリカ軍輸送艦隊撃滅のために出撃した日本艦隊とアメリカ艦隊との間でブーゲンビル島沖海戦も戦われたが、日本軍は大損害を被って撃退され、ブーゲンビル島の戦いにより、島の主要部は連合軍に奪われた。ラバウルの喉元まで迫っていたアメリカ軍はついに、12月15日にはニューブリテン島の西部のマーカス岬（アラウェ）に上陸（アラウェの戦い）、日本軍が水際撃滅を図るため、マーカス岬に進撃すると12月26日にはアメリカ第1海兵師団が、日本軍の背後となるグロスター岬に上陸し（グロスター岬の戦い）、日本軍を分断した。第8方面軍司令官今村均中将はかねてから構築していたラバウル要塞に立て籠って、アメリカ軍を迎え撃とうとしたが、マッカーサーはラバウルを孤立化させ無力化できればよく、無用な出血を防ぐためラバウルを封鎖すると進撃を停止した。一方今村も無用な玉砕は避け、10万人の将兵に現地自活を命じ、もはや戦略的には何の価値もなくなったラバウルは終戦まで占領されることはなかった。
今村はラバウル10万人、周囲の諸島に4万人の合計14万人の兵員が10年生きられる分の食糧を備蓄させ、旋盤や工具を持ち込んで兵器まで自作し、連合軍の攻撃を待ち構えていたが、大規模な戦闘はついになかった。連合軍は孤立させたラバウルの残存兵力を全く把握しておらず、終戦後に3,000人のオーストラリア軍が武装解除に来たが、あまりの多勢に無勢さに恐れをなして、陣地に籠ってしまったので、今村は日本兵に自ら捕虜収容所を構築させ、その構築した収容所に自ら入ることを命じた。さらには収容される自分たちを監視するオーストラリア軍の監視塔まで作ってあげるといったサービスぶりであった。

#### 連合軍反攻

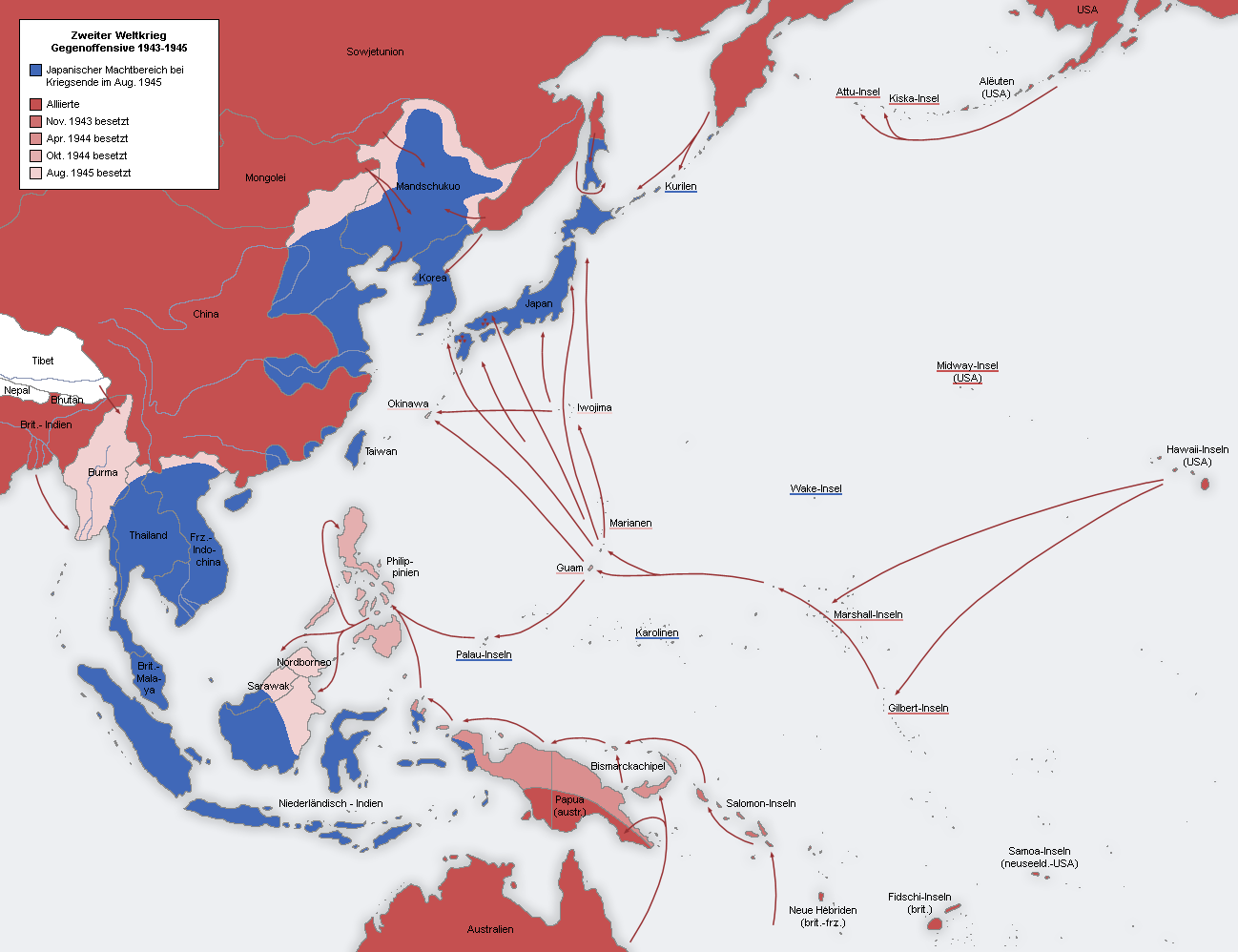
太平洋戦域での連合軍反攻図、ニューギニアからフィリピに進んでいるのがダグラス・マッカーサー指揮のSWPA、太平洋中央を進んでいるのがチェスター・ニミッツ指揮のPOA

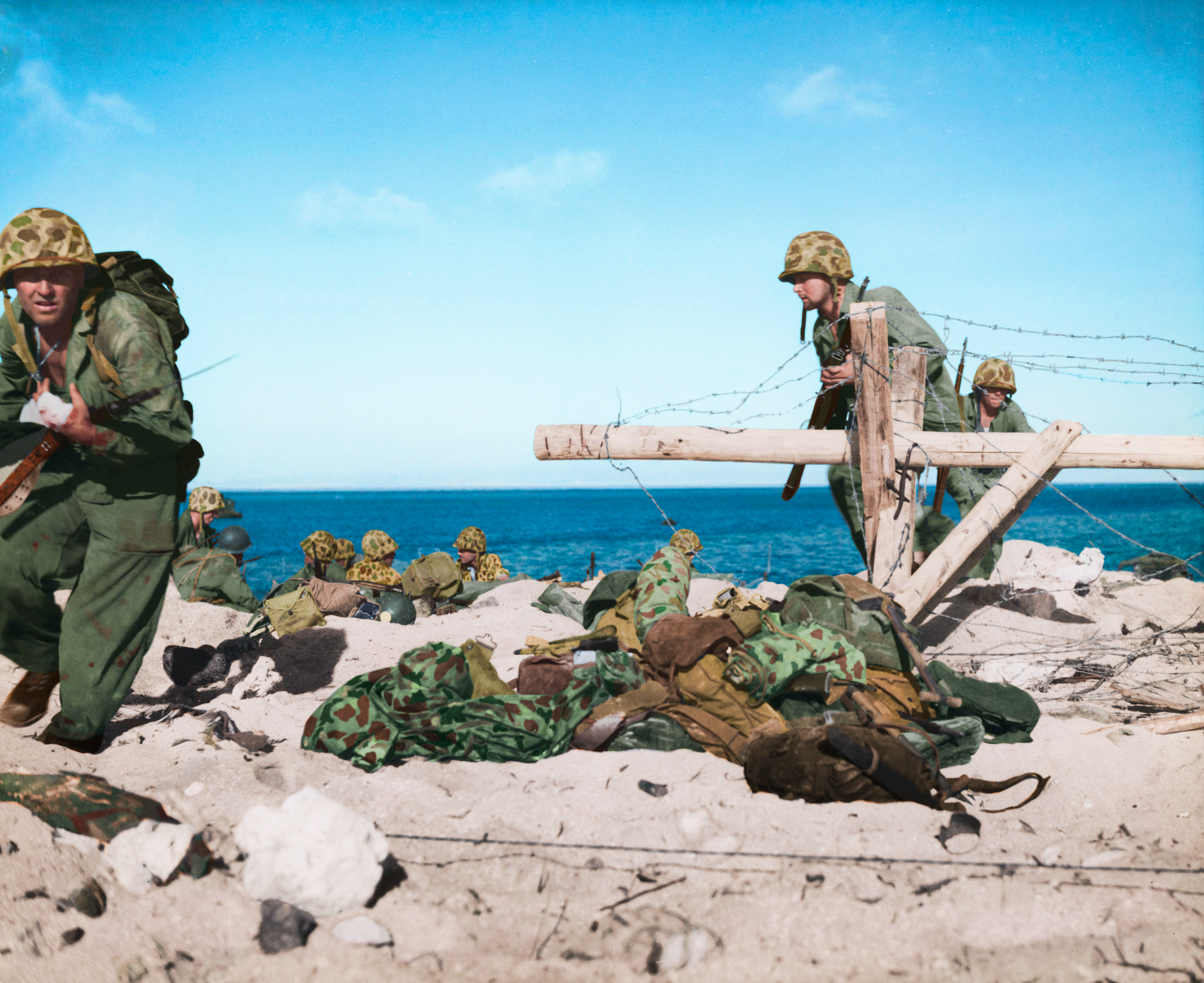
タラワ島に上陸したアメリカ海兵隊（1943年11月）

南太平洋の戦局が決すると、1943年5月に第3回ワシントン会談で決定された、太平洋を2方面から進撃するという作戦計画が実施されることとなった。これは、マッカーサーが、大戦初期に敗北を喫して敵前逃亡という屈辱を味わわされたフィリピンの奪還に強く拘り、その進路として、ニューギニアからフィリピンという比較的大きい陸地を経由していくという主張をしていたのに対し。アメリカ海軍は従来からの対日戦ドクトリンである「オレンジ計画」に準じ、中部太平洋を太平洋の島嶼沿いに西進し日本本土に接近するという作戦を主張して譲らず、マッカーサーと海軍が対立していたので、アメリカ統合参謀本部はやむなくマッカーサーとアメリカ海軍両方の意見を採用して、2方面から太平洋を西進していくと決まったものであった。
1943年8月21日から8月24日の間には、カナダのケベックでアメリカ合衆国、イギリス、カナダ、フランスの四箇国が会談し、この会談により中部太平洋への侵攻作戦の具体案が決定した。ニミッツ指揮下の海兵隊が中部太平洋を進み、まずはギルバート諸島を攻略、次いで西方に転じて、クェゼリン、エニウェトク、グアム、サイパン、ペリリューへと前進し、マッカーサーはビスマルク諸島とニューギニアを攻略して、両軍はフィリピンか台湾で一本になると決められた。このような連合国の会議では、これまではイギリス首相のチャーチルがドイツが降伏するまではヨーロッパ戦線を優先すべきと主張し、ヨーロッパ戦線と太平洋戦線の戦力比に格差をつけられていたが、ジョージ・マーシャル陸軍参謀総長とアーネスト・キング合衆国艦隊司令長官兼海軍作戦部長は「日本軍を過小評価している」と強く主張、太平洋方面の連合軍戦力倍増を認めさせ、雄大な2正面作戦が決定した。この決定により統合参謀本部は1943年7月20日、連合国太平洋軍司令官ニミッツに対し、11月15日頃にギルバート諸島のタラワとアパママ及びナウルを攻略し、翌1944年の1月頃にマーシャル諸島を攻略するように下令した。しかし、ニミッツはナウルよりはマキンの方が地形的にも作戦が容易と上申し、統合参謀本部もニミッツの上申を受け入れて、目標をナウルからマキンへと変更した。
ギルバート諸島の攻略作戦は「ガルヴァニック作戦」と名付けられ、タラワとマキンを同時に攻略する計画であったが、主目標はタラワで、第2海兵師団が攻略することとなっていた。両島には飛行場を整備して今後の中部太平洋侵攻作戦の支援基地とする計画であった。11月20日にタラワとマキンに同時にアメリカ海兵隊とアメリカ陸軍が上陸したが、両島ともにアメリカ軍は予想外の大苦戦を強いられた。タラワの戦いでは柴崎恵次少将の指揮によって全島が要塞化されており、海岸は日本軍守備隊の反撃によってアメリカ海兵隊の血で赤く染まり、のちに「恐怖のタラワ」と呼ばれるほどの大損害を被った。マキンの戦いでも、実質23倍のアメリカ陸軍部隊に、わずか軍人353人（ほか軍属340人うち朝鮮出身200人）の日本軍守備隊が敢闘し、アメリカ陸軍部隊が足止めを食らっている間に支援艦隊旗艦の護衛空母リスカム・ベイが伊175の雷撃で撃沈、艦隊司令官ヘンリー・M・ムリニクス少将と艦長のアーヴィング・ウィルツィー大佐を含む701名の乗組員と共に海中に没した。地上でも指揮官の第165歩兵連隊長ガーディナー・コンロイ大佐が日本軍の狙撃で戦死しており、攻撃側の陸海軍指揮官がいずれも戦死するといった異例事態となった。
辛くも両島を攻略したアメリカ軍は、先のアッツ島での苦戦も含めて参考にし、水陸両用作戦の改良を進めて、1944年からのマーシャル諸島への侵攻作戦ではその教訓を活かすこととなった。

#### 大東亜会議

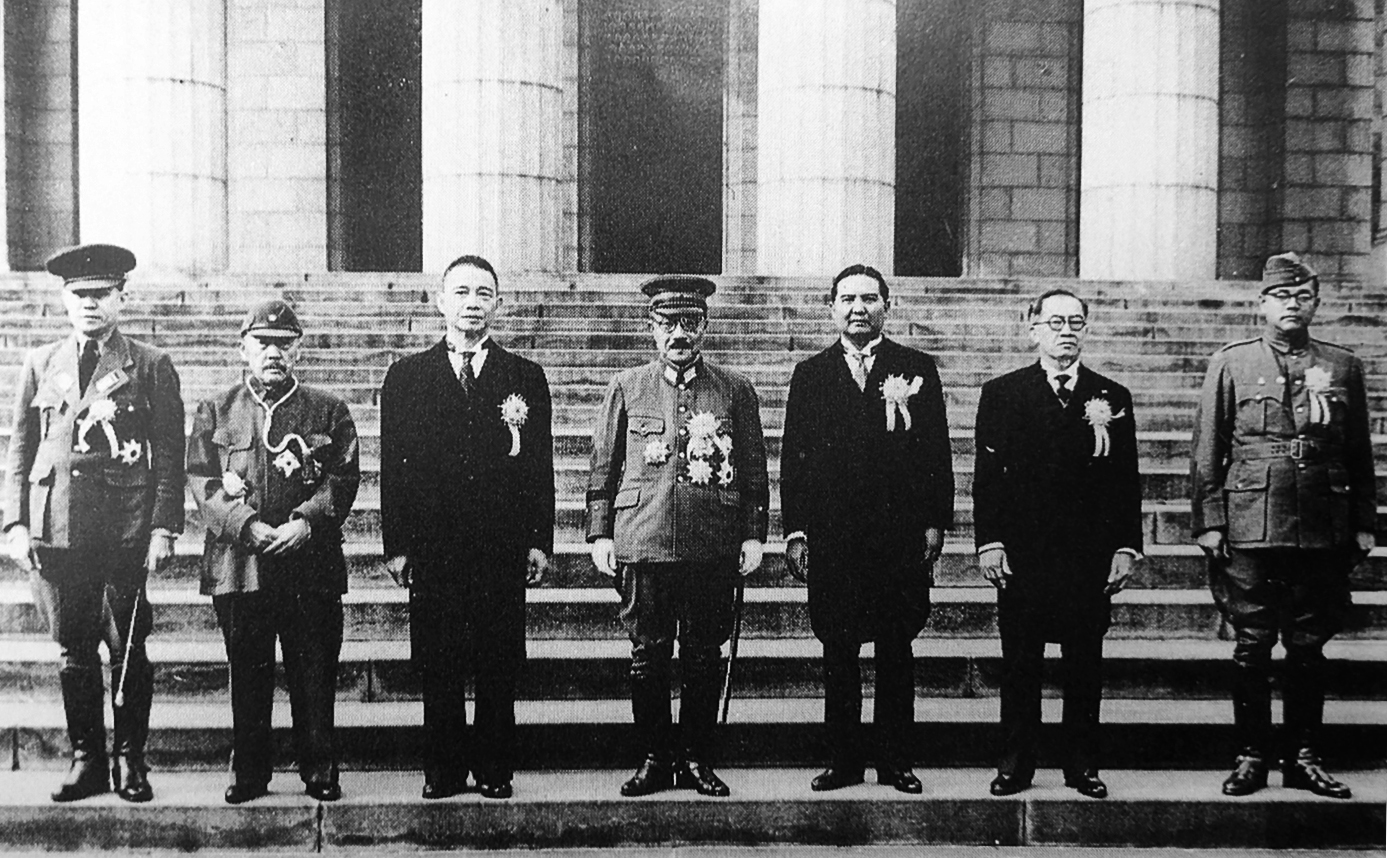
大東亜会議に参加した各国首脳。左からバー・モウ、張景恵、汪兆銘、東條英機、ナラーティップポンプラパン、ホセ・ラウレル、スバス・チャンドラ・ボース（1943年11月）

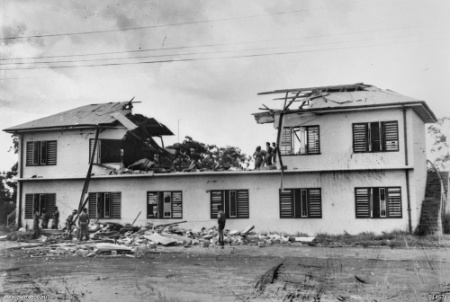
right破壊されたダーウィン市内の建物（1943年4月）

外相重光葵の提案を元に、11月に日本の首相東條英機は、満洲国、タイ王国、フィリピン、ビルマ、自由インド仮政府、中華民国南京国民政府などの首脳を東京に集めて大東亜会議を開き、イギリスやアメリカ、オランダなどの白人国家の宗主国を放逐した日本の協力を受けて独立したアジア各国、そして日本の占領下で独立準備中の各国政府首脳を召集、連合国の「大西洋憲章」に対抗して「大東亜共同宣言」を採択し、大東亜共栄圏の結束を誇示する。
大東亜共同宣言の採択後にビルマ国代表のバー・モウ内閣総理大臣が「自由インドなければ自由アジアなし」とインド独立を支持する意見を述べ、陪席者（オブザーバー）として出席した自由インド仮政府のチャンドラ・ボース首班が自由インドの確立を表明した。次いで日本の東條英機内閣総理大臣が自由インドへの強い支援を会議で表明した。
大東亜会議は、日本を中心とした太平洋地域の戦況に大きな意味をなさなかったが、参加者のバー・モウやスバス・チャンドラ・ボース、ホセ・ラウレルは大戦後のビルマとインド、フィリピンの独立に大きな影響を残した。

#### オーストラリア空襲の終焉
1942年2月以降、西オーストラリア州北西沿岸のダーウィンやタウンズビルなどを中心に日本軍機の空襲が続けられ、さらに日本軍は軍事施設や軍用兵器類だけではなく、港湾や民間管理の飛行場、鉄道や燃料タンクといった戦時の補給線であるインフラストラクチャーも攻撃目標とした。
このためこれらの施設に勤務する、もしくは近隣に在住する多くの非軍属の労働者らも被害に遭い、死者は400人以上、負傷者1,000人以上が出たが、11月に最後の空襲が行われオーストラリア空襲は終焉した。

### 1944年

#### インパール作戦

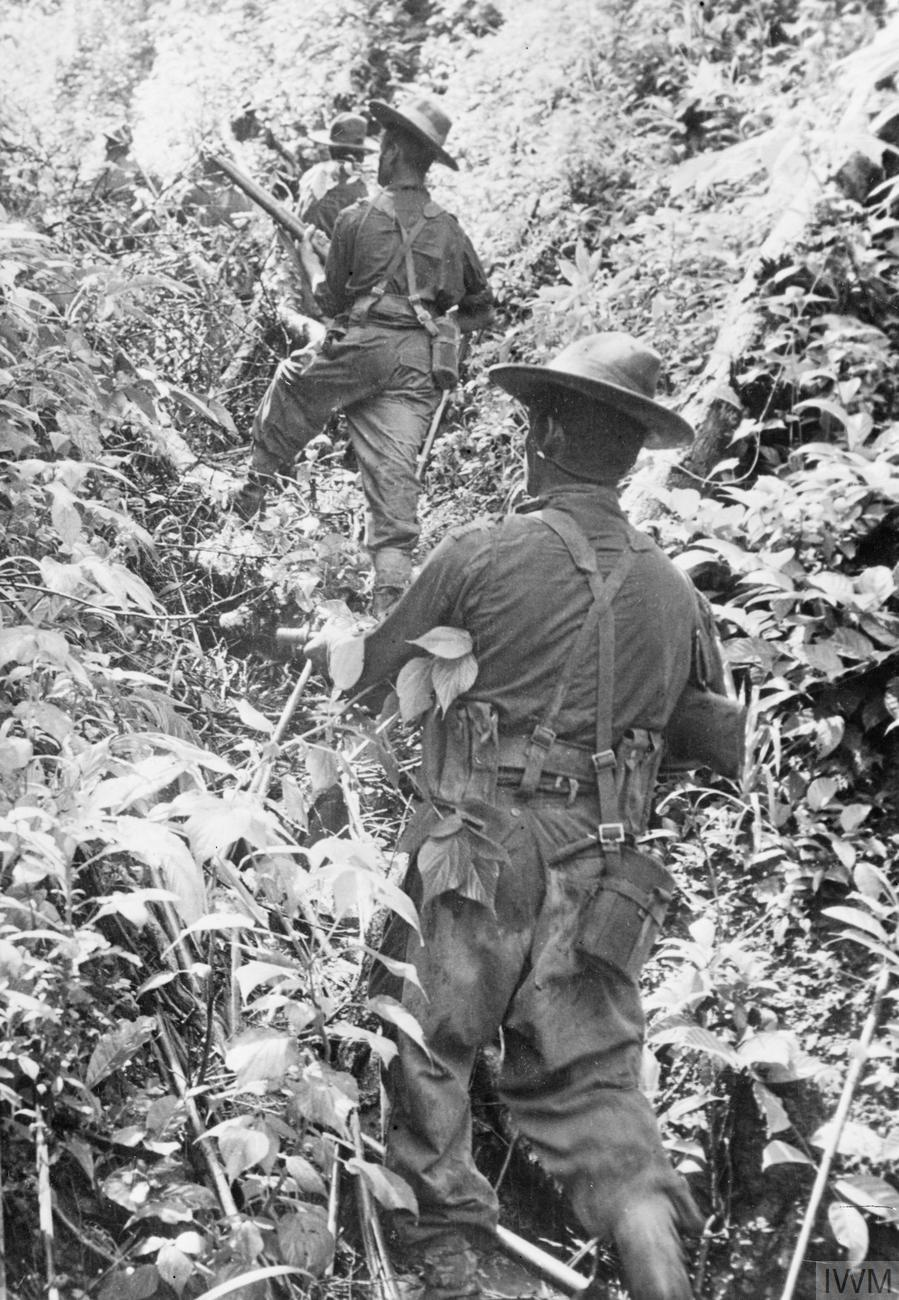
ビルマのジャングルをパトロールするイギリス軍インド兵

ビルマ方面では日本陸軍とイギリス陸軍との地上での戦いが続いていた。イギリス軍は前年の第一次アキャブ作戦の惨敗を分析して、大量の輸送機を活用した新戦術を編み出し、アメリカからのレンドリースによって着々と準備を整えたが、一方で日本軍はこの勝利に慢心して、イギリス軍を侮るようになったうえ、大量の物資を鹵獲したことによって「チャーチル給与」などと称し、作戦計画で安易に敵からの鹵獲品をあてにするようになってしまった。
イギリス軍は新戦術の成果を試す意味もあって、東アフリカ戦線のゲリラ戦で活躍したオード・ウィンゲートに特殊部隊チンディットを与えて、北ビルマで空輸を糧として日本軍の後方を攪乱させて一定の成果を得た。これにより今まで安全地域と思われていた北ビルマに緊張が走り、日本軍はその防衛強化を迫られることとなった。第15軍の司令官牟田口廉也中将は、防衛に徹するよりはむしろ積極的な攻勢でインド領内の重要拠点インパールを攻略し、イギリス軍の機先を制して北ビルマの安全を確保するといった攻撃防御的な作戦を考えた。さらにインド領内深くまで侵攻し、インド独立運動家スバス・チャンドラ・ボース率いるインド国民軍とも連携して、イギリスのインド支配を動揺させて、連合軍から脱落させるという壮大な構想も抱いた。この構想は、太平洋正面の戦況悪化に悩む東条英機陸相（首相兼任）にも期待され、緬甸方面軍司令官河辺正三大将にも支持された。
しかし、北ビルマとインド国境には険しいアラカン山脈があり、これを超えての大規模な進攻作戦は主に補給や兵站の面で困難なものと思われた。牟田口の作戦計画はその困難に対して十分な対策を講じていない強引なものであったが、インド進攻に期待している軍中央の方針もあって、次第に反対意見が封じられていき、補給や兵站の問題の解決策がないままで牟田口の強引な作戦計画が決定された。そんな中でイギリス軍の反攻も開始されており、チンディットによる日本軍背後への空挺降下作戦や、アキャブへの再侵攻に対して緬甸方面軍は対応に迫られた。アキャブへの再侵攻に対しては、前年の第一次アキャブ作戦の際と同様に、日本軍は侵攻してきたイギリス軍を包囲して殲滅しようとしたが、イギリス軍が編み出していた新戦術「アドミン・ボックス（管理箱）」と呼ばれた密集陣を前に敗北を喫した（第二次アキャブ作戦）。この戦術は、日本軍の包囲によってイギリス軍部隊が孤立しても、豊富な輸送機で補給物資を空輸し続けて防御を固めて、攻撃してくる日本軍を消耗させるというものであった。この戦いでこれまでイギリス軍に対しては常勝であった日本軍が初めて敗北を喫し、ビルマでの戦局逆転のきっかけともなった。
1944年3月8日に開始されたインパール作戦は、作戦当初は隷下の3個師団の奮闘もあり、チンドウィン川を奇襲渡河成功、ほぼ人力で軍需物資を輸送しながら途中の軍事拠点を攻略し、4月6日には第31師団（烈）が要衝コヒマを占領、インパールの孤立化に成功し、ビルマ戦線の最重要補給拠点ディマプルを脅かした。日本軍の進撃速度はイギリス軍の予想を遥かに上回るもので、ディマプルはほぼ無防備であり、牟田口はディマプルの攻略とインドアッサム州への進撃を命じた。しかしこの命令は当初の作戦計画を逸脱するもので、軍の規律を重視する河辺から取り消された。戦後のイギリス軍による分析では、ディマプルが攻略されればビルマ方面の連合軍の補給が困難になるばかりではなく、大量の戦略物資を奪取でき、補給問題を解決できるといった日本軍にとっての唯一のチャンスであり、日本軍は組織の硬直性と消極性で最大のチャンスを逃してしまったと批判されている。
日本軍の攻勢はここまでで、イギリス軍は大量の輸送機をもって孤立したインパールに大量の物資を送り続け、インパールとその周辺の防備は強化される一方で第15軍の進撃は完全に停滞してしまった。牟田口の「3週間以内にインパールを攻略する」という方針もあって、第15軍は食料を3週間分しか携行していなかったうえ、厳しいアラカン山脈に阻まれて前線に殆ど補給品を届けることができず、第15軍では飢餓が始まっていた。やがて5月に入って雨季が始まると、飢餓に加えて感染症が蔓延して、大量の傷病者を抱えて戦闘力が著しく低下した。牟田口や河辺は4月末には作戦の失敗を認識していたが、作戦中止を決断することができず、その間第15軍兵士に餓死者病死者が増え続けた。決断できない軍司令部に業を煮やした第31師団（烈）長佐藤幸徳中将が、日本陸軍始まって以来初めての師団長による独断撤退を開始した。牟田口と河辺は反抗的な佐藤に加えて、指揮力不足を名目に他の2人の師団長も更迭し、これも日本陸軍始まって以来の作戦途中の全師団長更迭という珍事となった。さすがにここで牟田口も作戦失敗を認識し、大本営の決裁を受けて7月12日に緬甸方面軍から作戦中止命令が出された。その後の撤退も凄惨を極め、多くの兵士が飢餓や病気で命を落とし、第15軍が撤退した道は「白骨街道」と呼ばれることとなり、作戦全体の死者は約30,000人にもなった。
インパール作戦の失敗によって、日本軍が優勢を続けていたビルマ戦線の戦局は完全に逆転した。イギリス軍の追撃に加えて、アメリカ軍とアメリカ軍式装備の中国軍も拉孟・騰越の戦いで日本軍守備隊を撃破するとビルマ領内に侵攻し、翌年に向けてビルマ戦線は崩壊の一途を辿っていく。日本軍はイラワジ会戦でもイギリス軍に敗北を喫すると、翌1945年（昭和20年）3月には、アウン・サン将軍率いるビルマ国民軍が連合軍側へと離反し、日本はビルマを失陥することとなった。なお、当作戦を始め、ビルマで命を落とした日本軍将兵の数は16万人におよび、中国大陸、フィリピンに次ぐ3番目に戦死者が多かった戦場となっている。一方で連合軍全体での人的損害（戦病を除く）も207,203人以上という甚大なものとなった。しかし、もっとも大きな損害を被ったのは戦場となったビルマ国民であり、その犠牲者は最大で1,000,000人に達したとの推計もある。

#### 大陸打通作戦

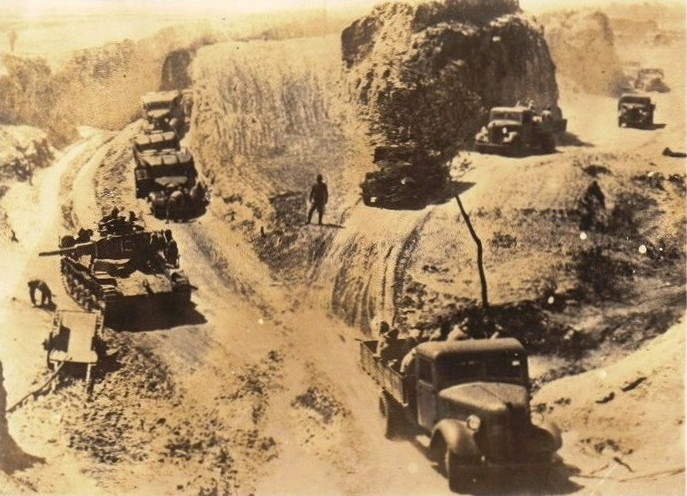
洛陽を進軍する日本軍の機甲部隊（1944年5月）

3月30日には北樺太に関する条約の締結により日本の樺太オハ油田の権利がソ連に譲渡され、燃料廠は燃料源の一つを失った。さらに第101燃料廠によるニューギニア島西部のクラモノ油田開発は北樺太石油南進隊の技術者たちがビアク島の戦いに巻き込まれて多くが死亡し撤退を余儀なくされた。
しかし日本軍は5月頃、アメリカ軍やイギリス軍による通商破壊などで南方からの補給が途絶えていた中国戦線で、日本側の投入総兵力50万人、800台の戦車と7万の騎馬を動員した作戦距離2400kmに及ぶ大規模な攻勢作戦を開始し、ここに日本陸軍の建軍以来最大の攻勢である「大陸打通作戦」が開始された。
作戦自体は、京漢鉄道の黄河鉄橋の修復を1943年末に開始し、関東軍の備蓄資材などを利用して1944年3月末までに開通させるなど、周到な準備が行われていた。対する河南の中華民国軍は糧食を住民からの徴発による現地調達に頼っていたため、現地住民の支持を得ることができなかった。これが中華民国軍の敗北の大きな一因になったといわれる。蔣鼎文によるとほとんど一揆のような状態だったという。

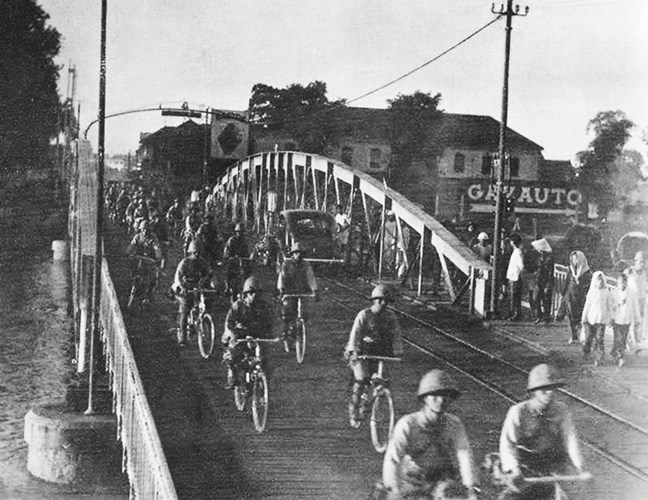
仏領インドシナのサイゴン市内を移動する日本陸軍

日本陸軍の攻撃を受けて、4月にアメリカ軍は最新鋭爆撃機である出来たばかりのボーイングB-29の基地を成都まで後退させている。また長沙、その後1944年11月には桂林、柳州の中華民国軍とアメリカ軍の共同飛行場も占領したが、すでにもぬけの殻であり連合国軍は撤退していた。日本軍は、中華民国軍とアメリカ軍を12月まで相手に、計画通りに連合国軍の航空基地の占領に成功し勝利を収め、結果として日本軍の最大の陣地の中国北部とインドシナ方面の陸路での連絡が可能となった。連合国軍は航空基地をさらに内陸部に撤退せざるを余儀なくされた。
ルーズベルトは中華民国の蔣介石を開戦以来一貫して強く信頼しかつ支持していた。カイロ会談の際に、蔣介石を日本との単独講和で連合国から脱落しないよう、対日戦争で激励し期待をかけたが、大陸打通作戦作戦により蔣介石の戦線が総崩れになったことでその考え方を改めたという。実際、これ以降蔣介石が連合国の重要会議（「ヤルタ会談」と「ポツダム会談」）に招かれることはなくなった。
5月17日に、イギリス海軍とアメリカ海軍の合同機動部隊は、ジャワ島スラバヤの日本軍基地へ航空攻撃を開始し（「トランサム作戦」）、日本軍の航空機や艦船、陸上施設に打撃を与えることに成功した。これは極東でのイギリス海軍航空隊による最初の大規模な反撃で、以降アメリカ軍だけでなく、イギリス軍やオーストラリア軍も日本に対して反撃に転じることになる。また6月にポルトガルのアントニオ・サラザール首相は、日本に対しティモール島からの日本軍撤退を正式に要請した。しかし日本軍は即座に撤退は行わず、日本軍が撤退したのは日本の敗戦後であった。

#### 絶対国防圏

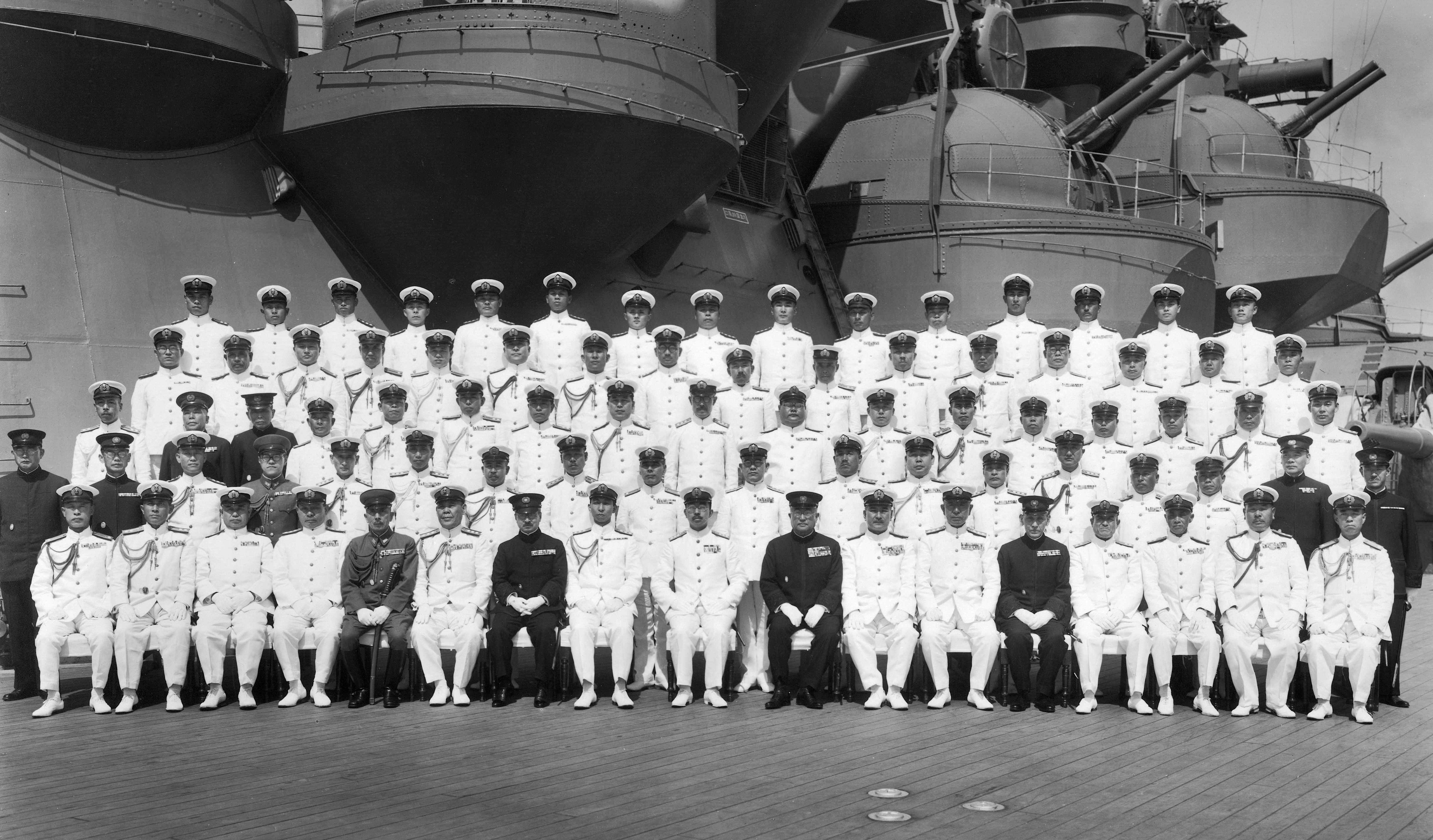
戦死した山本五十六元帥の遺骨を日本内地に届けた戦艦武蔵上での記念撮影、最前列中央が昭和天皇、右に松平恒雄宮内大臣、嶋田繁太郎海軍大臣、古賀峯一新連合艦隊司令長官

南太平洋やニューギニアでの敗北を受けて、大本営は広がり切った戦線を集約しようという方針の検討を始めた。陸海軍による調整の末、1943年9月30日の閣議及び御前会議で決定された「今後採ルヘキ戦争指導ノ大綱」において「帝国戦争遂行上太平洋及印度洋方面ニ於テ絶対確保スヘキ要域ヲ千島、小笠原、内南洋（中西部）及西部「ニューギニア」「スンダ」「ビルマ」ヲ含ム圏域トス」とする｢絶対国防圏｣が決定されたが、一旦は思い切って戦線を集約して防御態勢を再構築しようとする陸軍と、艦隊決戦を望む海軍との意見の相違もあり、絶対国防圏とは名ばかりで、防衛体制構築はなかなか進まなかった。防衛体制構築が進まない日本軍に対してアメリカ軍の侵攻は急であり、1944年2月にマーシャルに侵攻しこれを占領、さらに1944年2月17日のトラック島空襲で日本海軍の重要拠点トラック島は壊滅した。ここに至って、大本営はようやく絶対国防圏の中核となるマリアナ諸島の防衛強化に乗り出した。
戦死した山本の後任の連合艦隊司令長官古賀峯一大将は、マリアナ諸島〜西カロリン〜西部ニューギニアを結ぶ三角地帯に邀撃帯を設けて、侵攻してきたアメリカ軍艦隊を、機動部隊と基地航空隊で叩くとする新Z号作戦を策定したが、海軍乙事件で作戦前に殉職してしまった。古賀殉職後も、軍令部が中心となって作戦検討が進められ、5月3日には｢連合艦隊ノ当面準拠スベキ作戦方針｣によって「あ号作戦」が決定された。連合艦隊はあ号作戦のため、第一機動艦隊（空母9隻、搭載機数約440機）を新設すると共に基地航空隊の第一航空艦隊を中部太平洋に配置した。機動部隊の艦載機と航空基地からの陸上機によって、アメリカ軍の侵攻艦隊を挟撃して撃滅しようという作戦計画であり、マリアナ諸島に配置された第1航空艦隊の定数は1,750機と表面上は大戦力であったが、実際に配備されたのはその半数の750機で、うち可動機は500機程度にすぎず、さらにアメリカ軍による再三の空襲により次第に損耗し、5月15日時点でのマリアナの航空戦力は275機にまで減っていた。
陸軍も、1944年2月25日に第31軍（司令官：小畑英良中将、参謀長：井桁敬治少将）を編成して、マリアナ諸島、パラオ、小笠原諸島の防衛を担当させ、西部ニューギニアに派遣予定であった第14師団をサイパン島に送って防備を固めることとし、3月20日に第31軍の戦闘序列に加えた。しかし、3月30日にアメリカ軍機動部隊によるパラオ大空襲があり、パラオが基地機能を失うような大打撃を被ると、大本営はマリアナより先にパラオに侵攻してくる可能性が高いと判断、わずか10日前にサイパン進出を命じた第14師団を急遽パラオに送ることとし、その代わりに後詰として4月7日になって第43師団（師団長：斎藤義次中将）を日本本土よりマリアナに送ることとした。しかし、この決定の時点では第43師団は未だ動員すらされておらず、準備や訓練で出発まで1ヶ月以上を要することとなり、この遅れがのちのサイパンの防衛準備に重大な影響をもたらすことになる。大本営の多くの参謀が「マリアナへの侵攻は1944年末」と見ていたことから、陣地構築の計画は後ろ倒しとされており、大本営は、第43師団の各部隊が、サイパン島に順次到着した5月になってからようやく「水際撃滅戦のため、諸隊は遅くとも到着後1ヶ月以内に野戦陣地を完成、3ヶ月以内に堅固なる陣地を完成すべし」という命令を出している。従って、大本営が目論んでいたサイパンの要塞化は最速でも1944年9月以降ということになり、実際にアメリカ軍が侵攻してきた6月には“野戦陣地”程度しか完成していなかった。
ギルバート諸島、マーシャル諸島を攻略したアメリカ軍は次にマリアナ諸島の攻略を計画していた。しかし、フィリピンの早期奪還を目指すマッカーサーは、マリアナ攻略の断念を主張していた 。一方で、合衆国艦隊司令長官兼海軍作戦部長キングは、アメリカ海軍の従来からのドクトリンである中部太平洋進撃を強く主張、マリアナを拠点に新鋭戦略爆撃機B-29による日本本土空襲を行うべきと主張していたアメリカ陸軍航空軍司令官ヘンリー・ハップ・アーノルド将軍と連携した。既に中国本土から日本本土を空襲するマッターホルン計画が検討されていたが、中国からではB-29の航続距離をもってしても九州を爆撃するのが精いっぱいであり、東京を含む日本本土の主要地区を爆撃圏内に収めることができるマリアナをアーノルドは喉から手が出る程に欲していた。マッカーサーは自分の腹心である極東空軍(Far East Air Force, FEAF)司令官ジョージ・ケニー少将を使って、アーノルドの動きを妨害したが、キングとアーノルドは、マッカーサーに理解を示していた陸軍参謀総長マーシャルに、マリアナの戦略的価値を説き続けついには納得させた。そして、1944年3月にアメリカ統合参謀本部はワシントンで太平洋における戦略会議を開催し、空襲によって無力化されたトラックを迂回して、マリアナ侵攻のフォレージャー作戦（掠奪者作戦）を1944年6月に前倒しすることが決定された。

#### サイパンの戦いとマリアナ沖海戦

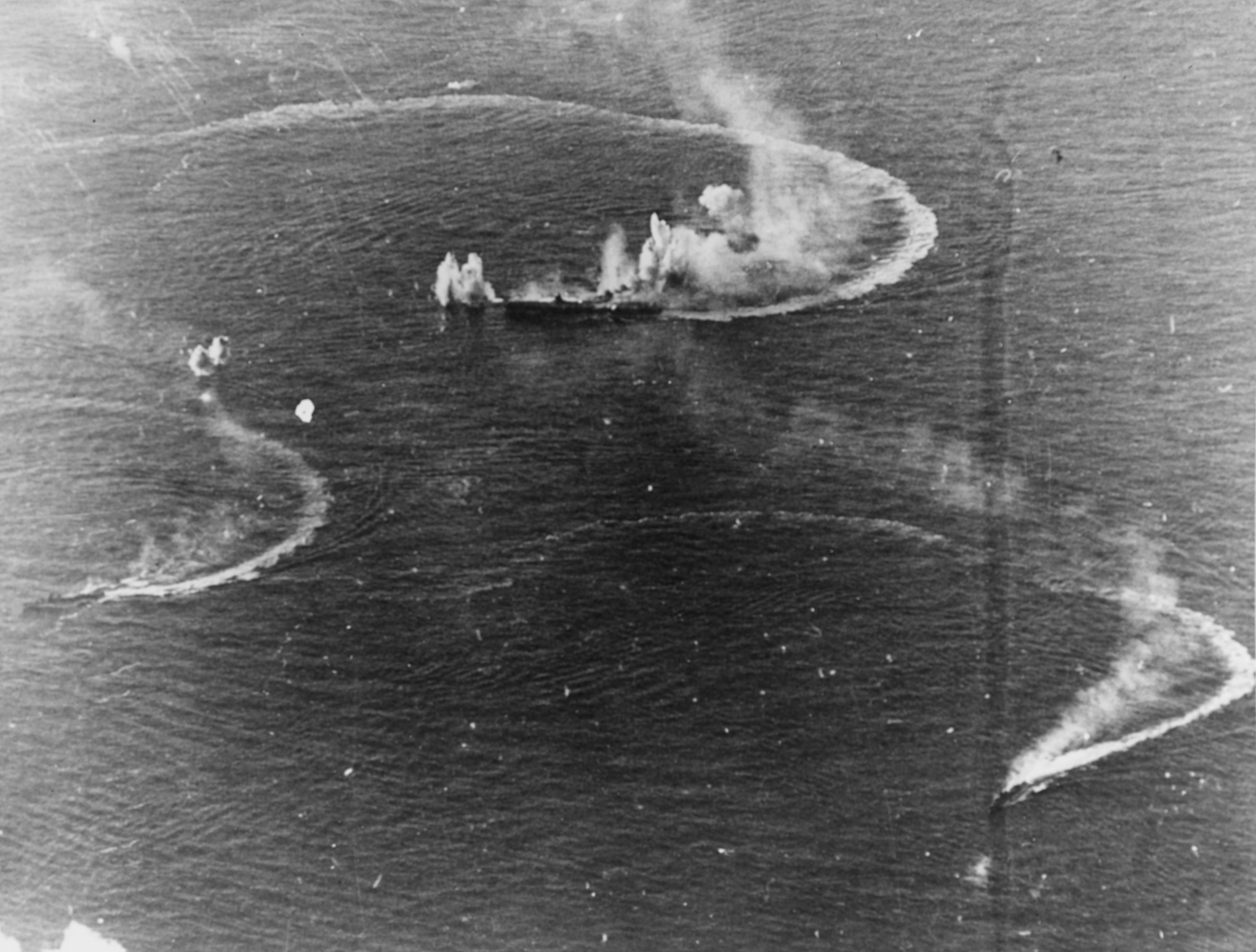
マリアナ沖海戦にて、攻撃を受ける日本の空母の瑞鶴および2隻の駆逐艦（1944年6月）

6月9日、レイモンド・スプルーアンス大将率いる、合計535隻の艦船が127,000人の将兵を乗せ、マジュロ環礁を出撃しサイパンに向かった。6月11日、上陸に先立って日本軍の航空戦力を叩くべく、スプルーアンスの本隊より先行していた第58任務部隊が、マリアナの日本軍基地を延べ1,100機の艦載機で空襲した。完全に奇襲となったうえ、日本軍航空戦力の多くが渾作戦に派遣されており、邀撃戦は分散且つ少数機で行われ、この日だけで日本軍は100機の航空機を撃墜撃破されたのにも関わらず、アメリカ軍の損失はわずか11機であった。翌12日にもアメリカ軍の艦載機による空襲があり、これで日本軍航空戦力は壊滅し、アメリカ軍艦隊を地上の基地航空隊と機動部隊で挟撃しようという「あ号作戦」の計画は実現困難となってしまった。13日にはW・A・リー中将率いる第58任務部隊第7機動群の高速戦艦隊がサイパン島に対する艦砲射撃を開始し、連合艦隊はこの13日をもって「マリアナに来攻中の米機動部隊は米主力艦隊でしかも攻略企図をもっていると思われるので、連合艦隊は主力をもって決戦配備に移ることに決した」と渾作戦を中止し「あ号作戦決戦用意」を発令した。豊田副武連合艦隊司令長官は全軍に対し『皇国ノ興廃此ノ一戦二在リ、各員一層奮励努力セヨ』と宣し、士気を鼓舞し、アメリカ海軍機動部隊殲滅のため、第一機動艦隊がフィリピンのギマラスよりマリアナに向けて出撃した。
6月15日に激しい艦砲射撃の後、アメリカ海兵隊2個師団が上陸を開始した。陣地構築不十分で日本軍は艦砲射撃で甚大な損害を被ってはいたものの、それでも残った戦力は激烈な反撃を開始し、サイパンの砂浜はたちまち海兵隊員の死傷者で埋め尽くされた。予想外の苦戦に上陸部隊指揮官ホーランド・スミス海兵中将は、日本軍の兵力が想定より多かったことを認識し、同行していた従軍記者の間に「これは本当の危機らしいぞ」という緊張が走った。それでも、アメリカ軍は損害度外視で増援を次々と上陸させて、どうにか計画の半分程度の広さの橋頭堡を確保した。上陸初日のアメリカ軍死傷者は2,000名以上となり、上陸したアメリカ軍の10%にも達しているが、これは、のちの硫黄島の戦いにおける上陸初日の死傷率8％を上回るものとなった。指揮官の死傷も相次ぎ、第2海兵師団の10人の大隊長のうち、この日だけで5人の大隊長が死傷したが、ある大隊では続けて3人の大隊長を失っている。日本軍の防衛計画によれば、上陸初日の体制が整っていないアメリカ軍に対して戦車部隊を含めた反撃を行う予定であったが、連携不足で小規模な反撃に留まり、アメリカ軍に撃退された。総反撃は翌16日の夜となり、日本軍は30輌の戦車を主力としてアメリカ軍を水際撃滅すべく夜間突撃したが、既にアメリカ軍は昨日の痛手から立ち直っており、日本軍は大損害を被って撃退されてしまった。
6月19日には第一機動艦隊が第58任務部隊と激突（マリアナ沖海戦）、第一機動艦隊は空母9隻という、日本海軍史上最大規模の艦隊であり、さらに偵察の成功で先に第58任務部隊を発見、指揮官の小沢治三郎中将は、日本軍艦載機の利点であった航続距離の長さを利用したアウトレンジ戦法で遠距離からの攻撃を命じたが、アメリカ軍はこれまでの日本海軍との激戦により、飛躍的に技術と戦術を向上させており、レーダーで日本軍攻撃隊を発見すると、新鋭戦闘機F6Fヘルキャット多数を出撃させ待ち構えた。やがて日本軍攻撃隊が接近すると、圧倒的多数のF6Fヘルキャットが襲い掛かって次々と撃墜し、その有様は「マリアナの七面鳥撃ち(Great Marianas Turkey Shoot)」などと揶揄された。先に敵を発見するという幸運を全く活かすことができなかった第一機動艦隊は、アメリカ海軍の反撃で旗艦大鳳以下空母3隻を失うという惨敗を喫し、撤退を余儀なくされた（マリアナ沖海戦）。あ号作戦が全くの失敗に終わった日本軍にサイパン島を救援する力は残されておらず、6月24日には東條がサイパン奪回の断念を上奏したが、昭和天皇は納得せずに翌25日に自ら再度元帥会議を開催し再検討させた。しかし、ここでも結論は変わらず、これによりサイパンは実質的に放棄が決定された。
総反撃の失敗で大損害を被った後の日本軍守備隊は、増援を信じて持久戦術に移行し、島中央のタポチョ山ではアメリカ軍に大量の出血を強いたが、6月25日にはサイパン最大の市街地ガラパンへの侵入を許してしまった。ガラパンでも日本軍守備隊は激しく抵抗し、太平洋戦争開戦以来最大の市街戦となったが、7月4日には、かつては「南洋の東京」などとも呼ばれて栄華を誇ったガラパンは、90cmから120cm程度の高さの瓦礫の山と化してアメリカ軍の手に落ちた。日本本国に見捨てられたサイパン守備隊は組織的な抵抗力を喪失しており、7月6日に中部太平洋方面艦隊司令長官南雲忠一中将と第43師団長斎藤が、生存している全将兵に対して訓示と総攻撃の命令を行い、その後自決した。そして、生き残っていた陸海軍将兵に民間人を加えた3,000人が最後のバンザイ突撃を敢行して玉砕した。この戦いで日本軍は戦死者25,000人に加え、負傷兵など5,000人が捕虜になることを拒み自決した。アメリカ軍の死傷者も16,879人にのぼり、損耗率はアメリカ軍が恐怖と呼んだタラワの戦いと同じ20%を超える高い確率となり、指揮官のスプルーアンスは今後の戦いはサイパン戦で立証された通り、長期間に及び、またそして多大な犠牲を強いられるようになると確信した。
サイパンは日本の委任統治領であり、主に沖縄県から移民が移住し、1943年8月の時点での日本人の人口は29,348人となっていた。しかし、マリアナ諸島防衛が真剣に検討されるようになると、1944年（昭和19年）2月には兵員増強や物資補給の輸送船の帰りの便を利用して、婦女子・老人の日本への帰国が計画された。しかし、3月の帰国船「亜米利加丸」がアメリカの潜水艦に撃沈され、500名の民間人ほぼ全員が死亡するなどの事件があったため、疎開は進まず、アメリカ軍上陸時点で約20,000人の日本人移民が戦闘に巻き込まれることとなった。日本軍守備隊に組織的な住民保護策はなく、住民は戦闘に巻き込まれて次々と倒れ、さらにバンザイ突撃で日本軍守備隊が玉砕すると、島端まで追い詰められた日本人住民は、バンザイクリフやスーサイドクリフから海に飛び込んだり、集団で手榴弾で爆死したりと集団自決を遂げた。日本人住民の犠牲者の正確な数は不明であるが、10,000人に達したと推計されている。その後、マリアナ諸島のグアム島とテニアン島もアメリカ軍に攻略され、B-29による首都東京への空襲が現実化した。

#### 東條英機失脚
サイパンにアメリカ軍が侵攻した6月には、中華民国の成都より九州の官営八幡製鐵所を主目的としてアメリカ軍の新型爆撃機であるボーイングB-29による日本初空襲が実施された。この空襲の主な目的であった八幡製鐵所の爆撃による被害は軽微で生産に影響はなかった。その上6機が撃墜されている。しかしこのB-29による日本本土初空襲が両国に与えた衝撃は実際の爆撃の効果以上に大きかった。日本側はその出撃を事前に察知できず、支那派遣軍は陸軍中央に対して面目を失うこととなった。一方、アメリカでは本格的な日本本土初空襲成功の知らせは、素晴らしいニュースとして大々的に報じられ、ニュースが読み上げられている間は国会の議事は停止されたほどであった。しかしその後の中華民国からの爆撃は九州を標的とした小規模なものとなり、本格的な本土空襲は11月にサイパン島とテニアンの基地が出来るのを待つこととなる。
サイパンの戦いの敗北で、今まで押さえつけられていた反東條の動きが活発化した。東條の腹心であった陸軍次官冨永恭次中将と陸軍省軍務局長佐藤賢了中将は、反東條の重臣岡田啓介や近衛文麿らに｢東條を倒せば敗戦につながり、そうすれば敗戦の責任はあげてあなたがたにある｣などと恫喝し倒閣工作を止めるよう釘を刺したが、この動きは全くの逆効果であり、重臣らの反東條の感情を煽ることになってしまった。東條は内閣改造で乗り切ろうとしたが、東條の腹心であったはずの無任所相の岸信介が「本土爆撃が繰り返されれば必要な軍需を生産できず、軍需次官としての責任を全うできないから講和すべし」と造反し暗礁にのりあげる。富永と佐藤は東條に、｢国賊どもを逮捕しろ｣と重臣たちや岸の逮捕を進言し、クーデターの案まで飛び出したが、もはや東條らに復活の目がないのは明らかであり、東條は7月18日に辞意を表明して東條内閣は総辞職した。東條は、せめて陸軍大臣としての留任を画策し、次期陸軍大臣と目されていた梅津美治郎を参謀総長に据える人事を行ったが、その梅津に東條が自分の陸軍大臣留任を申し出たところ、「そうすれば部外から陸軍が破壊される」と強硬に反対されることとなった。それでも東條はなおも陸軍大臣留任を訴えていたが、海軍大臣に米内光政が決定したという情報を聞くと、東條は全てを諦めて予備役行きとなった。
ヨーロッパでは連合国軍がフランスに再上陸を果たし、その後シャルル・ド・ゴール率いる自由フランスと連合国軍がフランスの大半を奪還したことで、同年8月25日にヴィシー政権が事実上消滅した。これに対して日本政府は「フランス領インドシナ政府はすでに本国に政府が存在しない」という見解を採り、新たな正統政府に対応を一任する考えを明らかにした。これを受けて9月14日の最高戦争指導会議では「フランス領インドシナ政府が日本に対して離反・反抗する場合には、武力処理を行う」ことを定めた「情勢の変化に応ずる対仏印措置に関する件」が決定されたが、これは原則として現状を維持するものであった。

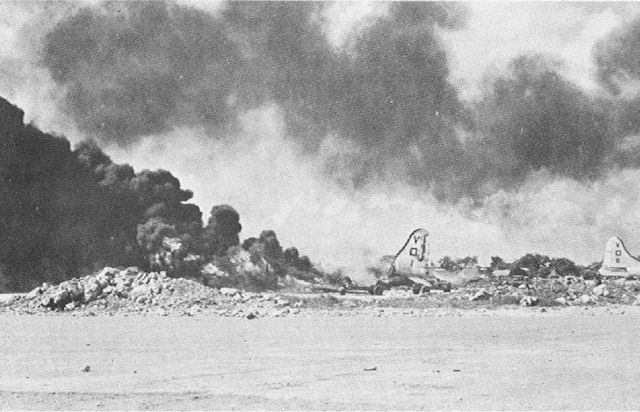
サイパンのイズリー飛行場で日本軍機の空襲により地上撃破されたボーイングB-29の残骸

8月にはアメリカ軍は占領したテニアン島とサイパン島の日本軍の基地の改修を解消し、大型爆撃機の発着可能な滑走路の建設を開始した。これにより、日本の東北地方北部と北海道を除く、ほぼ全土がアメリカ空軍の最新鋭爆撃機であるボーイングB-29の航続距離内に入り、本土空襲の脅威を受けるようになる。実際に11月24日から、サイパン島の基地から飛び立ったボーイングB-29が初めて首都圏を爆撃、東京の中島飛行機武蔵野製作所を爆撃した。しかし日本軍もサイパン島から撤退したもののサイパン島のアメリカ軍基地への奇襲攻撃を続け、大きな被害を出し続け、アメリカ軍は基地増設に4か月かかってしまう。その分本土空襲が本格化するのも1945年初頭になってしまう。また、この頃には既に戦争終結と戦後処理に向けた連合国の会合「ダンバートン・オークス会議」がアメリカ・ワシントンDCで行われていた。

#### 日本軍持久戦術への転換

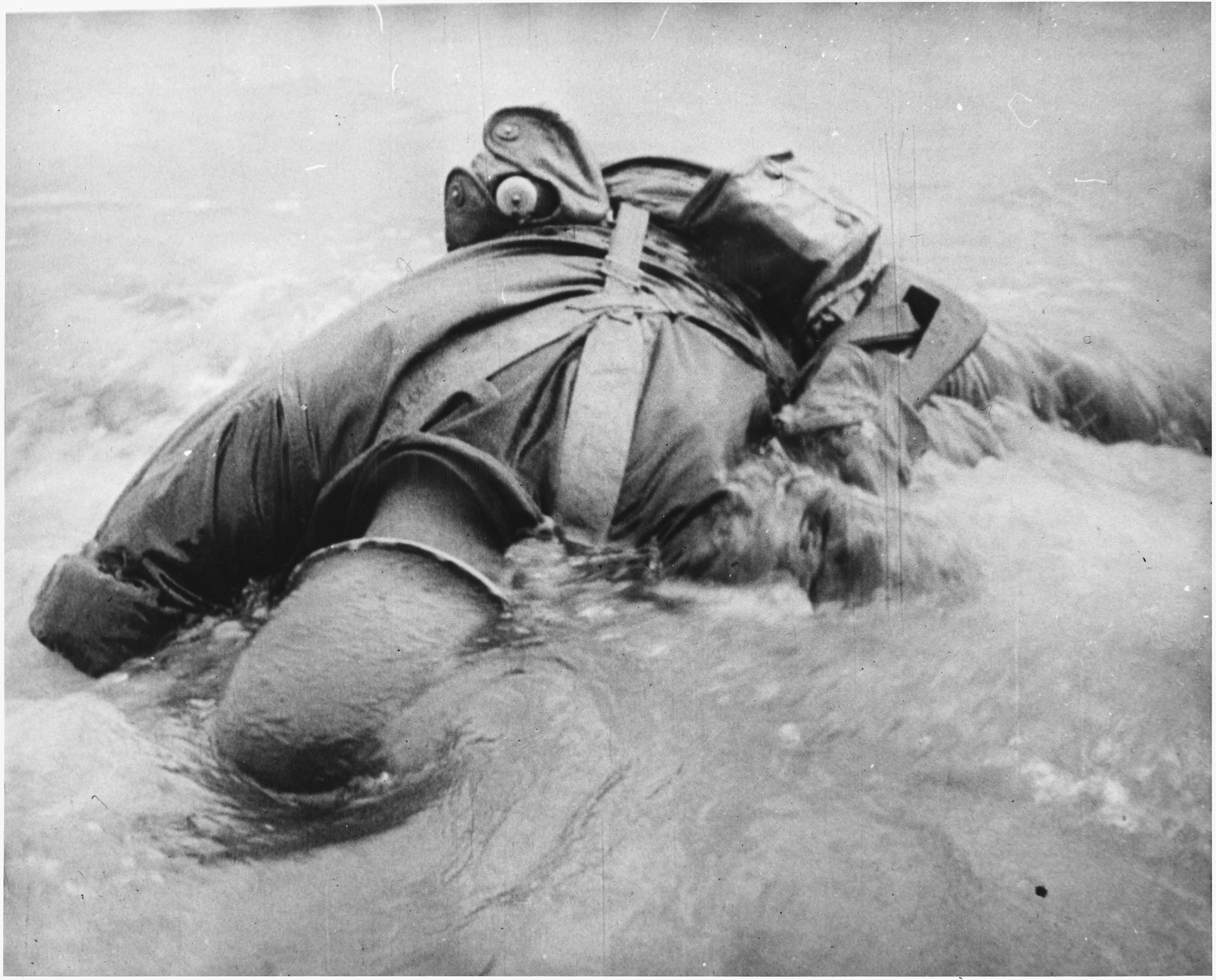
ペリリュー島上陸作戦で戦死したアメリカ海兵隊員（1944年9月）

日本軍はこれまで、1943年中のタラワの戦いやマキンの戦い、1944年2月に行われたクェゼリンの戦い、エニウェトクの戦いなどで、上陸してくるアメリカ軍に対して水際撃滅作戦をとり、圧倒的なアメリカ軍の前に短期間で守備隊が玉砕していた。その流れを変えたのが、1944年5月27日から始まったビアク島の戦いであった。ラバウルを無力化し勢いにのるマッカーサーは、ニューギニア作戦の集大成と、ニミッツによるサイパンの戦い支援の航空基地確保のため、ニューギニア西部のビアク島攻略を決めた。ビアク島には日本軍が設営した飛行場があり、マリアナ攻略の航空支援基地として重要な位置にあったので、ビアク守備隊支隊長の歩兵第222連隊長葛目直幸大佐は、アメリカ軍を長期間足止めして、飛行場利用を妨害すべく、海岸を見下ろす台地に堅固な陣地を構築し、上陸してきたアメリカ軍を十分に引き寄せてから集中砲火を浴びせて大損害を被らせた。その後も葛目は、徹底した遅滞戦術でアメリカ軍の進撃を阻止し続けたが、ビアク島の攻略が遅遅として進まないことで、ニミッツに対して恥をかくと考えたマッカーサーは、上陸した第41歩兵師団師団長ホレース・フラー少将をクルーガーを通じて急かしたが、無理な進撃で大損害を被ることを恐れたフラーは引き続き慎重に進撃していった。苦戦を続けるフラーに激怒したマッカーサーは、6月14日にフラーを上陸部隊司令官と第41歩兵師団師団長から更迭した。しかし、師団長を挿げ替えても戦況が大きく好転することはなく、ビアク島の飛行場が稼働し始めたのは6月22日になり、サイパンの戦いにもマリアナ沖海戦にも間に合わなかった。ビアク島攻略後にマッカーサーはフラーの名誉を回復させるため功労勲章を授与したが、ビアク島の戦いはマッカーサーにとっても、フラーにとっても敗戦に近いような後味の悪い戦いとなった。
1944年9月15日にはパラオ諸島のペリリュー島にアメリカ軍が侵攻し、ペリリューの戦いが開始された。アメリカ軍はこの後にフィリピンレイテ島への侵攻を計画しており、その前進基地としてペリリュー島の確保を目指したものであったが、ペリリュー島守備隊指揮官中川州男大佐は、これまでのアメリカ軍の島嶼上陸作戦を緻密に研究しており、ペリリュー島にあった多数の洞穴を利用し陣地を構築、全島を要塞化して待ち構えていた。中川率いる日本軍守備隊は、上陸してきたウィリアム・リュパータス少将率いるアメリカ第1海兵師団に、まずは海岸で痛撃して大損害を与え、海岸陣地が危うくなると、即座に戦線を後退させ、飛行場付近の戦闘でも大損害を与えた。アメリカ第1海兵師団は、ガダルカナルの戦い以降、各地で勝利を重ねてきた歴戦師団であったが、予想外の苦戦で、歴戦のベテラン海兵隊員たち多数が死傷した。中川は島中央の洞穴団地で最後までアメリカ第1海兵師団に出血を強い、大損害を被ったアメリカ第1海兵師団は第81歩兵師団（山猫部隊 Wildcat ）と交代して撤退を余儀なくされた。リュパータスが4日でペリリュー島を攻略すると豪語したのにも関わらず、中川は11月24日まで守り抜き「サクラサクラサクラ」の最期の打電を行って自決、11月27日になってようやく全島がアメリカ軍の手に落ち、目的のレイテ島作戦の支援には全く間に合わなかった。日本軍守備隊は指揮官の中川以下約10,000人が戦死したが、アメリカ軍も同数の死傷者を出しただけでなく、2,500人の戦闘神経症患者が発生しており、人的損失では日本軍を上回った。この中川の戦術がのちの硫黄島の戦いや、沖縄戦の参考にされ、アメリカ軍に大量の出血を強いることになっていく。

#### レイテ決戦

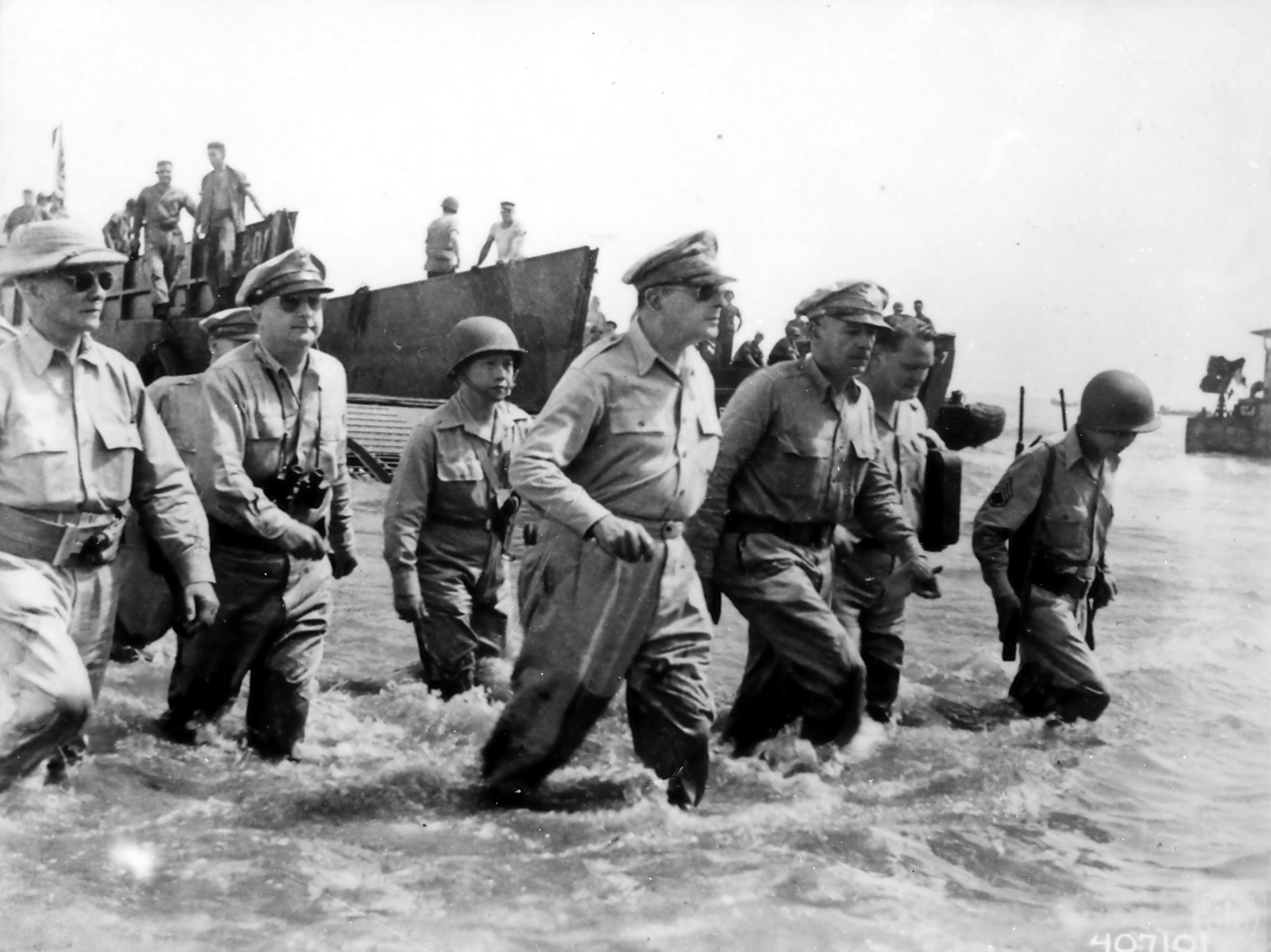
部下を従えてレイテ島に上陸するマッカーサー（1944年10月）

太平洋方面ではマッカーサー率いるアメリカ陸軍が主力の連合国南西太平洋軍（SWPA）と、チェスター・ニミッツ提督率いるアメリカ海軍、アメリカ海兵隊主力の連合国太平洋軍（POA）が二方面から日本本土に迫っていたが、マリアナをニミッツが攻略したことにより、日本軍が大兵力を構えるフィリピン攻略の戦略的な優先度が低下し、フィリピンは迂回して海と空から封鎖するだけで十分という主張が連合軍内で有力となった。大戦初期の敗北の汚名を返上し、フィリピン人への「I shall return」の約束を果たすことに只ならぬ拘りを見せるマッカーサーは、ハワイで開催された大統領ルーズベルトを招いての会議で、ルーズベルトやニミッツを説き伏せてフィリピン奪還を決めてしまった。
マッカーサーは政治力を発揮して、大兵力を構える日本軍に対抗してそれを遥かに上回る大兵力を準備した。その中には、ヨーロッパ戦線への増援に予定されていた戦力も多く含まれており、結果的に増援が減って戦力の補充が不十分であったヨーロッパ戦線の連合軍の隙をついて、ドイツ軍最後の反攻となるバルジの戦いが発生することとなった。マッカーサーはフィリピン攻略の足掛かりを日本軍の戦力が少ないレイテ島と決定し、その事前準備として、アメリカ海軍の機動部隊が徹底的に沖縄からフィリピンに至るまでの日本軍拠点を叩いた。沖縄の十・十空襲で大損害を被った日本軍は、台湾沖に来襲したアメリカ軍機動部隊に対して台湾やフィリピンの航空戦力を集中して反撃を行い、空母11隻を含む30隻を撃沈したなどと大勝利を報じこの海戦を「台湾沖航空戦」と呼称したが、実際は巡洋艦2隻を撃破したに過ぎず、逆に400機の航空機を失った。
やがてマッカーサーは700隻の艦艇に分乗した174,000名の兵員を率いてレイテ島近海に現れた。台湾沖航空戦の過大戦果報告は日本海軍の一部では認識されていたが大本営では共有されず、大損害を被った連合軍相手にレイテ島で決戦を挑むという捷一号作戦を発令し、日本海軍は開戦からの唯一生き残っていた空母・瑞鶴を旗艦とした艦隊を、小沢治三郎中将が率いてアメリカ軍機動部隊をひきつける囮に使い（小沢艦隊）、その間に栗田健男中将が戦艦大和、武蔵を主力とする戦艦部隊を率いて（栗田艦隊）、レイテ島上陸部隊を乗せた輸送船隊の殲滅を期した。日本陸軍も第4航空軍（司令官富永恭次中将）が航空支援を行うといった、日本陸海軍挙げての一大作戦となった。
日本海軍は残存した艦隊のほぼ全ての戦力をレイテ島に向けて投入し、それを迎え撃つアメリカ海軍との間で史上最大規模の海戦を繰り広げた。これはフィリピン沖約50万㎡の海域で、空母や戦艦といった主要艦艇から、潜水艦や魚雷艇から航空機に至るまで、あらゆる海軍戦力がつぎ込まれた太平洋戦線の集大成のような戦いとなった。小沢艦隊は囮作戦に成功し、壊滅状態になりながらもウィリアム・ハルゼー・ジュニア提督率いるアメリカ軍機動部隊を北方に釣り上げて、レイテ島付近を手薄にしたが、艦隊間の連携の不足や判断ミスによりこのチャンスを活かすことができず、西村祥治中将の旧式戦艦隊はトーマス・C・キンケイド中将の水上艦隊に撃滅され、絶え間ない空襲で武蔵を失うなど大損害を被りながらもレイテ湾直前まで達した栗田艦隊は、サマール島沖でクリフトン・スプレイグ少将の護衛空母艦隊と交戦し、少なくない損害を被ると、レイテ湾突入を諦めて引き返し、作戦は失敗に終わった。このレイテ沖海戦で日本海軍は実に空母4隻、戦艦3隻、重巡6隻を含む33隻の艦艇を失い組織的な戦闘力を喪失してしまった。それに対してアメリカ海軍は空母3隻を含む8隻の損失であった。

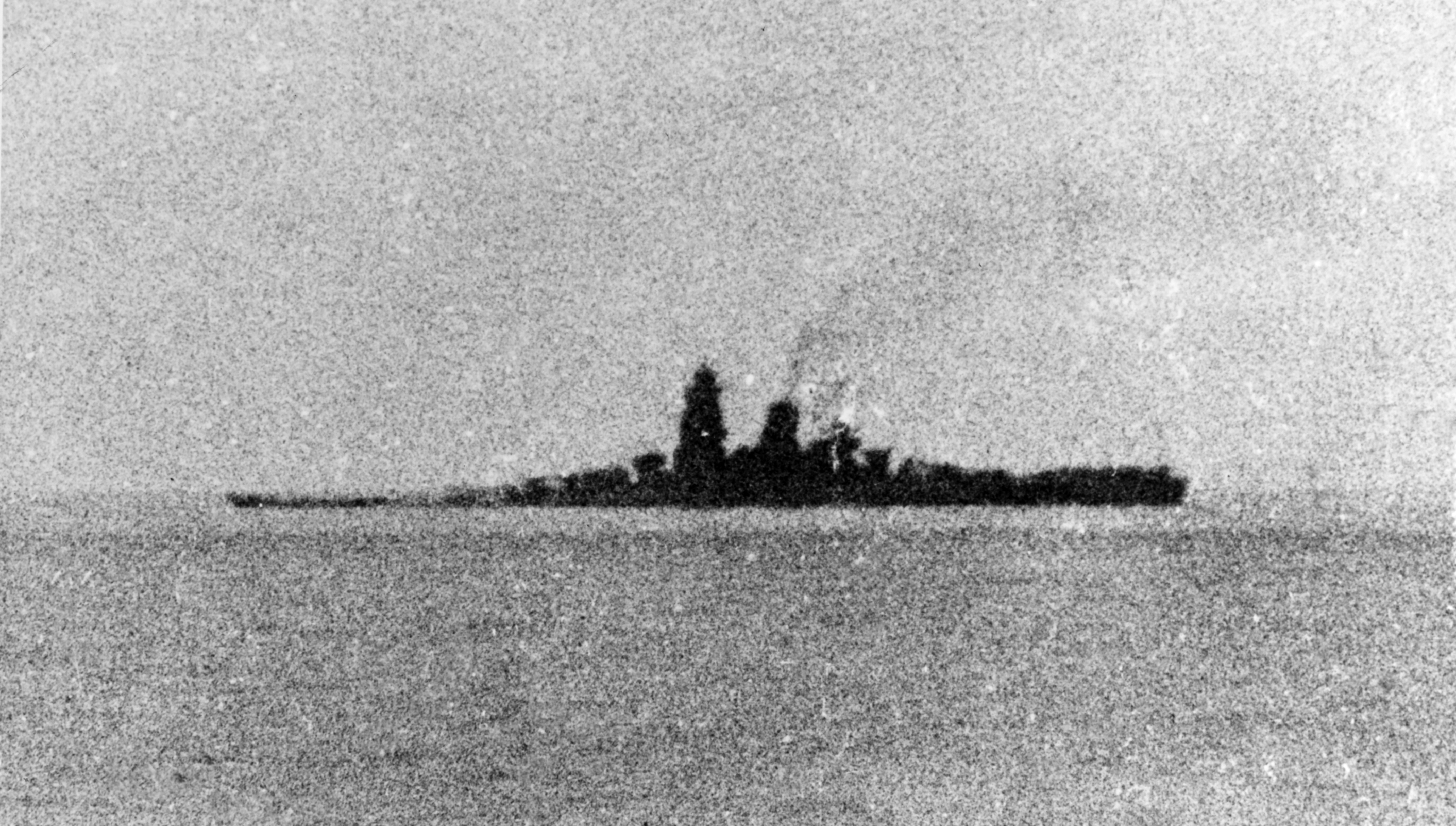
沈みつつある戦艦武蔵、駆逐艦磯風から撮影（1944年10月）

この戦いにおいて初めて、基地航空隊司令官大西瀧治郎中将によって神風特別攻撃隊が組織され、アメリカ海軍の護衛空母セント・ローを撃沈、他数隻に深刻な損害を与える大戦果を挙げた。特攻はその後に万朶隊が出撃して、陸軍航空隊も加わった。フィリピン戦において、日本陸海軍は特攻機650機を出撃させたが、連合軍艦船22隻を撃沈、110隻を撃破した。これは日本軍の通常攻撃を含めた航空部隊による全戦果のなかで、沈没艦で67％、撃破艦では81％を占めていたが、特攻機650機はフィリピンにおける全損失機数約4,000機の14％に過ぎず、相対的に少ない戦力の消耗で、きわめて大きな成果をあげたことは明白であったとアメリカ軍から評価された。フィリピンでの特攻による大損害の報告を聞いたルーズベルトは1945年1月にチャーチルと会った際に、特攻がアメリカ海軍に多大な人的損失と艦艇への損害をもたらせていることで非常に憂慮していることを伝え、戦争の早期終結は困難になるだろうとの見解を示した。特定の戦術に対してアメリカ合衆国大統領がここまでの懸念を抱いたとことは極めて異例で、それだけ特攻がアメリカに与えた影響は大きかった。ルーズベルトから特攻への懸念を示されたチャーチルも、自分の名代として太平洋戦線に派遣していたハーバード・ラムズデン中将が、フィリピン戦の観戦中に特攻により戦死しており、第二次世界大戦におけるイギリス陸軍最高位且つ厚い信頼を寄せていた軍人の戦死に衝撃を受けていた。この特攻の大損害に懲りた連合軍は特攻対策を加速させるが、日本軍も特攻戦術を向上させ、硫黄島や沖縄でより規模を拡大した特攻機対連合軍艦隊の激戦が繰り広げられることになる。

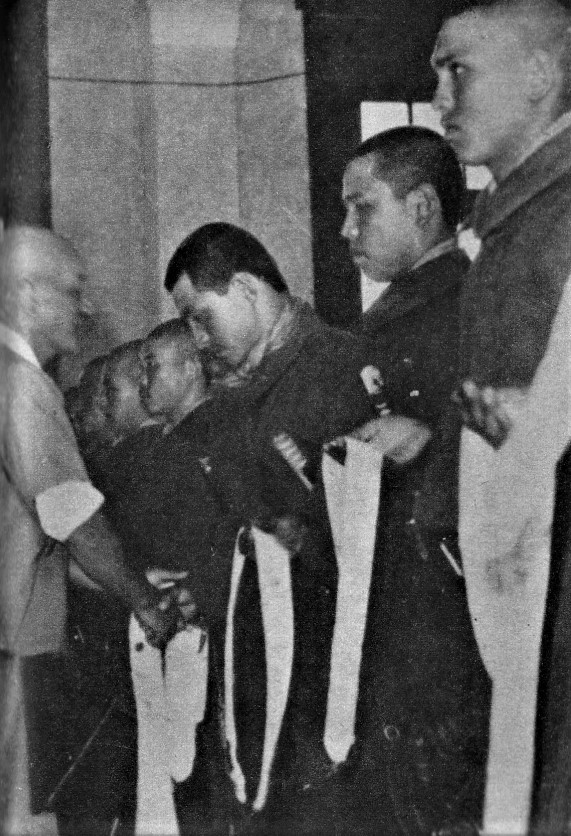
陸軍特別攻撃隊一誠隊の隊員に鉢巻を手渡す第4航空軍司令官富永恭次中将、一誠隊は護衛空母「オマニー・ベイ」を撃沈

栗田艦隊のＵターンで命拾いしたマッカーサーであったが、レイテ島の戦いは困難を極めた。日本陸軍の富永恭次中将率いる第4航空軍が連合艦隊の突入に呼応して、日本陸軍としては太平洋戦争最大規模の積極的な航空作戦を行っていたが。アメリカ軍はレイテ島上陸直後に占領したタクロバン飛行場の整備に手間取っており、そこに富永は攻撃を集中した。爆装した戦闘機による飛行場への夜襲で、一度で｢P-38｣が27機も地上で撃破されたり、100人以上のパイロットが死傷したり、毎夜のように弾薬集積所や燃料タンクが爆発するなど、飛行場機能に大打撃を与えた他、揚陸したばかりの約4,000トンの燃料・弾薬を爆砕して、上陸したアメリカ軍の補給線を脅かし、日本艦隊撃破の立役者のキンケイドが「敵航空兵力は驚くほど早く立ち直っており、上陸拠点に対する航空攻撃は事実上歯止めがきかず、陸軍の命運を握る補給線を締め上げる危険がある」と考えて、マッカーサーに、この後に予定されていたルソン島上陸作戦を、「戦史上めったに類を見ない大惨事を招きかねません」と作戦中止を求めたほどであった。
更に富永はクロバン飛行場近隣にあるマッカーサーの司令部兼居宅やウォルター・クルーガー中将の司令部も執拗に攻撃し、連合軍司令部を一挙に爆砕する好機に恵まれ、実際に司令部至近の建物ではアメリカ軍従軍記者2名と、フィリピン人の使用人12名が爆撃で死亡し、司令部の建物も爆弾や機銃掃射で穴だらけになるなど、あと一歩のところまで迫っていたが、結局その好機を活かすことはできなかった。マッカーサーは後にこのときの苦境を「連合軍の拠点がこれほど激しく、継続的に、効果的な日本軍の空襲にさらされたことはかつてなかった」と振り返っている。
その後、日本軍は多号作戦により、レイテ島に第26師団や第1師団などの増援を送り込み、連合軍に決戦を挑んだ。富永は積極的に輸送艦隊を護衛し、作戦初期の輸送作戦成功に貢献した。マッカーサーは当初の分析よりも遥かに多い日本軍の戦力に苦戦を強いられることとなり、ルソン島への上陸計画を延期して予備兵力をレイテに投入せざるを得なくなったが、第4航空軍も積極的な航空作戦による消耗に戦力補充が追い付かず、戦力が増強される一方の連合軍に対抗できなくなると、制空権を奪われた日本軍は多号作戦の輸送艦が次々と撃沈され、レイテ島は孤立していった。そして、マッカーサーはレイテ島を一気に攻略すべく、多号作戦の日本軍の揚陸港になっていたオルモック湾への上陸作戦を命じた。オルモック湾内のデポジト付近の海岸に上陸したアメリカ陸軍第77歩兵師団はオルモック市街に向けて前進を開始した。背後に上陸され虚を突かれた形となった日本軍であったが、体勢を立て直すと激しく抵抗し、第77歩兵師団は上陸後の25日間で死傷者2,226名を出すなど苦戦を強いられたが、この上陸作戦でレイテ島の戦いの大勢は決した。レイテ島に取り残された日本兵の多くは飢えや病気で倒れ、約70,000人の投入戦力のうち生存できたのはわずか5,000人で、14人に1人しか生還できなかった。

#### 風船爆弾

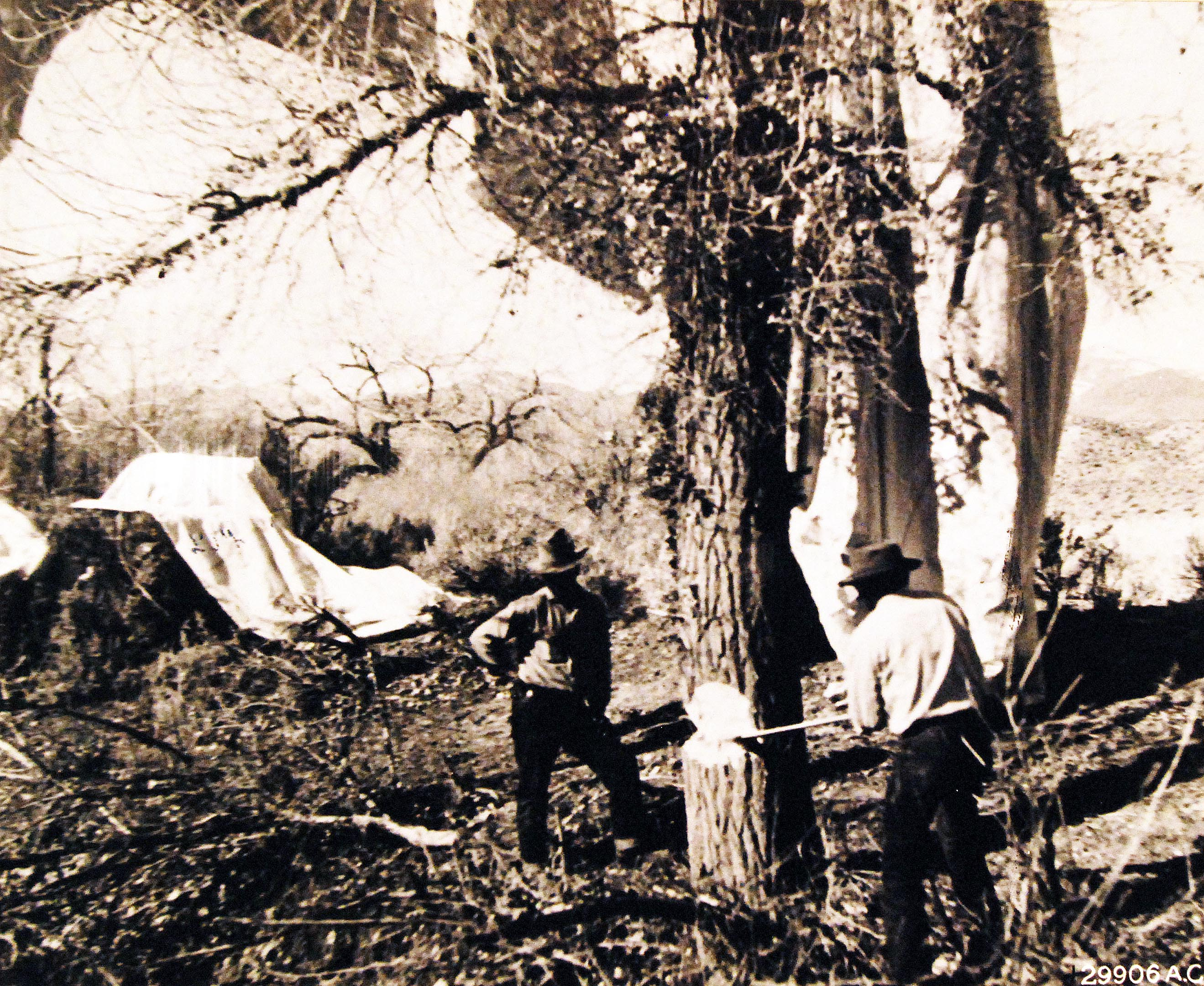
ネバダ州ニクソンで発見された風船爆弾

アメリカやイギリスでの10,000メートル上空を飛ぶ大型戦略爆撃機の開発と、それを打ち落とすことのできる高度攻撃機の開発に遅れていた日本は、当時日本の研究員だけが発見していたジェット気流を利用し、気球に爆弾をつけてアメリカ本土まで飛ばすいわゆる風船爆弾を開発。11月3日からアメリカ本土へ向けて約9,000個を飛来させた。
予想しなかった形の攻撃はアメリカ政府に大きな衝撃を与えたものの、しかし与えた被害はオレゴン州市民6名の死亡と、ネバダ州やカリフォルニア州の数か所に山火事を起こし、また停電を起こした程度であった。
ただし風船爆弾による心理的効果は大きく、アメリカ陸軍は風船爆弾が生物兵器を搭載することを危惧し（特にペスト菌が積まれていた場合の国内の恐慌を考慮していた）、着地した不発弾を調査するにあたり、担当者は防毒マスクと防護服を着用した。また、少人数の日本兵が風船に乗ってアメリカ本土に潜入するという懸念を終戦まで払拭することはできなかった。アメリカ政府は大規模な攻撃を受けた時と同様に厳重な報道管制を敷き、風船爆弾による被害を隠蔽した。

### 1945年

#### フィリピン失陥

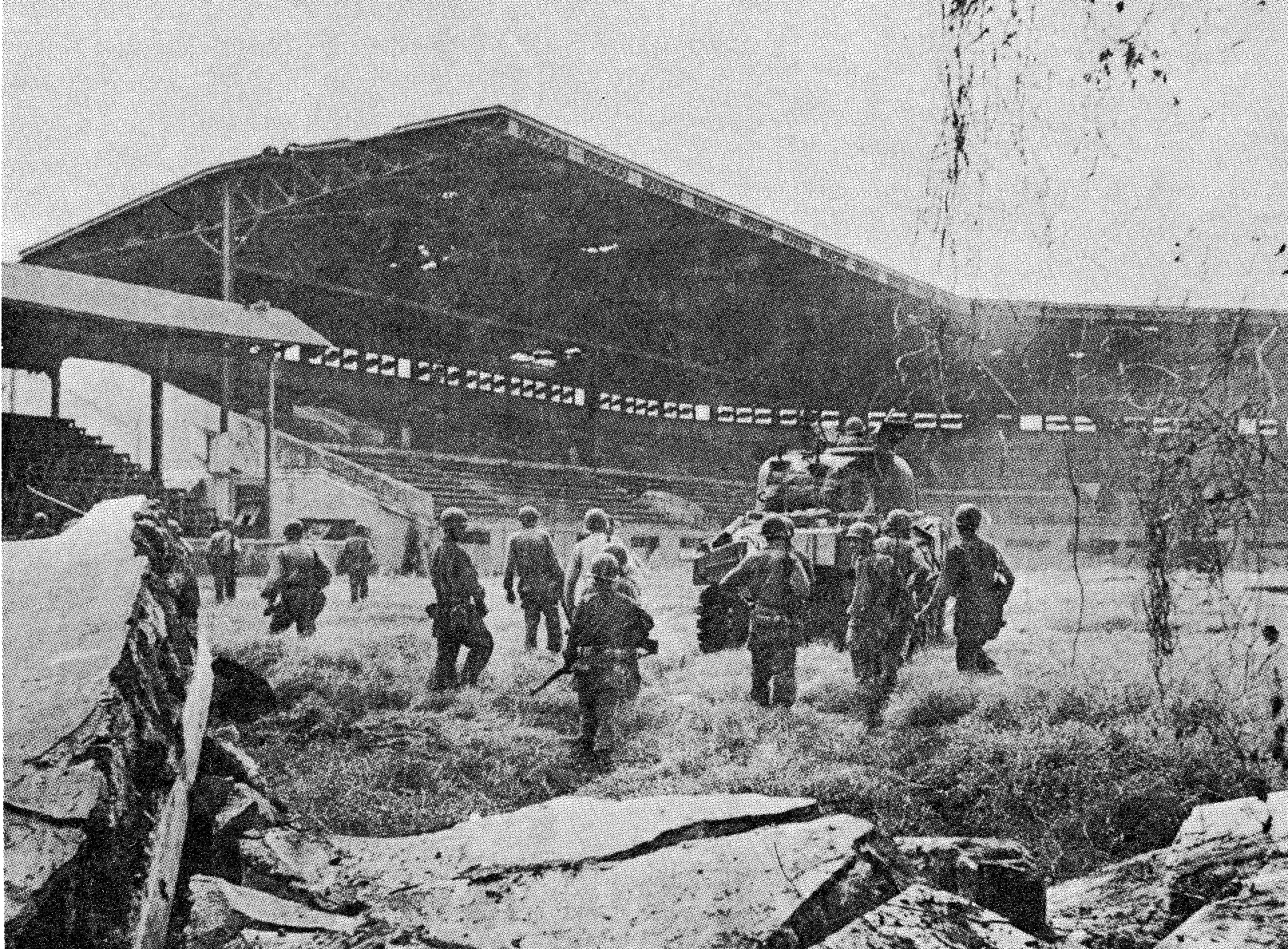
マニラに進撃するアメリカ軍（1945年2月）

1月にアメリカ軍はルソン島に上陸した（ルソン島の戦い）。2月から3月にかけてフィリピン最大の都市であるマニラを奪回する戦いが日本軍との間で行われた（マニラの戦い）。
マニラの戦いでは市民をも巻き込んだ市街戦となり、多くのマニラ市民が戦闘に巻き込まれた。さらに、アメリカ軍によって武装されたフィリピンゲリラが、日本軍に対する破壊活動を行っていたが、ゲリラは一般市民と同じような服装をしており、日本軍には一般市民とゲリラの区別が困難で、多数の一般市民がゲリラと一緒に虐殺された。また、また日本軍とアメリカ軍との戦闘に巻き込まれた同盟国のドイツ人神父など数十人、中立国人のスペイン人200人以上、スイス人10名が死亡し、旧市街のドイツやスペイン資産や駐マニラ領事館も被害を受けたが、その中には、死を目前にして理性を失った日本兵による、虐殺や性暴力の被害者も多数含まれていた。このマニラの悲劇は「マニラ大虐殺」と呼ばれ、日本軍による戦争犯罪として、フィリピンにおける日本陸軍の最高司令官山下奉文大将が戦犯として軍事裁判で裁かれて死刑となったが、マニラにおける犠牲者10万人のうちで、半数以上がアメリカ軍の砲爆撃の犠牲者であったという指摘もある。
日本は南方の要所であるフィリピンの大半を失い、台湾とフィリピンの間のバシー海峡を連合国に抑えられたため、日本の占領下や影響下にあったマレー半島やボルネオ島、インドシナなどの南方から日本本土への資源および食糧輸送の安全確保はより困難となった。実際日本本土では、この頃より急激に食料の流通が厳しくなっていく。
フィリピンの戦いの最中の2月4日から始まったソ連のリゾート地のヤルタで行われた「ヤルタ会議」は、主に対独戦についてスターリンとチャーチル、ルーズベルトの3か国の連合国首脳により東欧諸国の戦後処理が取り決められた。併せて、アメリカとソ連の間で「ヤルタ秘密協定」を締結し、ドイツ敗戦後90日後のソ連対日参戦、および千島列島・樺太・朝鮮半島・台湾などの日本領土の処遇も決定した。協定内容は次の通り。
しかし、日本の政府と軍はヤルタで連合国が首脳会議をすることは知っていたが、中立条約を結んでいるソ連がここで裏切るとは誰も思わなかった。

#### 仏印処理

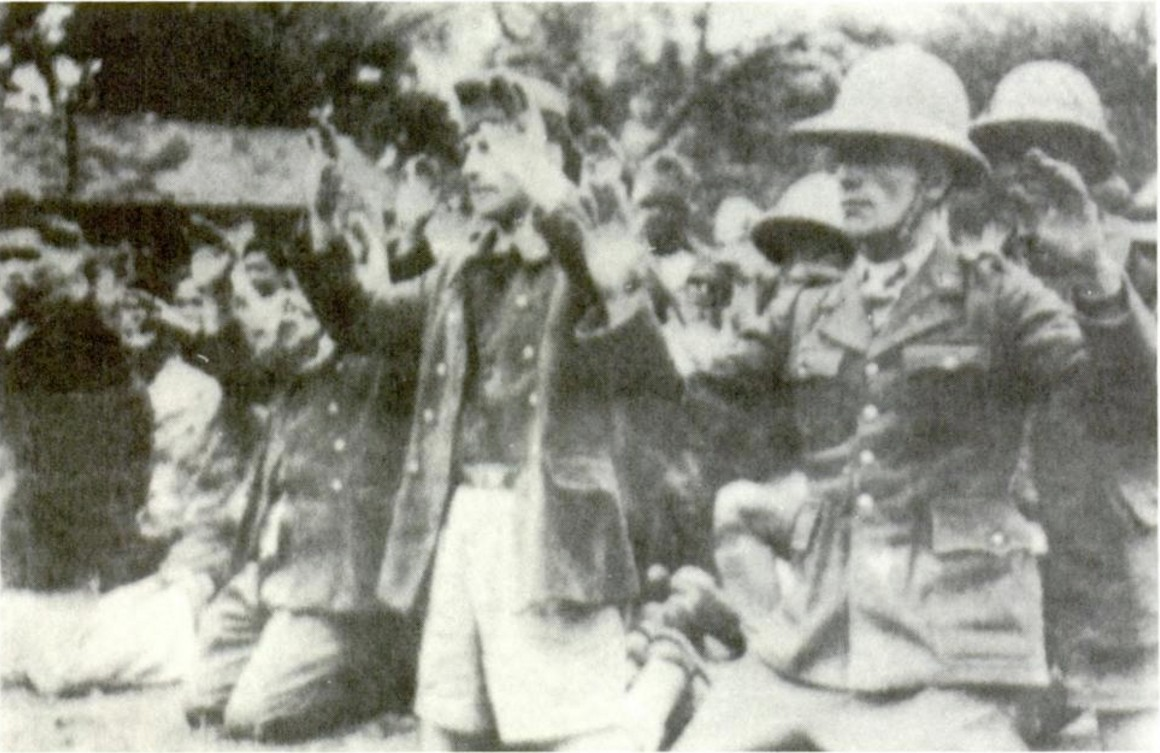
明号作戦で日本軍に降伏するフランス軍（1945年3月）

フランス領インドシナにおいては、日本軍は1940年以来ヴィシー政権との協定の下、植民地政府である仏印政府を残置したまま駐屯し続けていたが、これは日本が掲げる「大東亜解放」と矛盾するものであるという声もあった。ヨーロッパで枢軸軍の敗色が濃くなった1943年頃から、仏印政府を「処理」し、同地に独立政府を建てることが検討され始めていた。1944年6月にはヴィシー政権が崩壊し、太平洋でも日本の敗色が濃くなったことで、連合国軍がインドシナに上陸する可能性も強まったと判断された。
1945年3月9日、日本軍は「明号作戦」を発動して仏印政府軍に対する戦闘を開始。中華民国軍やイギリス軍など連合国軍の支援を受けられなかった仏印政府軍はすぐさま降伏した。日本は仏印政府の保護下にあったルアンパバーン王国・大南・カンボジア王国に独立を宣言させている。
ベトナムにおいては、阮朝の皇帝バオ・ダイを皇帝とするベトナム帝国が成立した。当時の日本軍人の中には、日本へ亡命中の畿外侯彊㭽をベトナム帝国皇帝に推す者も少なくなかったが、南方総軍や第38軍はベトナム新政権に不干渉の方針で、軍政を敷かないことや親日政権への改編をしないことを既に決定していたため、バオ・ダイは独立したベトナムの最初の元首の地位を手にした。

#### 硫黄島の戦いと東京大空襲

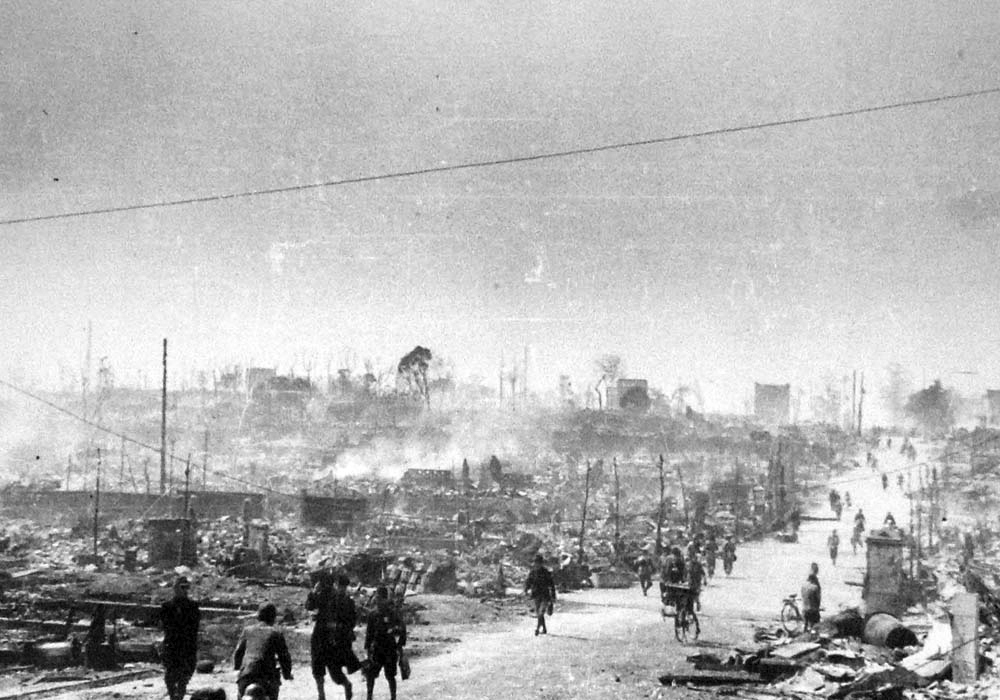
東京大空襲後の牛込市ヶ谷附近（3月11日）

前年末から、アメリカ陸軍航空隊のボーイングB-29爆撃機による小規模な日本本土空襲が行われていたが、この年に入り本格化していた。またそれまでは軍需工場を狙った高々度精密爆撃が中心であったが、カーチス・ルメイ少将が爆撃隊の司令官に就任すると、低高度による夜間無差別爆撃で焼夷弾攻撃が行われるようになった。3月10日未明、これまで一度も本格的な空襲を受けなかった台東区や新宿区、江戸川区など、東京の市街地を狙った東京大空襲によって、一夜にして10万人もの市民を虐殺し、文化的な物も失われた。約100万人が家を失った。

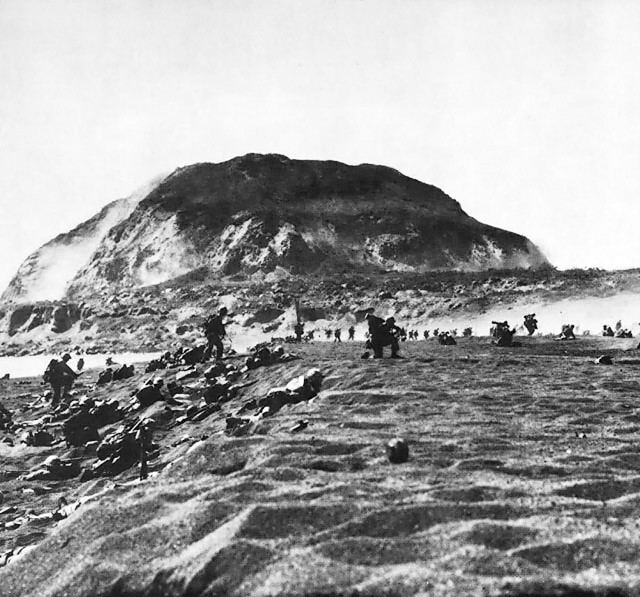
硫黄島の戦闘の様子（1945年3月）

アメリカ軍は日本本土空襲の拠点であったマリアナ諸島があまりにも遠く、戦闘機の護衛が不可能なことや、故障や損傷したB-29の不時着自基地が必要なことから、マリアナと東京の中間にある硫黄島に飛行場を設営するため攻略を決定した。日本軍も硫黄島の重要性は認識しており、硫黄島守備隊の戦力増強を図ると共に、司令官には知米派の栗林忠道中将を任じた。栗林は前年のペリリューの戦いの戦訓も参考にして、自ら陣頭に立って硫黄島に地下要塞を構築した。そして安易なバンザイ突撃を厳禁、「我等ハ敵十人ヲ斃サザレバ死ストモ死セズ」「我等ハ最後ノ一人トナルモ「ゲリラ」ニ依ツテ敵ヲ悩マサン」という栗林自ら作成した『敢闘ノ誓』を硫黄島守備隊全員に配布し、要塞化した硫黄島で徹底した持久戦を将兵に命じた。
硫黄島の要塞化はアメリカ軍も航空偵察で認識しており、激しい空襲により工事の妨害をしながらも、チェスター・ニミッツ元帥や第5艦隊司令レイモンド・スプルーアンス中将が、損害を減らすために毒ガスの使用の許可を求めたほどであった。結局毒ガス使用は許可されず、スプルーアンスは作戦の先行きに不安を感じながらも作戦を進めざるを得なかった。アメリカ軍は入念な爆撃と艦砲射撃を加えたのちに硫黄島に上陸してきたが、要塞に籠っていた日本軍は殆ど損害を受けておらず、逆に上陸してきたアメリカ海兵隊に猛攻を浴びせ大損害を与えた。作戦初日にアメリカ軍は2,400人が死傷したが、これはノルマンディ上陸作戦最大の激戦区であったオマハビーチで被った損害を、人数でも死傷率でも上回るものであった。日本軍は硫黄島を空から支援するため、神風特別攻撃隊「第2御盾隊」を出撃させた。32機と少数であったが、護衛空母ビスマーク・シーを撃沈、正規空母サラトガに5発の命中弾を与えて大破させた他、キーオカック(防潜網輸送船) など数隻を損傷させる戦果を挙げた。特攻によるアメリカ軍の被害は硫黄島からも目視でき、守備隊を勇気づけている。
その後も摺鉢山や元山飛行場を巡っての激戦などで、日本軍はアメリカ軍に大量の出血を強いて、あまりの甚大な損害にアメリカ国内の世論が沸騰し、苦戦を続けるアメリカ海軍や海兵隊に批判が殺到した。当初5日で攻略予定であったアメリカ軍を1か月以上も足止めした栗林は、3月26日に残存兵約400人とともにアメリカ軍に夜襲を敢行して戦死した。日本軍は21,000人の守備隊のうち20,000人が戦死したが、アメリカ軍は28,000人が死傷し人的損失はアメリカ軍が上回った。甚大な損害を被ったこの戦いについて、アメリカ側の軍事的な評価は厳しいものとなり、政治学者五百籏頭真は戦後にアメリカの公文書を調査していた際に、硫黄島の戦いとこの後の沖縄戦については、アメリカの方が敗者意識を持っている事に驚いている。
甚大な損害を被りながらも攻略した硫黄島の戦略的価値は非常に高く、まだ日本アメリカ両軍が戦闘中であった1945年3月4日に最初のB-29が硫黄島に緊急着陸すると、その後も終戦までに延べ2,251機のB-29が硫黄島に緊急着陸し、約25,000人の搭乗員を救うことになった。また、P-51Dを主力とする第7戦闘機集団が硫黄島に進出し、B-29の護衛についたり、日本軍飛行場を襲撃したりしたため、日本軍戦闘機によるB-29の迎撃は大きな制約を受けることとなった。一方で日本軍は、マリアナ諸島への攻撃の前進基地だけでなく、日本本土空襲への防空監視拠点をも失うこととなって、いよいよ戦局の悪化に歯止めがかからなくなっていった。

#### 沖縄戦

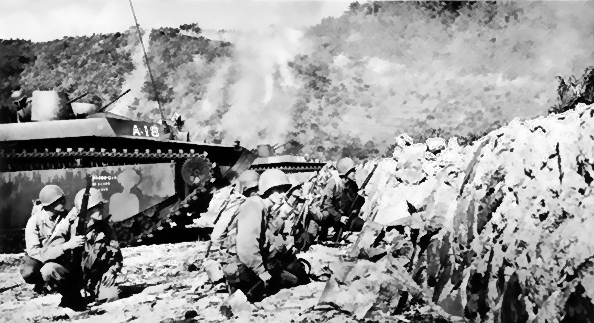
慶良間諸島に上陸中のアメリカ軍（3月26日）

3月26日に沖縄の慶良間諸島にアメリカ軍が上陸し、さらにアメリカ軍とイギリス軍を中心とした連合軍は4月1日に沖縄本島に上陸して沖縄戦が勃発、凄惨な地上戦となる。沖縄支援のため出撃した世界最強の戦艦・大和も、アメリカ軍400機以上の集中攻撃を受け、4月7日に撃沈。残るはわずかな戦艦と十数隻の空母、巡洋艦のみとなり、さらに空母艦載機の燃料や搭乗員にも事欠く状況となったため、空母や戦艦などの主要船艇を本土決戦のために保管する。ここに日本海軍連合艦隊は事実上その外洋戦闘能力を喪失した。

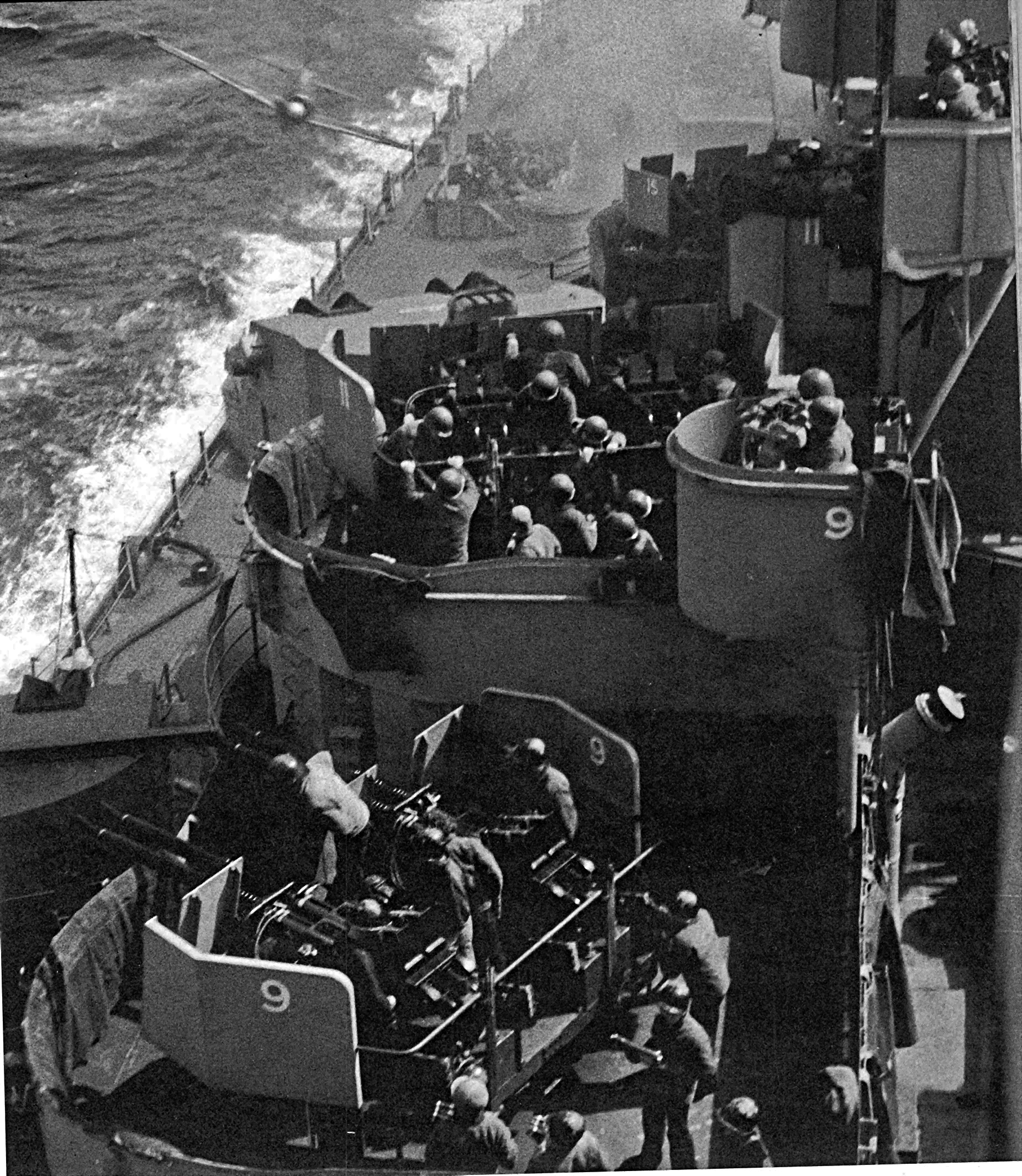
アメリカ海軍の戦艦ミズーリに突入直前の零式艦上戦闘機（石野節雄二飛曹搭乗）（1945年4月）

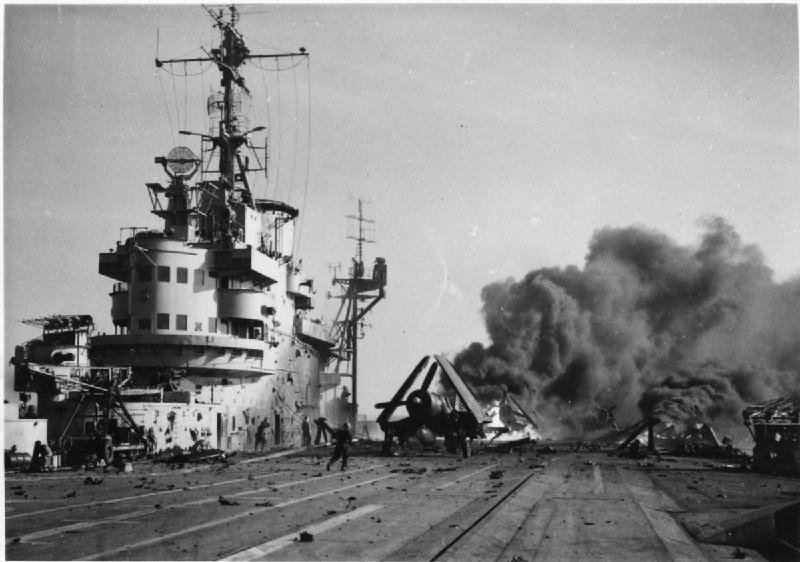
特攻機の命中で艦載機が炎上するイギリス海軍空母「フォーミダブル」（1945年4月）

大和の海上特攻作戦と並行して日本軍は大規模航空特攻作戦となる菊水作戦を開始、連合軍はフィリピンでの特攻による大損害に懲りて様々な特攻対策を講じていたが、連日押し寄せる大量の特攻機に対して損害を被り続けた。作戦初日の4月6日には、駆逐艦コルホーンと僚艦の駆逐艦ブッシュが40機の特攻機に集中攻撃を受けて、駆逐艦隊司令官と艦長と共に2隻ともたちまち沈没、また、重砲の大口径砲弾7,600トンを満載した弾薬輸送艦2隻も撃沈され、 上陸部隊が一時的に大口径重砲の弾薬不足に陥った。5月11日には戦後に遺書「所感」が書籍「きけ わだつみのこえ」で有名となった上原良司少尉を含む約100機の特攻機が出撃、正規空母バンカー・ヒル に再起不能の損害を与えるなど多数の艦を大破させ、アメリカ兵877名という特攻によって1日で被った最多の人的損害を与えた。
アメリカ海軍は特攻からの損害を少しでも軽減するため、海軍作戦部長の アーネスト・キングがルメイに対して「陸軍航空隊が海軍を支援しなければ、海軍は沖縄から撤退する。陸軍は自分らで防御と補給をすることになる」と脅迫し、ルメイは渋々B-29を戦術爆撃任務に回すこととしている。海軍に泣きつかれたルメイは、4月上旬から約1か月半の間、延べ2,000機のB-29を特攻の発進基地となっていた九州の飛行場の攻撃に投入し、その間日本内地の大都市は空襲の被害が軽減されることとなった。大都市への空襲を取りやめてまで行った特攻機対策であったが、日本軍が巧みに特攻機を隠匿したため、B-29は飛行場施設を破壊しただけで、特攻機に大きな損害を与えることができず、特攻によるアメリカ海軍の損害はさらに拡大していった。B-29の働きに失望した第5艦隊司令レイモンド・スプルーアンス中将は「彼ら（陸軍航空軍）は砂糖工場や鉄道の駅や機材をおおいに壊してくれた」と皮肉を言い、5月中旬にはルメイへの支援要請を取り下げて、B-29は大都市や産業への戦略爆撃任務に復帰している。
アメリカ海軍は沖縄戦で艦船沈没36隻、損傷368隻、艦上での戦死者は4,907名、負傷者4,824名という、甚大な損害を被ったが、その大部分は1,895機も投入された航空特攻による損害で、アメリカ海軍史上単一の作戦で受けた損害としては最悪のものとなっている。アメリカ軍も公式報告書で「十分な訓練も受けていないパイロットが旧式機を操縦しても、集団特攻攻撃が水上艦艇にとって非常に危険であることが沖縄戦で証明された。終戦時でさえ、日本本土に接近する侵攻部隊に対し、日本空軍が特攻攻撃によって重大な損害を与える能力を有していた事は明白である。」と総括している。航空特攻は終戦まで続けられて、陸海軍で2,550機が出撃し、3,948人が戦死したが、連合軍の艦船55隻を撃沈、25隻を廃艦に追い込み、320隻以上を損傷させ、戦死者8,064人負傷者10,708人の合計18,772人という甚大な人的損害を与えた。戦後に進駐してきた米国戦略爆撃調査団は特攻を徹底的に調査して「日本人によって開発された唯一の最も効果的な航空兵器は特攻機で、戦争末期の数ヶ月間に、日本陸軍と日本海軍の航空隊が連合軍艦船にたいして広範囲に使用した」と評価した。
沖縄への連合国軍の上陸を許すなど、戦況悪化の責任をとり4月7日に辞職した小磯國昭の後継に、近衛文麿や岡田啓介らは鈴木貫太郎を首相に推したが、先にサイパンを失った責任を取り首相を辞任した東條は、「陸軍が本土防衛の主体である」との理由で元帥陸軍大将の畑俊六を推薦し、「陸軍以外の者が総理になれば、陸軍がそっぽを向く恐れがある」と高圧的な態度で言った。これに対して岡田が「陛下のご命令で組閣をする者にそっぽを向くとは何たることか。陸軍がそんなことでは戦いがうまくいくはずがないではないか」と東條をたしなめ、東條は反論できずに黙ってしまった。こうして鈴木を後継首班にすることが決定された。
鈴木の就任後、アメリカ大統領のフランクリン・ルーズベルトが亡くなり訃報を知ると、同盟通信社の短波放送により深い哀悼の意をアメリカに送った。同じ頃、ドイツのアドルフ・ヒトラーも敗北寸前だったが、ラジオ放送でルーズベルトを口汚く罵っていた。アメリカに亡命していたドイツ人作家トーマス・マンが鈴木のこの放送に深く感動し、イギリスBBCで「ドイツ国民の皆さん、東洋の国日本には、なお騎士道精神があり、人間の死への深い敬意と品位が確固として存する。鈴木首相の高らかな精神に比べ、あなたたちドイツ人は恥ずかしくないですか」と声明を発表するなど、鈴木の談話は戦時下の世界に感銘を与えた。

負傷兵を後送するアメリカ軍看護兵（1945年5月）

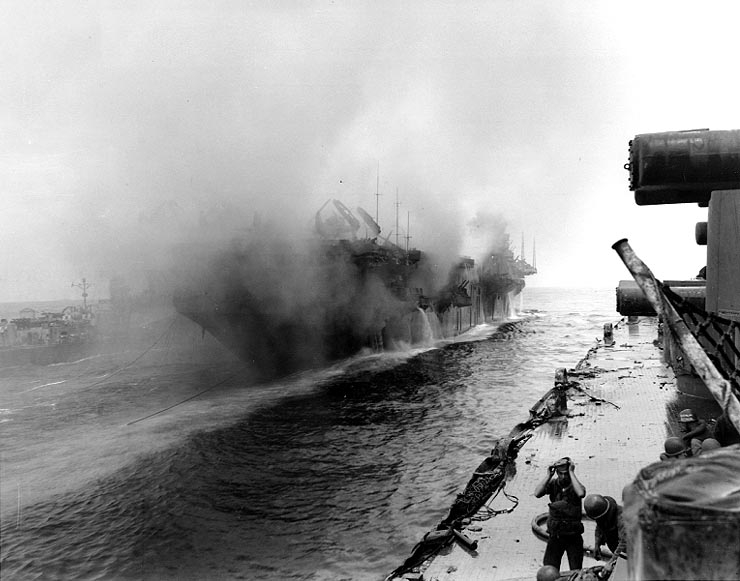
特攻機が2機命中して甚大な損害を被ったアメリカ軍空母バンカー・ヒル （1945年5月）

沖縄本島上では、第32軍司令官牛島満中将が全幅の信頼を置いていた高級参謀八原博通大佐の指揮のもと、沖縄の地形特性を最大限活用した強固な地下陣地による徹底した持久戦が戦われており、上陸した連合軍に多大な出血を強いていた。しかし、大本営の横やりで陣地を出ての総攻撃を強要され、八原の反対を押し切って強攻したが逆に大損害を被り、連合軍に利することとなった。その後は再び八原の方針通りで徹底した持久戦を展開、シュガーローフの戦いの戦いなどで連合軍に多大な損害を与えていたが、圧倒的な戦力差で次第に日本軍は後退を余儀なくされていた。このまま首里に構築していた防衛線に固執していたのでは全滅は免れないと考えた八原は、更なる連合軍足止めのために沖縄本島南部へ撤退し戦線を再構築することとした。沖縄本島南部には戦火を逃れた住民が多数避難しており、戦闘に巻き込まれることは必至で島田叡沖縄県知事は反対したが、牛島の決断で強行された。
南部への撤退は後にイギリス軍とアメリカ軍からなる連合軍に賞賛されるほどに巧みに行われ、戦線を再構築した日本軍はこの後も1か月弱に渡って連合軍を足止めし、総司令官のサイモン・B・バックナー中将が戦死するなど大損害を与えたものの、狭い地域に軍民が雑居することとなり、戦闘に巻き込まれた他、スパイと疑われて日本兵に殺害されたり、集団自決をはかったりして大量の住民の命も奪われた。6月23日に総司令官の牛島が自決し、沖縄での組織的抵抗が終わったが、日本軍によるゲリラ戦は7月後半まで続いた。この沖縄戦で18万8,136人が死亡したが、このうちの65％が軍に召集された沖縄成人男性と沖縄の一般市民であった。一方でアメリカ軍を主力とする連合軍も約20,000人が戦死し、55,000人以上が負傷するなど、第二次世界大戦でも最大級の人的損害が出た戦いとなった。

#### 日本本土空襲激化

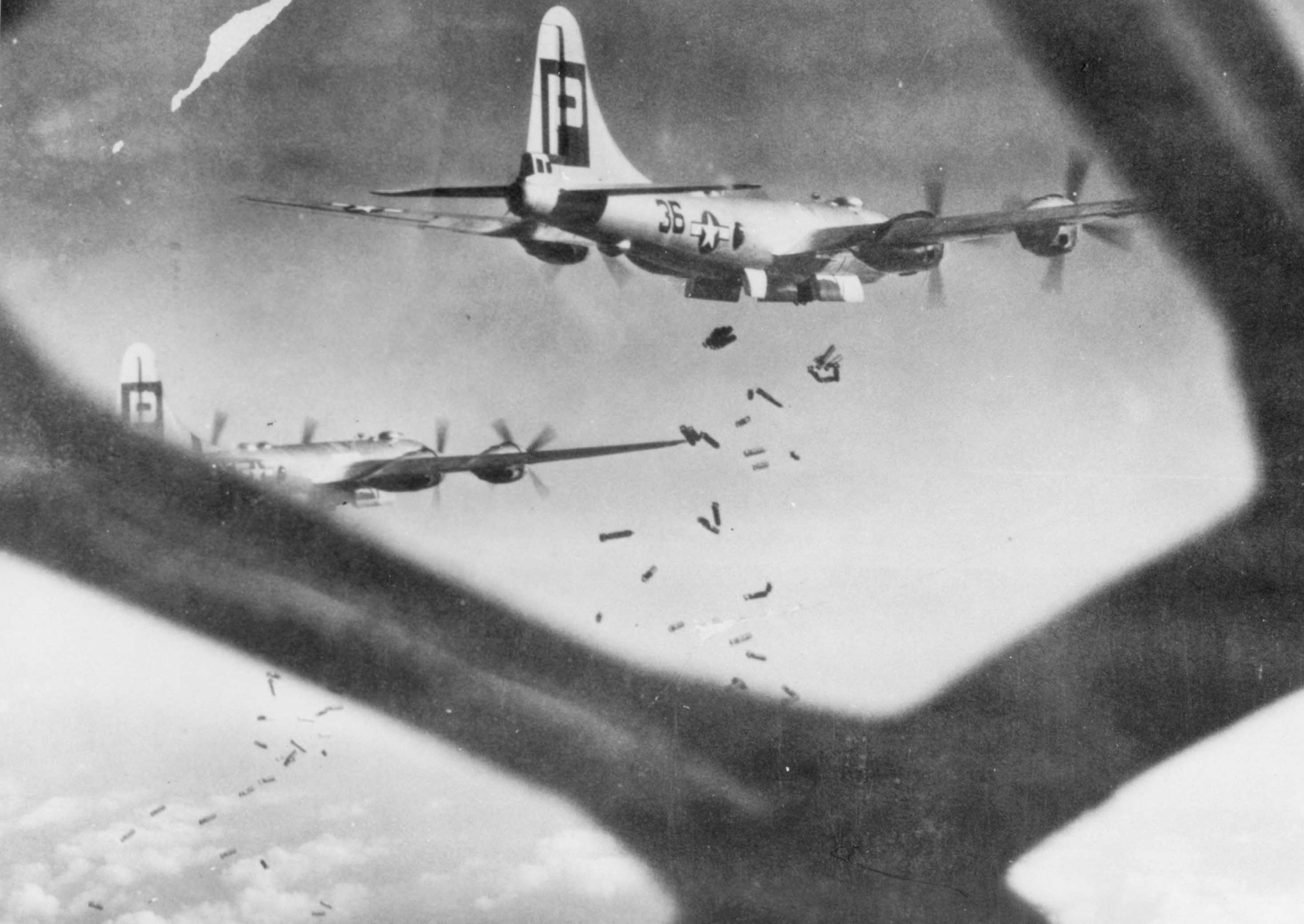
平塚を爆撃するB-29（1945年7月）

沖縄戦における九州への戦術爆撃任務に失敗したB-29であったが、5月に入ると、従来の都市への無差別爆撃任務に復帰した。B-29の生産も軌道に乗り、常時400機のB-29が稼働状態となっていた。5月14日昼間に529機、5月16日夜間に522機のB-29により名古屋大空襲が行われ、名古屋市街と周辺の工場地帯を完全に破壊してしまった。焼夷弾で焼失した建物のなかには名古屋城も含まれていた。3月10日の東京大空襲で甚大な被害を受けた東京にも、5月23日の夜間にB-29が558機、5月25日の夜間にB-29が498機という大兵力で再度の無差別爆撃が行われた。この空襲で東京の被爆面積は都市全域の半分の145km2に及び、さらに皇居内の建物の28,520m2のうち18,239m2が焼失、鈴木貫太郎首相の首相官邸も焼失してしまった。ルメイは東京を既に破壊し尽くしたと判断し、主要爆撃リストの目標から外した。
この東京への2回の爆撃でB-29は今までで最悪の43機を損失、169機が損傷を被るという大きな損害を被ったので、5月29日の横浜への無差別爆撃任務（横浜大空襲）のさいには、B-29の454機に硫黄島に展開するP-51D101機を護衛につけた。白昼堂々の大規模爆撃であったので、日本軍も陸海軍共同の64機で迎撃、P-51とも空戦になり、アメリカ軍は日本軍戦闘機26機撃墜、9機撃破、23機撃墜不確実と大きな戦果を主張したが、日本軍側の記録によれば未帰還機は2機であった。P-51の護衛を突破した日本軍戦闘機はB-29を攻撃し、撃墜18機を報じたが、アメリカ軍の記録ではB-29の損失が7機、P-51が2機であった。爆撃は成功し、横浜市街はこの1日で34%が焼失し、死者は3,649名、焼失家屋は79,017戸にもなった。
次いで6月1日のB-29の454機による神戸と大阪の無差別爆撃にもP-51の護衛を出撃させたが、離陸直後に暴風圏にぶつかって、P-51が一度に27機も墜落している。編隊で計器飛行ができないP-51に対しては、B-29が航法誘導する必要があり、ルメイは護衛戦闘機は足手まといぐらいに考えていたが、P-51の護衛により、結果的に日本軍戦闘機の迎撃は困難になってしまった。この頃には、大本営は本土決戦準備のため航空戦力温存策をとっており、P-51の護衛が増えた1945年6月以降は日本軍機の迎撃は極めて低調で、日本軍戦闘機からのB-29の損害は激減している。また、防空戦力は、大都市に集中していたので、地方の中小都市については、まともな迎撃戦は行われなかった。このような防空戦略の後退は、国民の厭戦気分を高めることになり、航空総軍司令官河辺正三大将には「国を亡ぼすものは東條なり。大阪を焦土に化するものは河辺なり・・・」などの投書が複数寄せられている。日本において軍の司令官にこのような露骨な誹謗投書が寄せられるのは、極めて異例であった。
その後も大都市圏には繰り返し無差別爆撃が行われ、1945年4月18日の川崎大空襲で焼失していた川崎と、東京、横浜を含めた6大都市圏は1945年6月までには破壊しつくされた。6大都市圏713km2のうち、B-29に焼き払われたのは274km2に及んだが、そのなかには多くの兵器工場が含まれており、また数百万人の日本人が住居を失った。日本の大都市を破壊しつくしたルメイは、目標を人口10万人から20万人の中小都市58に対する無差別爆撃を行うこととした。この作戦は6月17日に開始されて、鹿児島、大牟田、浜松、四日市、豊橋、福岡、静岡、富山などが目標となり終戦まで続けられた。このころになると日本国民はアメリカ軍のどの兵器よりもB-29を恐れるようになっており、日本在住のブルーノ・ビッテル神父は「日本国民の全階層にわたって、敗戦の意識が芽生え始めるようになったのは、B-29の大空襲によってであった」と証言している。
B-29は合計380回の任務で述べ33,401機が日本本土に来襲し、147,576トンの爆弾を投下して日本の主要都市を焼き払い、30万人～40万人の一般市民を殺害した。開戦直後から本土爆撃をされていたドイツとは異なり、本土防空体制構築に後れを取った日本軍は、その後も前線での航空戦を重視しすぎたあまり、B-29に対抗できる本土防空体制の構築に失敗し、本土空襲で甚大な損害を被ることとなった。それでも限られた戦力で日本軍防空陣は敢闘し、戦闘任務でB-29は485機が失われ、総出撃機数に対する損失率は1.32%となった。これはドイツ本土爆撃でのB-17の損失率1.61%や、B-24の損失率1.60%と大きくは変わらないものであったが、戦後に日本とドイツに対する戦略爆撃の効果を調査した米国戦略爆撃調査団が出した結論は、日本本土空襲における第20空軍のB-29が日本軍から被った損失は、第8空軍がドイツ本土爆撃でドイツ軍戦闘機から被った損失の1/3に過ぎず、警戒システムも迎撃地上管制システムもともに“poor”（貧弱）だったとしている。

#### ヒトラーの自決とドイツの降伏
4月30日に、ドイツ総統のヒトラーがベルリンで自決した。ヒトラーの死と、国家元首を引き継いだデーニッツが連合国と停戦交渉を行っていることを知った日本政府は、東郷外相を通じて「ドイツが三国同盟に違反した」との声明を発表した。その後、デーニッツの政権で外務大臣となったフォン・クロージク伯爵は、駐日ドイツ大使館に対して「ドイツ政府が同盟国としての義務を果たせなくなったことに対して残念なことと、連合国と停戦に向けて交渉を行わざるをえない状況である」ことを日本政府に外交文書で伝えるよう電報で依頼したが、東郷外相はこの文書の受け取りを拒否した。日本政府は、ヒトラーの死に対して慣例である弔意の表明や半旗の掲揚などを一切行わなかった。
5月7日にドイツ（フレンスブルク政府）が連合国に降伏。同盟国である日本に対して事前協議も行われなかった無条件降伏であった。枢軸国で残るは日本だけとなり、その日本は1946年4月25日まで有効な日ソ中立条約を根拠に中立を保つソ連に頼るしかなかったため、ドイツの降伏後はソ連を通じた和平工作に注力する。しかしこれに先立つ2月、連合国によるヤルタ会談の密約で、ドイツを破った後のソ連軍は3か月後に満洲、朝鮮半島、樺太、千島列島へ北方から侵攻する予定でいた。
5月9日、東京の駐日ドイツ大使館は、当時の公的機関としてはおそらく世界唯一のヒトラー追悼式を行った。しかし、日本政府は、外務省の儀典課長代理を参列させるに留めた。
5月10日には、日本が開発していた原爆の材料となるウランなどを積んで大西洋上日本に向かっていたドイツ海軍のU-234がドイツの降伏を受けてアメリカ海軍に投降し、その直前にアメリカ軍の捕虜になることを恐れた友永英夫技術中佐と庄司元三技術中佐が艦内で自決している。なおドイツに駐在していた日本の軍人と外交官、民間人は、ソ連の占領区域にいたものは速やかにモスクワ経由でシベリア鉄道で5月末に帰国。イギリスおよびアメリカの占領区域にいたものは捕虜、または拘束となり、アメリカ経由で戦後の12月に帰国した。

#### ポツダム宣言
6月初頭には、疎開先だった箱根の強羅ホテルでソ連のヤコフ・マリク大使は、元駐ソ連大使の広田弘毅元首相の2度の訪問を受け、非公式での終戦交渉を行ったが当然ながら良い返事はもらえず、さらに月末にも広田元首相はわざわざ港区麻布のロシア大使館のマリク大使を訪れているが、その後マリク大使は病気を理由に会談を拒否している。なお既にソ連は2月のヤルタ会談において、ヨーロッパでの戦勝の日から3ヶ月以内に対日宣戦することで英米中と合意しており、それとは矛盾する日本政府からのソ連中立の要請や、大東亜戦争の停戦講和の依頼など受けられるはずがなかった。
さらに5月から6月にかけて、ポルトガルやスイスにある在外公館の陸海軍駐在武官から、ソ連の対日参戦についての情報が日本に送られたり、モスクワから帰国した陸軍駐在武官補佐官の浅井勇中佐から「シベリア鉄道におけるソ連兵力の極東方面への移動」が関東軍総司令部に報告されたりしていた。しかしソ連の「裏切り」についてのこれらの決定的に重要な情報は、中立条約を結んでいたソ連との講和仲介に最後の望みをかけていた日本政府と軍の間では、不都合過ぎて真剣に共有されなかったか、重要性に気付かれないまま見捨て置かれていた。

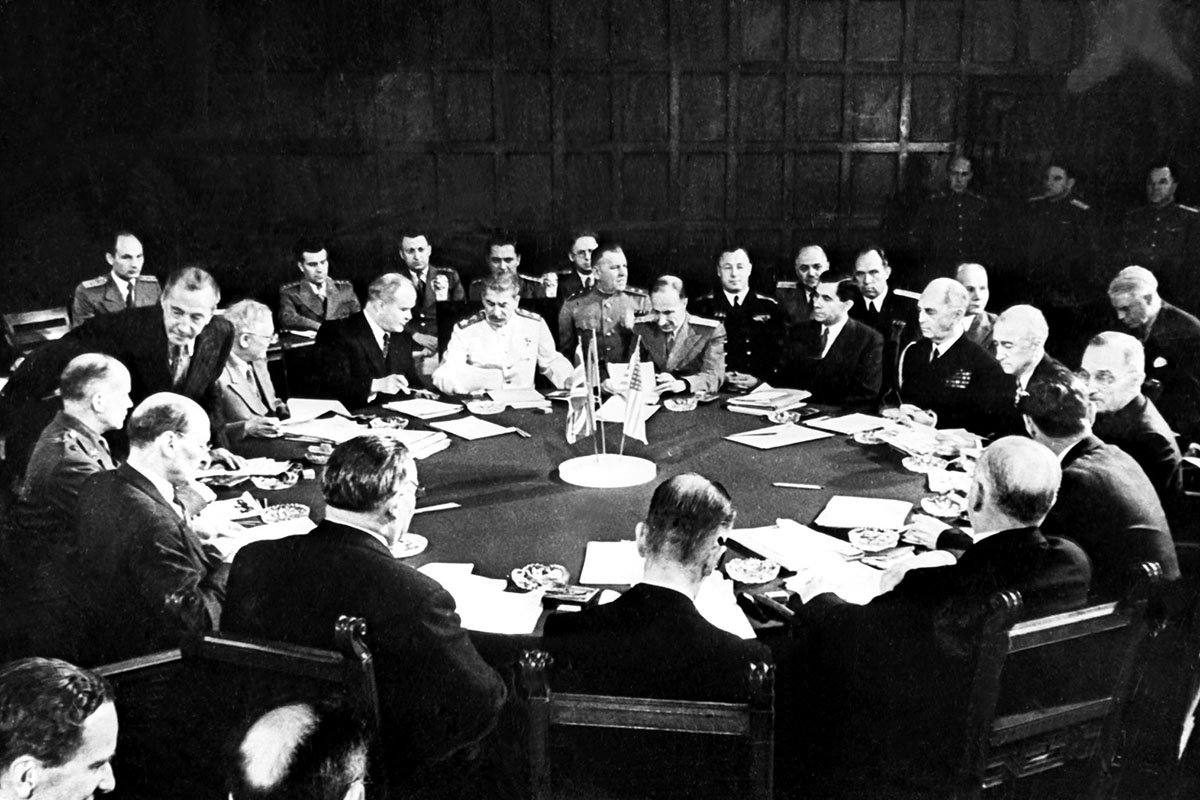
ポツダム会議に訪れた3か国首脳（1945年7月）

アメリカ軍を主力とする連合軍は、日本本土上陸作戦（ダウンフォール作戦）により日本を屈服させようと考えており、1945年11月に九州地方上陸作戦「オリンピック作戦」、その後関東地方への上陸作戦（「コロネット作戦」）を計画していたが、先の沖縄戦で、アメリカ軍史上最強の軍と評されていた第10軍計27万8000人が、戦力、火力で圧倒的に劣る日本軍第32軍に苦戦し、39％もの人的損失を被るにあたって、沖縄戦での人的損失が日本の抵抗の激しさを示すものであれば、日本本土侵攻にどれほどの犠牲を伴うのかアメリカの指導部内に不安が蔓延することとなった。そのため、アメリカ側に甚大な損害必至の日本本土上陸作戦を避けて、終戦を模索する動きが活発化していた。
7月17日から8月2日にかけ、ベルリン郊外ポツダムのツェツィーリエンホーフ宮殿において3カ国の首脳（イギリスの首相ウィンストン・チャーチルおよびクレメント・アトリー、アメリカ合衆国大統領ハリー・S・トルーマン、ソビエト連邦共産党書記長ヨシフ・スターリン）が集まり、第二次世界大戦の戦後処理について話し合われた（ポツダム会談）。
7月26日には、イギリス首相、アメリカ大統領、中華民国主席の名において、全13か条からなる条件付き宣言である日本軍の降伏に関する「ポツダム宣言」が発表された（8月9日に対日参戦したソビエト連邦は、同日に後から加わり追認した）。ポツダム宣言を受け、対応を協議するため、翌27日に最高戦争指導会議と閣議が開催されたが、陸軍大臣の阿南惟幾が「政府として発表する以上は、断固これに対抗する意見を添え、国民が動揺することないよう、この宣言をどう考えるべきかの方向性を示すべき」と拒否を主張したのに対し、外務大臣東郷茂徳は「本宣言は（13条からなる）有条件講和であり、これを拒否する時は極めて重大なる結果を惹起する」「和平交渉の道を残しておくため、宣言を拒否しないことが必要」と考えていた東郷茂徳と真っ向から対立した。議論の末、一旦は日本政府として方針を示さないが、各新聞にコメント入りで報道させて国民に周知させるという結論となった。
翌28日、首相の鈴木貫太郎は記者会見で「共同声明はカイロ会談の焼直しと思う、政府としては重大な価値あるものとは認めず“黙殺”し、我々は戦争完遂に邁進する」と述べたが、この会見が翌日の29日の新聞各紙で「政府は黙殺」などと報道され、さらに海外では「黙殺」が「reject（拒絶）」と報道された。トルーマンは7月25日の日記に「日本がポツダム宣言を受諾しないことを確信している」と書いているなど、日本が一旦はポツダム宣言を拒絶することを予測しており、日本への原子爆弾投下を合理化する理由ともなった。戦後、鈴木はこの発言を振り返って「この一言は後々に至るまで、余の誠に遺憾と思う点であり・・・」と悔やんでいる。

#### 広島への原爆投下
アメリカはマンハッタン計画で原子爆弾の開発を進めていたが、ポツダムで会議に臨んだトルーマンの元にトリニティ実験の成功の報がもたらされた。
なお、日本も独自に原子爆弾開発を行っていたが、ドイツやアメリカ、イギリスに遅れた1940年以降にようやく基礎開発がスタートしたうえに、ウランの調達が間に合わず、さらにアメリカのようなユダヤ人亡命科学者の亡命もないなど全く間に合わなかった。
原爆の使用について、陸軍参謀総長ジョージ・マーシャル元帥らダウンフォール作戦推進派は、原爆を日本本土侵攻作戦での戦術核としての使用を主張していたが、陸軍長官ヘンリー・スティムソンら日本との講和提唱派は、日本本土侵攻作戦による両方の軍民の死傷者を抑え込み早期に集結させるために、日本に最終的な決断を促す一つの手段とみており、慎重派、推進派ともに日本に対する原爆の使用を提唱していた。トルーマンは、外交チャンネルを通じて口頭では天皇制の保障を匂わすことをスティムソンら講和提唱派に約束し、進言通り、降伏を促す手段として原爆の使用を決定した。

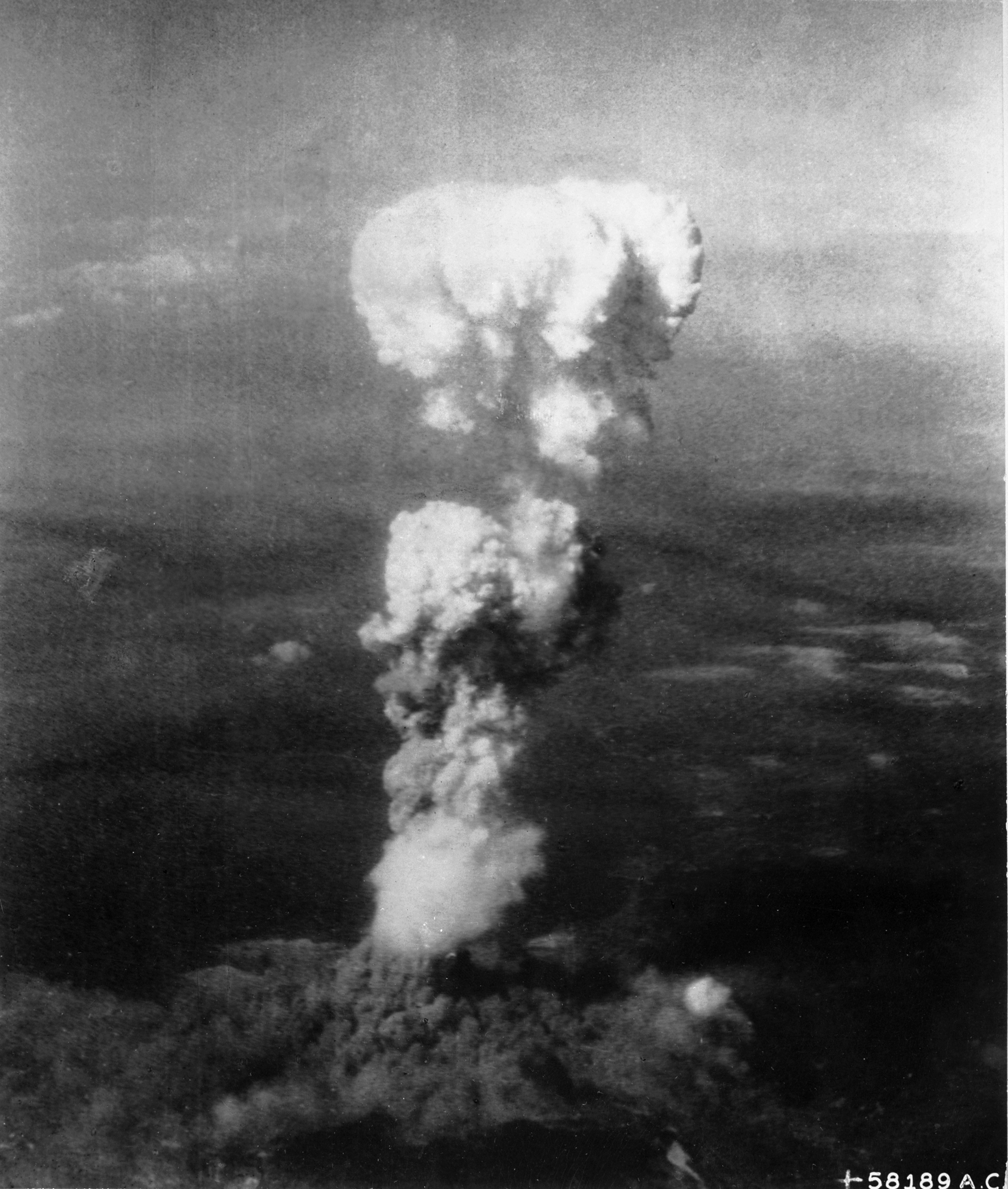
広島での核爆発によるキノコ雲（8月6日）

8月6日にアメリカ軍のボーイングB29「エノラ・ゲイ」により広島市への原子爆弾投下が行われ、投下直後には78,150人の犠牲者が生じ、最終的な犠牲者数の詳細は不明ながらも、1945年12月末までには14万人に達したと推計されている。
広島の被害状況は想像を絶するもので通信は途絶えて全く沈黙していた。何時間経っても被害甚大という程度の情報しか入ってこなかったが、夕方近くになって、ようやく情報局に、この惨禍は侵入してきた3機のB-29のうち1機が投下した1発の爆弾によってもたらされたことが判明し、下村宏情報局総裁が鈴木に降伏の決断を促すため首相官邸に出向いたが、鈴木は不在であった。結局6日は無為に過ぎ去ったが、ようやく8月7日の明け方になって、その破滅的な状況が明らかになってきた。さらには、トルーマンが「我々は20億ドルを投じて歴史的な賭けを行い、そして勝ったのである」「広島に投下した爆弾は戦争に革命的な変化をあたえる原子爆弾であり、日本が降伏に応じない限り、さらに他の都市にも投下する」という声明を発表し、原子爆弾が投下されたことが判明した。
8月7日午後から、関係閣僚会議が開催されて、対策が協議されたが、本土決戦による一撃講和が方針の陸軍は、大臣の阿南が「たとえトルーマンが原子爆弾を投下したと声明しても、それは法螺かも知れぬ」と強く主張し、方針は決まらなかった。軍部は自ら原子爆弾の開発を行っていることもあって薄々は解ってはいながら、原爆を認めて公表すれば軍と国民への士気の影響が大きすぎると考えて、協議の結果、詳細な調査が必要ということになり、大本営発表では原爆ではなく「新型爆弾」とされ、詳細は不明と報じられた。陸軍は原子爆弾を研究していた仁科芳雄博士を含む調査団を広島に派遣、8日に上空から廃墟となった広島を見た仁科は「このような壊滅的な破壊をもたらすことができるのは原爆だけである」と即座に結論を下した。
8月8日、外相の東郷は首相の鈴木と協議の後、皇居に参内して昭和天皇に、原爆の使用とアメリカとイギリスからの降伏勧告について報告し、もはやポツダム宣言を受諾するほかないと進言した。昭和天皇も「原爆のような新兵器の出現をみた以上、戦争の継続は不可能である。速やかに終戦措置を講ずるようにせよ」との意思を伝えた。東郷はただちに昭和天皇の意思を木戸幸一内大臣に伝え、鈴木に対しては、至急、最高戦争指導会議の召集を申し入れて、8月9日に開催されることが決定した。

#### ソ連対日参戦

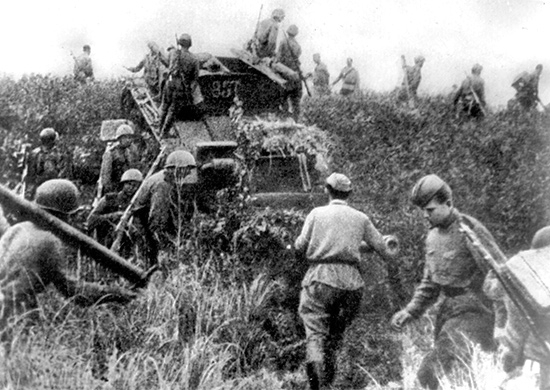
満洲国で日本軍へ砲撃するソ連軍（8月9日）

一方で東郷は、まだ「中立国」であるソ連を仲介とした講和にも一縷の望みをかけており、駐ソビエト連邦大使佐藤尚武に交渉を命じていた。佐藤は8月8日にようやくヴャチェスラフ・モロトフ外務人民委員（事実上の外務大臣）との面談約束を取り付け、午後5時（日本標準時午後11時）にクレムリンを訪れた。
佐藤が話題を切り出そうとしたところ、モロトフから遮られ「私はここに、ソ連邦の名において日本政府に対する通告を持っており、これを貴下に伝達したい」告げて、日ソ中立条約の破棄と対日宣戦布告の文書を読み始めた。佐藤は心の動揺を抑えながら「中立条約期限切れ前の一方的な破棄は遺憾である」と抗議、この文書の日本本国への打電の許可を申し出し、了承された。
ついに日本の望みとは逆に、モロトフの通告をもってソビエト連邦は上記のヤルタ会談での密約を元に、締結後5年間（1946年4月まで）有効の日ソ中立条約を一方的に破棄、8月8日午後11時（モスクワ時刻午後5時、以下日本標準時）に対日宣戦布告し、翌9日の午前1時に満洲国と日本へ侵攻を開始した（8月の嵐作戦）。また、ポツダム宣言に署名していないソ連政府は、日本への侵攻と同時にポツダム宣言に署名した。
9日午前1時に満州国駐留の関東軍総司令部は第5軍司令部からの緊急電話により、ソ連軍が攻撃を開始したとの報告を受けた。さらに牡丹江市街がソ連軍の空爆を受けていると報告を受け、さらに午前1時30分頃に新京郊外の寛城子が空爆を受けた。当時、満洲国駐留の日本の関東軍は、主力を南方へ派遣し弱体化していたため、ソ連軍に対する市民含む地上戦が行われ必死に反撃を行うも総崩れとなった。関東軍総司令部は急遽対応に追われ、総参謀長が大本営の意図に基づいて作成していた作戦命令を発令。しかし日本政府がソ連の対日宣戦の事実を知ったのは、9日午前4時にソ連のタス通信がその事実を報じ始めてからで、外務省では午前5時頃に外相の東郷に報告が上げられた。
その裏でソビエト連邦ら連合国は8日に、日本を裁くための国際軍事裁判所の構成や役割を規定した憲章である「国際軍事裁判所憲章」を、イギリス、フランス、アメリカ合衆国とソビエト連邦の連合国4ヵ国でロンドンで調印した。

#### ポツダム宣言受託へ
ソ連の参戦を受けて9日昼前に行われた最高戦争指導会議では、これまでと違い「国体の護持」、「保障占領」、「自発的な武装解除」、「日本人の戦犯裁判への参加」を条件に、ポツダム宣言を受諾をするという方針が優勢となった。しかし「国体の護持」のみに絞るとする外相・東郷茂徳と、4条件にこだわる陸相・阿南惟幾ら陸軍の徹底抗戦派との間で意見が激しく対立した。特に陸相の阿南は、海相米内光政とのやり取りで「戦局は5分5分、負けとは見てない」、「海戦では負けているが戦争では負けていない。陸海軍で感覚が違う」と主張し、さらに外相である東郷からの「交渉が決裂したらどうするのか」との質問に「一戦を交えるのみ」と答えるなど議論は平行線をたどり、さらに徹底抗戦派の軍令部総長豊田副武が、招かれてもいないのに軍令部次長大西瀧治郎を同席させるなどの陸軍の問題行為があった。
この最高戦争指導会議の最中に長崎に2発目の原爆が落とされたが結論は先延ばしにされ、9日未明に開催される天皇臨席の御前会議に持ち越された。なお、この日には英米合同艦隊とその艦載機により、福島県から宮城県女川町にかけての空襲が午前中から午後にかけて行われ、停泊していた日本海軍の艦艇や潜水艦が被害を受け170人が死亡した。また鹿児島県の串木野空襲も行われ、30人以上の死傷者が出た。

#### 長崎への原爆投下

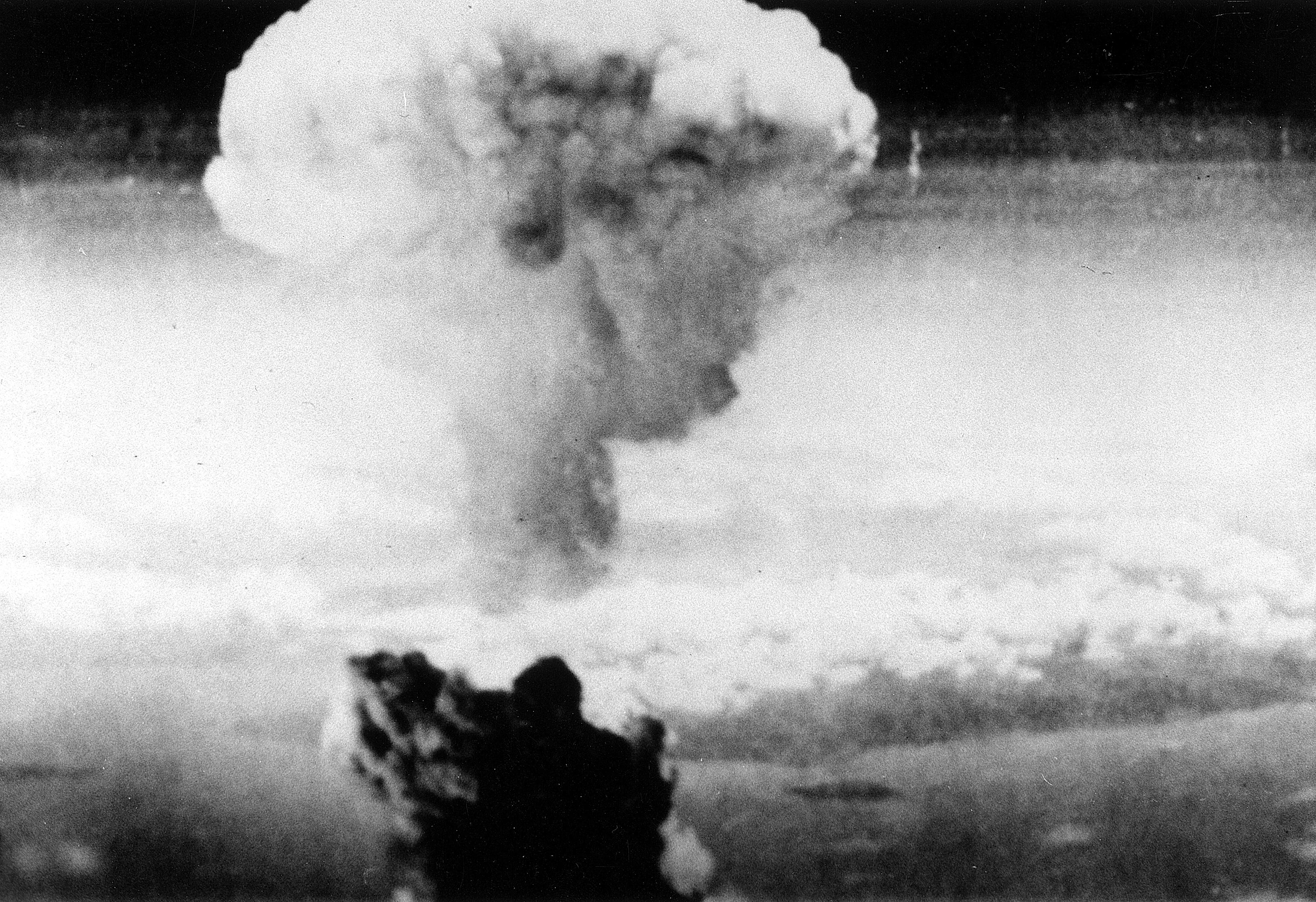
長崎への原子爆弾の投下により発生したキノコ雲

一方でアメリカは着々と2発目の原子爆弾投下準備を進めていた。短期間の間に2回も原子爆弾を投下するのは、日本側にいつでも原子爆弾を投下できるストックがあると知らしめることが目的であったが、実際は次に投下する予定のファットマンがアメリカ軍が製造していた最後の原子爆弾であった。原爆投下の第1目標を九州の小倉市、そして第2目標を長崎と定め、1945年8月9日、B-29ボックスカーがテニアン島を出撃した。ボックスカーは午前8時43分に小倉上空に達したが、天候不良で小倉は厚い雲に覆われており、やむなく第2目標の長崎に向かった。長崎も天候は不良であったが、レーダーで爆撃進路をとっているときに一瞬雲の切れ目が見えたので、午前10時58分にファットマンは長崎市への原子爆弾投下を行いそのまま沖縄に向けて飛行した。
日本軍も広島への原子爆弾投下以降警戒は強化しており、国東半島から北九州地区に向かう2機のB-29を発見したが、西部軍管区は広島と同様の編成であったのでこれを原子爆弾搭載機と判断し10時53分に空襲警報を発令した。第16方面軍司令部は、敵機の目標は長崎と判断しラジオを通じて「B-29少数機、長崎方面に侵入しつつあり。全員退避せよ」という放送を繰り返し流させたが、事前の空襲警報やラジオ放送は長崎市民には認知されておらず殆ど避難していなかった。長崎に配置されていた香焼町と長崎市内金毘羅山山頂の高射砲隊も、ボックスカーの機影を発見したが、約10,000ｍの高高度を飛行しており、射程距離外で攻撃できなかった。11時2分に現在の原爆落下中心地公園上空でファットマンがさく裂、長崎でも一瞬のうちに23,752人もの市民の命が奪われ、1950年（昭和25年）までに放射能障害も含めて73,884人が犠牲となった。

#### ポツダム宣言受託から玉音放送（8月10日-15日）
8月10日

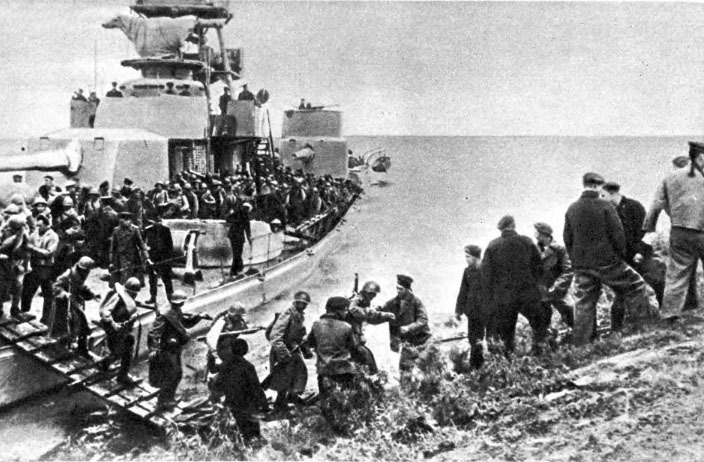
松花江で進軍を続けるソ連軍（8月10日）

10日午前0時3分から行われた御前会議での議論では、外相の東郷茂徳、海相の米内光政、枢密院議長の平沼騏一郎が、「天皇の国法上の地位存続のみ」を条件とする外務大臣案（原案）を主張、それに対し陸相の阿南惟幾、陸軍参謀総長の梅津美治郎、海軍令部総長の豊田副武は、これに「自主的な軍隊の撤兵と内地における武装解除」、「戦争責任者の日本による処断」、「保障占領の拒否」の3点を加えて条件とする陸軍大臣案を主張した。
しかし、唯一の同盟国であったドイツ政府は5月に無条件降伏し、イギリスとアメリカ、オーストラリアやニュージーランド、カナダなどの連合軍は本土に迫っており、さらに唯一の頼みの綱であった元中立国で日ソ中立条約を破って開戦したソ連軍も、先日の開戦により樺太や満州から朝鮮や日本本土へ迫っており、北海道上陸さえ時間の問題であり、このような戦況下で陸軍大臣案は到底受け入れられるものではなかった。

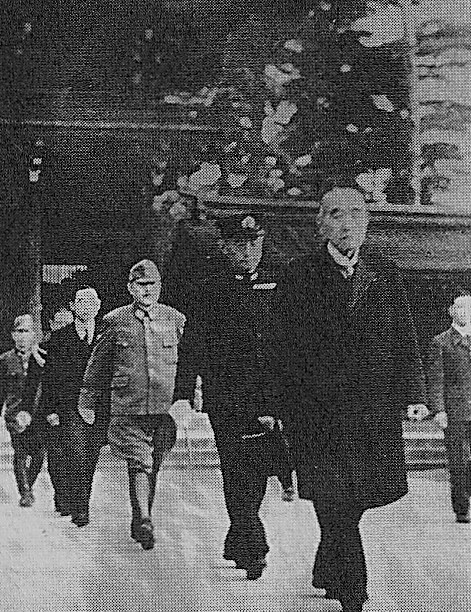
先頭から順に鈴木首相、米内海相、阿南海相

ここで午前2時過ぎに議長の鈴木貫太郎首相から、昭和天皇に聖断を仰ぐ奏上が為された。天皇は外務大臣案（原案）を採用すると表明、その理由として、「従来勝利獲得の自信ありと聞いていたが計画と実行が一致しない」こと、「防備並びに兵器の不足の現状に鑑みれば、機械力を誇る米英軍に対する勝利の見込みはない」ことを挙げた。次いで、「軍の武装解除や戦争責任者の引き渡しは忍びないが、大局上三国干渉時の明治天皇の決断の例に倣い、人民を破局より救い、世界人類の幸福のために外務大臣案で受諾する」ことを決心したと述べる。
いずれにしても、10日の午前3時から行われた閣議で日本のポツダム宣言受託が承認された。
日本政府は、ポツダム宣言受諾により全日本軍が降伏を決定する用意がある事実を、10日の午前8時に海外向けのラジオの国営放送を通じ、日本語と英語で3回にわたり世界へ放送し、また同盟通信社からモールス通信で交戦国に直接通知が行われた。また中立国の加瀬俊一スイス公使と岡本季正スウェーデン公使より、11日に両国外務大臣に手渡され、両国より連合国に渡された。これ以降連合国からの回答を12日まで待つことになる。
なおスウェーデンなど一部の中立国では、ポツダム宣言受諾により全日本軍が降伏を決定する用意がある事実を、「日本が降伏した」と早とちりし、一部マスコミがこれを報じた場合があった。
大西洋標準時10日7時、アメリカはこの電文を傍受した。これを受けたアメリカ政府内では、「『天皇統治の大権を変更する要求が含まれない』という日本側の申し入れを受け入れるべき」であるというスティムソン、フォレスタル、リーヒに対し、ジェームズ・F・バーンズ国務長官は「我々がなぜ無条件降伏の要求から後退しなければならないのか分からない。もし条件を付けるとすれば、日本側ではなくアメリカ側から提示するべきだ」と反対した。結局フォレスタルの提案で、「肯定的な返事をするが、アメリカ政府の立場について誤解を与えない回答を行うべき」であるという決定が下された。これにしたがってバーンズを中心とした国務省で対日回答案の検討が開始され、10日の閣議で決定された。
答案は英・ソ・中の三国に即座に伝達され、同意が求められた。イギリスは同意したが、ソ連は日本が条件をつけようとしていることを非難した。しかし11日未明には反対を撤回し、かわりに日本占領軍の最高司令官を米ソから一人ずつ出すという案を提案してきた。W・アヴェレル・ハリマン駐ソ大使はこれを拒否し、結局日本時間12日午前0時過ぎのバーンズの回答案が、連合国の回答として決定された。
8月11日
11日においては日本、連合国の双方の首脳陣において大きな動きはなかったが、連合軍との戦闘は各地で継続し、ソ連軍が北海道侵攻の拠点確保を目標に日本との国境を突破し、樺太南部への侵攻を開始した。南樺太には40万人以上の日本の民間人が居住しており、ソ連軍侵攻後に北海道方面への緊急疎開が行われた。自力脱出者を含めて10万人が島外避難に成功したが、ソ連軍との市街戦により無差別攻撃が行われ約2,000人の民間人が死亡した。
一方で満州方面のソ連軍は南下を続け、ここでも日本との国境を突破し11日に朝鮮北部への侵攻を開始した。予想より早かった朝鮮半島北部への侵攻という事態に直面し、アメリカはソ連に38度線での分割占領案を提示した。この境界線はアメリカ陸軍のディーン・ラスクらによって30分間で策定されたものであり、アメリカ軍占領域にその後大韓民国の首都ソウルとなる京城府が含まれることも考慮されていた。また本土ではこの日はアメリカ軍による久留米空襲や加治木空襲が行われた。
8月12日
12日午前0時過ぎに連合国は、日本のポツダム宣言受託の承認を受けて、連合国を代表するものとしてバーンズ国務長官による「日本のポツダム宣言受託への連合国からの正式な返答」、いわゆる「バーンズ回答」を行った。
その回答を一部和訳すると「降伏の時より、天皇及び日本国政府の国家統治の権限は降伏条項の実施の為其の必要と認むる処置を執る連合軍最高司令官に従属（subject to）する」としながらも、「日本の政体は日本国民が自由に表明する意思のもとに決定される」というものであった。この回答の意図は、「天皇の権力は最高司令官に従属するものであると規定することで、間接的に天皇の地位を認めたもの」であった。また、トルーマンは自身の日記に「彼らは天皇を守りたかった。我々は彼らに、彼を保持する方法を教えると伝えた」と記している。
東郷外相は「（連合国からの）正式な公電が到着していない」と回答して時間稼ぎを行ったが、一時は辞意を漏らすほどであった。
なお12日朝には皇族に対して、ポツダム宣言受諾承認を昭和天皇から直接伝えられている。にもかかわらず、12日午後には軍令部総長の豊田は梅津陸軍参謀総長ともにポツダム宣言受諾の反対を奏上する。同日米内海軍大臣は豊田と大西の2人を呼び出した。米内は豊田の行動を「それから又大臣には何の相談もなく、あんな重大な問題を、陸軍と一緒になって上奏するとは何事か。僕は軍令部のやることに兎や角干渉するのではない。しかし今度のことは、明かに一応は、海軍大臣と意見を交えた上でなければ、軍令部と雖も勝手に行動すべからざることである。昨日海軍部内一般に出した訓示は、このようなことを戒めたものである。それにも拘らず斯る振舞に出たことは不都合千万である」と述べ、また大西には「最高戦争指導会議（9日）に、招かれもせぬのに不謹慎な態度で入って来るなんていうことは、実にみっともない。そんなことは止めろ」となどと激しく叱責し、豊田は硬直したかのような不動の姿勢で聞き、「申し訳ない」という様子で一言も答えなかった。
なお、日本海軍の艦上攻撃機天山3機が、沖縄本島南東沖に展開していたアメリカ海軍の戦艦「ペンシルバニア」を夜9時頃に攻撃、撃破し、20名の死者と多数のけが人を出した。これは日本海軍機による最後の連合国軍に対する戦果であった。
8月13日
この日の閣議は2回行われ、午前9時から行われた1回目は日本政府と軍の最高戦争指導会議では、「（天皇の地位保全を含んだ）国体護持についての再照会の返答」をめぐり再度議論が紛糾したが、これに先立つ午前2時に駐スウェーデン公使岡本季正から「バーンズ回答は、日本側の申し入れ（天皇の地位保全を含んだ国体護持）を受け入れたものである」という報告が到着していたことから、午後に行われた2回目の閣議はポツダム宣言の即時受諾が優勢となった。
阿南は2回目の閣議のあと、総理室で鈴木首相と面談、阿南が「総理、御前会議をひらくまで、もう2日待っていただけませんか」と要請したが、鈴木首相は「時期は今です。この機会をはずしてはなりません。どうかあしからず」と毅然として拒絶している。阿南はさらに何か言おうとしたが、諦めたという表情で、慇懃な態度で邪魔したことを詫びて総理室を去った。一緒にいた小林堯太軍医大尉が鈴木首相に「総理、待てるものなら待ってあげてはどうですか」と言ったが、鈴木首相は「時機を逸せば、ソビエト軍が北海道まで侵攻してきてドイツのように分割されてしまう」と断った。阿南の心中を察した小林大尉は「阿南さんは死にますね」と言うと、鈴木首相は眼を伏せながら「うむ、気の毒だが」とつぶやいたという。
8月14日
14日午前に約150機のB29が大阪への空襲を実施。アメリカ軍機は大阪陸軍造兵廠を狙い、約700個の1トン爆弾を集中的に投下した。この空襲での犠牲者は、身元の判明している者だけでも210人以上、他に身元不明の犠牲者が600人以上とされている。京橋駅で夥しい犠牲が発生したことから、この空襲は「京橋駅空襲」ないしは「京橋空襲」とも呼ばれる。
一方この日の朝、天皇は陸海軍元帥の永野修身、杉山元、畑俊六を呼んで意見を聞いたが、3人とも色々な理由をつけて戦争継続を主張したので、昭和天皇は「国際信義を失う」などと3人を諭している。このうち畑については、阿南がわざわざ広島市から呼び寄せたものであって、阿南は「畑の説得で天皇の翻意を促すつもり」との噂も流れたが、外の2人が「日本にはまだ敵に一撃を加える力がございます」と答えたのに対して畑だけが「自信がございません」と悲観論を述べている。このため、阿南の意図は噂の逆で、陸軍現役の長老の畑の影響力によって「承詔必謹」の外ないと、陸軍全部隊の意思統一を図ろうとしたという意見もある。

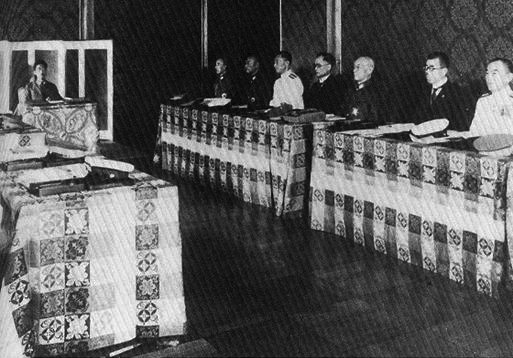
御前会議（8月14日午前11時/日本標準時）

午前11時より行われた再度の御前会議は、昭和天皇自身もその開催を待ち望んでおり、阿南陸相は午後1時が都合がいいと申し出していたが、昭和天皇はなるべく早く開催せよと鈴木首相に命じて、午前11時開始となった。
御前会議では依然として阿南陸相や梅津陸軍参謀総長らが戦争継続を主張したが（この時阿南や梅津は、もし終戦になったら陸軍内で一部将兵がクーデターが起こす可能性が高いことを理解していた）、昭和天皇が「私自身はいかになろうと、国民の生命を助けたいと思う。私が国民に呼び掛けることがよければいつでもマイクの前に立つ。内閣は至急に終戦に関する詔書を用意して欲しい」と訴えたことで、戦争継続を主張していた阿南陸相も了承し、鈴木首相は至急詔書勅案奉仕の旨を拝承した。
これを受けて夕方には閣僚による終戦の詔勅への署名、深夜には昭和天皇による玉音放送が皇居内で録音され、録音されたレコードが放送局に搬出された。また同時に加瀬スイス公使を通じて、ポツダム宣言受諾に関する正式な詔書を発布した旨、またポツダム宣言受諾に伴い各種の用意がある旨が連合国側に伝えられた。
なお、昭和天皇によるラジオ放送の予告は、午後9時の全国および外地、占領地などのラジオ放送のニュースで初めて行われた。昭和天皇がラジオで国民に向けて話すのはこれが初めてのことであった。内容として「このたび詔書が渙発される」、「15日正午に天皇自らの放送がある」、「国民は1人残らず玉音を拝するように」、「官公署、事務所、工場、停車場、郵便局などでは手持ち受信機を活用して国民がもれなく放送を聞けるように手配すること」などが報じられたが、どのような内容の放送が行われるかは秘されたままであった。なお連合国の各前線は、未だ日本国民や軍に向けての通達が行われないままであることから、軍民の体制は崩さぬままであった。
阿南陸相は14日の御前会議の直後の午後1時に井田正孝中佐ら陸軍のクーデター首謀者と会い、御前会議での昭和天皇の言葉を伝え「国体護持の問題については、本日も陛下は確証ありと仰せられ、また元帥会議でも朕は確証を有すと述べられている」、「御聖断は下ったのだ、この上はただただ大御心のままにすすむほかない。陛下がそう仰せられたのも、全陸軍の忠誠に信をおいておられるからにほかならない」、と諄諄と説いて聞かせた。
しかしクーデター計画の首謀者の一人であった井田中佐は納得せず「大臣の決心変更の理由をおうかがいしたい」と尋ねると、阿南陸相は「陛下はこの阿南に対し、お前の気持ちはよくわかる。苦しかろうが我慢してくれと涙を流して申された。自分としてはもはやこれ以上抗戦を主張できなかった」、「御聖断は下ったのである。いまはそれに従うばかりである。不服のものは自分の屍を越えていけ」と説いた。
その後に阿南は陸軍高官を陸軍大臣室に招集して陸軍首脳会議を開催した。そこで参謀本部河辺虎四郎参謀次長が発議し、若松陸軍次官が書いた｢陸軍ノ方針｣である｢皇軍ハ飽迄御聖断二従ヒ行動ス｣という文書についての協議が行われ、阿南は真っ先に一読すると無言のままで署名した。これで「承詔必謹」は全陸軍の正式な方針として確定した。その後に陸軍課員以上を第一会議室に集めた阿南は「諸官においては、過早の玉砕は任務を解決する道でないことをよく考え、泥を食み、野に伏しても、最後まで皇国護持のために奮闘してもらいたい」と訓示したが、竹下は阿南が「我々」という言葉を使わず、わざわざ「諸官」という言い回しで自分自身を除外していることに気がついて、阿南は自決する覚悟だと悟っている。この期に及んでも一部の高官佐から抗議の声が上がったが、阿南陸相はその者たちに対して「君等が反抗したいなら先ず阿南を斬ってからやれ、俺の目の黒い間は、一切の妄動は許さん」と大喝している。
午後4時からの閣議では終戦の詔書の審議がおこなわれたが、阿南は持ち前の歯切れはいいが粘りのある交渉術で、陸軍将兵の衝撃を少しでも緩和しようと孤軍奮闘し、｢まだ最後の勝負はついていないので、ここはやはり“戦局必スシモ好転セズ”の方が相応しいと思う｣と主張を譲らず、最後には米内の方が折れて、阿南の修正案に賛同した。阿部と米内の議論を聞いていた内務大臣の安倍は「わたしは阿南さんが、陸軍大臣として最後の務めを果たされた、というふうにうけとり、心に深く印象づけられた」と述べている。
閣僚たちが終戦の詔勅への署名の後、連日の議論で疲労困憊してしばしの休憩をとっていたとき、軍服を正した阿南が東郷にそばに寄ってきて、上半身を15°に折った最敬礼の体勢で「さきほど保障占領及び軍の武装解除について、連合国側に我が方の希望として申し入れる外務省案を拝見しましたが、あの処置はまことに感謝にたえません。ああいう取り扱いをしていただけるのなら、御前会議であれほど強く言う必要はありませんでした」と謝罪してきた。東郷は苦笑しながら「いや、希望として申し入れることは外務省として異存はありません」と答えると、阿南は「いろいろと本当にお世話になりました」とさらに丁重に腰を折って礼をしたので、東郷はあわてて「とにかく無事にすべては終わって、本当によかったと思います」と答えている。
総理大臣室には内閣書記官長の迫水もいたが、迫水は阿南が本心では和平を願っていたことを理解しており、今日まで陸軍の暴発を抑えるため、心にもない強硬な意見を言い続けてきた阿南の心情を察して、居ても立ってもいられない気持ちとなり思わずもらい泣きをしている。黙って阿南の話を聞いていた鈴木は、阿南の肩に手をやって「阿南さん、あなたの気持ちはわたくしが一番よく知っているつもりです。たいへんでしたね。長い間本当にありがとうございました」「今上陛下はご歴代まれな祭事にご熱心なお方ですから、きっと神明のご加護があると存じます。だから私は日本の前途に対しては決して悲観はしておりません」と答え、阿南は「わたくしもそう信じております」と同意した。鈴木は迫水に「阿南君は暇乞い（いとまごい）に来たんだね」とつぶやき、迫水は阿南のがっちりとした後ろ姿を見送って、何か熱いものが身体から流れ出していくような感覚におそわれたという。
なお終戦詔勅への署名の後、日本軍の上層部ならびに情報部などそれらの直属の部署には、ポツダム宣言受託と終戦の連絡が伝わっていた。
8月15日
しかし8月15日未明には、「聖断」をも無視する椎崎二郎中佐や井田正孝中佐などの狂信的な陸軍将校らにより、玉音放送の録音音源の強奪とクーデター未遂事件が皇居を舞台に発生し、森赳近衛師団長が殺害されたが、15日朝に鎮圧される（宮城事件）など、昭和天皇の元ポツダム宣言受諾をしたにもかかわらず陸軍内で争いが起きていた。また、午前6時過ぎにクーデターの発生を伝えられた昭和天皇は「自らが兵の前に出向いて諭そう」と述べている。
なお、クーデターか起きる中、阿南惟幾陸相は15日早朝に自決している。「阿南陸相は、5時半、自刃、7時10分、絶命」と記録されている。夜には阿南の遺体は市ヶ谷台の海軍重砲西側で荼毘に付された。

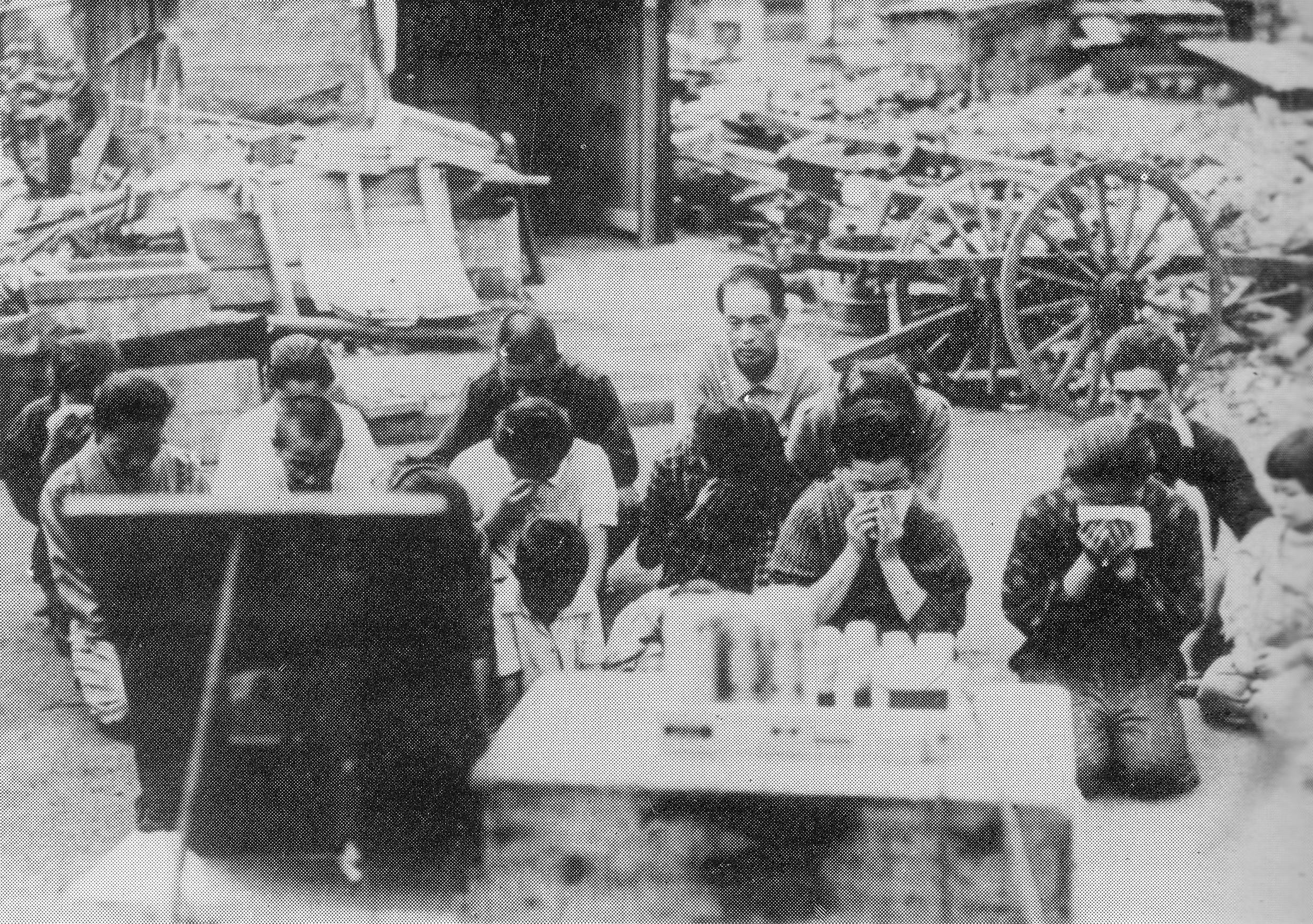
玉音放送を聞く日本国民（8月15日12時）

また午前7時21分より全国および外地、占領地などのラジオ放送で、正午に昭和天皇自らのラジオ放送が行われる旨の2回目の事前放送が行われ、再度「全国民は1人残らず正午に玉音を拝するように」告げられた。
正午に昭和天皇はラジオ放送（玉音放送）をもって、日本の全国民と全軍にポツダム宣言受諾と日本の敗戦を表明し、ここに全ての日本軍の戦闘行為は停止された。有馬哲夫は、日本の降伏は日本政府が「ポツダム宣言」での英米中蘇の連合国側の諸条件を受諾し、その上で天皇の地位保全を含んだ「国体護持」を確認した上での降伏であり、無条件降伏ではなかったとしている（「調印後」参照）。
公式な第二次世界大戦の最後の戦死者は、玉音放送の1時間半前の午前10時過ぎに、イギリス海軍空母「インディファティガブル」から化学製品工場を爆撃すべく千葉県長生郡に飛来したグラマン TBF アヴェンジャーら日本軍に撃墜され、乗組員3名が死亡したものだった。なお、同作戦ではスーパーマリン シーファイアが零式艦上戦闘機との戦闘で撃墜され、フレッド・ホックレー少尉が無事パラシュート降下し陸軍第147師団歩兵第426連隊に捕えられ、その約1時間後に玉音放送があったものの無視され、夜になり陸軍将校により斬首された事件も発生した（一宮町事件）。
なお日本と英米両軍による戦闘は停止されたが、ソ連軍による日本侵攻作戦は、自ら8月9日に承認したポツダム宣言受諾による戦闘行為停止の8月15日正午のみならず、9月2日の日本との降伏文調印をも完全に無視して継続された。南樺太と千島列島、満洲などは沖縄戦同様民間人を巻き込んだ凄惨な地上戦となった。
また満洲ではソ連軍と中華民国軍との戦いの中、逃げ遅れた日本人開拓民が混乱の中で生き別れ、後に中国残留孤児問題として残ることとなった。結局ソ連軍は満洲のみならず、日本領土の南樺太、北千島、択捉、国後、色丹、歯舞、朝鮮半島北部の全域を完全に支配下に置いた9月5日になってようやく戦闘攻撃を終了した。

### 停戦から連合軍駐留まで（8月15日-28日）
8月15日正午からの玉音放送終了後、直ちに終戦に伴う臨時閣議が開催され、まず鈴木首相から「阿南陸軍大臣は、今暁午前5時に自決されました。謹んで、弔意を表する次第であります」との報告があり、阿南の遺書と辞世の句も披露した。
阿南は陸軍大臣就任前の陸軍航空総監部兼航空本部長のときから「俺も最後には特攻隊員として敵艦に突入する覚悟だ」「富士山を目標として来攻する敵機群の横っ腹に向かって自ら最後には突入する」と周囲に公言もしており、約束通り「一死以て大罪を謝し奉る 昭和二十年八月十四日夜 陸軍大臣 阿南惟幾 花押 神州不滅を確信しつつ」との遺書を遺して、日本陸軍の敗北を一身に背負って自決した。閣僚たちは、1つだけ空いた陸軍大臣の席を見ながら、予想していたこととはいえ大きな衝撃を受けていた。
また午後に大本営は大日本帝国陸軍および大日本帝国海軍に対して「別に命令するまで各々の現任務を続行すべし」と命令し、自衛のための戦闘行動以外の戦闘行動を停止するように命令した。しかし、日本の敗戦を知った厚木基地の一部将兵が16日に徹底抗戦を呼びかけるビラを撒いたり、停戦連絡機を破壊するなどの抵抗をしたが、まもなく徹底抗戦や戦争継続の主張は止んだ。他は大きな反乱は起こらず、ソ連の攻撃が続いていた樺太や満州を除き、外地や占領地を含むほぼ全ての日本軍が速やかに戦闘を停止した。

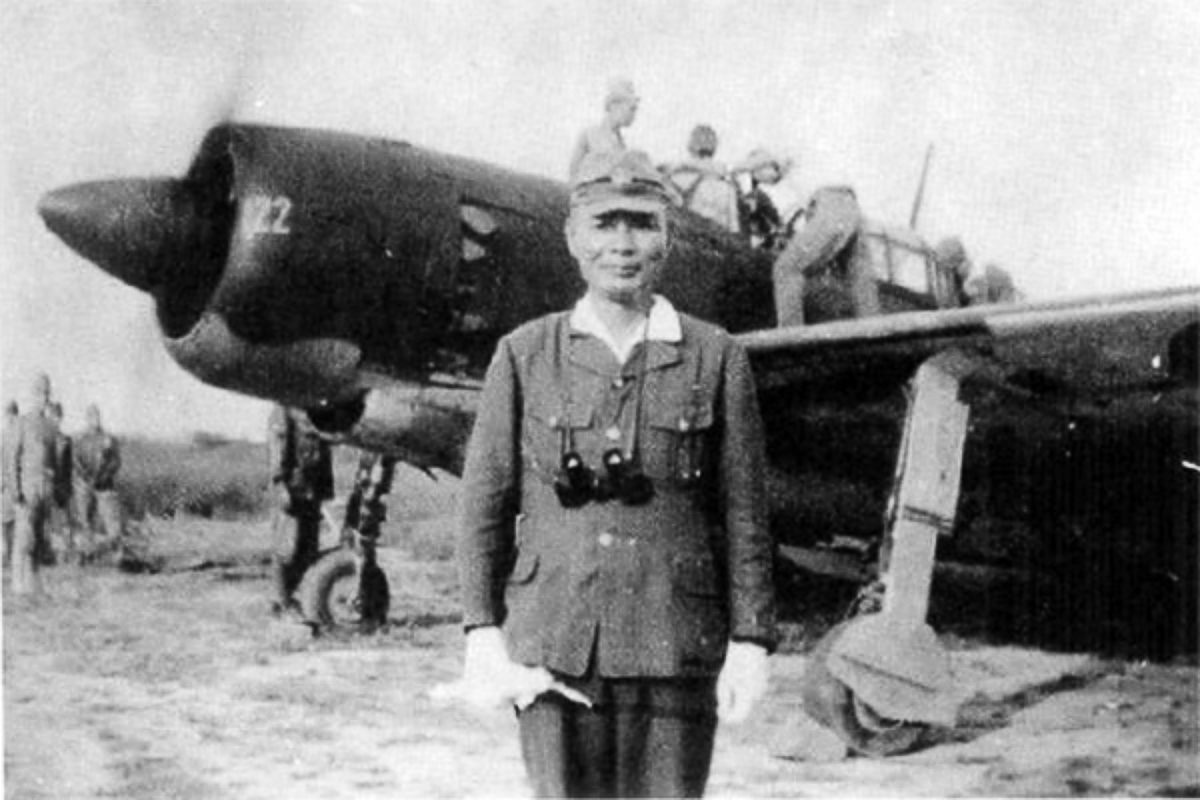
特攻直前の宇垣纒中将（8月16日）

玉音放送後、日本軍人のなかで敗戦の責任を取るため自決を選んだ人間が多く出た。ドイツやイタリアなどの他の敗戦国と比較し日本軍の自決者はあまりに多かったため、正確な集計はできていないが、遺族団体などの関係団体が集計した結果は最低でも527人に上るという。
その中には阿南陸相を始めとして多くの将官や指揮官たちがいたが、特に特攻関連の自決者が相次ぎ、神風特別攻撃隊の創設者大西瀧治郎中将は玉音放送の翌日の8月16日に「特攻隊の英霊に曰す」という遺書を遺して自決し、菊水作戦の最高指揮官であった第五航空艦隊司令長官宇垣纏中将も、玉音放送終了後8月15日夕刻、大分から「彗星四三型」11機で沖縄近海のアメリカ海軍艦隊に突入を図って戦死した。他にも陸軍航空本部長寺本熊市中将が「天皇陛下と多くの戦死者にお詫びし割腹自決す」と遺書を残して自決、他にも第4航空軍の参謀長として、フィリピンで特攻を指揮した隈部正美少将、航空総軍兵器本部の小林巌大佐、練習機『白菊』特攻隊指揮官、高知海軍航空隊司令加藤秀吉大佐など58名の将官級を含む航空隊関係者が自決した
また、開戦時の総理大臣で陸軍大臣でもあった東條英機は、9月11日に連合国軍最高司令官総司令部（GHQ）からA級戦犯容疑者として逮捕される直前に、拳銃を胸に撃ち込んで自殺をはかったが（東條英機自殺未遂事件）、アメリカ軍の野戦病院に運び込まれ救命治療によって東條は九死に一生を得て、その後東京裁判の被告となった。また東條逮捕を知った杉山元元帥や、文民政治家であったがGHQから戦争犯罪人として指名された近衛文麿元総理も自決している。なお東條の自殺未遂や近衛の自殺には、戦争犯罪人として指名されるのが確実な元総理であることから「責任逃れ」と多くの国民から非難の声が寄せられた。
17日には連合国最高司令官指令から一般命令第一号が下ったが、同日には日本本土を偵察に来たコンソリーデーテッドB-32を、厚木基地の日本軍機が襲い翌日アメリカ人搭乗員1人が死亡するなどのトラブルが起きた。しかし本土では同じような連合国とのトラブルはこれ以降起こらなかった。
また、すぐにイギリス軍やアメリカ軍が陸海空軍の相当数の部隊を上陸できる体制にあったが、日本にはまだ相当の軍人と武器や1万数千機の航空機、戦艦や空母、潜水艦など数千隻の残存艇、戦車をはじめとする十数万台の戦闘車両が残っていた上、機雷がおもな港の至る所に敷設されており、そのため機雷原の情報と掃海がこれから上陸する連合国軍にとって必須なものとなるなど、日本に対する連合国軍の動きは慎重に慎重を重ねた。そのため、連合国軍の日本占領部隊の第一弾であるアメリカ軍やイギリス軍が安全に本土に上陸するまでは、結果として約2週間がかかるという異例の長さであった。
17日に鈴木貫太郎内閣は総辞職し、皇族である東久邇宮稔彦王が首相を継いだ。皇族が首相に就いたのは武器解除を速やかに進めるためともいわれ、皇族の首相は初めてのことであった。副総理格の国務大臣には近衛文麿、外務大臣には残留した重光葵、大蔵大臣には津島寿一、内閣書記官長兼情報局総裁には緒方竹虎が任命された。また海軍大臣には元首相の米内光政が留任した。陸軍大臣は任命が内定していた下村定陸軍大将が23日に帰国するまでの間、東久邇宮が兼任した。

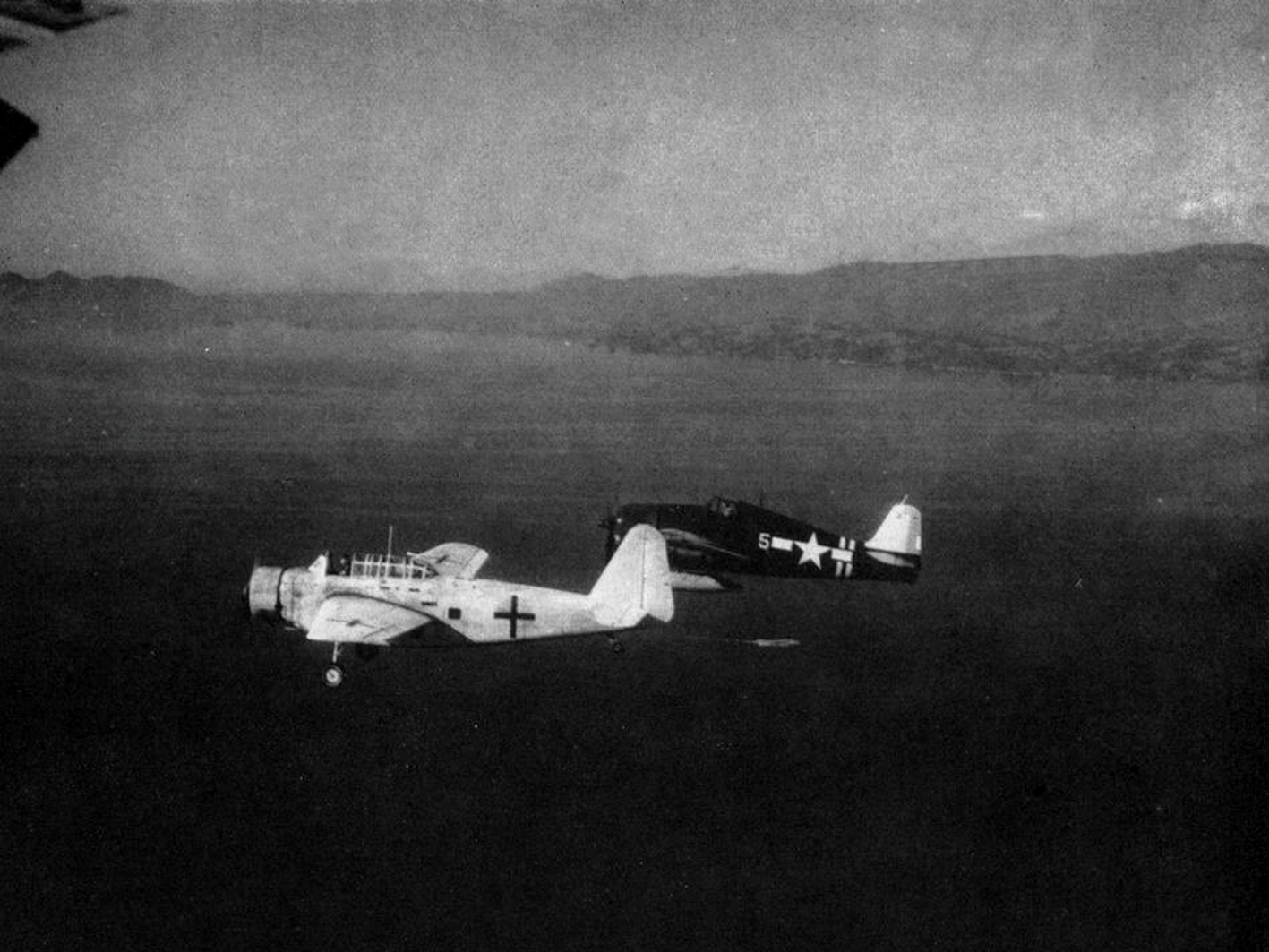
アメリカ海軍のグラマンF6Fに護衛される機上作業練習機「白菊」の緑十字機（8月19日）

この時点でも、日本は連合軍に占領された沖縄県を除く日本本土と樺太、千島、台湾、朝鮮半島などの開戦前からの元来の領土の他に、中華民国の上海をはじめとする沿岸部、現在のベトナム、マレー半島、インドネシア、ティモール島などの北東アジアから東南アジア、ウェーク島からラバウルなど太平洋地域にも広大な占領地を維持しており、他にもタイや満洲国などの友好国、スイスやスペイン、スウェーデンやポルトガル、アフガニスタンやチリなどの中立国に膨大な数の民間人と軍人、外交官が駐留していることから、これらの地からの引き揚げと権限の移譲を速やかに行う必要があった。
そこで16日に連合軍は中立国のスイスを通じ、日本に対して占領軍の日本本土受け入れや、総勢1万数千機以上の残存機、空母や戦艦、潜水艦など数千隻の残存艇に上る各地の日本軍の武装解除を進めるための停戦連絡機の派遣を依頼した。これを受けて19日に、日本政府側の停戦全権委員が2機の緑十字飛行の塗装をした一式陸上攻撃機で木更津から伊江島に飛行し、そこからダグラス DC-4でマニラへと向かい、マニラ・ホテルでチャールズ・ウィロビー少将らなどと停戦および全権移譲の会談や、さらに日本本土進駐の際の安全の確保と情報提供を要求するなど、イギリス軍やオーストラリア軍、アメリカ軍やフランス軍、オランダ軍に対する終戦処理と武装解除を行い、日本進駐の準備は順調に遂行されるかにみえた。なお終戦処理連絡飛行を行う緑十字飛行は、連合国軍最高司令官総司令部により認められた27機の旧日本軍機により、日本軍の旧占領地を中心に同年10月10日まで行われた。

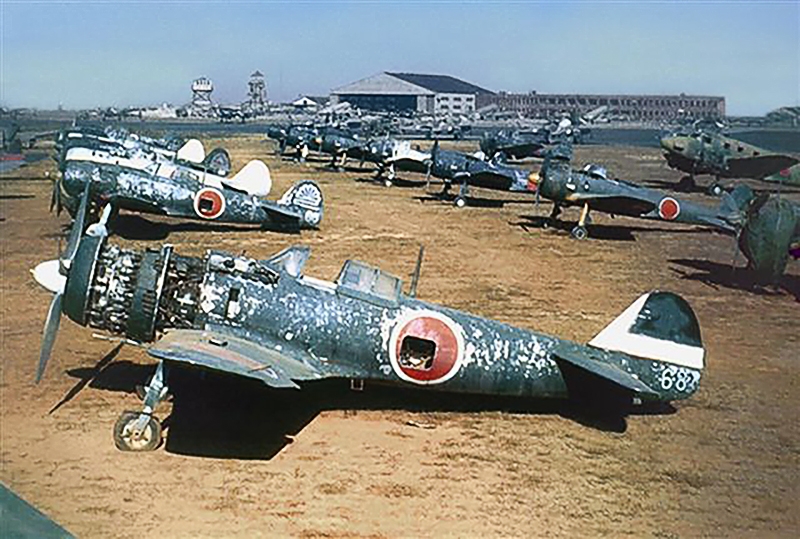
終戦後の中華民国漢口の日本軍の第85戦隊および第22戦隊

しかし、引き揚げを受け入れず「欧米諸国からのアジアの解放」という、大東亜戦争の理念を信じて、ジャワやインドシナ、ビルマ、マレーなどで勃発したイギリスやフランス、オランダからの独立戦争に協力する日本軍の将兵や、再び国共内戦に向かいつつある中華民国軍に佐官級で残ることを依頼されそのまま残留を決めたもの（通化事件）、のちに個人の意思で中華民国国軍や中国人民解放軍に編入されたものもいた。これらのように、様々な理由から現地に残留を決めたものもいたが、アメリカ領フィリピンのルバング島で1974年まで日本軍の残留兵として戦い続けた小野田寛郎少尉のように、日本軍の将兵として戦闘行為を継続していた者や、アナタハン島のように島単位で引き揚げから取り残される者も発生した。
また、これらの独立戦争で戦う側とフランスやオランダなどの現地の政府軍などの双方に、日本軍の残留した航空機（九九式襲撃機や九八式直接協同偵察機など）や戦車、銃器など接収した武器がそのまま利用されることも多かった。
インドシナでは、北緯16度線を境として中国国民党軍が北インドシナに、英印軍第20歩兵師団が南インドシナに進駐するのが決まったものの、両者ともに進駐するのに時間がかかることは明白であり、日本とフランス植民地政府の権力の空白が生まれたインドシナでは、17日にベトナム八月革命が勃発した。
また日本と同盟下にあったタイ王国は、16日の日本降伏後に日本政府と軍側の内諾を得た上で「宣戦布告の無効宣言」を発し、連合国側と独自に講和した。同じく同盟国であった満洲国は、ソ連軍の侵攻を受けて崩壊し、18日に退位した皇帝の愛新覚羅溥儀や愛新覚羅溥傑ら満洲国帝室と、関東軍の吉岡安直中将や橋本虎之助中将などはその後日本への亡命を図るが、奉天に侵攻してきたソ連軍に身柄を拘束された。
なお、沖縄県を含む南西諸島および小笠原諸島は停戦時にすでにアメリカ軍の占領下、勢力下にあった。また、中四国は後にイギリス連邦占領軍が後に駐留することが決まり、結果的にアメリカ軍とイギリス連邦軍だけで正式に日本を占領することとなった。なお、中華民国も日本の軍事占領を検討したが、占領時の食料の大部分を日本に頼ろうとしたために、イギリス軍とアメリカ軍から正式に拒否された。
この様に日本とその友好国側、連合国側の上記のような準備と混乱を経たものの、8月22日から23日にかけて台風が日本を襲い上陸予定地の厚木飛行場も滑走路が水に浸かってしまい、さらに連合国軍の占領は遅れた。

### ソ連軍の停戦無視の侵攻（8月18日-9月下旬）

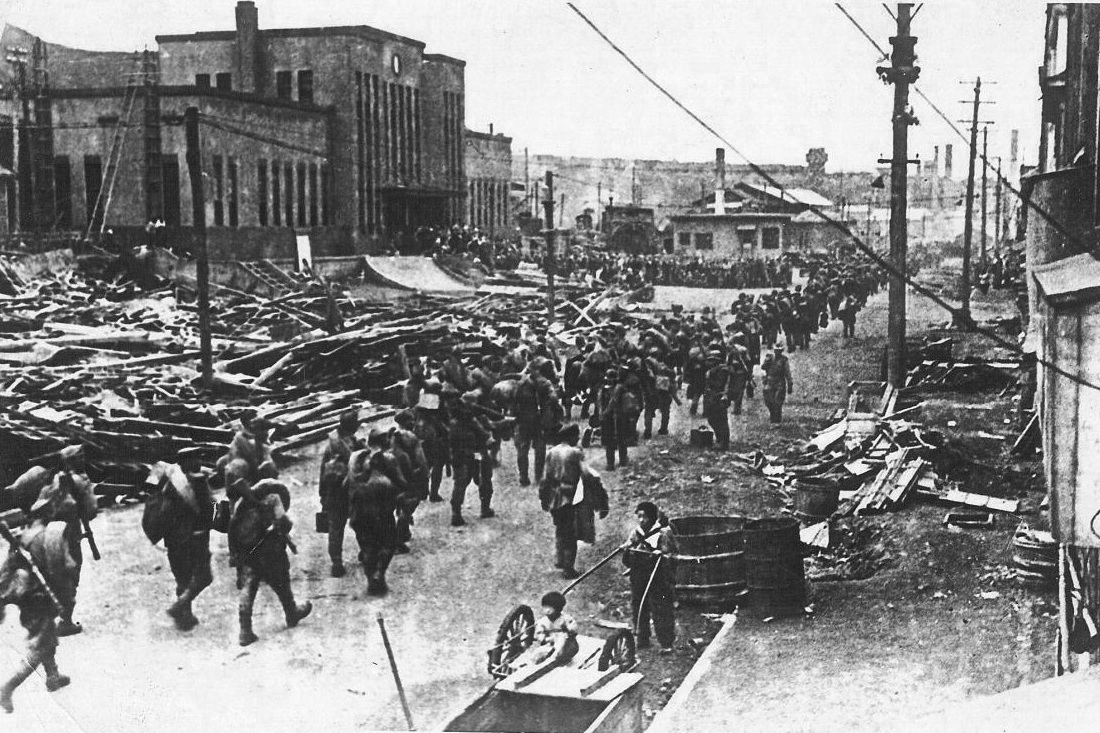
樺太の真岡町に進軍するソ連軍（8月20日）

少しでも多くの日本領土略奪を画策していたソ連のヨシフ・スターリンは、北海道の北半分のソ連軍による分割占領をイギリスやアメリカ政府に提案したが、当然のことながら拒否され、東京に駐在武官のみを送るにとどめた。
しかしスターリンの命令で、18日には占守島の戦いを始めるなど、ソ連軍は日本の降伏後も南樺太・千島への攻撃を継続した。占守島の戦いは、樋口季一郎陸軍中将指揮下で戦闘は日本軍優勢に推移するものの、軍命により21日に日本軍が降伏して停戦が成立、23日に日本軍は武装解除された。捕虜となった日本兵はその後多くがポツダム宣言の趣旨に反する形でソ連に連行された。
ソ連軍が日本の降伏後も南樺太・千島への攻撃を継続した理由は、「アメリカが千島に飛行場の建設を求めるなどしていたために、ソ連側にとって千島支配を急ぎ確立する必要があったため、攻略を急いだ」ものとしている。なお占守島の戦いの終戦後の23日には、ソ連軍参謀本部のニコライ・スラヴィン特別本部長が、モスクワに駐在していたアメリカ軍事使節団長ジョン・ラッセル・ディーン少将を通じて在マニラのアメリカ軍司令部に対し、「占守島に上陸したのはアメリカ軍か」との問い合わせを行い、アメリカ側が「アメリカ軍ではなくソ連軍である」旨を返答していたことが電報に記録されているように、モスクワのソ連軍参謀本部も知らなかった可能性もある。
また22日には樺太からの日本の引き揚げ船3隻が、ソ連潜水艦の攻撃を受ける三船殉難事件が発生した。さらに、北方領土の択捉島、国後島は8月末、歯舞諸島での日本軍とソ連軍との戦いは完全に戦争が終結した後の9月上旬になってからも続き、捕虜となった日本将兵はその後多くがシベリアなどに連行された。

### 占領開始（8月28日-9月1日）
ようやく停戦から2週間後の28日に連合国軍による日本占領部隊の第一弾として、チャールズ・テンチ大佐率いる45機のカーチスC-47からなるアメリカ軍の先遣部隊が厚木飛行場に到着。同基地を占領した。先遣部隊が移動する厚木飛行場から東京都内に至る40キロ強の道には、およそ3万人の日本陸軍兵士が警備についた。
また、同日東京の大森にある連合軍の捕虜収容所に、アメリカ海軍の軽巡洋艦「サンフアン」から上陸用舟艇が手配され、病院船「ビネボレンス」に、イギリス軍やアメリカ軍の病人や怪我人などを収容していった。

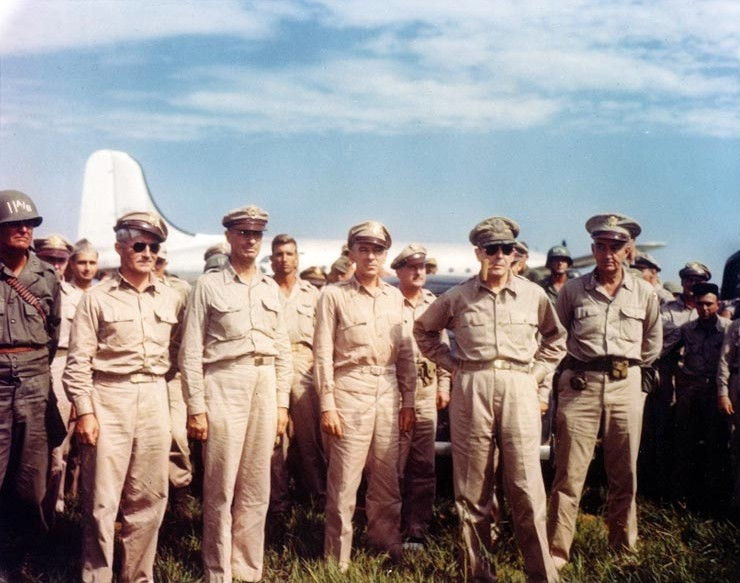
到着したアメリカ軍のマッカーサー陸軍大将（8月30日）

30日午前、連合国軍最高司令官総司令部 (GHQ/SCAP) の総司令官として、連合国の日本占領の指揮に当たるアメリカ陸軍のダグラス・マッカーサー大将も、専用機「バターン号」でフィリピンから厚木基地に到着した。なお連合国軍最高司令官総司令部一行は先遣部隊同様に28日到着予定であったが、台風の影響を鑑みてこの日になった。なお31日に予定の調印式も9月2日に後ろ倒しになった。
同日午後にマッカーサー一同は日本軍が用意した専用車で横浜市内のホテルニューグランドに移り、宿を取った。続いてイギリス軍やオーストラリア軍、ニュージーランド軍、カナダ軍の占領軍と、中華民国軍、フランス軍、オランダ軍、ソ連軍などの他の連合国軍の代表団も到着し、首都である東京都内に拠点を置いた。

### 降伏文書調印 (9月2日)

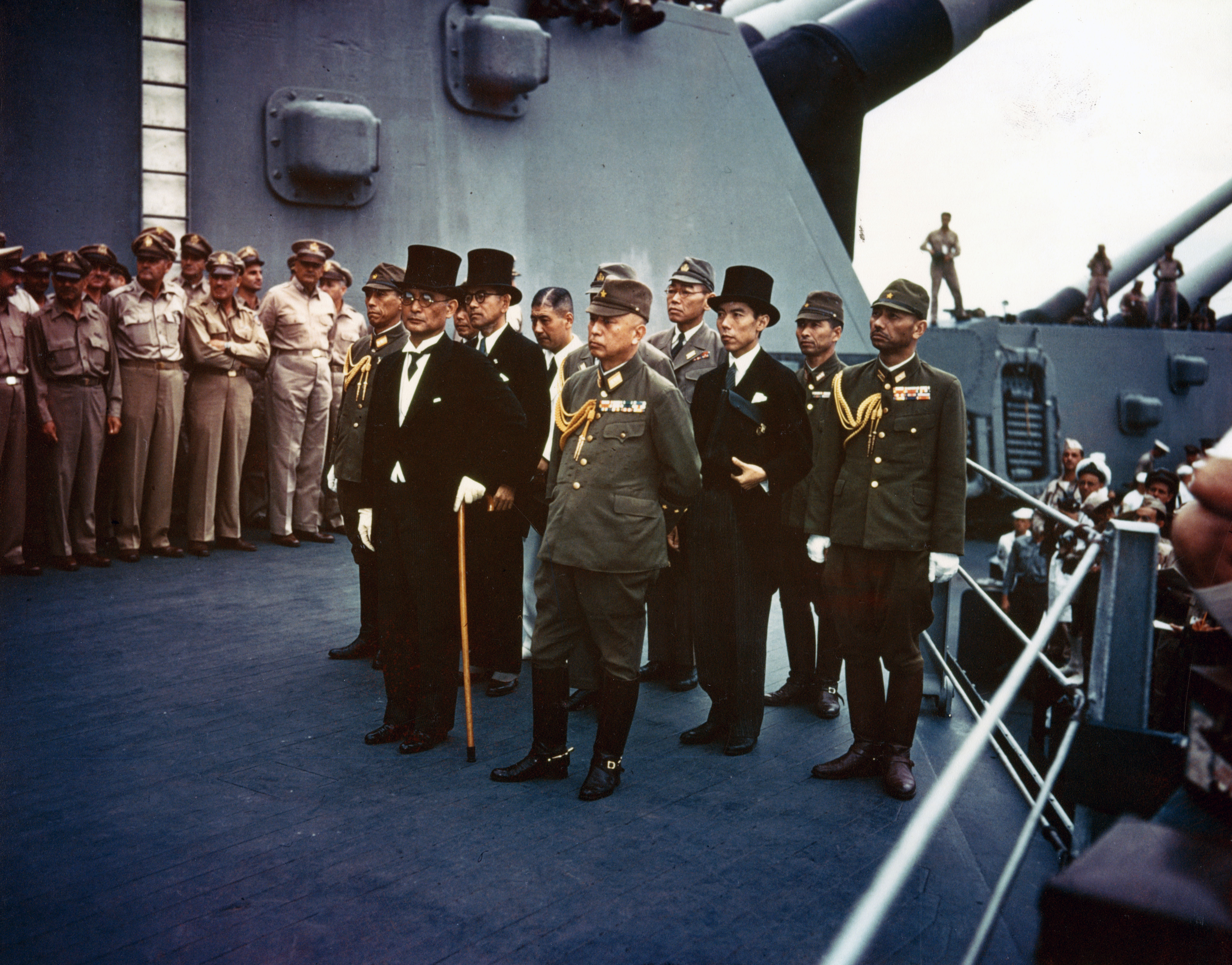
USSミズーリ艦上の日本側全権代表団（9月2日）

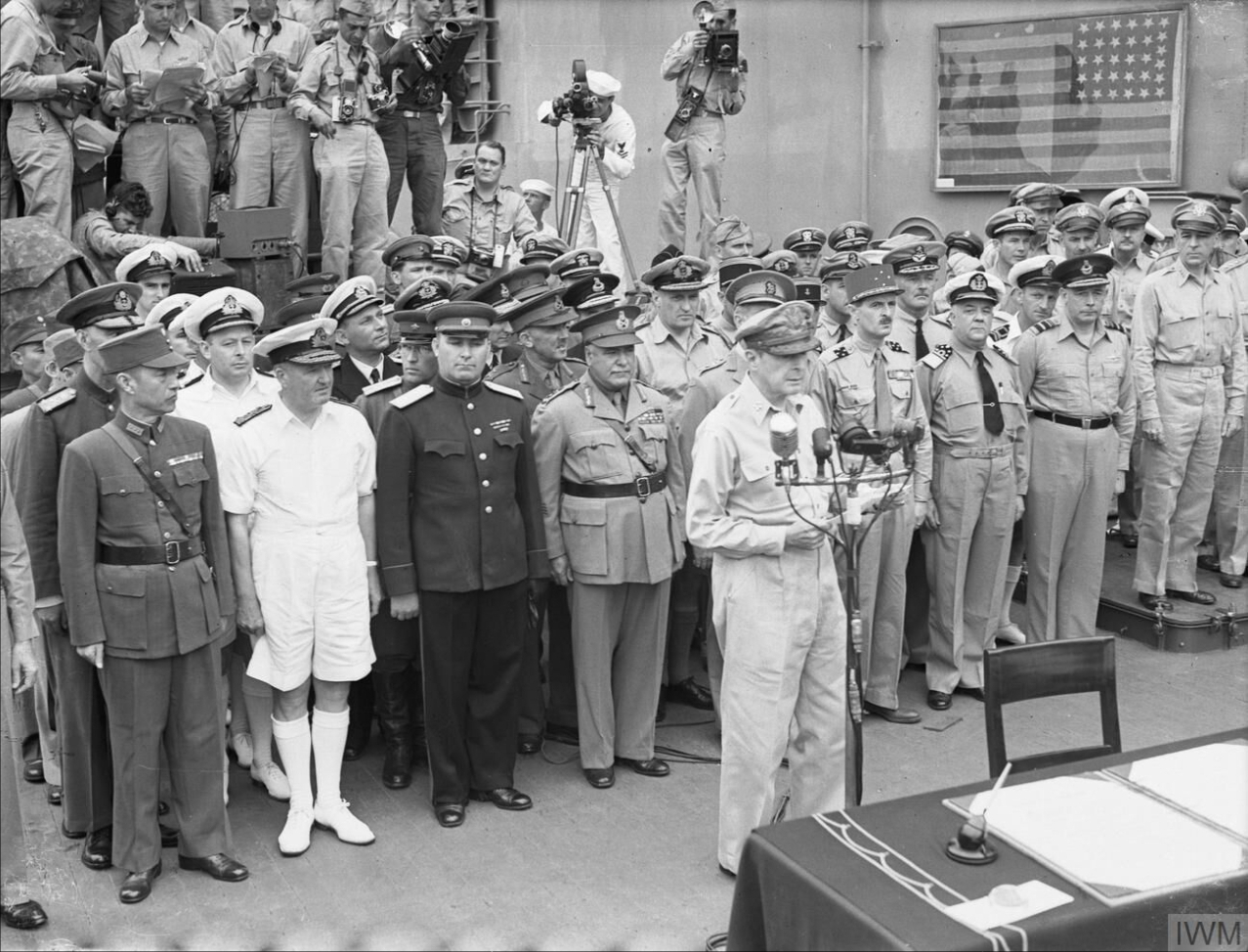
連合国側全権代表団（9月2日）

降伏文書調印式は9月2日に、東京湾（内の瀬水道中央部千葉県よりの海域）に停泊中のアメリカ海軍戦艦ミズーリ艦上で、日本側全権代表団と連合国代表が出席して行われた。
午前8時56分にミズーリ艦上に日本側全権代表団が到着した。日本側代表団は、大日本帝国政府全権外務大臣重光葵、大本営全権参謀総長梅津美治郎陸軍大将、随員は終戦連絡中央事務局長官岡崎勝男、参謀本部第一部長宮崎周一陸軍中将、軍令部第一部長富岡定俊海軍少将（軍令部総長豊田副武海軍大将は出席拒否）、大本営陸軍部参謀永井八津次陸軍少将、海軍省出仕横山一郎海軍少将、大本営海軍部参謀柴勝男海軍大佐、大本営陸軍部参謀杉田一次陸軍大佐、内閣情報局第三部長加瀬俊一、終戦連絡中央事務局第三部長太田三郎らであった。
先に到着していた連合国側全権代表団は、イギリス、オーストラリア、ニュージーランド、カナダ、中華民国、アメリカ、フランス、オランダなど17カ国の代表団と、さらには8月8日に参戦したばかりで、しかも15日の日本軍の停戦を無視して、満洲や択捉島、朝鮮などで進軍を続けていたソビエト連邦の代表団も「戦勝国」の一員として臨席した。
9時2分に日本側全権代表団による対連合国降伏文書への調印が、その後連合国側全権代表団による調印が行われ、9時25分にマッカーサー連合国軍最高司令官による降伏文書調印式の終了が宣言され、ここに1939年9月1日より足かけ6年にわたって続いた第二次世界大戦はついに終結した。
しかし、そのとき甲板ではカナダ代表が署名する欄を間違えたことによる4ヶ国代表の署名欄にずれが見つかり、日本側からの指摘で、正式文書として通用しないとして降伏文書の訂正がなされていた。具体的には、連合国用と日本用の2通の文書のうち、日本用文書にカナダ代表のエル・コスグレーブ大佐が署名する際、自国の署名欄ではなく1段飛ばしたフランス代表団の欄に署名した。しかし、次の代表であるフランスのフィリップ・ルクレール大将はこれに気づかずオランダ代表の欄に署名、続くオランダのコンラート・ヘルフリッヒ大将は間違いには気づいたものの、マッカーサー元帥の指示に従い渋々ニュージーランド代表の欄に署名した。最後の署名となるニュージーランドのレナード・イシット少将もアメリカ側の指示に従い欄外に署名することとなり、結果としてカナダ代表の欄が空欄となった。
その後各国代表は祝賀会のために船室に移動したが、オランダ代表のヘルフリッヒ大将はその場に残り、日本側代表団の岡崎勝男に署名の間違いを指摘した。岡崎が困惑する中、マッカーサー元帥の参謀長リチャード・サザランド中将は日本側に降伏文書をこのまま受け入れるよう説得したが、「不備な文書では枢密院の条約審議を通らない」と重光がこれを拒否したため、岡崎はサザランド中将に各国代表の署名し直しを求めた。しかし、各国代表はすでに祝賀会の最中だとしてこれを拒否。結局、マッカーサー元帥の代理としてサザランド中将が間違った4カ国の署名欄を訂正することとなった。日本側代表団はこれを受け入れ、9時30分に退艦した。

### 調印後
さらに翌9月3日に、連合国軍最高司令官総司令部は、アメリカの大統領ハリー・S・トルーマンの布告を受け、「占領下においても日本の主権を認める」としたポツダム宣言を反故にし、「行政・司法・立法の三権を奪い軍政を敷く」という布告を下し、さらに「公用語も英語にする」とした。
これに対して日本の外相重光葵は、マッカーサー最高司令官に「占領軍による軍政は日本の主権を認めたポツダム宣言を逸脱する」、「ドイツと日本は違う。ドイツは（フレンスブルク政府のように）政府が壊滅したが日本には政府が存在する」と猛烈に抗議し、布告の即時取り下げを強く要求した。その結果、連合国軍側は即時に重光の抗議を認め、トルーマンの布告の即時取り下げを行い、英米による占領政策は日本政府を通した間接統治となった（連合国軍占領下の日本も参照）。

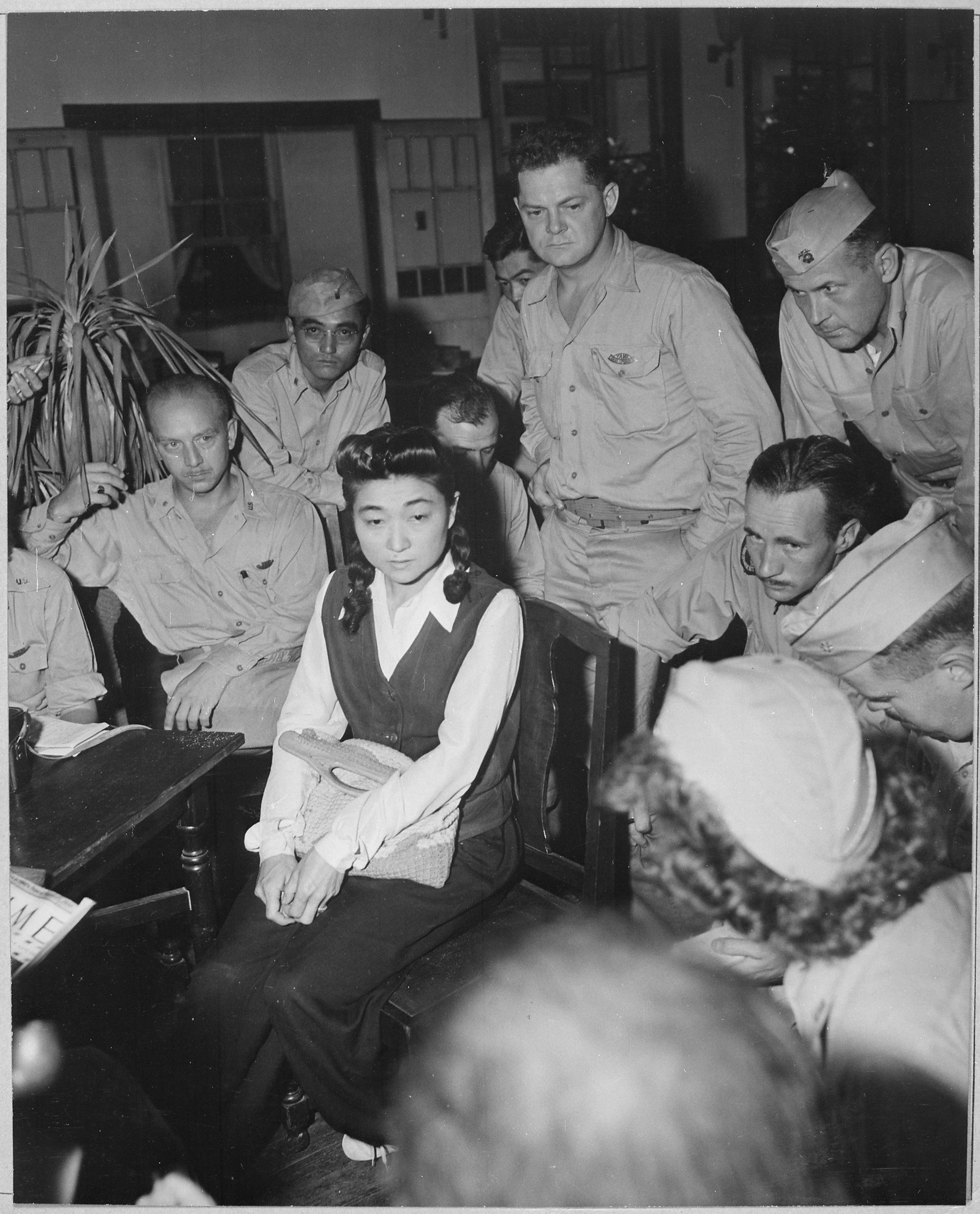
GHQによる取調べを受ける「東京ローズ」の1人であるアイバ・戸栗・ダキノ

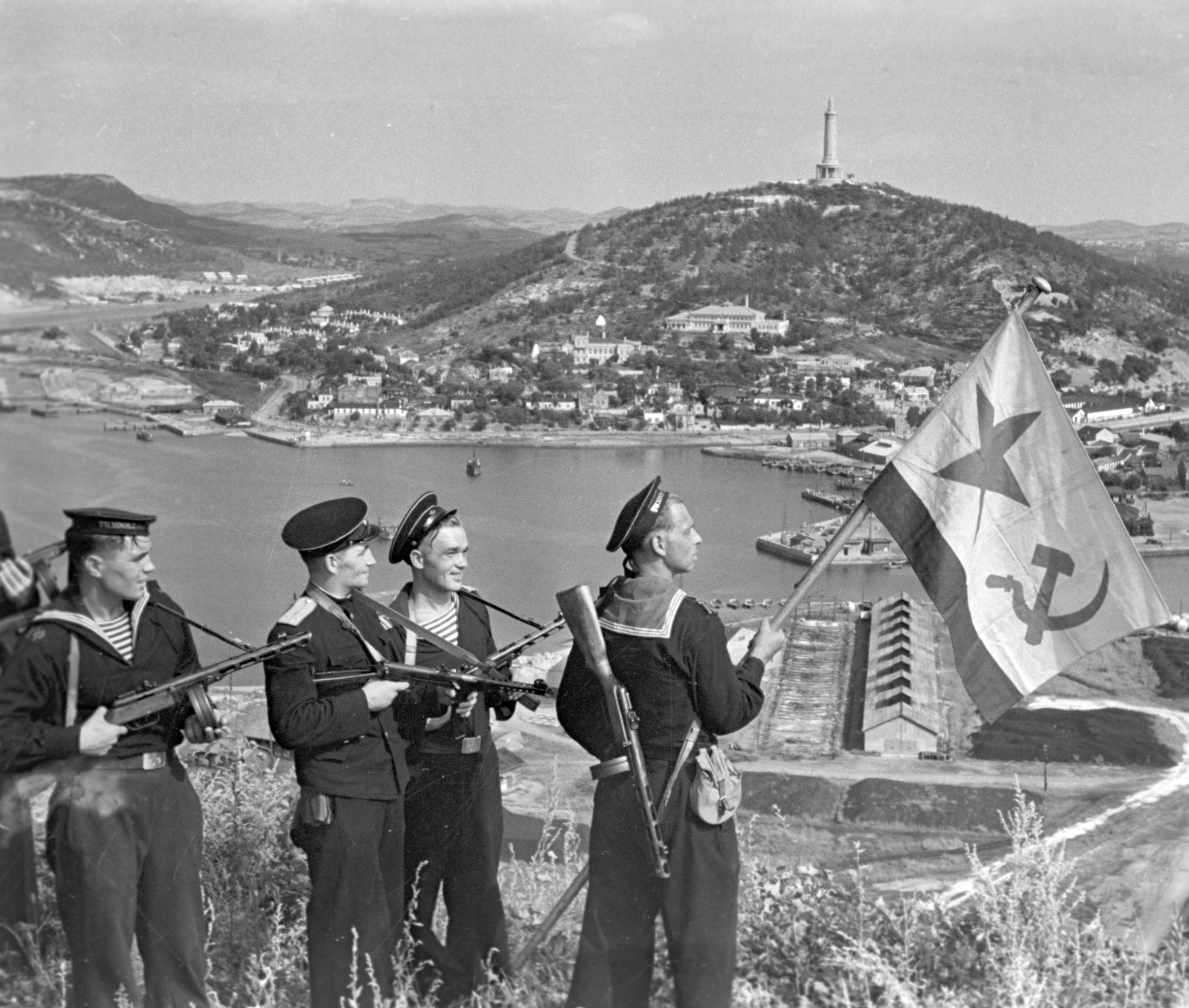
旅順口区を不法占領したソ連軍（9月15日）

3日には連合国軍最高司令官総司令部よりすべての航空機の飛行が禁止されたほか、漁船を含む船舶の一切の移動が禁じられた。また日本本土を含めた占領下に残った日本軍所有の航空機や船舶、戦闘車両や銃火器、刀など、すべての武器の連合国軍への引き渡しが横須賀や追浜、厚木や佐世保などの大規模な基地より始まった。これらの武器の引き渡しは順調に進み、引き渡しを行う日本軍将兵と連合国将兵の間には笑顔もみられた。なお日本軍憲兵や警察の持つ銃やサーベルは、治安維持のためにこの限りではなかった。
マッカーサー最高司令官は9月8日まで横浜のホテルニューグランドに宿泊し、そのあと東京のアメリカ大使館に入っている。合国軍は直ちに日本軍および政府関係者40人の逮捕令状を出し、のちに極東国際軍事裁判などで裁かれた。日本での戦犯逮捕を指揮したエリオット・ソープCIC部長は、遡及法でA級戦犯を裁くことに疑問を感じ、マッカーサー最高司令官に「戦犯を亡命させてはどうか」と提案したことがあったが、マッカーサー最高司令官は「そうするためには自分は力不足だ、連合軍の連中は血に飢えている」と答えたという。さらに後年、「極東国際軍事裁判は失敗であった」と悔やんでいる。最終的に逮捕したA級戦犯の容疑者は126名となった。
またアメリカ軍兵士の間で人気のあったNHKのプロパガンダ放送「ゼロ・アワー」のアナウンサーである「東京ローズ」探しは従軍記者の間で注目され、9月5日に行われたアメリカの従軍記者からの取材に対し、日系アメリカ人のアイバ・戸栗・ダキノは、「東京ローズ」の1人であると唯一認めたため、アメリカに帰国後国家反逆罪に問われた。
一方、中華民国やイギリス領香港、マレー、シンガポール、ビルマ、インド、またはアメリカ領フィリピンやオランダ領ジャワ、フランス領インドシナ、オーストラリアなどにいた日本軍人、軍属はそれぞれの現地で捕虜となり、その後現地でB級ならびにC級戦犯として裁判に掛けられる者が多かった。これらの軍人、軍属に対する連合国のB級ならびにC級軍事裁判は1946年まで行われ、その結果、収容所に入れられるかまたは現地で死刑となった。

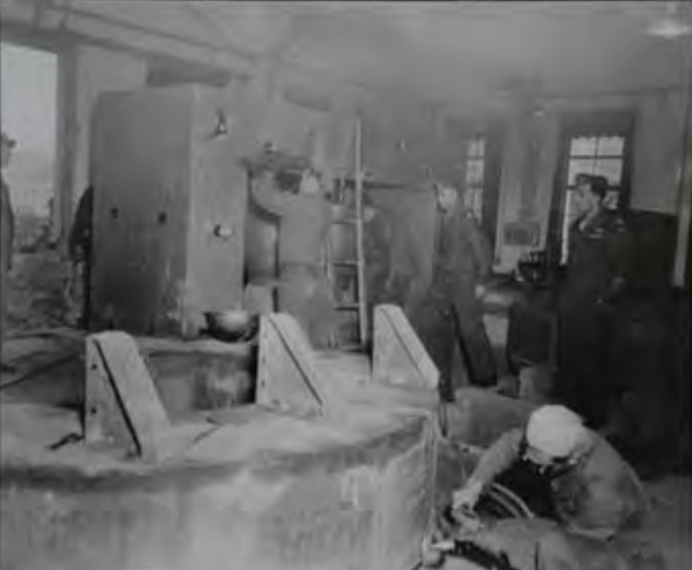
連合国軍によって破壊された理化学研究所のサイクロトロン(11月24日)

さらにソ連の捕虜になった日本軍将兵は、まともな裁判もないままにシベリア抑留などで強制就労にさせられ5万5千人が現地で死亡した。また金目の物や車、タイプライターや家具までソ連軍に強奪され、ソ連に送られた。その後帰国してきた軍人も、共産党の教育下で赤化されているだけでなく瀬島龍三中佐のようにソ連軍のスパイ（スリーパー）として仕込まれている者も多かった。
民間人や外交官、軍属などは1945年8月末より帰国を開始する。自国領土の台湾や朝鮮、またマレーやインドシナ、タイなどからは比較的順調に帰国したものの、中華民国や満洲国では内戦やソ連の占領下にあるなど混乱が多く、中国残留孤児など戦後の混乱でやむなく置いていかれる者も多かった。
また11月には日本の原子爆弾開発の一部とみられた理化学研究所の核研究施設は連合国軍により破壊された。なお、この際に理研や京都帝大のサイクロトロンが核研究施設と誤解されて破壊されており、その破壊行為は後にアメリカの物理学者たちにより「人類に対する犯罪」などと糾弾され、当時のアメリカ陸軍長官であるロバート・ポーター・パターソンが破壊を誤りと認めた

## 犠牲者

第二次世界大戦の死者数

軍人と民間人の犠牲者数の総計は世界で5〜8千万人に上るといわれている。
総力戦で航空機の発達により、空爆や偵察爆撃などが第一次世界大戦より徹底された。この戦争では主に航空機の進化により戦場と銃後の区別がなくなり、民間人が住む都市への大規模な爆撃や人類史上初の原子爆弾投下により、多くの民間人や捕虜が命を失った。またドイツは、戦争と並行して、自国および占領地でユダヤ人・ロマ・障害者の組織的大量虐殺を進めた。これはホロコーストと呼ばれる。これらによる大戦中の民間人の死者は、総数約5500万人の半分以上の約3000万人に達した。
また大戦末期から大戦後にかけては、ドイツ東部や東ヨーロッパから1200万人のドイツ人が追放され、その途上で200万人が死亡している。またアメリカとカナダ、オーストラリアやイギリス、ブラジルなどでは、数十万人の日本人だけでなく日系人の強制収容が行われた。新たにソ連領とされたポーランド東部ではポーランド人も追放され、大幅な住民の強制収容が行われた。またソ連で捕虜となった枢軸国の将兵や市民は、戦後も数年間シベリアなどで強制労働させられた。

### ホロコースト

第二次世界大戦のヨーロッパ戦域の動画

開戦直前の1939年1月の政権掌握6周年記念演説でヒトラーはユダヤ人に対して下記のような予言をしていたが、ヨーロッパの大半を手中に収めたのちは着々と実行に着手していた。
今日私は再び予言者となろう。即ち、もし国際主義的ユダヤ人金融資本家どもが、ヨーロッパの内外で、再び諸民族を世界戦争に引き込むことに成功したとしても、その結果は地球のボルシェヴィキ化、ユダヤ人の勝利ではなく、ヨーロッパにおけるユダヤ人種の殲滅となるであろう。—1939年1月30日のヒトラー国会演説（ヒトラーの予言演説）、
ポーランド侵攻を皮切りにしてドイツはたちまち200万人の東欧ユダヤ人をその支配下に置き、ヒトラーはヨーロッパ大陸の人種構成を塗り替える機会を手にしてしまった。ヒトラーは親衛隊全国指導者のハインリヒ・ヒムラーを「ヨーロッパの新たな人種的秩序の設計者」に任じ、ヒムラーはヒトラーの“信頼”に応えて積極的に行動した。まずは戦争により獲得し、新たにドイツに併合された地域から数百万人のポーランド人とユダヤ人を追放し、ドイツ系住民を入植させた。

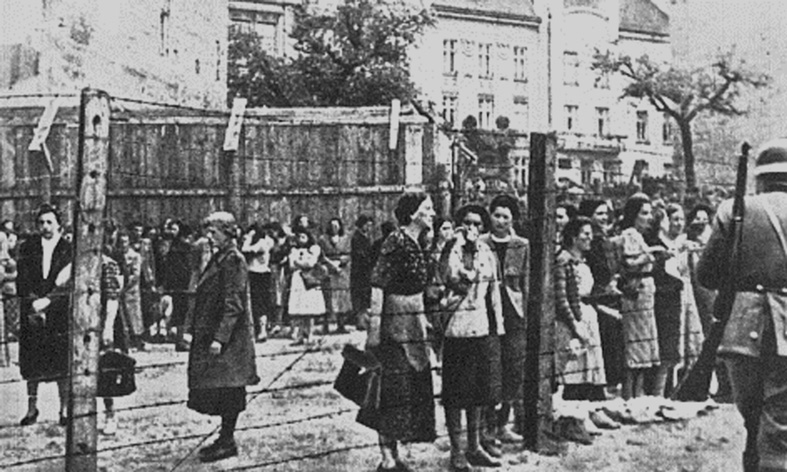
ポーランドのゲットーに入れられたユダヤ人（1942年4月）

1939年からドイツ国内では、「T4作戦」と称し、反政府運動家や精神障害者を相手に安楽死処分が行われていたが、当初は国外のユダヤ人に対しては大規模な虐殺は行われておらず、ワルシャワ・ゲットーなど、各地に設けられたゲットーに押し込めるか、文字通り国外に追放していた。しかしその人数が膨大な数に及ぶと、次第にドイツはユダヤ人を持て余すようになり、ヒムラーは東部戦線の最前線にユダヤ人250万人を移送し、塹壕を掘削させるなどの強制労働に従事させることを真面目に検討したこともあった。その後も、ユダヤ人をマダガスカル島に押し込めるマダガスカル計画や、新たに独ソ国境となったルブリンにユダヤ人保留地を作ってそこにユダヤ人を集めるといった「一定の領域に押し込めることで解決」を図ろうとする計画が検討されたが、マダガスカル島はマダガスカルの戦いでイギリスに奪われて計画は白紙となり、他の大規模移送計画も輸送力等の面から実行は断念された。しかし、仮にこれらの計画が実行されても、食糧を得る手段も乏しい地帯に放逐されたユダヤ人数百万人が死ぬことは確実であった。

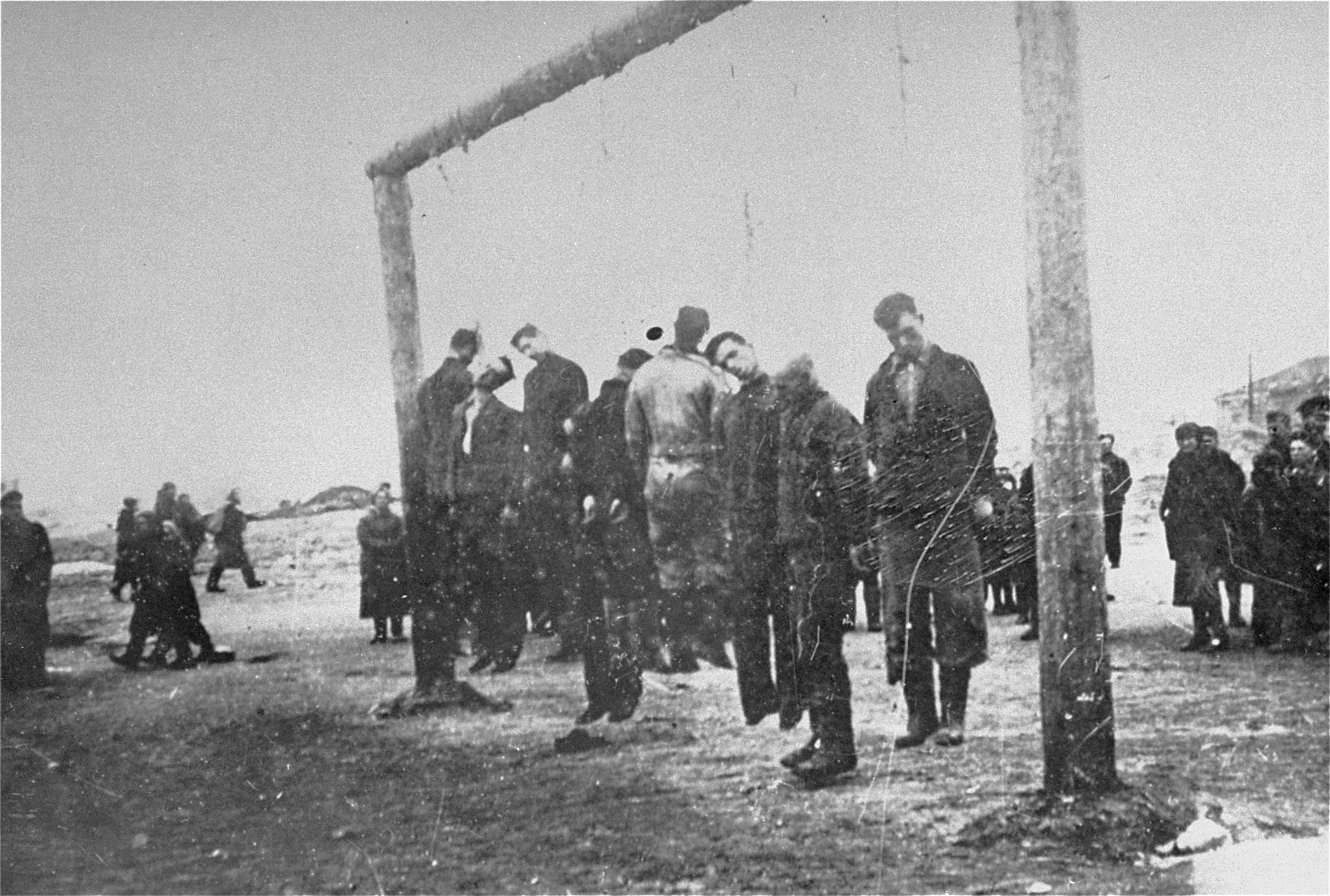
ウクライナのリヴィウで殺害されたユダヤ人（1942年5月）

ユダヤ人問題は棚上げされ、各地のゲットーでは約200万人のユダヤ人が栄養不良のまま放置されていた。しかし1941年3月、ヒトラーはポーランド総督ハンス・フランクに対し、「近いうちにユダヤ人から解放されることになろう」と述べていた。また独ソ戦でユダヤ人虐殺にあたったアインザッツグルッペンからは、射殺を行う隊員の心理的負担が大きいという訴えが上がっていた。ドイツは国内でのT4作戦や、独ソ戦で大量に獲得したソ連兵捕虜の虐殺などで、“虐殺技術”を進化させており、これをユダヤ人問題の“最終的解決”に活用しようという流れができていた。
12月12日、ヒトラーは幹部に対して秘密演説を行っているが、ヨーゼフ・ゲッベルスの日記によれば、「ヨーロッパ・ユダヤ人の殺害を戦争中にも行うと予告」するなどしていた。12月16日にはヒトラー、フランク、東方占領地域相ローゼンベルク、ヒムラーの会談が行われた。この会談を受けて書かれた12月18日のヒムラー業務日誌の記述では、「ユダヤ人問題、パルチザンとして根絶」とあり、ユダヤ人問題に付いての基本方針が定まっていた。
1942年1月20日、ベルリン郊外ヴァンゼーに親衛隊と関係省庁の幹部が集まり、「ユダヤ人問題の最終的解決」について協議したヴァンゼー会議が行われた。7月にはワルシャワなどドイツ占領下のゲットーのユダヤ人住民に対し、アウシュヴィッツ＝ビルケナウやトレブリンカ、ダッハウなどの強制収容所への集団移送が始まった。まずは、強制収容所に併設された軍需工場などで強制労働に従事させ、強制労働に従事できない高齢者や子供、身体障害者などをガス室を使って大量虐殺することとし、まもなく普通の男女へとその対象は広がった。その後、3月6日と10月27日に2度の最終解決についての省庁会議が行われている。
その後ドイツみならず占領下のポーランドやチェコスロバキア、ルーマニア、ハンガリー、ブルガリア、アルバニア、ウクライナ、フランス、オランダ、ベルギー、ギリシア、ルクセンブルク、ノルウェーまた同盟国のイタリアでも行われた大量殺戮は「ホロコースト」と呼ばれ、1945年5月にドイツが連合国に降伏する直前まで実行された。連合国側では1942年夏にポーランド亡命政府が大量虐殺を非難し、12月17日には西側連合国により「（ドイツが）絶滅政策を推進」していると非難する声明を行ったが、これはほとんど世論に影響を与えず、広く知られることはなかった。
ドイツの同盟国においてはユダヤ人迫害政策は基本的に強制されることはなかったが、マルガレーテ作戦後のハンガリー王国などドイツの影響力が強化された場合にはその限りではなかった。日本に対してもホロコーストの実行を求めたという説はあるが、信憑性が高いものではない。
最終的に、上記の地域におけるホロコーストによるユダヤ人の死者は諸説あるが、600万人に達するといわれている。同時期にはシンティ・ロマ人（ポライモス）や同性愛者、障害者（T4作戦）、共産主義者を含めた政治犯などへの大規模な迫害も行われている。

## 戦争裁判
第一次世界大戦の戦後処理では敗戦国の戦争指導者の責任追及はうやむやにされたが、第二次世界大戦の戦後処理では、国際軍事裁判所憲章に基づき、戦争犯罪人として逮捕された敗戦国の戦争指導者らの「共同謀議」、「平和に対する罪」、「戦時犯罪」、「人道に対する罪」などが追及された。日本に対しては極東国際軍事裁判（東京裁判）が、ドイツに対してはニュルンベルク裁判が開廷された。

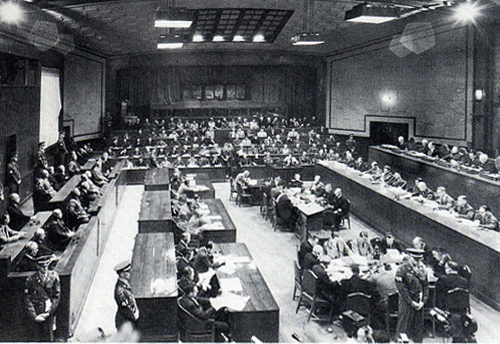
東京裁判の法廷内

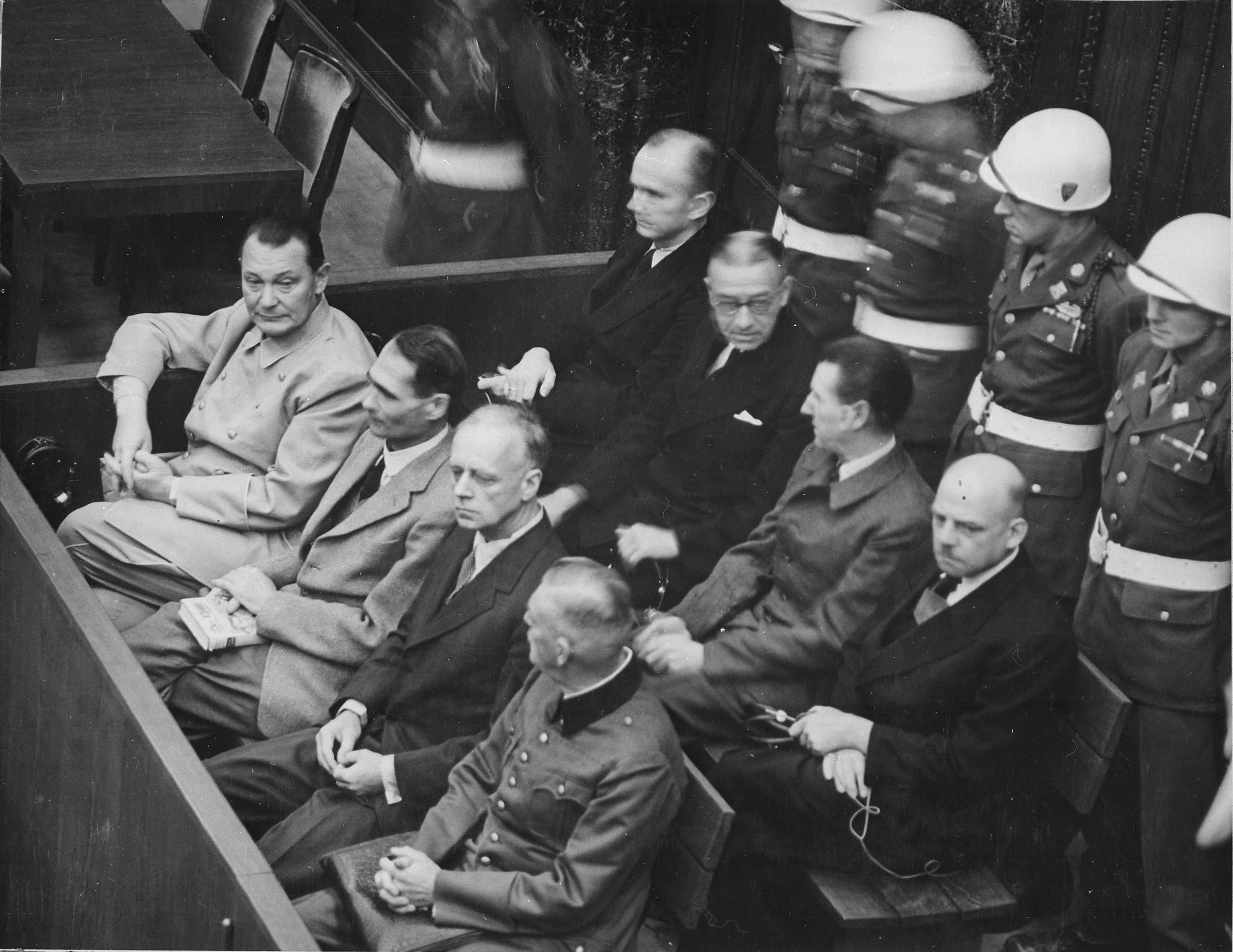
ニュルンベルク裁判の被告席

日本では、戦争開始の罪、連合国のイギリス、フランス、オランダ、中華民国、アメリカ、オーストラリアとソビエト連邦への侵略行為を犯したとして、東條英機ら軍人や官僚、政治家など28名が戦犯として訴追され、絞首刑、終身禁固、20年の禁固、7年の禁固刑などの判決が下された。なお、民間人は訴追されなかった。
ドイツでは、ヒトラーやゲッペルス、ヒムラーやボルマンなど主要な人物が裁判を前に自殺、もしくは逃亡したが、ヘルマン・ゲーリングらナチスの閣僚や党員だけでなく、軍人や官僚、民間人ら24人が捉えられ、訴追され、ホロコーストや捕虜虐待などに関して、それぞれ絞首刑、終身禁固刑、20年の禁固、10年の禁固、無罪などの判決が下された。
しかし、広島・長崎への原爆投下、東京大空襲、大阪大空襲、ドレスデン爆撃、ハンブルク空襲など、連合国側の民間人への大規模な無差別戦略爆撃は、枢軸国側より規模が大きく、また大戦初期のソ連によるポーランド、フィンランド、バルト三国への侵略行為、大戦末期のベルリンの戦い、ブダペスト包囲戦などのソ連兵のドイツなど枢軸国内への虐殺・暴行、捕虜虐待、残虐行為や略奪行為、さらに中立条約を結んでいた日本や満洲国への侵攻・暴行・略奪行為、降伏後の日本の北方領土への侵攻・占拠などについての責任追及は全く行われていない。
また、東欧諸国のドイツ系少数民族の追放やドイツ兵や日本兵のシベリア抑留、ビルマでの降伏日本軍人の抑留等の事例について、国際法違反の人道犯罪として戦勝国側の加害責任を訴える声も大きかったが、この裁判では、戦勝国の行為については審理対象外とされたため、以上の事例全てが不問とされている。
サンフランシスコ講和条約締結後は、終身禁固刑を受けた戦犯も釈放される一方、上官命令でやむを得ず捕虜虐待を行った兵士が処刑されたりするなど、概して裁判が杜撰であったとする報告がある。さらに「人道に対する罪」という交戦時にはなかったいわゆる「遡及法」で裁くなど、刑事責任を問う裁判の根本的規則に反する疑義が、枢軸国だけでなく連合国からも指摘されている。
さらに、敗戦国側では、それら連合軍の残虐な行為が全く裁かれなかったことを、戦勝国側のエゴ、勝者の敗者に対する復讐裁判として否定する意見が存在する。また、敗戦国側に対する戦争裁判を罪刑法定主義や法の不遡及に反することを理由として否定する意見もある。罪刑法定主義や法の不遡及を守りながら戦争犯罪を裁けるのか、あるいは裁くべきなのか、またその判決が世界に受け入れられるのか、人道に対する罪を否定した場合、大量虐殺などの戦時人道犯罪を止めることができるのか、など難問は多い。

## 戦後処理

戦後のソ連の領土拡大; 中央ヨーロッパの国境線変更、東側諸国の構築および冷戦の始まりをもたらした。

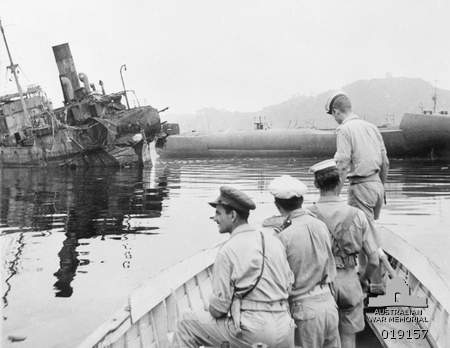
神奈川県の横須賀基地内を調査するオーストラリア兵士（1945年）

日本やドイツ、イタリアや満洲国など、敗戦国となった枢軸諸国には、イギリス軍やフランス軍、アメリカ軍やソ連軍、中華民国軍やカナダ軍、オーストラリア軍やニュージーランド軍などを中心とする戦勝国の軍隊が進駐した。
敗戦国の処遇は第一次世界大戦の戦後処理に対する反省に基づいた判断となった。第一次世界大戦の戦後処理では、敗戦国ドイツの軍備解体が不徹底であったため、ドイツは再度第二次世界大戦という世界大戦を引き起こすことができた。しかし第二次世界大戦の戦後処理では敗戦国の軍備は徹底して解体され、やや日本やドイツ、イタリアなどの敗戦国が他国に対して再度侵略行為を行うことは2024年現在では不可能となった。
敗戦国への戦争賠償の要求よりも経済の再建が重視されたとはいえ、1955年にはデンマークの大北電信会社が被った海底ケーブルの損害につき日本政府から30万ポンドの賠償金が支払われた。日本ではGHQによる政治経済体制の再構築が行われ、ドイツやイタリアなどの西ヨーロッパではマーシャル・プランが実施された。戦後、日本、ドイツ、イタリアの敗戦国は経済的には戦前以上に繁栄したが、この3か国は戦後75年以上が経っても軍事力においては限られた影響力しか持たない状態が続いている（再軍備も参照）。
ドイツ東部を含む東ヨーロッパおよび外蒙古や満洲国、朝鮮半島北部や樺太などにはソ連軍が進駐した。ソ連はバルト三国を併合するとともに、東ヨーロッパの戦前の政治指導者を粛清・追放し、代わって親ソ連の共産主義政権を樹立させた。
日本がいなくなった中華民国でも内戦が起き、1949年には毛沢東率いる中国共産党が国共内戦に勝利し、1950年代前半の世界はアメリカ・日本・西ヨーロッパ・南アメリカを中心とする資本主義陣営と、ソビエト・東ヨーロッパ・中華人民共和国を中心とする共産主義陣営とに再編された。この政治体制はヤルタ会談から名前を取ってヤルタ体制とも呼ばれる。そしてその後も2つの陣営は1990年代に至るまで冷戦と呼ばれる対立を続けた。
第二次世界大戦の原因の一つとなったドイツ東部国境外におけるドイツ系住民の処遇の問題は、問題となっていた諸地域からドイツ系住民の大部分が追放されたことにより、最終的解決を見た。ドイツはヴェルサイユ条約で喪失した領土に加えて、中世以来の領土であった東プロイセンやシュレジエンなど（旧ドイツ東部領土）を喪失し、ドイツとポーランドとの国境はオーデル・ナイセ線に確定した。
日本に進駐した連合軍の中で最大の陣容は、約75%の人員を占めるアメリカ軍で、その次に約25%の人員を占めるイギリス軍やオーストラリア軍、ニュージーランド軍をはじめとするイギリス連邦の諸国軍であった。オランダ軍や中華民国軍、カナダ軍やフランス軍、そして終戦土壇場になり日本へ侵略したソ連軍は、国力の問題や英米の反対により部隊を置かず、東京など日本国内数か所に駐在武官のみを送るにとどめた。
戦勝国となったイギリス、アメリカ、ソ連、フランス、中華民国（1970年代以降は、中華民国から戦勝国の座を「引き継いだ」中華人民共和国）は、その後核兵器を装備するなど、軍事力においても列強であり続けた。イギリス、フランス、ソ連、中華民国、アメリカの5か国を安全保障理事会の常任理事国として1945年10月24日、国際連合が創設された。国際連合は、勧告以上の具体的な執行力を持たず指導力の乏しかった国際連盟に代わって、経済、人権、医療、環境などから軍事、戦争に至るまで、複数の国にまたがる問題を解決・仲介する機関として、国際政治に関わっていくことになる。
だが戦勝国も国力の疲弊に見舞われた。東南アジアでは、日本が占領した植民地をイギリス、フランス、アメリカ、オランダが奪回し、戦後しばらくは宗主国の地位を回復したものの、日本軍占領下での独立意識の鼓舞による独立運動の激化、本国での植民地支配への批判の高まりといった状況が生じ、残留日本兵がインドネシア独立戦争、第一次インドシナ戦争などに加わって近代戦術を指導するなどし、疲弊した宗主国は勢力を失い植民地帝国の維持は困難となり、1940年代後半から1960年代前半には、その多くが独立することになった。
リチャード・アーミテージは、「世界でどの国が優れているか聞いた調査によると、アジアの人々の82%が『日本』と回答しました。彼らは（第二次世界大戦の）日本軍による占領は独立への機会になったと考えています」と述べている。
1940年代後半から1960年代までの間に、インド（旧イギリス植民地/以下同）やパキスタン（イギリス）、フィリピン（アメリカ）やイスラエル（イギリス）、インドネシア（オランダ）、ベトナム（フランス）やラオス（フランス）、ケニア（イギリス）やマレーシア（イギリス）など多くの植民地が、独立戦争や独立運動の結果、多くの血を流したものの無事に独立を果たした。第二次世界大戦での日本による占領を経て、香港（イギリス）やマカオ（ポルトガル）、東ティモール（ポルトガル）などを除いて東南アジアの植民地のほぼ全ては戦後独立した。しかし、ウクライナ、バルト三国（エストニア、ラトビア、リトアニア）などのソ連領のほとんどは、1991年のソ連崩壊まで独立できなかった。

## 戦争状態の終結と講和

### イタリア
イタリア王国は1943年に「共同参戦国」として連合国と共に戦った経緯もあり、政府の存続が認められた上に、政権が自ら戦犯を裁き処罰する権利が与えられており、1946年までに戦犯裁判は終了している。

### ドイツ
ドイツにおいては中央政府の不在がベルリン宣言で宣言され、東西二つのドイツ政府が誕生したため、講和条約を結ぶ国家が決まらなかった。1951年7月9日と7月13日にイギリスとフランスが、10月24日にアメリカが西ドイツとの戦争状態終結を宣言した。1955年にはソ連がドイツ民主共和国（東ドイツ）との戦争状態終結を宣言し、西ドイツからは占領軍が撤退し、東ドイツも占領状態が形式上解除されたものの、ドイツ駐留ソ連軍が駐留を続けていた。
また首都ベルリンにはアメリカ・イギリス・フランス・ソ連の4カ国軍が駐留を継続している。1990年になってドイツ再統一が確実視される情勢となり、9月12日には東西ドイツとソ連・アメリカ・イギリス・フランスによるドイツ最終規定条約が結ばれた。1991年3月15日にこの条約が発効したことによりドイツの領域が確定して講和が実現し、1994年になってドイツ駐留ソ連軍が撤退した。
ポーランドは旧ソ連の影響下にあった1953年、ソ連と東ドイツの賠償免除協定で、東ドイツに対する賠償請求権を放棄させられている。ポーランドは、先の大戦においてユダヤ人300万人を含む600万人が亡くなるなど、ドイツによる最大の被害国である。しかし東西、また統一ドイツ政府による賠償は行われていない。
なお、2010年代においてもギリシャやポーランドに戦後賠償を求める動きがあるが、ドイツ側はドイツ最終規定条約や東ドイツが各国と結んでいた賠償放棄の合意などを根拠に応じていない。2019年、ギリシャ議会は第二次世界大戦中にドイツから受けた損害賠償をドイツ政府に要求することを可決している。
ドイツの謝罪は当時の政府がドイツの名で行った行為に対するもので、補償対象も国内の被害者に限っている。現在のドイツは「戦後に成立した別な国」だという考えで、ドイツはポーランドやチェコなど周辺国の賠償要求には応じていない。

### ドイツ以外の欧州枢軸国
旧枢軸国のうちイタリア、ルーマニア、フィンランド、ブルガリア、ハンガリーと連合国の講和は1947年2月10日、パリにおいて個別に行われた（パリ条約）。これらの条約は1947年の7月から9月にかけて発効している。
パリ条約の締結後、占領は解除される予定であったが、ハンガリーとルーマニアにおいてはオーストリアとの連絡路を確保するという名目でソ連軍による駐留が継続され、共産主義政権成立につながっていくことになる。

### 日本

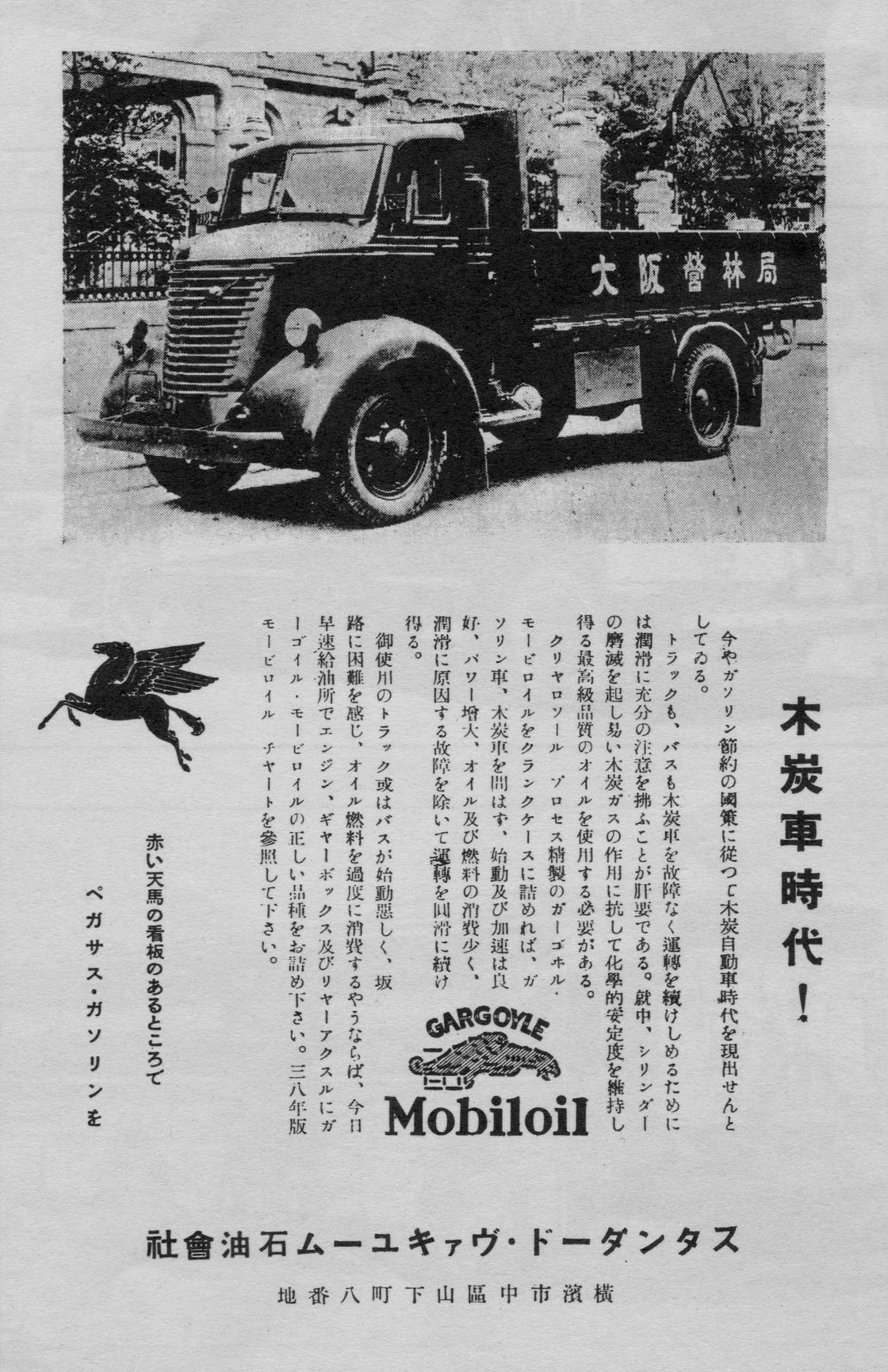
スタンダード・ヴァキューム石油
（アメリカ系企業）による木炭車の広告（1938年）

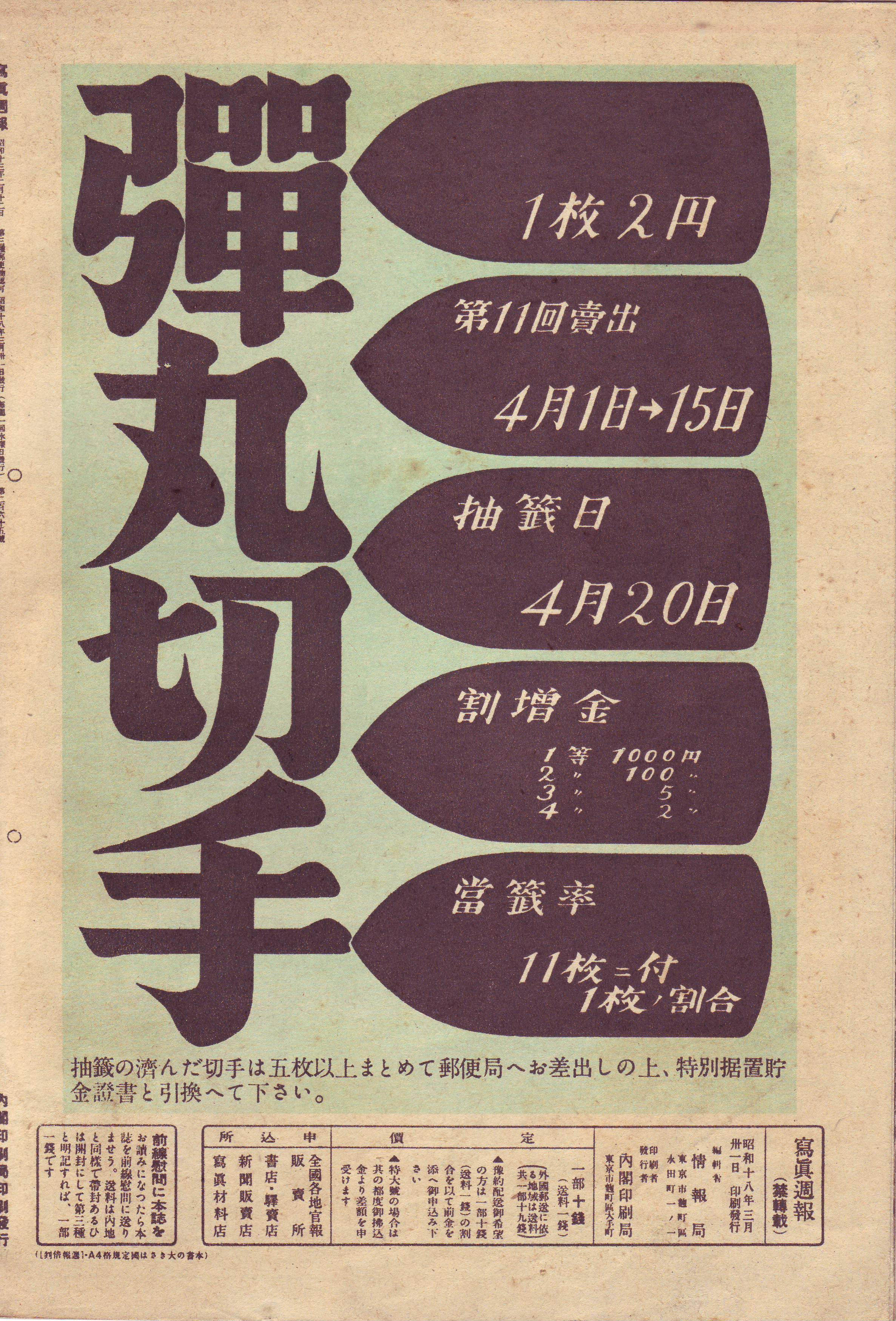
販売された戦債弾丸切手（1943年）

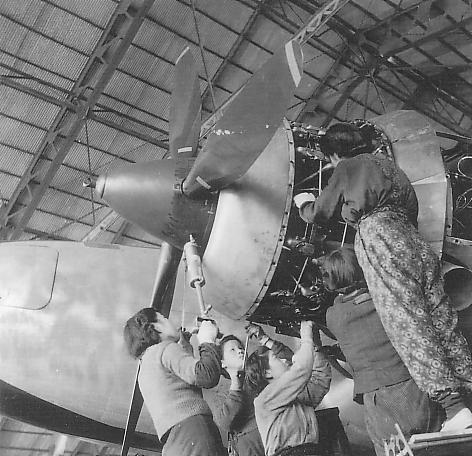
勤労動員され働く女性工員（1941年）

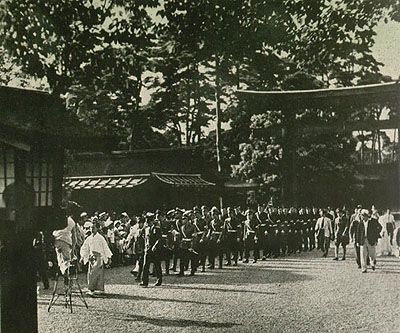
明治神宮を訪問するヒトラーユーゲント（1938年）

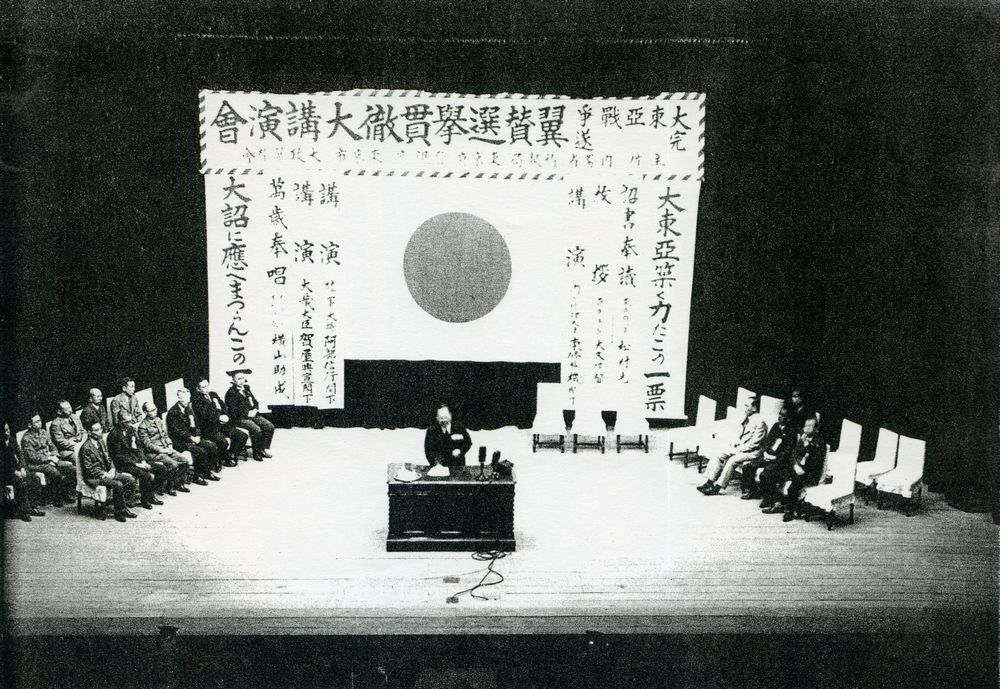
翼賛政治体制協議会（1942年）

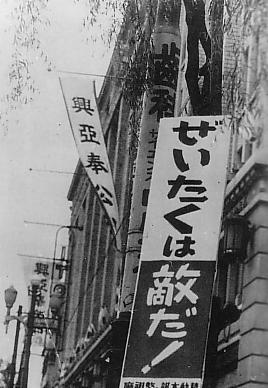
「ぜいたくは敵だ」と書かれたポスター（1940年）

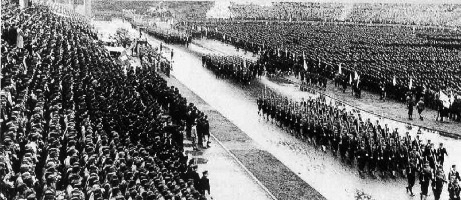
出陣学徒壮行会（1943年）

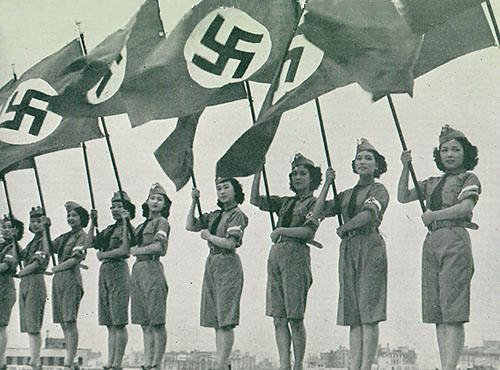
ハーケンクロイツを掲げる日劇ダンシングチーム（1938年）

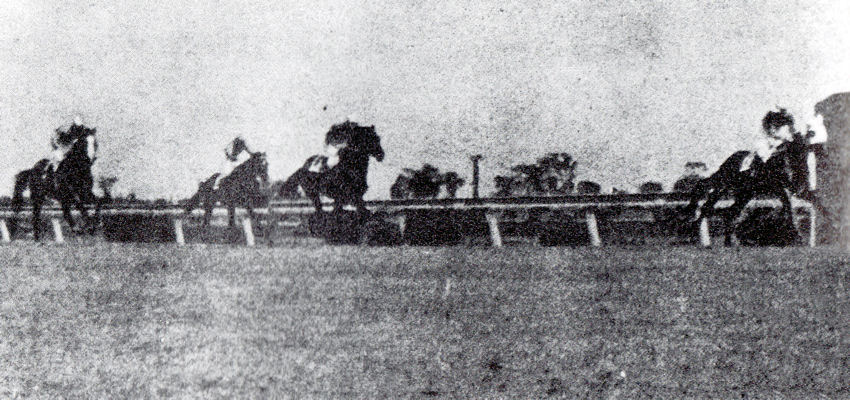
日本ダービー（1944年6月）

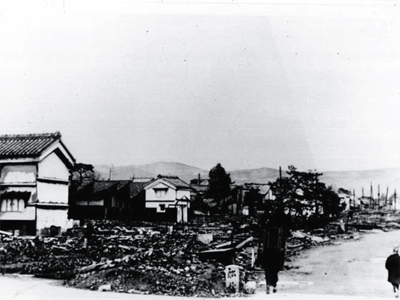
家屋疎開された京都（1945年）

日本は「ポツダム宣言の受託」という「条件下」で降伏したため、軍も政府も完全無条件下で降伏したドイツとは違い、大きくメンバーが変わったものの、戦時中に国会議員や官僚を務めたものが多くを占めた中央政府が存続したままでの連合国の占領となった。

サンフランシスコ講和条約に署名する日本全権委員団

なお東久邇宮内閣で植民地を管理する大東亜省が廃止され、幣原内閣の途中で陸海省が廃止された。また復員を担当する第一復員省と第二復員省が新たに設立された。
第二次世界大戦に参戦した大多数の連合国と占領下の日本との講和は、1952年4月28日に発効した日本国との平和条約（通称「サンフランシスコ講和条約」）により行われ、日本は6年以上にわたり行われた占領が終わった。
しかし、この条約にはソ連などの一部対戦国が参加しておらず、特に冷戦下で日本と対立したソ連および継承国となったロシアと日本の平和条約は現在も締結されていない。なお現在のロシアを含む平和条約に参加していない各国と日本は、各国で個別に第二次世界大戦終結に関する合意・条約を交わしており、1957年5月18日に発効したポーランドとの国交回復協定によって、旧連合国諸国との戦争状態は法的に全て終結している。

## 戦時下の暮らし

### 日本
日用品・食料
日中戦争の開戦後に施行された国家総動員法以降、軍需品の生産は飛躍的に増加し、これを補うために自家用車や贅沢品などの生産や輸入が抑えられ、「国民精神総動員」政策の下に「ぜいたくは敵だ」との標語が多く見られた。さらに1938年よりガソリンの消費を抑える目的で木炭自動車が導入され、1939年にはカフェなどの営業が23時までに制限された。
1938年には車両、部品、燃料など物資統制から全てのタクシー営業を法人格を持つ者に限ることとし、175社へ集約統合を行った。その後、メーター制も復活し、料金は初乗り2km30銭、1kmごとに10銭となった。
1920年代後半から1930年代には、日産やオオタ自動車、オースティンやフォード、シボレーなどの国産や輸入自家用車が都市部の中流階級にも広まりつつあったが、日中戦争後の1940年に、外貨の流出を防ぐため個人利用目的の欧米からの自動車の輸入が禁止され、翌年にはアメリカによる経済制裁で日本フォードや日本ゼネラル・モータースも生産停止となり、さらに日産やオオタ、トヨタ自動車などによる自家用車の生産も中止された。
電気を浪費するためパーマネントも禁止となった。さらに、戦時下において団結や地方自治の進行を促し、住民の動員や物資の供出、統制物の配給、空襲での防空活動などを行うことを目的に、1940年に「隣組」制度が導入された。
日中戦争が始まって以来、生活必需品や食料の生産および流通、贅沢品の規制や生産制限など広がる戦地に取られ減り続けていたが、食料の生産量は変わらなかったにも関わらず、上記のように戦地に取られ食糧の流通量が減ったほか、米など一部の食糧は配給制度が実施された。
対英米戦が始まっても首都圏や阪神の中流階級を中心に遊びや贅沢に慣れた生活はなかなか変わらなかった。
1942年には食糧管理制度が導入され物価や物品の統制がなされたが、政府に安い統制価格で生産品を売り渡すことを嫌った地方の農家が売り渋りを行ったため、1944年以降は農家と業者などによる闇取引が盛んになった。なお食堂車は1944年4月まで廃止されなかったが、それ以降も車内販売は続いた。
また石鹸やマッチなどの生活必需品や、米や魚など食料が極端に不足することはなかった。1944年4月まで国鉄の食堂車も廃止にならなかった。
1945年初め頃になると、南方とのルートの制海権を連合国側に握られ、本土への空襲が本格的に始まると、コーヒーやバナナなどの外地からの食料のみならず、肥料などの生産に必要な各種原料の輸入、漁船を動かすための燃料の供給が急激に減ったことや、漁船も潜水艦や航空機のターゲットとされたことから、食料の生産や魚類の生産、配給量も急激に減りその質も悪化していった。
連合国軍の潜水艦は日本の商船を532万トン撃沈した。攻撃対象のほとんどが攻撃しやすい商船であったことから、連合国が通商破壊を意図していたことは明確であった。しかし、電気やガス、水道については、燃料や原料の石炭が日本国内で自給できたため滞ることはなかった。
しかし1945年春過ぎに入ると、連合国軍機による本土空襲が相次ぎ、発電所や工場、鉄道や国道が破壊され、電力の供給がたびたび滞るようになった。そのほか、空襲や機銃掃射を受けて鉄道の遅延や停電が常態化した。
終戦後の1945年冬から1946年春に配給やその遅延による窮乏生活はピークに達し、ララ物資など諸外国の民間団体による助けも行われた。ただし、ララ物資などの食料は贅沢な日本人の口に合わず受け取りを拒否される場合も多く余剰物資となり、1948年にはそのほとんどが保護施設などの食料に回された。
もともと日本は食料の産出量は農業、漁業ともに多く、イギリスやドイツ、ポーランドなど国によっては食料統制が1950年代まで続いたヨーロッパ諸国に比べると回復は早く、1947年頃には生活必需品や食料の配給が次々に終了し、通常に戻った。
国民動員
1873年の徴兵令により、満17歳から40歳までの男子を兵籍に登録することを定め、日中戦争後以降は徴兵年齢に達した多数の男性が徴兵された。また、軍需生産、開発に従事した者は除かれた。
日中戦争から英米開戦に至り、航空機や船舶など、軍需の生産数はかつてないほどの量に達したが、徴兵年齢に達した多数の男性が徴兵されたために多くの熟練工も動員された。そのため英米開戦後1943年頃には多くの女性や大学生を含む非熟練工が現場に動員された。
対英米戦の開戦以降も大学や専門学校などの高等教育も変わらず行われていたが、対英米戦の戦局が悪化しつつあった1943年11月には、兵士の数を確保するために大学生や理工系を除く高等専門学校の男子生徒などに対する徴兵猶予が廃止され、学徒出陣が実施された。
1944年後半に入るとさらに多くの男性が徴兵されたため、現役の中高校生までもが非熟練工として現場に動員された（学徒動員）。
また、多くの医師が軍医として徴兵されたために医師の数が不足した。このために戦時中の医師不足対策が実施された。
教育
日中戦争当時から小学生は「少国民」と呼ばれ、小学校でも基礎的な軍事訓練を受けるほか、欧米諸国同様に戦争や軍隊への親近感を抱かせるような教育が行われた。また日中戦争最中の1938年にはヒトラーユーゲントが来日し、東京市民から大歓迎された。1941年には国民学校令に基づいて国民学校が設立された。
終戦に至るまで国民学校による初等教育、中等教育は変わらず行われた。本土への連合国軍機の空襲の本格化を予想し、1944年8月4日には小学生や中学生向けの学童疎開が開始された。
対英米戦の開戦以降はドイツ語やイタリア語、フランス語などの同盟国語以外の多くの外国語は、民間の間で「敵性語」とされ、新聞や雑誌などのマスコミにおける使用が自粛された。しかし、東條内閣は「英語教育は必要である」とし、戦争中も高校以上での英語教育は続いた。
政治
1942年4月に行われた第21回衆議院議員総選挙は、東條内閣の下で実施された。この選挙は、前年の1941年に第2次近衛内閣によって「衆議院議員ノ任期延長ニ関スル法律」が制定され、議員任期が1年延長された上で行われたものである。対米英戦時下という状況から、敵国に「民心離反」と宣伝されることを恐れて任期の再延長を求める声もあったが、むしろこれを機に旧来の政党色を排し、軍部に協力的な政治家で議会を占めることで翼賛体制を強化する好機であるとの意見が優勢となった。
しかし、第21回衆議院選挙の際など国民の間では政府に対する批判も行われたほか、雑誌などでは政府批判も比較的自由に行われた。
1942年2月23日に元首相の阿部信行を会長に頂く翼賛政治体制協議会が結成され、協議会が中心となって予め候補者議員定数いっぱいの466人を選考・推薦していった。もっとも既成政党出身者全てを排除することは実際には不可能であり、既成政党出身の前職の推薦に翼賛会内部の革新派が反発する動きもあった。
推薦を受けた候補者は選挙資金（臨時軍事費として計上）の支給を受け、さらに軍部や大日本翼賛壮年団をはじめとする様々な団体から支援を受け選挙戦でも有利な位置に立ったのに対し、推薦を受けられなかった候補者は（有力な議員や候補者であっても）立候補そのものを断念させられた場合や、選挙運動で候補者や支持者に有形無形の妨害を受けた場合が知られており、全体として選挙の公正さに著しく欠けるものだった。
言論
日中戦争の開戦後には、「欲しがりません勝つまでは」、「ぜいたくは敵だ」等といった国家総力戦の標語（スローガン）を掲げ、朝日新聞や報知新聞など当時の極右の新聞や、さらに「隣組」を通じて言論、情報管理を行うことで、国民には積極的に戦争に協力する態度が要求された。
日中戦争当時から太平洋戦争の開戦に至るまで、政府や軍部への批判が完全に封殺されていたわけではなく、枢軸国であるドイツやイタリアへの批判的論調や、逆に英米を好意的に見る言説も限定的ながら存在した。しかし、斎藤隆夫の反軍演説に対する議員除名処分に象徴されるように、体制を公然と批判することには大きな困難が伴った。。
1941年末に東條内閣が発足し太平洋戦争が始まると、言論統制は一層厳格化された。政府は、スパイ活動が疑われる発言や反戦的な言論、非協力的な思想を「思想犯」とみなし、特別高等警察（特高）を用いて厳しく弾圧した。 この弾圧は一般国民にとどまらず、政治家や官僚も例外ではなかった。戦争末期の1945年4月には、終戦工作を行ったとの理由で元駐英大使の吉田茂が憲兵隊に逮捕される事件も起きた。これは、体制維持のためにはエリート層さえも摘発の対象となった、当時の厳しい状況を示す一例である。
娯楽
日中戦争期においても娯楽映画は制作され続けたが、1930年代後半からは『上海陸戦隊』（1939年）や『燃ゆる大空』（1940年）といった、戦意高揚を目的とするプロパガンダ映画が多数制作・上映されるようになった。また、多くの芸能人が戦地や工場へ慰問活動に赴き、子どもの文化にも戦争の影響は及んだ。人気漫画「のらくろ」は、1941年に「兵士を犬に例えるのは不謹慎である」といった時局を背景に連載が中止された。。
1940年頃から外来文化への統制が強まり、内務省の指示や時局への忖度から、英語風の芸名は改名を余儀なくされた。例えば、歌手のディック・ミネは「三根耕一」に、喜劇役者の古川ロッパは「緑波」へと改名した。アメリカ映画は、1941年12月の対米英開戦後も一時的に上映されたが、同月27日の情報局通達により、英米制作の映画は原則として上映禁止となった。
1941年夏に日本の資産がアメリカ政府により凍結されるまでは、ユナイテッド・アーティスツやMGMなどのアメリカの映画会社の日本支社も営業していただけでなく、1941年12月7日の対英米開戦後にもアメリカ映画の上映は禁止していなかったものの、さすがに12月27日に英米映画の上映は禁止になり、映画配給社により映画の配給が統合され英米の映画が配給禁止となった。しかし香港や昭南などで没収された最新作が上映されたりした。なお、同盟国のドイツやイタリア、フランスの映画は変わらず上映されたが、そもそも人気が低い上に配給の制限により上映数は激減した。
日本の娯楽映画は英米開戦後も多数制作され、1945年に当局は国民の士気向上のために従来の方針を改め喜劇への検閲を廃止した。1945年の正月の東京の東横映画劇場は、喜劇役者古川ロッパの新作が満員御礼の賑わいであったが、翌月から東京も空襲を受けるようになりついに4月には上映中止となった。しかし、東京宝塚劇場や日本劇場、横浜オデヲン座などは営業を続け、さすがに数は減ったものの1945年夏の終戦直前まで日本では娯楽映画が多数作られ、大戦終結後も横浜オデヲン座は9月30日に、東京宝塚劇場は12月に営業を再開した。
スポーツ
1940年の冬と夏に開催される予定であった札幌オリンピックと東京オリンピックは、日中戦争の激化と国家総動員法のあおりを受けて開催権返上を余儀なくされたが、代わりに東亜競技大会が開催された。なお1940年のオリンピックは第二次世界大戦により中止された。
日本プロ野球は英米戦開始後も継続して開催され、選手が戦場に持って行かれながらも1944年夏まで開催された。高校野球は英米戦の開戦後の1942年から開催が中止された。
大相撲も選手が戦場へ持って行かれながらも大戦末期まで変わらず行われたが、1944年に両国国技館が大日本帝国陸軍に接収され、5月場所から本場所開催地を小石川後楽園球場に移した。そのために1月場所開催は困難になり、1944年は10月に本場所を繰り上げて開催した。1945年5月場所は晴天7日間、神宮外苑相撲場で開催予定だったが空襲などのために6月に延期、両国国技館で傷痍将兵のみ招待しての晴天7日間非公開で開催された。これ以降の本場所は中止となった。
ゴルフは英米戦開始後もプロの大会がしばらくは行われたが、1943年中盤には軽井沢のコースが閉鎖され、以降プロの大会が禁止されてしまった。
モータースポーツも1936年にオープンした多摩川スピードウェイで盛んに行われたが、ガソリンやオイルを使うことから4輪レースは1939年に日中戦争の激化で中止、2輪レースも対英米戦開戦で1942年に中止された。
競馬は軍馬育成とその財源確保のために英米戦開始後も国営競馬を中心に盛んに行われ、日本ダービーも1944年まで開催された。
テニスは英米戦開始後も行われ、大戦末期までアマチュアのプレイは自由に行われた。
スキーは大戦末期までは自由に行われた。
空襲
日中戦争時代より国民の意識を高めるために防空訓練が行われ、1942年にアメリカ海軍の艦載機の最初の空襲が行われた後は盛んに行われたが、この空襲が小規模なものに過ぎず、これに続く空襲もなかったためにこれを真剣に行う国民は少なかった。
しかし連合国軍機の空襲が1944年6月の九州北部への小規模なものから始まり、さらに同年11月からは東京、名古屋、大阪方面にも本格的な空襲が始まった。これにより空襲により火災が発生した際に重要施設への延焼を防ぐ目的で、防火地帯を設けるために、計画した防火帯にかかる建築物を撤去する「家屋疎開」が京都や静岡、新潟など中規模都市に至るまで行われる。
1945年春に入ると空襲の回数が増え、室蘭や釜石、沖縄や台北に限らず全国の沿岸地域では、アメリカ軍艦やイギリス軍艦による艦砲射撃や、イギリス海軍の艦載機による機銃掃射なども加えられるなど、戦争の災禍があらゆる国民に及ぶようになった。空襲による発電所の破壊などで停電が増えたほか、爆撃や機銃掃射などにより鉄道の遅延も相次いだ。

#### 占領地

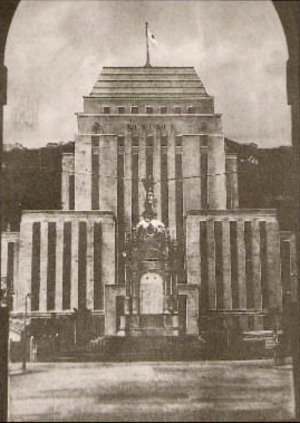
日本占領時期の香港上海銀行ビル（1942年）

日中戦争で日本軍の領土となった中華民国の他、対英米蘭戦で日本軍の占領下となったイギリス領シンガポール、香港、マレー半島やビルマ、オランダ領東インド、アメリカ領フィリピンなどの占領地は即座に軍政が敷かれた。
また、そのいくつかの地ではそれまで使用されていた中国語や英語、オランダ語名が即時に廃止され、「シンガポール」が「昭南」、香港の「ハッピーバレー競馬場」は「青葉峽競馬場」などと改名された。
教育ではそれまで押し付けられていた英語やオランダ語などが廃止され、代わりに日本語が第一外国語として教育の場で使われるようになった。また多くの地で軍票が発行され、それをもとにした切手や宝くじなども発行された。
さらに民間の企業も多くが現地に渡り、日本風の旅館やレストラン、料亭などが営業を開始し、これらを楽しむ日本軍人や官僚、民間人などで賑わった。また香港で接収されたイギリス系の百貨店「レーンクロフォード」には「松坂屋」が開店した。
またイギリス領マラヤに住むイギリス人、アメリカ領フィリピンやグアム、アッツ島などに住むアメリカ人、オランダ領東インドに住むオランダ人の民間人は、1941年12月以降の日本軍の進出後はそれぞれの地の日本軍の保護下に置かれた。
その後連合国の外交官や多くの民間人は1942年と1943年に運航された交換船によって本国に返され、軍人はそれぞれの地域の捕虜収容所か日本の捕虜収容所に、残留した民間人は日本の収容所に運ばれて終戦まで置かれた。
また1941年12月の日蘭戦の開戦で、1940年以降オランダ領東インドでオランダ軍や警察に抑留されていたドイツ人の民間人は日本軍によって解放され、ドイツ政府の保護により日本に運ばれて戦後アメリカ経由で帰国したものや、終戦まで日本で働いた者もいた。

#### 民間外国人収容
警察による分類では、在日外国民間人を枢軸国人と中立国人、無国籍人、そして「敵性外国人」に大別していた。当然のことながら枢軸国人、同盟国人と中立国人は「友好国」ということもあり優遇された立場に置かれ、例えば食料配給も日本人よりもかなり優遇されていた（これも相互主義に基づき同盟国に住む日本人も同様であった）。ただし、アイルランドは1943年5月の日本総領事館設置まで中立国と認定されておらず、アイルランド人は「敵性外国人」扱いを受けていた。
開戦の時点で、日本には連合国側の国籍を持つ「敵性外国人」が2100人あまり存在していた。警察は事前に外国人の所在を確認し、抑留の準備を行っていた。1941年（昭和16年）12月8日、警察は全国の敵性外国人の連行を開始し、外国人抑留所で軟禁することとなった。内務省の通達によれば抑留の対象とされた敵性外国人は18歳から45歳までの兵役適齢年齢の男性や無線技術の保持者など戦争に関与できる者であったが、宮城県では修道女28人が抑留され、高齢者も抑留されるなどこの方針は徹底していなかった。当初の抑留所は修道会や学校など外国人がそれまで生活してきた場所に近いものであったが、1942年には宮城県・東京都・神奈川県・兵庫県・広島県・長崎県に抑留所が設置され、各地方の敵性外国人が一括して収容された。この頃の抑留所は外部からの差し入れも自由で取り調べなどもなく、余裕のある生活を送ることができた。一方で戦争の進展にともないグアム島で捕虜となった民間人や、要衝であったアッツ島の先住民族であったアレウト族（アリュート人）の40人の収容も行われている。抑留対象者にはジュネーブ条約を準用した取り扱いがなされる事となっていたが、存在が公表されていなかったラバウル島で捕虜となったオーストラリア人看護師女性とアレウト族に対しては収容の最初から条約違反となる労務が課せられていた。また、開戦から終戦に至るまですべての外国人は臨時措置法により、旅行する際に地元警察への届けが必要になった。

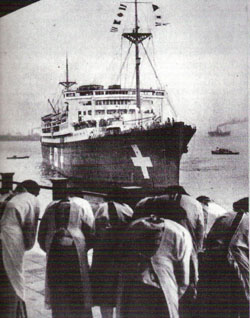
横浜港に戻った第1次日英交換船の鎌倉丸（1942年）

なお1942年から1943年にかけてイギリスとアメリカとの間に3回運航された交換船で、イギリスやアメリカ、カナダやオランダ、ブラジルやオーストラリア、ニュージーランドや英領インドなどの敵性国民は、これらの連合国に取り残され同じく軟禁、逮捕されていた日本やタイ、満洲国、ドイツ、イタリアの駐在員や外交官、留学生と交換される形で帰国した。しかし抑留対象の増加や占領地で捕虜となった民間人により、抑留対象者は増加することとなった。また戦局の悪化とともに抑留所での食事の質と量は低下していった。1944年には赤十字国際委員会が抑留所の視察を行い、救援の食料等の物資を送ったが、アリウト族などの存在が秘匿された抑留者にはそれも届かなかった。
1943年9月29日以降は、全ての同盟国人や敵性人を含む外国人の住んではいけない場所が決められ、神奈川県横浜市中心部や神奈川県横須賀市、千葉県木更津市など軍機が多い都市がこれに指定された。その後多くの西洋人が自主的に東京市内や横浜市内の指定地域外、または西洋人が多い別荘地の箱根や軽井沢に移ったが、これは結果として1945年以降の連合国の空襲から逃れられるという利点があった。
1945年になると全ての外国人の隔離・収容が行われるようになった。熊本県では栃ノ木温泉、神奈川県では箱根・軽井沢が隔離場所となった。更に既存の抑留所が空襲の被害を受けたり、食料供給も困難となり、「保護」が満足に行えない情勢となってきた。同年7月には全ての同盟国人や敵性国人を含む外国人が地方への移動を通告されたが、これも同様であった。なおこれらの居住地の移動に掛かる予算は、個人的なもの以外全て国費から払われ、これは同盟国人、中立国人、無国籍人、敵性国人いずれも全て同様であった。また1944年冬には、ドイツ、イタリア、タイ、中華民国（南京国民政府/汪兆銘政権）、満洲国、ソ連などの大使館の一部施設が、激しくなると予想される連合国の空襲から逃れ東京から神奈川県箱根に移った。

##### 枢軸国人
ドイツやイタリア、タイ王国や中華民国、満洲国、フランス（ヴィシー政権）、自由インド仮政府などの同盟国の外交官や駐在員、ジャーナリストや留学生は、日中戦争後や英米間との開戦後もこれまで通りの生活を送ったが、1939年以降はヨーロッパ各地も戦火に見舞われたことから、同地域の同盟国の外交官や駐在員の多くも本国への帰国もままならなくなった。
さらに1941年の独ソ戦、同12月の日英米の開戦で、本国との連絡も潜水艦やそれによる手紙、無線に限定されることになった。しかし満洲国や南京国民政府、タイ、フランス（仏印）や自由インド仮政府の国民は、同盟国であり距離的な問題も少ないことから英米の開戦後も比較的自由に移動できた。
なお、ドイツ、イタリア、ブルガリア、フィンランド、タイ王国、ルーマニア、ハンガリーの「旧枢軸国国民」の国民は、1945年9月には凍結されていた銀行口座から生活費として限られた金額を下すことを連合軍から許可されるなど、いくつかの記録が残っているが、中華民国や満洲国、自由インド仮政府の国民と外交官については、戦後の連合国の占領時や帰国時の混乱からか明確な記録が残されていない。また自由インド仮政府のA.M.ナイルのように、連合国政府からの逮捕を逃れるべく地方に逃れたものもいた。

#### ドイツ

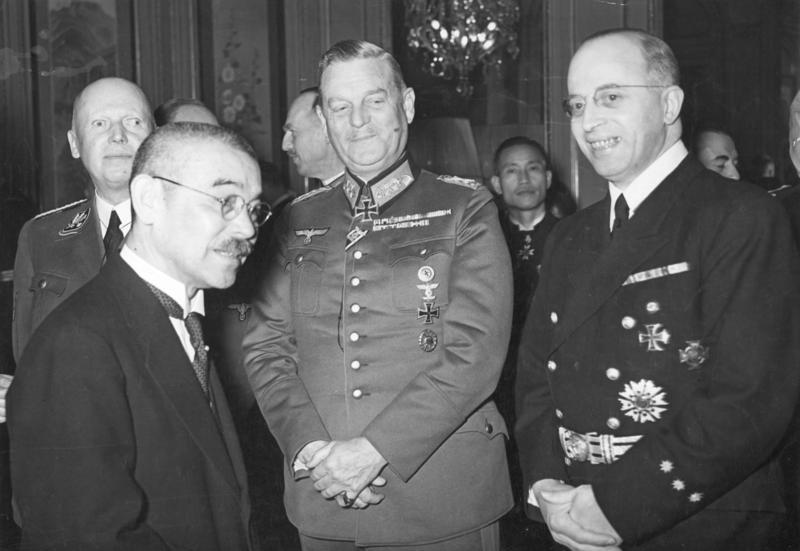
ベルリン訪問中の外相松岡洋右（左）とスターマー（右）、ヴィルヘルム・カイテル（中央）

1941年当時で約3,000-3,300人が在住していた在日ドイツ人は、外交官のみならず、第二次世界大戦開始後オランダ軍に抑留されていたオランダ領東インドからの引揚者の一部や、シーメンスやボッシュ、バイエルやコメルツバンクなどの駐在員、大学院や大学の教員、留学生の多くが、1941年12月の対英米戦開戦後も同盟国である日本に残留した。ドイツ人社交クラブの、横浜のクルップ・ゲルマニアや神戸のクラブ・コンコルディアもそのままであった。
またドイツ人は、食料の配給では1945年に入り日本人への配給が厳しくなってからも、優先的に食料品や缶詰などを配給されていた（これはドイツにおける日本人についても同様であった）。また、日本やその占領地を拠点にしていた仮装巡洋艦やUボート、封鎖突破船などが拿捕したイギリスやアメリカなどの貨物船より、ソーセージやコンビーフ、ピーナツバターなど一般の日本人が好まぬものを廻してもらうことも多くあった。

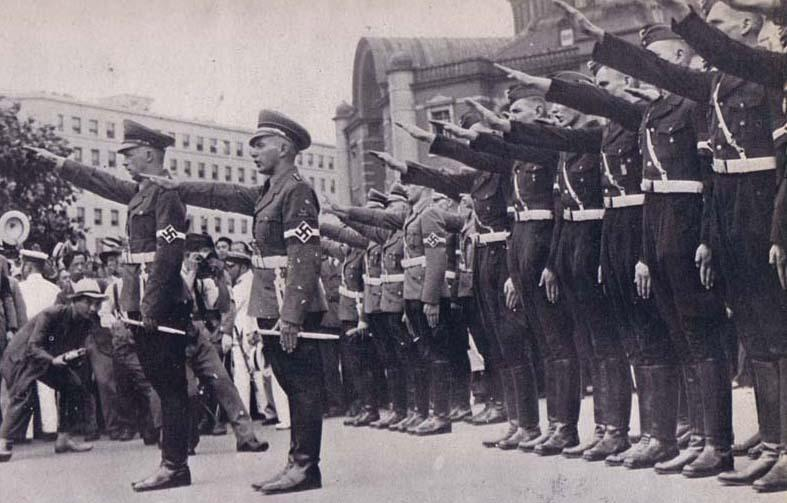
東京駅前で敬礼するヒトラーユーゲントの隊員(1938年)

1933年6月に日本支部が開設されたナチ党は、最盛期に東京だけで500人いたナチ党員を中心とした住人組織が置かれ、2週間ごと東京、大森、横浜、神戸などで集会を開き在日ドイツ人による相互監視が行われた。また、反ナチス的なドイツ人を取り締まるために、駐日ドイツ大使館付警察武官兼国家保安本部の将校であるヨーゼフ・マイジンガーが駐在し、反ナチ的なドイツ人は捕えられ18人が収容所に入れられたほか、ヴィリー・ルドルフ・フェルスターのような在日ドイツ人が危険人物として監視下に置かれた。また、1943年6月にジャーナリストのイヴァル・リスナーは、マイジンガーの調査により友人のヴェルネル・クローメ、日本人秘書およびドイツ人秘書と共にスパイ容疑で逮捕された。リスナーは憲兵に引き渡され日本の刑務所でドイツ敗戦までの2年間を過ごした。
またこれに先立つ1936年に、東京の大森にある独逸学園や横浜の独逸学園はナチ党配下に入っていたが、仙台や軽井沢などの地方在住者に対しては、ナチ党の締め付けは緩かった。
1942年11月、横浜港に停泊中のドイツ海軍の仮装巡洋艦「ウッカーマルク」が大爆発を起こして轟沈する「横浜港ドイツ軍艦爆発事件」が起きた。多くのドイツ海軍の乗組員が被害を受けたが、爆発の原因は、大規模な被害により物証となるものが破壊されてしまった上に、戦時中のことであり現在でも明らかになっていない。連合国のスパイの犯行とも噂されたが、目撃者の証言などからウッカーマルクの油槽の清掃作業中の作業員の喫煙との説が有力である。この事故により、ドイツ海軍の将兵ら61人、中国人労働者36人、日本人労働者や住人など5人の合計102名が犠牲になり、周辺の住民や労働者、ドイツ海軍艦船を見学に来ていたドイツ大使館員のエルヴィン・ヴィッケルトをはじめ多数の重軽傷者を出した。
また、ウッカーマルクとその近辺に停泊していたドイツ海軍の仮装巡洋艦「トール」、およびトールに拿捕されたオーストラリア船籍の客船「ナンキン」（拿捕後「ロイテン」と改名）、中村汽船所有の海軍徴用船「第三雲海丸」の合計4隻が失われ、横浜港内の設備が甚大な被害を受けた。なお、1944年秋に300人の生徒を持つ独逸学園が軽井沢に疎開し、ハウプトシューレは解散された。1945年からはユダヤ系ドイツ人の抑留が開始されている。
1945年5月のドイツの敗戦後は、ドイツ本国が連合国の占領下に置かれたことで法的に「敵国人」扱いになり、外務省の命令でナチ党の解散、さらに党員バッジもつけることが禁止された。また占領地で日本軍への協力の継続を表明したドイツ軍人以外の在日ドイツ人が軟禁状態に置かれ、さらに6月8日、日本政府は「ドイツ政府はもはや存在しない」として、ドイツ大使館ならびにドイツ領事館の職務執行停止を正式に通告したことで、駐日ドイツ大使および外交官としての地位を喪失した。なおこの際に日本政府はハインリヒ・ゲオルク・スターマー旧駐日ドイツ大使宛に、5月25日の東京大空襲で焼失した旧ドイツ大使館の跡地を外務省の管理下に移すことを通知している。
東京や関東にいたドイツ人は、6月以降戦争終結まで富士五湖近辺や軽井沢などの地方の別荘地などに送られた。その頃はもはや日本人よりこれらの地に「収容」されている感じはなく、旧同盟国人が「軟禁」されている状況で、行動は許可が必要になったが軍機以外の場所は比較的自由で、撃墜された連合国軍のパイロットと間違われるのが唯一避けるべき行動であったという。
今や国家として存在しなくなったドイツが日本にとって事実上の「敵国」となり、スターマー旧大使以下全ての大使館員らが軟禁された6月以降も、マイジンガーは日本の憲兵隊や特高と一種の協力関係を持ち、自動車の利用も許され、東京と大使らが軟禁されていた箱根の富士屋ホテル、他の大使館員らが軟禁状態に置かれた河口湖の富士ビューホテルを行き来しつつ、「反ナチス的」と目された在留ドイツ人の情報を憲兵隊や特高に流した。
ドイツの敗戦後に河口湖や箱根、軽井沢に軟禁されたドイツ人は、8月の日本の終戦後に今度は関東を占領地域に置いたアメリカ軍により監視下に置かれた。その後連合軍によりナチス党関係者や軍関係者、マイジンガーら約50人が逮捕され、マイジンガーはヨーロッパに返されその地で死刑になった。またこれまでの日本政府でのような自由な行動は厳しく制限され、居住県外に出る際は理由と許可が必要になった。ただ連合国軍将兵にはドイツ系も多く、彼らの多くは日本に在住するドイツ人の民間人に友好的であった。
最終的にユダヤ系、もしくは日本に第二次世界大戦前から住んでいた者を除くドイツ人（在日ドイツ人や日独戦ドイツ兵捕虜の残留者など）は、1947年までに所有していた不動産は売られ、強制的にドイツに帰国させられた。

#### イタリア

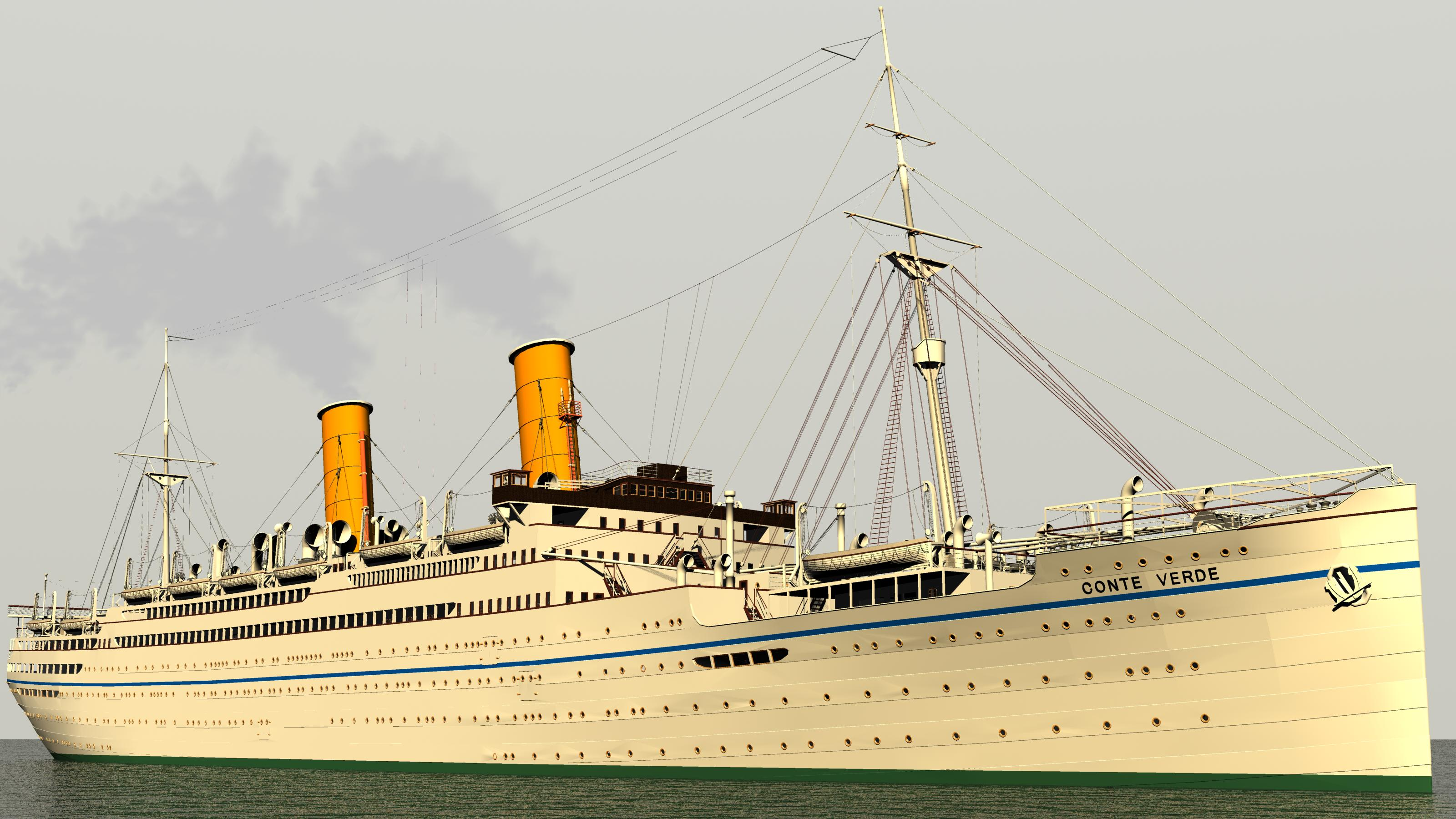
イタリアの「コンテ・ヴェルデ」

約300人の在日イタリア人は、1943年9月のイタリアの降伏後まではドイツとともに同盟国の国民として安泰な地位にいたが、その後枢軸国と連合国との2つに分かれたイタリアの、イタリア社会共和国（ムッソリーニ/枢軸国）側につくか、イタリア王国（連合国）側につくかで、民間人や外交官を問わず、その地位が明確に振り分けられた。
民間人のうち190人は社会共和国政府につき、王国政府側についたために抑留されたのはわずか10人にも満たなかったが、イタリア大使館内で王国政府側についたものはマリオ・インデルリ大使以下武官を含む50人で、2人のみが社会共和国政府側についた。また、ミルコ・アルデマンニ館長の下、九段に1941年3月にオープンしたばかりのイタリア文化会館も閉館を余儀なくされた。
王国政府についた商務参事官のローモロ・アンジェローネは、抑留されたことを日本政府に強硬に抗議したが、これは敵国側についた者として当然のことと跳ね付けられた。アンジェローネ参事官自身は元々熱心なファシスト党員であり、日伊の通商に大いに貢献した外交官であるが、日本にとって敵国である王国政府側についたものに対する態度は当然ながら冷徹であった。
また、1943年9月当時日本の占領下にあった上海に停泊中の「コンテ・ヴェルデ」は、イタリア人船長以下船員が、連合国に降伏した王国政府の指令に基づいて船底を爆破し横転した。この時、日本占領域にあった「コンテ・ヴェルデ」を含む合計17隻の軍民イタリア艦船が社会共和国政府側につくことを拒否し自沈している。この事件は日本政府ならびに社会共和国政府の心証を悪化させ、その後王国政府側についた在日イタリア人に対する冷徹な処遇の一因になったとされる。

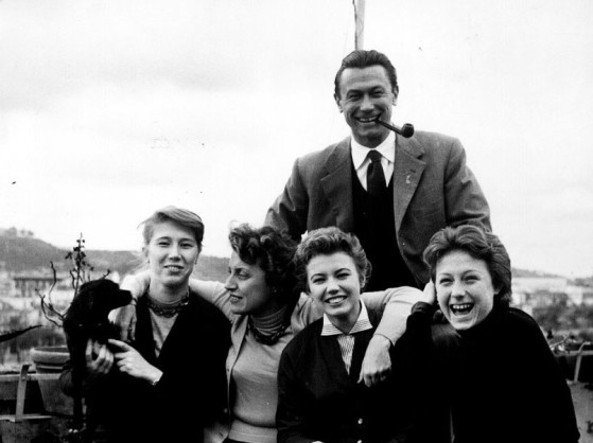
フォスコ・マライーニ（後ろ/1960年代）

日本が認めた社会共和国政府側につくことを拒否したものは、社会共和国政府側についたオメロ・プリンチピニ代理大使の要請の下で、警察の監視の下で50人のイタリア大使館員は東京の田園調布にあるサンフランシスコ修道院に、民間人は京都大学講師であるフォスコ・マライーニのように、名古屋とその後は秋田の収容所で終戦までの間を過ごした（なお1943年9月9日に自沈したイタリア特務艦「カリテア2」の150人ほどの軍人のうち、王国政府側についたほとんどは兵庫県姫路市広畑区の捕虜収容所に収容された）。また、王国政府側についたイタリア人は、敵国人として当然食料などの配給は同盟国であった頃に比べ少なくなり、大戦終盤は田畑で自分たちの分を自給自足することを余儀なくされた。愛知の抑留所での生活はさらに苦しく、生命を維持する最低限度の食料しか与えられず、かろうじて差し入れで命をつなぐ状況であったという。
ヨーロッパ終戦以降の1945年8月以降に運航される予定であった第三次日英米交換船には、社会共和国政府側につくか王国政府側につくかは関係なく、1943年9月に連合国に降伏した後に日本で抑留されていた王国政府側の駐日イタリア大使館員や、第一次日米交換船に使用されたイタリア客船「コンテ・ヴェルデ」の乗組員ら民間人、さらに降伏に伴い日本海軍に接収された（その後ドイツ海軍に貸与。乗組員の多くは社会共和国政府側についた）イタリア海軍潜水艦の「ルイジ・トレッリ」などのイタリア海軍の軍人も含まれることになっていた。しかし第三次日英米交換船は8月の終戦により運航されなかった。
なお、イタリア社会共和国政府は5月のドイツ降伏時に消滅し、その後は王国政府側のみならず、社会共和国政府側についていた者もドイツ人同様に軟禁扱いされ、同国のプリンチピニ代理大使も、箱根の富士屋ホテルで抑留されたまま終戦を迎えている。また、インデルリ元大使やバルサモ元提督、アンジェローネ元商務参事官以下、王国政府側側についた大使館と軍関係者50人弱と民間人10数人、また横浜から疎開した27人のイタリアの民間人が、秋田の敵国人抑留所で終戦を迎えている。
これらのイタリア人外交官や将官、民間人の多くが、1945年の暮れから1946年初頭にかけて連合国の船で帰国している。なお大戦後も社会共和国政府側、王国政府側を問わず日本に残ったイタリア人もおり、バルサモ元提督の専属料理人のアントニオ・カンチェーミは、戦後神戸に在留後、東京都港区に本店を構えるイタリア料理レストラン「アントニオ」のオーナーとなった。

#### 満洲国
日中戦争中より日満の交流は友好国らしく皇室から軍官民共に活発に行われ、第二次世界大戦末期になっても海運と航空による自由な交流は終戦まで続いた。
なお満洲国の大使館は東京の麻布区桜田町の広大な敷地内にあり、日中戦争中よりその場所で大使館として機能していたが、他の中立国の大使館同様に連合国の空襲を避けるため1944年秋より軽井沢に疎開し、そのまま終戦を迎えた。戦後満洲国の大使館は国交回復後に中華民国大使館となった。

#### フランス（ヴィシー政権/インドシナ植民地政府）

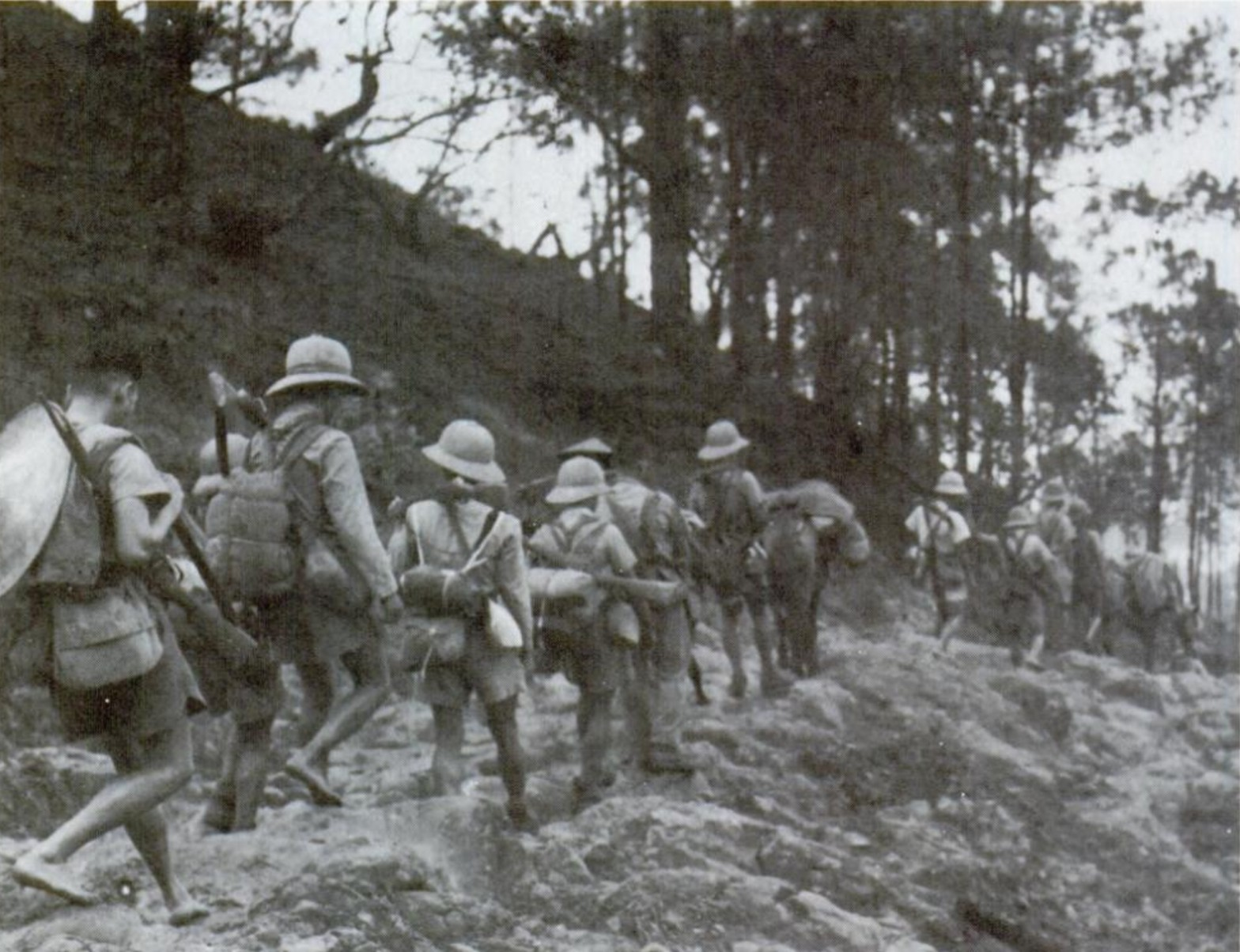
明号作戦で中華民国側に逃亡するフランス領インドシナ植民地兵士（1945年3月）

数百人の在日フランス人は、1940年7月のヴィシー政権の成立後や1941年12月の英米開戦時も、駐日大使館とフランス領インドシナの植民地政府がヴィシー政権につき日本との友好関係を保っていたために、自由フランス（ドゴール派）につくことを表明した少数の外交官以外の在日フランス人は、中立国民と同様の扱いを受けていた。
さらに、1944年8月に行われた連合国軍によるフランス本土解放ならびに、シャルル・ド・ゴールによるヴィシー＝日本間の協定無効宣言の後も、フランス領インドシナ植民地政府は日本とともにインドシナ統治を継続するという微妙な位置についていたため、敵国人となることは逃れた。
その後の1945年3月の日本軍による仏印政府への攻撃（明号作戦）以降は、敵国人となり、軽井沢などで警察の監視の下事実上の軟禁状態に置かれることとなった。原則としてフランス人以外との接触は禁止されたが、軽井沢にいた数千人の中立国人との接触は自由に行われ、また地元の住人との接触も寛容であった。8月15日以降は自由となり、8月下旬以降に「戦勝国民」として連合国と接触した。

#### 中立国人および無国籍人
在日人数が約200人以上に上ったスペインやポルトガル、バチカンやアフガニスタン、チリやアルゼンチン、アイルランドなどの遠方の中立国の外交官や駐在員、通信員や船員、留学生の多くは、1939年以降はヨーロッパ各地も戦火に見舞われたためヨーロッパ経由での帰国が困難になり、さらに1941年12月以降はアメリカやカナダなどが参戦したために、これらの国経由での帰国も全くままならなくなってしまった。
ただしソ連だけは、日本海およびシベリア鉄道経由で1945年8月9日の開戦まで自由に行き来できた。またこのルートは、ビザが発行される限りアフガニスタンやトルコ、スウェーデン、スイスなどの中立国への帰国にも使われた。また巨人軍のヴィクトル・スタルヒンなど白系ロシア人は無国籍扱いであったが、幸いなことに日本ではソ連人と同様中立国人の扱いであった。またポルトガル公使館とマカオ、ティモールとの交流は、両地が日本の占領下に囲まれていたことから、比較的自由に行うことができた。
これらの中立国の国民はこれまで通りの生活、仕事を続けられ、配給以外の食料も潤沢に与えられた。駐日スイス公使であったカミーユ・ゴルジェ以下スイスの外交官は、対英米開戦後に日本政府が委託した中立国の外交官として、赤十字国際委員会の中央捕虜情報局の傘下に置かれ、日英米交換船の運航がきちんと行われているかどうかの同乗確認や、日本全国に及んだ連合国の国民の抑留所の監視などを行うなど、その信頼は高かった。
1943年9月以降外国人に居住不可地域が設けられたり、1944年夏に連合国軍による本土への空襲が増加すると予想した後は、中立国人の多くは軽井沢や箱根などの別荘地にあるホテルや別荘へ疎開して活動した。また1944年4月には、横浜のカトリック系のインターナショナルスクールであるセント・ジョセフ・インターナショナル・カレッジも校舎が軍に接収され、箱根の強羅にある「公園ホテル」に疎開した。もちろんこれに伴う引っ越し費用は全て日本政府が負担した。
特に、これらの中立国と枢軸国の約300人の駐日外交官と、およそ2000人以上の一般外国人の疎開地となった軽井沢では、利便性を考え三笠ホテルに外務省軽井沢出張所が設置され、1944年8月には民間の貸別荘だった深山荘にスイス公使館が置かれることとなった。
ソ連の大使館は1944年末以降は同じく疎開を主な目的に、箱根の強羅ホテルに置かれた。1945年当時、ソ連を通じた終戦交渉を模索していた外相東郷茂徳の意を受け、広田弘毅元首相がヤコフ・マリク大使と数度にわたって接触したことが知られている。
また1945年初頭には、軽井沢にフランス（ヴィシー政府）大使館、トルコ大使館（同年2月に対日宣戦布告）、アルゼンチン大使館（同年3月に対日宣戦布告）、アフガニスタン公使館、ルーマニア公使館、ポルトガル公使館、スウェーデン公使館、スペイン公使館、スイス公使館、デンマーク公使館（同年5月に対日宣戦布告）と赤十字国際委員会などが置かれ、または疎開していた。
終戦により日本が連合国の占領下に置かれたことで、これらの中立国の外交官は、日本が連合国の占領下に置かれ「（日本に）対象となる国家が存在しなくなった」ため、家族ともども連合国の船で帰国した。

#### 敵性国
1937年の日中戦争開戦後も、イギリスやフランス、オーストラリアやアメリカ、オランダやカナダ、英領インドなど、その後の連合国とその植民地の駐在員や外交官、宣教師や留学生などの民間人の多くは、日本や外地などで戦前と変わらない生活を行ったが、1941年に入り日英や日米関係が悪化する中、イギリスやオーストラリア、アメリカ、オランダ、カナダ、英領インド人などはその多くが帰国した。
1941年12月の対英米蘭開戦後は、これらの国の国民は「敵性国民」となった。日本と香港やジャワ、シンガポールなどの日本の占領地、そして枢軸国側になったタイ王国や満洲国に残ることを選択したイギリス人やアメリカ人、オーストラリア人やカナダ人、ギリシャ人やオランダ人、グアテマラ人やアルメニア人、ノルウェー人や英領インド人などの連合国民（敵性国民）側の民間人は、開戦後次々と内務省の指示を受けた警察により抑留所に収容され軟禁された。
またこれらの国の大使以下大使館員は、自宅にものを取りに行く以外は地元警察と特高に守られた大使館にいることを余儀なくされた。アメリカの場合では、その後大使館や領事館員とその家族と一緒に、静岡県にある「川奈ホテル」に行くことを指示された。なおアメリカの利益代表となったスイスの大使館員が、外務省との連絡に当たった。
なお、1941年12月で日本国内（台湾や朝鮮などの外地は除く）に残留した連合国民は2100人以上に上った。また、日本や香港などにいた民間の船舶やパンアメリカン航空などの航空会社の乗組員も抑留所に収容された。
ただし、抑留されるのは男性のみで、女性は抑留されなかった。また日本の大学などで教員に就いていたイギリス人やアメリカ人、オランダ人などの敵性国人は、開戦後も抑留されず、しばらくの間は警察の管理の下で仕事に就き、通常の給与が与えられた。
抑留された男性は戦時国際法に則り軍に管理された捕虜とは異なり、主に警察によって管理された。警備は厳重であるが、しかし民間人抑留者に対する取り調べや取り扱いでの暴力を伴う違法行為、国際法違反などは皆無であった。また妻や娘など家族がいるもののみ外出も認められた。日本という海に囲まれた国にあるため脱走は皆無であった。
全ての民間人抑留者の情報は、戦時国際法に則りスイスのジュネーブの赤十字国際委員会に置かれた中央捕虜情報局に置かれることとなった。委員会駐日代表フリッツ・パヴァラッツイーニ博士が、各地で数回にわたり中立国の局員の収容所の見学や聞き取りを行ったが、生活や食事、医療や待遇などについての言動は日本側からは制限を課されず自由に行われた。その結果、苦情は皆無ではなかったものの、おおむね良好であった。
抑留、逮捕されるのは45歳以上の男子に限り、女性や子供は対象外であったが、男子でも45歳以上というのは地方では無視されがちであった。また福島県や秋田県、青森県や島根県などの地方では、田舎にありがちな人種差別的、宗教的差別的そして性差別的の観点から、独身女性（その多くが修道女であった）も開戦後に抑留されたが、女性の抑留といった逸脱した地方警察の暴走および国際法違反は内務省から問題視され、1942年5月13日に解除、開放の命令がなされている。
しかし1942年9月以降方針が変わり、修道女や教師などの女性独身者と、宣教師や教師などの男性高齢者も警察により抑留された。これはアメリカやイギリスなどが、僧侶や教師も関係なく、日本人の抑留者を男女年齢問わず強制収容所に入れていたためであり、これらの国との相互主義に基づくものであった。なお、結婚女性や娘などは例外のままであった。これは男女年齢差別なく収容所に入れる例がほとんどであったイギリスやアメリカ、オーストラリアやカナダなどと違い、日本が連合国に比べ圧倒的に紳士的であったといえる。
また、戦時中に日本海軍やドイツ海軍、イタリア海軍の軍艦によって拿捕されて、横浜港や神戸港などに連行されたイギリスやオーストラリア、アメリカなどの連合国の軍艦に乗務する民間の乗務員や、民間船の船員や搭乗者なども、民間抑留者として抑留先に入れられた。
これらの敵性国抑留者の多くは、1942年から1943年にかけてアメリカとイギリスとの間に3回運航された交換船で、同じくイギリスやアメリカなどの連合国に取り残され同じく軟禁、逮捕されていた日本人やタイ人、ドイツ人の駐在員や外交官などの民間人と交換される形で帰国した。だが、フォード・モーターやパンアメリカン航空、P&Oなどの大企業勤務の者も、妻や息子、娘などの家族が日本人であることなどの個人的都合や、病気などの理由から帰国せず終戦までの間自主的に抑留された者もいた。宣教師や修道女の多くも、信者を残して帰国できないなどの理由で日本に残った。
対英米蘭戦の開戦後は、敵対国民は横浜カントリー・アンド・アスレティック・クラブや神戸リガッタ・アンド・アスレチック・倶楽部などの社交クラブから強制退会され、会長は枢軸国民となった。また戦前より日本に進出していたIBMや香港上海銀行、ゼネラル・モーターズやフォード・モーター、スタンダード・オイルや帝国製糸などの企業の資産は、戦中は日本政府により没収され、全て三菱信託銀行をはじめとする信託銀行に管理された。これらの資産は民間銀行できちんと管理され、アメリカのように勝手に売却されることなく、戦後にきちんと返還された。
また首都圏ではバンドホテルやブラフホテルなどの洋風ホテルや、横浜ヨットクラブや根岸競馬場などのクラブハウス、船員会館やバターフィールド・アンド・スワイアーの社宅、神戸ではイースタンロッジなどのホテルやカナディアン・スクールの寄宿舎などの洋風施設など、全国34か所が民間人抑留先に指定されたが、広島県や福岡県、北海道や福島県などの地方では洋風の施設がある抑留先を探すのはままならず、教会や修道院、保育園または自宅などが多かった。
また、1943年中頃の第二次日米交換船の行き来により民間人抑留者が劇的に減った後、同年暮れに抑留先が再編され、同時期にバンドホテルがドイツ海軍に借り上げられたことなどから、神奈川県の抑留所が横浜市戸塚区や神奈川県箱根、厚木市七沢、足柄の暁星学園の寮などに抑留先が移ったり、自宅に残っていた無職の老人や、妻などの家庭婦人、子どもまで対象になるなどの変更があった。最終的には、日本国内の連合国の民間人抑留所で一時的なものを含むと、北海道から九州まで全国50か所以上に上った。なお、これらの民間人抑留施設の家賃（から引っ越し代や食事代、治療費に至る）まで全て日本政府から終戦に至るまで支払われていたか、政府により施設そのものが買い取られていた。
食事は当初、都会のホテルやクラブハウスでは洋食をベースにした豪勢なものが提供されることも多く、他の民間人抑留先でも外国人であることを考慮し肉やパン、スープなどもあった上に、1日3食で量も比較的考慮されていたため、日本人から「豪勢だ」と批判が出たり、太る者も少なくなかった。なおこれらの代金は全て日本政府から払われていた。なお妻などの家族や知人の日本人、信者からの差し入れも自由に行われた。
1943年中頃の日英米交換船の終了までは、先方に抑留されている日本人や同盟国人への配慮もあり、量や質もそれなりに配慮されたが、1944年以降はその量と質も外の配給とともに少なくなっていった上に、配給だけでは足らずに、愛知県のイタリア王国人向け民間人抑留所をはじめ、抑留者自ら農作業をし自らの食料を調達することも多くなった。また抑留所外に住む妻などの家族などの差し入れに対する警察官による横領も多くなっていった。
娯楽が無く、男性しかいない中で、民間人抑留所内では、野球やサッカー、ジョギング、卓球、チェスやカードゲームなどが盛んに行われた。また横浜など抑留先が複数ある場合は、抑留先同士の交流を図るため野球などの交流戦が三渓園などで開催された。なお、横浜球場では連合国軍人の捕虜収容所が置かれていたが、民間人と軍人捕虜の間は明確かつ厳密に区別され、それらとの交流は一切なかった。
また民間人抑留所内では、新聞の購読（しかし英語の新聞は、当時日本政府の管理下にあった「ジャパンタイムズ&アドバダイザー」だけであった）や信仰の自由が保障され、プロテスタントやカトリック、長老派教会、またユダヤ教の僧侶や牧師などによるミサなども自由に行われた。
医療も日本側として十分なものが行われており、また病気のために抑留を解かれ病院や自宅などで療養するものも多かった。しかし1944年の末以降は、戦況の悪化とそれによる感情の悪化により医療などの環境が悪くなり、また高度な医療を受けられないことや、長期にわたる療養で亡くなる例もあった。また1945年以降は連合国軍の空襲を受けて被災する抑留所も増えた。
さらに1945年には九州への連合国侵攻が危惧される情勢となり、8月15日の降伏発表まで抑留は続いた。15日にほとんどの民間人抑留所と連合国の捕虜収容所で日本の降伏と解散が申し伝えられたが、16日以降も治安維持の観点や、抑留所や捕虜収容所に対して慰問袋や食料品などが連合国軍機から投下されたことから、数日間から数週間は抑留先へとどまるものも多かった。なお全国11か所の抑留所や、数十の捕虜収容所に対して慰問袋や食料品などを落とす連合軍機などが、停戦後の8月中旬から9月初旬にわたり5機も墜落している。
戦時中に3度に渡って行われた日英米交換船により、終戦時には抑留所に置かれた民間人抑留者は609人に減っており、一部のドイツ人やフランス人など、1945年以降の戦況により敵国人となり、新たに「軟禁」された者を含めると民間人抑留者は850人以上が確認されている（抑留所に入れられた者のみ。ホテルや旅館、自宅などに軟禁されていた者数千人は除く）。また、数千人の規模のイギリスやアメリカ、オーストラリアやニュージーランドなどの連合国軍の戦時捕虜が、終戦時に日本とその占領下の収容所に収容されていた。

### ドイツ

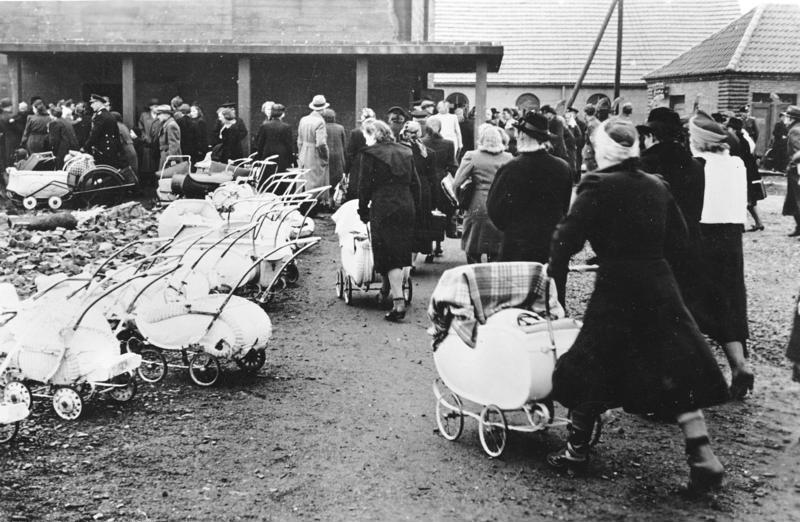
防空壕に避難するベルリン市民

総統アドルフ・ヒトラーは大戦中、できるだけ国民生活水準の維持を考慮せざるを得なかった。これは第一次世界大戦の敗北が、国民の社会主義への裏切りによるもの、とヒトラーが見なし、同じ失敗を繰り返すのを懸念したからだった。しかし、食糧や生活必需品が配給制となることは避けられなかった。敗戦間際までドイツの喫茶店ではコーヒーを飲むことができたが、実際に供されたのは代用コーヒーであった。しかし、ソ連軍が侵攻する直前まで、牛乳配達や新聞配達が途絶えることはなかったという。
そして、国民の裏切りを防止するため、各地に強制収容所を設置し、秘密警察ゲシュタポが国民生活を監視し、反政府・反戦的言動を徹底的に弾圧した。スターリングラード攻防戦でドイツ軍が大敗すると、ミュンヘン大学生の反戦運動が表面化した（白いバラ）。その時期、宣伝大臣ゲッベルスは有名な「総力戦演説」を行い、政府による完全な統制経済・総力戦体制が開始された。軍需大臣アルベルト・シュペーアの尽力により、1944年には激しい空襲下でもドイツの兵器生産はピークに達した。
連合軍の空襲は1940年に開始され、1942年5月にはケルン市が1,000機以上による大空襲に遭った。1943年には昼はアメリカ軍爆撃機が軍事目標を、夜はイギリス軍爆撃機がドイツ各都市を無差別爆撃した。そのためドイツ国民は、「自宅のベッドに寝ている時間よりも、地下室や防空壕で過ごす時間の方が長い」とまでいわれた。1944年のクリスマスの時期には、プレゼントを巡って「実用性を考えれば、棺桶が一番だ」というブラックユーモアが流行した。
総力戦体制の確立後、歌劇場、劇場、サーカス、キャバレー等、庶民の娯楽の場が次々と閉鎖された。そのような状況にもかかわらず、ヴィルヘルム・フルトヴェングラー率いるベルリン・フィルハーモニー管弦楽団やウィーン・フィルハーモニー管弦楽団等、ドイツのみならず世界を代表する楽団は敗戦直前まで何とか活動を続けた。ナチスが支援していたバイロイト音楽祭も、規模を縮小しながら1944年まで行われた。芸術の町ドレスデンが1945年2月、徹底的な無差別爆撃に遭い、それがドイツの芸術に与えた衝撃は計り知れない（ドレスデン爆撃の項目を参照）。

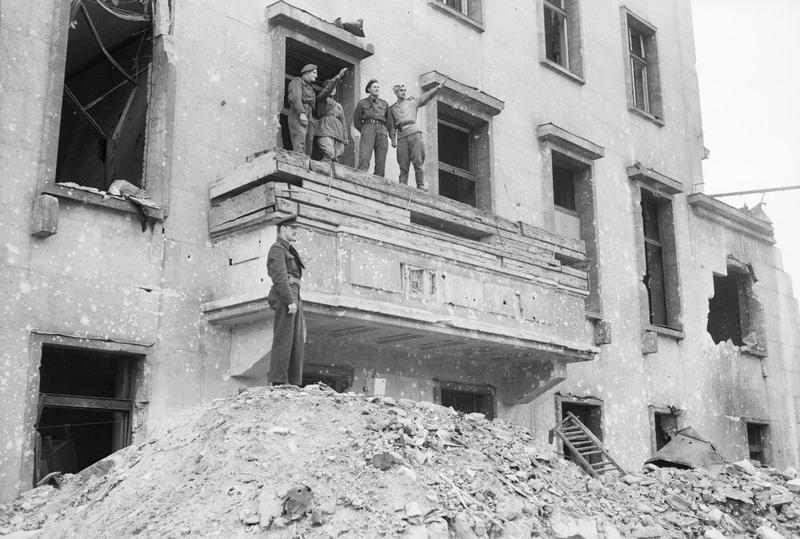
ベルリンで合流したソ連軍とイギリス軍（1945年6月）

敗戦間際、ソ連軍による侵攻した地域での民間人へのレイプや虐殺などの噂を耳にすると、残虐な報復から逃れるため西部へ避難するドイツ人が続出した。ベルリンの戦いには、少年や老人までもが動員され、ソ連軍と戦った。そのような中で、ゲシュタポや親衛隊は、逃亡兵や敵への内通者と見なした市民を即席裁判で処刑して回ったという。また各地の強制収容所では、敗戦間際には劣悪な環境と食料不足から伝染病が蔓延し、多数の死者を出した。その惨状は進駐した連合軍に強い衝撃を与えた。
また1945年5月の終戦時に駐在していた数百人の日本人は、当時すぐに日本にとって中立国のソ連に占領された側と、日本と戦っていた英米側のどちらに付くかで明暗が分かれた。ドイツ降伏後の5月中旬、ソ連軍の占領下にあったベルリン西方のマールスドルフに逃れた200人弱の日本人外交官や駐在員は、その後中立国の国民として手厚く扱われ、ソ連軍と政府の手引きでソ連経由でシベリア鉄道で満洲国経由で無事に帰国した。
しかしドイツ降伏後にスイス国境近くで英米軍側に捕まった外交官や駐在員は、すぐに敵国の抑留者として収容された。ドイツからフランス経由で帰国するアメリカ軍人を運送する輸送船でアメリカに送られ、さらにアメリカでも日本人専用の抑留所に入れられ、1945年8月の日本の敗戦後に帰国した。だが抑留体制はリゾートホテルをあてがわれ、現地の新聞の購読もでき、食料も十分にふるまうなどけして悪くはなかった。なお大島浩ドイツ大使は横浜港よりそのまま戦犯として収容所に送られた。

### フランス
本土と植民地
開戦後、ドイツ軍の侵攻を受けるまでは平穏な日々が続いた。日本人は開戦前は600人程いたが、その後多くが戦火を避けてフランスを後にした。ドイツによる占領後、徴兵された農民の多くはそのまま捕虜となり、植民地との貿易が途絶し、ドイツの戦時経済体制に組み込まれて農産物の生産量が激減、食糧や生活物資の供給は逼迫し、生活は困窮した。また戦場となった地域では、多くの民間人が戦闘に巻き込まれ死亡した。
ヴィシー政権成立後、インドシナやモロッコ等多くの植民地はヴィシー政権についた。しかし同政権の植民地政府に対する拘束力はほとんどなく、フランス領西アフリカ等は、自由フランス側に参加していった。シリアとレバノンは独立し、連合国に加わった。一方、インドシナは1940年にヴィシー政権の了解の下で日本軍の駐留を受け入れ、フランス植民地政府と日本軍による支配が1945年まで継続された。
ドイツ占領下の本土

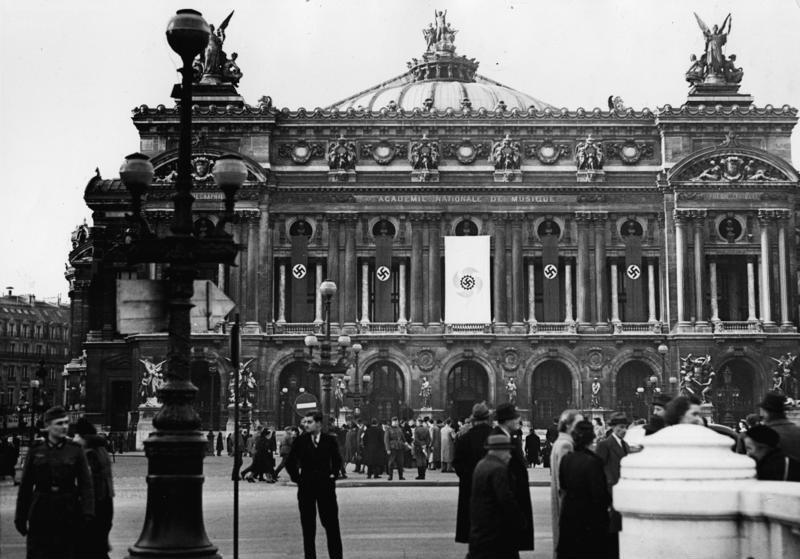
ハーケンクロイツが掲げられたパリのオペラ座

パリを含む北部と西部地域は、行政機構はドイツの軍政下に置かれ、道路標識などはフランス語とドイツ語の両国語併記となった。ドイツはフランスでもユダヤ人迫害政策を実施し、ユダヤ人は外出時にダビデの星を衣服に付けることを義務付けられ、強制収容所に送られた者も多かった。ドイツの支配に不満を持つ市民はレジスタンスを結成し、その動きはマキのように、右派から共産主義者までの広範囲な層に広がった。一方、ドイツ側も対抗して親ナチス的民兵団を結成させ、レジスタンスを弾圧した。また、自己保身や利害のため、自発的にドイツ軍に協力（対独協力者）したり、様々な形でドイツ軍と関係を持つ一般市民や経済人、芸術家も多かった。

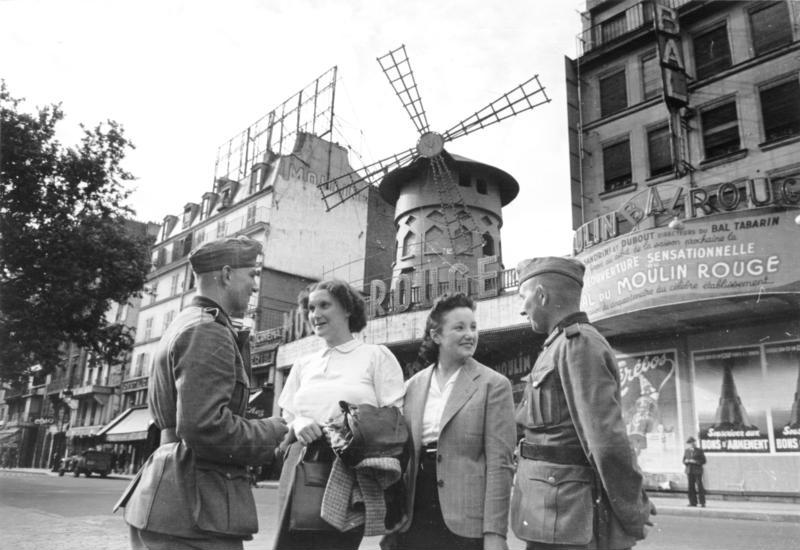
キャバレー「ムーラン・ルージュ」の前でフランス人女性と談笑するドイツ軍兵士

非武装都市として破壊を免れた中心都市パリでは、ドイツの軍政下でインフラの維持が図られ電力やガスの供給が継続され、食糧や生活物資の供給は減少したが、多くの市民は闇市で不足分を補った。戦場とならなかったので、占領開始からしばらくの間は多くのドイツ人が観光目的で訪れ、また制限は有ったが、オペラ等の芸術活動も継続された。アンドレ・ジッドやパブロ・ピカソなどの独創的な作家・芸術家にとって、ドイツ軍占領下のパリはヴィシー政権統治下と比べ自由だと感じられたという。ヴィシー政権の検閲はナチスより対象が多かったためである。
1942年に北アフリカのフランス植民地が連合国の勢力下になり、フランス全土は枢軸国側に占領された。ドイツによる経済収奪は激化し、ドイツ経済の4分の1がフランスからの収奪で成り立っている有様だった。また、食糧事情も悪化し強制労働に従事させられる国民も多かった。一方、レジスタンス運動も激化し、サボタージュや破壊活動が増大した。
1944年6月以降、フランス本土からドイツ軍は敗走。8月のドイツ軍撤退後、対独協力者たちは糾弾され、住民から報復、リンチされた者も少なくなかった。なお、ドイツ軍将校の愛人となったココ・シャネルはスイスに亡命し、「売国奴」、「売春婦」といわれ戦後長くその行為を非難された。
パリ解放前後の日本人
第二次世界大戦開戦後も帰国しなかった150人から200人といわれた日本のうち、外交官や企業駐在員、留学生など多くが、連合軍によりパリが解放される前の1944年8月13日から14日にドイツに去った。その後パリには連合軍が進出してくるが、パリに残留した日本人は出頭するよう指令が出る。多くが民間人収容所に抑留の身となった。
しかし早川雪洲や薩摩治郎八は、ドイツ軍占領と南部にヴィシー政権が設立された後もパリに住み、特に治郎八は戦前より日仏交流のために尽力しフランス人のみならず、在住邦人たちにも頼られていた。さらに2人ともに日本人ではあるものの対独協力に積極的でないために、連合軍によるパリ解放後も自由フランスや連合国軍による逮捕や追放を逃れた。なお早川は日本人であったがアメリカのパスポートも所持していたこともあり、抑留を逃れた。

### イギリス
大戦初期

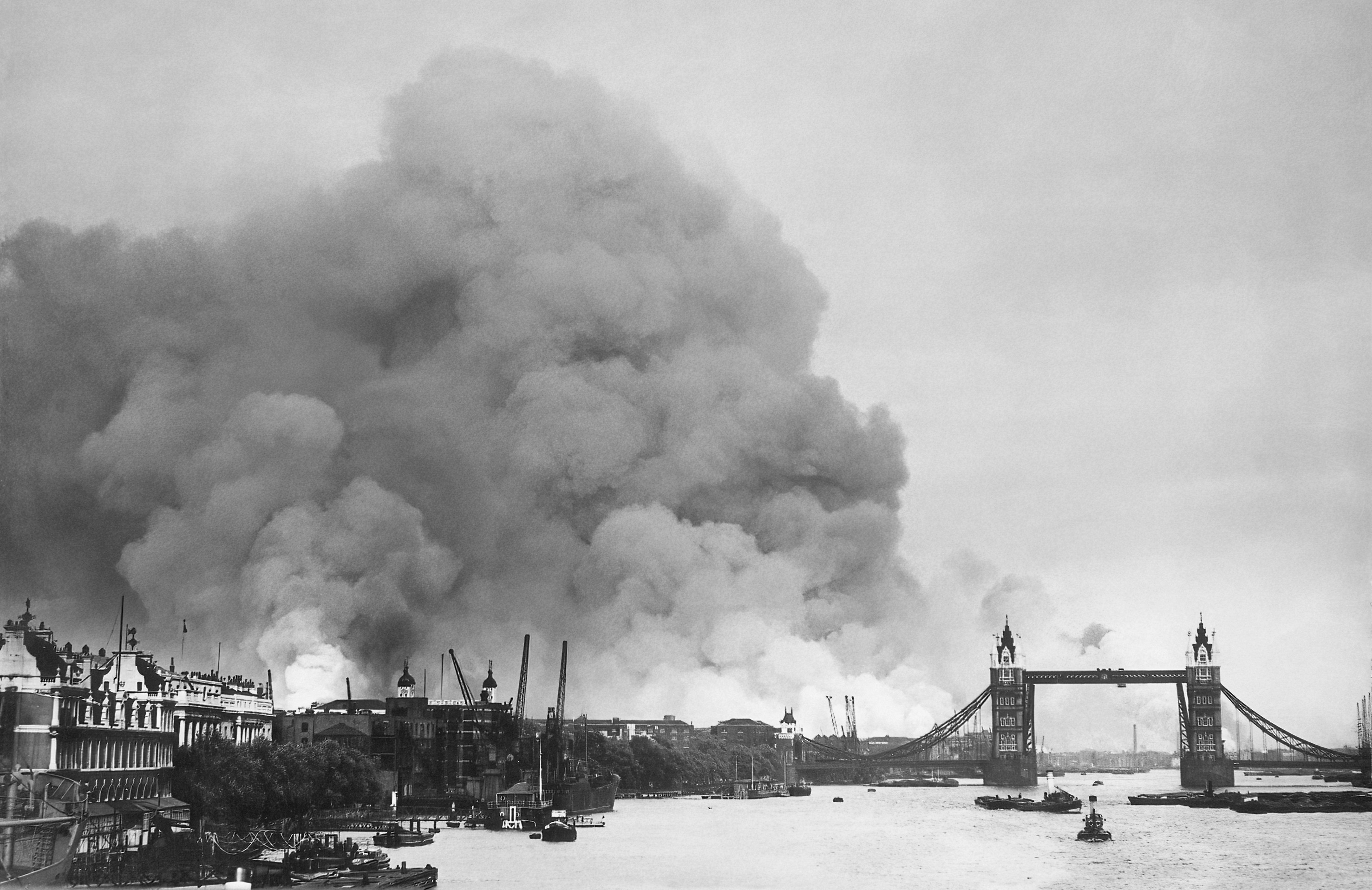
爆撃を受け炎上するロンドン

開戦当初は戦争とは思えないほど平穏な日々だったが、1940年のベルギーやオランダ、フランスの降伏後は単独でドイツと戦った。1940年8月下旬からはロンドンをはじめ、各都市がドイツ空軍爆撃機の夜間無差別爆撃に遭い、多くの市民が死傷し、児童の地方への疎開や防空壕の設置、地下鉄駅への避難が行われた。イギリスのほぼ全土がドイツ軍の爆撃圏に入った。
開戦後にはドイツ人とイタリア人ががマン島におかれた民間人収容所に入れられた。なお1939年11月には、ロンドン航路についていた当時中立国の日本の日本郵船の照国丸が、テムズ川河口で機雷に触れ撃沈されている。
1942年頃まではドイツ軍の本土進攻が伝えられたことから、ドイツ軍の上陸を想定し、沿岸地域の住民に対し様々な対策を試みた。なお1942年に日本への帰国希望者は戦時交換船で帰国している。
大戦末期
1944年には戦局がイギリスを含む連合軍に有利になり、国民生活にもわずかながら余裕が出てきたが、同年6月8日からはドイツ軍が新たにV1飛行爆弾でロンドンやイギリス南東部を攻撃し、さらに9月13日からはV2ロケットでの攻撃も加わり、市民に多数の死傷者が出た。V1のイギリスの被害は死者および重傷者24,165人を出した。特にV2は当時の戦闘技術で迎撃不可能だったので、ロンドンを中心とした大都市市民への心理的影響は決して小さくなかった。
食料統制

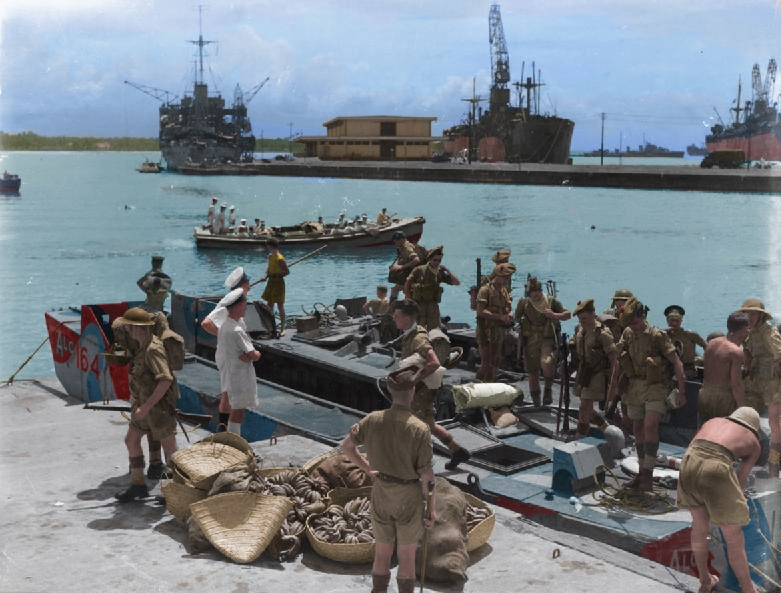
マダガスカルに上陸するイギリス軍

ドイツ海軍Uボートやインド洋における日本軍による通商破壊により、近海のみならず南アフリカやインド、オーストラリアやニュージーランドなどとの海運は極端に制限され、食糧や生活物資の供給は逼迫、さらに燃料の枯渇と近海での軍事作戦のために漁業活動にも影響が出た。
特に食料品をはじめとする生活必需品は軍に回され、配給となり国民は困窮した生活を余儀なくされ、ガソリンやタイヤ、肉や布などあらゆるものが配給され、さらに家庭農園が推奨された。
なおガソリンや食料品の配給は長く続き、菓子類への砂糖の統制は植民地があったにもかかわらず戦後の1953年までと、敗戦国の日本や西ドイツより長く続いた。

### アメリカ
本土への攻撃と防衛体制

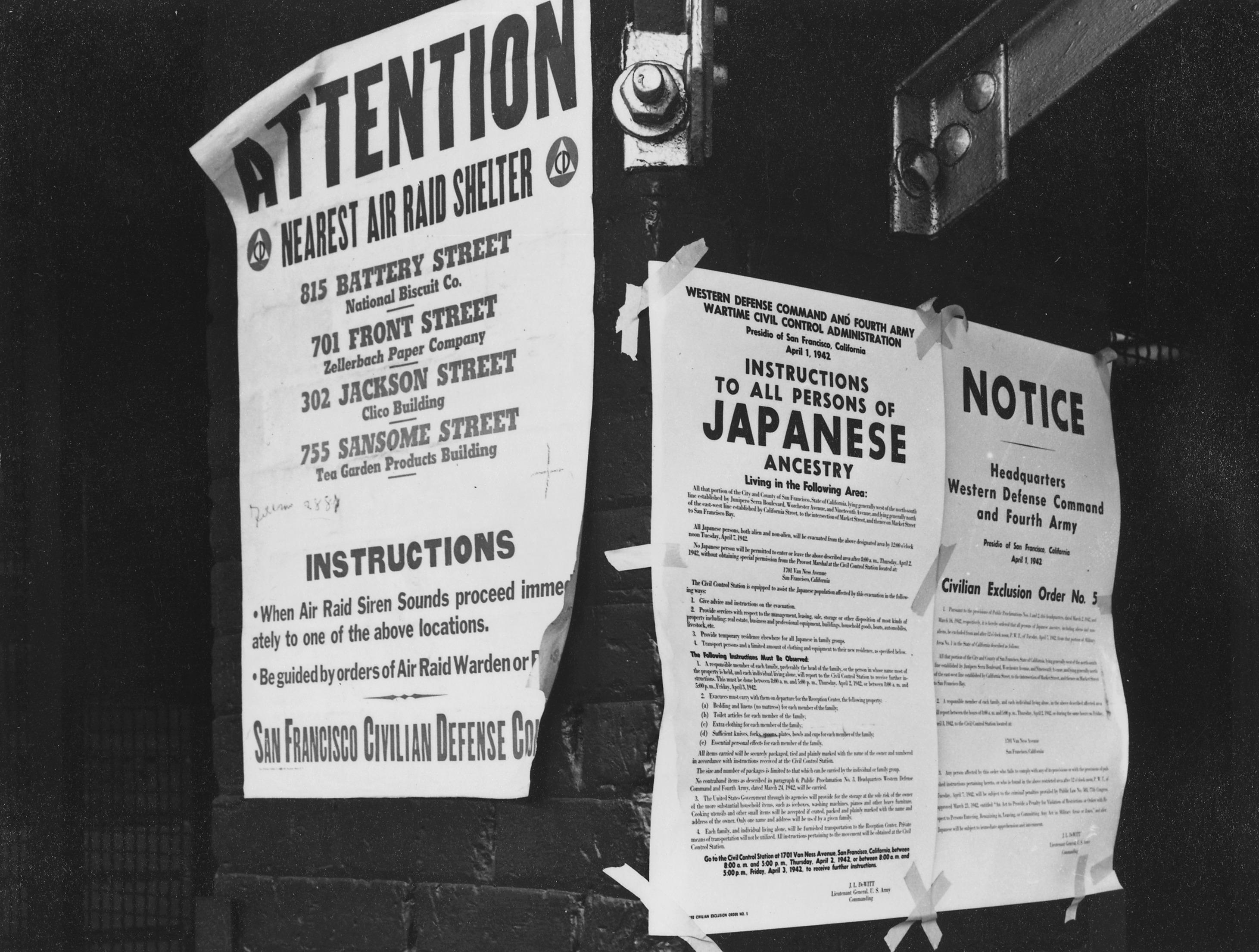
サンフランシスコ市内に張り出された日本海軍機による空襲時のシェルターへの避難案内と日系アメリカ人に対する強制退去命令

ハワイの真珠湾にある海軍基地が日本海軍艦船の艦載機による空襲を受けて壊滅状態に陥り、またオアフ島内の民間施設が被害を受けたほか、開戦後から1942年下旬にかけて、カリフォルニア州からオレゴン州、ワシントン州までの本土西海岸一帯、そしてアラスカ州のアリューシャン列島が、日本海軍艦船の艦載機による数度に渡る空襲や、日本海軍の潜水艦による砲撃を受けたほか、西海岸一帯からハワイ、アラスカやメキシコにかけての広い地域で日本海軍の潜水艦による通商破壊戦も盛んに行われた。
これを受け、開戦後から終戦にかけて西海岸一帯およびハワイ、アラスカ州では、日本陸軍部隊の上陸を恐れ厳戒態勢に置かれ続けたほか、1942年末までは学童疎開の実施が検討された。また、西海岸一帯でロサンゼルスやサンフランシスコなどの西海岸の都市圏では防空壕の設置や灯火規制、対空砲の設置が行われたほか、「ロサンゼルスの戦い」のような誤認攻撃が起き市民に死者が出る有様であった。
さらにハワイでは、日本軍による占領に伴い島内で流通している紙幣が日本に押収され、物資調達などの決済に使用されることを恐れ、島内で使用されている2億ドルのアメリカドル紙幣に「Hawaii」とスタンプが押された。また、このような対日戦に対する恐怖と日本人に対する人種偏見をもとにした日系人の強制収容が、西海岸一帯を中心にしたアメリカで行われた。
ドイツやイタリアからは、軍による本土への攻撃は行われなかったが、ドイツ海軍潜水艦による東海岸やメキシコ湾沿岸での通商破壊戦や、メキシコ湾などから潜水艦で上陸した工作員による破壊工作がいくつか行われた。
1942年に行われた日本海軍機による本土空襲以降は本土への攻撃が行われることはなかったものの、灯火制限やシェルターを使った避難訓練、バーやキャバレーなどの時間制限など、西海岸一帯の厳戒態勢は終戦に至るまで継続されたほか、東海岸一帯やカリブ海沿岸においても軍民による警戒態勢が継続して行われた。また、1944年から1945年にかけては日本陸軍の風船爆弾による攻撃を受けて民間人が死傷したほか、本土内の軍施設にも被害が出た。
日用品と食料配給制
1941年12月に対日戦、続いて対独伊戦が始まると、アメリカでも他国同様に肉類や砂糖、バター、チーズなどの食料品や、靴やストーブなどの日用品の政府によるポイントでの配給制の導入が全土で行われた。なお、ナイロンストッキングの製造は禁止されたほか、華美なデザインの服装が政府により制限された。
また、1941年12月以降、全土の一般家庭からの鉄やアルミニウムの回収、供用が行われたほか、ガソリンやオイル、タイヤの配給制の導入も行われた。さらに、民需向け自動車の生産制限も行われ、1942年以降の生産台数および販売台数が激減した。
当時世界最大の食肉産出国であるアルゼンチンやブラジル、メキシコやカナダとは、同盟国もしくは中立国で、地続きでもあり、さらに船舶での運行も比較的安全に行われたため、食肉の輸入ができた。加えて、本土で原油生産ができたこと、本土が日本軍の空襲や砲撃以外に大きな戦災を受けることがなかったこともあり、食糧をはじめとする生活必需品の生産と供給が、1940年以降のイギリス本土やドイツ、ポーランドなどのヨーロッパ諸国、1945年春以降の日本本土のように極端に滞った状況に置かれることはなかった。また、食料の需要を満たすために「勝利農場 (Victory Garden)」と呼ばれる家庭農園が全国で行われた。
しかし、肉類や砂糖の購入制限は終戦後の1945年末まで継続された。また、ガソリンの配給制は終戦後間もなく解除されたものの、ゴムの供給がひっ迫したため、タイヤの購入制限は終戦後しばらく経つまで継続された。
娯楽・スポーツ

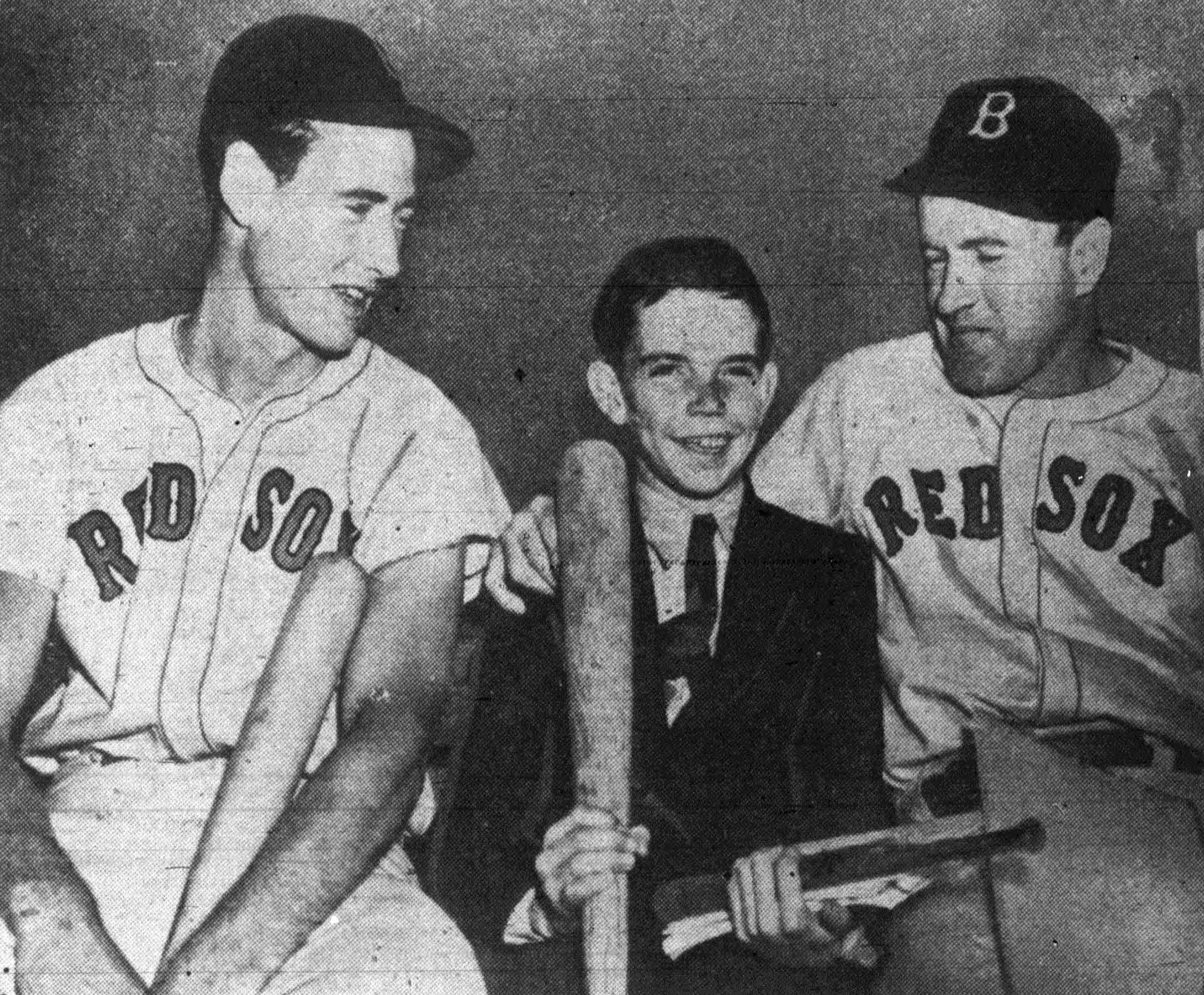
ボストン・レッドソックスの選手（1941年）

バーやダンスクラブなどは全土で営業制限が行われた。これは1943年まで続いた。また、日本軍の上陸が危惧された太平洋沿岸で行われた灯火管制の実施時には、レストランや映画館、バーやキャバレーなどの夜間営業も制限された。
ガソリンの配給による移動制限や夜間営業の制限、灯火制限などにより家にいる時間が増えたことにより、ラジオのやボードゲームの人気が上がり、また『カサブランカ』をはじめとする、戦意高揚を目的とした娯楽プロパガンダ映画が多く製作され、ドイツや日本人を悪役とした映画が人気を得た。
メジャーリーグベースボールは開催中止論も広まりつつあったが、日本のプロ野球同様継続された。しかし、多くの有力選手が戦場へと向かったほか、終戦の年の1945年にはMLBオールスターゲームが中止を余儀なくされるなど、戦争の影響を大きく受けることになった。
競馬の人気も上がったが、自家用車で来る観客が増えたために一部の競馬場の営業が制限され、大戦末期には全米で禁止されてしまった。
国民の動員

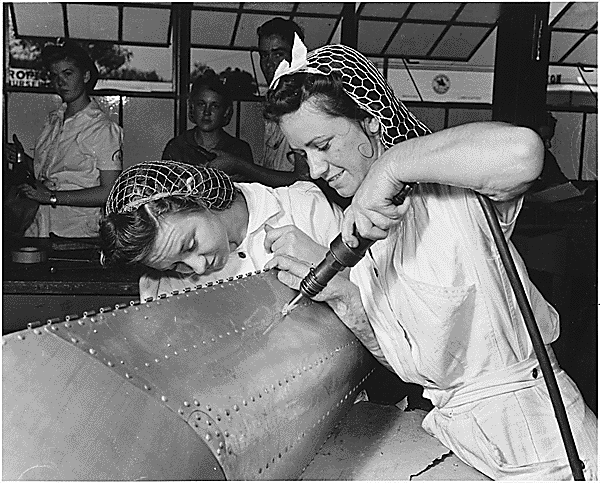
軍需工場に動員され働く女性工員

アメリカの参戦をきっかけに多くの若者を中心とした男性は徴兵され、志願する者も少なくなく、最終的に兵士の数は1200万人になった。これは当時のアメリカの人口10.5%に当たる。なお敵国同様に、結婚するカップルの数が急増した。
単純作業者から熟練工まで戦場に動員されたことを受けて、軍需品の生産現場では人員不足になることが危惧されたため、多くの軍需工場で女性が工員として働くことになり、他の大国に比べ遅れていた女性の社会進出を後押しすることになった。
また、全米で医師の多くが軍人として戦地へ軍医として取られたため、一般的な医師の往診が難しくなった。また太平洋沿岸では、日本軍による空襲や上陸に備えて学童疎開の実施が検討された。
戦時公債
第一次世界大戦同様、国民に対し戦時公債の購入が盛んに勧められ、多くのハリウッドスターが全米で行われた戦時公債の購入キャンペーンに駆り出された。
人種差別

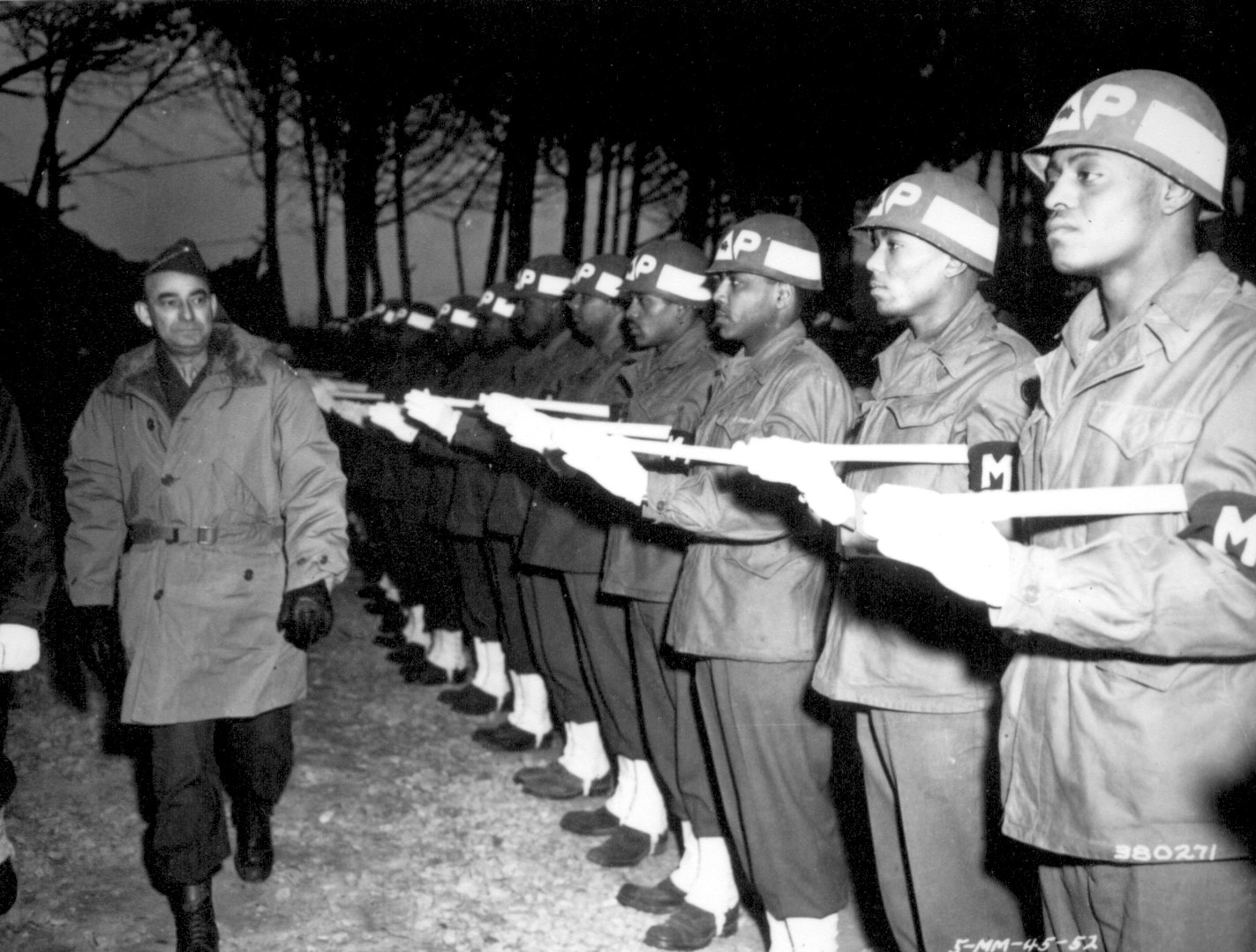
アフリカ系アメリカ人部隊

当時のアメリカで法により人種差別が認められていた中で、差別を受け続けていたアフリカ系アメリカ人をはじめとする有色人種も多くが戦場へ狩り出された。
アフリカ系アメリカ人兵士が戦線で戦う場合は下級兵士として参加し、「黒人部隊」としての参戦しかできなかった上に、海軍航空隊および海兵隊航空隊からアフリカ系アメリカ人は排除されていた。さらにアフリカ系アメリカ人が佐官以上の階級に任命されることはほとんどなかった。また、ある陸軍の将官は「黒んぼを通常の軍務に就かせたとたんに、全体のレベルが大幅に低下する」と公言したように、アメリカ軍内には制度的差別だけでなく根拠のない差別的感情も蔓延していた。しかしアフリカ系アメリカ人兵士は勇敢に戦い、ヨーロッパ戦線を中心に多数の勲功を上げ、アメリカの勝利に大きく貢献した。
これは銃後のアメリカ国内も同様で、「アメリカが戦争に勝っても人種差別が解消されない」、「有色人種国で、かつ第一次世界大戦後に行われたパリ講和会議で人種差別の解消を訴えた日本が勝利したら黒人の待遇が改善する」と考える多くの黒人に対する戦意高揚活動を行い、黒人向けに黒人将兵による活躍を描いたプロパガンダ映画を製作する傍ら、軍当局は他のプロパガンダ映画において黒人兵士や士官を映さないように指示するなど、政府や軍による差別的な扱いは続いた。
その上に、第二次世界大戦におけるアメリカの同盟国で、連合国の1国であったものの、「白豪主義」と呼ばれるように伝統的に白人至上主義傾向が根強いオーストラリアは、当初アメリカ軍の黒人兵や日系兵の自国への上陸を拒否するなど、有色人種はアメリカ軍内のみならず一部の人種差別的な同盟国からも差別的な待遇を受けることとなった。

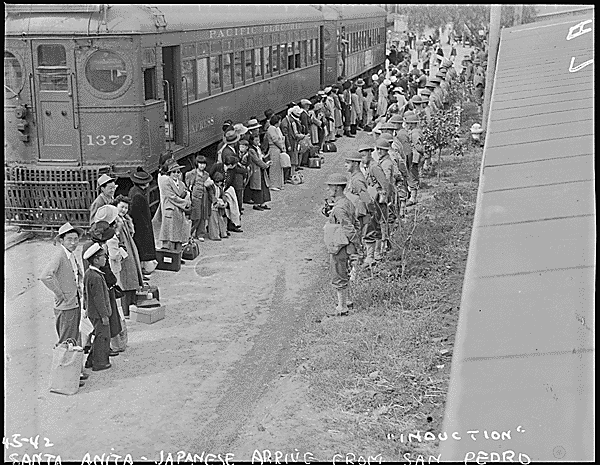
アメリカ軍兵士の監視下で強制収容先に運ばれる日系アメリカ人

アメリカにとって敵国であるドイツ人やイタリア人をルーツに持つ者は、その主義主張が反米的でない限りこれまでと同様の生活を続けたものの、同じ敵国である日本人をルーツに持つ日系アメリカ人は、有色人種であるがゆえに人種差別を元にしたルーズベルト政権の差別的方針を受けて、西海岸一帯に住む日系アメリカ人はその主義主張は関係なく強制収容されることとなった。

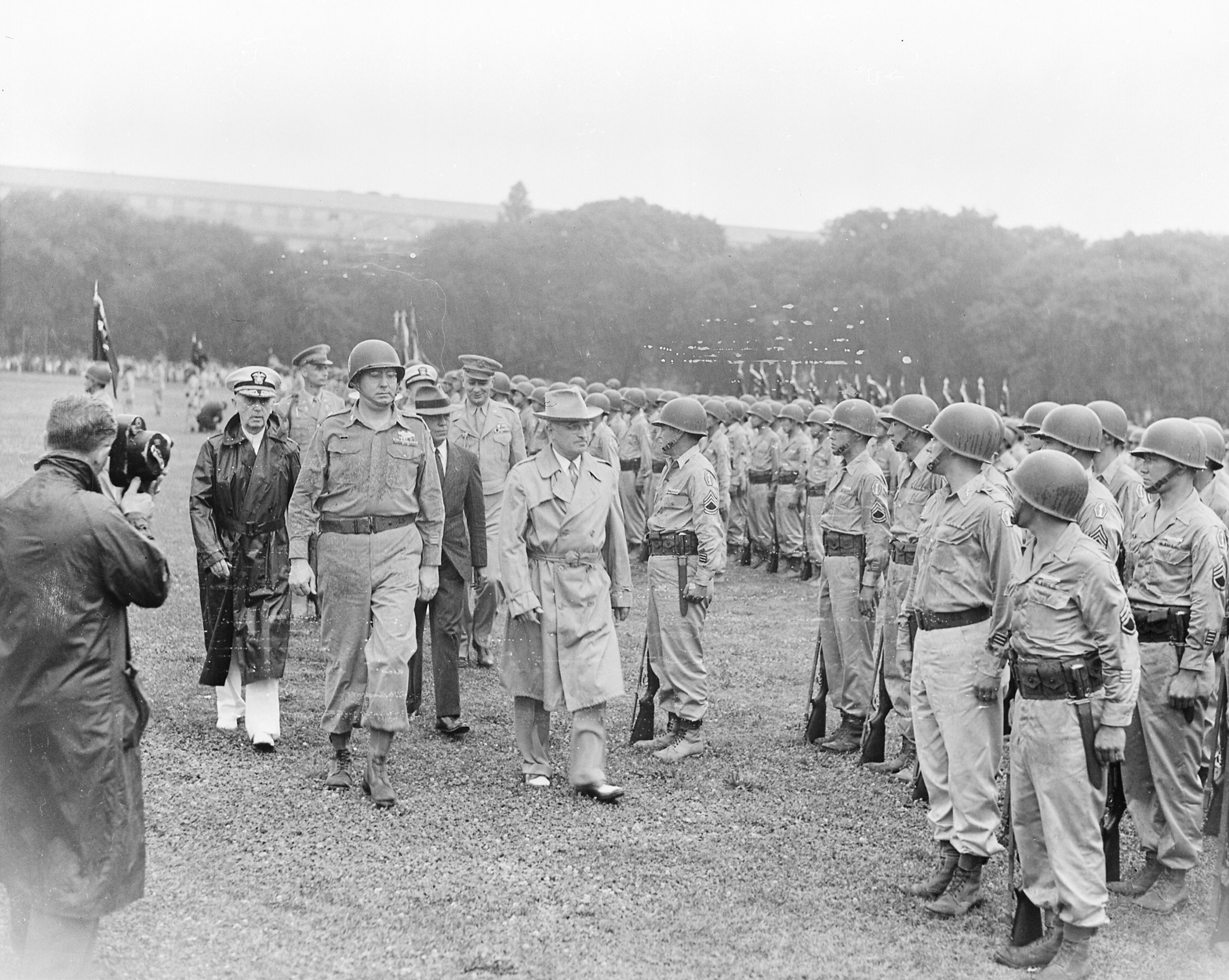
第442連隊戦闘団を閲兵する米大統領トルーマン（1946年7月15日）

しかし、中西部や東海岸、ハワイに住んでいた日系アメリカ人だけでなく、西海岸沿岸に住み強制収容されていた多くの日系アメリカ人の若者がアメリカ陸軍の日系アメリカ人部隊第442連隊戦闘団に志願した。ヨーロッパでの戦いで、死傷率31.4%という大きな犠牲を出しながら、アメリカ陸軍部隊史上最多の勲章を受けるなど歴史に残る大きな活躍を残したほか、対日戦においても暗号解読や通訳兵、兵士の日本語教育として貢献した。さらにアフリカ系アメリカ人と同様に、佐官以上の階級に任命されることはほとんどなかった。しかしこれらのアメリカ軍内における深刻な人種差別を跳ね除け、戦後の日系アメリカ人の地位向上に大きく貢献した。
それでも、戦後も日系人アメリカ人に対する差別は長く続いた。1978年に、日系アメリカ人市民同盟は強制収容に対する謝罪と賠償を求める運動を立ち上げ、1988年に当時の大統領ロナルド・レーガンは「市民の自由法」（日系アメリカ人補償法）に署名することとなった。「日系アメリカ人の市民としての基本的自由と憲法で保障された権利を侵害したことに対して、連邦議会は国を代表して謝罪する」として、強制収容された日系アメリカ人に謝罪し、現存者に限って1人当たり2万ドルの損害賠償を行った。
また、同じく人種差別を受けていたネイティブ・アメリカン（アメリカ先住民）の多くの若者も戦場へと向かい、同じくアメリカの勝利に大きく貢献した。しかし、これらの少数民族に対する差別は銃後でも行われ続けていた上に、差別が合法化された状況は終戦後も続き、そのような状況が終結するのは終戦から20年近く経った1964年の公民権法制定まで待たねばならなかった。

#### 在米民間人
ワシントンD.C.の日本、ドイツ、イタリア大使以下大使館員は、12月7日以降は自宅にものを取りに行く以外は地元警察とFBIに守られた大使館にいることを余儀なくされ、12月29日にはメキシコやキューバなど中南米の敵国となった一部の国の大使館員と、アメリカの全土の領事館員とその家族と一緒に、バージニア州のホット・スプリングやホワイトサルファー・スプリングスにあるリゾートホテルに行くことを指示された。なおこれらの国の利益代表となったスペインやスイスの大使館員が、アメリカ国務省との連絡に当たった。
これらの敵国に残された日本、ドイツ、イタリア大使以下大使館員や領事館員、船会社や金融関係者、報道関係者や留学生ら民間人は、1942年や1943年に運行された交換船でその多くが本国に帰国した。

### ポルトガル
本土
アントニオ・サラザール政権下で中立国となったポルトガルの首都であるリスボンは、ヨーロッパの枢軸国、連合国双方と南北アメリカ大陸、アフリカ大陸を結ぶ交通の要所となり、さらに開戦後にはヨーロッパ各国からの避難民が殺到した。
中立国ではあるものの、ポルトガルからスペイン経由でドイツの占領下にあるフランスやドイツ本土へ流れる各種物資の流れを止めることを目論んだイギリス海軍による海上封鎖が行われたために、生活物資をはじめとする各種物資の輸入が激減した。
植民地
中立国であるにもかかわらず、大戦勃発後に大西洋上にある植民地であるアゾレス諸島を、イギリスとアメリカによる圧力により連合国軍の物資補給基地として提供させられることを余儀なくされたほか、大東亜戦争勃発後には、アジアにある植民地であるマカオもポルトガルの植民地として中立の立場を堅持したまま日本軍の影響下に置かれることを余儀なくされた。
さらに同じアジアにある植民地である東ティモールは、大東亜戦争開戦後の1942年にオランダ領東インド駐留オランダ軍とオーストラリア軍が「保護占領」し、その後両軍を放逐した日本軍が同じく「保護占領」下に置くなど、あくまで名目上は中立国としての立場を尊重されたまま、枢軸国と連合国の間の争奪戦の中に置かれた。なおこれらの植民地との交易は、上記のイギリス海軍によるポルトガル本土周辺海域の海上封鎖や戦禍の拡大を受けて激減した。

## 第一次大戦との比較・新たに登場した技術と戦術
第一次世界大戦と比較すると、ともに総力戦ではあったが相違もあった。第一次大戦は塹壕戦と戦艦、ケーブル切断を主体に展開されたが、第二次世界大戦では航空戦力による空襲、空母と潜水艦を用いた機動戦、無線通信の本格運用の結果、戦線が拡大した。また、無線は電信と異なり、敵に傍受されるため、暗号による作戦伝達や、その解読による戦果がもたらされた。
第一次大戦では工業力と人口が国力となっていたが、第二次世界大戦ではこれに科学技術の差が明確に加わることとなった。戦争遂行のために資金、科学技術が亡命者を含み投入され、多くのものが長足の進歩を遂げた。
使用された兵器には、著しく発達した航空機や戦車、潜水艦や空母などに加え、新たな技術であるレーダーやジェット機、長距離ロケットなどの新兵器、さらに原子爆弾、つまり核兵器という大量破壊兵器が含まれる。レーダーは大戦初期のバトル・オブ・ブリテン辺りから本格的に登場し、その優劣が戦局を大きく左右した。原子爆弾はアメリカがドイツやイタリアからの亡命者の協力の元完成させ、第二次世界大戦終盤に使用したが、ドイツや日本も実用化に向けて研究していた。

### 既存兵器の変化
兵器

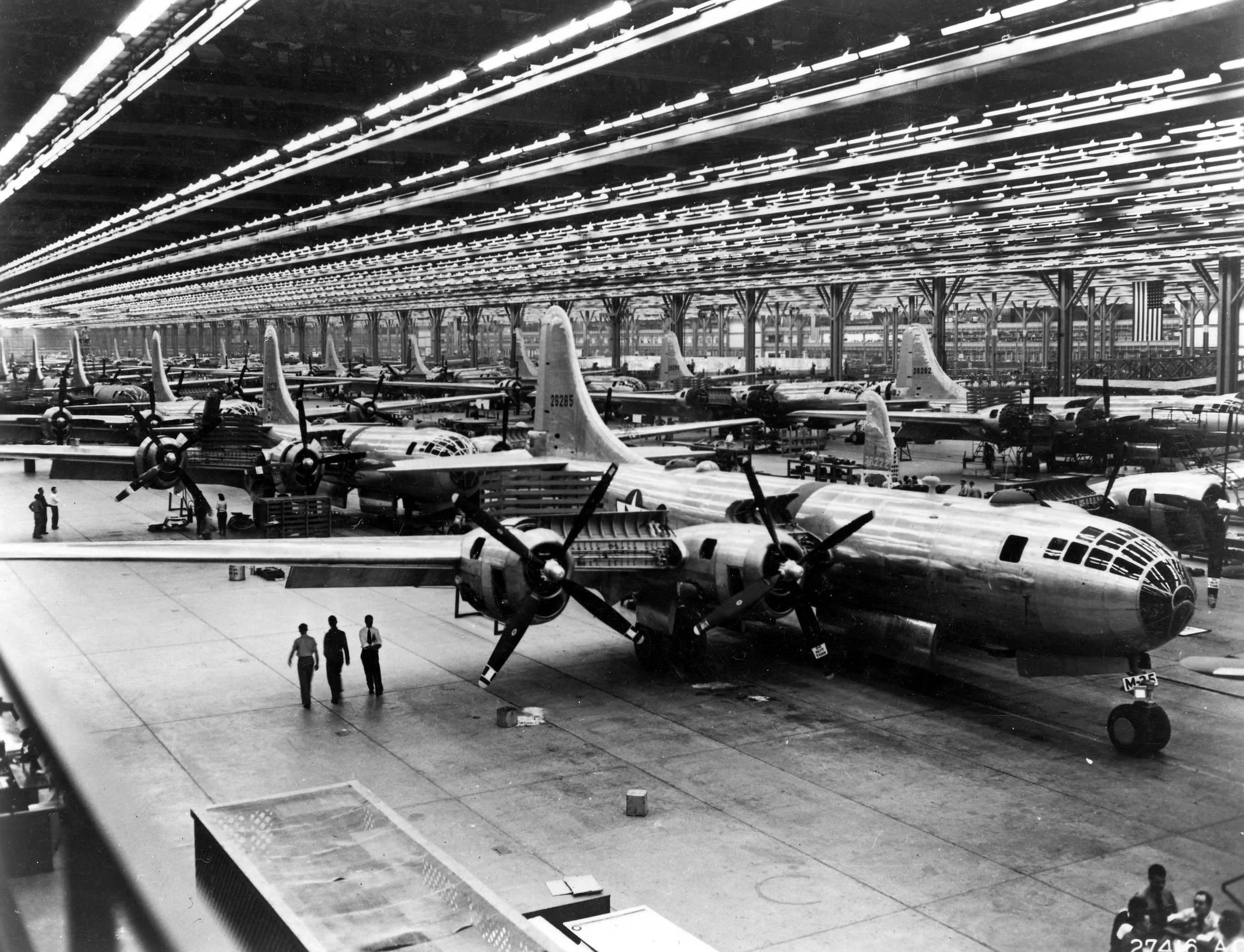
ウィチタにおけるボーイングの組立ラインにて、B-29スーパーフォートレス戦略爆撃機（1944年）

第一次世界大戦で実用化が進んだ航空機は、大戦前から近代的な全金属製戦闘機であるドイツのメッサーシュミット Bf109やイギリスのスーパーマリン スピットファイア、日本の零式艦上戦闘機が実用化され初期から中期の戦場で活躍した。各前線での戦闘の激化に伴い、日本やイギリス、ドイツやアメリカなどで新たな航空機の開発が進められた。
発動機の出力は著しく向上した。レシプロエンジンで1,000馬力程度の出力であったのが、過給機を含めあらゆる技術がつぎ込まれ、戦争中には小型で2,000馬力、大型で3,000馬力を超えた。レシプロは限界を迎え、大戦中にドイツ、イギリス、イタリア、アメリカ、日本の5国はジェットエンジンの開発を目指した。ジェット機の実用化は、ドイツとイギリスが1944年に実現したが、大々的に投入したのはドイツのみに留まった。日本でもジェットエンジン「ネ0」搭載の新機種の開発などが急ピッチで行われたが、ジェット戦闘機の完成はアメリカと同じくぎりぎりで終戦に間に合わなかった。
爆撃機としては、ショート スターリング、ハンドレページ ハリファックス、アブロ ランカスターやボーイングB-17、B-24、B-29等、発動機4発の大型戦略爆撃機が連合国側で多数登場した。またイギリスのデ・ハビランド モスキートや日本の三菱一〇〇式司令部偵察機等の高速偵察機、さらに末期にはイギリスのグロスター ミーティアやドイツのメッサーシュミット Me262等のジェット機やメッサーシュミット Me163のロケット機等、新鋭機が次々と戦場に投入された。
これら航空機に導入された様々な技術は、戦後でも民間で盛んに使われ、出力向上のための技術は後年、ターボチャージャーなど自動車用発動機の効率改良に様々な形で役立てられた。

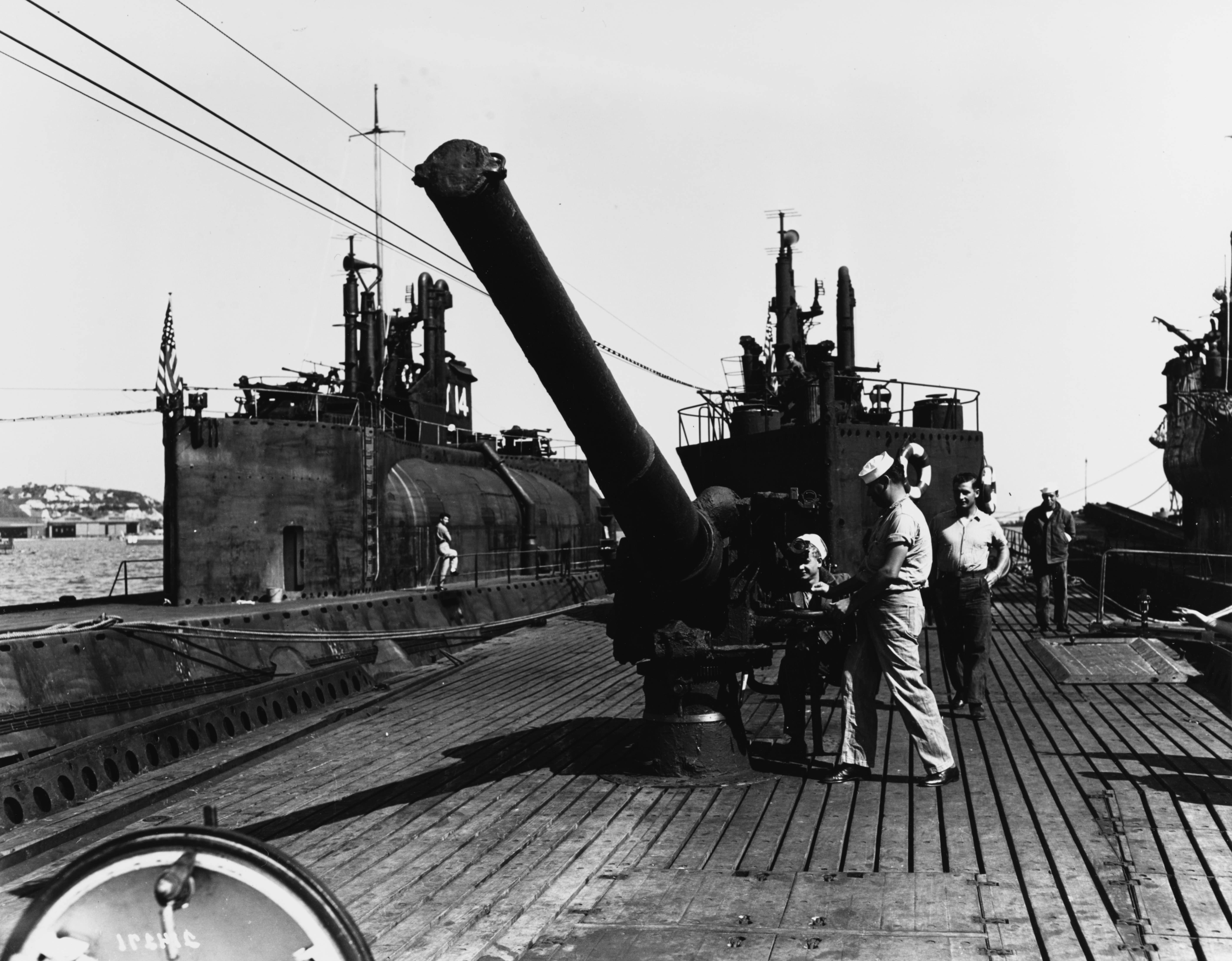
アメリカ本土に回航されて技術調査中の伊四百型潜水艦。本型は軽巡洋艦並の14cm主砲を後部甲板に装備していた。

同じく第一次世界大戦に本格的な実用化が進んだ潜水艦は、ドイツのUボートや、日本の空母型潜水艦である零式小型水上偵察機を艦内に収容した日本の伊十五型潜水艦や、3機の特殊攻撃機「晴嵐」が搭載可能であり、潜水空母とも俗称される伊四百型潜水艦など、さらなる大型化と多機能化を見せた。この潜水艦における兵器格納は戦後ミサイル搭載型の潜水艦へと進歩していくことになる。
戦車においては、ドイツ軍が編み出した電撃戦という戦術により、求められる性能は第一次世界大戦から大きく変化した。機動力を持つ戦車が要望されたが、装甲が薄く生存性の低い軽戦車は初期に最前線から退き、主力となる中戦車が登場した。戦前はイギリスのヴィッカース 6トン戦車を源流とする軽戦車が主力であったが、内燃機関の発達とともに武装・装甲が強化され、急激に重量を増した。連合国の戦車は30トン級（ソ連のT-34、アメリカのM4中戦車）が主力となった。開戦初期は主砲は37mm口径が主力だったが、後期には75mm口径以上が必須となった。傾斜した装甲によりその防御力も強化された。同時に戦車へ対抗する兵器も、成形炸薬弾による個人運用が可能なバズーカ、パンツァーファウスト、PIATなどの登場により進歩した。

### 新たな兵器

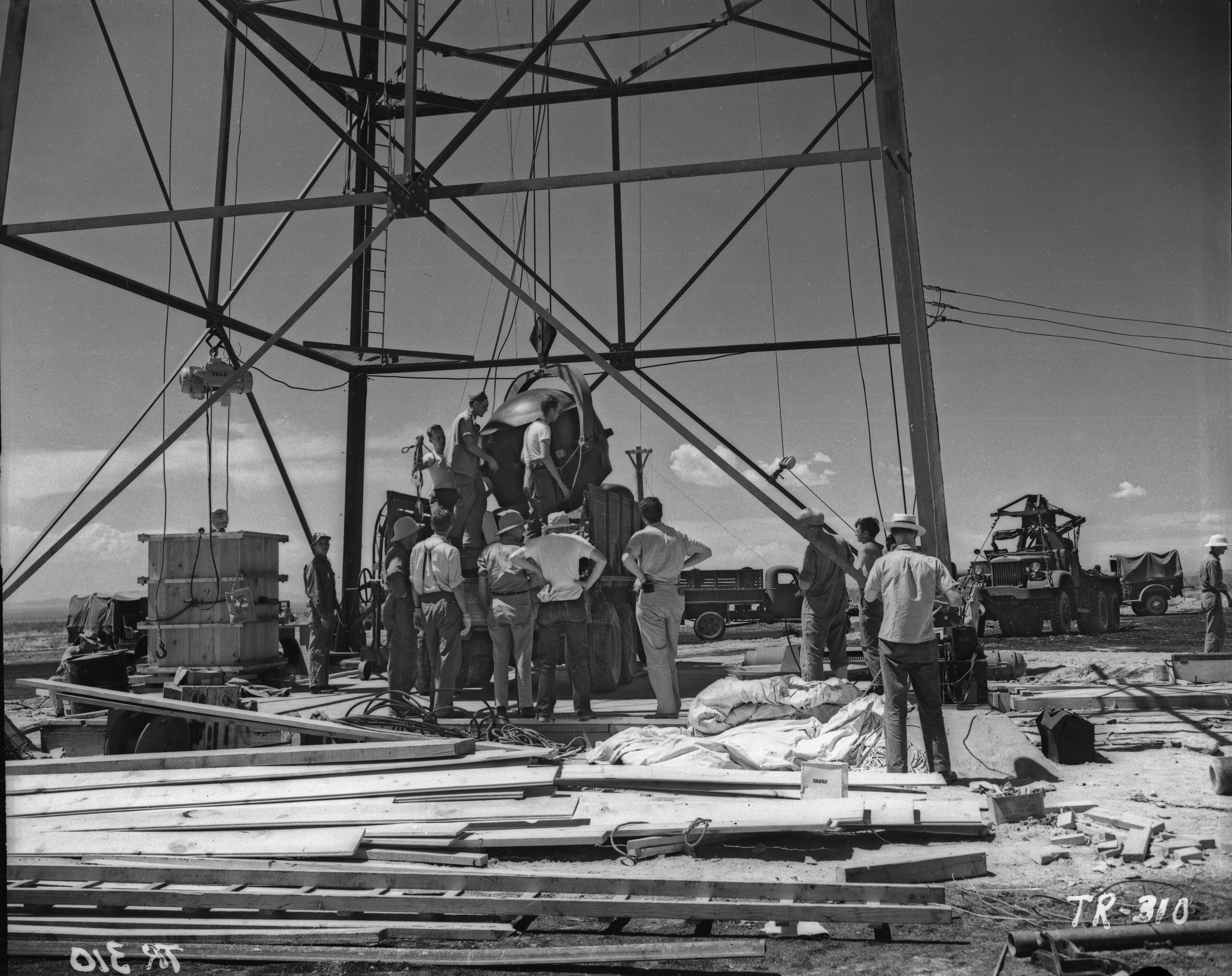
1945年7月、ホワイトサンズ・ミサイル実験場のトリニティ実験にて、爆轟塔の頂上に運び上げられる世界初の原子爆弾ガジェット

この戦争では航空機の性能が著しく向上し、空中戦を制するため制空権が重要となり、そのためレーダーの性能とその保持は交戦国にとって重要であった。レーダーは1940年のバトル・オブ・ブリテンで重要な役割を果たし、攻撃目標となった。技術革新により小型化され、地上配備から、艦艇、後には夜間戦闘機や対潜哨戒機等、航空機に搭載されるまでになった。
ドイツやアメリカ、日本が開発しようとした核兵器（原子爆弾）は、アメリカ合衆国のみがドイツやイタリアからの亡命者の技術も借りて、ようやく大戦末期に完成した。その威力は非常に大きく、冷戦時代を通じた現在でも、その所持による抑止力は依然として大きな影響がある。その原子爆弾が2個、日本の広島と長崎に投下された。
ドイツのエニグマなどの暗号解読の研究・開発が、大戦中期からイギリスのアラン・チューリングが中心となり行われた。またドイツは弾道計算のためのコンピュータを研究・開発した。

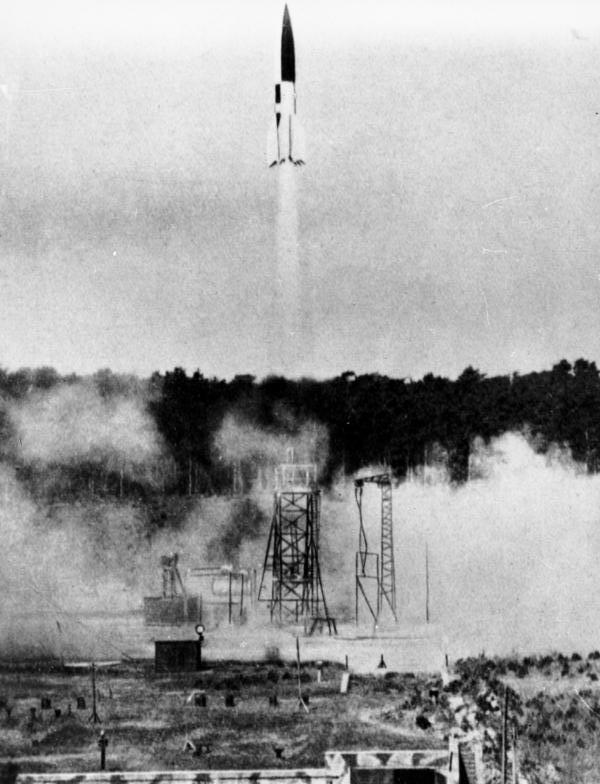
1943年、ペーネミュンデから発射されるV2ロケット

ドイツ空軍は、巡航ミサイルの始祖ともいえるV1飛行爆弾を開発・生産し、実戦投入した。当時の制御技術では、これの精密誘導は不可能であった。ドイツ陸軍は弾道ミサイルの始祖ともいえるV2ロケットを実用化し、実戦投入した。これも当時の技術では、現在のミサイルほどの正確な誘導は不可能だったが、発射されたら迎撃不可能で、連合国側に実際の戦果より強い心理的影響を与えた。
ドイツが開発した軍事技術は戦勝国にとって格好の略奪目標となり、ドイツのロケットや航空技術に関する人物・物資を競って運び去った（アメリカの技術的略奪行為についてはペーパークリップ作戦を参照）。また、日本もジェット機をはじめとする航空機や潜水艦が主にアメリカ軍によって持ち去られ、アメリカ本国でテストされた。

### 兵站と機動
アメリカのダグラス DC-3やボーイング B-17に代表される、量産工場での大量生産を前提として設計された大型航空機の出現による機動性の向上は、ロジスティクス（兵站）をはじめ戦場における距離の概念を大きく変えることになった。また、九五式小型乗用車、ジープ、シュビムワーゲンなどの本格的な4輪駆動車の導入やバイクやサイドカーの導入など、地上においても機動性に重点をおいた兵器が数々登場し、その技術は広く民間にも浸透している。

### 戦術
歩兵でなく戦車やそれを補佐する急降下爆撃機を中心にした電撃戦（ドイツ）、航空母艦やその艦載機による機動部隊を中心とした海戦（日本）、4発エンジンを持った大型爆撃機による都市部への空襲（アメリカ、イギリス）や、V1やV2などの飛行爆弾・弾道ミサイルによる攻撃（ドイツ）、戦闘機を敵艦に突進させるなどとした攻撃である特別攻撃隊（日本、ドイツ）、核兵器の使用（アメリカ）などは、第二次世界大戦中だけでなくその後の戦争や攻撃にも大きな影響を与えた。

### 技術・代用品の開発・製造
総力戦は、戦略物資の確保が勝敗を左右する戦いでもあった。そのため、戦争による供給途絶や資源不足を補うべく、各国で代替材料の開発・製造が国家的な規模で推進された。
例えば、日本の生糸に代わる素材としてアメリカで開発されたナイロンがパラシュートなどの軍需品に転用されたように、東南アジアからの供給が絶たれた天然ゴムに代わる合成ゴムが、ドイツやアメリカで大規模に生産された。さらに、石油資源に乏しいドイツや日本では、石炭を原料とする人造石油（石炭液化）の開発・製造が行われるなど、科学技術が資源の制約を克服するために動員された。

## 影響

### 戦後
戦争中から連合国では、国際連合の設立など戦後の秩序作りが協議されていた。戦場となったヨーロッパと日本では戦後の国力は著しく低下しており、戦争の帰趨に決定的影響を与えたソビエト連邦とアメリカ合衆国の影響力は突出して大きくなった。この両国は戦後世界に台頭する超大国となり、覇権争いで対立し、その対立は1990年代に至るまでの長い間冷戦構造をもたらし、世界の多くの国々はその影響を受けずにはいられなかった。
第二次世界大戦の結果により、アジア、アフリカ、中東、太平洋諸国にある有色人種の、欧州の植民地であった地域では、白人諸国家に対する民族自決そして独立の機運が高まり、大戦終結後数年から十数年後に多くの国々が独立した。その結果、大航海時代以来の欧州列強の地位は著しく低下した。
こうした中で、相対的な地位の低下を迎えた西ヨーロッパ諸国と大多数の東ヨーロッパ諸国では、大戦中の対立を乗り越え、さらに1990年代まで続いた冷戦を超えて欧州統合の機運が高まった。しかし21世紀に入ると、ソ連の継承国のロシアなど一部の国はそこから外れ、かつての強国の座を取り戻そうとしている。

### 大戦と民衆
第一次世界大戦は国家総力戦と呼ばれたが、第二次世界大戦では、一般民衆はさらに戦争と関わることを余儀なくされた。戦場の拡大による市街地戦闘の増大や航空機による戦略爆撃（イギリス、アメリカ）、無差別爆撃（イギリス、アメリカ、ドイツ、日本）、原子爆弾の投下（アメリカ）、ホロコースト（ドイツ）など一民族への大量虐殺など、第二次世界大戦は第一次世界大戦より過酷な様相となり、空前絶後の被害が齎された。
さらに、侵略者に対し、占領下の民衆らによるパルチザン・レジスタンスなどゲリラの運動が始まり、民衆自身が直接戦闘に参加した。しかし、それは時として正規軍からの過酷な報復を招いた。
長期に渡る動員によって引き起こされた産業界の労働力不足により、婦女子の産業・軍事への進出が第一次世界大戦当時より促進された。このことが多くの国において参政権を含む女性の権利獲得に大きな役割を果たした面もある。

### イギリス（大英帝国）の終焉、アメリカの台頭

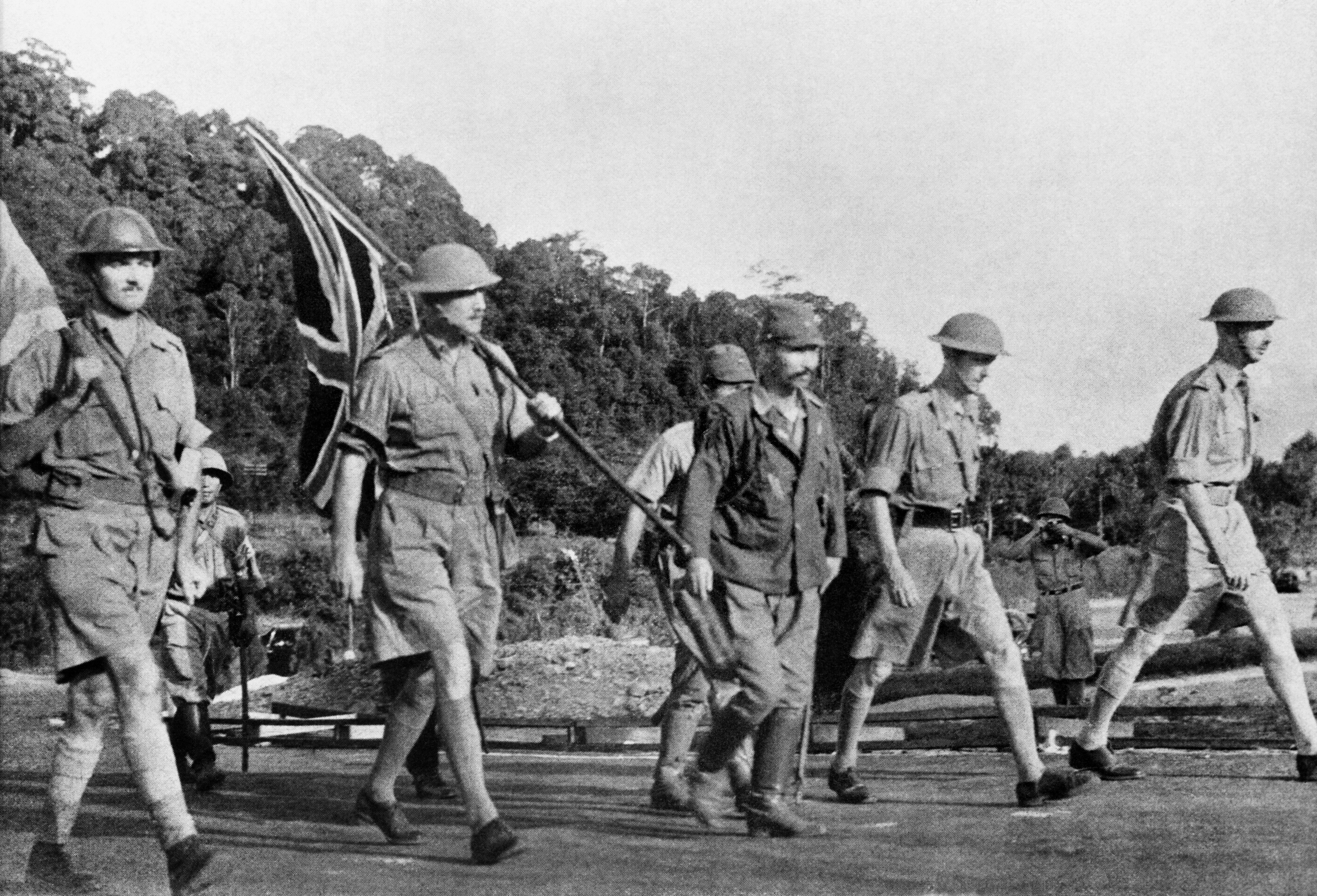
日本陸軍への降伏交渉へ赴くイギリス陸軍のアーサー・パーシヴァル中将の一行

イギリスの歴史学者であるアーノルド・J・トインビーは「イギリス最新最良の戦艦2隻が日本空軍によって撃沈されたことは、特別にセンセーションを巻き起こす出来事であった。それはまた、永続的な重要性を持つ出来事でもあった。何故なら、1840年のアヘン戦争以来、東アジアにおけるイギリスの力は、この地域における西洋全体の支配を象徴していたからである。1941年、日本は全ての非西洋国民に対し、西洋は無敵でない事を決定的に示した」と評している。
また、シンガポール陥落でイギリス陸軍はあっけなく敗れ、マレー半島は日本軍に占領された。シンガポールは東南アジア征服の象徴・要となる場所であり、その陥落はイギリスの極東支配に大きな影響を及ぼしたうえ、その次はビルマからも一旦は駆逐された。結局イギリス軍は、日本軍から奪われた東南アジアの植民地を奪還したが、一連の戦いで、時間と人と物資で破滅的に高価なコストを支払わされ、特にビルマにおいては、一度は日本軍に奪われて面目を失った上、その奪還作戦においてビルマ国土を破壊したことにより、ビルマ国民は2回の大戦闘と2回の国土荒廃に曝されることとなった。そのため、大英帝国ビルマ総督代理F・H・ヤーノルドは「我々はビルマで二度と顔を上げては歩けないだろう」と述べ、ほかのビルマ総督府職員も「（ビルマ国民は）もはや一かけらの信頼も寄せていない」と述べている。結局、イギリスが高価なコストを支払って奪還したビルマも3年も経たないうちに独立することになるなど、戦後になって東南アジア植民地の独立が相次いだ。イギリスの歴史学者レイモンド・キャラハン教授は「（ビルマでの）偉大な勝利のおかげで、フランス人やオランダ人や、のちのアメリカ人と違って、イギリス人は胸をはってアジアを去ることができた。これだけは断言できる。これは、決してつまらぬことではないのだ」と総括している。

#### 『よい戦争』

連合国の対枢軸国のGDP比

特に1970年代以降のアメリカでは、世界にアメリカの敗北と認識され、アメリカが世界から反感をもたれるきっかけとなったベトナム戦争との対比で、第二次世界大戦を「よい」戦争 (good war) とみる風潮が広まった。「民主主義対ファシズム」の勧善懲悪の単純な構図でアメリカが前者を守る正義を行ったとみる。この動きを多数の大衆インタビューにより、スタッズ・ターケルは『よい戦争 (The Good War)』としてまとめた。この本はその後ピューリッツァー賞を受賞した。
戦後の冷戦構造の中でのアメリカは、ソビエト連邦の動きに対抗すべく「反共産主義的」であるとの理由で、チリやボリビアなどの中南米諸国や、フィリピンや南ベトナムなどをはじめとするアジア諸国の軍事独裁政権を支援した。結果としてアメリカは1991年のソビエト崩壊により冷戦を勝ち抜いたが、経済面では西欧やアジアの発展の前に多極化が進んでおり、すでに1950年代のような絶対的な覇者とはいえない状況となった。
国土と生産設備の大半を戦災から免れたアメリカは、軍事外交および経済力において突出した存在となったが、東欧・アジア・中米での共産勢力との戦いや中東での戦いなど、常に共産陣営やイスラム教徒らとの戦いの当事者であることを求め続けられ、国民は献身を求められ続けた。

#### アメリカの人種問題

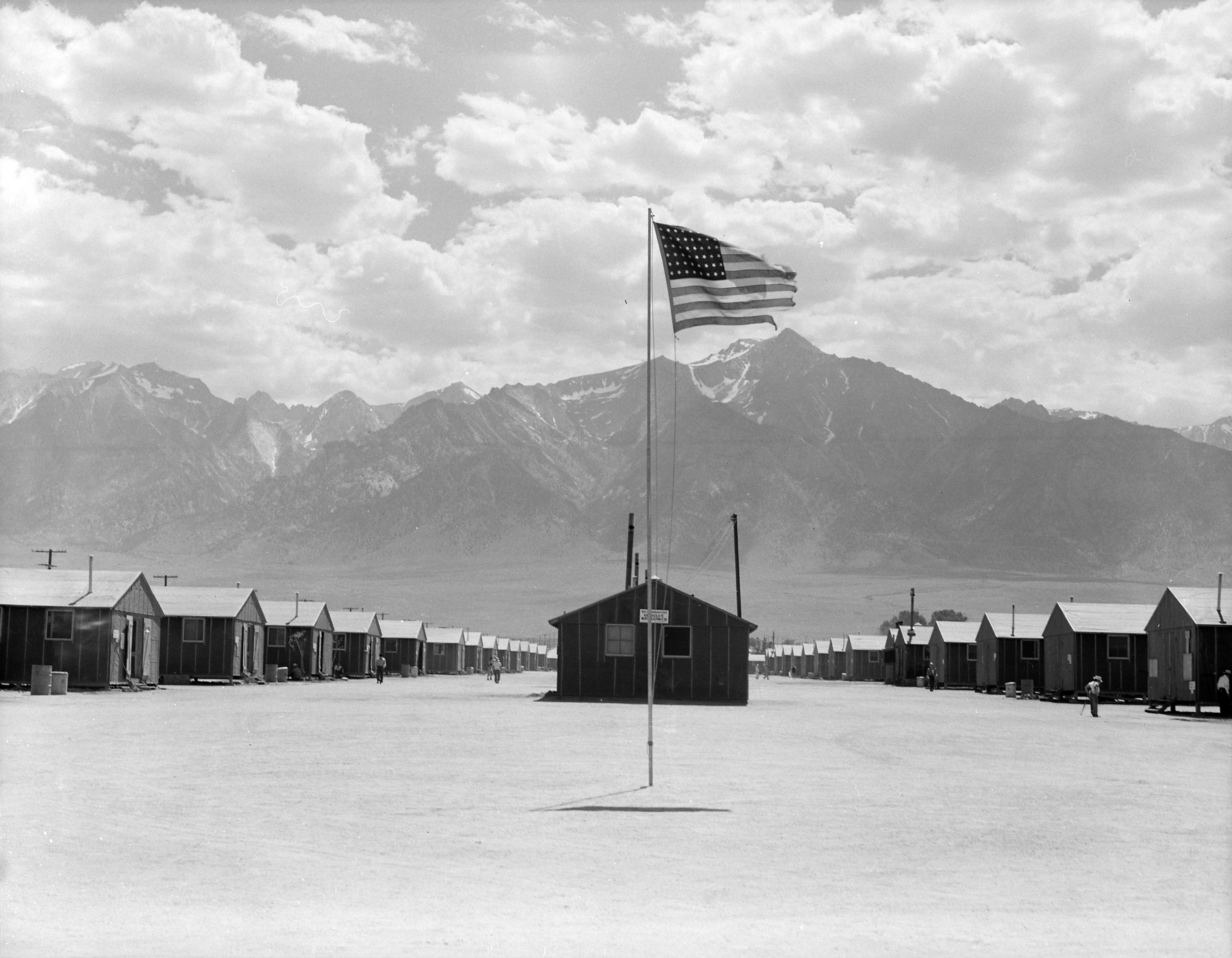
マンザナー強制収容所

大戦中「民主主義の武器庫」を自称していたアメリカは、それとは裏腹に深刻な人種差別を抱えていた。人手不足から被差別人種であるアフリカ系アメリカ人（黒人）やネイティブ・アメリカン（先住民）、日系人なども従軍することになったが、大戦中に将官になったものが一人もいなく、大半の兵は後方支援業務に就かされるなど差別は解消されなかった。
参戦によっても差別構造が変わらなかったのはネイティブ・アメリカンも同様であった。ネイティブ・アメリカンは主に暗号担当兵を担当した。
また、根強い黄禍論に基づいて繰り広げられた日系人に対する差別は、対日戦の開戦後に強行された日系人の強制収容により一層酷くなった。これは第二次世界大戦におけるアメリカの汚点の一つであり、問題解決には戦後数十年もの時間を要し、日系アメリカ人については1988年の「市民の自由法」（日系アメリカ人補償法）、日系ペルー人に至っては1999年まで待たなければならなかった。